# Basilique Saint-Quentin de Saint-Quentin
Vous lisez un « article de qualité » labellisé en 2022.
Pour les articles homonymes, voir église Saint-Quentin et Saint-Quentin.
La basilique Saint-Quentin de Saint-Quentin est une église catholique située dans le centre-ville de Saint-Quentin, dans le département français de l'Aisne. Dédiée à saint Quentin de Saint-Quentin, martyr du IIIe siècle, elle est liée à l'histoire de la dévotion à ce saint : elle en contient les reliques, objets d'un culte important tout au long du Moyen Âge.
Plusieurs églises se sont succédé sur ce site depuis le milieu du IVe siècle. Quant à l'édifice actuel, il est né de l'ambition des chanoines de Saint-Quentin, qui souhaitaient démontrer leur puissance et leur indépendance vis-à-vis des évêques. Ils ont donc voulu bâtir une église dépassant en taille les cathédrales voisines, en particulier celles de Noyon et de Soissons. L'édifice s'est construit laborieusement du XIIe au XVe siècle en réunissant toutes les évolutions successives de l'architecture gothique. Cependant, en raison des contraintes financières et des guerres, il n'a jamais pu être achevé. À la place de la façade monumentale envisagée, la basilique conserve ainsi sa tour-porche héritée de l'ancienne abbatiale carolingienne, ce qui lui donne son aspect singulier.
En sa qualité de collégiale royale, l'église a reçu la visite de nombreux souverains français, depuis saint Louis jusqu'à Louis XV, qui ont largement contribué à sa construction et à son entretien. Le buffet de son orgue de tribune, le plus grand orgue de Picardie devant ceux des cathédrales de Beauvais et d'Amiens, a ainsi été offert par le roi Louis XIV en 1694. Devenue simple église paroissiale à la suite de la dissolution du chapitre canonial sous la Révolution, l'ancienne collégiale a été élevée au rang de basilique mineure par le pape Pie IX en 1876. L'édifice a fortement souffert durant la Première Guerre mondiale, à l'instar de la cathédrale Notre-Dame de Reims, et a ensuite bénéficié d'une longue restauration au cours du XXe siècle.
Plus vaste église gothique de la région des Hauts-de-France après la cathédrale Notre-Dame d'Amiens, la basilique Saint-Quentin est surnommée « la septième cathédrale de Picardie », bien qu'elle n'ait jamais abrité d'évêché. Culminant à 83 mètres avec sa flèche, elle domine la ville et constitue le plus haut édifice du département de l'Aisne, après les émetteurs de Fleury et de Landouzy. La basilique figure parmi les plus grandes églises françaises, avec des dimensions comparables à celles de la cathédrale Notre-Dame de Paris.
La basilique, protégée en tant que monument historique, a été classée sur la première liste de 1840, établie à la demande de Prosper Mérimée.

## Histoire

### État des sources et de la recherche

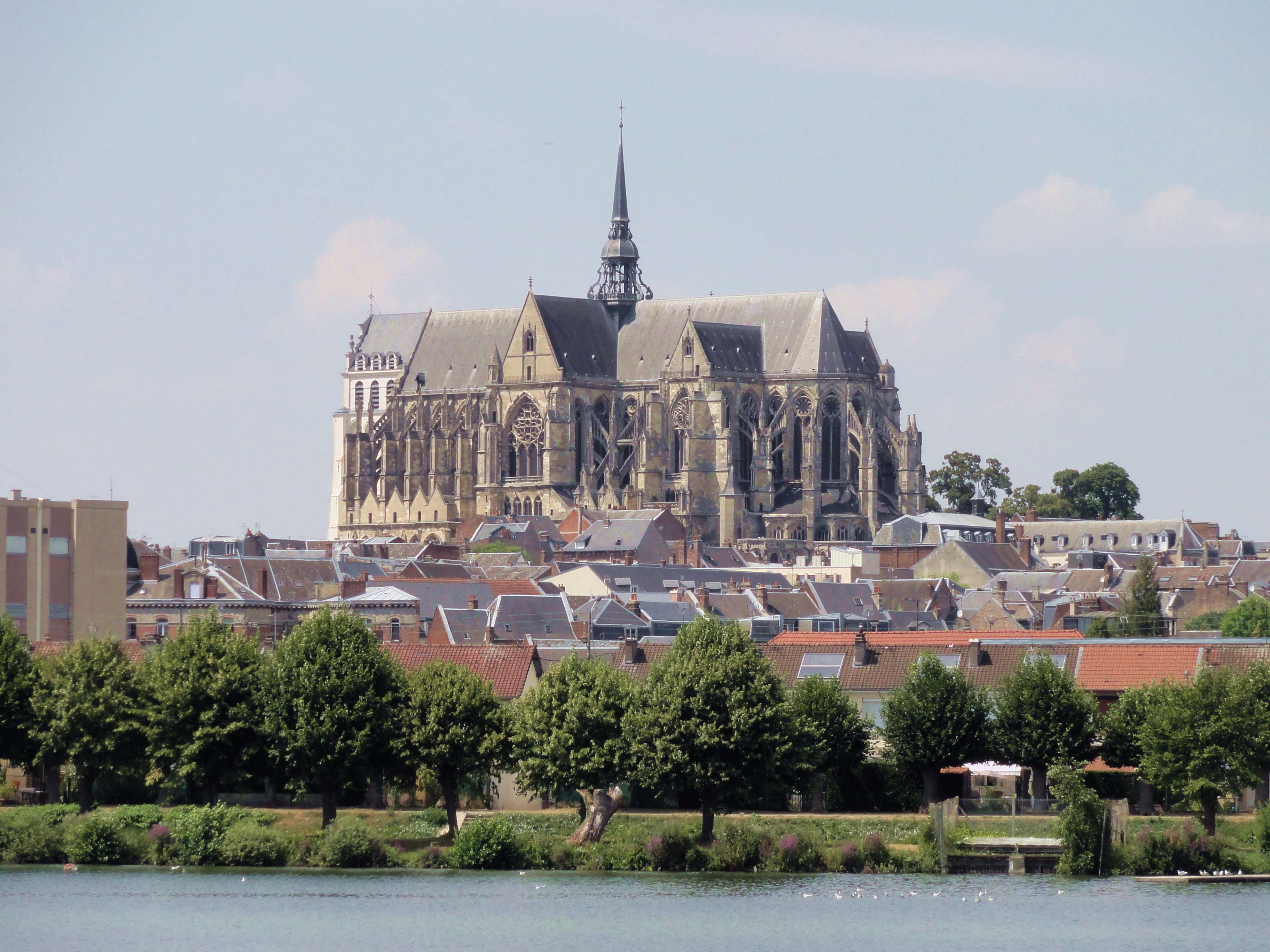
Façade sud vue depuis le parc d'Isle.

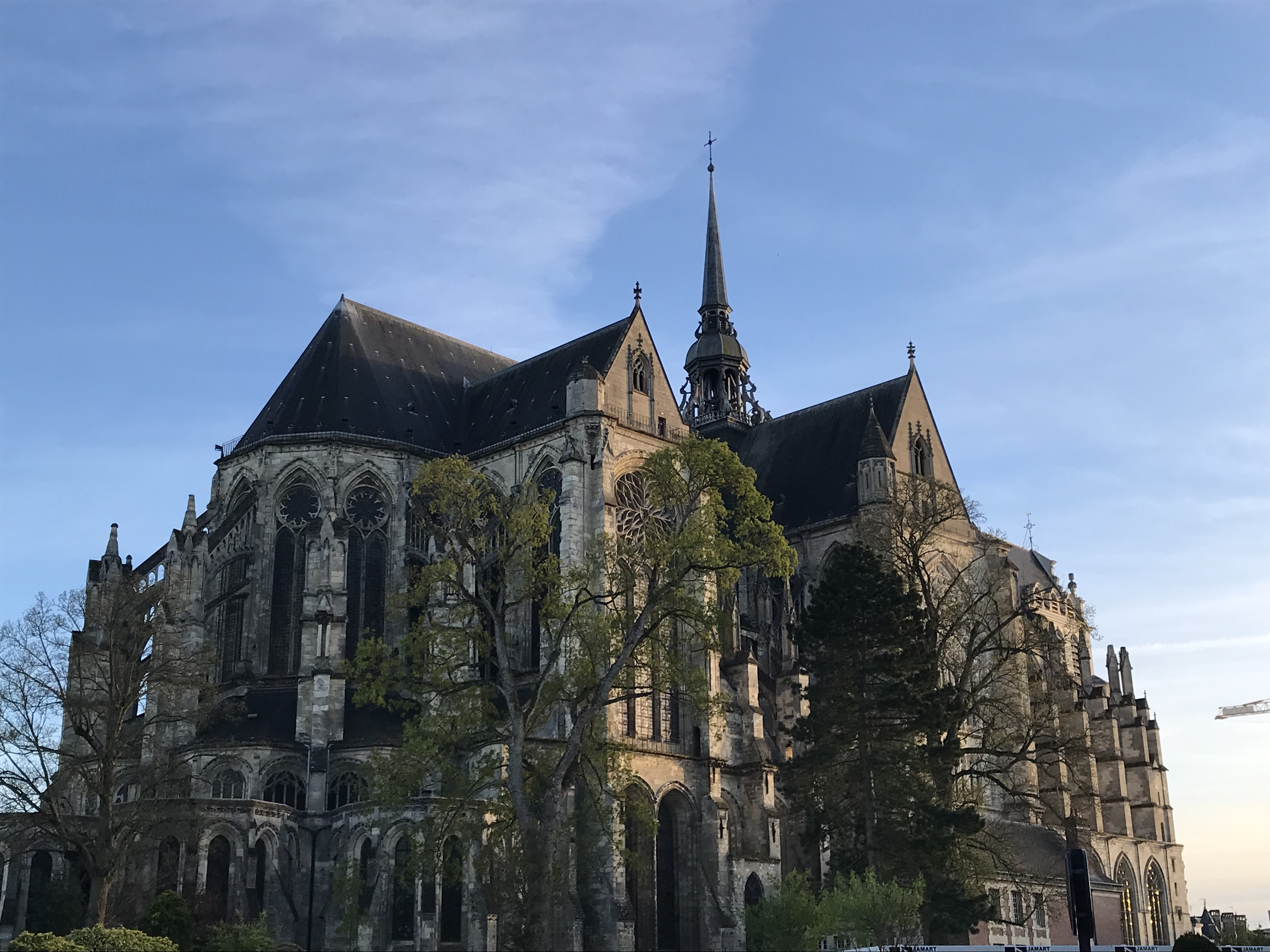
Façade nord vue depuis les Champs-Élysées.

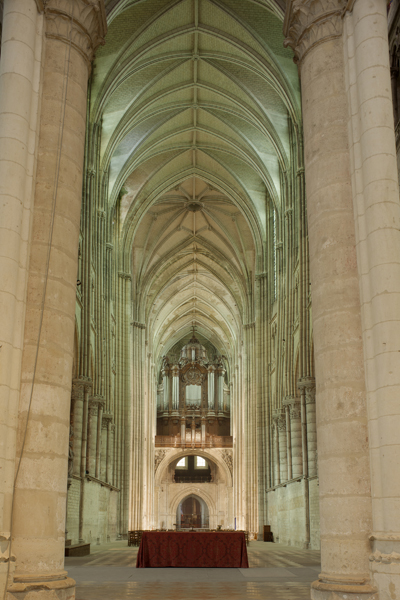
Nef et chœur vus depuis l'abside.

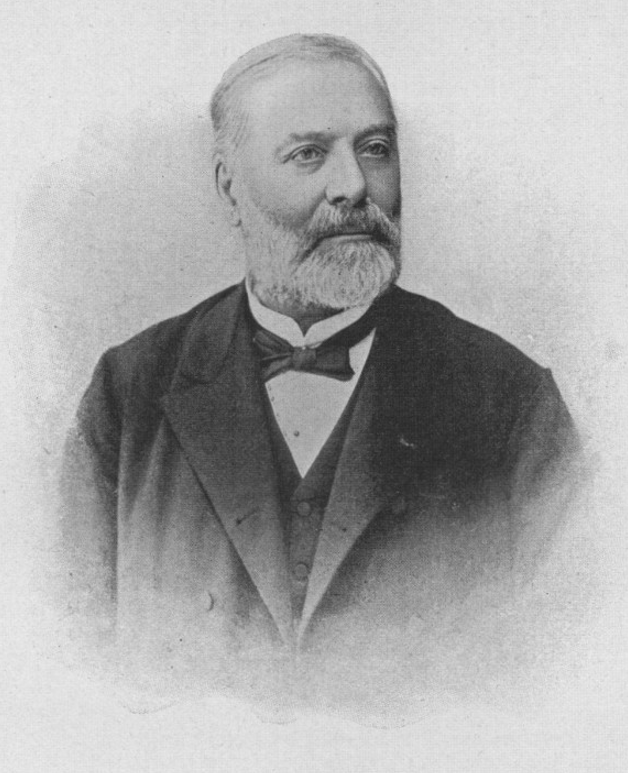
Pierre Bénard, Fonds de la Société académique de Saint-Quentin.

La connaissance de l'histoire de la basilique de Saint-Quentin se fonde sur des vestiges archéologiques, des sources écrites, des sources iconographiques et des comparaisons stylistiques avec d'autres grandes églises gothiques.
Des fouilles archéologiques ont été dirigées par Pierre Bénard en 1864, par Émile Brunet en 1925, par Ernest Will en 1956 et par Christian Sapin de 2005 à 2009. Ces recherches, menées essentiellement sous le chœur et à proximité de la crypte, ont permis d'attester l'ancienneté d'un culte chrétien sur le site. Des tombes datées des Ve et VIe siècles ont été découvertes, dont l'une identifiée par Christian Sapin comme la tombe primitive de saint Quentin. Ces fouilles ont également confirmé que plusieurs églises s'étaient succédé sur ce site. Des vestiges d'une église mérovingienne, probablement bâtie à la fin du Ve siècle ou au début du VIe siècle, et d'une église carolingienne, construite dans la première moitié du IXe siècle, ont ainsi été retrouvées. Ces découvertes concordent avec les sources écrites,.
Ces sources écrites sont essentiellement constituées de témoignages, mis par écrit, et de documents produits par le chapitre ou la fabrique de la collégiale (registres, lettres, factures, etc.). La qualité des témoignages varie grandement. Certains sont légendaires, à l'exemple du récit d'un témoin de la découverte du corps de saint Quentin par Eusébie, qui aurait été transmis oralement puis mis à l'écrit par l'auteur des Actes du martyre de Saint-Quentin au début du VIIe siècle. D'autres sont plus fiables et détaillés, à l'instar de ceux des chanoines Quentin de la Fons, dans L'Histoire particulière de l'église de Saint-Quentin achevée en 1648, et Charles de Croix, dans son journal rédigé de 1647 à 1685. Les archives du chapitre ont été, en grande majorité, perdues au fil des siècles. Une partie des informations qu'elles contenaient sont cependant connues grâce aux travaux de deux auteurs modernes. D'une part, le chanoine Quentin de la Fons a rassemblé de nombreuses sources pour rédiger l'Histoire particulière de l'église de Saint-Quentin, ouvrage achevé en 1648, perdu durant la période révolutionnaire et partiellement restitué grâce à la compilation de copies par Charles Gomart en 1854. D'autre part, Louis-Paul Colliette, doyen du chapitre de la collégiale, a rédigé en 1772 des Mémoires pour servir à l'histoire du Vermandois, annales dans lesquelles il accorde une large place à l'histoire de la collégiale.
Pour dater plus finement certaines parties de l'édifice et pour pallier le silence des sources, Pierre Héliot, dans son ouvrage La Basilique de Saint-Quentin et l'architecture du Moyen Âge publié en 1967, s'appuie également sur une méthode fondée sur des comparaisons stylistiques avec d'autres grandes églises gothiques. Il parvient ainsi à proposer une chronologie détaillée de la construction du chevet et du chœur, légèrement amendée par l'historienne Elle Shortell et Laurence Terrier Aliferis dans les années 1990.
Un siècle plus tôt, dans son opuscule Collégiale de Saint-Quentin, renseignements pour servir à l'histoire de cette église, Pierre Bénard (1822–1900) employait la même méthode pour affirmer que Villard de Honnecourt avait été maître d'œuvre de la collégiale au début du XIIIe siècle,.
Des dessins, des peintures et des photographies de la basilique permettent également d'appréhender l'aménagement extérieur ou intérieur de l'édifice à différentes époques. Les plus anciennes représentations connues de l'église datent de 1557, année de la bataille de Saint-Quentin. Des artistes, assistant au siège puis à la prise de la ville, ont réalisé des dessins abondamment reproduits par des graveurs. L'édifice y apparaît, plus ou moins fidèlement représenté, comme élément de décor urbain. Des œuvres des siècles suivants offrent des représentations plus détaillées de l'édifice, avant l'apparition des premières photographies dans la seconde moitié du XIXe siècle.
Cependant, certaines périodes et certains événements de l'histoire de la basilique restent mal connus. Ainsi, la date de l'achèvement des travaux de la nef est inconnue en raison de la perte des registres capitulaires du milieu du XVe siècle. De même, l'ampleur des travaux effectués au début du XIIe siècle reste incertaine. Aucune source ne permet de trancher entre une reconstruction complète de l'édifice ou une simple réparation de l'église abbatiale du Xe siècle.

### Les origines du culte de Quentin

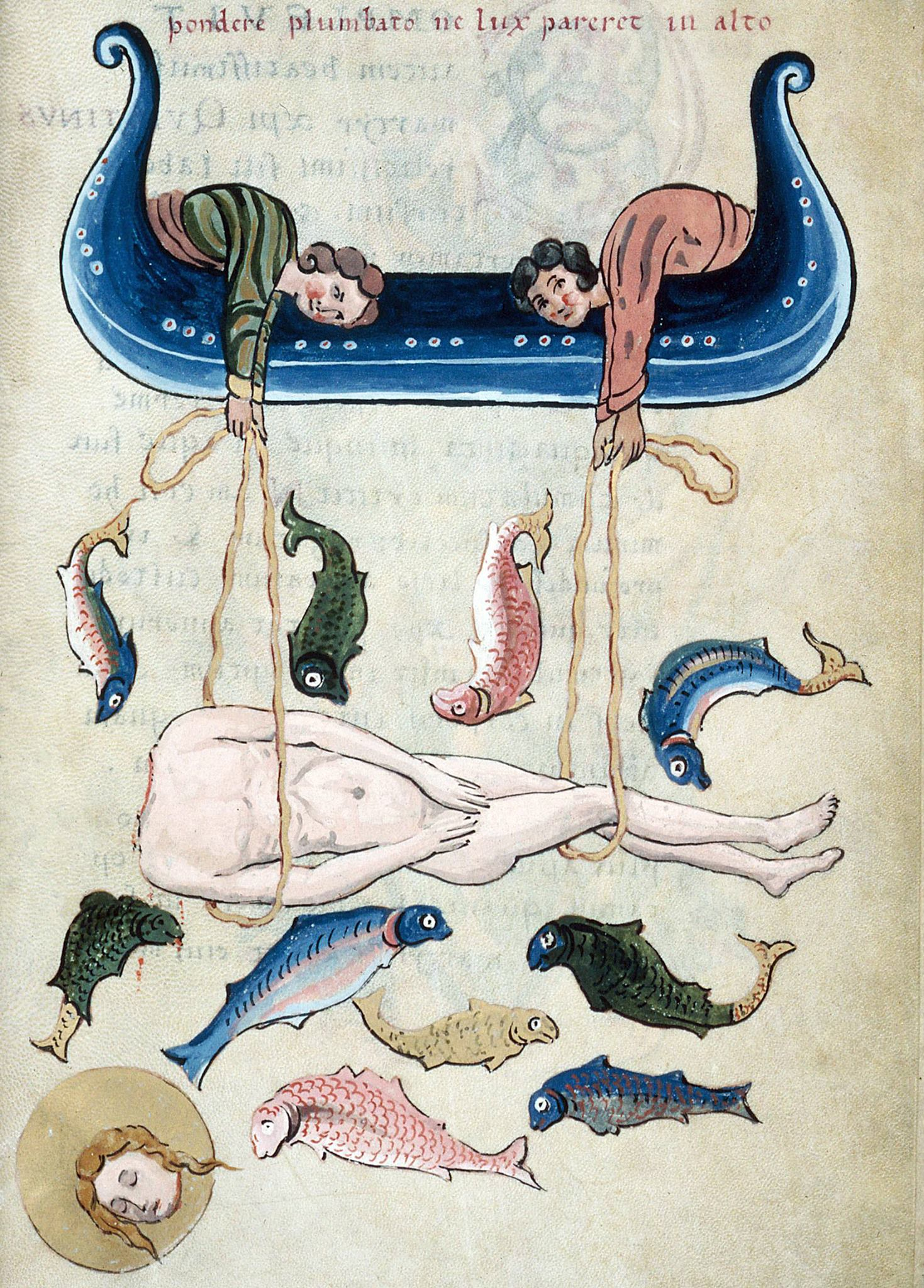
« Découverte du corps et du chef de saint Quentin ». Vita et miracula s. Quintini, ca. 1100, musée Antoine-Lécuyer, Saint-Quentin.

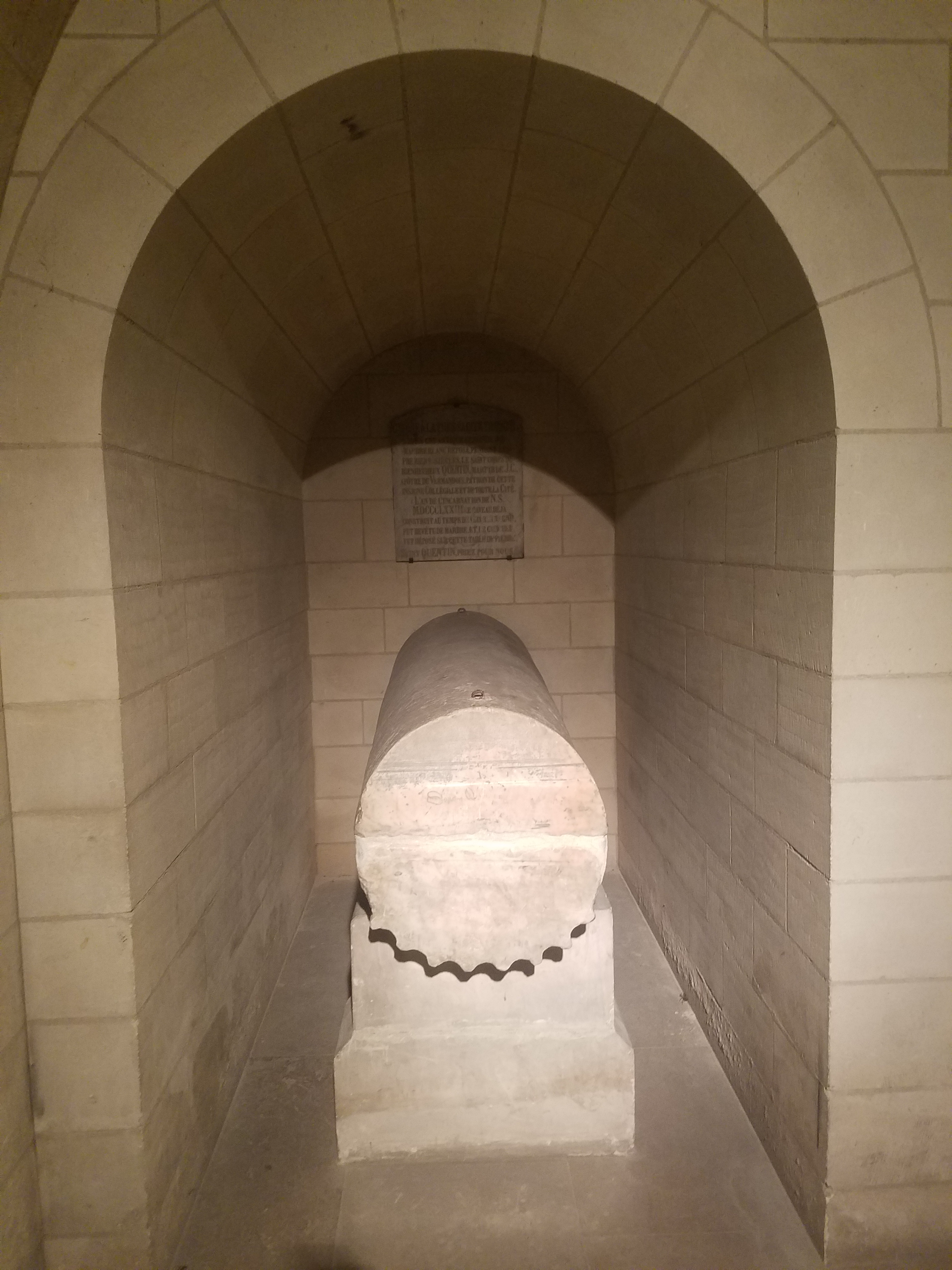
Sarcophage de saint Quentin, crypte de la basilique, Antiquité tardive.

La légende du martyre de saint Quentin est principalement connue par Les Actes du martyre de saint Quentin. Ce récit hagiographique fut rédigé au début du VIIe siècle par un auteur anonyme qui prétend s'être fondé sur le témoignage d'une personne ayant assisté à la découverte du corps du saint par Eusébie au milieu du IVe siècle,.
Selon ces Actes et d'autres sources concordantes, saint Quentin de Saint-Quentin aurait été le fils d'un sénateur romain, converti au christianisme et chargé d'une mission évangélisatrice en Gaule belgique au début du IVe siècle. Arrivé à Ambianorum (Amiens) avec plusieurs compagnons, il fut arrêté et torturé. Refusant d'abjurer sa foi chrétienne, il fut envoyé à Durocortorum (Reims) pour y être exécuté. Mais, arrivé à Augusta Viromanduorum, il s'échappa et commença à prêcher dans la cité. Recapturé, il fut de nouveau torturé puis décapité. Son corps fut ensuite jeté dans les marais de la Somme. La date généralement retenue pour le martyre de saint Quentin est l'année 303, quoique certains historiens anciens comme Claude Hemeré ou l'abbé Guérin aient proposé les années 287 ou 302.
Une cinquantaine d'années plus tard, une femme aveugle romaine, Eusébie, partit en Gaule après un songe pour retrouver le corps du martyr. Grâce aux indications du vieillard Hérodien, elle retrouva la dépouille dans les marais. Elle fit alors remonter le corps et le chef de Quentin et recouvra la vue. Selon la légende, Eusébie souhaitait ramener les restes du saint à Vermand, alors capitale des Viromanduens. Cependant, une fois arrivés en haut de la colline surplombant l'ancienne cité d'Augusta, les bœufs tirant le chariot refusèrent d'avancer. Interprétant ce geste comme un signe divin, Eusébie décida d'inhumer la dépouille de Quentin en ce lieu et d'y construire un premier oratoire.
Quoiqu'il soit difficile de distinguer l'histoire de la légende dans ce récit, des fouilles archéologiques menées par Christian Sapin entre 2005 et 2011 sous le chœur de l'actuelle basilique ont confirmé l'aménagement d'une tombe surmontée d'un petit sanctuaire dans la seconde moitié du IVe siècle. Autour de l'an 400, une petite église, d'environ 7,4 m de long et 5,6 m de large, fut construite à proximité du sanctuaire, ce qui atteste l'existence d'un culte de saint Quentin dès la fin de l'Antiquité.

### Les édifices antérieurs

#### L'église mérovingienne

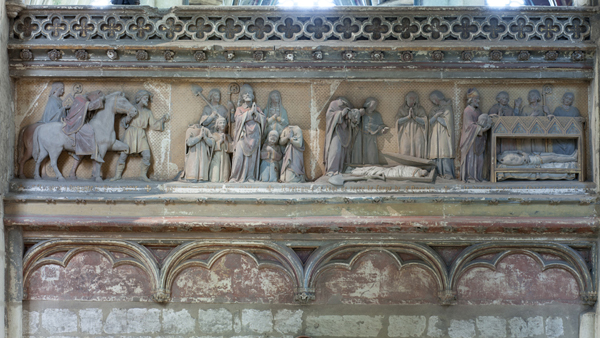
Bas-relief du chœur représentant la redécouverte et l'enchâssement du corps de saint Quentin de Saint-Quentin par saint Éloi de Noyon.

Durant les grandes invasions du Ve siècle, le corps de saint Quentin fut emporté à Laon pour y être mis en sûreté. Il fut ramené à Augusta Viromanduorum en 497 et, à cette occasion, l'oratoire d'Eusébie fut transformé en une église plus vaste. Ce lieu attira, dès le VIe siècle, de nombreux fidèles venus du Nord de la France. Dans son œuvre À la Gloire des Martyrs rédigée vers 590, l'historien Grégoire de Tours décrit ainsi l'église de Saint-Quentin comme un lieu où de nombreux miracles se produisaient. Les recherches archéologiques menées par Christian Sapin en 2009 sous la crypte ont permis de découvrir de nombreuses sépultures à proximité du lieu d'inhumation initial de Quentin, ce qui confirme le développement du culte de saint Quentin dès le début du Moyen Âge.
D'après saint Ouen de Rouen, évêque de Rouen et Adon de Vienne, ce fut saint Éloi de Noyon, évêques de Noyon et de Tournai qui, vers 641, redécouvrit la sépulture de Quentin depuis longtemps oubliée. Il repéra la dépouille du saint, parmi les nombreux corps enterrés à ses côtés depuis le IVe siècle, grâce aux clous plantés aux épaules de Quentin lors de son martyre. Il aurait placé les reliques dans une châsse richement décorée qu'il aurait lui-même réalisée. Grâce aux subsides du roi des Francs Clovis II, saint Éloi fit bâtir une nouvelle église pour y accueillir les reliques du saint en 651,.
En 687, peu après la bataille de Tertry qui opposa les armées de Pépin de Herstal et de Berchaire, maires du palais d'Austrasie et de Neustrie, une partie des soldats vaincus vinrent trouver refuge à l'église de Saint-Quentin. À la même époque, un monastère fut construit à proximité de l'église pour accueillir une communauté de moines.

#### L'abbatiale carolingienne

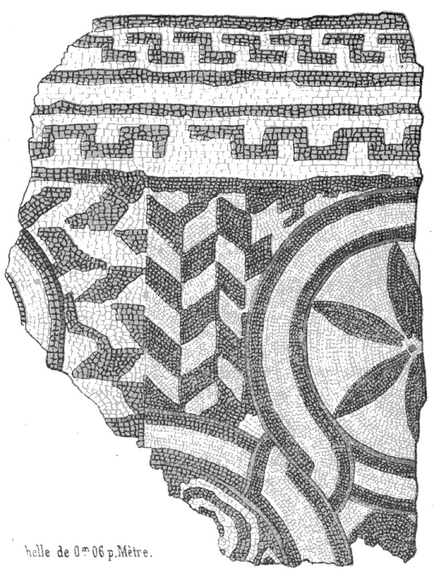
Fragment de pavé en mosaïque recouvrant le sol de l'église carolingienne de Fulrad, première moitié du IXe siècle.

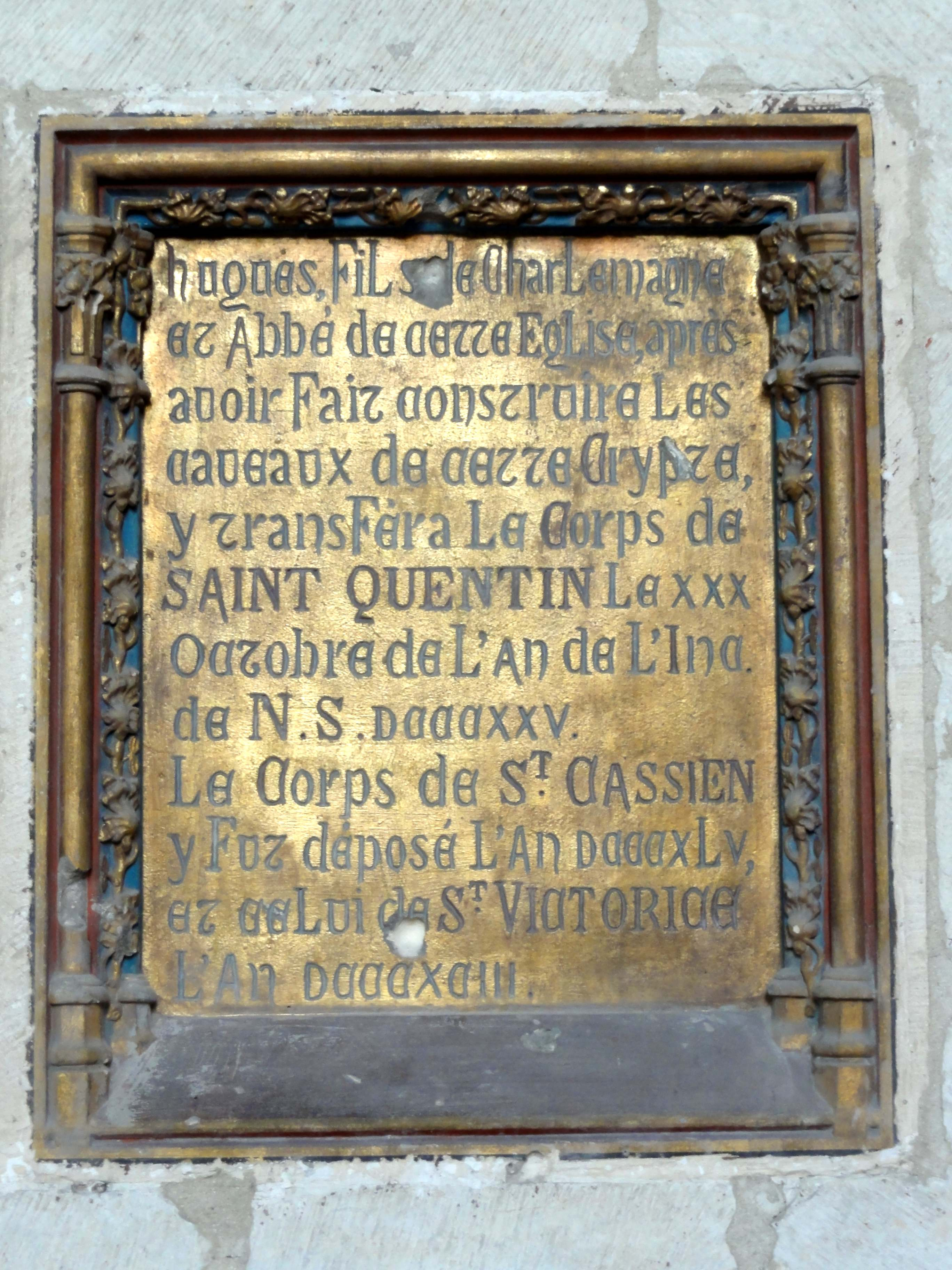
Plaque du mur de clôture du chœur commémorant le transfert du corps de saint Quentin de Saint-Quentin dans la crypte en 835.

Au VIIIe et IXe siècle, plusieurs abbés de Saint-Quentin furent de proches parents des souverains carolingiens, ce qui permit à l'église, grâce aux largesses royales et impériales, de se développer rapidement. En 741, Jérôme, fils de Charles Martel et proche conseiller de Pépin le Bref, devint comte-abbé de Saint-Quentin. À sa mort en 771, son fils Fulrad lui succéda. Il fit édifier de 813 à 826 une nouvelle église dont des vestiges de l'abside en demi-cercle et du pavement de mosaïque ont été mis au jour lors de fouilles archéologiques menées par Pierre Bénard sous l'actuel chœur de la basilique en 1865 et 1866,,. Selon l'historien Emmanuel Lemaire, l'église en construction fut bénie le 2 août 816 par le pape Étienne IV, de passage dans la région avant le sacre à Reims de l'empereur Louis le Pieux.
En 834, neuf ans après la mort de Fulrad, Hugues l'Abbé, fils de Charlemagne et chancelier de l'empereur Louis le Pieux, devint abbé de Saint-Quentin et le demeura jusqu'à sa mort en 844. Le 25 octobre 835, son frère Drogon de Metz, évêque de Metz, consacra l'église et procéda à l'élévation du corps de saint Quentin et à son installation dans la crypte nouvellement construite aux côtés des évêques de Noyon, de Laon et de Paderborn ,,.
Le 7 mars 845, le comte-abbé Adélard, successeur d'Hugues, fit déposer dans cette crypte le corps de saint Cassien d'Autun en présence du roi Charles II le Chauve. De même, en 893, grâce à un don de l'évêque d'Amiens Otgaire, l'église accueillit le corps de saint Victoric d'Amiens, compagnon de saint Quentin. En ces deux occasions, la crypte fut élargie pour accueillir les corps des saints. Incendiée par les Vikings en 883, l'église fut réparée par l'abbé Thierry et entourée de fortifications de 886 à 893. Dans la seconde moitié du IXe siècle, les chanoines, constitués en chapitre ou collège, remplacèrent les moines. L'église devint alors collégiale car dotée d'un chapitre canonial.

#### La collégiale herbertienne

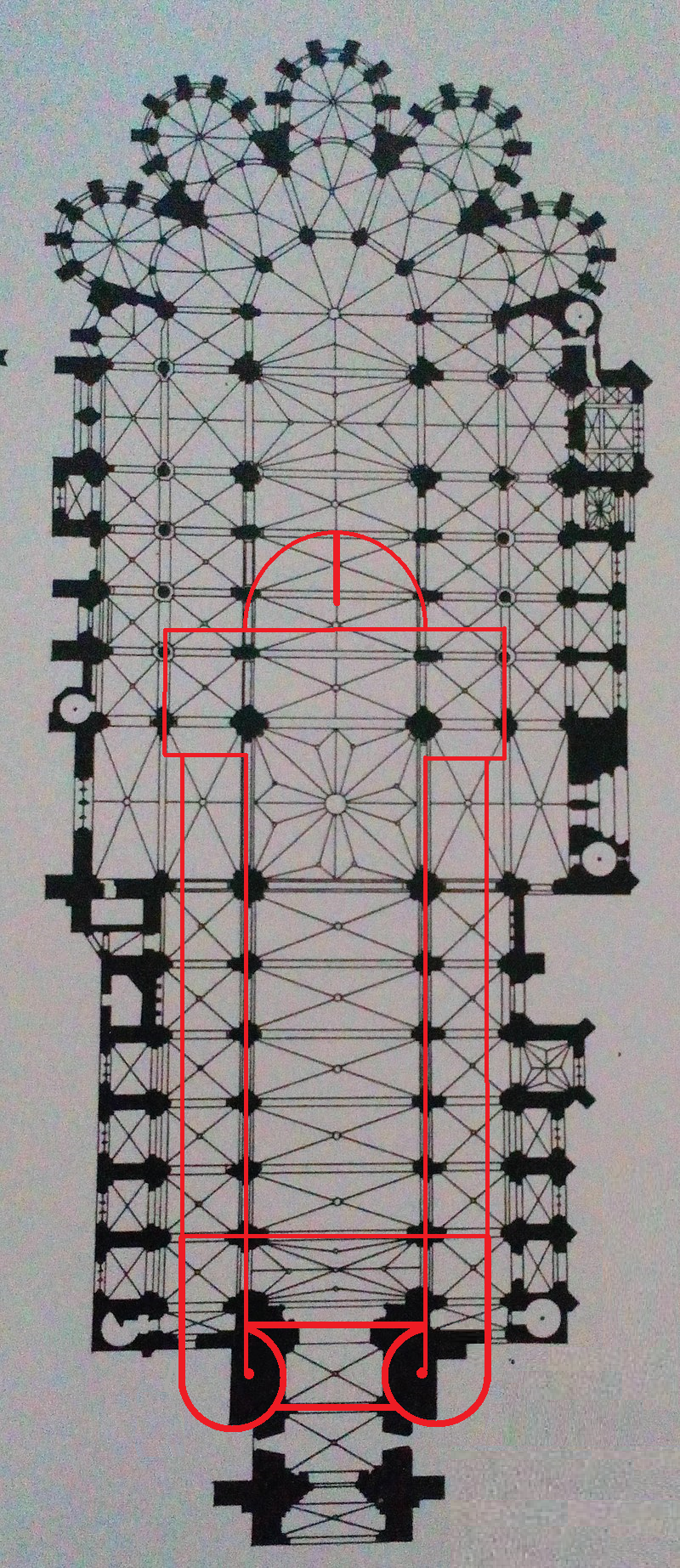
Plan approximatif de l'église du coûtre Gison (en rouge) comparé au plan de l'église actuelle (en noir), d'après les travaux de Christian Sapin et de Christophe Hosdez.

Du Xe au XIIe siècle, avec l'effacement du pouvoir royal, ce furent les comtes de Vermandois, Herbertiens puis Capétiens, qui contrôlèrent le pèlerinage et devinrent les protecteurs de chapitre de Saint-Quentin. Témoignage de cette domination comtale, la crypte de la basilique renfermait jusqu'en 1917 les tombeaux des comtes de Vermandois. Ces monuments furent détruits lors du bombardement de l'édifice ou lors du dynamitage de la crypte à la fin de la Grande Guerre,.
À partir de 942, une nouvelle église, la cinquième depuis celle bâtie par Eusébie au IVe siècle, fut érigée par le coûtre Gison, sans doute grâce au soutien financier d'Herbert II de Vermandois et de son fils Albert Ier de Vermandois, comtes du Vermandois et abbés laïcs de Saint-Quentin. C'est de cette époque que datent les parties basses de la tour-porche actuelle. D'après Bernard Lebrun et Charles Sapin, cette cinquième église était d'une taille comparable à celle des plus grandes églises abbatiales carolingiennes, telles les abbayes de Saint-Riquier et de Saint-Germain d'Auxerre, preuve de l'intensité du culte de saint Quentin au haut Moyen Âge. S'étendant sous la nef et le grand transept de l'édifice actuel, elle devait mesurer plus de 70 mètres de longueur, 20 à 25 mètres de largeur et jusqu'à 30 mètres au sommet de sa tour-porche, Des travaux menés par l'Institut national de recherches archéologiques préventives (Inrap) en 2022 ont permis de découvrir des vestiges de la tourelle nord de cette église.
Profitant du succès du pèlerinage, le chapitre de Saint-Quentin se développa et s'enrichit aux Xe et XIe siècles. Vers 980, il accueillit l'un de ses membres les plus renommés, le chroniqueur Dudon de Saint-Quentin, qui devint doyen de la collégiale en 1015. Grâce à ce dernier, le chapitre obtint des terres en Normandie, notamment dans les paroisses de Notre-Dame du Bourg-Dun et de Sotteville-sur-Mer,.
Peu avant 1103, la collégiale fut victime d'un incendie provoqué par les soldats d'un baron local, Robert de Nesle. Le chantier de réparation de l'édifice put être mené à bien grâce au soutien financier du comte Raoul Ier de Vermandois et grâce aux quêtes réalisées dans les territoires voisins. Vers 1115, le coûtre Matthieu Le Sot posa symboliquement la première pierre. Les chanoines profitèrent peut-être des circonstances pour agrandir et moderniser l'église de 942. La durée et l'étendue de ces travaux restent toutefois mal connues, Pierre Hélyot suppose qu'ils auraient pu s'étendre jusqu'au milieu du XIIe siècle.
En 1214, à la suite du décès d'Éléonore de Vermandois, Philippe II Auguste hérita du comté de Vermandois, le roi de France devint premier chanoine et abbé laïc de Saint-Quentin ; le pèlerinage fut dès lors placé sous protection royale.

### La construction de l'église actuelle

#### La mise en chantier d'un édifice ambitieux (duXIIesiècleau milieu duXIIIesiècle)

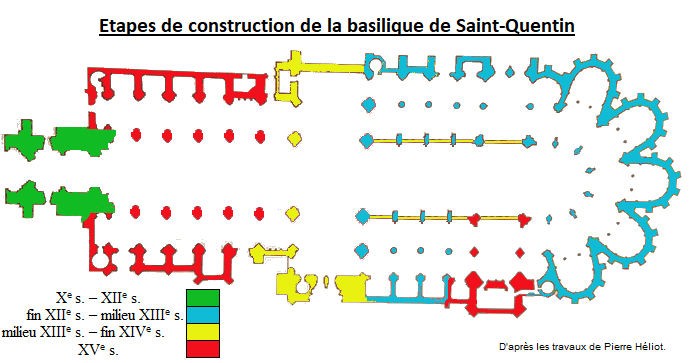
Étapes de construction de la basilique de Saint-Quentin.

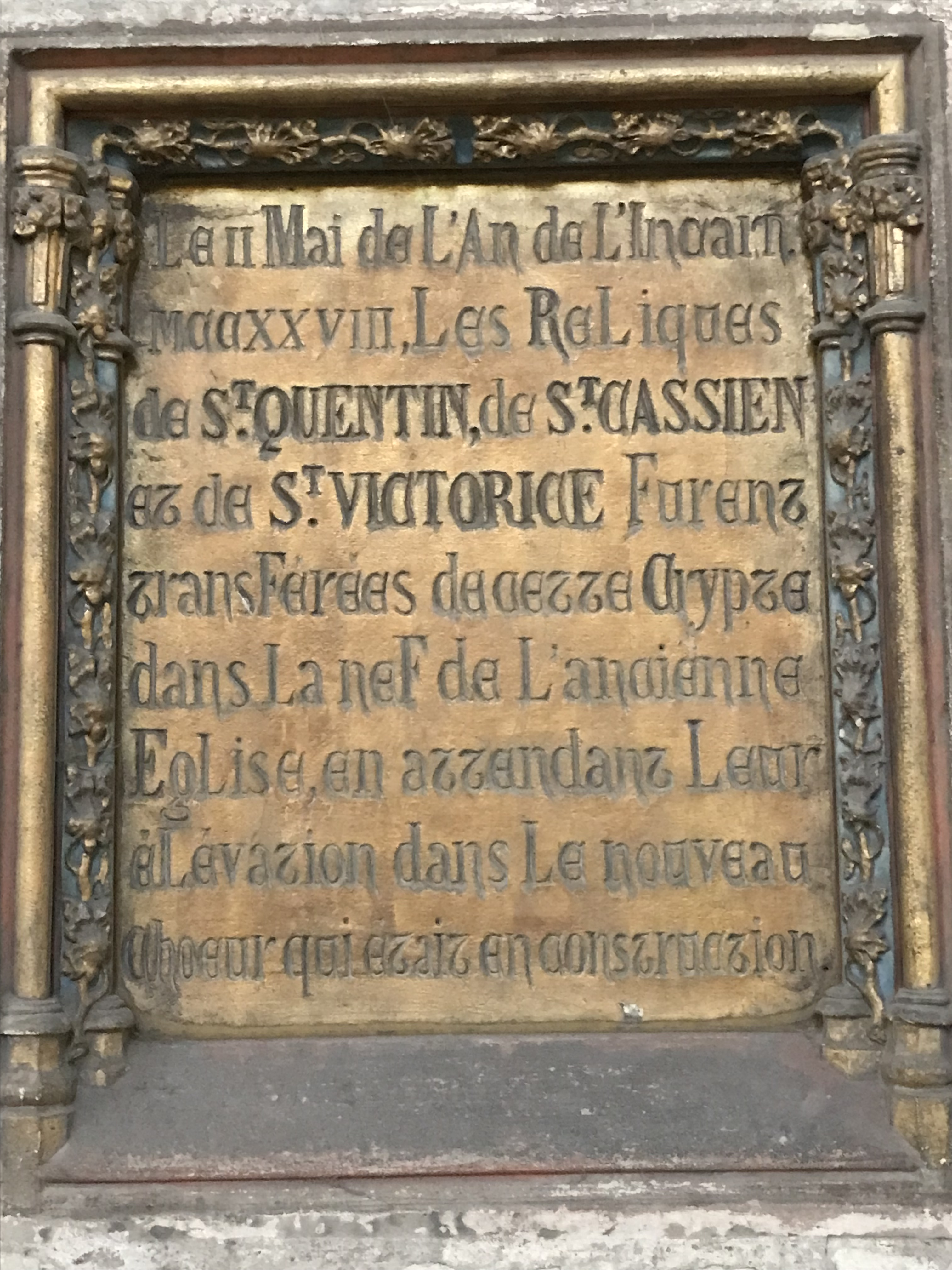
Plaque du mur de clôture du chœur commémorant l'installation des reliques dans la nef de l'ancienne église en 1228.

Vers 1170, afin d'accueillir des pèlerins de plus en plus nombreux, le collège de chanoines décida la construction d'une imposante collégiale. Le chantier de l'église débuta à la fin du XIIe siècle et s'arrêta trois siècles plus tard. Les guerres, les épidémies et les difficultés financières expliquent la lenteur inhabituelle des travaux qui laissa l'édifice inachevé, la façade n'ayant jamais été construite. Cette construction laborieuse inspira aux Saint-Quentinois un proverbe local ironique : « c'est le moustier de Saint-Quentin qui n'a ni commencement ni fin »,. Commencé vers 1170 par le réaménagement de la tour-porche, le chantier se déplaça dès 1195 dans le chevet et évolua, semble-t-il, à un rythme plutôt chaotique,.
Le 2 mai 1227, Enguerrand III, seigneur de Coucy, offrit au chapitre de la collégiale trois châsses ornées d'or, d'argent et de pierreries pour y accueillir les corps de saint Quentin, saint Cassien et saint Victoric. L'année suivante, les tombeaux furent installés dans la nef de l'église carolingienne dans l'attente de l'achèvement du chœur de la nouvelle église gothique.
Trente ans plus tard, Saint Louis, accompagné de ses fils Louis et Philippe, se rendit à Saint-Quentin. Le 2 septembre 1257, en présence de nombreux seigneurs et de plusieurs évêques, il assista à la translation des reliques de saint Quentin, saint Cassien et saint Victoric dans le chœur. En raison de problèmes techniques et financiers, les travaux progressèrent plus lentement par la suite jusqu'à l'achèvement de la nef dans la seconde moitié du XVe siècle.
L'édifice témoigne d'une époque fervente et prospère lorsque la ville était à la fois foyer religieux et position stratégique aux confins nord du royaume. Au commencement du XIIIe siècle, plus de 70 chanoines desservaient la collégiale, ce qui faisait du chapitre de Saint-Quentin l'un des plus importants de France. Les curés des neuf paroisses de Saint-Quentin créées en 1213 à la suite du développement de la ville étaient placés sous la juridiction du chapitre. Ils n'étaient pas forcés d'assister aux synodes de l'évêque de Noyon mais devaient comparaître aux chapitres généraux tenus dans la collégiale chaque semestre. Témoignage de la puissance et de la renommée de ce chapitre, plusieurs chanoines de Saint-Quentin occupèrent des positions prestigieuses à cette époque. Ainsi, Jean de Saint Albans et Roger de Provins furent les Premiers médecins des rois Philippe II Auguste et Louis IX. De même, Simon de Brie, après avoir été nommé chancelier de France en 1260 et cardinal en 1261, fut élu pape sous le nom de Martin IV en 1281. Ces appuis puissants permirent d'obtenir des fonds pour la construction de la nouvelle église et pour la constitution du trésor du chapitre. Par exemple, en 1251, le roi Louis IX offrit à la collégiale un morceau de la Vraie Croix à la suite d'une requête de Roger de Provins.

#### Le temps des épreuves: la construction laborieuse du grand transept et de la nef (duXIVesiècleauXVesiècle)

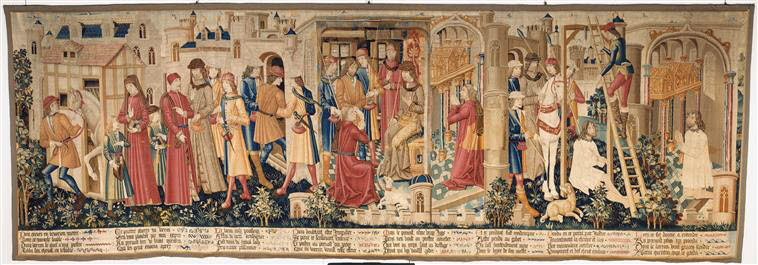
Le Miracle de saint Quentin, généralement attribué à Josse Lieferinxe, 1480–1500, musée du Louvre, Paris.

À partir de la seconde moitié du XIIIe siècle, le rythme des travaux se ralentit nettement. La construction du grand transept dura ainsi environ un siècle et demi, de 1250 à 1400, avec un arrêt presque complet entre 1340 et 1380. La nef ne fut achevée qu'en 1476, plus de trois siècles après le début du chantier. Cette lenteur s'explique par les difficultés financières croissantes auxquelles fit face le chapitre de la collégiale à cette période. En effet, les bienfaiteurs se firent plus rares et la commune de Saint-Quentin se montra de plus en plus réticente à financer le projet ambitieux des chanoines. Une émeute fiscale d'importance eut notamment lieu en 1213, conduisant au bannissement du mayeur Robert Netz de Cat. En 1247, le roi Louis IX dut se rendre dans la cité pour tenter de réconcilier commune et chapitre, ce qui n'empêcha pas une nouvelle émeute fiscale en 1295. À ces problèmes financiers s'ajoutent les conséquences de la guerre de Cent Ans et de la peste noire, qui laissèrent le Vermandois ruiné et dépeuplé au début du XVe siècle.
Par ailleurs, l'édifice montra dès le début du XIVe siècle des signes de faiblesse et nécessita des travaux de renforcement, ce qui retarda la mise en chantier de la nouvelle nef jusqu'au début du XVe siècle. L'instabilité du chœur fut stoppée par le maître-maçon Jean Le Bel qui construisit le mur de clôture, terminé en 1342. De nouveaux signes de fragilité apparurent cependant dans cette partie de l'église dès 1360, ce qui provoqua un procès à l'issue duquel l'entrepreneur Pierre Chandin, reconnu coupable de malfaçons et de malversations, vit ses biens confisqués et se suicida par pendaison en 1373,. Cette figure de l'entrepreneur pendu devint très vite une légende locale, symbole de la construction laborieuse de l'édifice. Après ce drame, les voûtes du chœur furent finalement reprises par le maître-maçon Gilles Largent, en 1394,. Un siècle plus tard, c'est le bras sud du petit transept qui menaçait de s'effondrer à la suite d'erreurs de mesure commises par le maître-artisan Jean d'Ervilliers lors de travaux de rénovation. De passage dans la ville de Saint-Quentin en 1477, le roi Louis XI offrit 1 100 écus d'or à la collégiale pour financer sa reconstruction. Les travaux furent conduits par Colard Noël, architecte valenciennois, et le gros œuvre fut terminé en 1487.
Pour récompenser les Saint-Quentinois de leur fidélité lors des guerres de Bourgogne, le roi passa également commande d'une tenture qu'il fit déposer dans la collégiale. Cette œuvre représente un des miracles traditionnellement attribués à saint Quentin et évoqués par Grégoire de Tours. Un homme, condamné à mort, aurait prié et demandé grâce devant les reliques du saint. Peu après, alors qu'il était pendu au gibet de Saint-Quentin, la corde aurait cassé, ce qui aurait été interprété par les contemporains comme un signe divin et aurait sauvé la vie du condamné. La tenture offerte par Louis XI est généralement attribuée au maître Josse Lieferinxe. Elle est conservée au musée du Louvre depuis 1828.

#### L'église reste inachevée: le projet inabouti de façade monumentale
Le 16 août 1493, les chanoines prirent la décision de détruire la vieille tour-porche et de la remplacer par un ensemble de deux tours monumentales, sur le modèle des grandes cathédrales voisines. Le 30 avril 1509, la pose de la première pierre de la tour nord eut lieu en présence de l'évêque de Laon Charles de Luxembourg. Toutefois, les difficultés financières et la baisse d'intérêt pour l'art gothique entraînèrent l'arrêt rapide du projet. Seules les fondations de la tour nord, redécouvertes à l'occasion de fouilles de Pierre Bénard en 1857 et de l'Inrap en 2022, témoignent de l'ambition initiale des chanoines de bâtir une façade digne de la grandeur de la collégiale de Saint-Quentin,. En s'appuyant sur la taille de ces fondations, Pierre Bénard estime que la largeur de la façade occidentale de la collégiale aurait dû dépasser 50 m, soit davantage qu'à Amiens .
En 1727, alors que les escaliers latéraux de la tour hérités de l'ancienne église carolingienne du coûtre Gison menaçaient ruine, le chapitre fit venir le sieur d'Orbay, architecte du roi à Compiègne, pour réaliser le plan d'une façade monumentale avec « deux tours et entre les deux un espace convenable » et achever la collégiale selon le projet des chanoines du XVe siècle. Face au coût très élevé d'une telle opération, le chapitre décida de reporter sa mise en œuvre, sauvant une nouvelle fois la vieille tour-porche carolingienne de la destruction.

### Le devenir de l'édifice après la fin du chantier

#### La collégiale à l'époque moderne (duXVIesiècleauXVIIIesiècle)

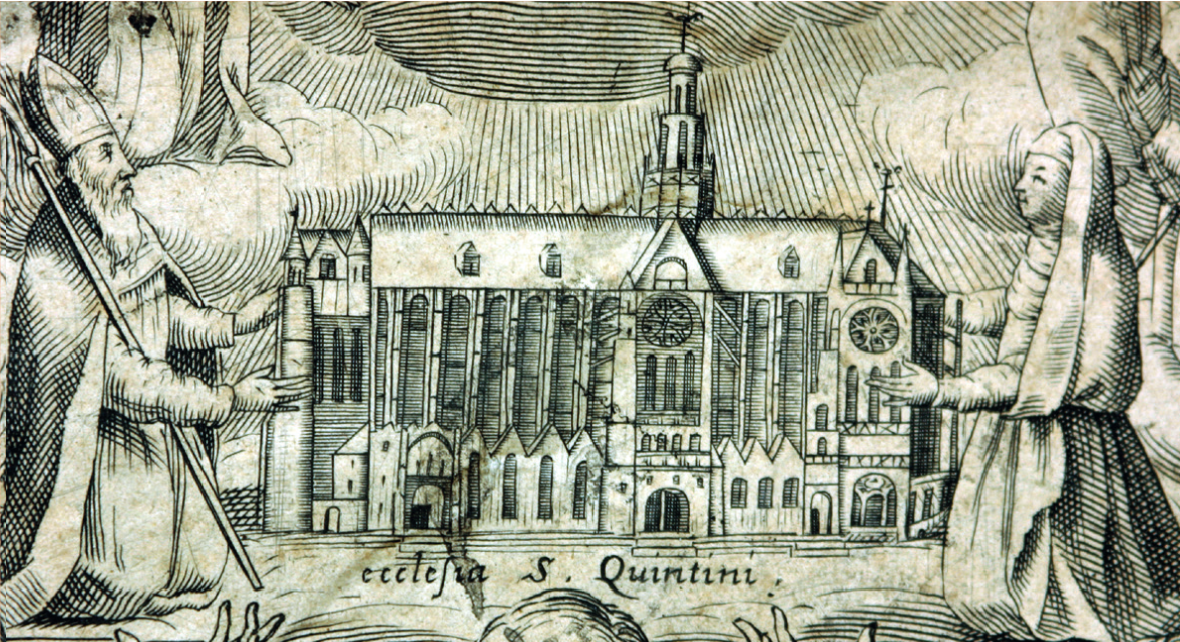
Façade sud de la collégiale de Saint-Quentin vers 1640. La tour-porche possède encore ses quatre tourelles médiévales, détruites après l'incendie de 1669.

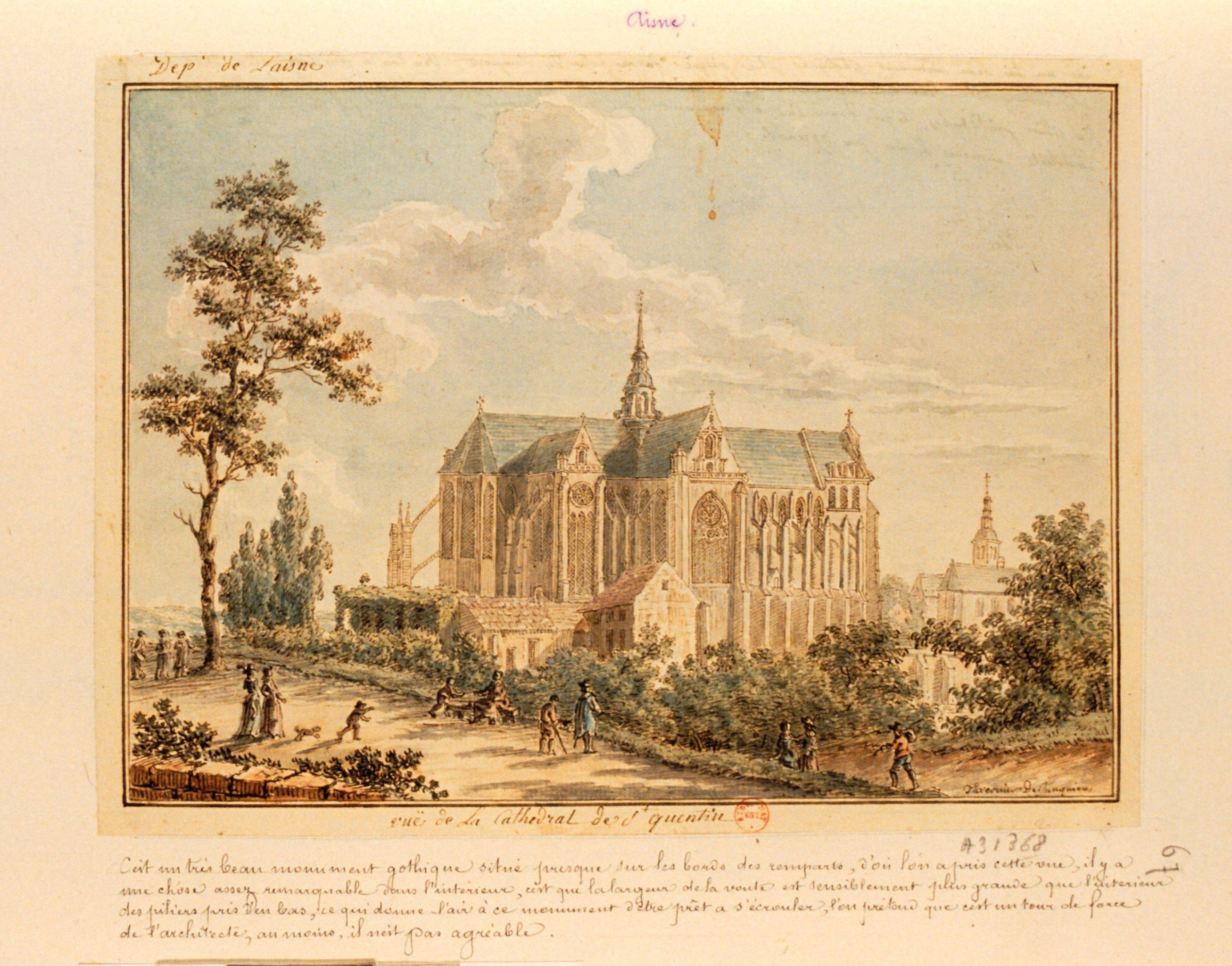
Façade nord de la collégiale de Saint-Quentin en 1780. La flèche de 1732, détruite durant la Révolution française, est encore visible.

Le 27 août 1557, à la suite de la défaite française lors de la bataille de Saint-Quentin, les troupes espagnoles pénétrèrent dans la ville et pillèrent la collégiale. De nombreuses reliques furent perdues à cette occasion. Pour fuir l'occupation espagnole, les chanoines de Saint-Quentin se réfugièrent à Paris où le roi Henri II les autorisa à se rassembler dans la chapelle Saint-Crépin de la cathédrale Notre-Dame de Paris puis dans l'Église Saint-Symphorien-de-la-Chartre. Ils ne purent reprendre possession de la collégiale qu'en 1559, après la signature des traités du Cateau-Cambrésis. Ils retrouvèrent un édifice dévasté, privé de ses reliques, de son mobilier, de ses cloches et de sa toiture en plomb. Plusieurs vitraux avaient été également brisés lors des combats. Les décennies suivantes furent consacrées au rétablissement du décor de l'église, en partie grâce au soutien financier du roi Charles IX, et à la recherche des reliques perdues. Ainsi, en 1569, le chapitre de Saint-Quentin put récupérer la relique du chef de saint Quentin, privée de son reliquaire, grâce à l'intervention de Catherine de Médicis,.
Par ailleurs, la collégiale fut incendiée accidentellement à deux reprises, en 1545 et 1669, ce qui nécessita de lourdes interventions. Grâce aux subsides versés par le roi de France Louis XIV à la suite de l'incendie de 1669, les chanoines purent passer commande d'un couronnement d'inspiration baroque au sommet de la tour-porche, réalisé en 1682,. Conséquence de ces épreuves, la taille du chapitre se réduisit progressivement. À la veille de la Révolution française, il ne restait plus que 44 chanoines à Saint-Quentin.
En dépit de ces difficultés, la collégiale continua de recevoir des invités prestigieux tout au long de l'époque moderne. Le chapitre de Saint-Quentin était réputé, en particulier, pour la qualité de sa chorale. Ainsi, en 1597, Alexandre de Médicis, légat apostolique en France et futur pape Léon XI, de passage dans la cité, fut charmé par les chants et la sonnerie de l'église et décida de célébrer lui-même la messe de Noël,.
En 1786, le collège de chanoines décida de badigeonner l'ensemble des murs de l'édifice. Cette opération, effectuée juste avant la Révolution française, permit de préserver les peintures médiévales et modernes et de les redécouvrir aux XIXe et XXe siècles au fil des différents programmes de restauration.

#### La collégiale devient basilique auXIXesiècle

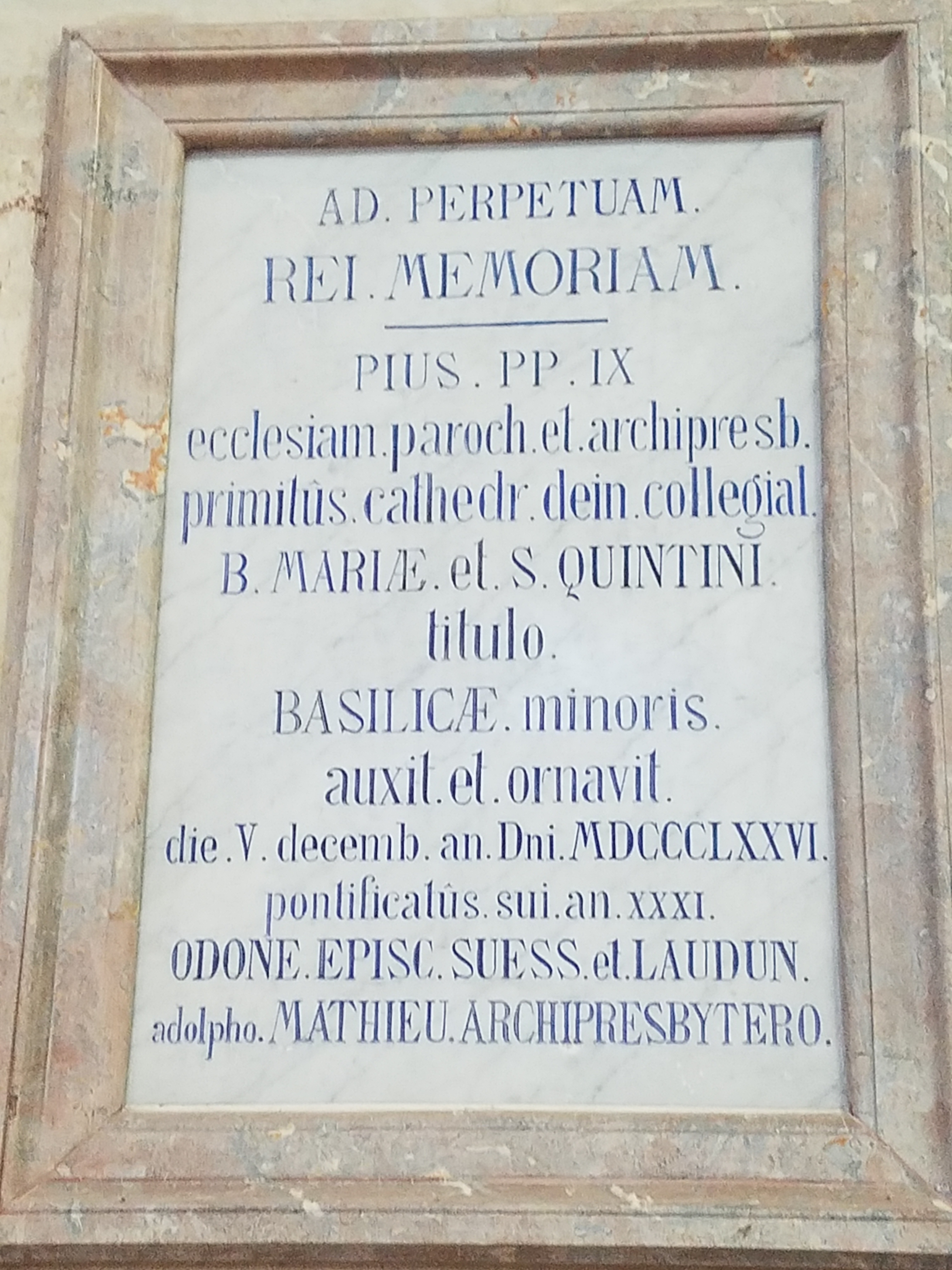
Plaque du collatéral nord, commémorant l'élévation de la collégiale de Saint-Quentin en basilique mineure en 1876.

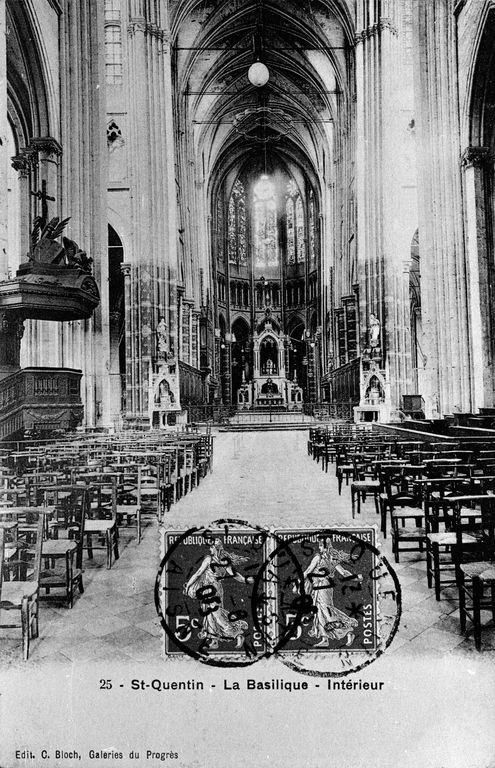
Aménagement intérieur de la basilique vers 1900 avec, en arrière-plan, le maître-autel de 1877.

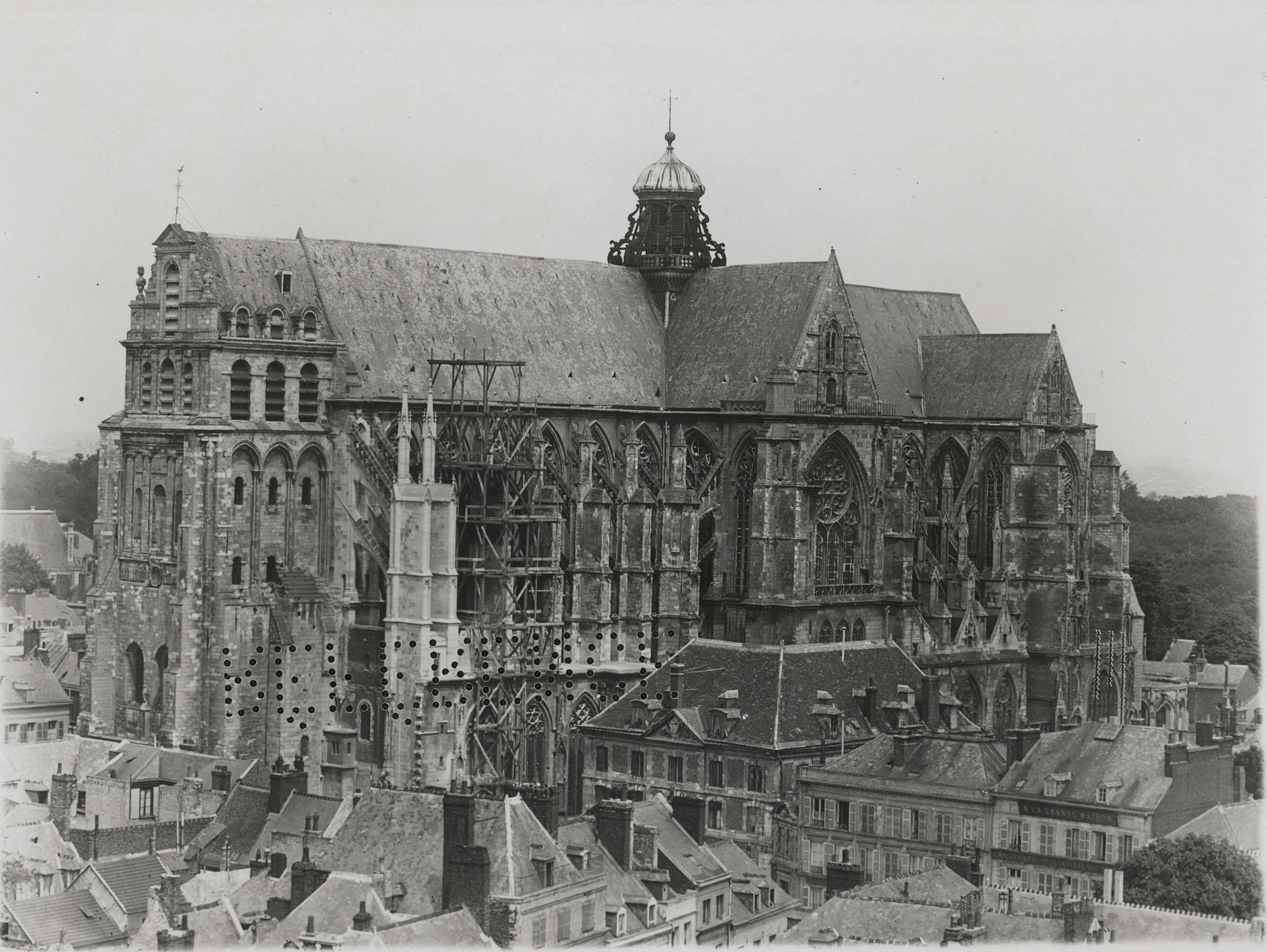
Façade sud de la basilique au début du XXe siècle, vue depuis le beffroi.

En novembre 1790, en application de la Constitution civile du clergé, le chapitre de Saint-Quentin fut supprimé et la collégiale fermée. Elle rouvrit le 20 mars 1791, en présence de l'évêque constitutionnel Claude Marolles, devenant l'unique église paroissiale de la ville en vertu d'un décret de l'Assemblée nationale. Durant cette période, le mobilier de l'église fut vendu et dispersé. En novembre 1793, en conséquence de l'interdiction du culte catholique par la Convention nationale, l'ancienne collégiale fut désacralisée. La municipalité ordonna d'abattre la flèche du clocher central, de descendre toutes les cloches à l'exclusion d'une destinée à sonner l'alarme, et autorisa l'anéantissement des « affreuses marques de la féodalité et de la superstition qui se [trouvaient] dans la ci-devant église ». Ainsi, dans les dernières semaines de l'année 1793, de nombreuses sculptures du bâtiment furent détruites ou dégradées. De plus, les reliques de saint Quentin furent sorties de l'édifice par les révolutionnaires et brûlées sur le parvis. Seuls furent épargnés le chef et la main du saint, dissimulés dans le caveau qui servait de sépulture aux chanoines,.
Le 30 novembre 1793, l'ancienne église devint lieu du culte de la Raison et un buste de Jean-Paul Marat fut déposé sur l'autel. En 1794, elle fut transformée en temple de l'Être suprême. Sous le Directoire, elle servit de magasin à fourrage et d'écurie. En 1799, la municipalité envisagea de vendre le bâtiment, laissé à l'abandon, et d'autoriser sa démolition. Au contraire des cathédrales voisines de Cambrai et d'Arras, l'ancienne collégiale de Saint-Quentin échappa cependant à la destruction grâce à l'intervention de Charles Duuez, député puis sous-préfet de l'arrondissement. L'édifice ne fut rendu au culte catholique que le 26 juin 1803. Il devint une église paroissiale, en remplacement des églises voisines Saint-André et Notre-Dame-de-Labon, détruites durant la Révolution française, et de l'église Saint-Jacques, désacralisée et transformée en halle aux grains municipale en 1805,.
Les décennies suivantes furent consacrées au rétablissement progressif et laborieux du mobilier liturgique. Ainsi, le 4 septembre 1827, le roi Charles X, de passage dans la ville, posa la première pierre du nouveau maître-autel. La construction de ce dernier fut toutefois interrompue dès 1830 à la suite des Trois Glorieuses. Le chœur ne reçut son autel définitif, un édicule-reliquaire de 18 m de hauteur réalisé par la maison Trioullier, qu'en 1877.
Le 19 janvier 1871, lors de la bataille de Saint-Quentin, les reliques et les objets précieux de l'église furent déposés dans la crypte pour y être protégés. Toutefois, l'édifice souffrit finalement peu des combats. D'après le chroniqueur Adrian Villart, seul un obus toucha le mur méridional de la nef, occasionnant un trou de soixante centimètres de profondeur et une fissure. Enfin, le 5 décembre 1876, grâce à un bref apostolique du pape Pie IX, l'ancienne collégiale acquit le titre de basilique mineure. Le 21 janvier 1877, l'évêque de Soissons Odon Thibaudier promulgua le bref apostolique dans la collégiale en présence d'une foule nombreuse.
L'édifice bénéficia d'un regain d'intérêt progressif au cours du XIXe siècle. Ainsi, en 1837, consciente de l'état de délabrement de l'église mal entretenue depuis la Révolution française, la municipalité de Saint-Quentin sollicita un soutien financier de l'État pour entreprendre des travaux de rénovation. La réponse des autorités centrales fut négative, l'inspecteur général des monuments historiques Prosper Mérimée jugeant que l'ancienne collégiale avait « de jolis détails mais dont le mérite est très secondaire sous le rapport de l'art ». L'initiative de la municipalité permit cependant à l'édifice d'être classé monument historique sur la première liste de 1840,.
Dans la seconde moitié du XIXe siècle, l'attrait pour l'ancienne collégiale se confirma et une entreprise ambitieuse de restauration fut mise en œuvre. De 1856 à 1900, l'architecte Pierre Bénard, assisté d'architectes municipaux, mena des travaux pour assurer la solidité de l'édifice. Admiratif de l'art gothique classique et rayonnant, Pierre Bénard tenta de rendre à l'église son apparence de la fin du XVe siècle. Il décida, notamment, d'abaisser le sol de la chapelle du Saint-Sépulcre à son niveau prérévolutionnaire, de peindre les piliers du chœur et de poursuivre l'enlèvement des lambris modernes, ce qui permit de révéler des peintures murales médiévales. Enfin, Pierre Bénard entreprit également les premières fouilles sous le chœur de l'édifice, découvrant en 1864 les vestiges des églises primitives et, en particulier, l'emplacement ancien de la tombe de saint Quentin. Après son décès, en 1900, le chantier se poursuivit de telle sorte qu'en 1914, juste avant le commencement de la Première Guerre mondiale, les travaux de restauration des arcs-boutants de la nef venaient de se terminer.

#### La basilique meurtrie pendant la Première Guerre mondiale
Située, dès le mois d'août 1914, dans la zone d'occupation allemande, à quelques kilomètres du front, la basilique subit de très lourds dommages durant la Première Guerre mondiale. En juillet 1916, le bombardement de la gare de Saint-Quentin par l'aviation britannique provoqua la destruction de vitraux et de remplages de la façade sud.
De mars à mai 1917, dans le cadre de l'évacuation de la ville, le commandement allemand décida de démonter et transporter à Maubeuge les œuvres les plus précieuses de la basilique. Furent ainsi préservés le tombeau de saint Quentin de Saint-Quentin, les verrières de la chapelle de la sainte Vierge ainsi que les verrières de sainte Catherine et de sainte Barbe. Dans les mois suivants, la basilique fut durement touchée par les tirs de l'artillerie franco-britannique. Le 15 août 1917, un incendie ravagea la charpente et les toitures. Une grande partie des voûtes s'effondrèrent dans les semaines qui suivirent,.
En 1918, l'armée allemande en retraite creusa les piliers de la nef en vue de miner et de faire sauter l'édifice, à l'instar de la destruction du donjon du château de Coucy opérée quelques mois plus tôt. Cependant, le minage n'eut finalement pas lieu, sans doute en raison de l'avancée rapide de la Ire Armée du général Marie-Eugène Debeney.
La crypte de la basilique fut en grande partie détruite durant la Première Guerre mondiale, peut-être à cause d'incendies accidentels mais plus probablement en raison d'un dynamitage intentionnel par les Allemands de cette partie du bâtiment. Furent ainsi détruits les sarcophages de saint Cassien et de saint Victoric ainsi que les tombeaux des comtes du Vermandois,.

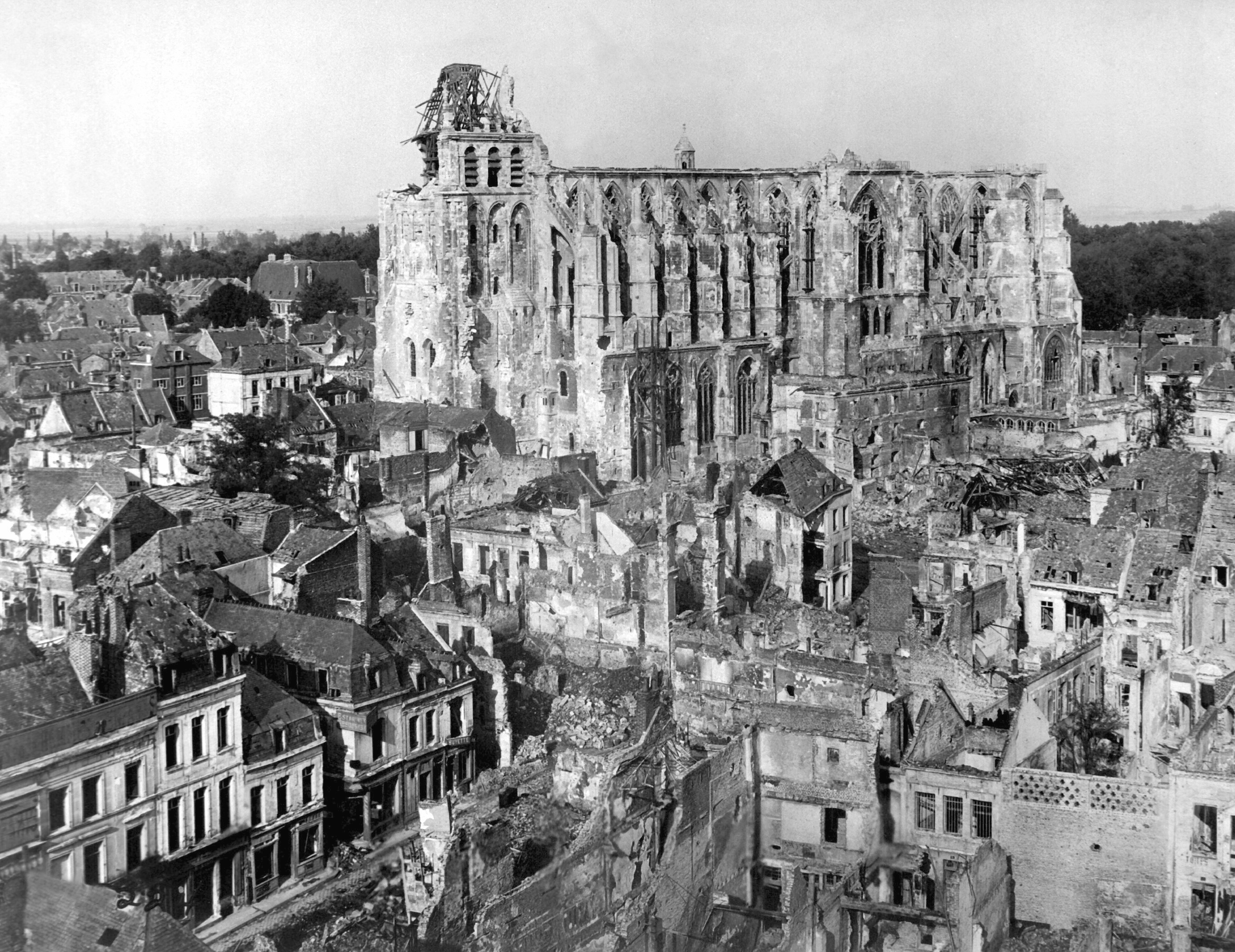
La basilique en ruines vue depuis le beffroi.
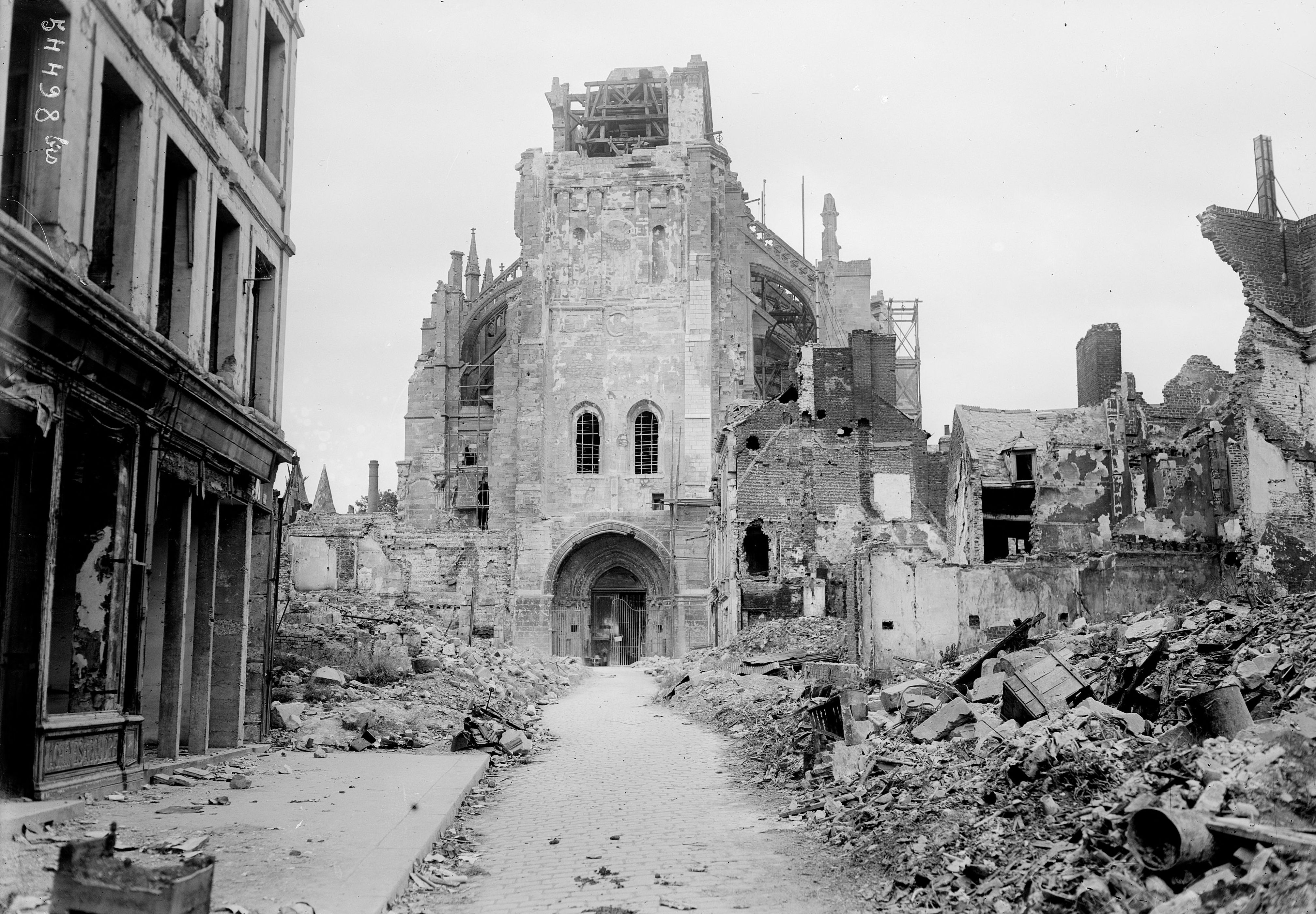
La tour-porche privée de ses parties hautes vue depuis la rue Saint-André.
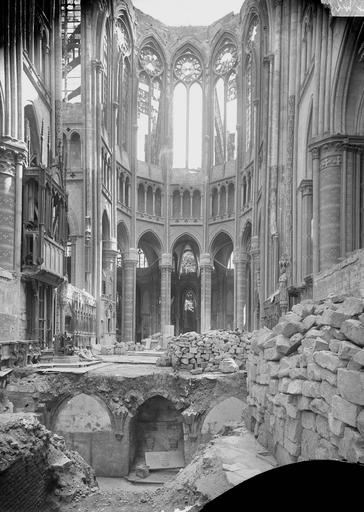
Le chœur avec ses voûtes effondrées et sans vitraux.
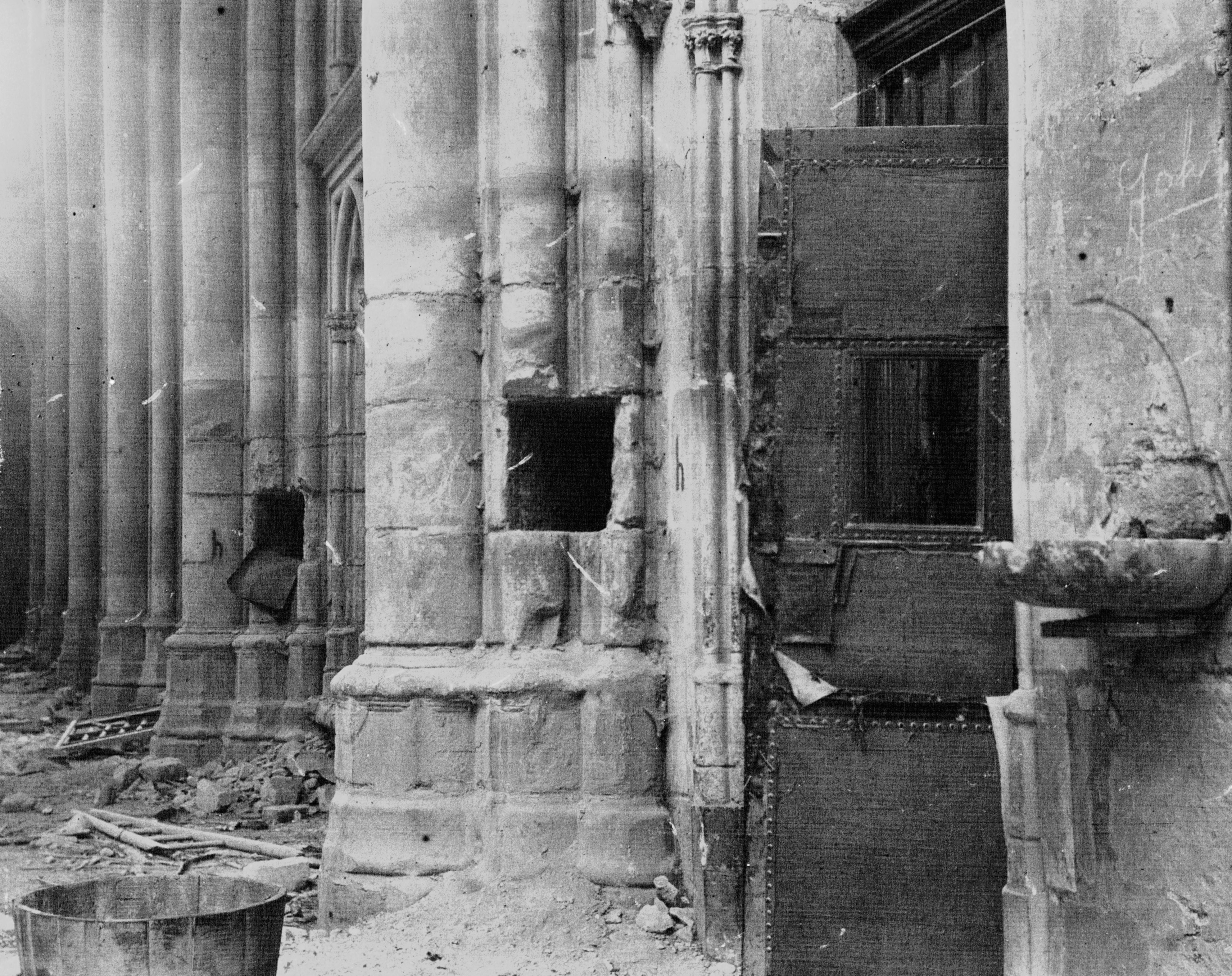
Trous de mine creusés par l'armée allemande dans les piliers de la basilique en 1918.

#### La reconstruction de la basilique de 1919 à 1976
En 1919, la question de la reconstruction de l'édifice resta en suspens quelques mois, une partie des habitants désirant que le monument demeure en ruine, comme témoignage des ravages de la guerre. Le Conseil municipal vota finalement en faveur de la remise en l'état de la basilique. Sa reconstruction fut menée jusqu'en 1937 par Émile Brunet, architecte en chef du service des Monuments historiques. Grâce au recours à des prisonniers de guerre allemands puis à des volontaires français, l'édifice put être débarrassé des gravats au cours de l'année 1919. La reconstruction commença par la tour-porche, plus épargnée par les bombardements. Émile Brunet veilla à respecter l'aspect d'avant-guerre du monument. Seule modification notable, l'architecte décida de supprimer le couronnement baroque du clocher-porche et de le remplacer par un couronnement beaucoup plus simple, à la fois par manque de temps et par volonté d'améliorer la cohérence architecturale de la basilique. Le chantier se poursuivit ensuite dans le reste de l'édifice, en progressant depuis la nef jusqu'à l'abside. Dès 1922, le collatéral sud de la nef fut rendu au culte et servit d'église paroissiale aux Saint-Quentinois. Sur le modèle de la cathédrale de Reims, Émile Brunet créa une ossature de béton pour remplacer la charpente en bois détruite durant la guerre.
Si la nef remise en l'état fut inaugurée dès le 24 octobre 1929, l'église ne fut intégralement rendue au culte que le 20 octobre 1956. Parallèlement, entre 1920 et 1922, Émile Brunet procéda à la destruction des demeures de l'ancien quartier canonial, dévastées durant la guerre. Leur disparition, au profit d'un parking et d'un parc, permit de dégager, pour la première fois, la vue sur la façade méridionale de l'édifice.
La restauration des verrières de la basilique fut plus lente. Durant l'entre-deux-guerres, des vitraux furent commandés à Georges Bourgeot puis, après 1945, à Pierre Choutet pour décorer deux chapelles latérales de la nef et une fenêtre du bras nord du grand transept. En 1974, un legs permit à la ville de Saint-Quentin de passer commande de verrières décoratives pour le déambulatoire et des verrières figuratives pour la chapelle Saint-Quentin aux vitraillistes Jacques Le Chevallier et Jean-Jacques Gruber.
Les travaux se poursuivirent entre 1971 et 1976, sous la direction de l'architecte en chef des Monuments historiques Maurice Berry, par la construction d'une nouvelle flèche, appelée localement « le campanile », au-dessus de la croisée du grand transept et de la nef. Elle culmine à 83 mètres.

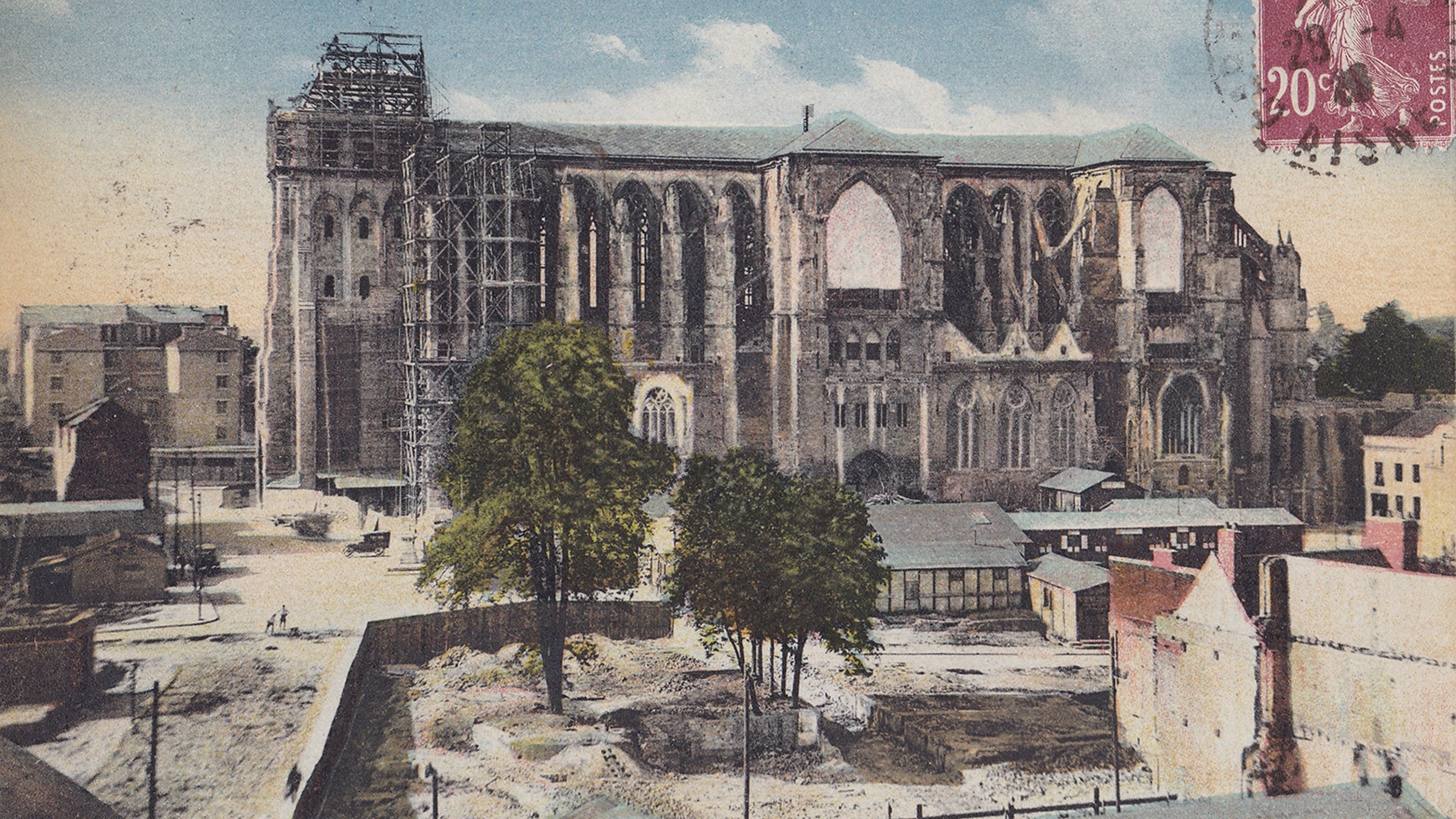
Basilique au milieu des années 1920, un toit temporaire a été posé et les rosaces retirées.
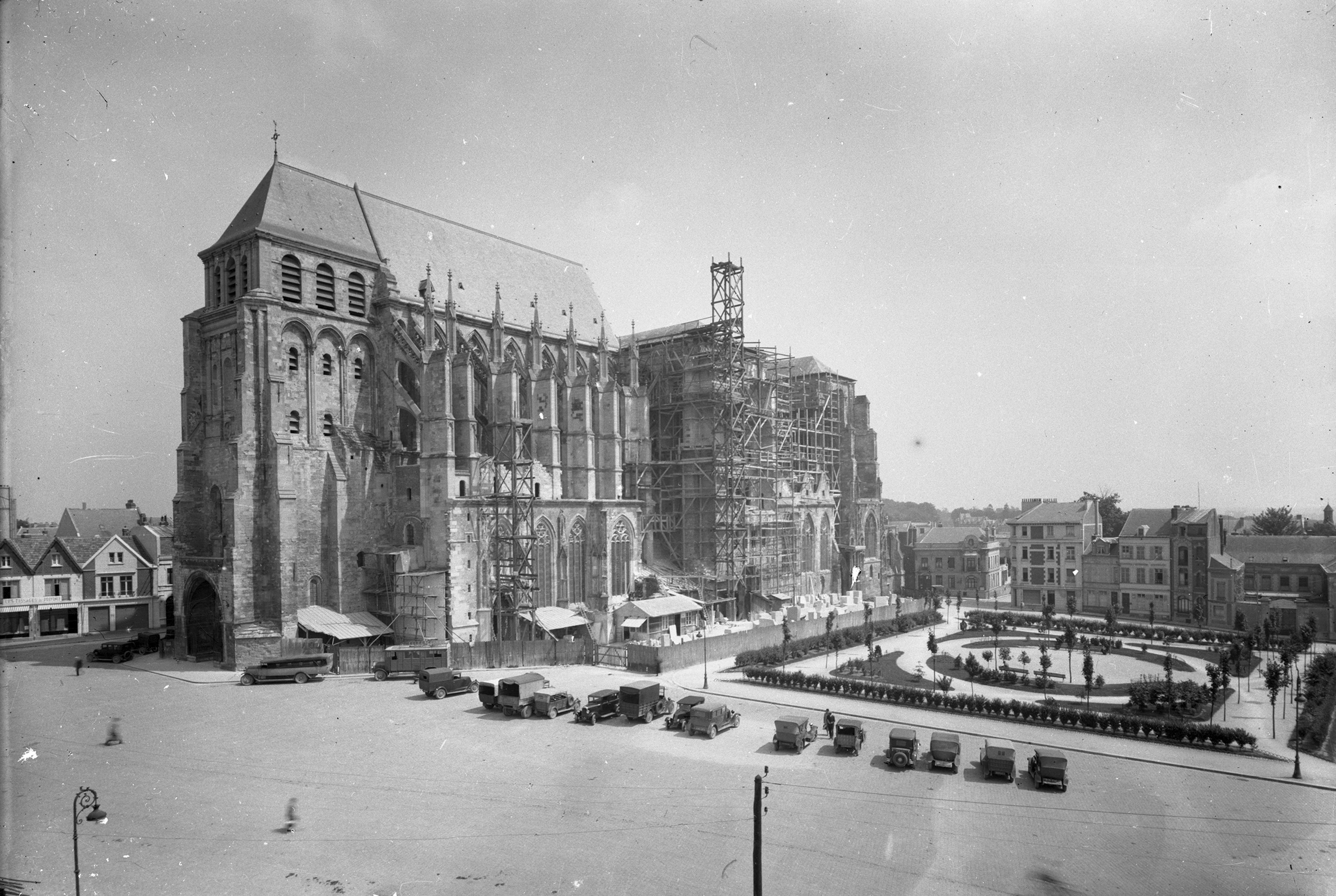
Basilique au début des années 1930, le clocher-porche et la nef ont été restaurés.
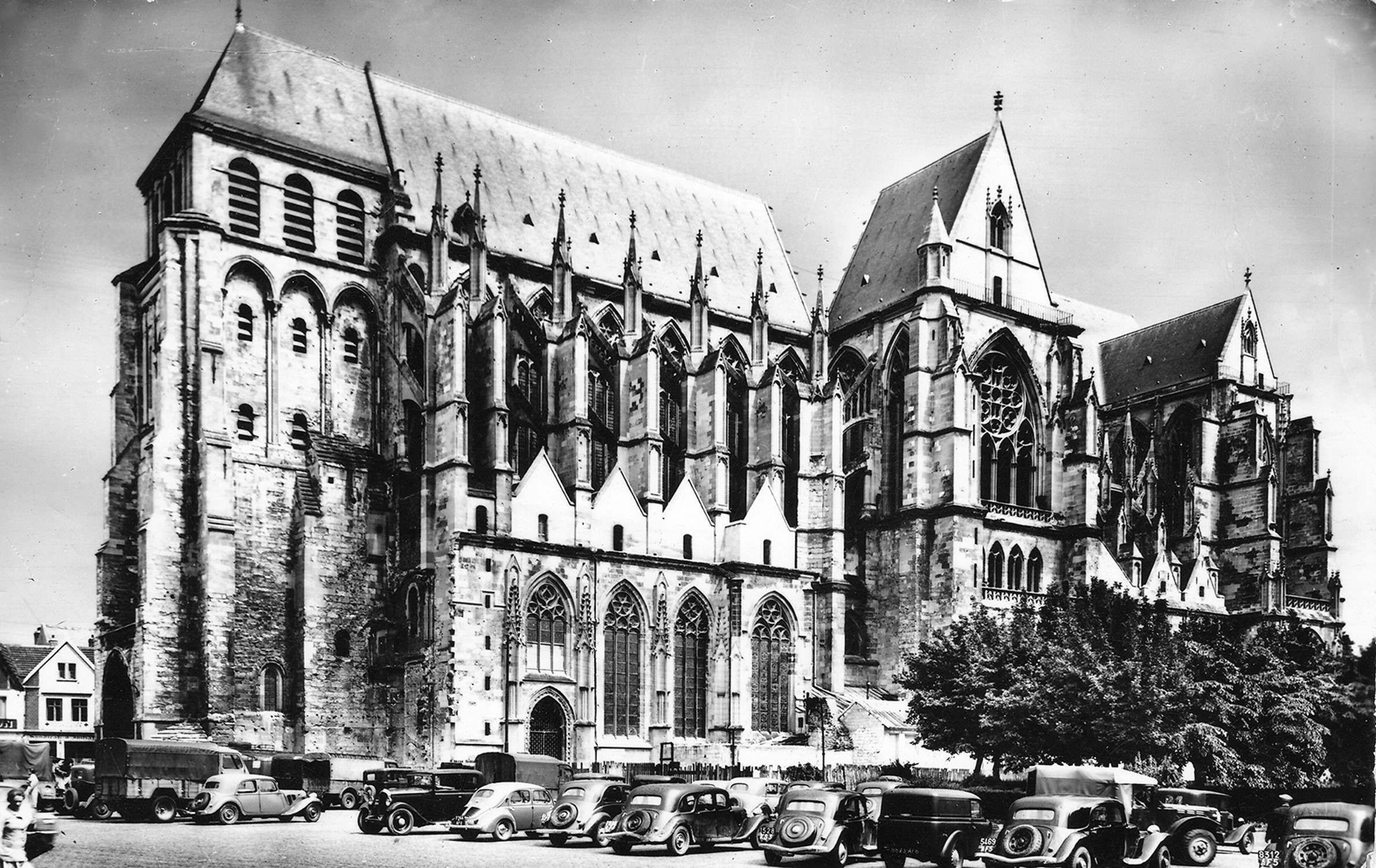
Basilique à la fin des années 1930, seuls manquent la flèche et le couronnement du clocher-porche.

#### La basilique auXXIesiècle, entre restaurations et valorisation touristique

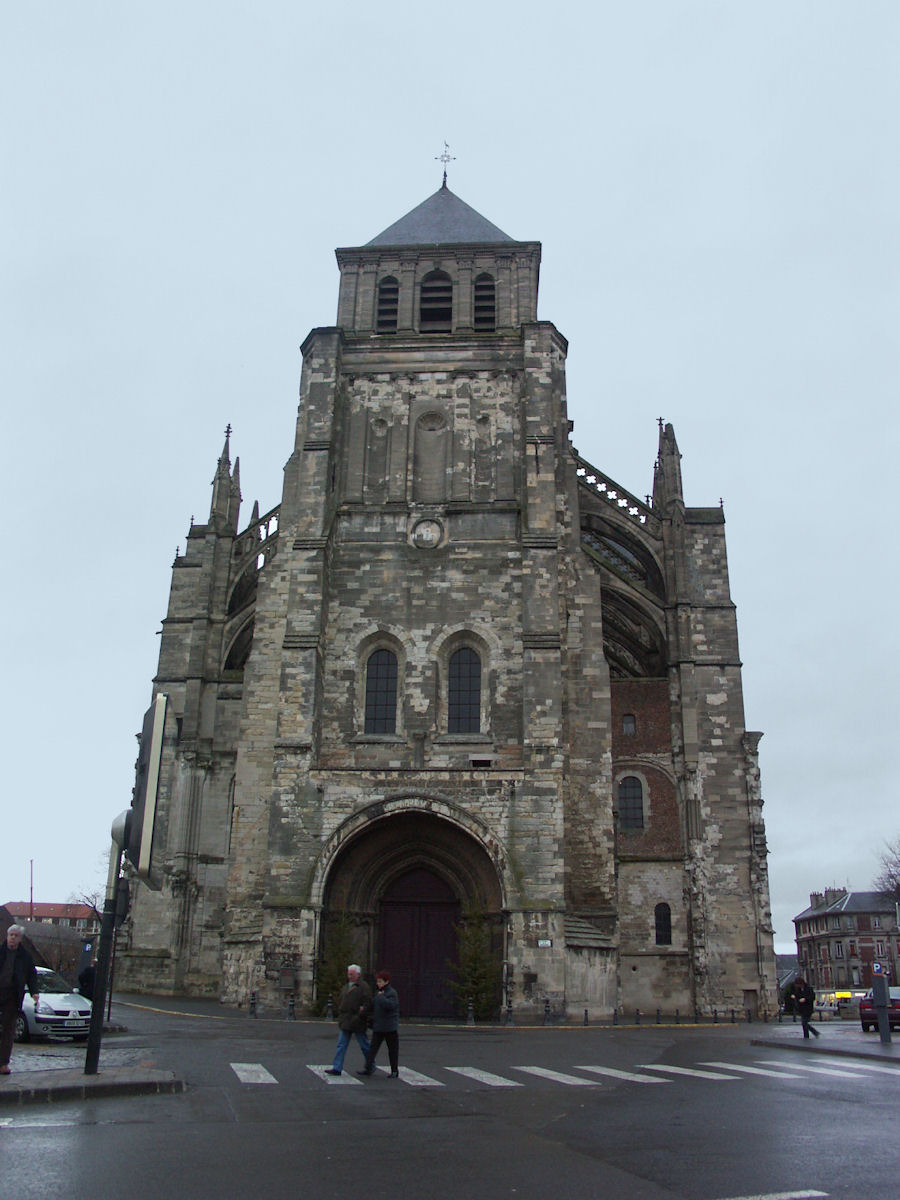
Tour porche de la basilique avant la restauration de 2016.

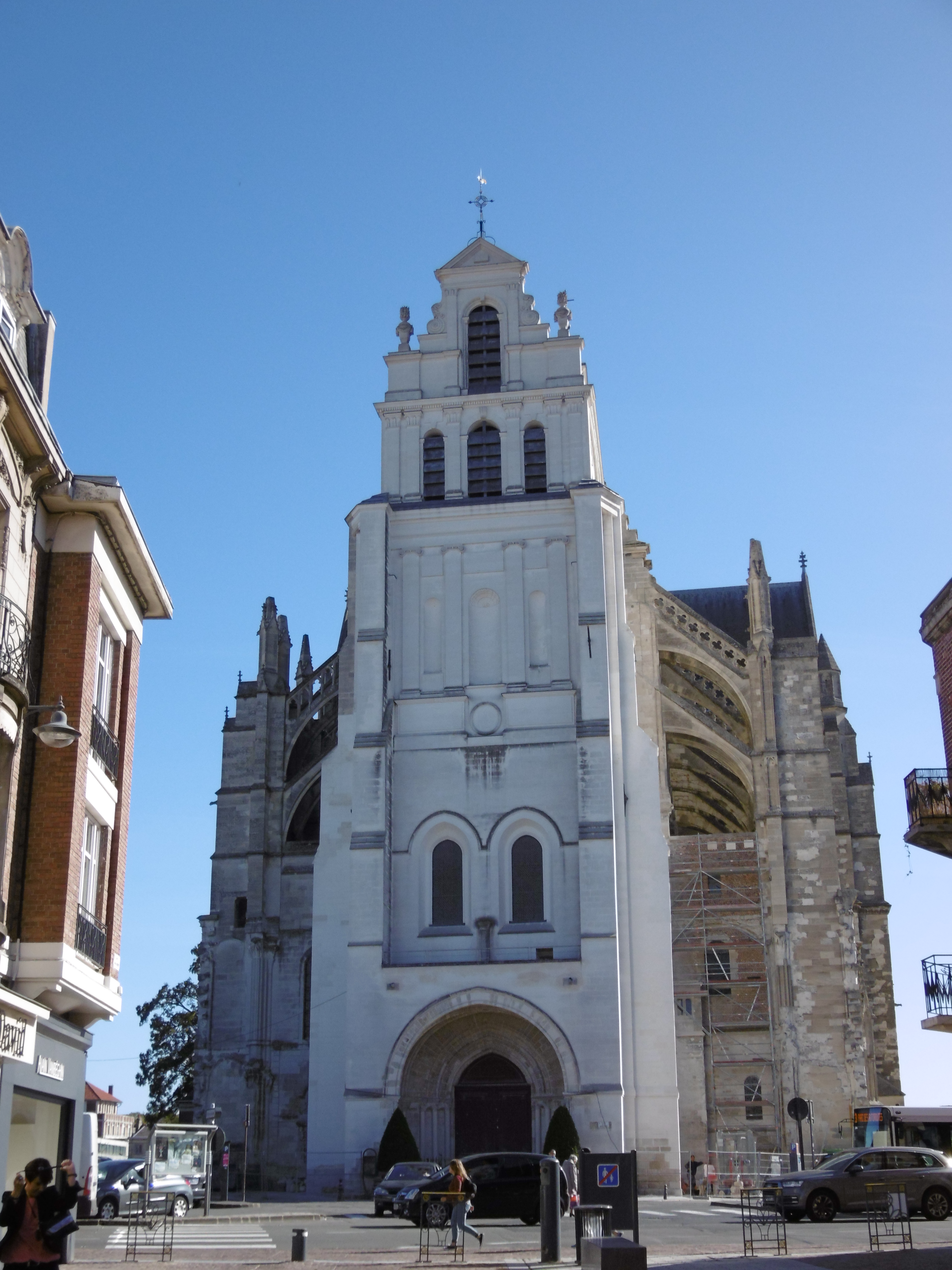
Tour-porche de la basilique après la restauration de 2016.

Plusieurs campagnes de restauration sont menées depuis le début du XXIe siècle. Certaines d'entre elles ont pour buts de réparer des erreurs commises lors de la reconstruction du XXe siècle, par manque de temps ou d'argent. Ainsi, de 2006 à 2016, la tour-porche bénéficie d'une vaste restauration. Les objectifs sont d'assainir les parements, reconstruits en pierres de qualité médiocre après la Première Guerre mondiale et devenus instables, ainsi que de rétablir les niveaux supérieurs de style baroque tels qu'ils étaient à la fin du XVIIe siècle. En 2021, l'orgue de la basilique est démonté pour être restauré et réharmonisé, les tuyaux des années 1950 ayant révélé des signes d'affaissement,.
D'autres chantiers visent à entretenir l'édifice, dans la lignée des travaux menés par Pierre Bénard au XIXe siècle. Une nouvelle campagne de restauration est ainsi menée de 2016 à 2018 sur la façade septentrionale du grand transept. En février 2022 débute la campagne de restauration du croisillon sud du grand transept qui devrait permettre de rétablir l'accès par le portail du cloître, condamné depuis 1919, et d'ouvrir au public le scriptorium de la basilique.
Dans le même temps, en tant que propriétaire de l'édifice, la Ville de Saint-Quentin cherche à valoriser et à faire connaître ce monument emblématique de la commune. En 1993, la basilique sert notamment de décor dans La Reine Margot, film de Patrice Chéreau. La scène du mariage d'Henri de Navarre et de Marguerite de Valois y est tournée. L'édifice accueille également des concerts et des spectacles. Enfin, toute l'année, la basilique est ouverte et visitable. Pendant la saison estivale, des visites nocturnes et des visites guidées des hauteurs de l'édifice sont proposées par l'office du tourisme du Saint-Quentinois et par l'association des Amis de la basilique,.
Cette valorisation touristique n'empêche pas l'église de conserver sa vocation cultuelle. La basilique Saint-Quentin de Saint-Quentin est aujourd'hui l'église paroissiale de la Paroisse Saint-Quentin Notre Dame, dépendante du diocèse de Soissons. Hors période hivernale, elle accueille des offices chaque dimanche à 11 h.

## Aperçu général

### Plan et élévation
Le plan de la basilique est celui d'une croix de Lorraine, cas unique parmi les grandes églises françaises qui ont adopté le plan cruciforme ou basilical, partagé seulement avec les anciennes abbayes bénédictines de Cluny III et de Saint-Benoît-sur-Loire,. La basilique est ainsi dotée de deux transepts non saillants de même hauteur et de même longueur, le transept de chœur étant plus étroit que l'autre. Ce choix original, qu'aucune source ancienne n'explique, tire peut-être son origine d'influences anglaises. En effet, le plan en croix de Lorraine est plus commun en Angleterre, comme en témoignent les exemples des cathédrales de Canterbury et de Salisbury. Autre hypothèse, avancée par Pierre Héliot, le transept de chœur pourrait être un moyen d'affirmer, dès l'extérieur, l'emplacement des reliques conservées dans l'édifice, suivant une ancienne tradition bénédictine. La nef est pourvue de deux bas-côtés, prolongés par sept chapelles latérales. Un double déambulatoire entoure le chœur et dessert quatre chapelles latérales. L'abside est formée de cinq chapelles rayonnantes selon un plan radioconcentrique. Deux chapelles orientées s'ouvrent vers le déambulatoire et le petit transept. Le vaisseau central ainsi que les deux transepts s'élèvent sur trois niveaux, avec de grandes arcades, un triforium et des fenêtres hautes.

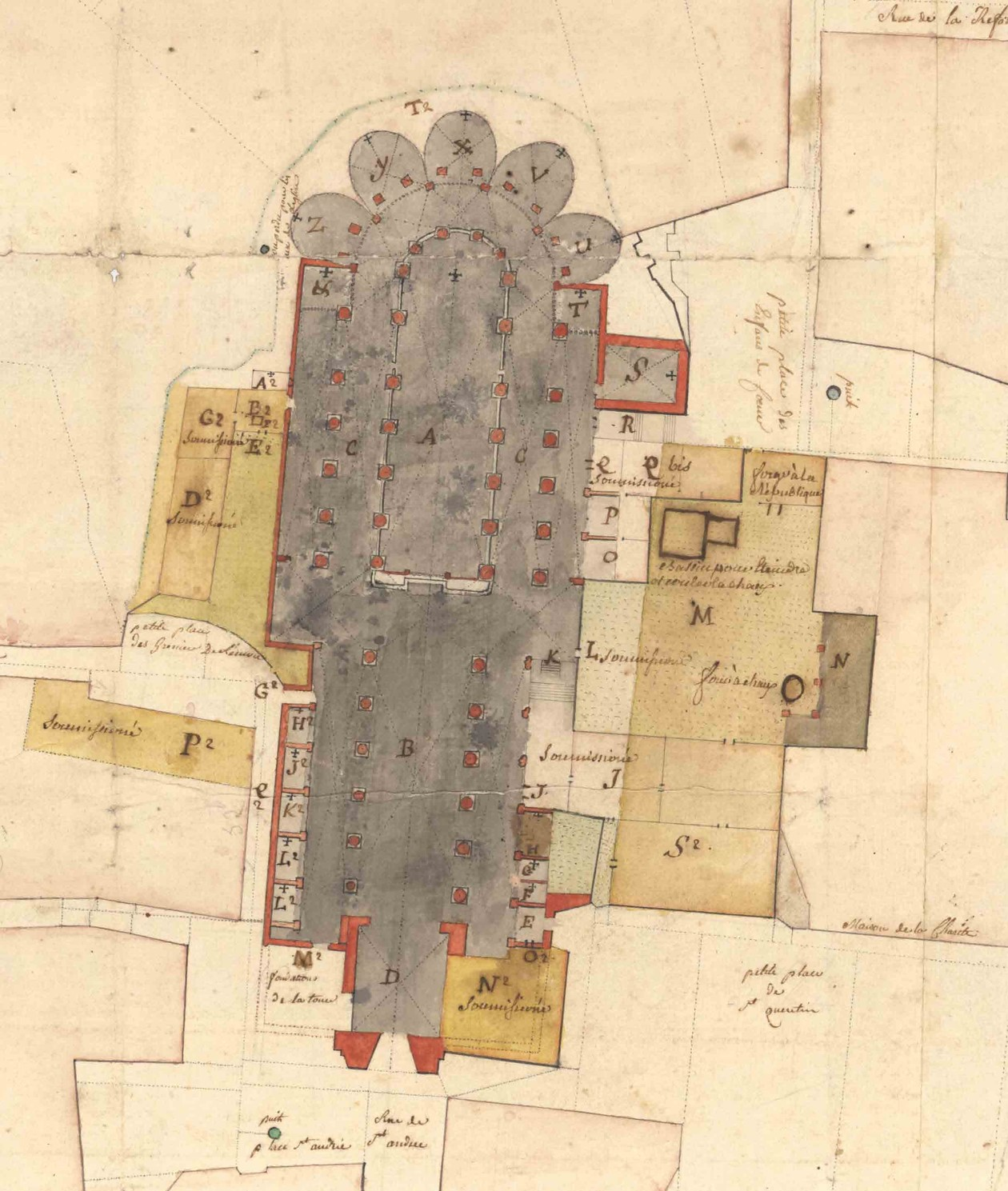
Plan de la collégiale vers 1780, entourée des bâtiments du quartier canonial.
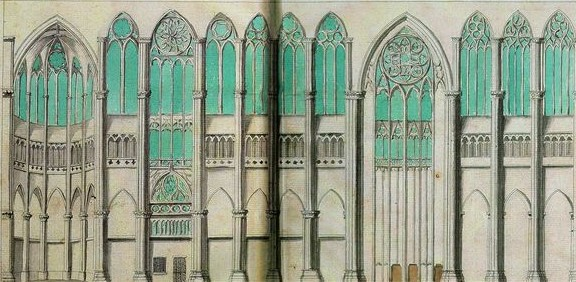
Coupe longitudinale de la façade sud de la collégiale en 1804, par Édouard Pingret.
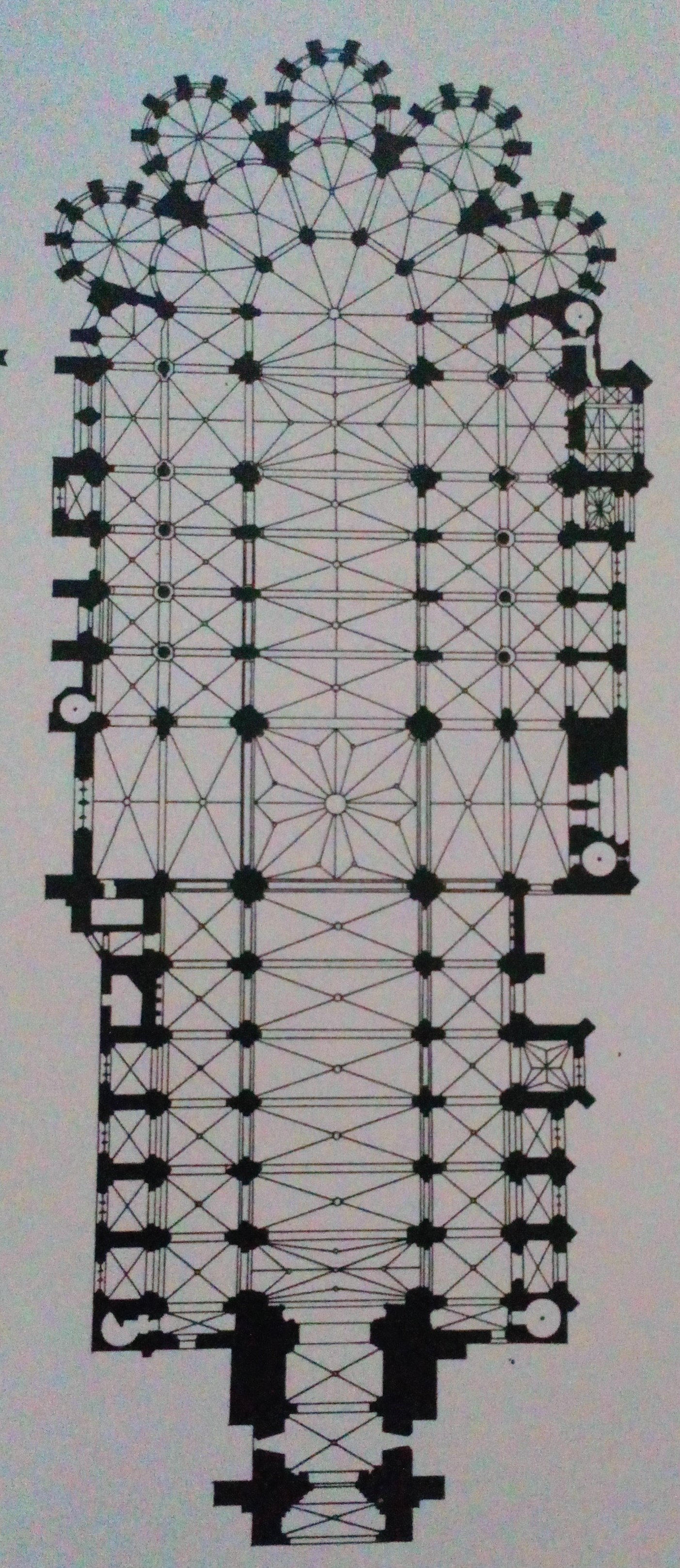
Plan actuel de la basilique.

### Matériaux de construction
L'essentiel de la construction est en pierre de taille, essentiellement de la craie blanche, une roche sédimentaire calcaire qui caractérise le Crétacé supérieur, typique du nord et de l'ouest de la Picardie, de la Haute-Normandie ainsi que d'une grande partie du Nord-Pas-de-Calais. Cette roche est très utilisée pour les nombreux monuments gothiques de cette région (comme à Beauvais, Abbeville, Saint-Riquier, Amiens, Saint-Omer, Évreux, Vernon, les Andelys, Caudebec-en-Caux, les églises de Rouen, ou encore les cathédrales gothiques disparues de Thérouanne, Cambrai et Arras). La craie est une pierre fine et assez tendre, facile à travailler, à scier et à sculpter, encourageant les structures et les sculptures les plus hardies. Les carriers ont su sélectionner les bancs les plus durs et de bonne qualité pour la construction (cette pierre étant plus ordinairement fragile et peu résistante à l'érosion). Les pierres utilisées proviennent surtout des carrières du Catelet et d'Hauteville, à une vingtaine de kilomètres de Saint-Quentin. Les pierres de l'église abbatiale du Xe siècle, détruite au fur et à mesure de l'avancement des travaux de l'édifice actuel, furent également réemployées pour les fondations et pour édifier certains piliers de la nef. Au XXe siècle, lors de la reconstruction de l'édifice, les architectes firent le choix d'utiliser de la pierre calcaire de Vassens.
Le monument est coiffé d'un toit recouvert d'ardoise. Du plomb couvrait autrefois une partie de la toiture, notamment sur les chapelles rayonnantes et sur le clocher du grand transept. Il fut emporté par les Espagnols à la suite de la défaite française de 1557,,.

### Dimensions
La basilique Saint-Quentin de Saint-Quentin est le plus vaste édifice gothique des Hauts-de-France après la cathédrale Notre-Dame d'Amiens :
- longueur intérieure : 123 m (Amiens : 133,5 m) ;
- longueur extérieure : 130 m (Amiens : 145 m) ;
- longueur de la nef : 35 m (Amiens : 54 m) ;
- largeur hors œuvre : 52 m (Amiens : 70 m) ;
- largeur du vaisseau : 12,4 m (Amiens : 14,6 m) ;
- hauteur au sommet des combles : 47 m (Amiens : 56 m) ;
- hauteur au sommet de la flèche : 83 m (Amiens : 112 m) ;
- hauteur de la tour-porche : 50 m ;
- hauteur sous voûtes de la nef et du chœur : 34 m / 35 m[Note 2] (Amiens : 42,30 m, Cathédrale Saint-Pierre de Beauvais : 48,50 m) ;
- largeur des travées de la nef et du chœur : 14 m (Amiens : 14,60 m) ;
- rapport largeur/hauteur du vaisseau : 1/2, 8 (Amiens : 1/2, 9 ; Beauvais : 1/3, 0) ;
- hauteur du rez-de-chaussée par rapport à la hauteur totale du vaisseau : 39 % (Amiens : 50 %)[106],[76],[107],[108].

## Description extérieure

### Le chœur et l'abside

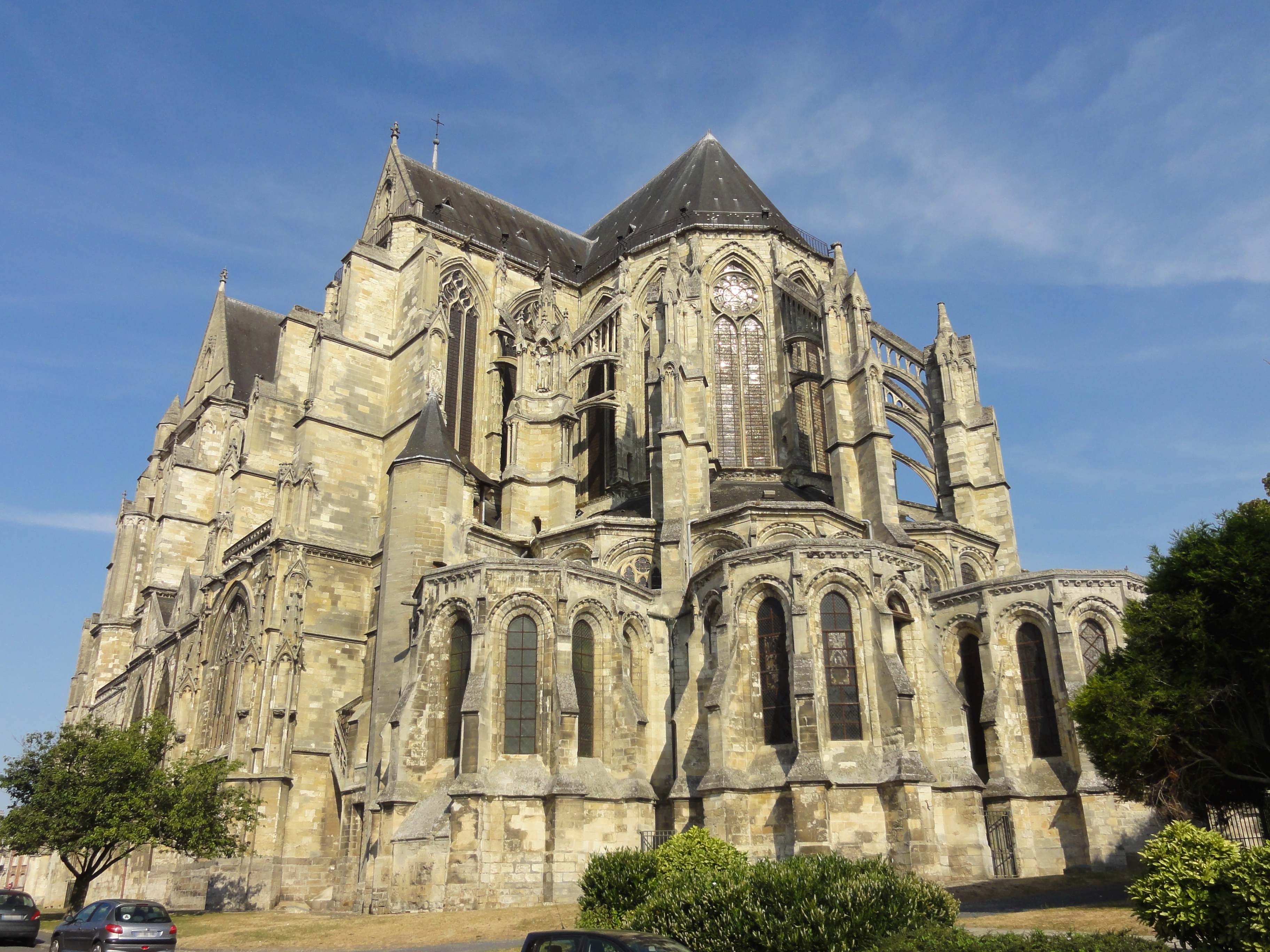
Chevet de la basilique avec ses chapelles saillantes.

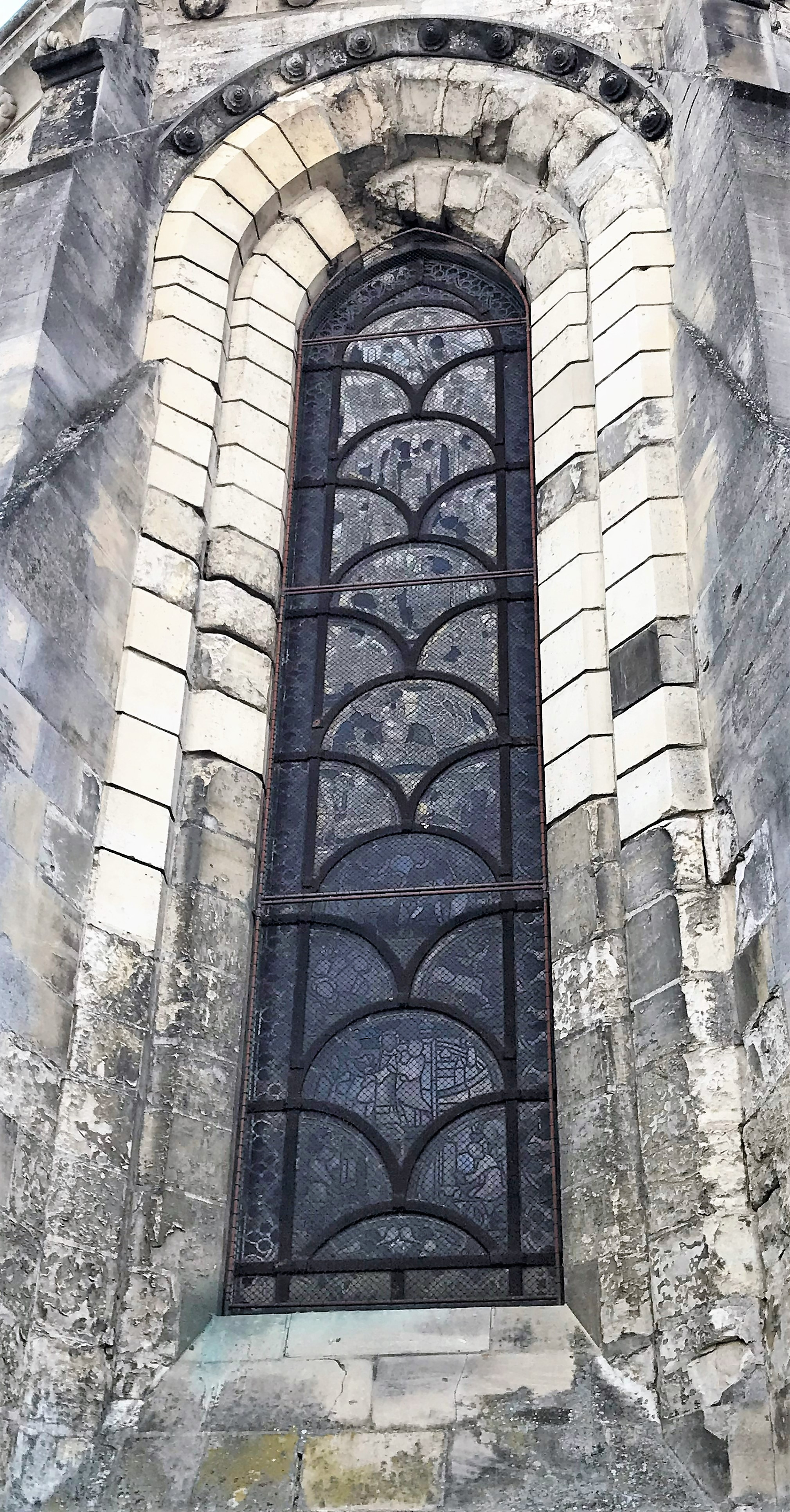
Baie centrale de la chapelle du Saint-Sacrement, vers 1200.

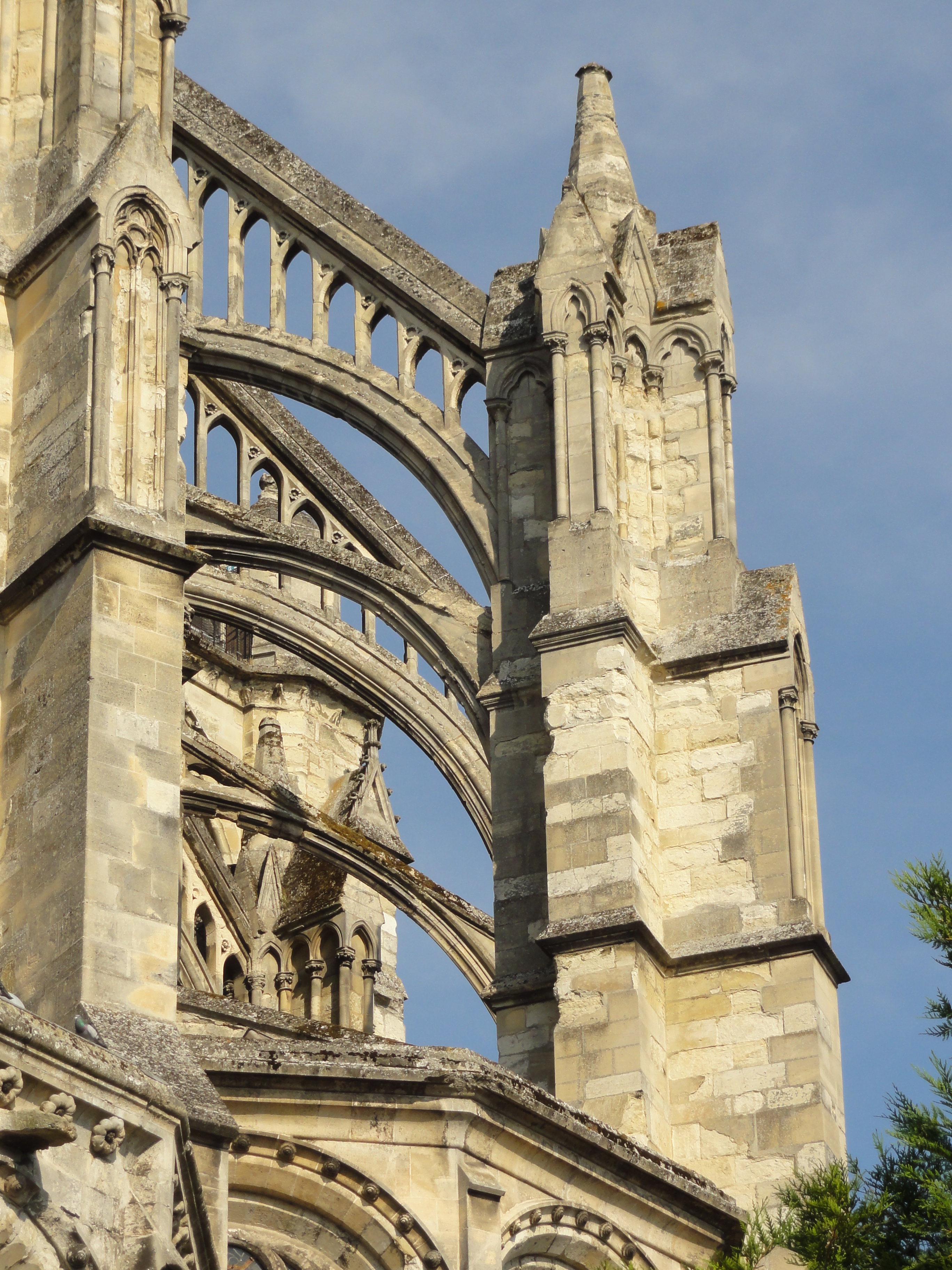
Les arcs-boutants du chevet.

Le chœur et le chevet, bâtis dans la première moitié du XIIIe siècle, sont les parties les plus anciennes de l'édifice, si l'on exclut la tour-porche héritée de l'église carolingienne. Grâce aux dons royaux, en particulier ceux du roi Saint Louis, leur construction fut plutôt rapide et s'étendit sur moins de sept décennies. Commencée en 1195, elle était presque terminée lors de la venue du roi en 1257,.
Les chapelles absidiales, le double déambulatoire et le premier niveau du transept de chœur furent construits lors de la première campagne de travaux, de 1195 à 1220. Ils présentent un style proche de celui de la cathédrale Saint-Gervais-et-Saint-Protais de Soissons. Les cinq chapelles absidiales couvertes d'un toit en terrasse sont éclairées par des baies en lancette. Le double déambulatoire à cinq travées est percé de baies en arc en plein cintre ornés de roses.
La hauteur relativement modeste des chapelles absidiales, atteignant environ neuf mètres, suggère que le projet initial des maîtres artisans de la fin du XIIe siècle était moins ambitieux que l'église qui fut effectivement construite dans les siècles suivants. Pierre Bénard suppose que, dans le projet conçu au XIIe siècle, les voûtes de la nef et du chœur auraient dû s'élever à une quinzaine de mètres de hauteur, permettant ainsi à la tour-porche de se détacher nettement du reste de l'édifice. Toutefois, l'amélioration des techniques de construction et les exemples de la basilique Saint-Denis et de la cathédrale Notre-Dame de Reims incitèrent sans doute les artisans de la première moitié du XIIIe siècle à concevoir un projet plus ambitieux.
Ainsi, les parties hautes de l'abside, du chœur et des bas-côtés édifiées lors d'une deuxième campagne de travaux, de 1224 à 1257, s'élèvent hardiment et sont soutenues extérieurement par des culées cruciformes avec deux ou trois volées d'arcs-boutants. Les fenêtres hautes du déambulatoire servent de degré intermédiaire pour assurer une transition harmonieuse entre les voûtes des chapelles absidiales, hautes de seulement neuf mètres, et celles de l'abside, hautes de plus de 34 mètres. Quatre chapelles latérales bordent le chœur,.
L'évolution du style des fenêtres donne des indices sur la progression du chantier. Les fenêtres des chapelles absidiales sont les plus anciennes. Elles furent réalisées dans la première décennie du XIIIe siècle,. Dotées d'un arc légèrement brisé, à l'exemple des fenêtres latérales de la tour porche, elles sont dépourvues de remplage. Leurs voussures sont nues, à l'exception d'un léger ressaut. Ce style sobre est similaire à celui des fenêtres de l'abbatiale Saint-Yved de Braine et de l'abbaye Saint-Germer-de-Fly. Les fenêtres des chapelles latérales du chœur, édifiées lors de la seconde campagne de travaux, sont plus élaborées. Elles bénéficient d'ogives en arc brisé et de remplages. La chapelle Saint-Quentin, au nord, dispose d'une fenêtre à deux lancettes trilobées surmontées d'un quadrilobe. Les trois chapelles du collatéral sud, édifiées au milieu du XIIIe siècle, possèdent des fenêtres à trois lancettes trilobées surmontées de deux trilobes et d'un cercle polylobé.
Les fenêtres hautes de l'abside comportent deux lancettes tandis que celles du chœur en comportent trois. Elles présentent trois types de fenestrages différents, ce qui renseigne sur la progression du chantier. Les fenestrages de l'abside furent conçus comme des châssis indépendants du mur, technique employée dans la nef de la cathédrale Notre-Dame d'Amiens entre 1220 et 1230. Les deux fenêtres de la première travée du chœur sont décorées, en leur sommet, d'une étoile à six branches s'emboîtant dans un cercle, à l'exemple des fenêtres hautes de la cathédrale Saint-Étienne d'Auxerre, achevées vers 1235. Enfin, les remplages supérieurs des trois fenêtres orientales du bas-côté sud du déambulatoire présentent des tracés typiques du milieu du XIIIe siècle, avec des cercles polylobés surmontant cinq trèfles et trois lancettes trilobées, ressemblant à ceux de la Sainte-Chapelle et de la cathédrale Notre-Dame de Tournai. Ces éléments confirment que l'édification des parties hautes du chœur et de l'abside, entamée dans les années 1220, dut s'achever dans les années 1250 ou 1260,.
Les organes de butée de l'abside et du chœur sont similaires. Ils furent bâtis après l'élévation des murs et datent vraisemblablement des années 1240 et 1250. Leurs deux arcs-boutants sont dissociés par des arcatures ajourées, à l'instar de ceux de la cathédrale Saint-Étienne d'Auxerre édifiés dans les années 1230. Les culées cruciformes sont décorées de niches et de colonnettes, suivant un modèle qui inspira peut-être les concepteurs des culées du chœur de la cathédrale d'Amiens, érigées autour de l'an 1260. En l'absence de pilette intermédiaire, les pinacles reposent sur les culées, comme ceux du chœur de la cathédrale Notre-Dame de Tournai construits vers 1255. Seuls les organes de butée du collatéral sud du chœur dérogent à ce modèle. En effet, à une époque inconnue mais peut-être contemporaine des travaux de consolidation des piliers du chœur menés par Jean Le Bel dans la première moitié du XIVe siècle, trois piles intermédiaires, des arcs-boutants médians ainsi que des traverses horizontales furent construits. Ces ajouts tardifs s'expliquent par un mauvais placement des points d'appui et par la trop faible taille des culées du XIIIe siècle, qui ne permettait pas à ces dernières de contenir la poussée latérale des voûtes du chœur,,. Ces additions présentent un décor sobre, à l'exception des piles intermédiaires coiffées d'imposants pinacles.
Sous ces arcs-boutants, les chapelles méridionales du chœur sont pourvues de toits en bâtière, perpendiculaires au vaisseau et présentant des pignons percés de petites fenêtres. Cette disposition singulière, qui peut s'expliquer par la longueur de ces chapelles, fut peut-être inspirée de celle des chapelles du chœur de l'ancienne cathédrale de Cambrai, construites dans la première moitié du XIIIe siècle. La chapelle Saint-Quentin, bordant le bas-côté nord, est quant à elle surmontée d'une terrasse similaire à celles des absidioles et des chapelles orientées.

### Le petit transept

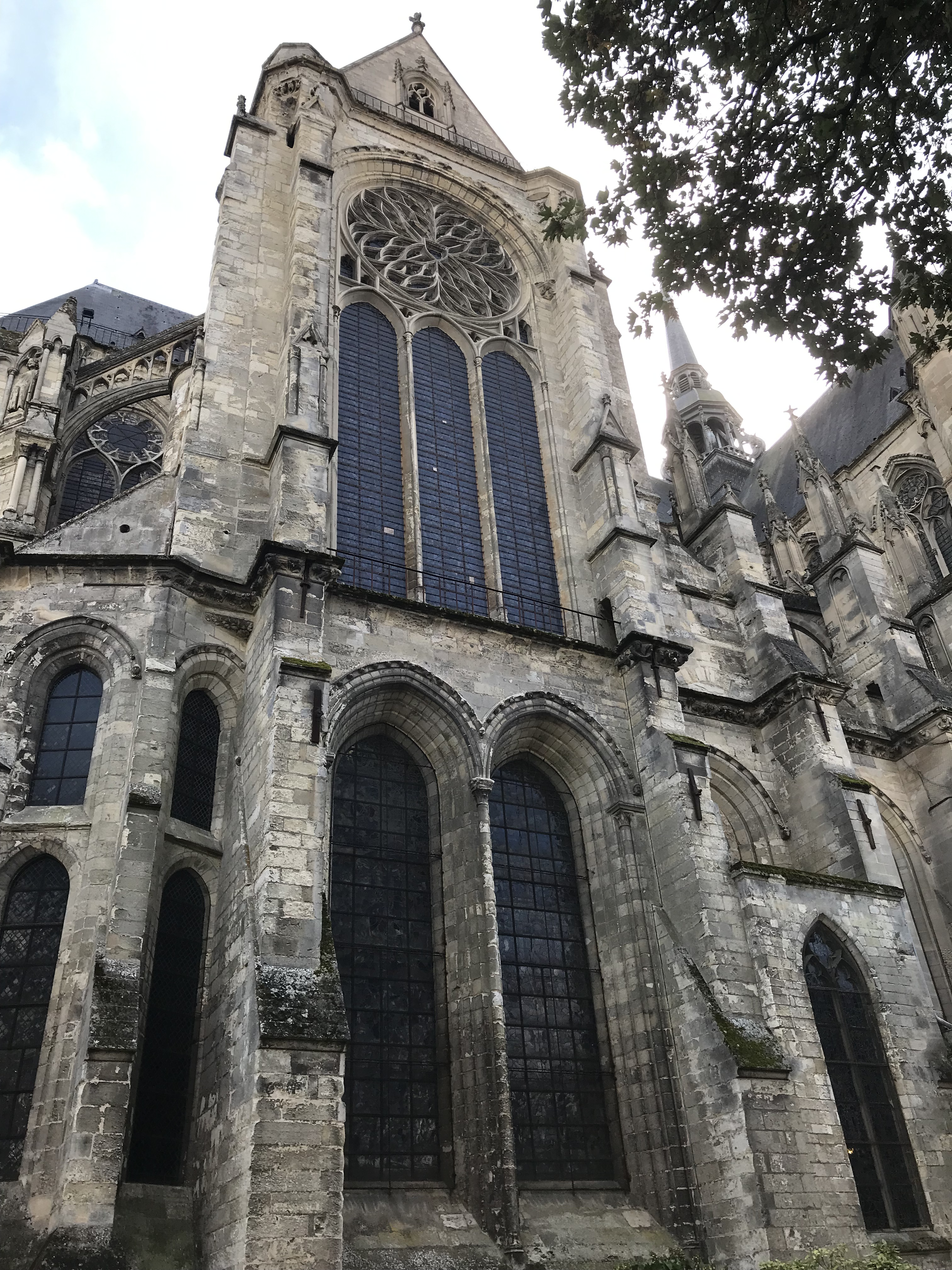
La façade du croisillon nord.

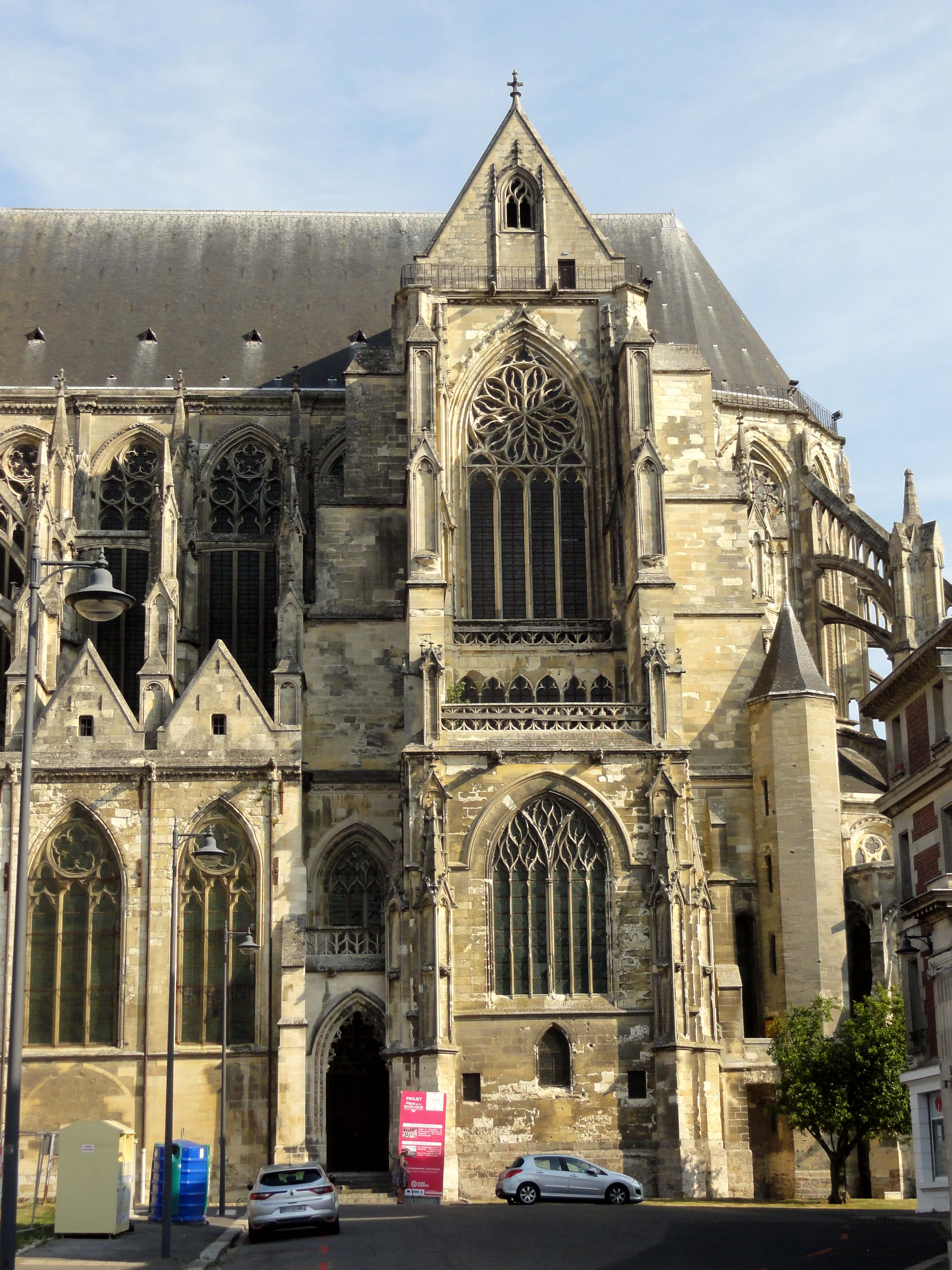
La façade du croisillon sud.

Le bras nord du petit transept fut construit dans le deuxième quart du XIIIe siècle, alors que les travaux du chœur n'étaient pas encore terminés. La façade septentrionale de ce croisillon s'élève sur deux niveaux. Le premier niveau est percé de deux fenêtres en tiers-point, dépourvues de remplage, de 9,5 m de hauteur et de 2,5 m de largeur. Elles bénéficient d'une décoration plus riche que les fenêtres des absidioles. Leurs arcades sont pourvues de colonnettes décoratives, qui supportent des tores, et d'archivoltes avec des motifs végétaux. Au niveau supérieur, une grande baie de trois lancettes est surmontée d'une rosace flamboyante. Ellen Shortell suppose que les plans de cette façade sont inspirés de ceux du mur oriental de la cathédrale Notre-Dame de Laon, en ce qui concerne les parties basses, et de la façade occidentale de la cathédrale Notre-Dame de Chartres, en ce qui concerne les parties hautes. La rosace, d'inspiration florale, fut réalisée par Colard Noël dans le dernier quart du XVe siècle. Elle représente une étoile à six branches inscrite dans une étoile à douze branches. Les quatre fenêtres hautes des murs occidental et oriental sont similaires aux fenêtres hautes de l'abside. Elles se composent chacune de deux lancettes placées sous un cercle polylobé. Le pignon est surmonté d'un acrotère et percé d'une fenêtre décorée de mouchettes. Il fut réalisé entre 1671 et 1679, à la suite de l'incendie de 1669. Il est identique à celui du croisillon sud. La chapelle orientée Saint-Joseph possèdent quatre baies réparties en deux niveaux, les baies inférieures sont deux fois plus hautes que les baies supérieures. Leur style est similaire à celui des baies des absidioles,,,.
Le bras sud du petit transept, qui menaçait ruine, dut être reconstruit à la fin du XVe siècle par Colard Noël, architecte de Valenciennes choisi par le roi Louis XI. Les archives départementales de l'Aisne conservent le devis établi par le maître-artisan le 26 juin 1477. Les travaux commencèrent dans les mois suivants et, grâce aux subsides versés par Louis XI, avancèrent rapidement. Le gros œuvre fut achevé dès l'an 1487. Ce croisillon est doté de contreforts particulièrement massifs, dans lesquels ont été aménagés deux salles. Au premier niveau, une fenêtre à six lancettes avec des remplages flamboyants surmonte trois petites fenêtres, aménagées pour éclairer la chapelle Saint-Fursy. Au deuxième niveau, une terrasse décorative, inaccessible, est située devant les six baies du triforium. Au troisième niveau, une fenêtre de quatre lancettes est surmontée d'une rosace d'inspiration florale, identique à celle du croisillon nord. Le pignon, surmonté d'un acrotère et percé d'une fenêtre décorée de mouchettes, date de la période de reconstruction du croisillon ou de la période de réparation de l'édifice à la suite de l'incendie de 1669. Quoique ce croisillon sud relève clairement du gothique flamboyant, Colard Noël veilla à préserver l'harmonie et la cohérence architecturales avec le reste de l'édifice,,.
Le portail Lamoureux du croisillon sud, construit à partir de 1493 et terminé après 1545, tire son nom d'un ancien puits situé à proximité. S'inscrivant dans le style gothique flamboyant, il se rapproche des portails de la cathédrale Saint-Pierre de Beauvais avec ses feuillages et ses volutes sculptés. Il est réputé, dès le XVIe siècle, comme le plus beau portail de la basilique grâce à son décor sculpté en haut relief. Jusqu'en 1793, ses parties hautes étaient peintes et surmontées des statues de la Vierge, de saint Quentin et de saint Victoric. Son riche décor est encore visible aujourd'hui, en dépit des dégâts subis sous la Révolution française et durant la Première Guerre mondiale.

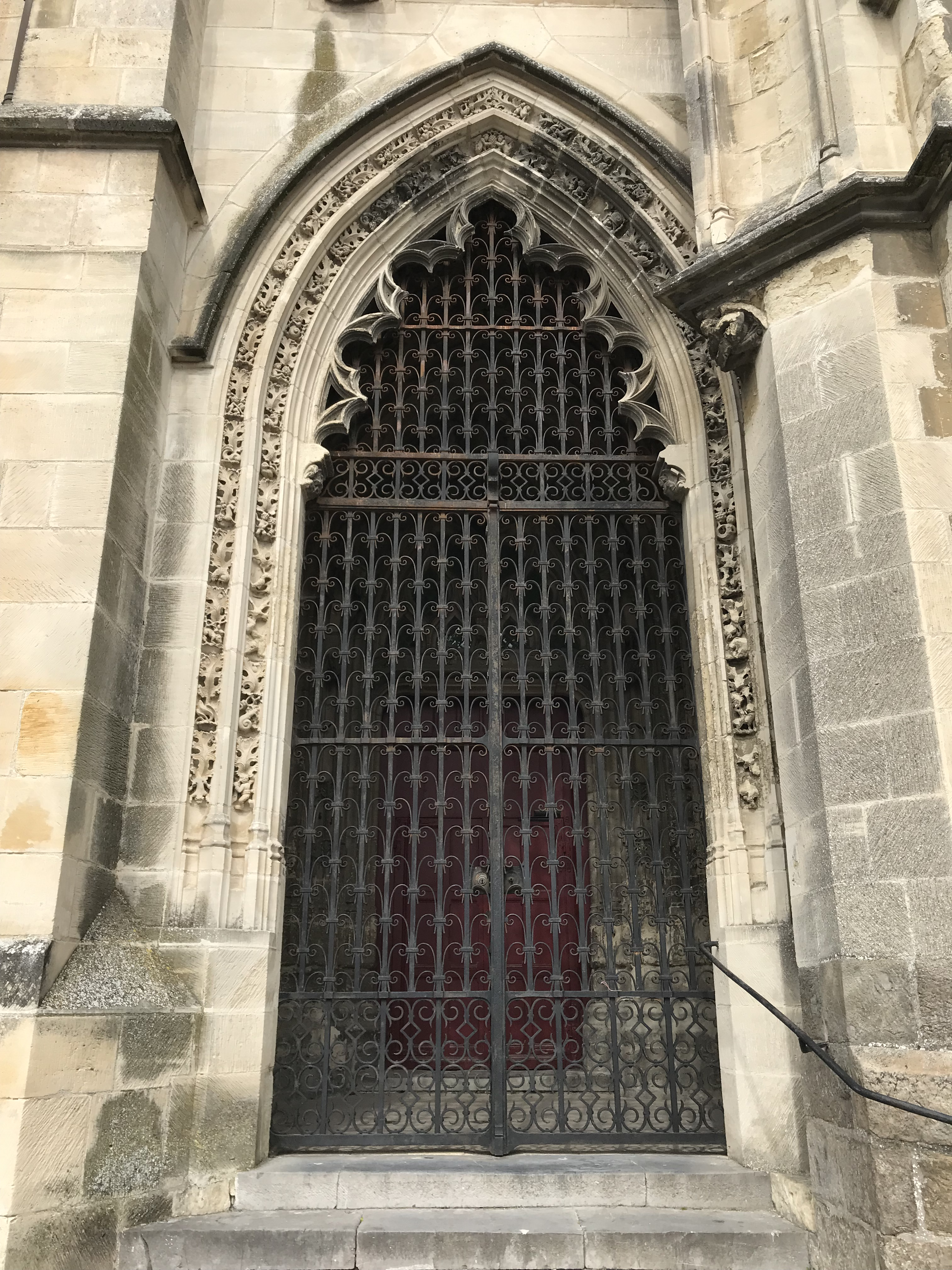
Le portail Lamoureux.
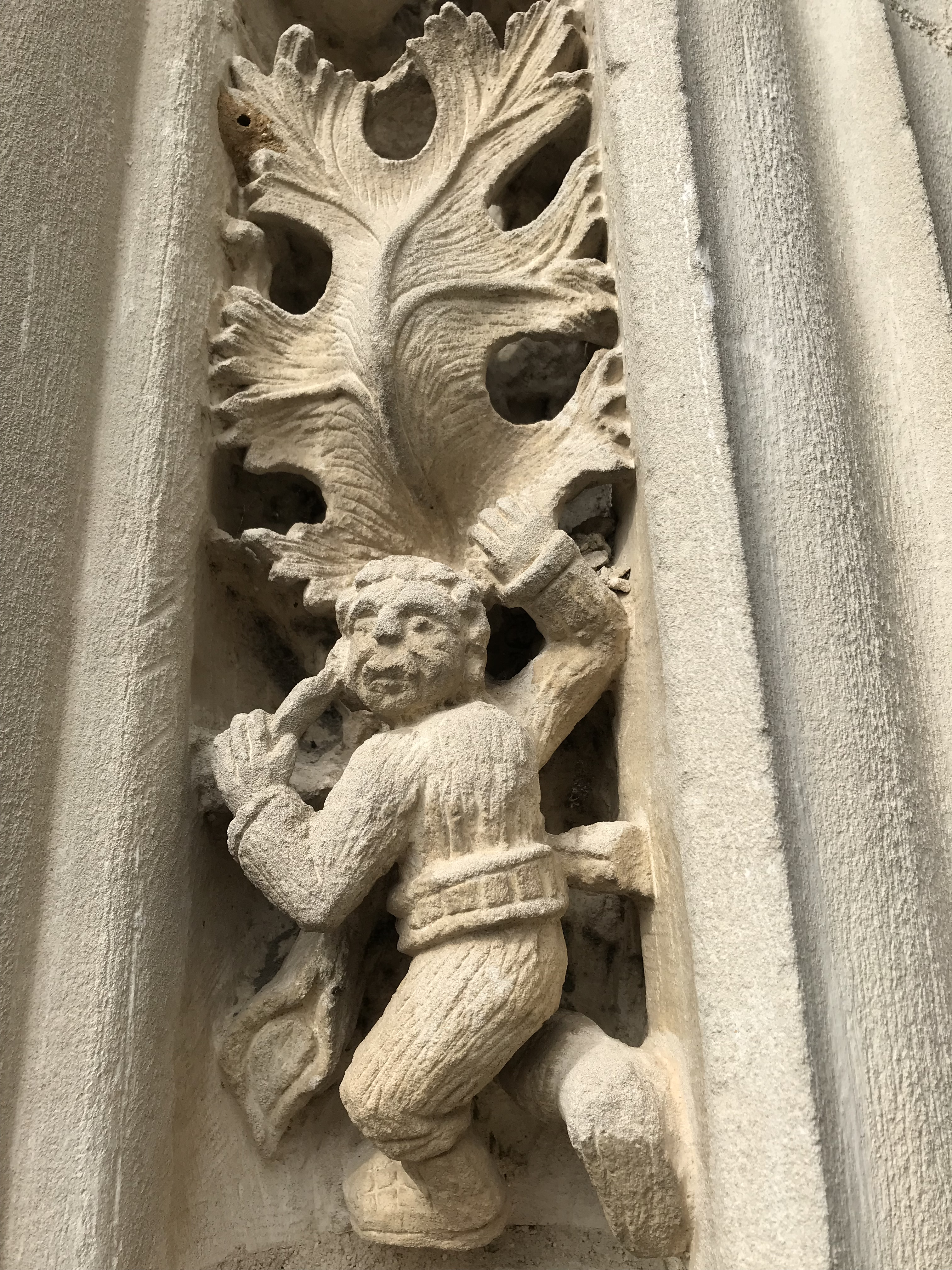
Détail de la voussure de la porte.
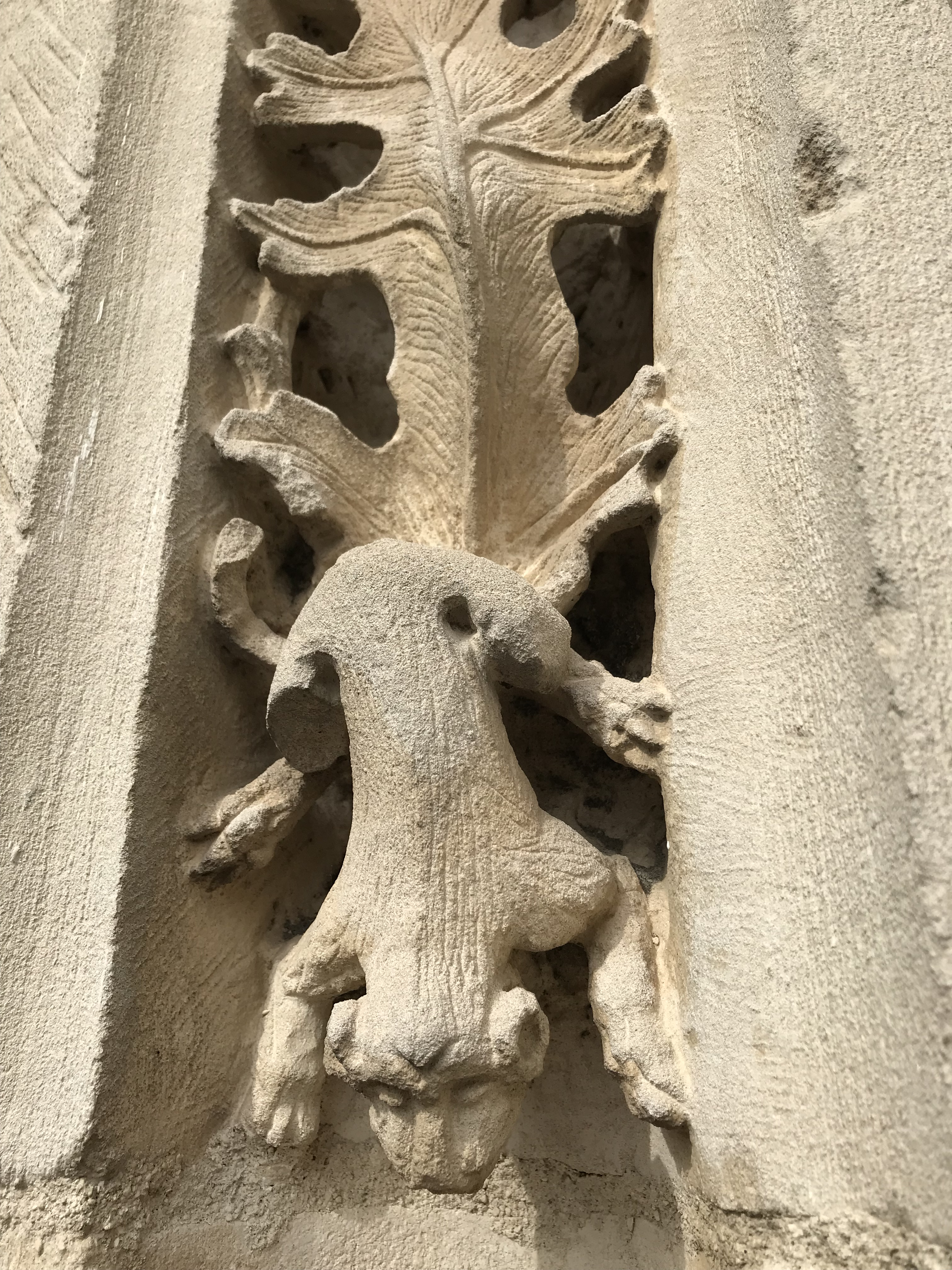
Détail de la voussure de la porte.
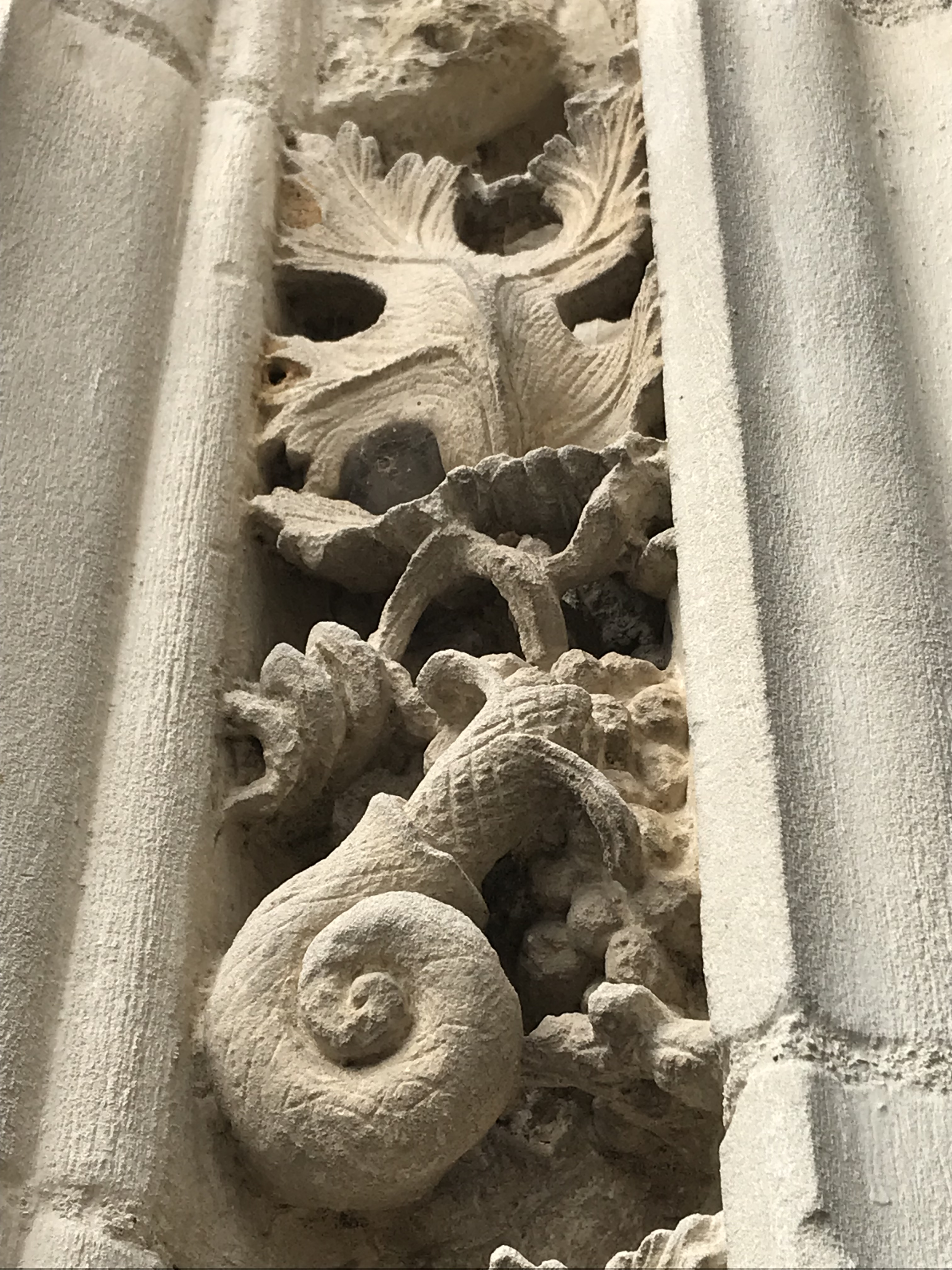
Détail de la voussure de la porte.

### Le grand transept

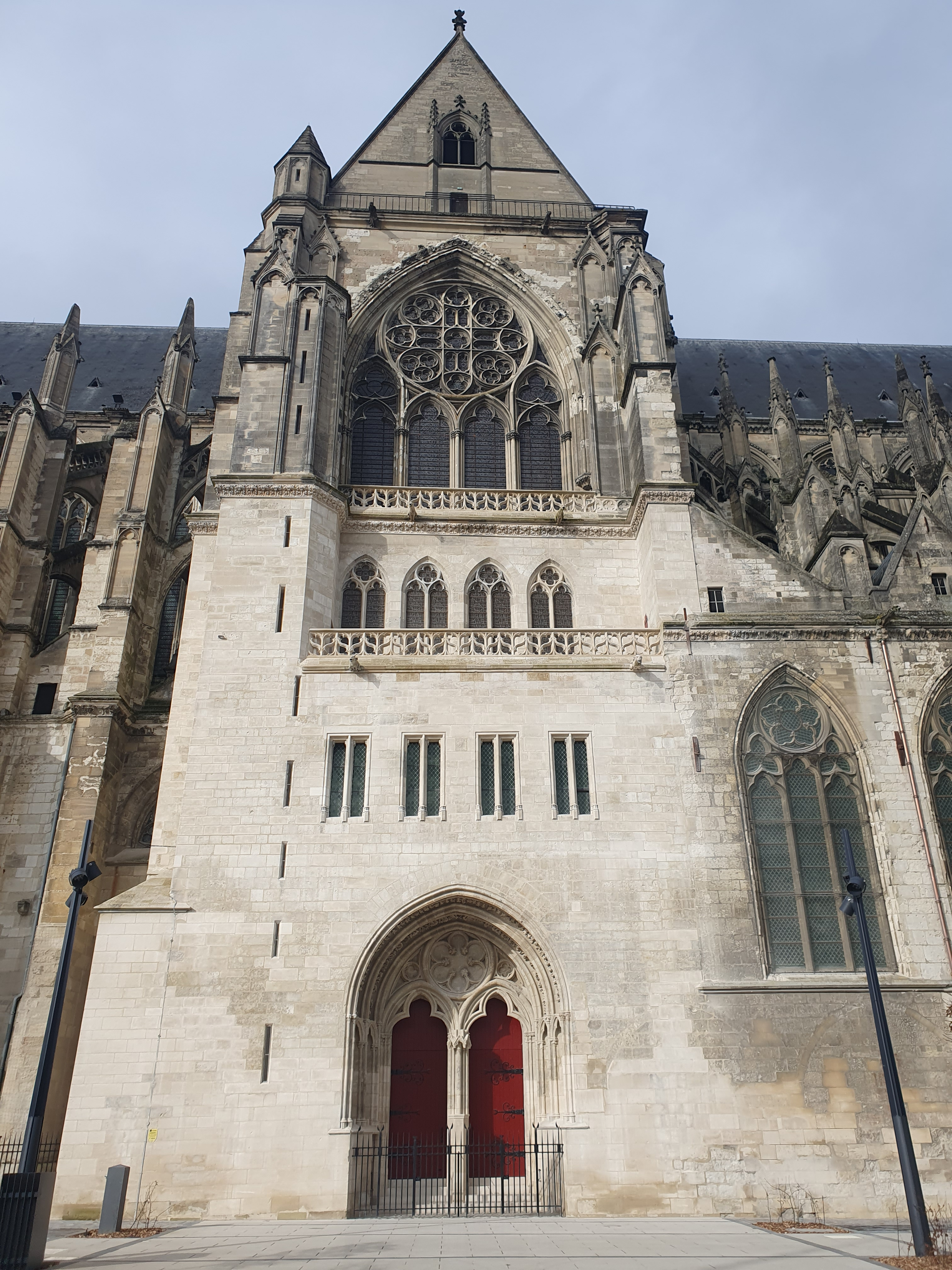
La façade du croisillon sud.

En 1248, Pierre Ier Charlot, évêque de Noyon, autorisa la destruction de l'église Notre-Dame-de-Labon. Cette opération permit de libérer de l'espace au nord de la collégiale et d'entamer les travaux du grand transept. Toutefois, dans la seconde moitié du XIIIe siècle, les travaux se ralentirent en raison de difficultés financières croissantes. De fait, la construction du grand transept s'étendit sur un siècle et demi, se terminant en l'an 1400. Cette longueur exceptionnelle explique la différence de styles entre les deux croisillons. Quoique le bras sud fut achevé en 1339, ses architectes se montrèrent conservateurs dans leurs choix et sa façade présente un aspect caractéristique de l'art gothique de la seconde moitié du XIIIe siècle. À l'inverse, le bras nord, achevé en 1400, est plus novateur et intègre des éléments typiques de l'art flamboyant naissant,,.
La façade du croisillon sud s'élève sur trois niveaux. Le portail, constitué de deux portes séparées par un trumeau, desservait le cloître de la collégiale jusqu'à la Révolution. L'une de ses portes fut murée au XIXe siècle et l'autre durant la reconstruction de l'édifice dans l'entre-deux-guerres . Ces deux portes furent rétablies à l'occasion de travaux de restauration menés en 2024 et financés par la fondation AG2R La Mondiale. Son tympan est meublé d'un fenestrage composé de deux arceaux trilobés supportant un cercle polylobé et fleuronné, avec quadrilobes dans les écoinçons latéraux. Ce type de tympan se retrouve sur les portails de plusieurs églises voisines, à l'instar du portail méridional de l'église Notre-Dame-de-la-Basse-Œuvre de Beauvais réalisé au XIIIe siècle. Les voussures, séparées par des frises végétales, sont portées par des colonnettes. Les quatre niches trilobées du portail, vides au XXIe siècle, accueillaient peut-être des statues par le passé. Au-dessus du portail, huit fenêtres rectangulaires furent percées afin d'éclairer le scriptorium. Au niveau intermédiaire, une terrasse fut aménagée devant les quatre baies en tiers-point de la claire-voie. Chacune de ces baies se compose de deux lancettes surmontées de deux arceaux trilobés et d'un quadrilobe. Au niveau supérieur, une balustrade fut aménagée devant la grande fenêtre. Le remplage de cette dernière est constitué, dans ses parties inférieures, de quatre lancettes trilobées supportant des trilobes. Dans ses parties supérieures, elle prend la forme d'une rosace avec quatre lancettes rayonnant d'un œil central, ce qui donne à l'ensemble des allures d'ailes de moulin. Les intervalles et les écoinçons sont meublés de trèfles et de médaillons. Cette rose est analogue à la rosace du bras nord du transept de la cathédrale Saint-Étienne de Meaux, réalisée dans la seconde moitié du XIIIe siècle. Un escalier d'angle cruciforme, surmonté d'une tourelle et percé de fentes, permet d'accéder aux étages supérieurs.

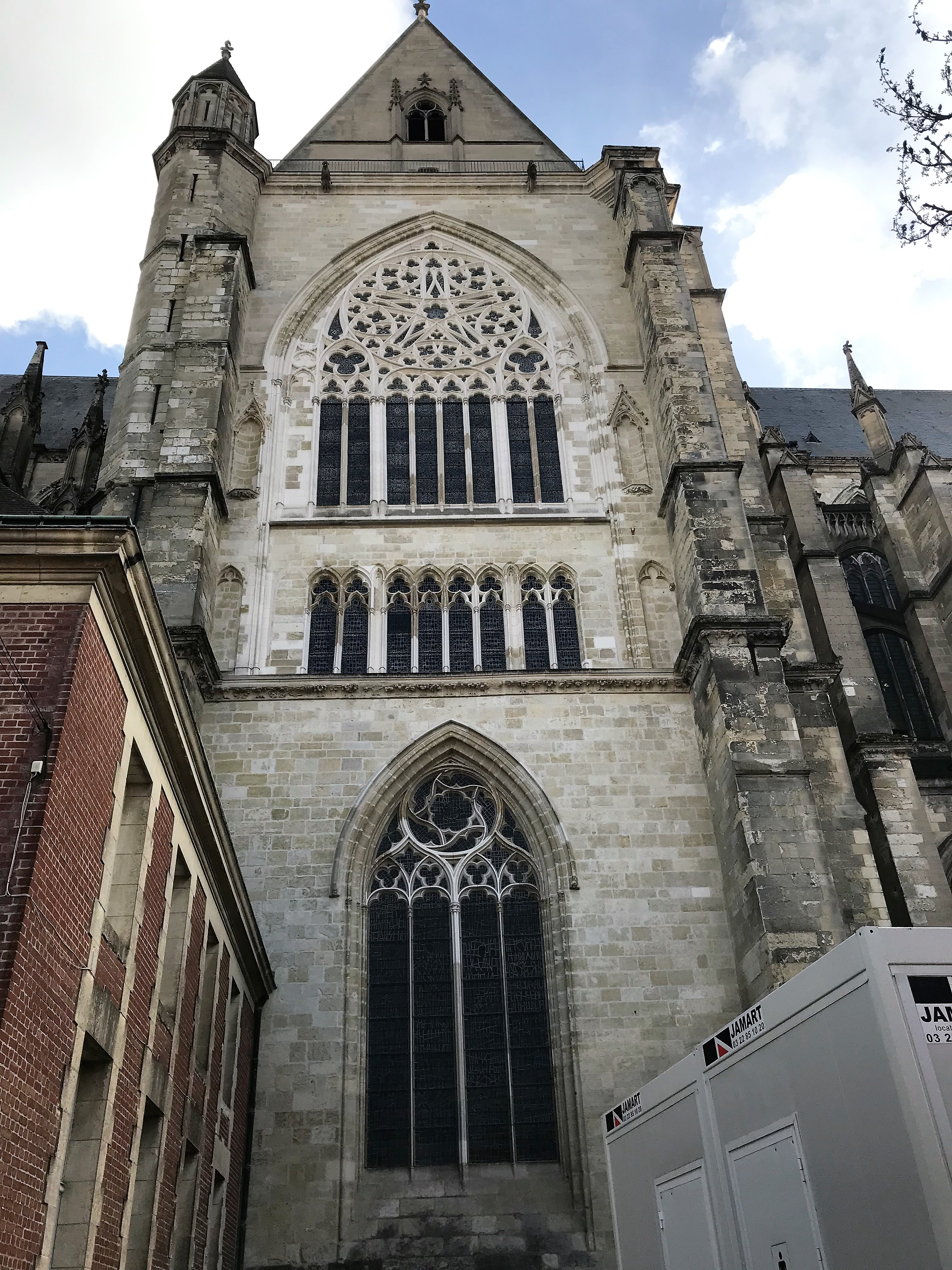
La façade du croisillon nord.

La façade du croisillon nord du grand transept fut édifiée à partir de 1391 sous la conduite du maître-maçon Gilles Largent. Masquée par le presbytère, reconstruit dans les années 1930, et les habitations voisines, elle est moins facilement observable que la façade du croisillon sud. Comme cette dernière, elle s'élève sur trois niveaux. Au premier niveau, une haute fenêtre ogivale se divise en quatre lancettes. Le remplage de ses parties supérieures est constitué d'un cercle polylobé inscrit dans une étoile à six branches, elle-même entourée de quatre mouchettes. Au niveau intermédiaire, les huit lancettes trilobées de la claire-voie sont chacune surmontées d'un trilobe. La même disposition est reprise pour les huit lancettes de la grande fenêtre du niveau supérieur. La rosace de ce croisillon fut commandée le 4 avril 1399 et achevée en quelques mois. Cette rose a pour motif principal cinq lancettes rayonnant autour d'un œil central et figurant une étoile. Des trèfles et des quadrilobes servent d'éléments de remplissage. La présence de quelques mouchettes, préfigurant l'émergence du gothique flamboyant, révèle que le maître d'œuvre a sans doute été influencé par le travail réalisé par Jean de La Grange dans les chapelles latérales nord de la cathédrale d'Amiens deux décennies plus tôt. Les deux niches trilobées aménagées dans les parties supérieures de la façade accueillaient peut-être des statues par le passé. Un escalier d'angle hexagonal, surmonté d'une tourelle et percé de fentes, permet d'accéder aux étages supérieurs,.
Les deux pignons, surmontés d'acrotères, furent profondément transformés lors des travaux de réparation menés de 1671 à 1679 à la suite de l'incendie de 1669.

### La nef

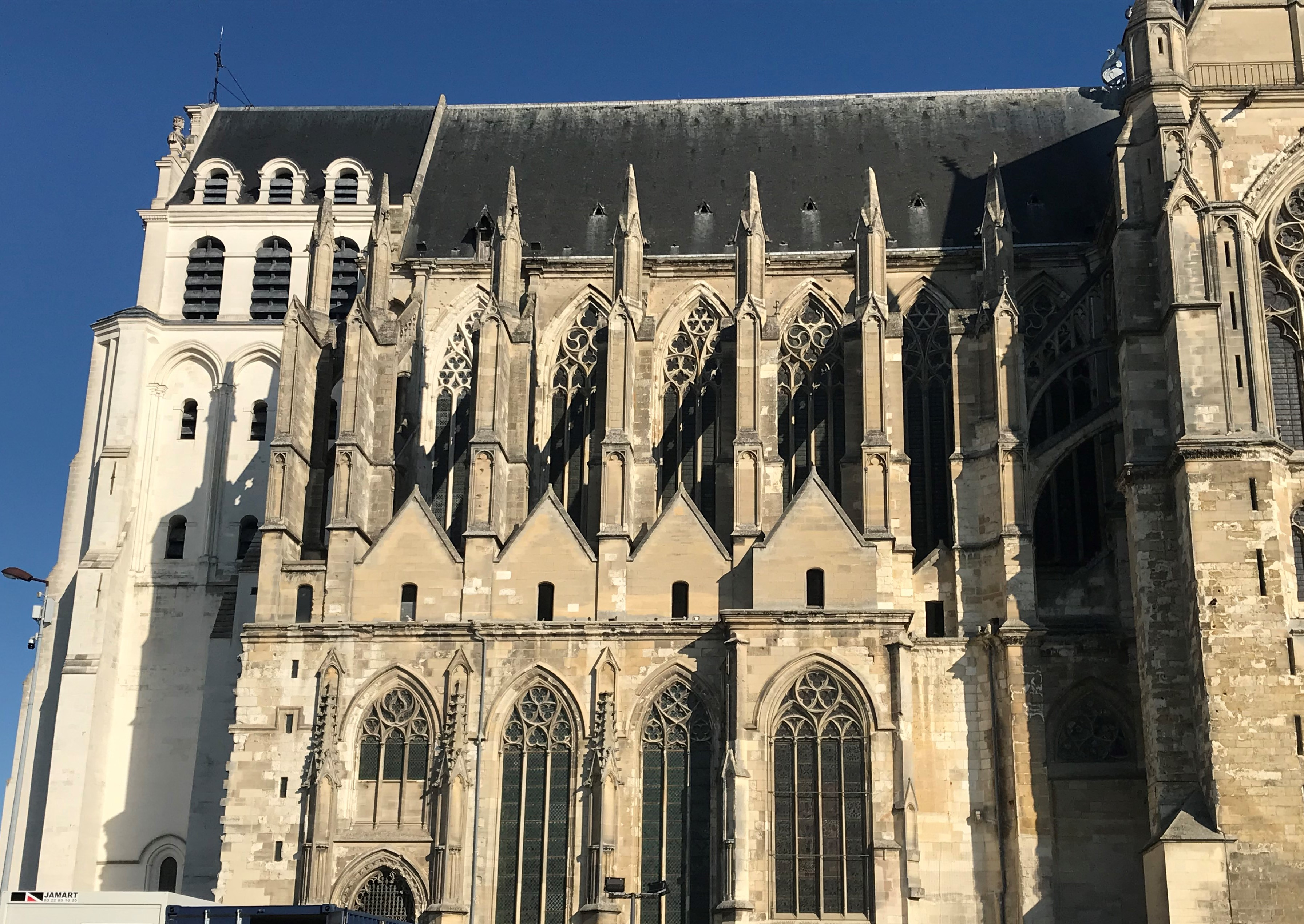
La façade sud de la nef.

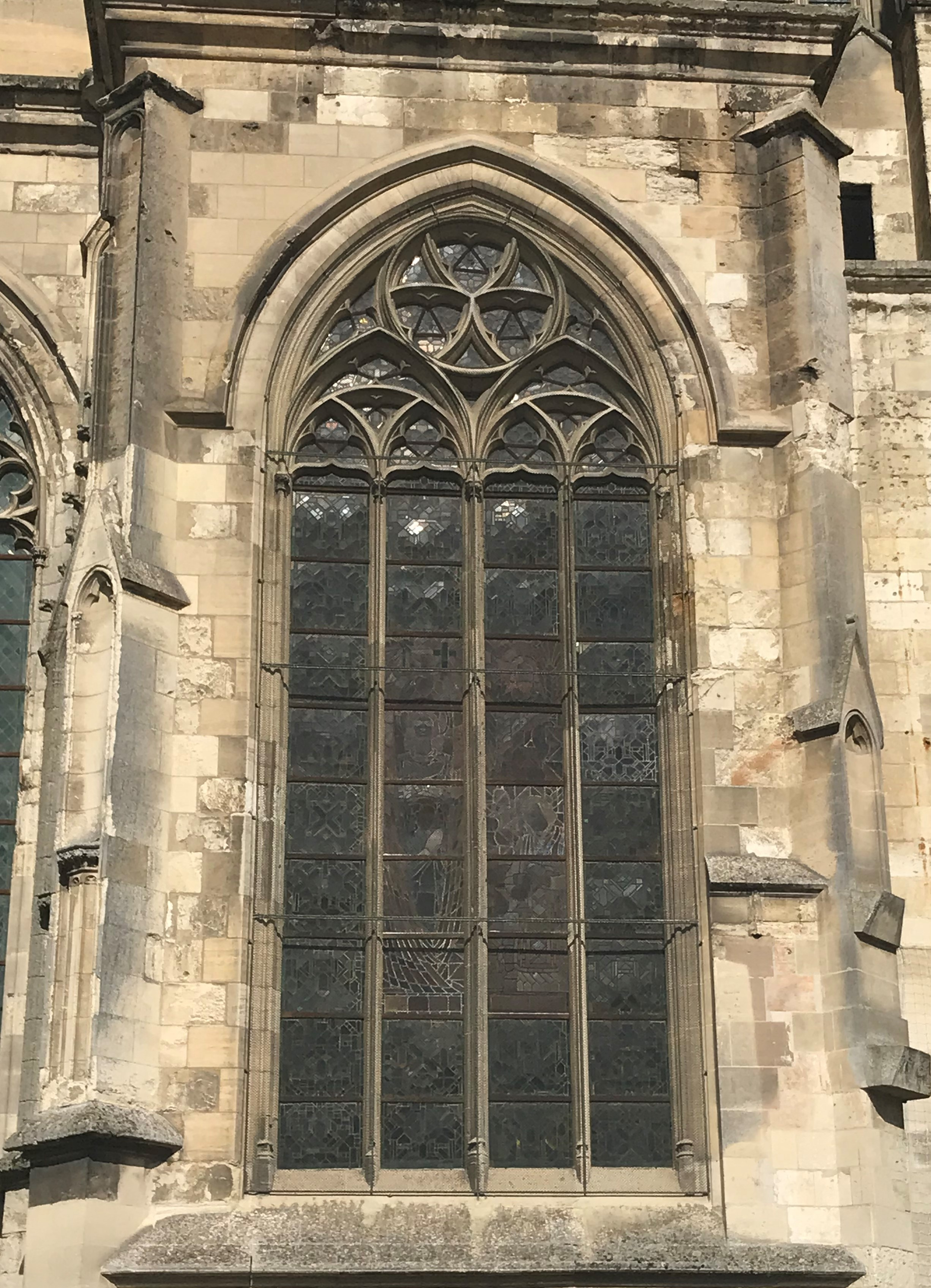
Baie de la chapelle du Saint-Sépulcre, ca. 1420.

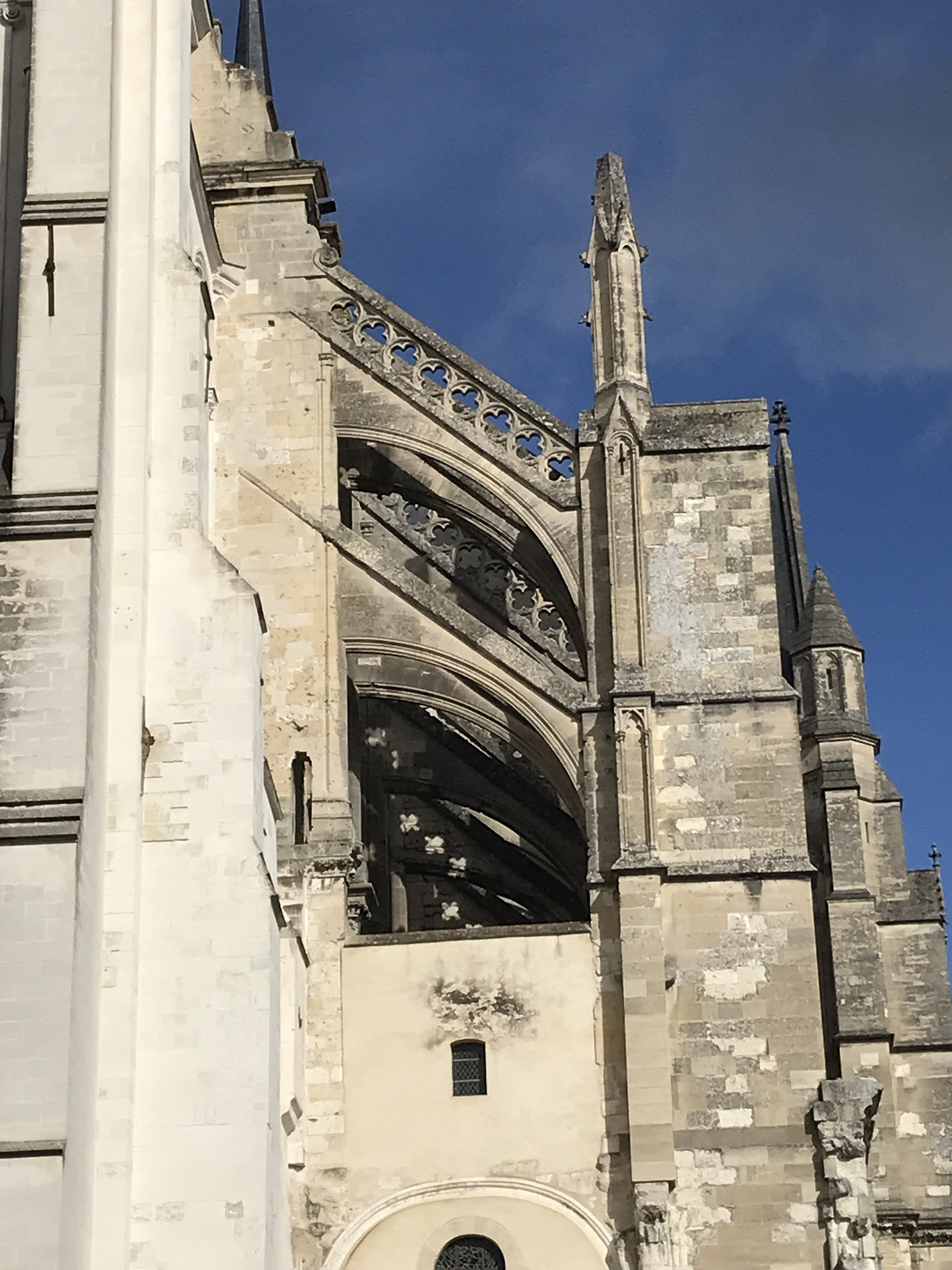
Les arcs-boutants de la nef.

La nef fut bâtie dans la première moitié du XVe siècle dans un style proche de ceux du chœur et du grand transept. Elle reprend la longueur de la nef de l'ancienne église carolingienne et peut, par conséquent, paraître petite par rapport au vaste chœur de la basilique. La nef est de même hauteur que le chœur, ses voûtes s'élevant à 34 m. Elle se compose de six travées et est pourvue de deux collatéraux, qui sont chacun constitués d'un bas-côté et non de deux contrairement au déambulatoire du chœur. Les quatre travées occidentales sont bordées de sept chapelles latérales, dont l'une, dédiée au Saint-Sépulcre et située au sud de la quatrième travée, est saillante. Le collatéral nord et ses chapelles latérales furent édifiés entre 1401 et 1415. La chapelle du Saint-Sépulcre fut construite de 1411 à 1428. Le grand comble commença à être posé l'année suivante au plus tard. La date exacte de l'achèvement de la nef n'est pas connue, une partie des registres du chapitre ayant été perdue dès le XVIIe siècle. Pierre Hélyot suppose que l'essentiel des travaux fut sans doute terminé dès 1452, dernière année où les registres capitulaires de la collégiale évoquent le chantier de la nef. Le 8 octobre 1476, le chapitre organisa une procession générale pour célébrer l'achèvement des travaux de la nouvelle église. Trois architectes de la nef sont connus. Le premier, Gilles Largent, auteur de la façade du croisillon nord du grand transept, réalisa dans les premières années du XVe siècle les deux piliers du bas-côté nord les plus proches du grand transept. Le second, Jean Douterrains, fut celui qui travailla sans doute le plus longtemps sur le chantier de la nef. Cité en 1400 comme un artisan exerçant sous les ordres ou aux côtés de Gilles Largent, il est désigné dans des registres de 1429 et de 1430 comme le maître artisan de l'église. Enfin, le troisième est Jean d'Ervilliers, qui occupait les fonctions de maître-artisan de l'église en 1452, lorsqu'il fut renvoyé pour ses erreurs de calcul sur le chantier de rénovation du petit transept,,,.
Les baies présentent des remplages complexes, mêlant des formes rayonnantes et flamboyantes. Les fenêtres de la majorité des chapelles latérales sont composées de trois lancettes quadrilobées surmontées de trilobes, d'étoiles à trois branches et de triangles entremêlés, disposition typique du XIVe siècle. Seule la fenêtre de la chapelle du Saint-Sépulcre suit un modèle différent. Elle se divise en quatre lancettes rectangulaires surmontées de formes géométriques diverses. Le portail Saint-Quentin est surmonté d'une fenêtre à trois lancettes trilobées et quadrilobées, sous un assemblage de trilobes, de triangles, de mouchettes et de soufflets. Les fenêtres hautes sont constituées de quatre lancettes et intègrent également un jeu de courbes et de contrecourbes dans leur remplage supérieur, caractéristique de l'art flamboyant.
Le système de butée de la nef est inspiré de celui du chœur et du chevet. Deux arcs-boutants relient les murs des bas-côtés et les culées, sans pilette intermédiaire. Chaque arc-boutant supérieur est pourvu d'arcatures ajourées. Seule différence notable, les quatorze culées de la nef sont beaucoup plus massives que celles du chœur et dépassent la corniche. Ce changement contribua sans doute à la grande stabilité de la nef, qui ne connut pas les mêmes problèmes structurels que le chœur et fut seulement renforcée de quelques étais au XVIIIe siècle. Les culées méridionales sont ornées d'arcades trilobées surmontées de trilobes. Celles du nord sont nues, sauf en leur segment supérieur pourvu d'arcades trilobées. Jusqu'à la Première Guerre mondiale, les pinacles des culées étaient plus larges que ceux du chœur. Lors de la reconstruction des années 1920, Émile Brunet choisit toutefois de les reconstruire selon le modèle des pinacles du chœur, sans doute pour renforcer l'harmonie de l'édifice,.
Les chapelles latérales présentent deux types de couverture. Les quatre chapelles septentrionales sont surmontées de toits en appentis. Les trois chapelles méridionales ainsi que le portail Saint-Quentin possèdent, sur le modèle des chapelles du chœur voisines, un toit en bâtière perpendiculaire au vaisseau et avec un pignon percé d'une fenêtre.
Le portail Saint-Quentin, qui desservait originellement la place Saint-Quentin, constitue la principale entrée de la basilique au XXIe siècle. Il est situé au sud de la première travée de la nef, à proximité de la tour-porche. Pierre Héliot estime qu'il dut être édifié dans les dernières années de la construction de la nef. Pourvu d'une grille en fer forgé, il est décoré d'une arcature polylobée. Ses voussures sont ornées de motifs d'inspiration végétale et repose sur des corbeaux figurés. Jusqu'à la Révolution, ce portail était surmonté d'un bas-relief représentant la Transfiguration ,,.
Les deux collatéraux de la nef se terminent, à l'ouest, sur les frontispices temporaires édifiés au XVe siècle dans l'attente de la construction de la façade monumentale. En raison de cette vocation provisoire, dont témoignent les pierres d'attente et les amorces d'arcs, ces frontispices faits de brique et de pierre disposent d'une décoration très sobre. Un bas-relief représentant des angelots, sans doute réalisé sous l'Ancien Régime, surmonte notamment la porte donnant accès au collatéral nord.

### La tour-porche

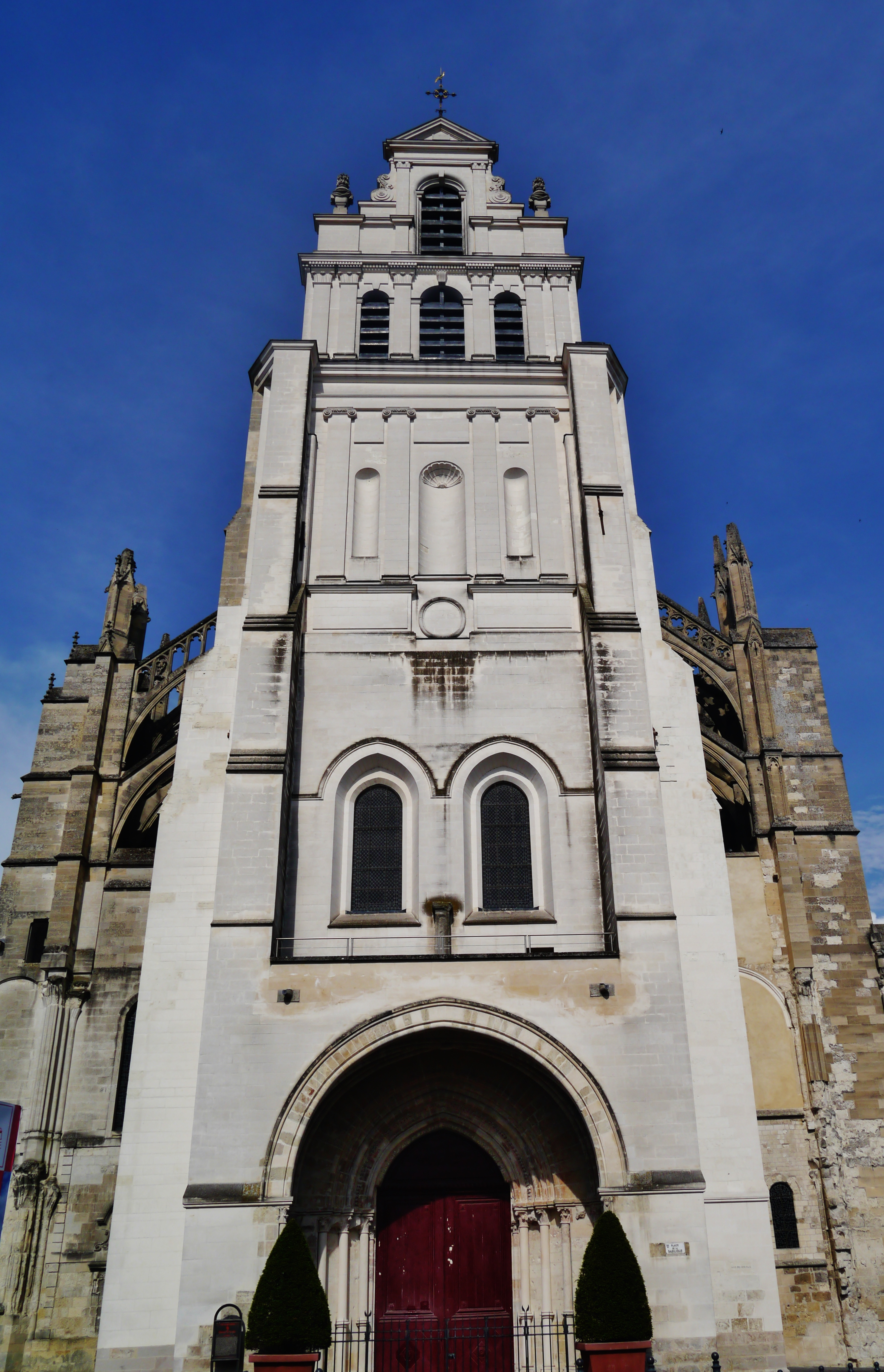
La façade principale de la tour-porche.

La massive tour-porche se distingue très nettement du reste de l'édifice. En effet, elle fut initialement bâtie pour servir d'entrée et de narthex à l'ancienne église carolingienne, construite par le coûtre Gison à partir de 942. Toutefois, les historiens ignorent comment elle était reliée à l'ancienne nef. Ils savent uniquement qu'elle était achevée en 1170, année où les chanoines procédèrent au réaménagement de sa base et de sa chapelle haute, juste avant de lancer les travaux de l'église actuelle. Au XIIIe siècle, un clocher fut construit au troisième niveau de la tour et le portail fut agrandi afin de servir d’entrée principale provisoire à l’édifice. Au XVe siècle, le sol de la tour-porche fut surélevé pour correspondre au niveau du sol de la nef gothique en construction.,.
En 1669, un incendie accidentel détruisit les parties hautes. Ce fut l'occasion pour le chapitre d'abattre les quatre tourelles qui entouraient la tour et de reconstruire la façade occidentale dans un style plus moderne. En 1681 et en 1682, grâce aux subsides du roi Louis XIV, la tour-porche reçut ainsi un couronnement baroque avec niches, pilastres et médaillon réalisé d'après les plans d'un ingénieur de Bourges. Dans le même temps, les neuf fenêtres du deuxième étage furent murées afin de renforcer la stabilité de la tour. En 1741, les escaliers latéraux de la tour, devenus vétustes et dont la partie septentrionale s'était effondrée en 1675, furent abattus,,.
Relativement épargnée par les destructions engendrées par la Première Guerre mondiale, la tour-porche fut la première partie de l'édifice reconstruite après le conflit. Du béton fut coulé entre la tour-porche et la nef pour solidifier sa structure. Toutefois, en raison du manque de moyens et de temps, les parties hautes reçurent un couronnement provisoire. La tour-porche ne recouvra son couronnement baroque qu'en 2016. La croix en fer forgée qui la surmonte depuis les années 1920 fut dessinée par Émile Brunet et exécutée par le maître ferronnier Raymond Subes.
En raison de cette histoire tumultueuse, la tour-porche présente aujourd'hui un aspect composite. Le porche et la chapelle Saint-Michel, située au premier étage, ont conservé leur physionomie de la fin du XIIe siècle. S'y mêlent ainsi des éléments caractéristiques de l'art roman, telles les étroites fenêtres latérales du porche et l'utilisation de l'arc en plein cintre, et de l'art gothique primitif, tels les arcs légèrement brisés du porche et de la chapelle. Le portail et le deuxième étage relèvent nettement de l'art gothique avec l'utilisation exclusive de l'arc brisé. Enfin, le frontispice et le troisième étage sont d'inspiration baroque, avec une alternance de niche et de pilastres ioniques et un fronton triangulaire encadré de deux pots à feu.
Le porche abrite un grand portail qui présentait originellement un trumeau supportant une statue de la Vierge. Le trumeau fut détruit au XVIIIe siècle, sans doute pour faciliter le passage des processions. Le décor peint et sculpté du portail fut mutilé durant la Révolution,,.

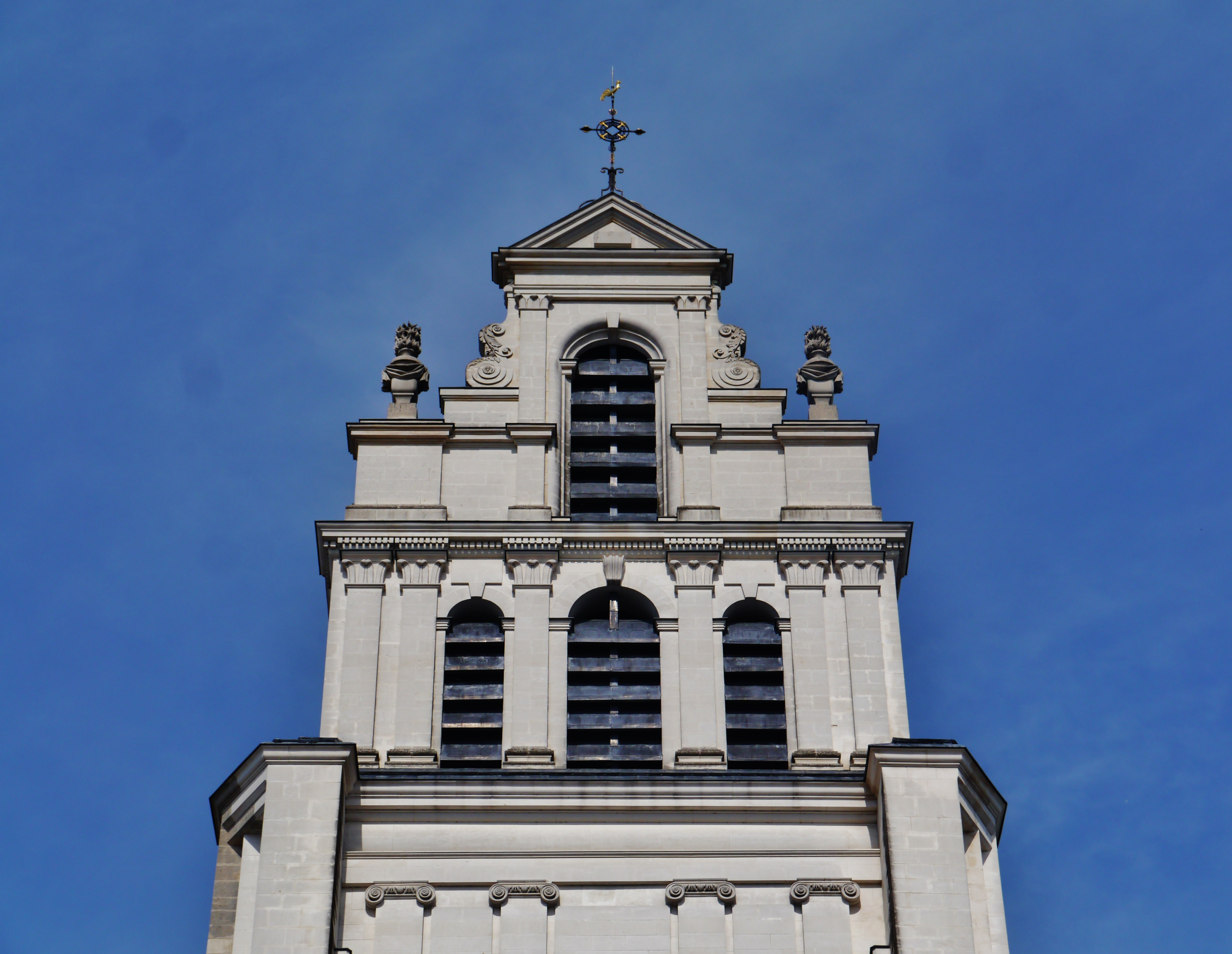
Le couronnement baroque réalisé entre 1669 et 1681 et rétabli en 2016.
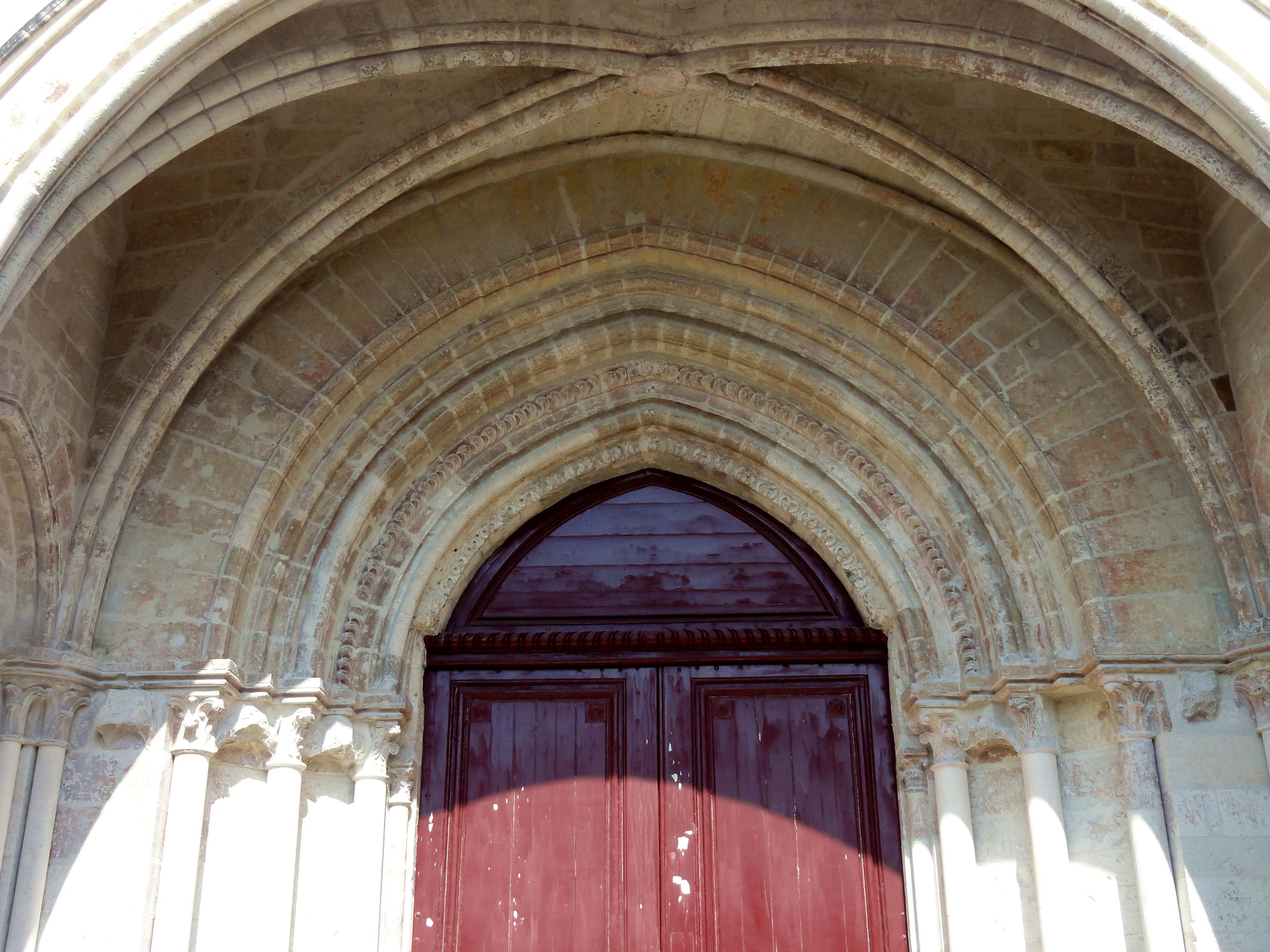
Le portail occidental.
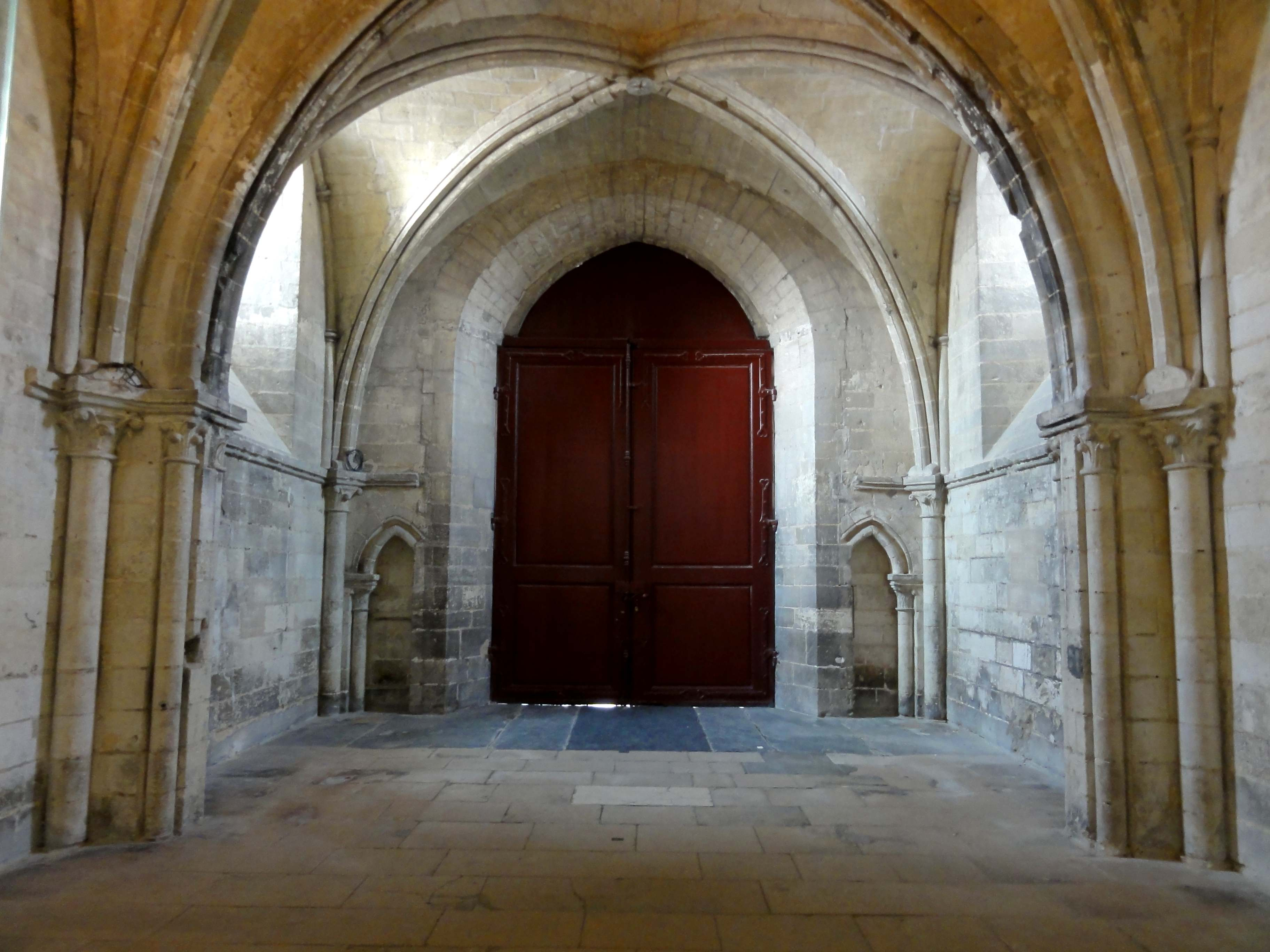
La vue du portail occidental depuis le porche.

### La flèche

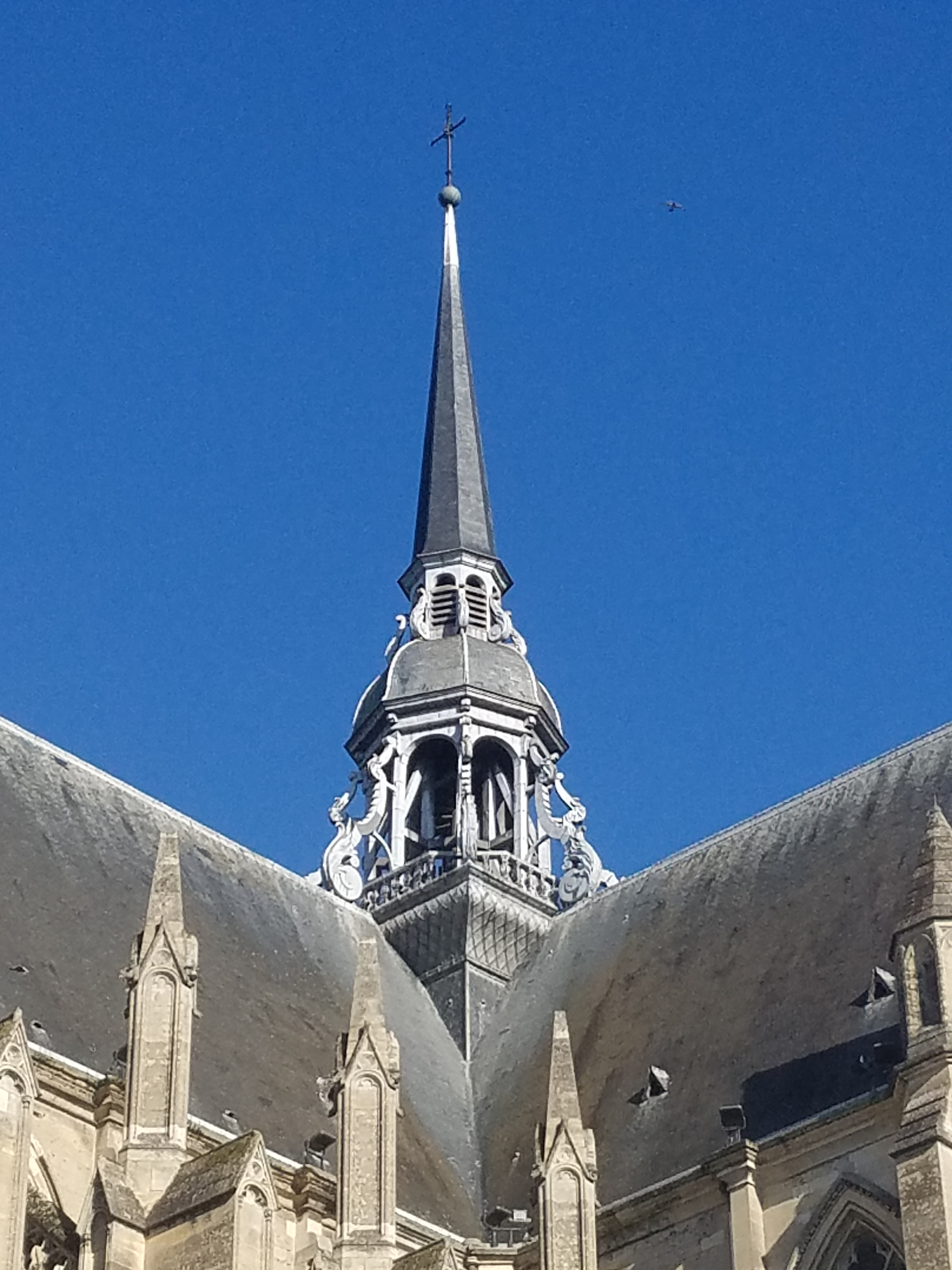
La flèche de la basilique de Saint-Quentin en 2021.

Cinq flèches successives surmontèrent le petit clocher, au-dessus du grand transept. La première flèche fut bâtie vers 1389 alors que la charpente du grand transept venait d'être achevée. Elle fut frappée par la foudre et brûla le 11 avril 1545. Il n'en subsiste aucune représentation ou description précise. Quentin de La Fons, chanoine de Saint-Quentin et historien de la première moitié du XVIIe siècle, précise toutefois qu'elle était plus haute que la flèche qui lui succéda,.
La deuxième flèche fut construite entre 1549 et 1551 grâce à un don de Marie de Luxembourg, comtesse de Soissons. Elle était d'un style similaire à la flèche de l'abbatiale Saint-Pierre de Corbie, édifiée une décennie plus tôt. Faite en bois et recouverte de plomb, elle était constituée de trois étages, de plus en plus étroits à mesure qu'on s'élevait. Quentin de La Fons écrit qu'elle mesurait environ 66 pieds, soit un peu plus de 22 mètres. Touchée par des tirs lors du siège de 1557, elle fut détruite lors de l'incendie de 1669,,.
La troisième flèche, édifiée de 1673 à 1676 par le charpentier Jean Bonneau, mesurait une trentaine de mètres. Elle fut démontée en 1727 par les frères Doublet, sans doute en raison de son caractère peu esthétique et de problèmes de stabilité,,.
La quatrième flèche, construite de 1727 à 1732, était un clocheton imposant de style classique. Plus grande que les deux flèches précédentes, elle mesurait 31 mètres de hauteur. Elle fut abattue en 1793 par les révolutionnaires et remplacée, le 2 novembre 1841, par une croix posée sur une boule d'un mètre de diamètre et surmontée d'un coq.
La cinquième flèche, bâtie de 1971 à 1975, reprend les proportions et le style de la quatrième flèche. Reposant sur un kiosque à six pans coiffé d'un dôme, elle mesure 31 mètres et sa croix culmine à 83 mètres au-dessus du niveau du sol,.

## Description intérieure

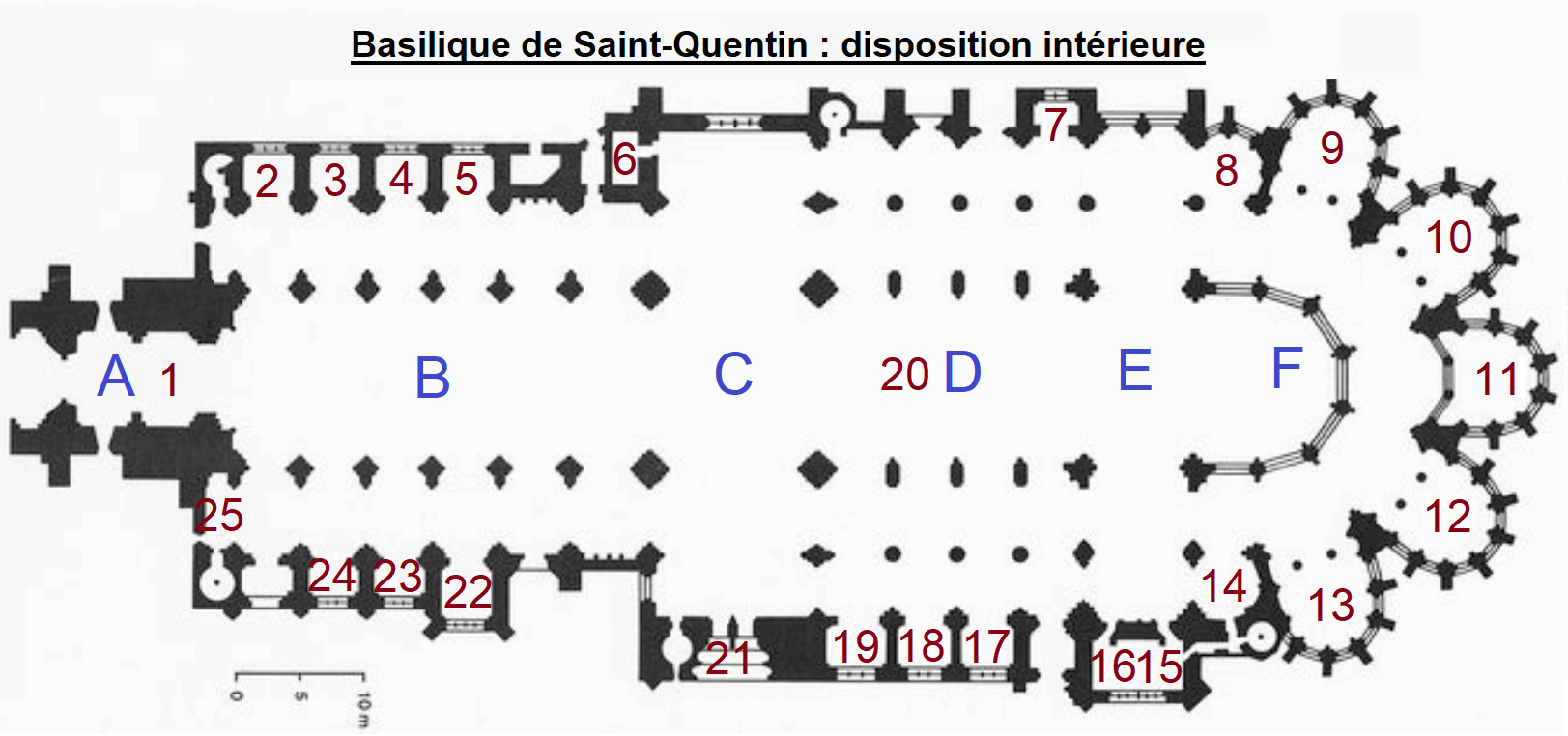
Aménagement intérieur de la basilique :
A. Tour-porche : chapelles Saint-Michel de la Tour-porche (1) et Saint-Louis-et-Saint-Quentin (25)
B. Nef : chapelles Notre-Dame-sous-la-Tour (2), Sainte-Barbe (3), Notre-Dame-de-Liesse (4), Sainte-Thérèse-de-Lisieux (5), du Saint-Sépulcre (22), Sainte-Madeleine-et-Sainte-Marthe (23) et Saint-Pierre-et-Saint-Paul (24)
C. Grand transept : logis du cloqueman (6) et scriptorium (21)
D. Chœur : crypte (20) et chapelles Saint-Quentin (7), Saint-Éloi (17), Saint-Antoine (18) et Notre-Dame-de-Labon (19)
E. Petit transept : chapelles orientées Saint-Joseph (8) et Sainte-Anne (14), chapelles du contrefort méridional Saint-Furcy (15) et Sainte-Catherine (16)
F. Abside : chapelles Notre-Dame-des-Sept-Douleurs (9), Saint-Louis (10), du Saint-Sacrement (11), de la Sainte-Croix (12) et Saint-Roch (13)

### La charpente de la basilique
La charpente a fortement souffert durant la Première Guerre mondiale. De la charpente en bois d'origine, seule subsiste la charpente de la tour-porche. Édifiée après l'incendie de 1669, elle a été renforcée par des pièces de chêne en 1867 et par des éléments en béton armé en 1922. Au-dessous des voûtes, une charpente en béton armé, réalisée par Émile Brunet dans l'entre-deux-guerres, soutient le toit de la basilique. D'une portée moyenne de 12 mètres, elle s'élève à 15 mètres au-dessus de l'extrados des voûtes. Au contraire de la charpente en béton de la cathédrale Notre-Dame de Reims, assemblée par morceaux, la charpente en béton de la basilique Saint-Quentin constitue un bloc monolithique, ce qui représentait un exploit technique dans les années 1920. À la croisée du grand transept, une structure de bois supporte la flèche de 1976.

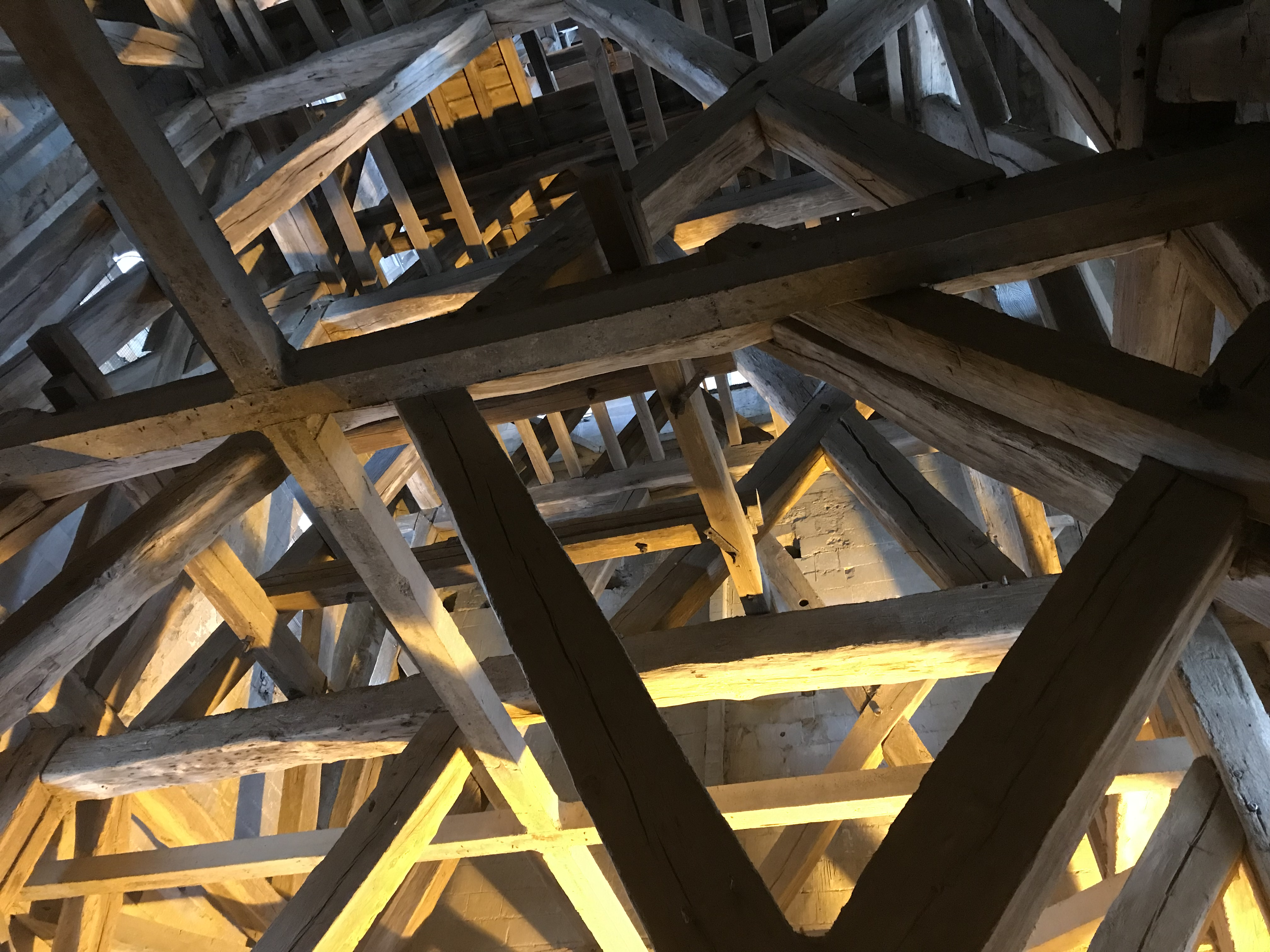
Charpente en bois de la tour-porche, XVIIe siècle.
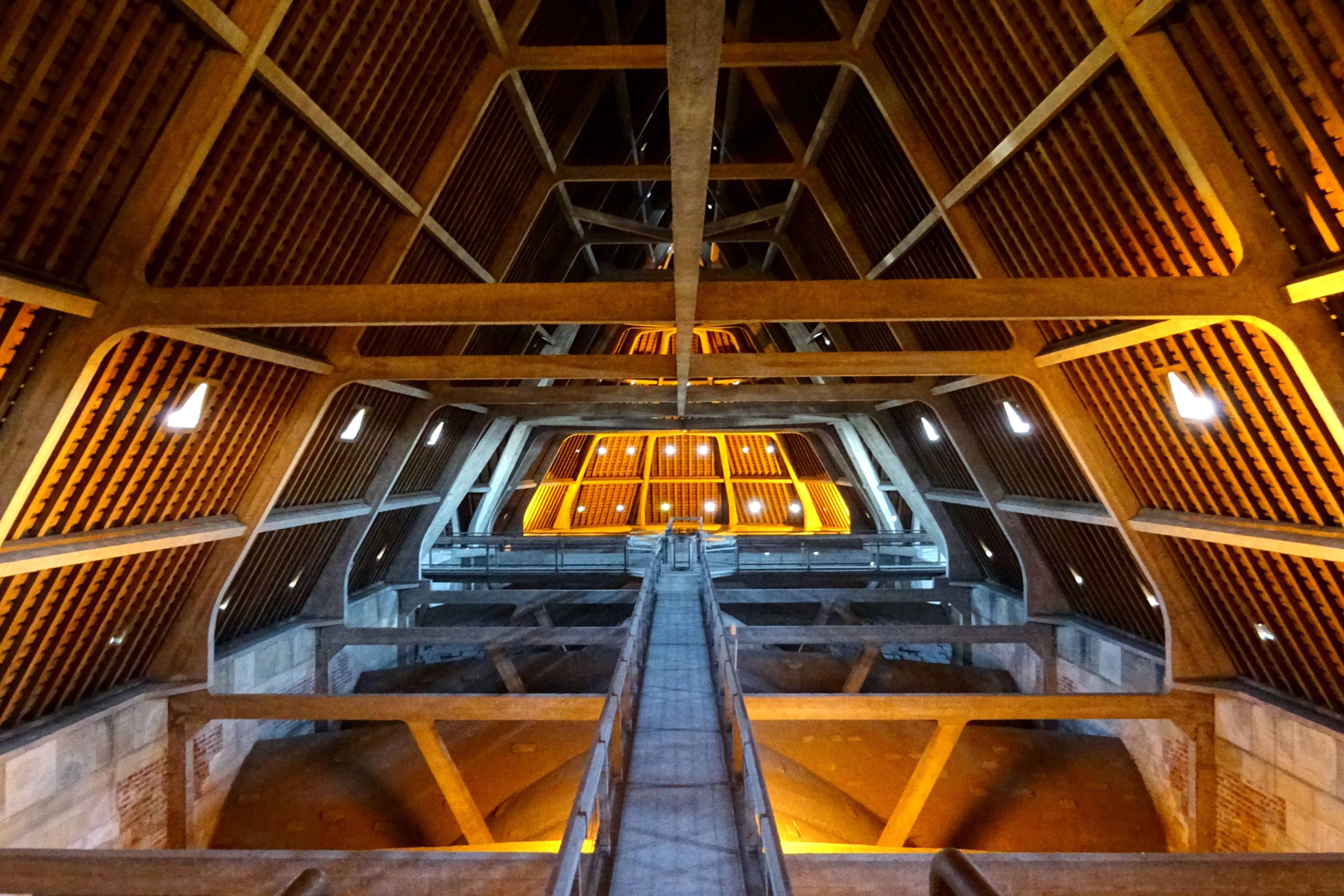
Charpente de béton du chœur, première moitié du XXe siècle.
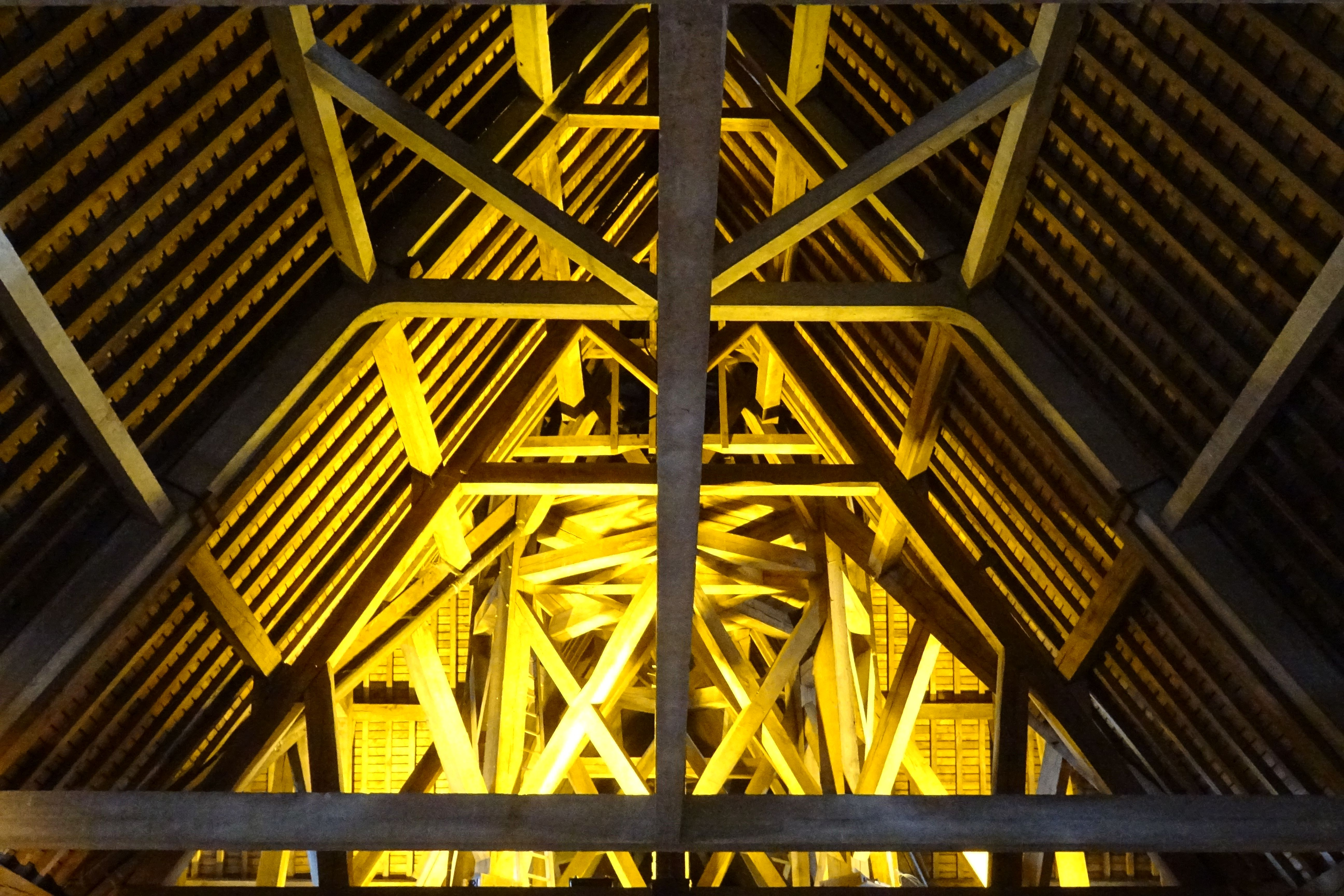
Charpente de bois de la flèche, troisième quart du XXe siècle.

### La chapelle Saint-Michel de la tour-porche
Respectant la tradition architecturale carolingienne, une chapelle à étage fut aménagée à l'intérieur de la tour-porche. Construite à la fin du XIIe siècle et dédiée à saint Michel, elle constitue l'une des parties les plus anciennes de l'édifice. Elle mesure 10 m de long, 9 m de large et 10 m de haut. Elle est ouverte sur la nef.
Son dallage en terre cuite est très ancien, datant de la période de construction de la chapelle au XIIe siècle ou de rénovations réalisées au XIIIe siècle. L'architecte Pierre Bénard, chargé de la restauration de la basilique au XIXe siècle, l'a attribué au maître d'œuvre Villard de Honnecourt, hypothèse retenue par l'historien Pierre Héliot,,,.
La chapelle fut progressivement abandonnée par les chanoines. Quentin de la Fons signale que, dans la première moitié du XVIIe siècle, les processions ne la traversent plus qu'en de rares occasions. La chapelle bénéficia d'une campagne de peinture dans la seconde moitié du XIXe siècle.

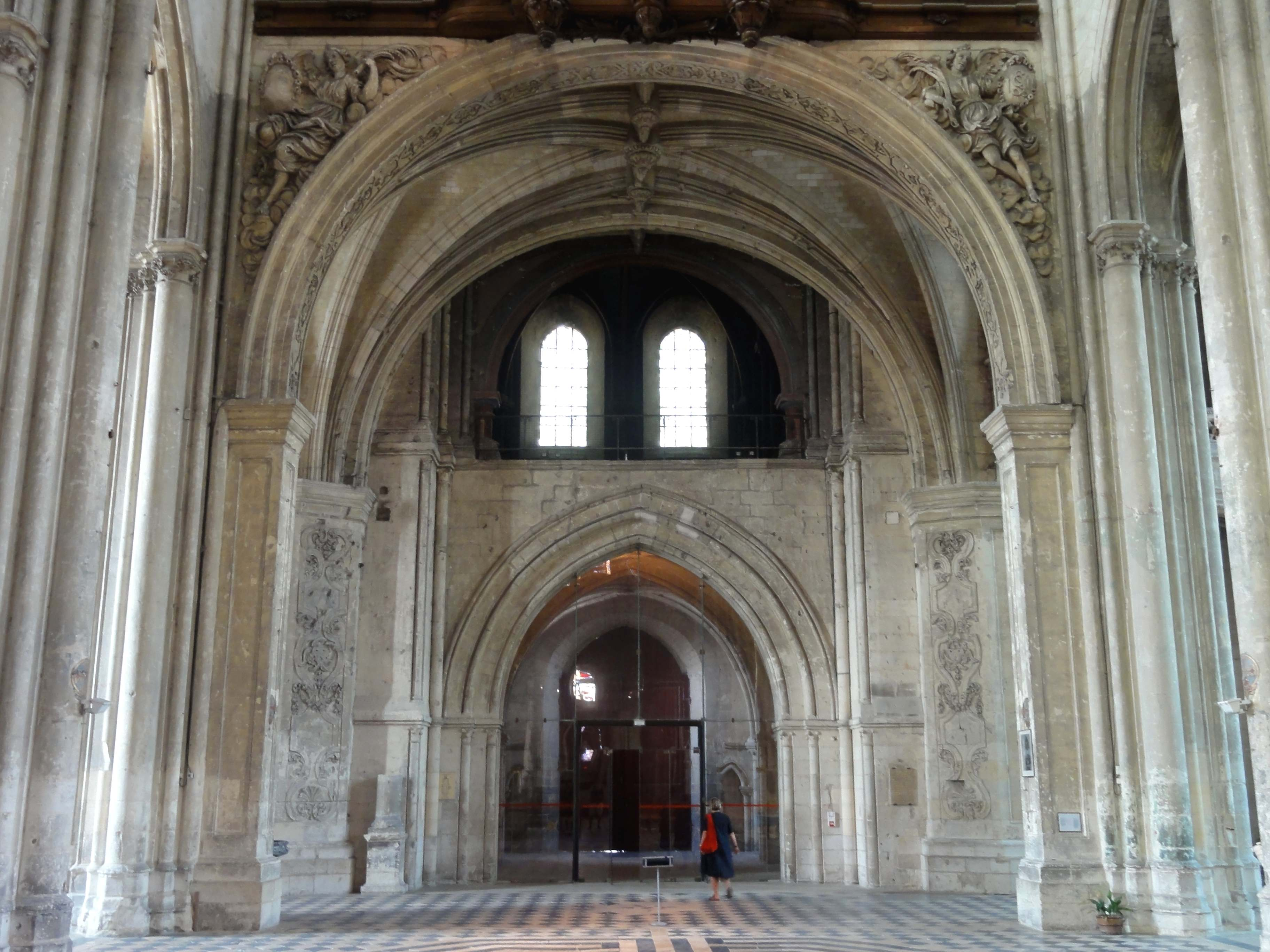
Chapelle Saint-Michel au-dessus du portail occidental de la nef.
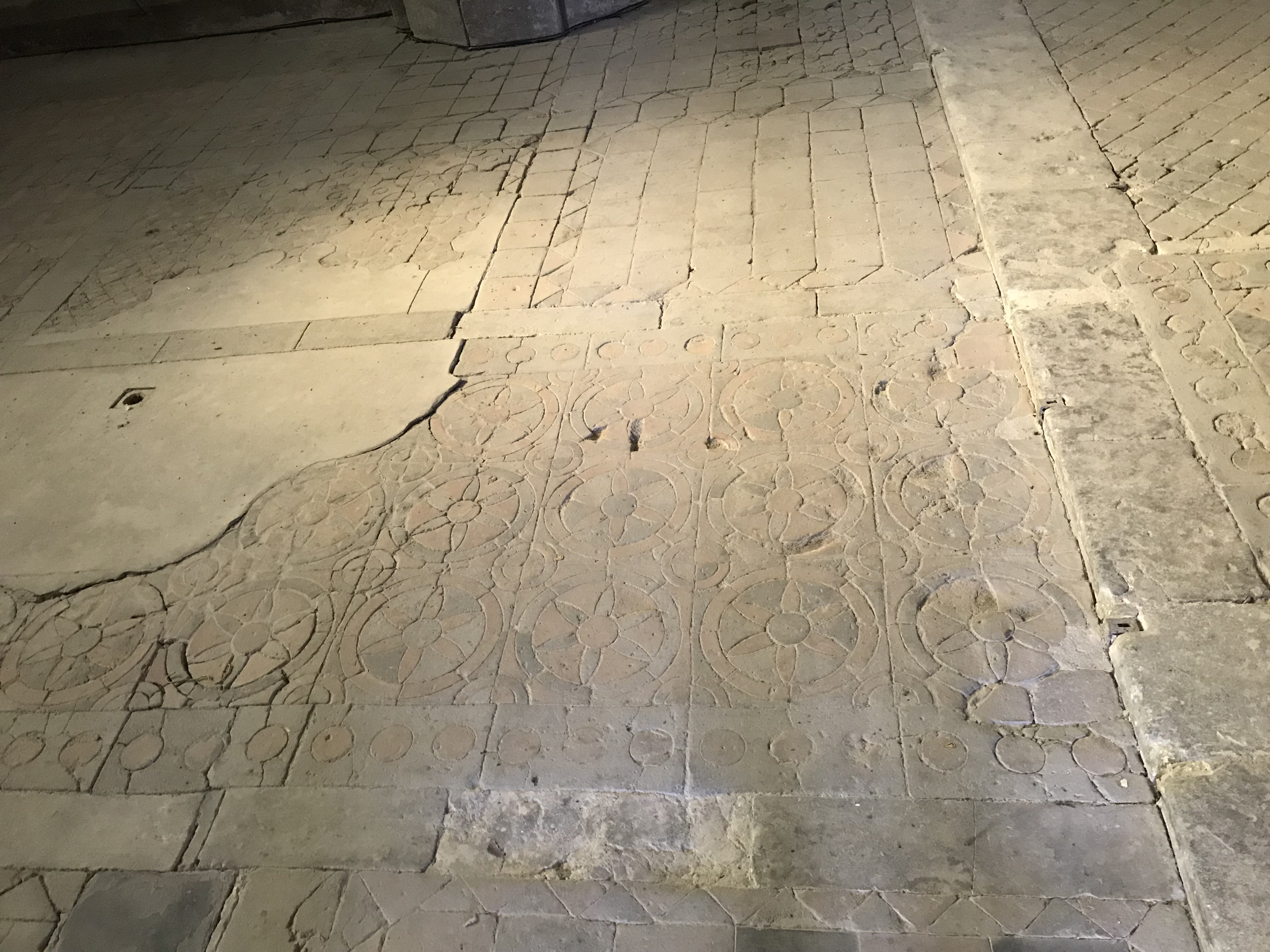
Dallage en terre cuite de la chapelle Saint-Michel, Villard de Honnecourt (?), XIIe et XIIIe siècles.
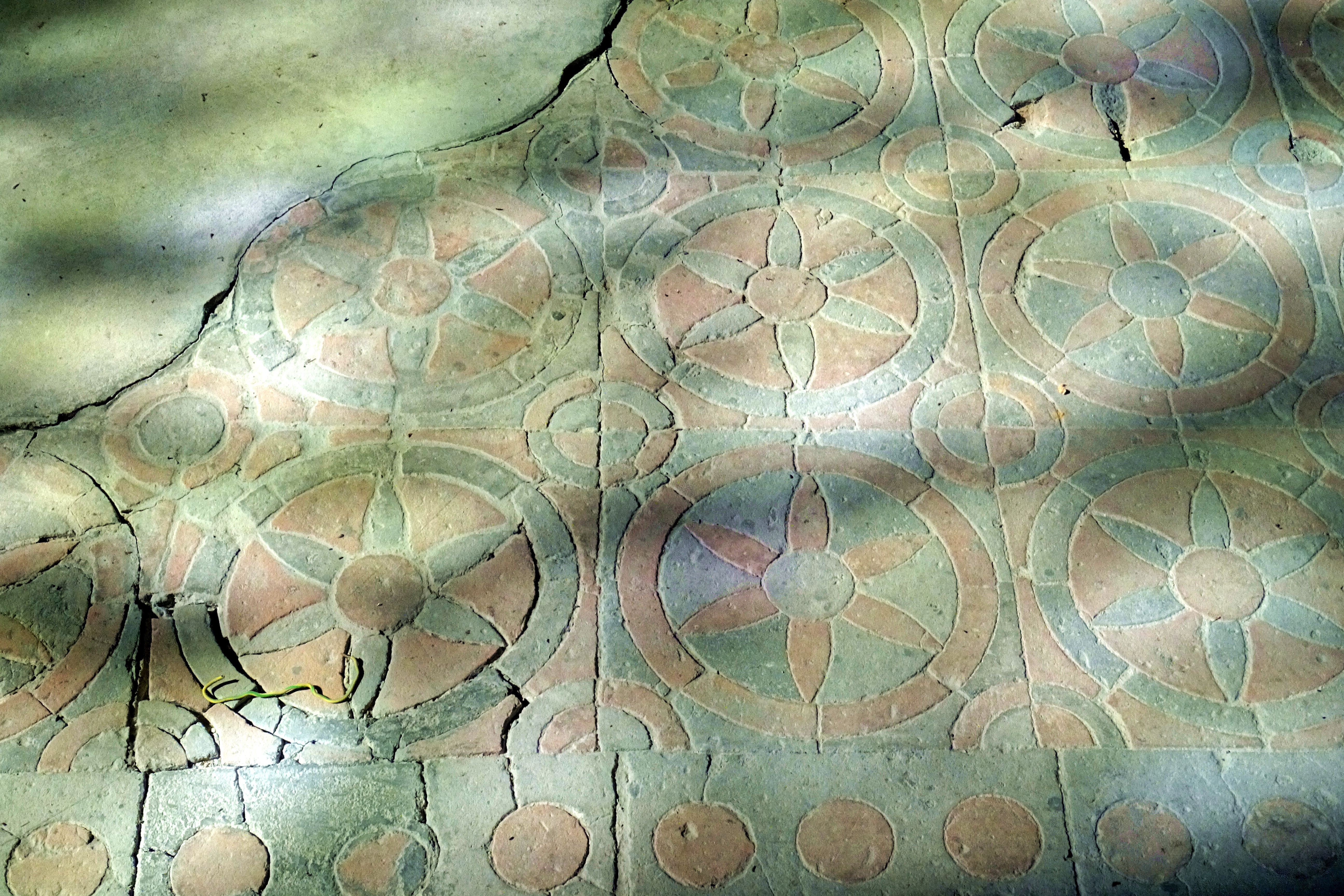
Détails du dallage de la chapelle, Villard de Honnecourt (?), XIIe et XIIIe siècles.

### La chapelle Saint-Louis-et-Saint-Quentin
Cette chapelle est située à l'extrémité occidentale du collatéral sud, à proximité de la tour-porche. Anciennement dédiée à sainte Anne, elle est désormais vouée à Saint Louis et saint Quentin, dont les statues sont exposées dans une niche du mur septentrional.
Les fonts baptismaux de la basilique peuvent être datés de 1633 grâce à une inscription présente sur leur moulure extérieure. Initialement créés pour l'ancienne église Saint-Jacques, ils sont conservés dans la chapelle Saint-Louis-et-Saint-Quentin depuis 1892.

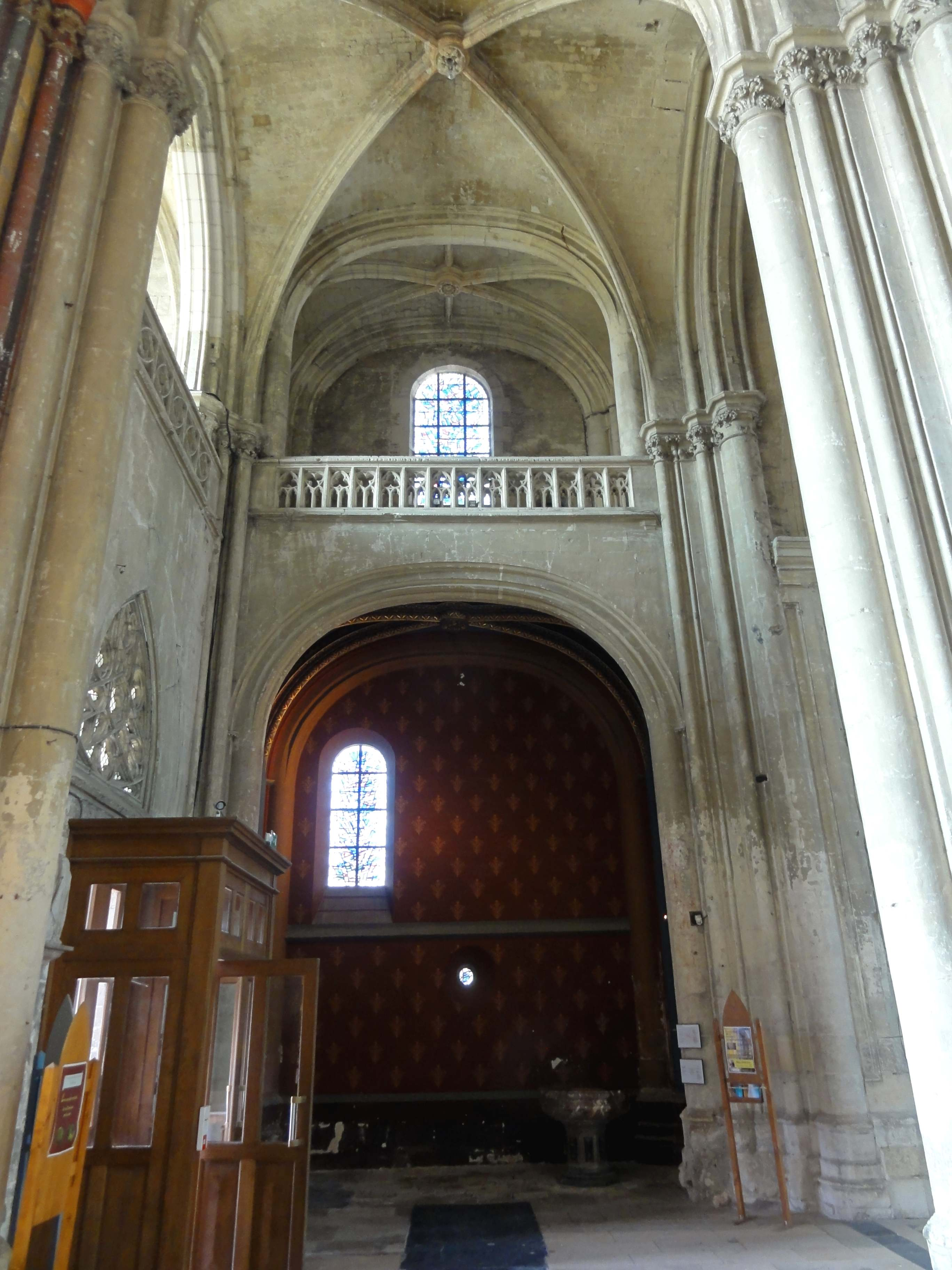
Chapelle Saint-Louis-et-Saint-Quentin vue depuis le collatéral sud.
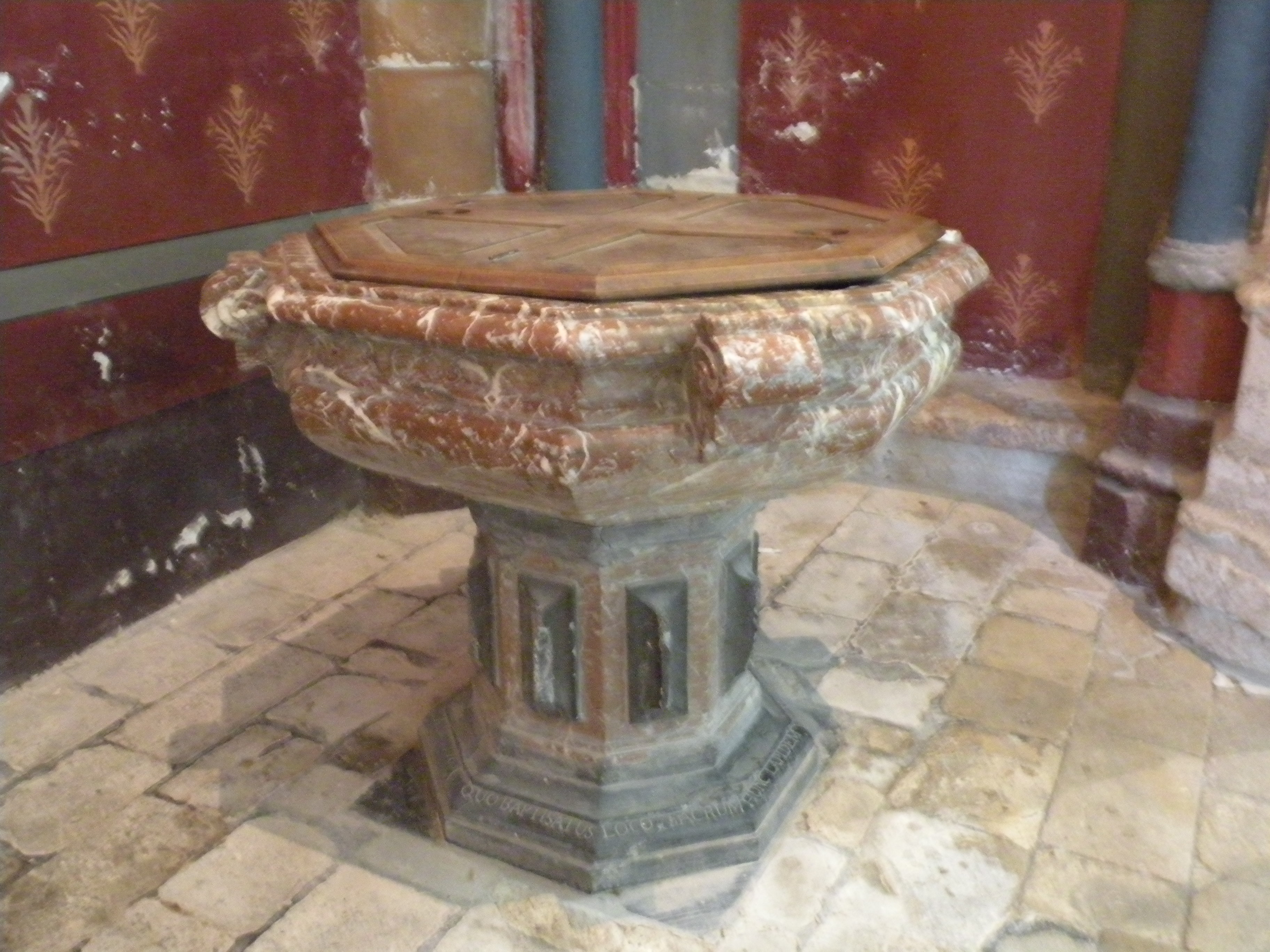
Fonts baptismaux, 1633.
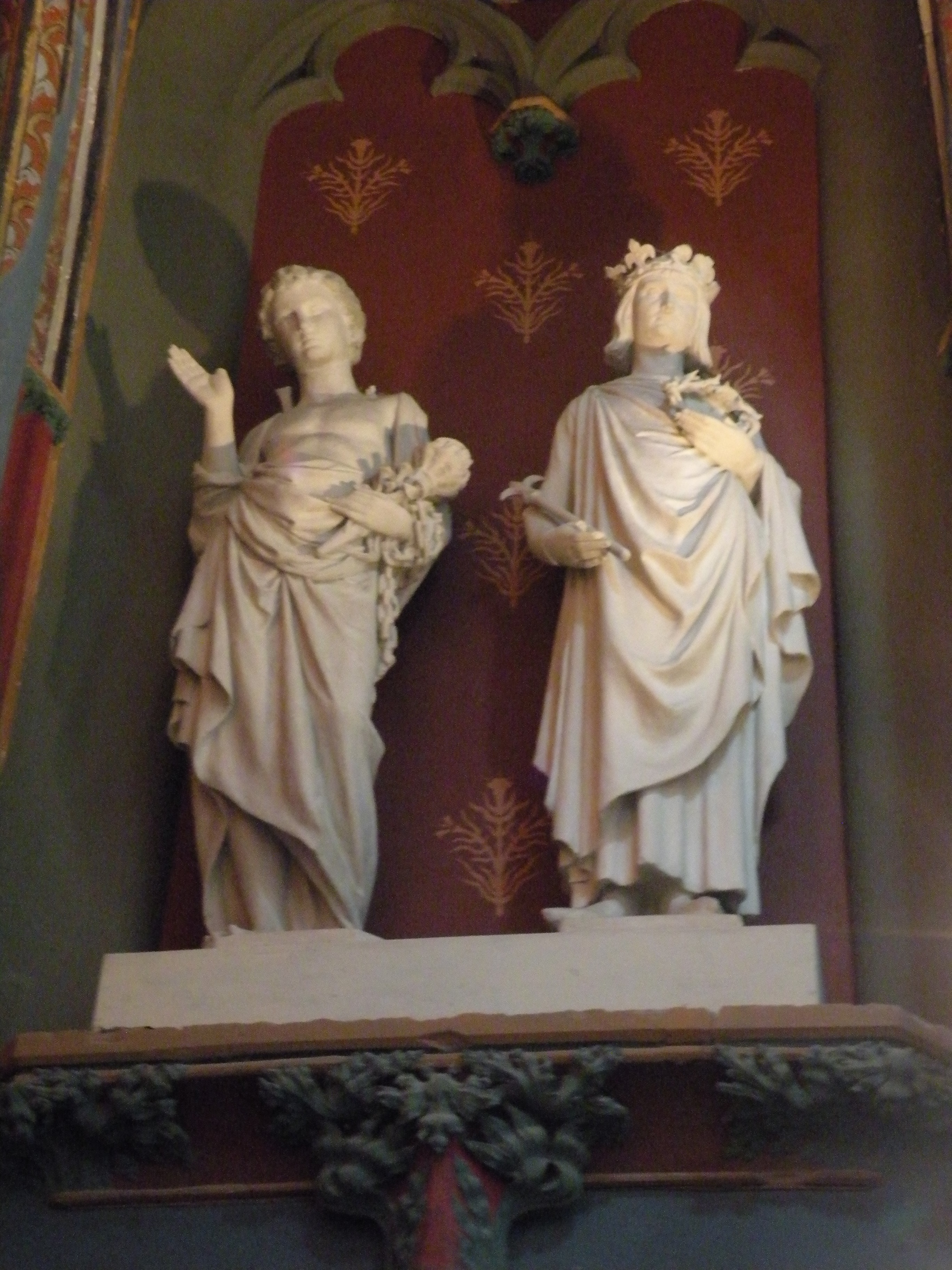
Statues de Saint Louis et de saint Quentin, XXe siècle.

### La nef

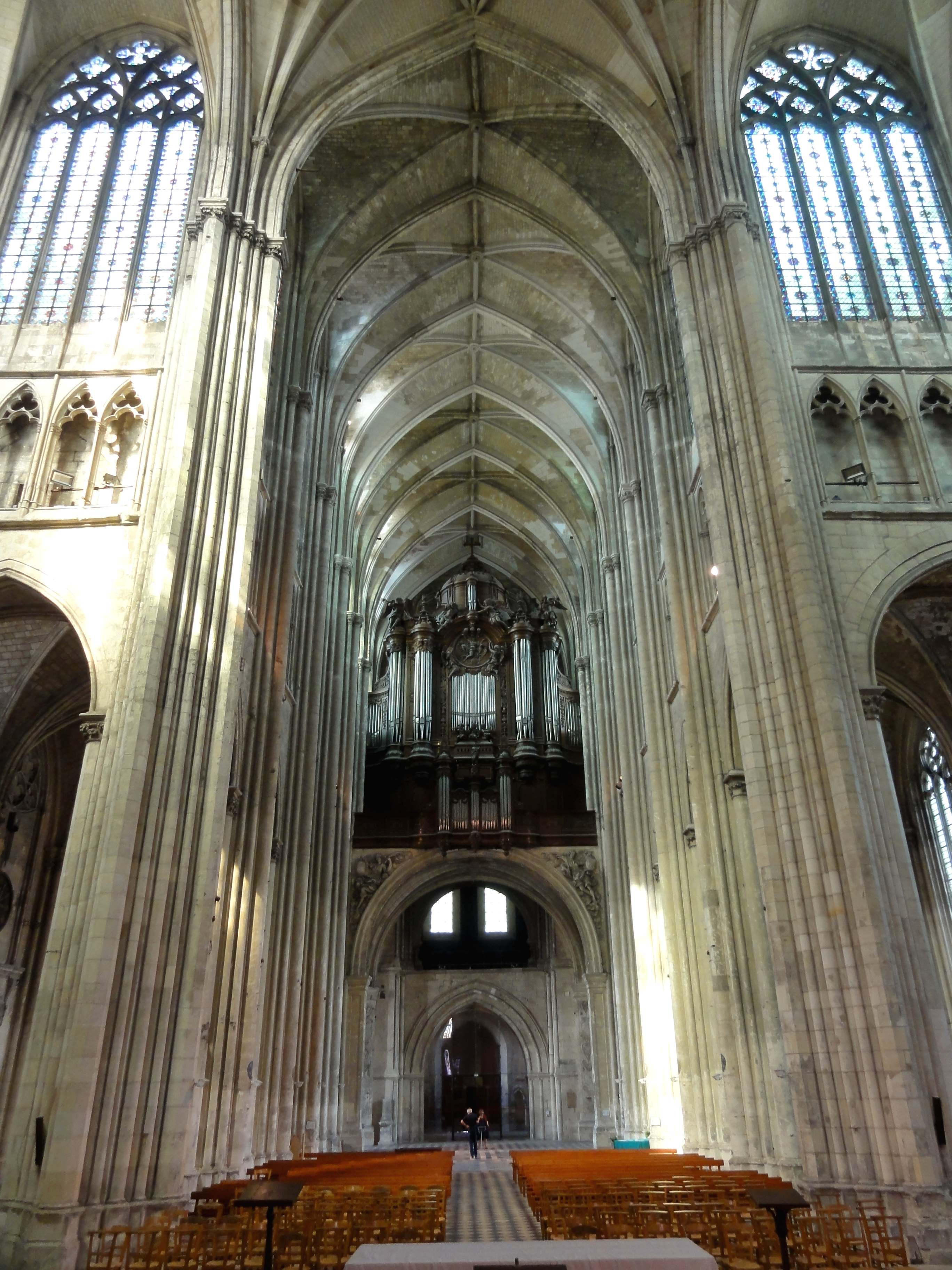
La nef vue depuis le grand transept.

Construite dans la première moitié du XVe siècle, la nef se compose de six travées et est longue de 35 m. Son élévation est à trois niveaux avec quatorze fenêtres hautes, un triforium et douze grandes arcades s'ouvrant sur les deux collatéraux. Ces derniers sont prolongés par sept chapelles latérales. Un porche, bordant le collatéral sud, donne accès au portail Saint-Quentin. Au-dessus de ce porche, une salle ouverte sur le collatéral sud servait de chambre au sonneur du gros clocher au XVIIe siècle. À l'ouest, les collatéraux ont conservé leurs frontispices temporaires, posés dans l'attente de la réalisation de la façade monumentale. Ils sont constitués de briques et de pierres et pourvus de tribunes bordées de balustrades. Des escaliers en vis, accolés aux frontispices, permettent d'accéder aux parties hautes de la tour-porche. Les maîtres d’œuvre, en particulier Jean Douterrains qui semble avoir dirigé le chantier durant plusieurs décennies, se montrèrent conservateurs et suivirent globalement les modèles offerts par le chœur et le grand transept. Le style gothique flamboyant apparaît seulement dans le remplage des baies et dans la voûte de la chapelle du Saint-Sépulcre. À l'instar des piliers du croisillon sud du grand transept, les piliers de la nef sont chacun constitués de quatre colonnes fortes aux angles desquelles sont logées de minces colonnes. Leurs chapiteaux sont également semblables à ceux des piliers du grand transept, avec des corbeilles à double rang décorées de bouquets de feuillages et des tailloirs carrés. Le profil des arcades est analogue à celui des arcades des travées droites du chœur. Les fenêtres hautes sont également, comme celles du chœur, séparées du triforium par un mur plein, disposition fréquente au XIIIe siècle mais devenue rare au XVe siècle,. Les voûtes de la nef sont similaires à celles du chœur. Reposant sur quatre piliers, elles sont proches des voûtes quadripartites de la cathédrale d'Amiens mais s'en distinguent par le tierceron situé sur la ligne sommitale. Elles sont ainsi composées de six voûtains, ce qui en fait des voûtes sexpartites d'un modèle particulier, analogue à celui des voûtes de la nef de la cathédrale Saint-Gatien de Tours. Au contraire des voûtes du chœur, entièrement détruites durant la Première Guerre mondiale, une partie des voûtes de la nef survécut au conflit.
En 1763, ayant repéré des signes d'instabilité de la nef, le chapitre de la collégiale fit installer de grands tirants en fer pour renforcer la solidité de cette partie de l'édifice. L'installation d'une charpente en béton armé par Émile Brunet, en 1923, permit d'assurer la solidité de la nef et de progressivement retirer ces tirants.

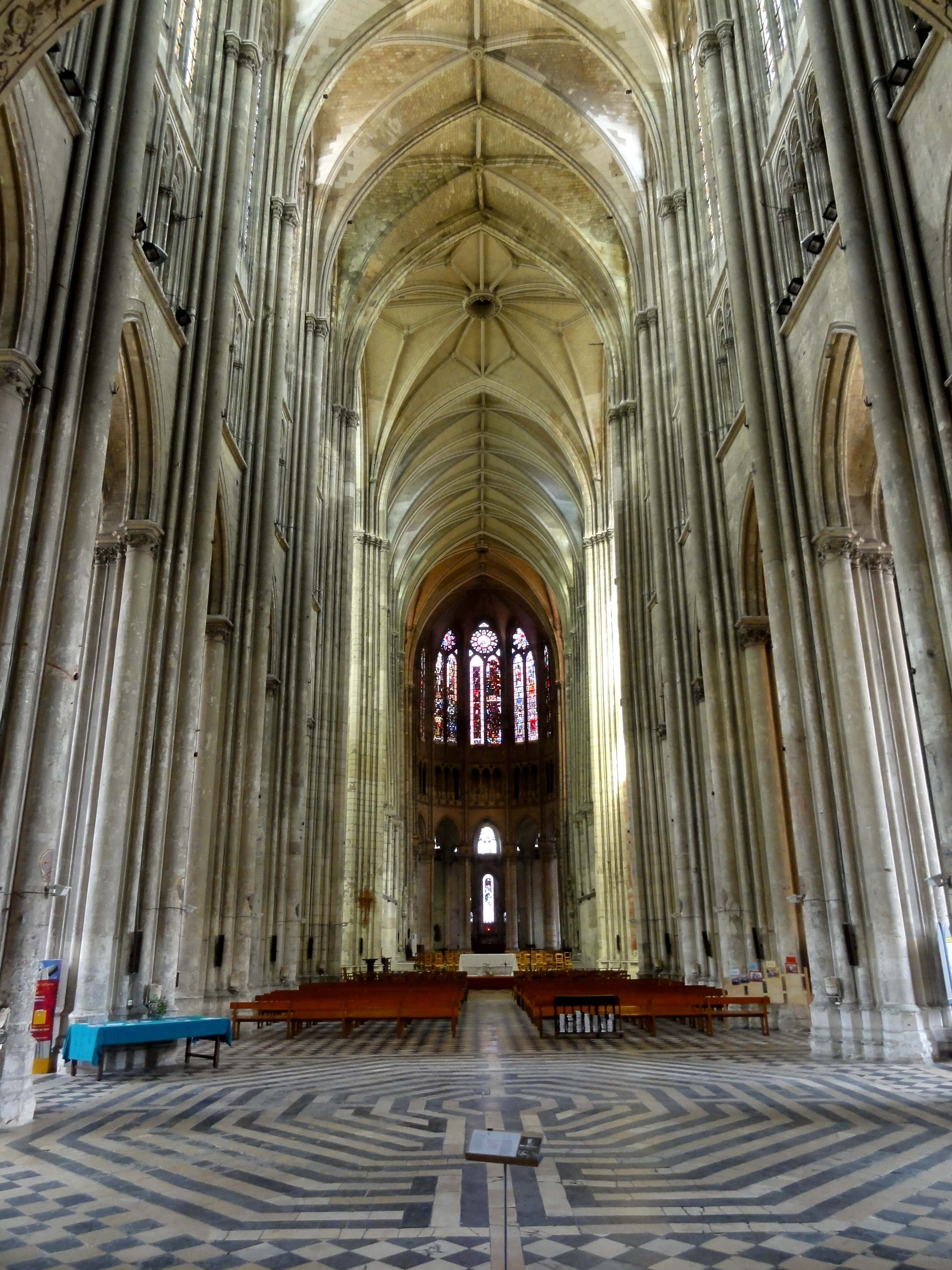
La nef vue depuis le portail occidental.
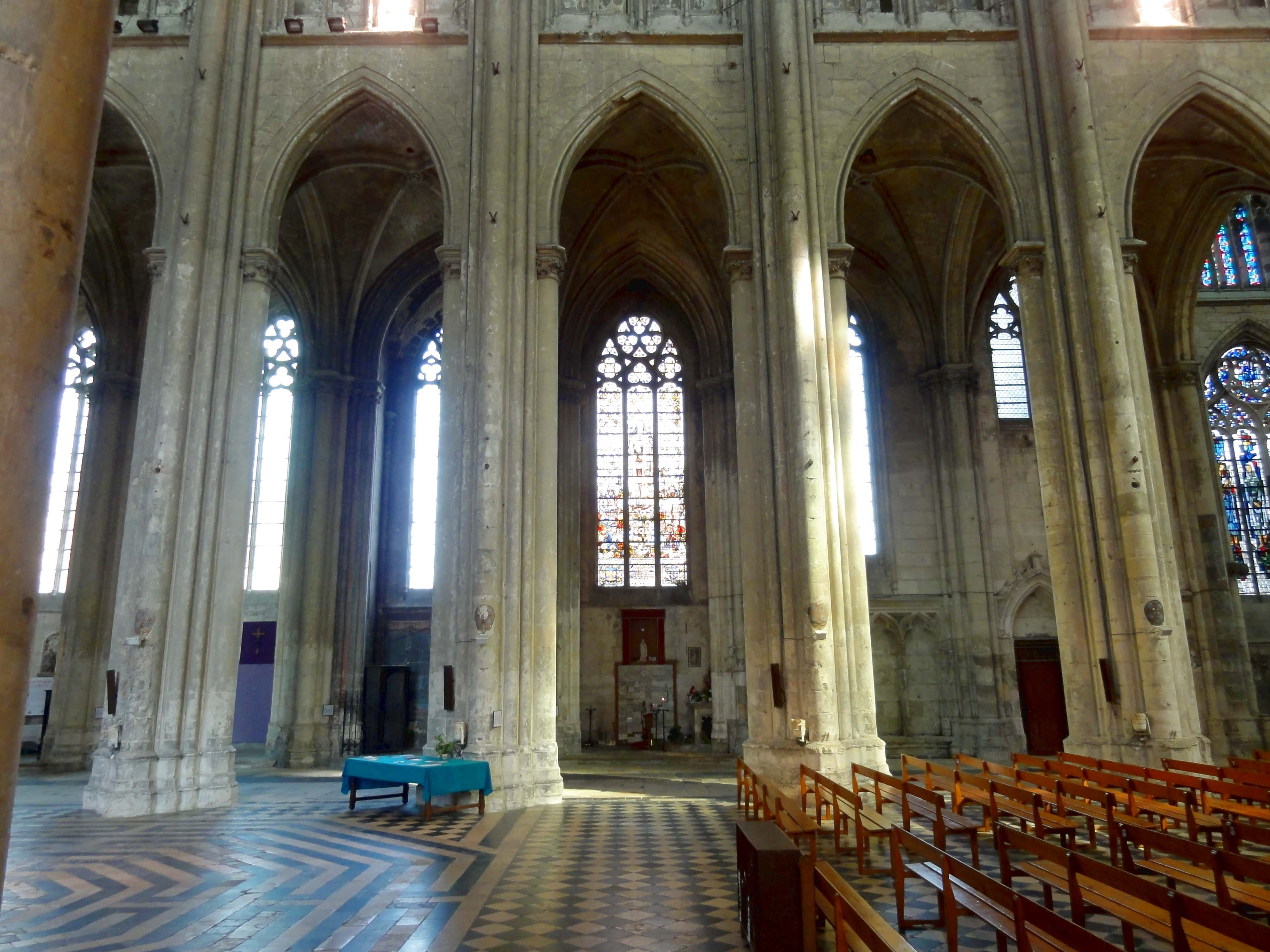
Grandes arcades du nord de la nef.
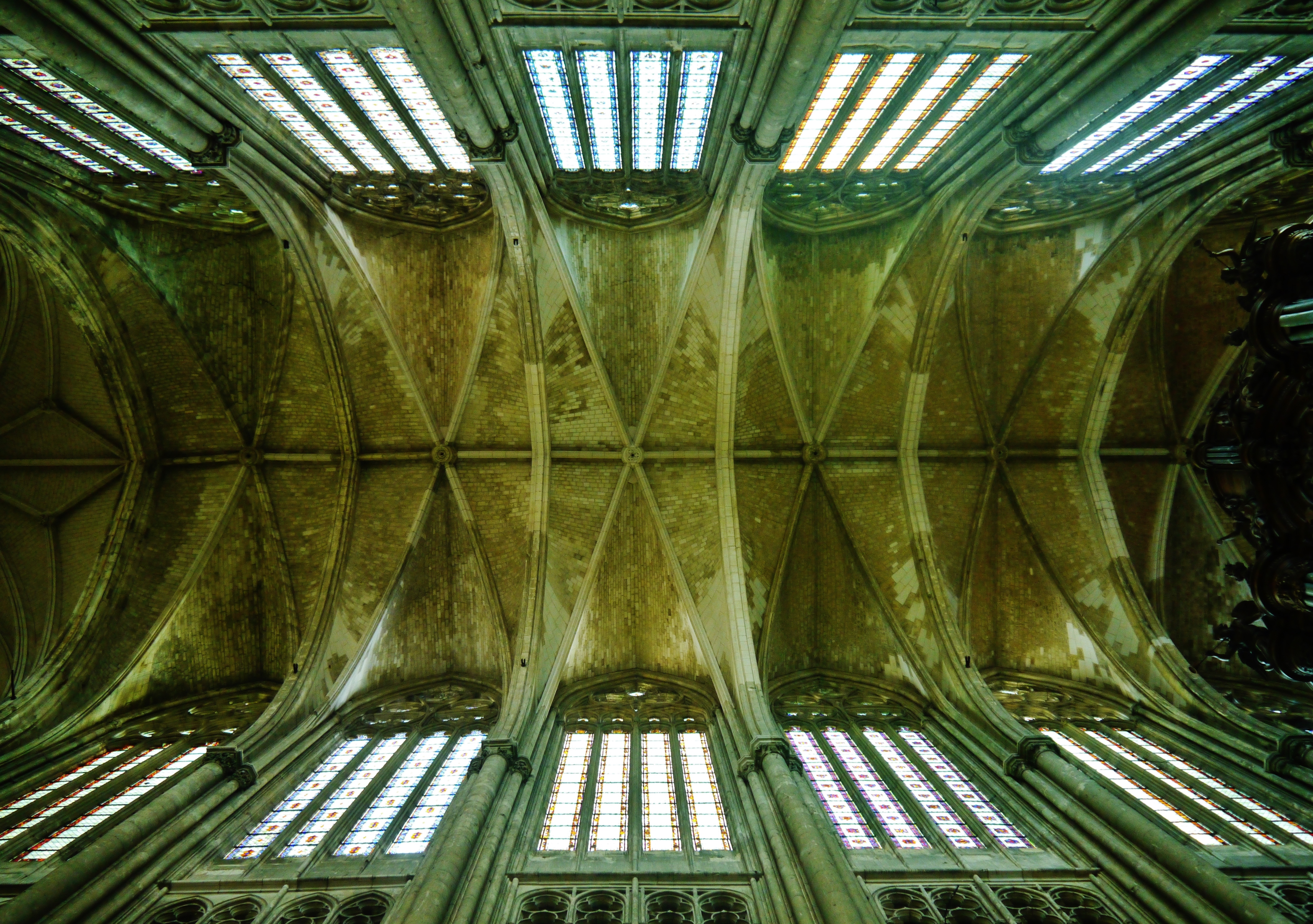
Voûtes sexpartites de la nef.
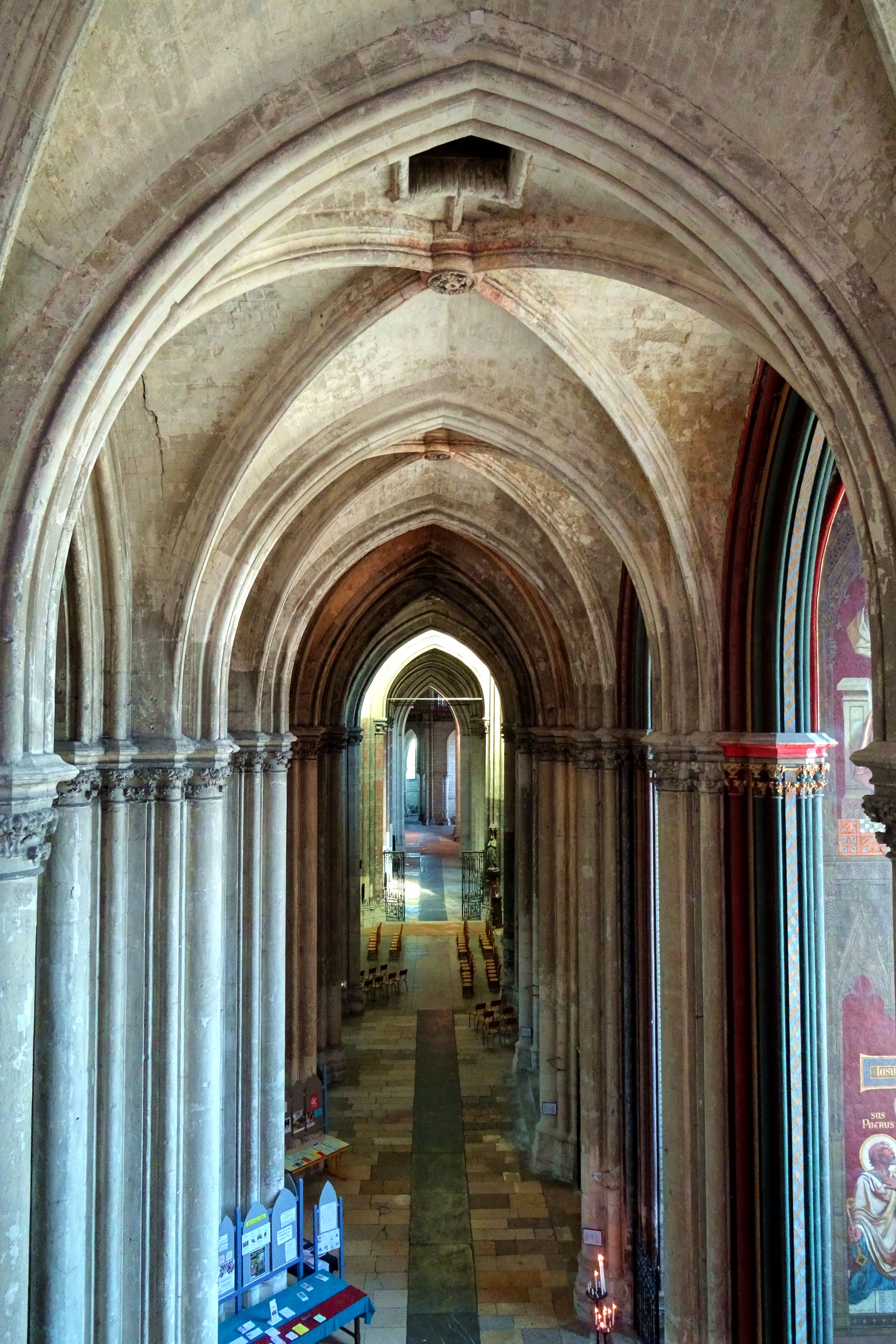
Bas-côté sud vu depuis la tribune.

### Le labyrinthe
Avec la cathédrale Notre-Dame de Chartres et de la cathédrale Notre-Dame de Bayeux, la basilique de Saint-Quentin est la seule grande église française à avoir conservé son labyrinthe d'origine. Posé en 1495 à l'entrée de la nef, alors que le chapitre envisageait de reconstruire la façade occidentale de l'église, ce labyrinthe présente un rayon de 11,60 m et un développement de 260 m. Dallé de pierres noires et blanches, il présente une forme octogonale proche de celle du labyrinthe de la cathédrale d'Amiens. Il est censé permettre aux fidèles d'accomplir un pèlerinage symbolique. Épargné durant la Révolution française, le labyrinthe survécut à la Première Guerre mondiale, les voûtes de la nef le surplombant ayant résisté aux bombardements. En 2007, il est utilisé comme illustration de couverture de l'édition française du roman Labyrinthe, publié par l'écrivaine britannique Kate Mosse,,.

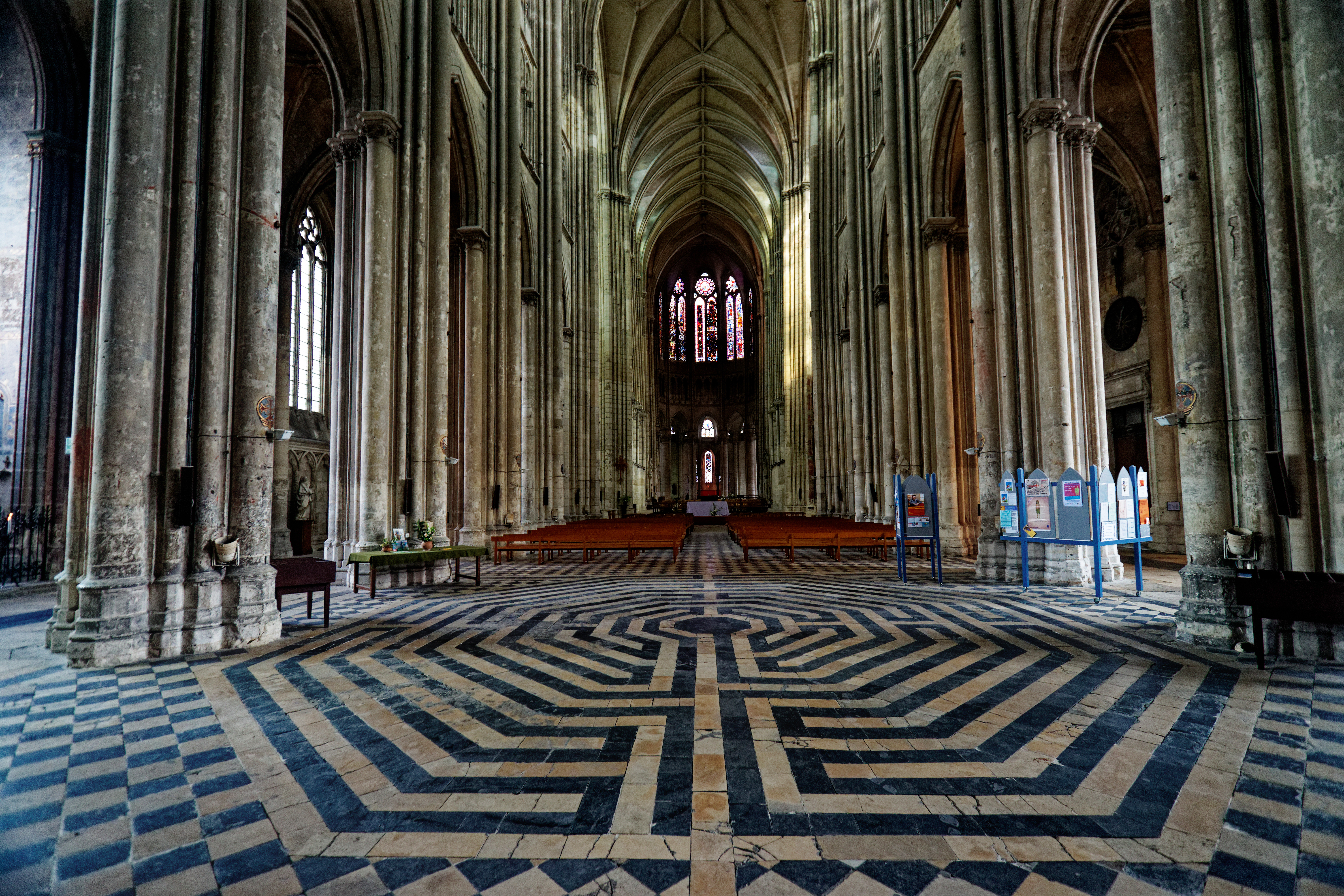
Labyrinthe vu depuis l'entrée principale de la basilique.
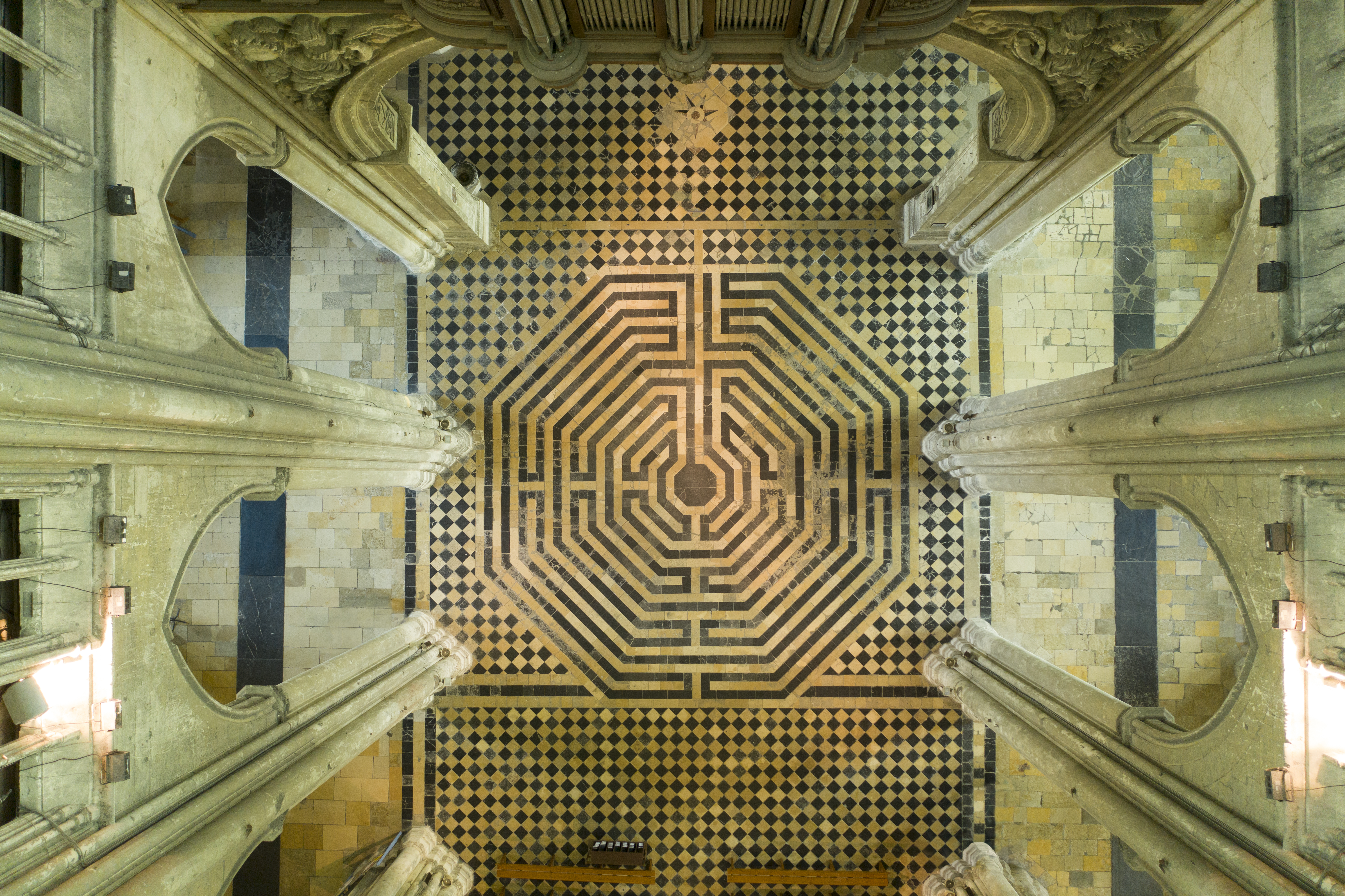
Labyrinthe vu par drone.

### Les chapelles latérales nord de la nef
Sept chapelles latérales, aménagées entre les contreforts du vaisseau central, prolongent les collatéraux de la nef. Les quatre chapelles du collatéral nord sont dédiées, en partant de la tour-porche vers le grand transept, à Notre-Dame-sous-la-Tour, à sainte Barbe d'Héliopolis, à Notre-Dame-de-Liesse et à sainte Thérèse de Lisieux.

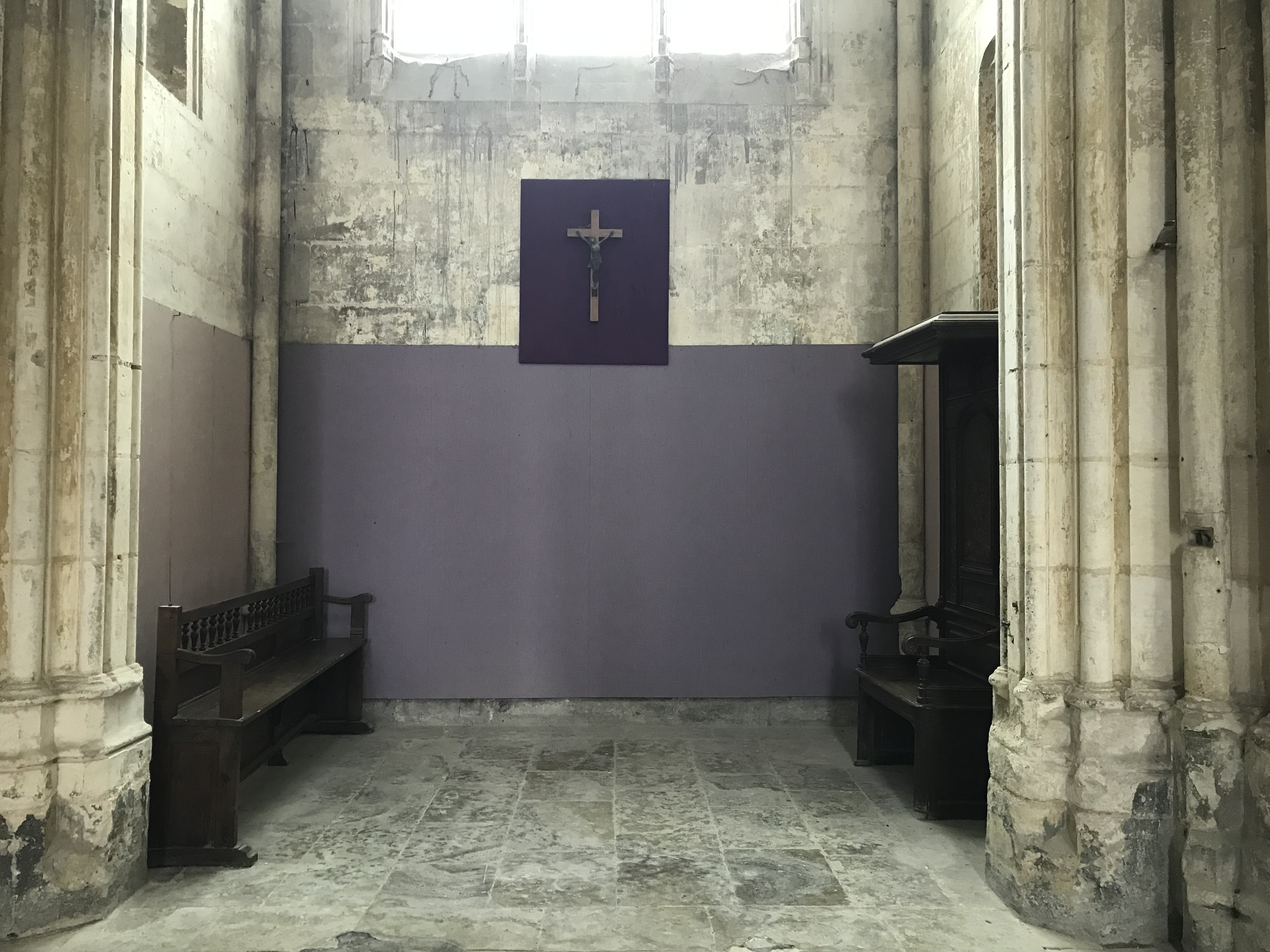
Chapelle Sainte-Barbe, vue depuis le collatéral nord.
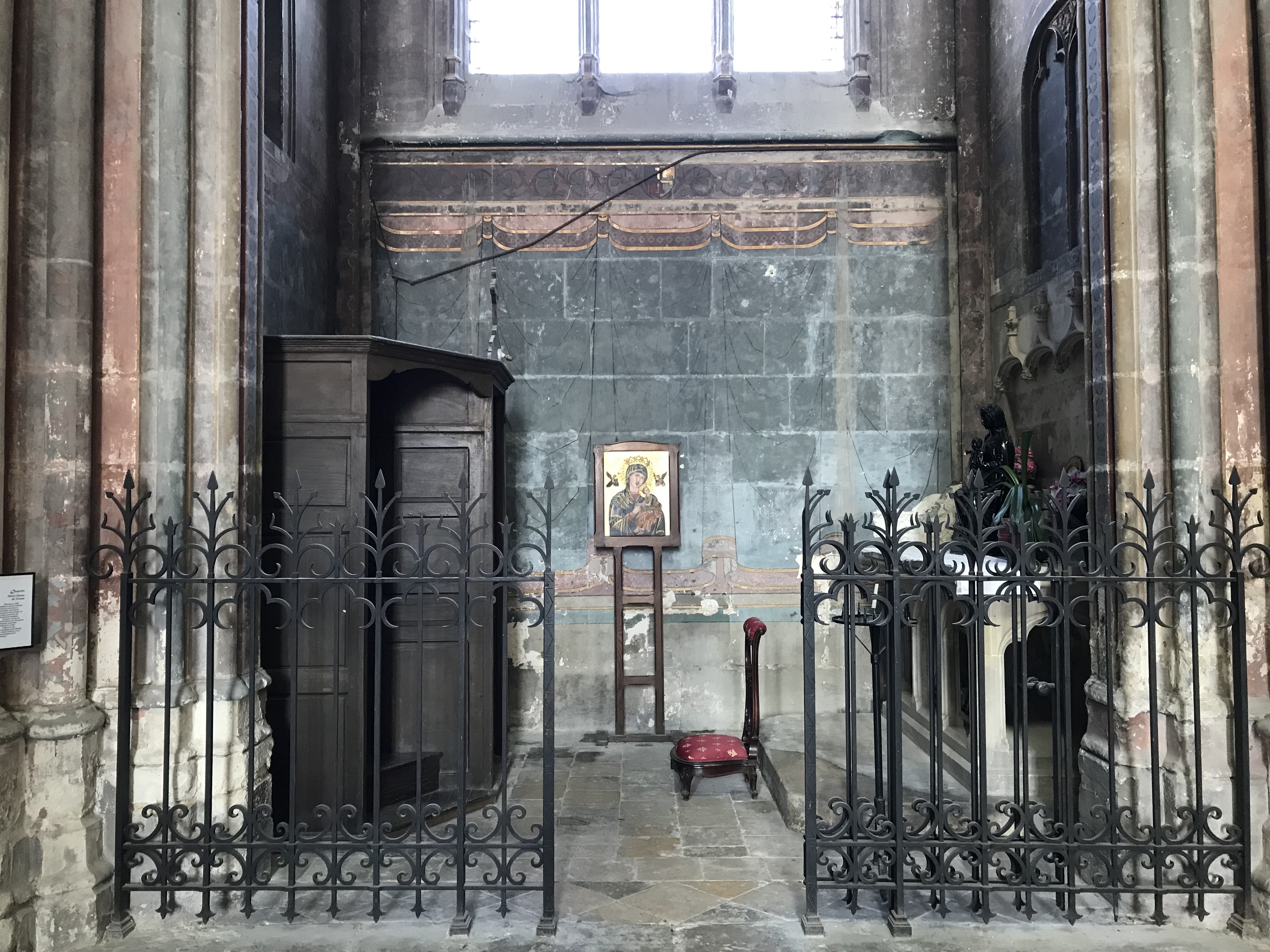
Chapelle Notre-Dame-de-Liesse, vue depuis le collatéral nord.
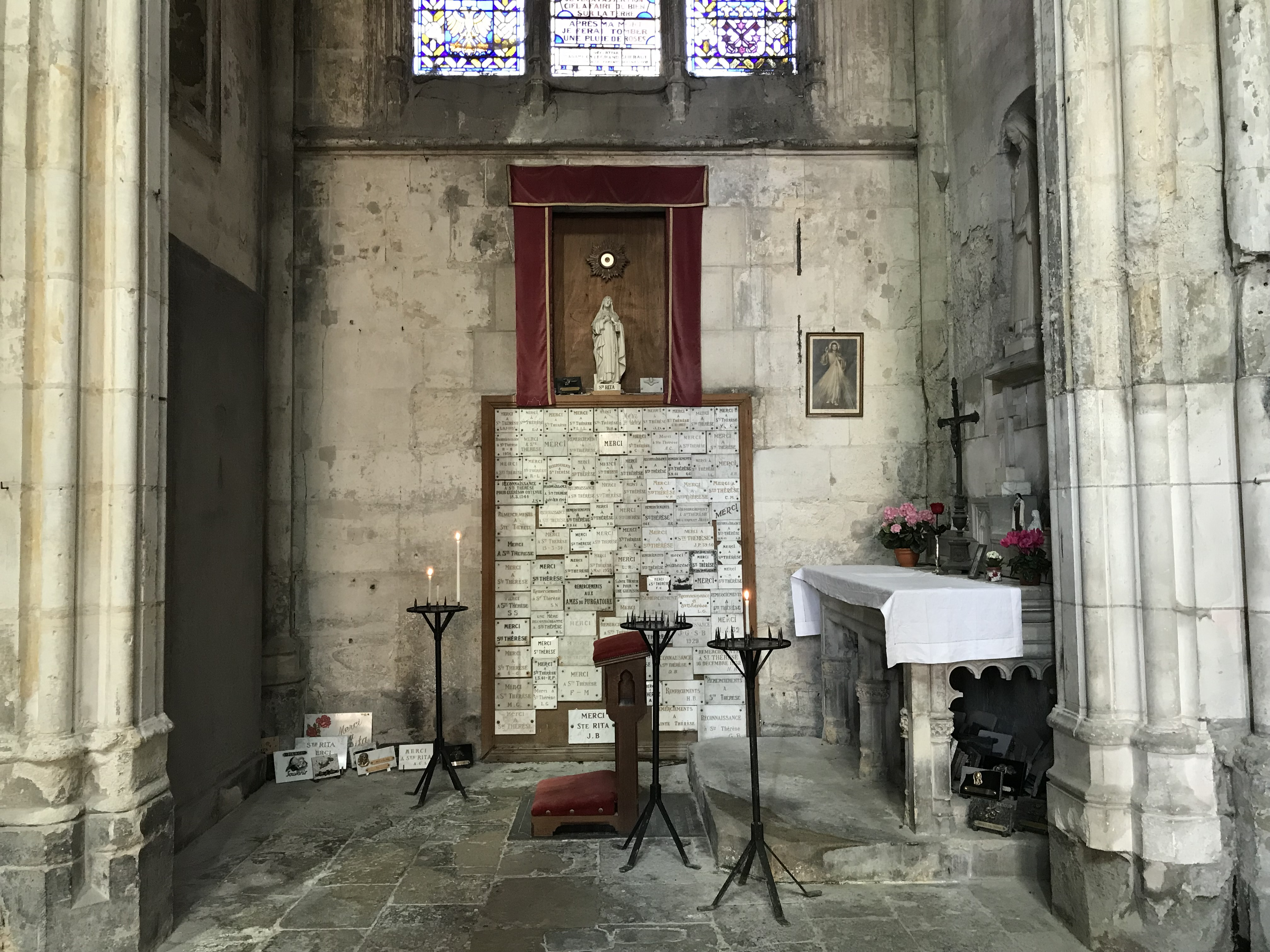
Chapelle Sainte-Thérèse-de-Lisieux, vue depuis le collatéral nord.

#### La chapelle Notre-Dame-sous-la-Tour

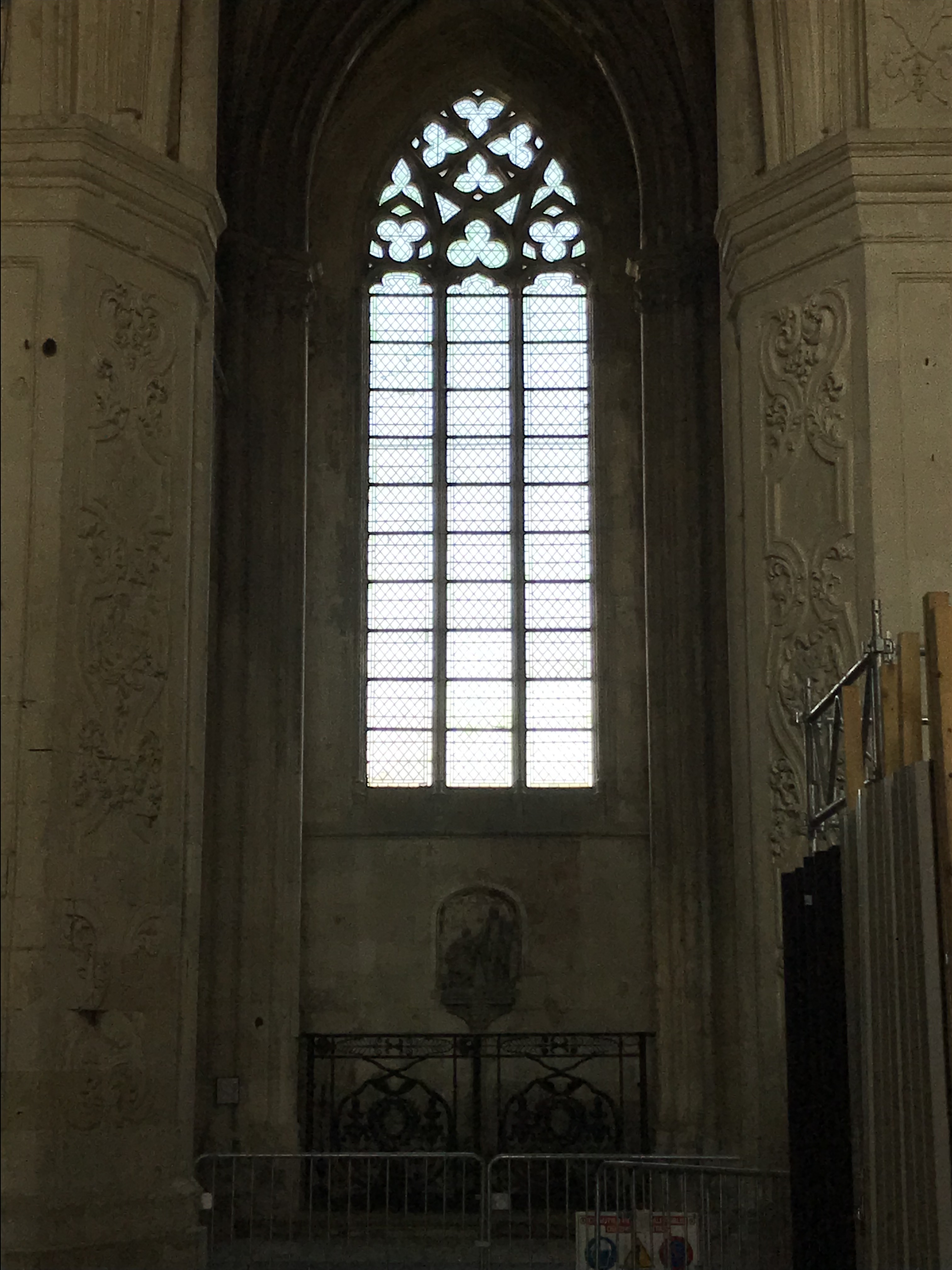
Chapelle Notre-Dame-sous-la-Tour, vue depuis la nef.

Dédiée à Notre-Dame et tirant son nom de sa proximité avec la tour-porche, cette chapelle a perdu la quasi-totalité de sa décoration au cours de la Révolution française et de la Première Guerre mondiale. Seul subsiste un groupe sculpté, élément d'un monument funéraire offert par le chanoine Pérignon de l'église voisine de Saint-André en 1548. Fortement influencée par l'art italien, cette sculpture représente la scène biblique de l'apparition du Christ à saint Thomas. Elle était posée sur un des gros piliers de la nef jusqu'en 1793, année où elle fut dégradée par les révolutionnaires. Elle bénéficia d'une restauration en 1860 et fut amenée par les Allemands à Maubeuge en 1917 en raison de sa valeur artistique. Ainsi sauvée de la destruction, elle fut installée sur le mur septentrional de la chapelle Notre-Dame-sous-la-Tour durant l'entre-deux-guerres,.
La chapelle conserve également l'ancienne clôture du chœur en fer forgé réalisée par le serrurier Robert Vatin en 1831. Elle fut retirée du chœur en 1876 par Pierre Bénard car elle gênait la vue sur l'autel. Elle fut installée dans les décennies suivantes à son emplacement actuel.

#### La chapelle Sainte-Barbe
Dédiée à sainte Barbe d'Héliopolis, cette chapelle accueille les corps des défunts avant la célébration des obsèques. Conséquence de sa vocation mortuaire, son décor est dépouillé. Seuls un banc et un siège datés du XIXe siècle sont présents.

#### La chapelle Notre-Dame-de-Liesse
Fondée en 1425 par Nicolas Strancon, seigneur de Marteville, la chapelle fut originellement dédiée à saint François d'Assise, comme en témoignent les initiales SF et les bras de Saint-François peints au XIXe siècle et toujours visibles au-dessus de l'autel. Elle est désormais consacrée à Notre-Dame de Liesse, sainte patronne du diocèse de Soissons. Sur le mur septentrional, une icône de Notre-Dame du Perpétuel Secours est exposée.

#### La chapelle Sainte-Thérèse-de-Lisieux
Fondée en 1463, la chapelle fut originellement dédiée à saint Michel. Elle est vouée depuis 1927 à sainte Thérèse de Lisieux. De nombreux ex-voto témoignent de l'intensité du culte rendu à la sainte au XXe siècle.
Au-dessus de l'autel, une niche contient une statue de sainte Thérèse. Commandée en 1927 au sculpteur parisien Henri Bouchard, l'œuvre fut posée et bénie le 20 mai 1928. Dans un style simple, caractéristique de l'art déco, elle représente la sainte habillée en carmélite et tenant un crucifix. À ses pieds, un bouquet de roses rappelle sa promesse de faire pleuvoir des roses après sa mort.

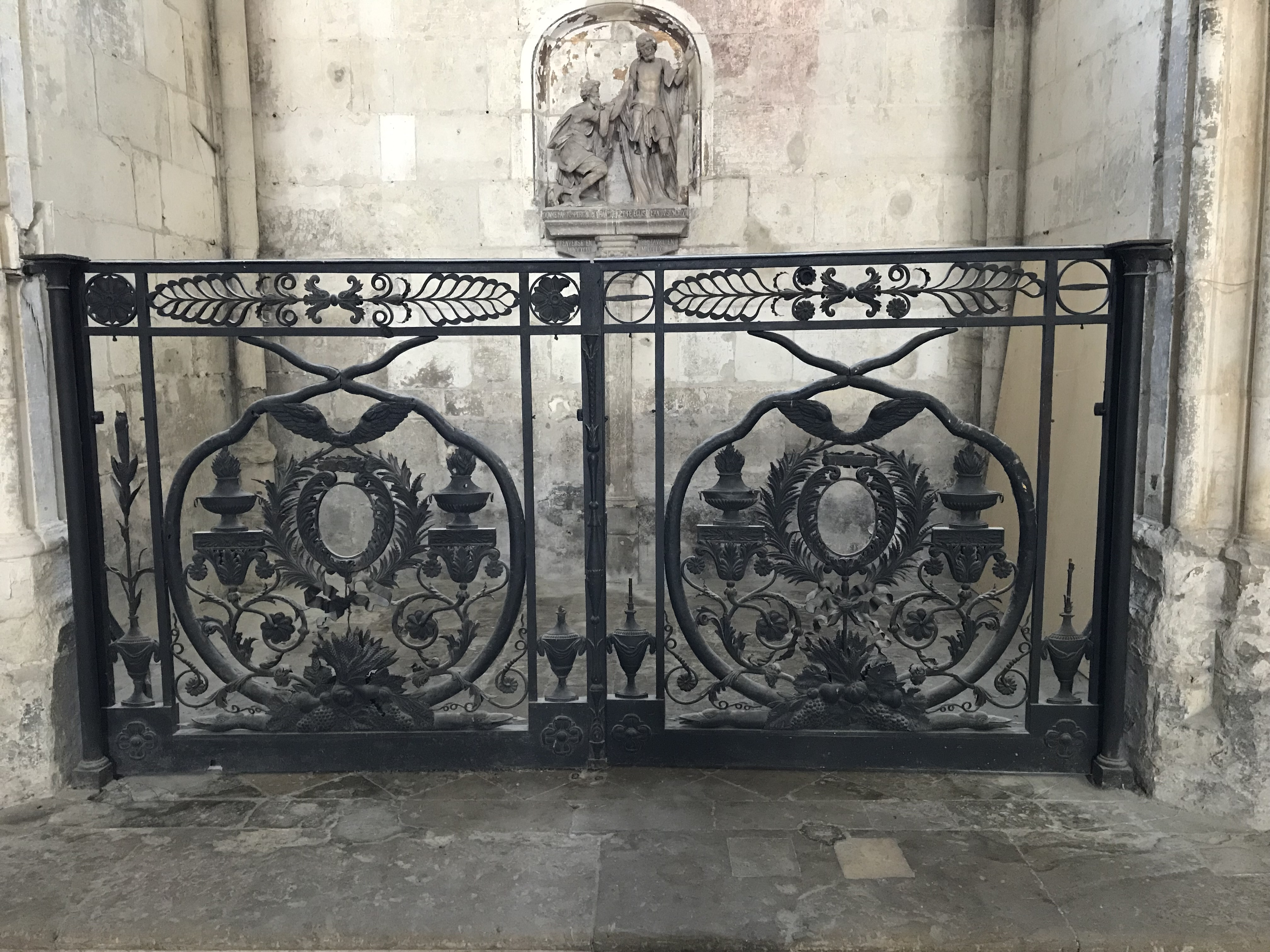
Ancienne grille de clôture du chœur de la basilique de Saint-Quentin, Robert Vatin, chapelle Notre-Dame-sous-la-Tour, 1831.
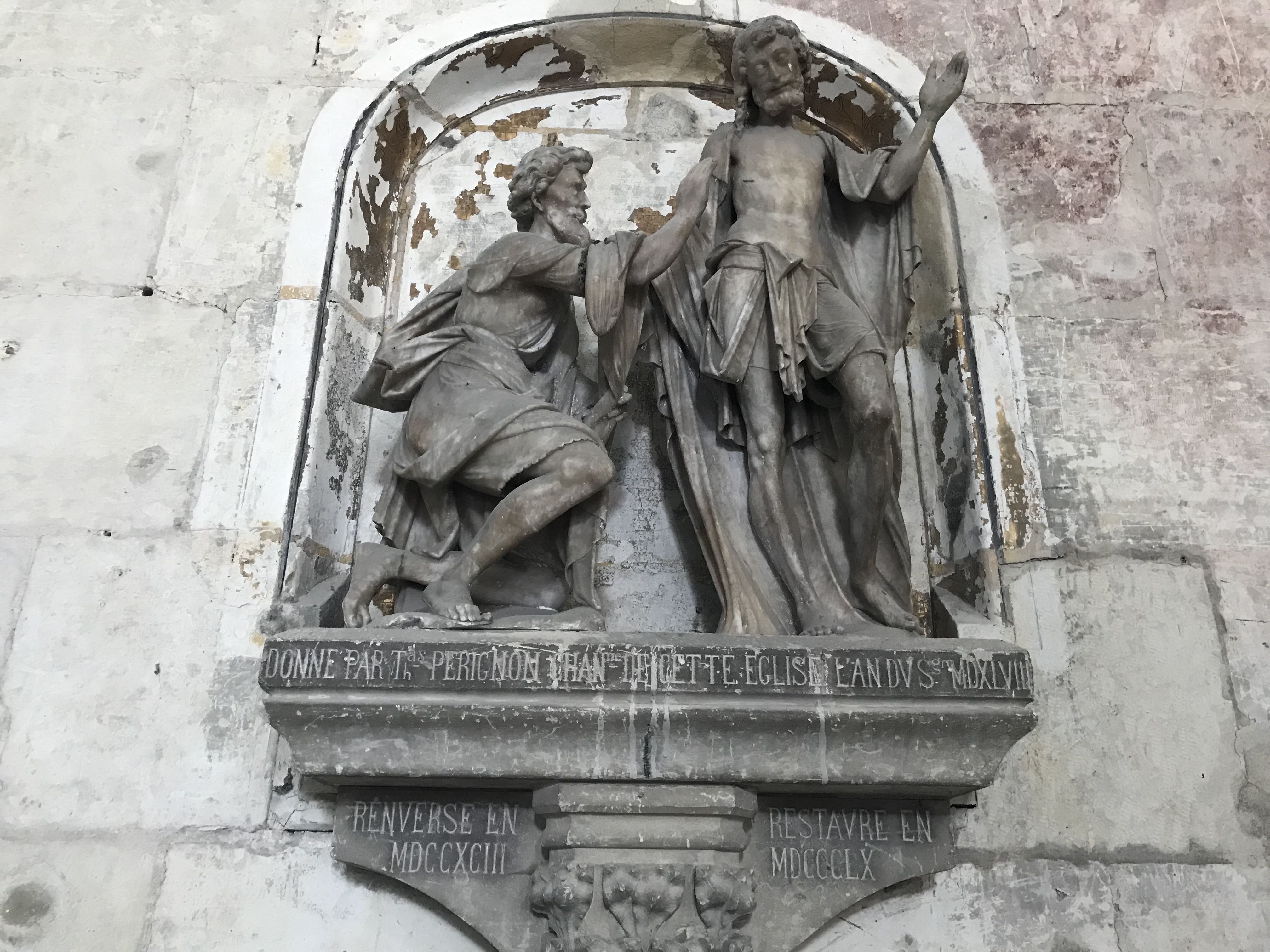
L'Incrédulité de saint Thomas, chapelle Notre-Dame-sous-la-Tour, 1548.
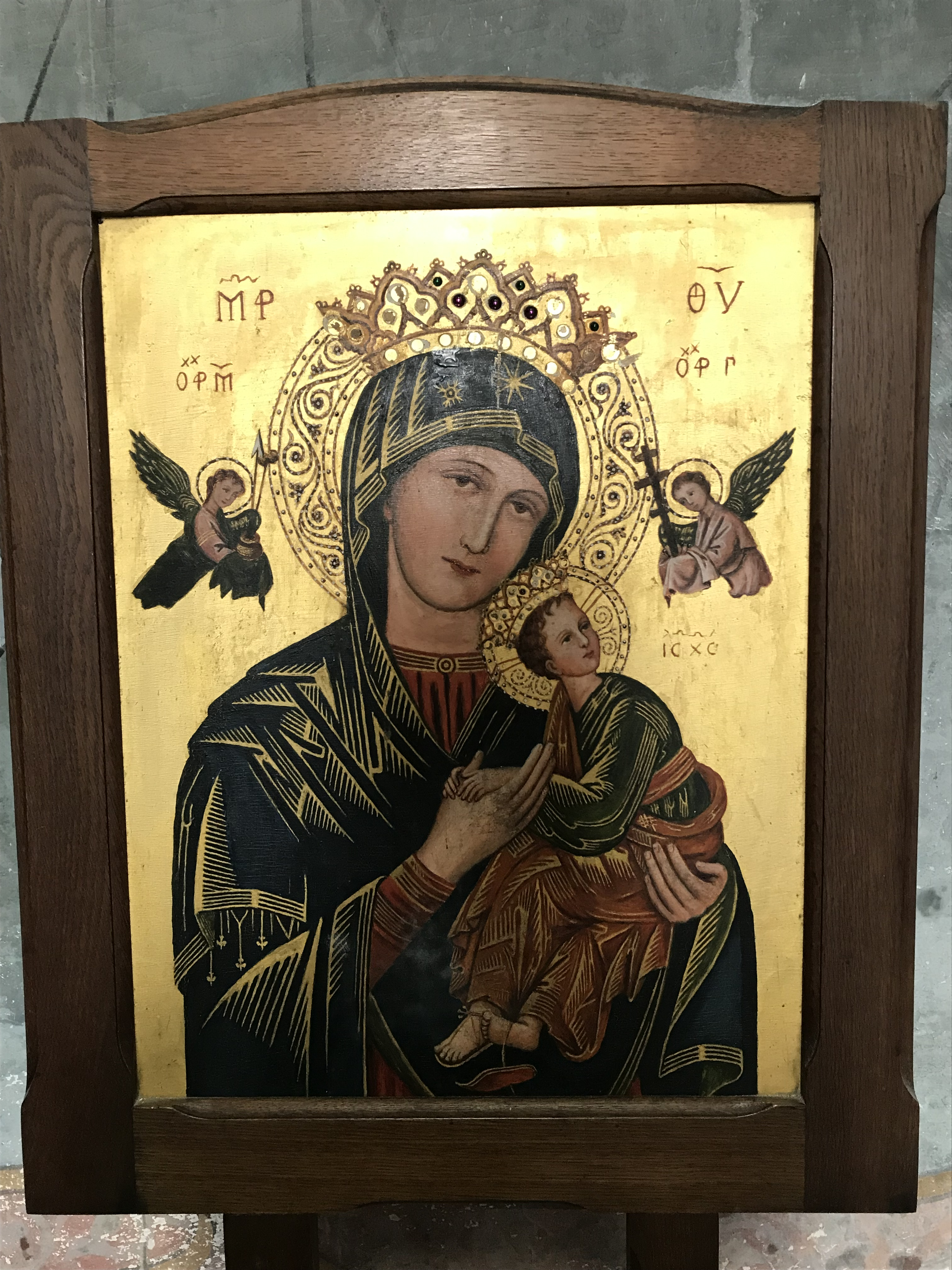
Notre-Dame du Perpétuel Secours, chapelle Notre-Dame-de-Liesse, première moitié du XXe siècle.
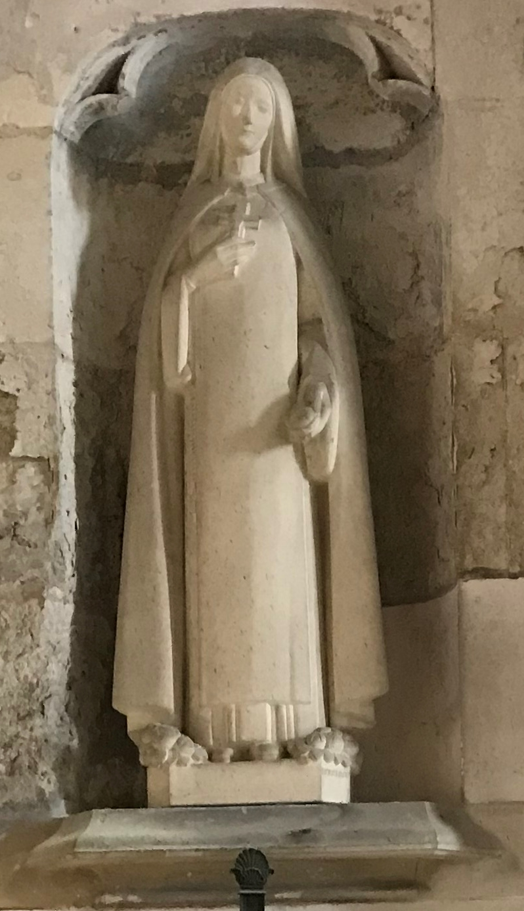
Sainte Thérèse de Lisieux, Hervé Bouchard, chapelle Sainte-Thérèse-de-Lisieux, 1927.

### Les chapelles latérales sud de la nef
Les trois chapelles du collatéral sud sont dédiées, en partant du grand transept vers la tour-porche, au Saint-Sépulcre, à sainte Marie Madeleine et sainte Marthe de Béthanie et à saint Pierre et saint Paul.

#### La chapelle du Saint-Sépulcre

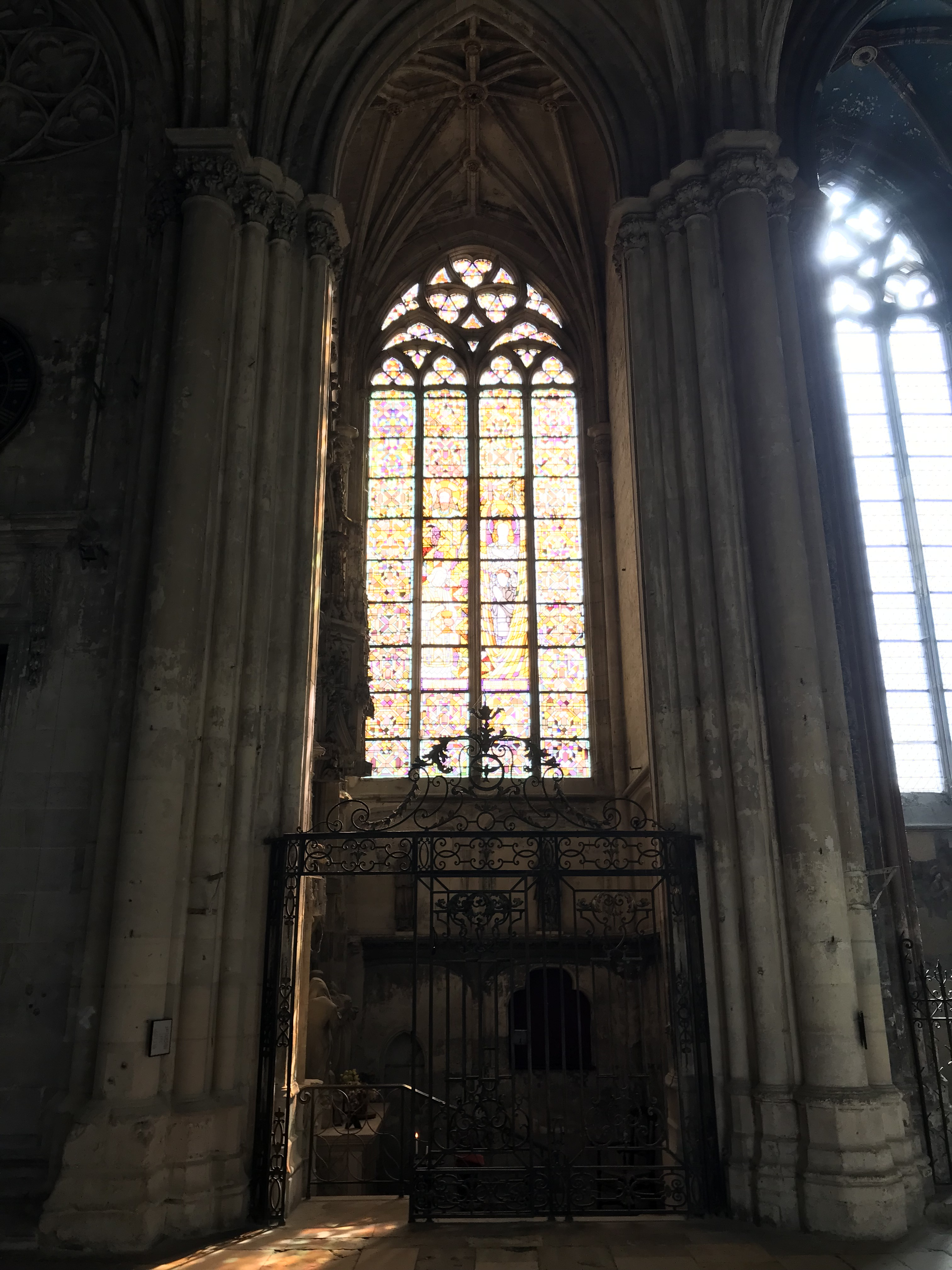
Chapelle du Saint-Sépulcre avec sa grille du XVIIIe siècle, vue depuis la nef.

Construite de 1411 à 1428 et dédiée au Saint-Sépulcre dès son origine, cette chapelle est la plus richement décorée de la basilique. Elle se distingue des autres chapelles latérales par le niveau de son sol, plus bas que celui de la nef et correspondant probablement au niveau du sol de l'église carolingienne. Elle est ainsi accessible par un escalier. De plus, elle est la seule chapelle latérale saillante. Enfin, elle possède une voûte dont les liernes et tiercerons forment un motif d'étoile. Cette voûte, dont le maître d'œuvre est inconnu, est peut-être postérieure à la construction de la chapelle et pourrait dater de la seconde moitié du XVe siècle. Ces caractéristiques singulières de la chapelle du Saint-Sépulcre pourraient s'expliquer par la dévotion particulièrement forte manifestée pour les lieux dédiés à la Passion du Christ à la fin du Moyen Âge,,.
La grille de clôture fut réalisée dans la seconde moitié du XVIIIe siècle mais sa position initiale dans la collégiale est inconnue. Elle fut installée dans la chapelle à la fin du XIXe siècle,.
Sur la façade méridionale, deux statues en albâtre représentent deux figures de l'Ancien Testament, le grand prêtre Aaron et le roi Melchisédech. Sans doute réalisées vers 1627 par François Tullier, maître-sculpteur à Arras, et son fils, elles ornaient jusqu'à la Révolution française le maître-autel de la collégiale.
La Chapelle du Saint-Sépulcre fut le lieu où, jusqu'à la fin du XVIe siècle, les curés des neuf paroisses sous la juridiction du chapitre prononçaient les peines d'excommunication à l'encontre des personnes détenant injustement des biens de l'église. Dans la seconde moitié du XIXe siècle, le sol fut brièvement élevé au niveau de celui de la nef et la chapelle accueillit les fonts baptismaux.

#### La chapelle Sainte-Madeleine-et-Sainte-Marthe
Construite en 1408 et originellement dédiée à sainte Marie Madeleine, la chapelle est également consacrée à sainte Marthe de Béthanie depuis le 29 octobre 1891. Un ensemble de peintures murales représentent la vie de sainte Madeleine. Réalisées entre la fin du XVe siècle et le début du XVIe siècle, elles ont subi de nombreuses retouches et restaurations qui expliquent leur style aujourd'hui hétérogène.
Sur le mur occidental est accrochée une plaque en hommage au chanoine Nicolas Lefebvre, décédé le 24 janvier 1738 et enterré sous la chapelle. Il finança la décoration de la chapelle Sainte-Madeleine après l'incendie de 1669.

#### La chapelle Saint-Pierre-et-Saint-Paul
Aux XIVe et XVe siècles, les malades hydropiques étaient pesés dans cette chapelle avant d'être baignés, la proximité d'avec les reliques de saint Quentin étant supposée capable de guérir ces malades,.
Cette chapelle est dédiée à saint Pierre et saint Paul depuis l'an 1552. Un groupe sculpté est conservé dans le mur oriental. Il représente le Christ accompagné de sa mère, de sainte Marie Madeleine, de sainte Catherine d'Alexandrie, de saint Jean et d'un autre saint pouvant être saint Nicolas de Myre. Son style permet de placer sa date de réalisation entre la fin du XVe siècle et le début du XVIe siècle. Élément du retable de l'ancienne église de Lucy, hameau de Ribemont, il fut offert en 1871 à la Société académique de Saint-Quentin puis cédé à la collégiale en 1875.
En 1859, le peintre parisien Désiré François Laugée réalisa une peinture monumentale sur le mur oriental de la chapelle, au-dessus de l'actuel emplacement du groupe sculpté. Elle représente saint Pierre et saint Paul aux pieds du Christ. L'année suivante, l'artiste saint-quentinois Alphonse Hippolyte Joseph Leveau peint, au-dessus de ces trois personnages, Dieu bénissant le monde. L'œuvre fut restaurée en 1930 et en 2005.
Au XXIe siècle, la boutique de souvenirs de la basilique y est installée.

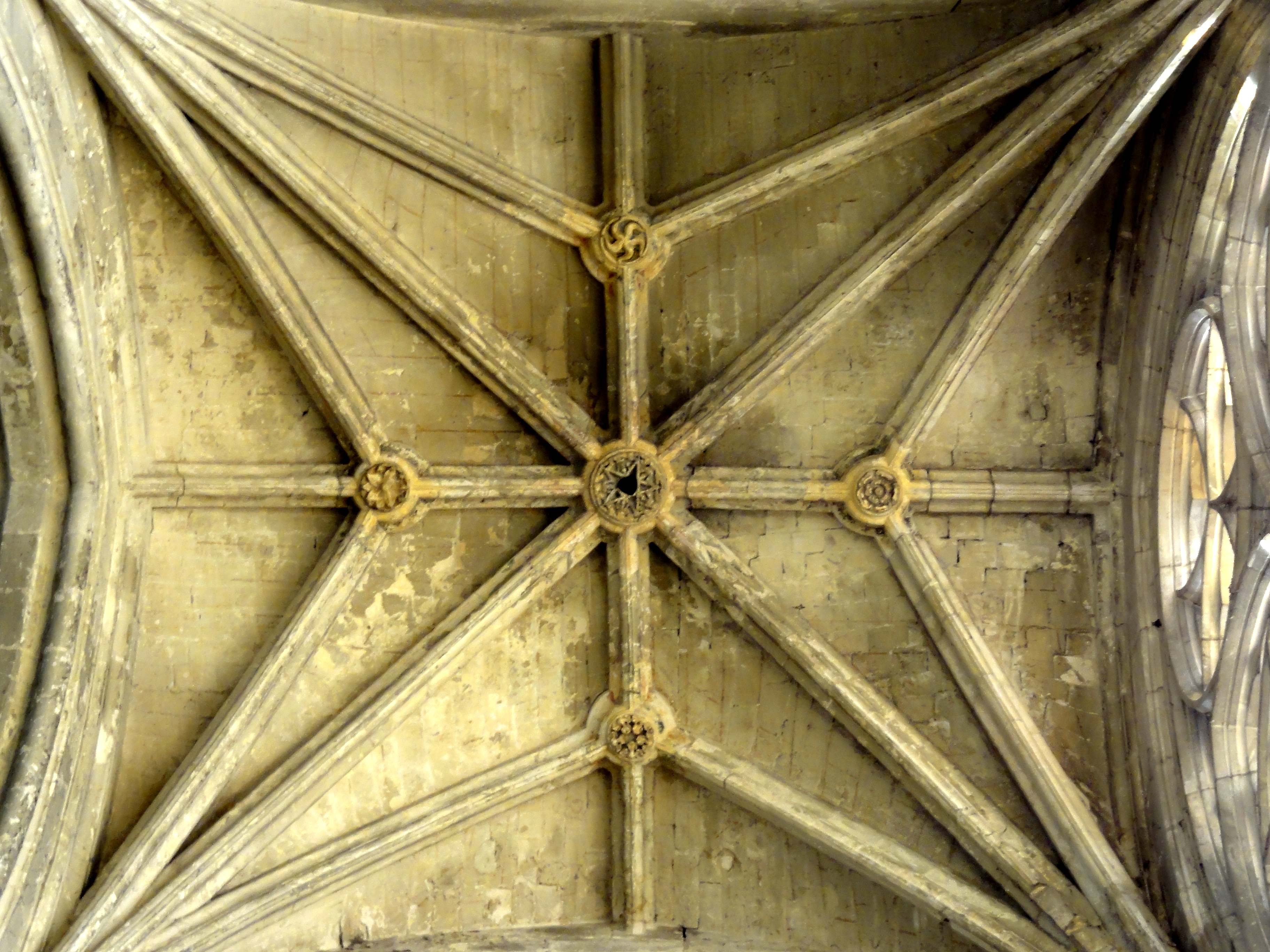
Voûte en étoile de la chapelle du Saint-Sépulcre.
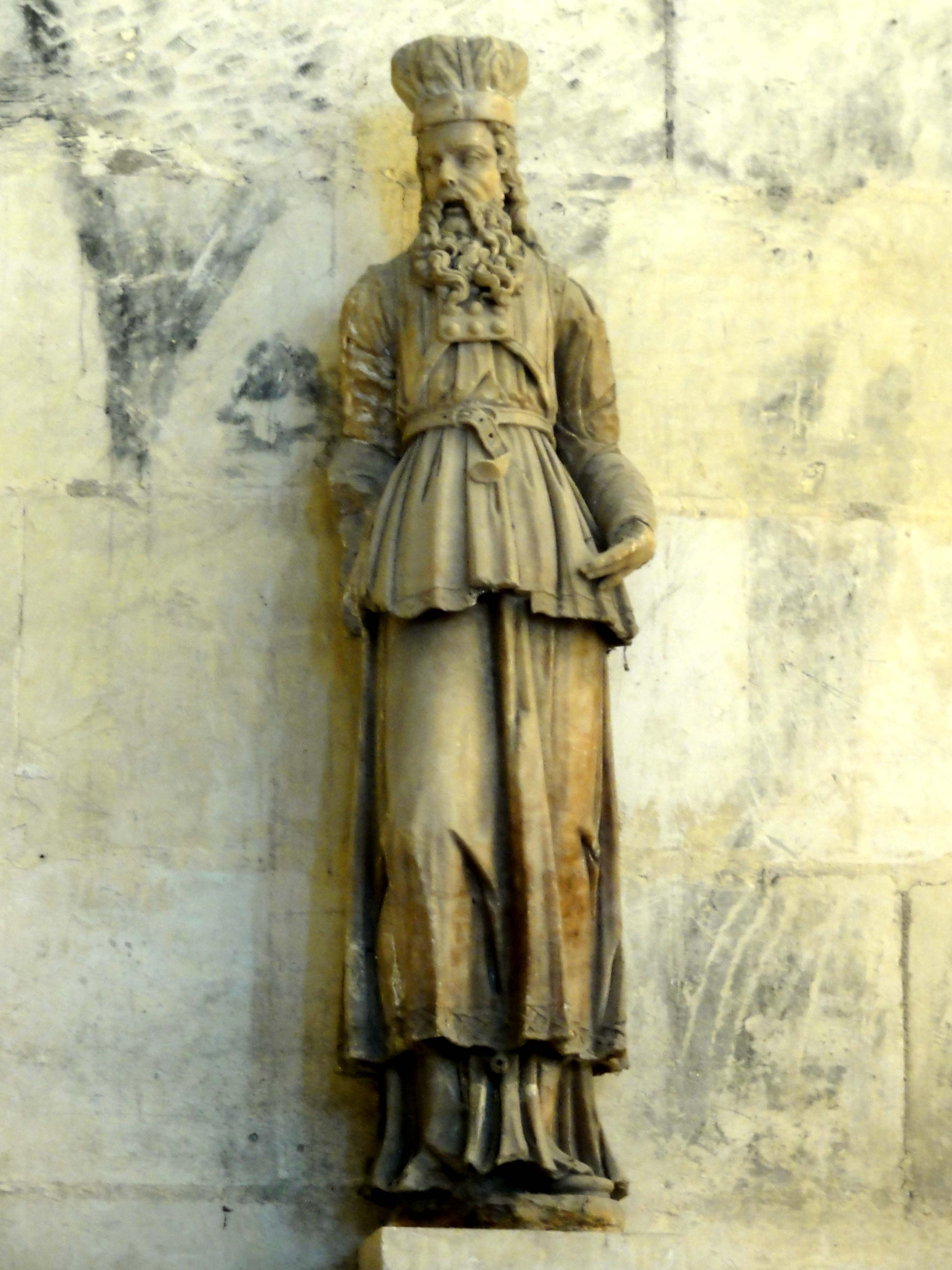
Aaron, François Tullier et son fils, chapelle du Saint-Sépulcre, entre 1627 et 1669.
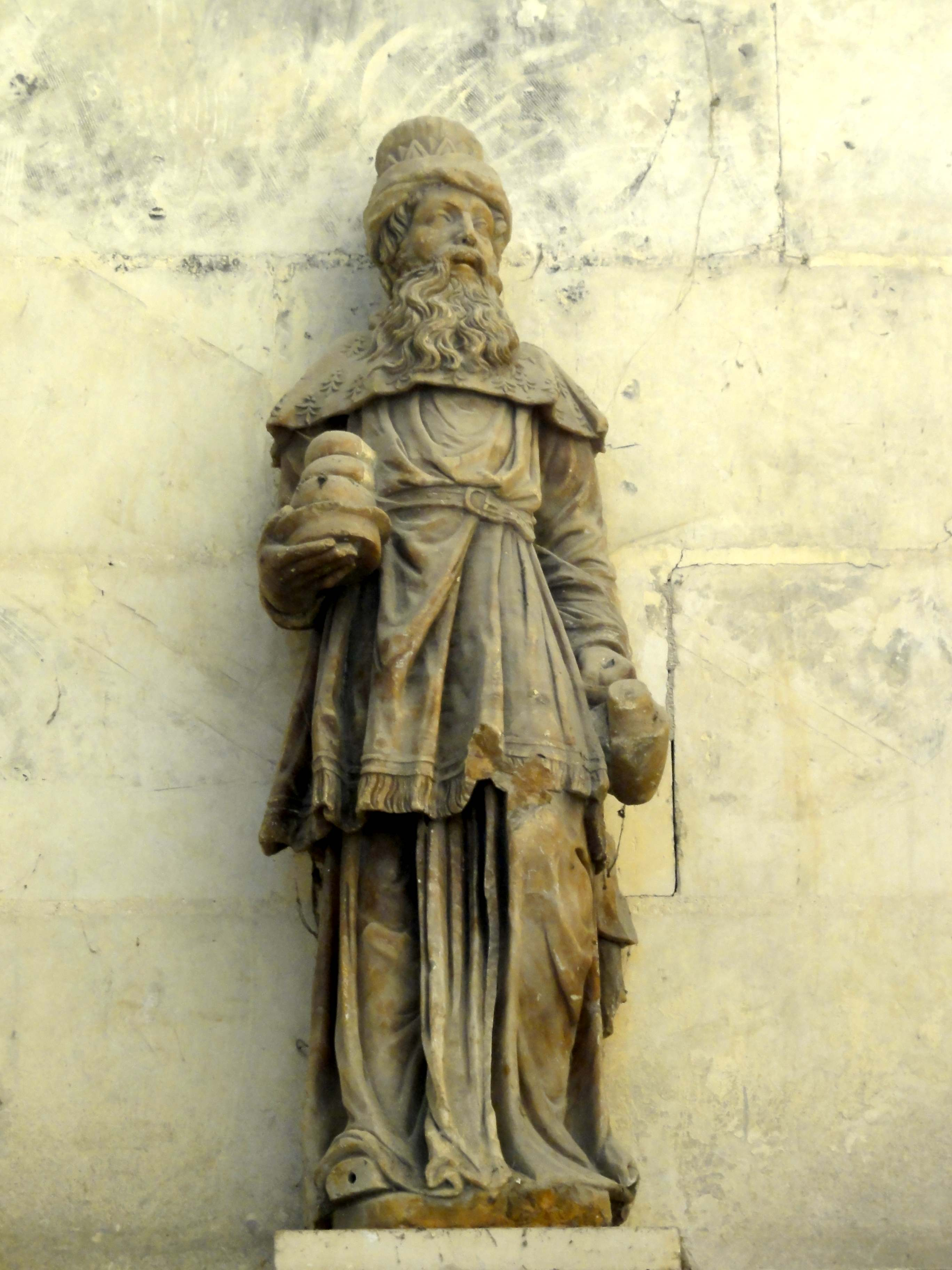
Melchisédech, François Tullier et son fils, chapelle du Saint-Sépulcre, entre 1627 et 1669.
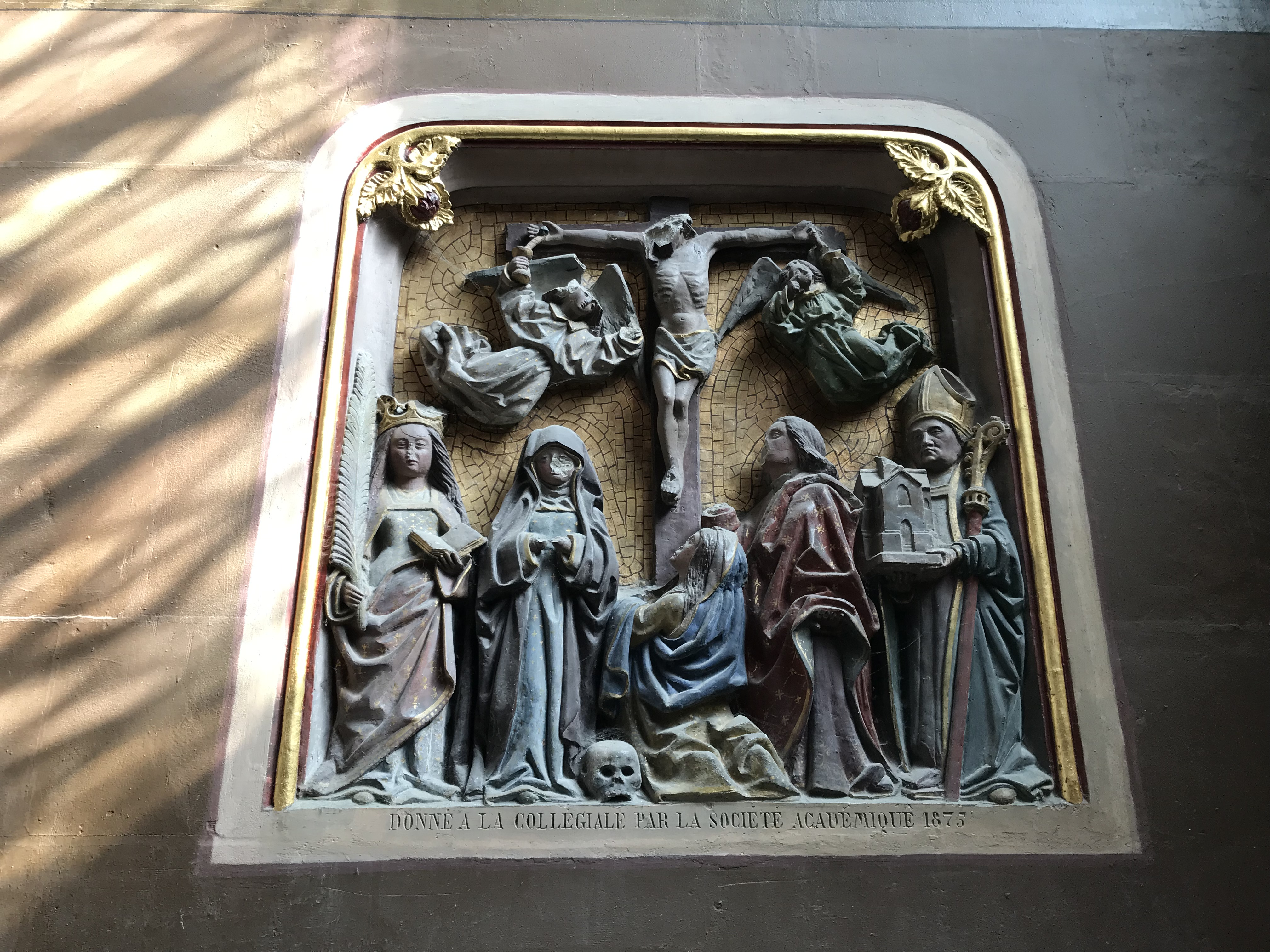
Sainte Madeleine, sainte Catherine et saint Nicolas près du Calvaire, chapelle Saint-Pierre-et-Saint-Paul, 1480–1520.

### Le grand transept

#### La croisée du transept

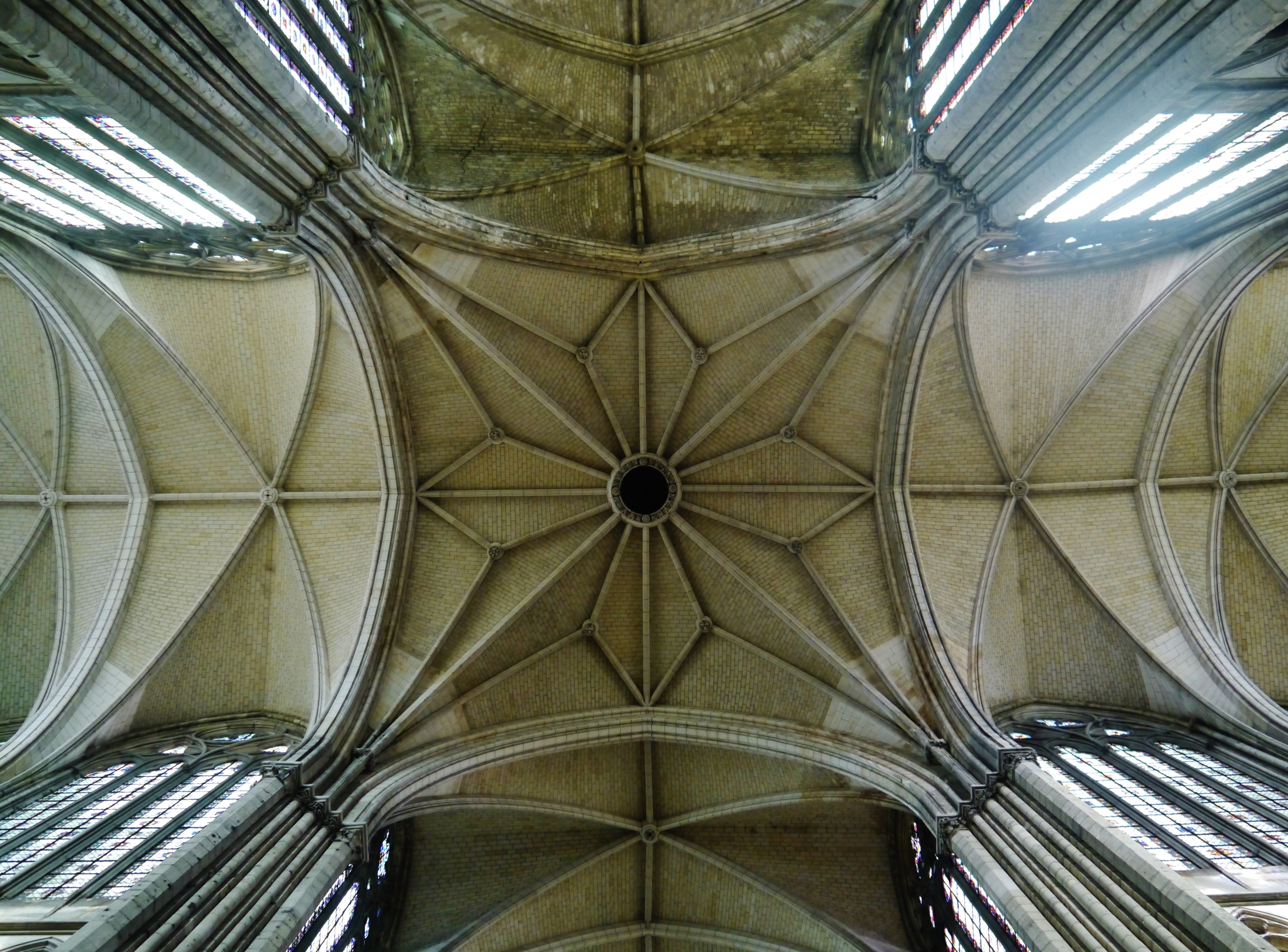
Voûte du grand transept.

Réalisé entre 1250 et 1400, le grand transept possède deux croisillons d'époques et de styles différents. Là où les architectes du croisillon sud restèrent globalement fidèles aux projets conçus dans la première moitié du XIIIe siècle, l'architecte du croisillon nord fut plus audacieux et utilisa des motifs caractéristiques de l'art rayonnant et de l'art flamboyant naissant. L'harmonie entre les deux bras du transept est toutefois préservée grâce aux deux rosaces, de taille similaire et se faisant face. Les quatre piliers massifs soutenant la voûte de la croisée du transept furent les premiers éléments du transept à être construits. En effet, les deux piliers orientaux sont indispensables pour assurer la stabilité du chœur. Ils possèdent des bases légèrement plus aplaties que celles des piliers du chœur. Ils sont chacun constitués de quatre colonnes fortes aux angles desquelles sont logées de minces colonnes. Cette disposition est typique de leur période de construction, au milieu du XIIIe siècle. La voûte se compose de vingt-quatre voûtains, séparés par des liernes et des tiercerons. Ses nervures prennent la forme d'une fleur percée en son centre.

#### Le croisillon sud

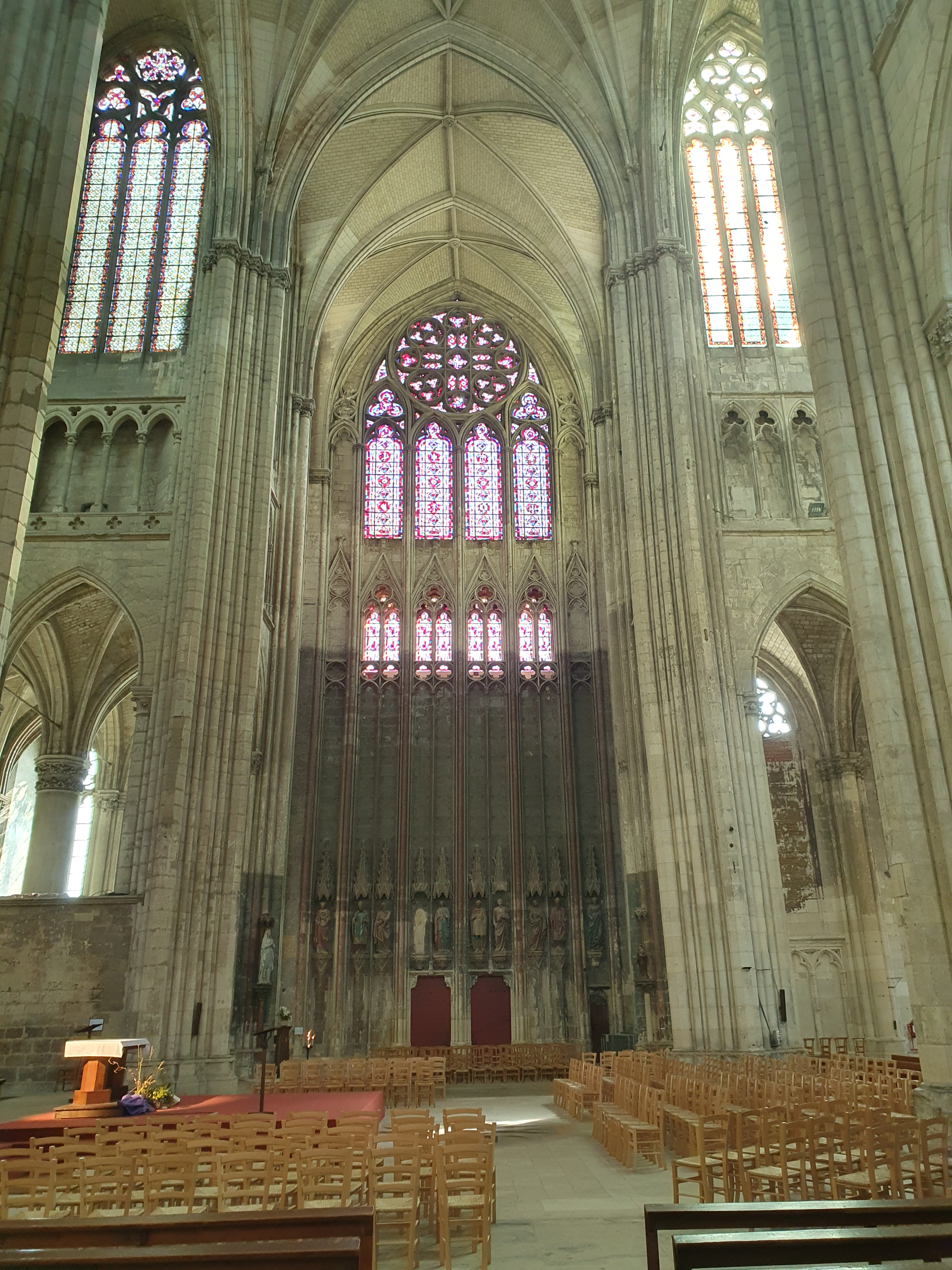
Le mur méridional du croisillon sud.

Achevé en 1339, le croisillon sud est décoré d'un immense fenestrage du dallage jusqu'aux voûtes. Ce réseau de colonnettes et d'arcatures est analogue à celui du transept nord de la Cathédrale Saint-Gervais-et-Saint-Protais de Soissons, pourtant édifié plus d'un siècle plus tôt, ce qui suggère que les concepteurs des parties inférieures de la façade respectèrent les plans de leurs devanciers du début du XIIIe siècle. Cinq piles effilées supportent la rosace et constituent les pièces maîtresses de la façade. La claire-voie à huit lancettes du triforium se juxtapose à huit arcades trilobées et surmontées de quatre quadrilobes et de quatre gables. Au niveau supérieur, quatre lancettes trilobées supportent deux trilobes et la rosace. Cette rosace à quatre branches se rattache au gothique classique et fut réalisée dans la première moitié du XIVe siècle. Elle est constituée de quatre lancettes rayonnant d'un œil central, ce qui donne à l'ensemble des allures d'ailes de moulin. Les intervalles et les écoinçons sont meublés de trèfles et de médaillons. Des roses similaires et contemporaines à la rosace de ce croisillon se trouvent notamment dans le bras sud du transept de la cathédrale Notre-Dame de Rouen et dans le bras nord du transept de la cathédrale Saint-Étienne de Meaux. La partie basse aveugle est percée de dix niches abritant les statues en terre cuite des dix saints patrons des paroisses médiévales de la ville, réalisées en 1876 par Charles-François Champigneulle à la suite d'un legs,. La peinture date du XIXe siècle. Au niveau supérieur est situé le scriptorium de l'ancienne collégiale, long couloir avec des voûtes en croisée d'ogives dans lequel étaient stockées les archives capitulaires,.
Les deux murs latéraux du croisillon sud s'élèvent sur trois niveaux. Au niveau inférieur, le mur oriental comporte deux arcades qui permettent d'accéder aux deux bas-côtés sud du chœur. Le mur occidental ne comporte, quant à lui, qu'une seule arcade qui communique avec l'unique bas-côté sud de la nef. À côté de cette arcade, une petite porte est surmontée d'un tympan trilobé et d'un réseau complexe d'arcades, disposées dans un bas-relief en forme de pignon. Jusqu'à la Révolution française, cette porte communiquait avec le quartier canonial. Elle fut murée lors de la reconstruction des années 1920. Au niveau intermédiaire, la galerie du triforium est visible à travers des arcades ajourées, qui prennent la forme de lancettes trilobées surmontées de trilobes. Les trous en forme d'étoiles à quatre branches et de quadrilobes qui décoraient les montants supérieur et inférieur du triforium dans le chœur et le croisillon nord du petit transept sont ici abandonnés. Au niveau supérieur, les fenêtres hautes sont séparées du triforium par un mur plein, à l'instar des fenêtres hautes du chœur et de la nef. Les deux piliers du croisillon sud du grand transept furent édifiées selon le même modèle que les piles de la croisée du grand transept, soit parce qu'ils furent bâtis à la même période, soit parce que les architectes des décennies suivantes imitèrent les réalisations de leurs prédécesseurs. Leur diamètre est toutefois plus réduit que celui des piles de la croisée.

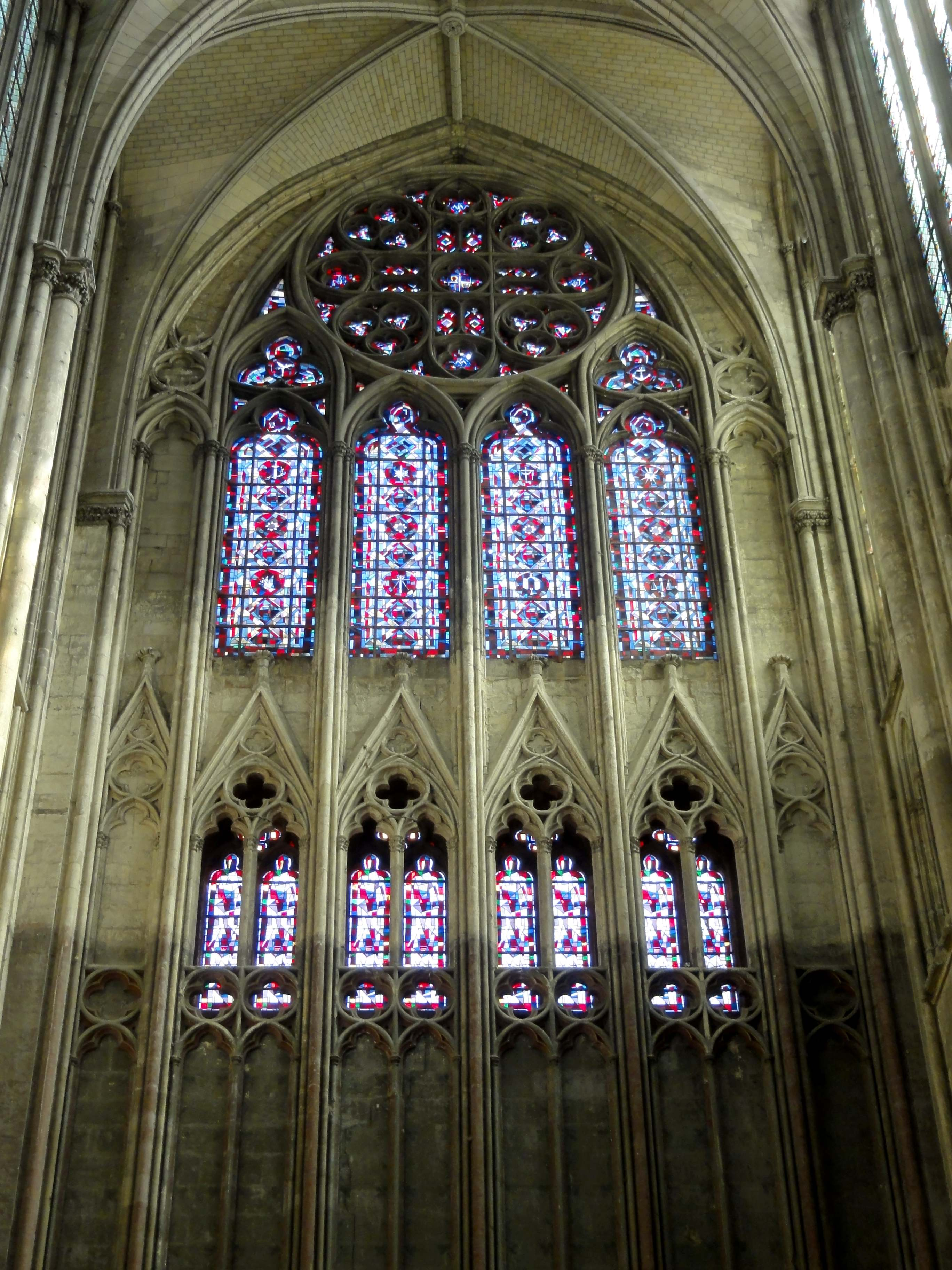
Les parties hautes du croisillon sud.
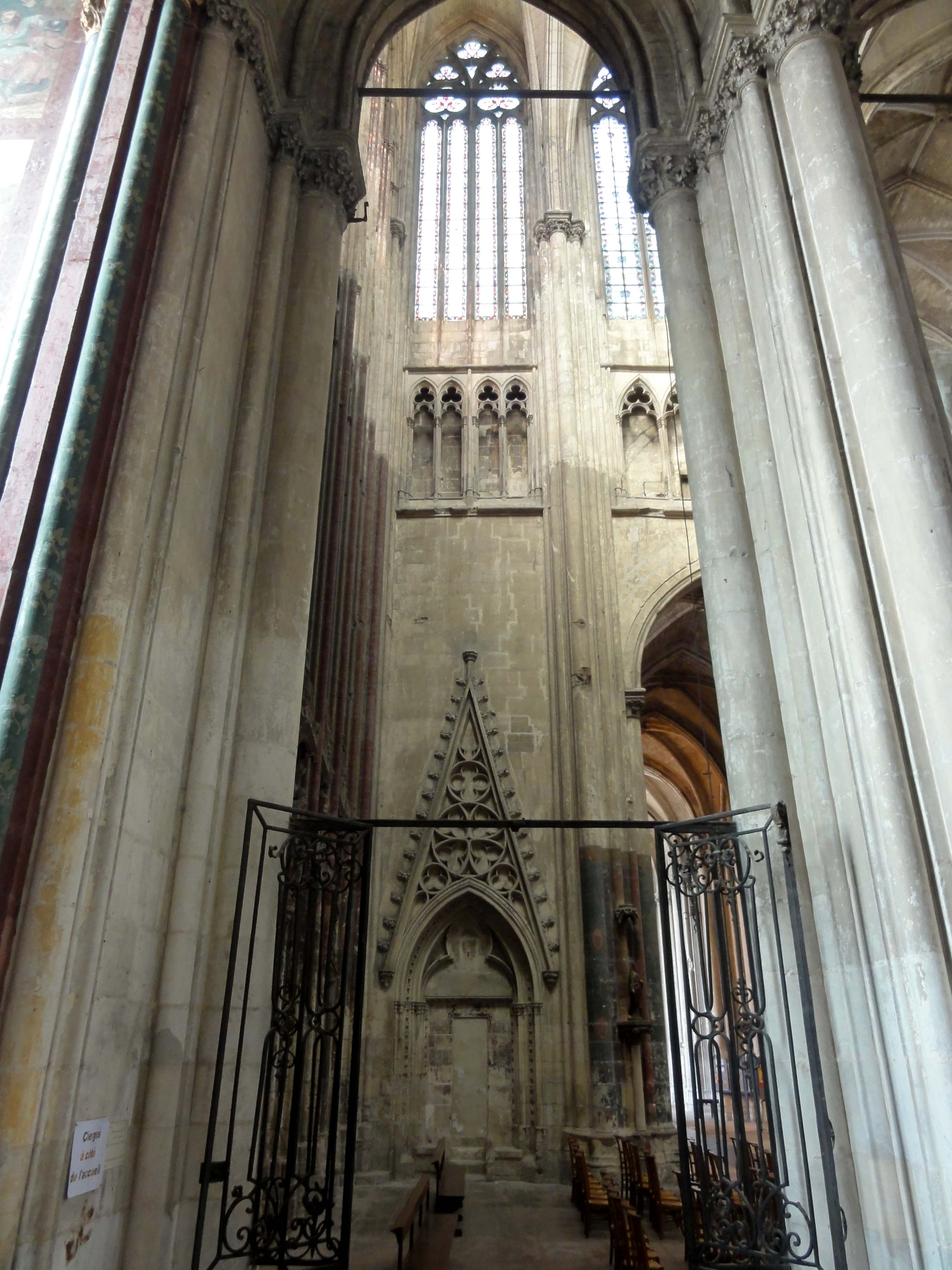
Le mur latéral ouest vu depuis le bas-côté sud du chœur.
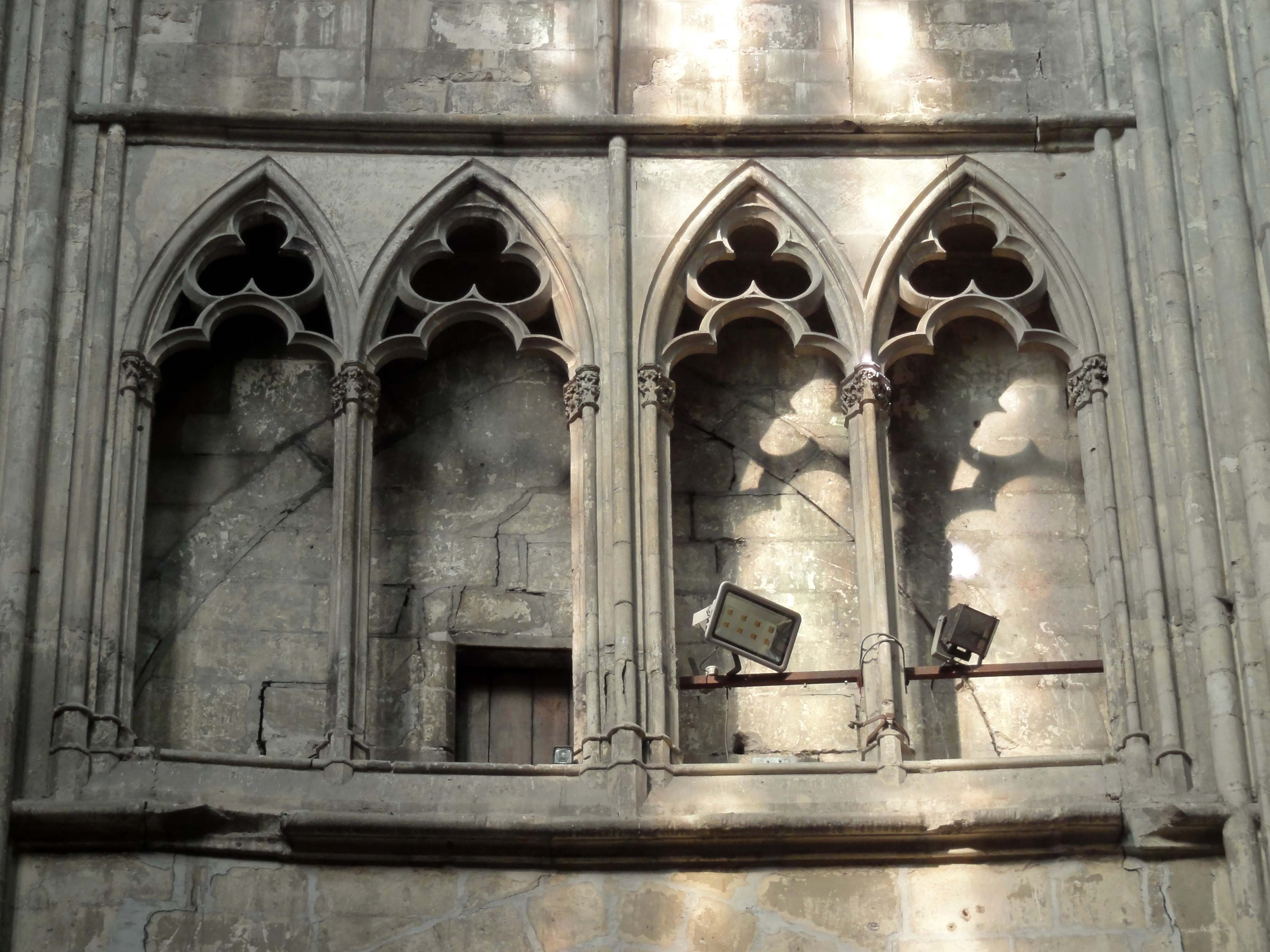
Vue vers l'ouest, triforium de la 1re travée.
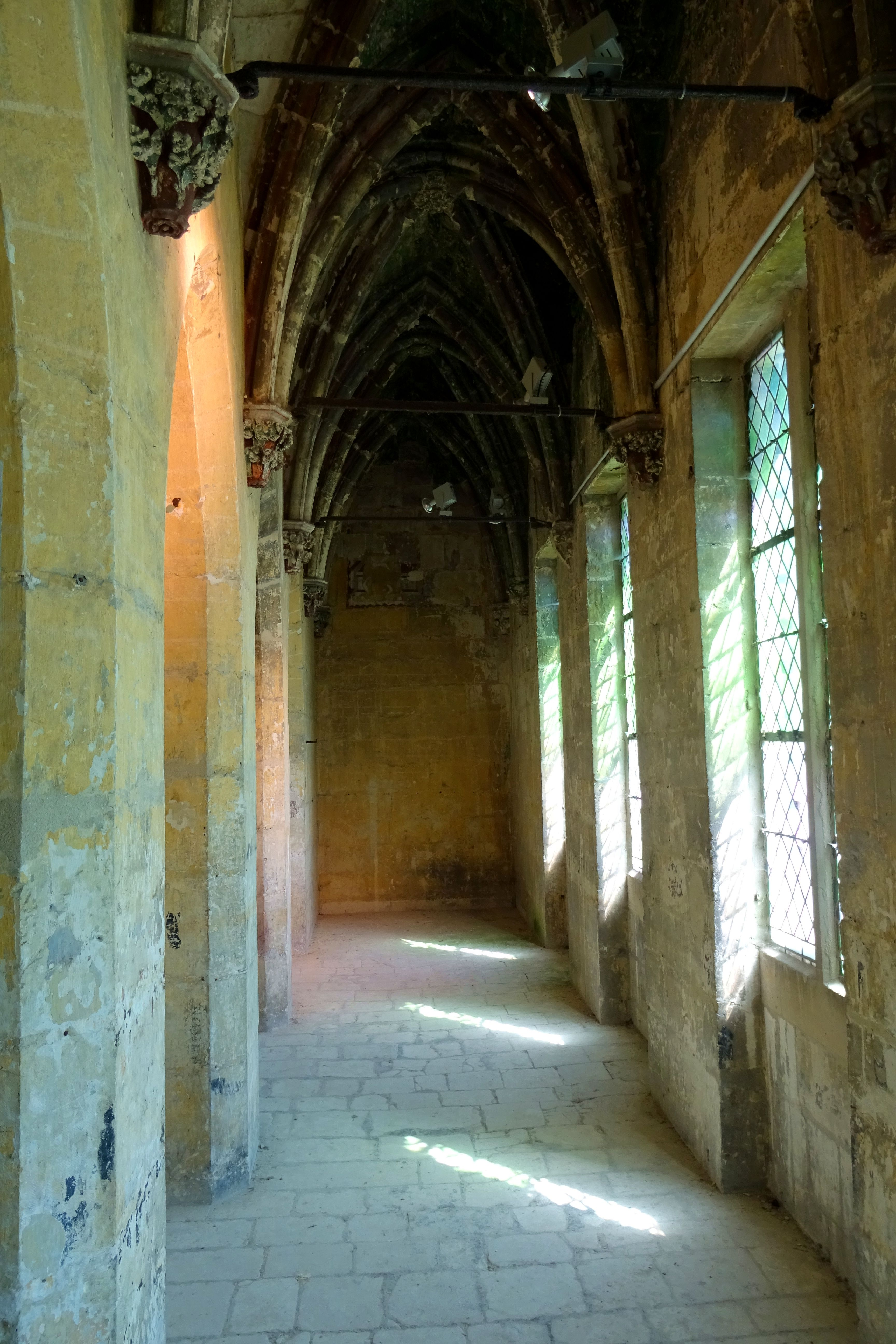
Le Scriptorium de la basilique.

#### Le croisillon nord

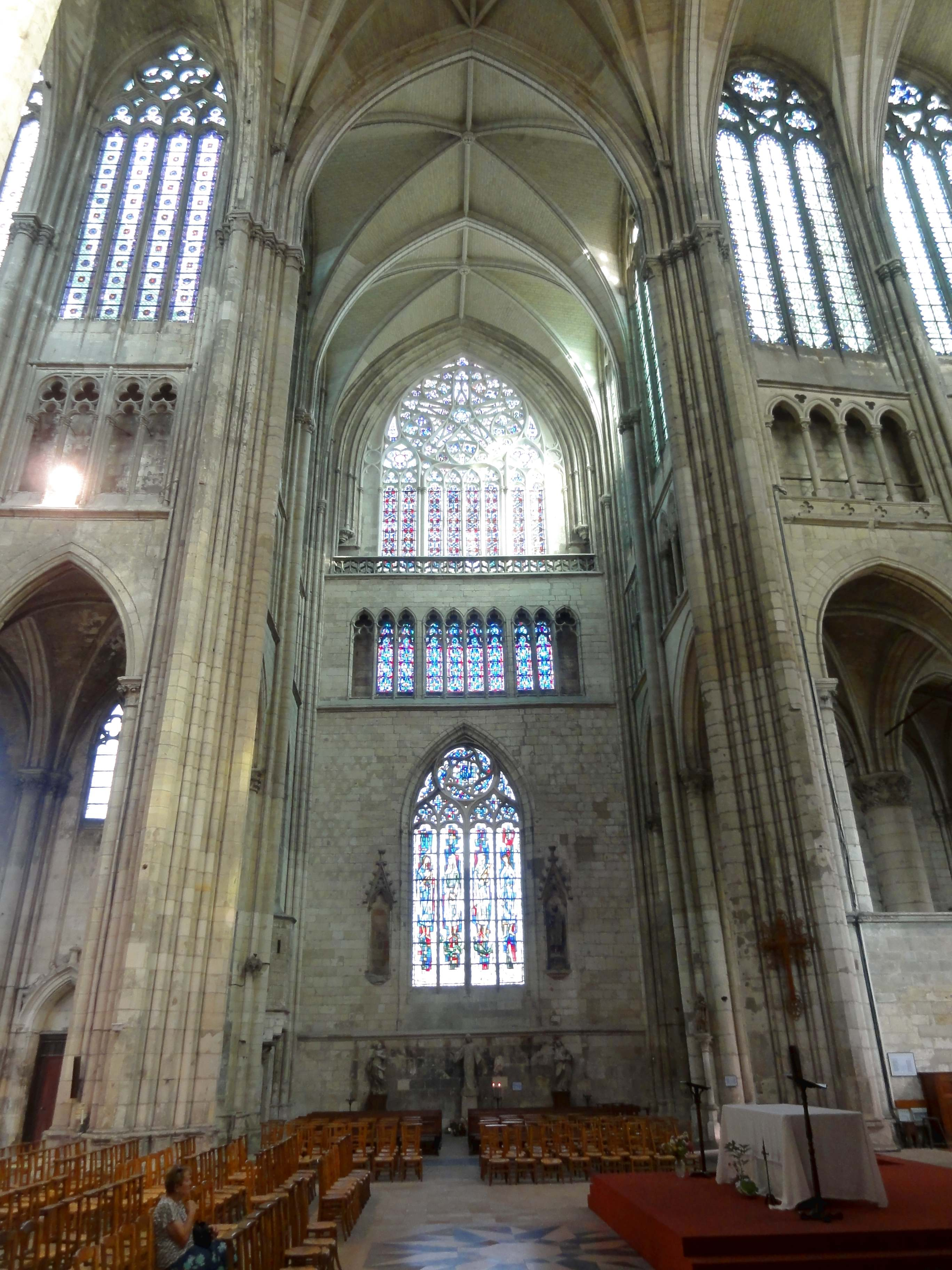
Le mur septentrional du croisillon nord.

La façade du croisillon nord est percée de baies sur trois niveaux. Au premier niveau, une haute fenêtre ogivale se divise en quatre lancettes. Le remplage de ses parties supérieures est constitué d'un cercle polylobé inscrit dans une étoile à six branches, elle-même entourée de quatre mouchettes. Au deuxième niveau, la claire-voie à huit lancettes du triforium se juxtapose à huit étroites arcades, dotées d'un léger remplage avec un arceau supportant un trèfle. Pierre Héliot établit une ressemblance entre cette armature ténue et celle du triforium de l'ancienne abbaye Saint-Bertin de Saint-Omer, réalisée entre 1320 et 1350. Au troisième niveau, les huit lancettes situées sous la rose sont surmontées de trèfles et de trilobes. Cette rosace, datée des années 1399 et 1400, est l'œuvre de Gilles Largent. Elle a pour motif principal cinq lancettes rayonnant autour d'un œil central et figurant une étoile. Des trèfles et des quadrilobes servent d'éléments de remplissage. La présence de quelques mouchettes, préfigurant l'émergence du gothique flamboyant, révèle que le maître d'œuvre a sans doute été influencé par le travail réalisé par Jean de La Grange dans les chapelles latérales nord de la cathédrale d'Amiens deux décennies plus tôt. Une terrasse bordée d'une balustrade est aménagée au-dessus du triforium ,,.
Les deux murs latéraux du croisillon nord s'élèvent sur trois niveaux. Au niveau inférieur, le mur oriental comporte deux arcades qui permettent d'accéder aux deux bas-côtés sud du chœur. Le mur occidental ne comporte, quant à lui, qu'une seule arcade qui communique avec l'unique bas-côté sud de la nef. À côté de cette arcade, au-dessus d'une porte de bois, une tourelle à demi-saillante est insérée dans le mur. Elle fut édifiée dans les dernières années du XIVe siècle par le maître d'œuvre Jean Douterrains. Elle était initialement destinée à loger le cloqueman, responsable de la sonnerie de la collégiale, comme le rappelle la cloche sculptée à son sommet. Par la suite, abandonnée par le cloqueman, elle accueillit, de 1681 jusqu'à la Première Guerre mondiale, une partie du mécanisme de l'horloge du petit clocher,. Au-dessus du logis du cloqueman, une fenêtre se compose de deux lancettes quadrilobées, surmontées de trilobes et d'une fleur de lys. Au niveau intermédiaire, la galerie du triforium est visible à travers des arcades ajourées, qui prennent la forme de lancettes trilobées surmontées de trilobés. Au niveau supérieur, les fenêtres hautes sont séparées du triforium par un mur plein, à l'instar des fenêtres hautes du chœur et de la nef. En revanche, les deux piliers du croisillon présentent des structures différentes de celles des autres piles du grand transept. Le pilier oriental, à proximité du chœur, est constitué d'un noyau circulaire entouré de nombreuses colonnes, modèle caractéristique de la première moitié du XIVe siècle. Le pilier occidental, à proximité de la nef et du logis du cloqueman, est composé d'un noyau en forme d'étoile curviligne entouré de nombreuses colonnes. Cette disposition, avec des faces alternativement concaves et convexes, est propre à l'architecture flamboyante. Elle est l'œuvre de Gilles Largent, l'architecte de la façade du transept nord, et date de la dernière décennie du XIVe siècle.

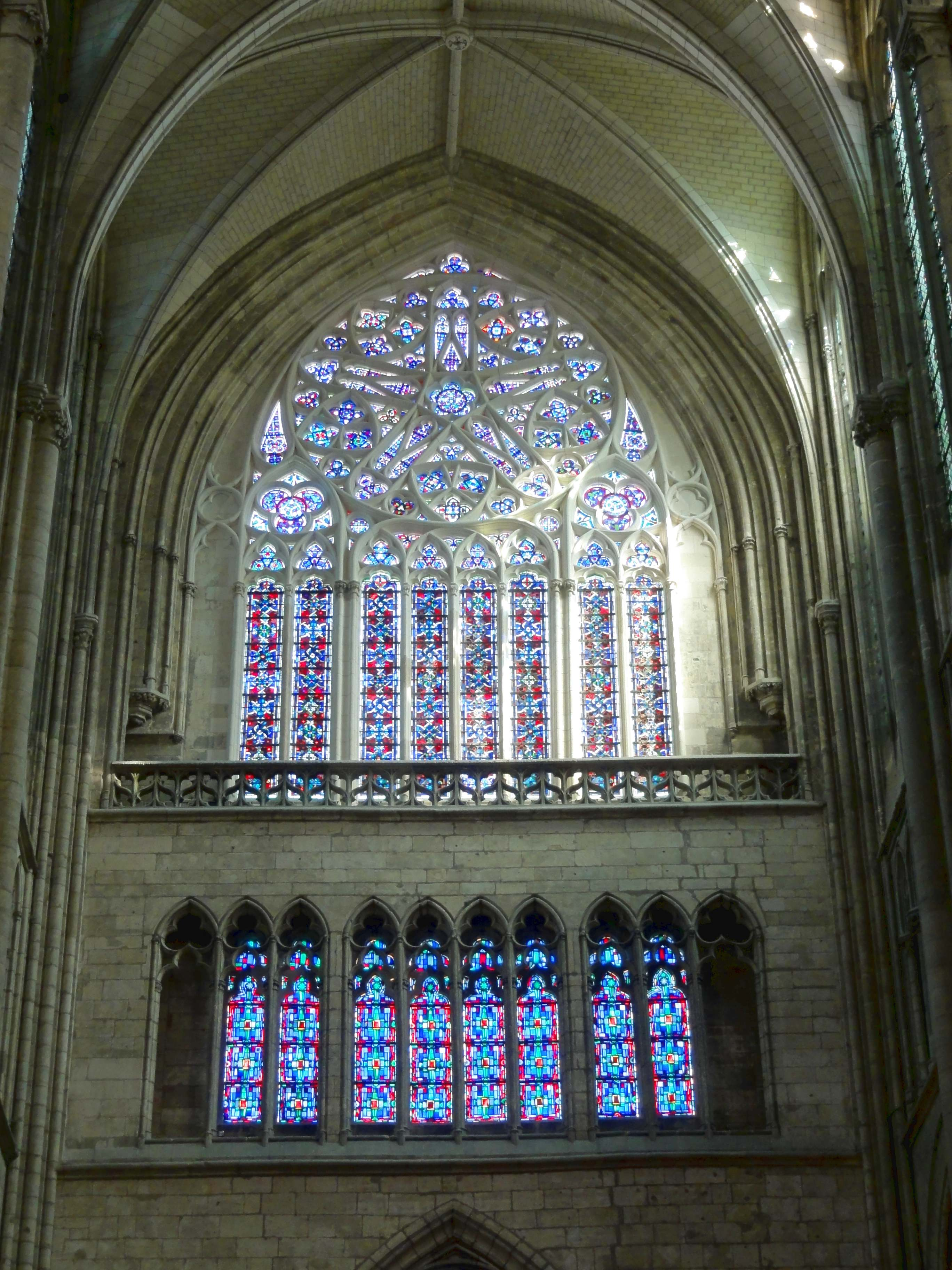
Les parties hautes du croisillon nord.
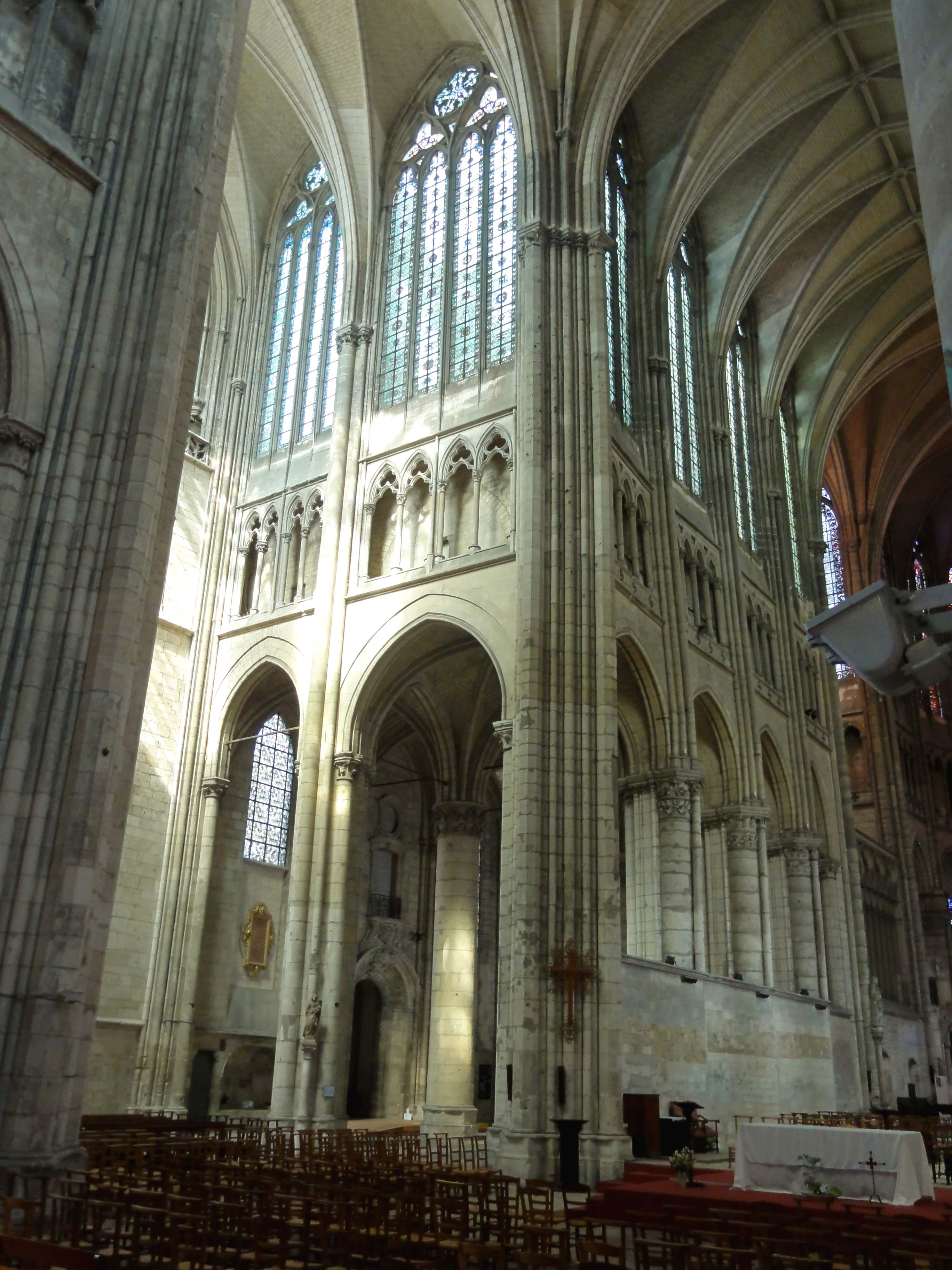
Vue vers le nord-est sur le croisillon nord.
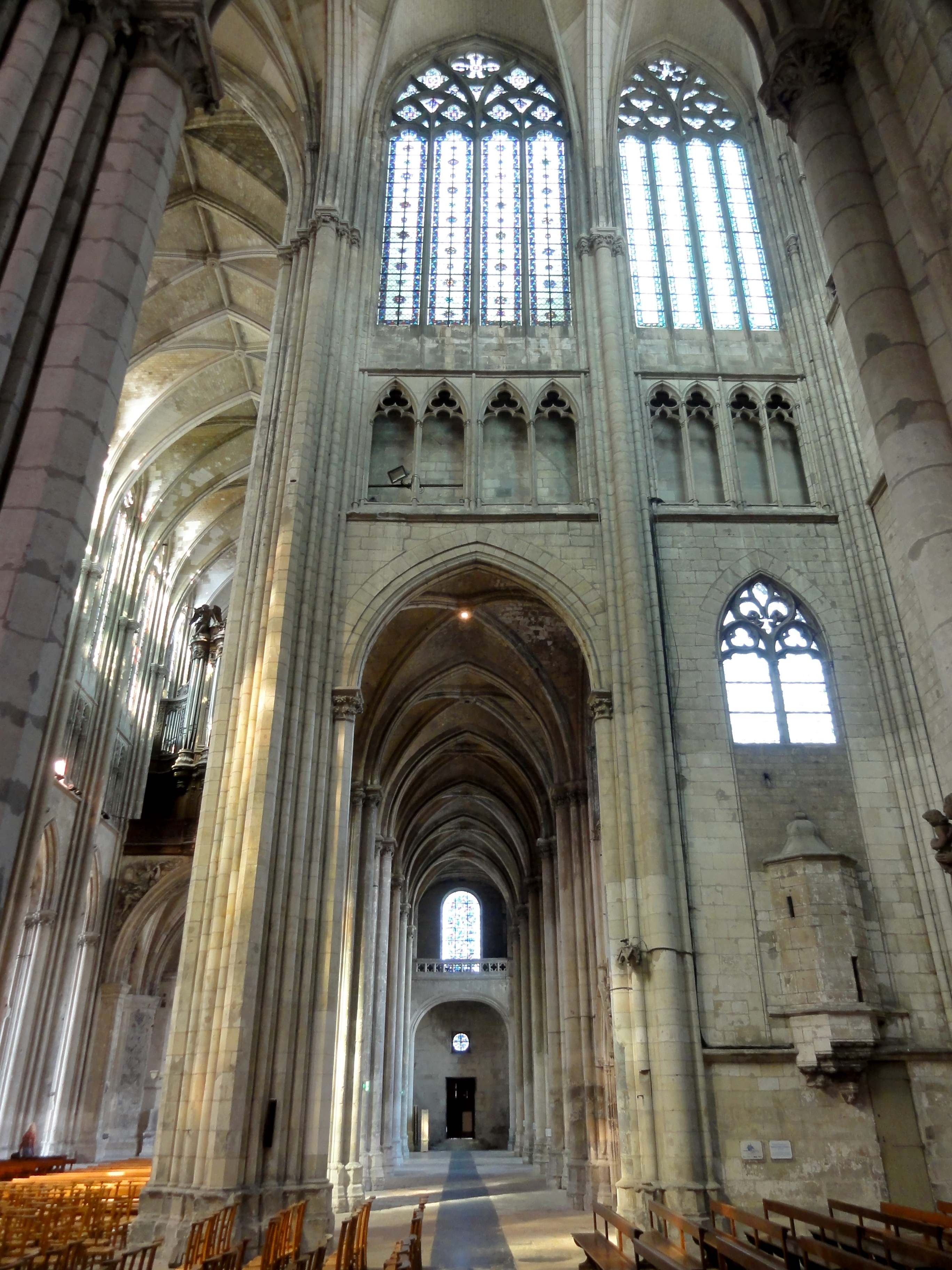
Le mur latéral ouest.
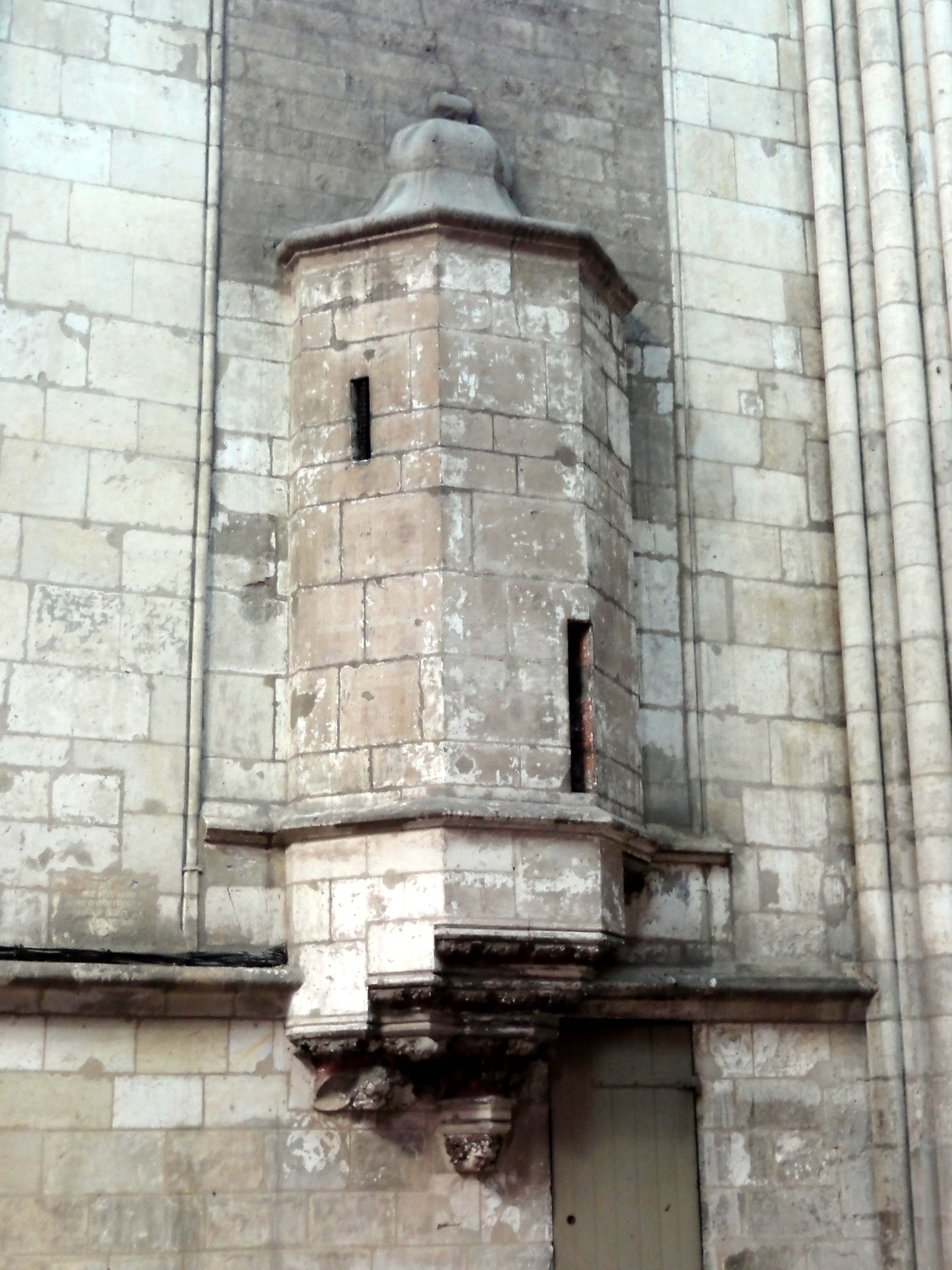
Ancien logis du cloqueman.

### Le chœur

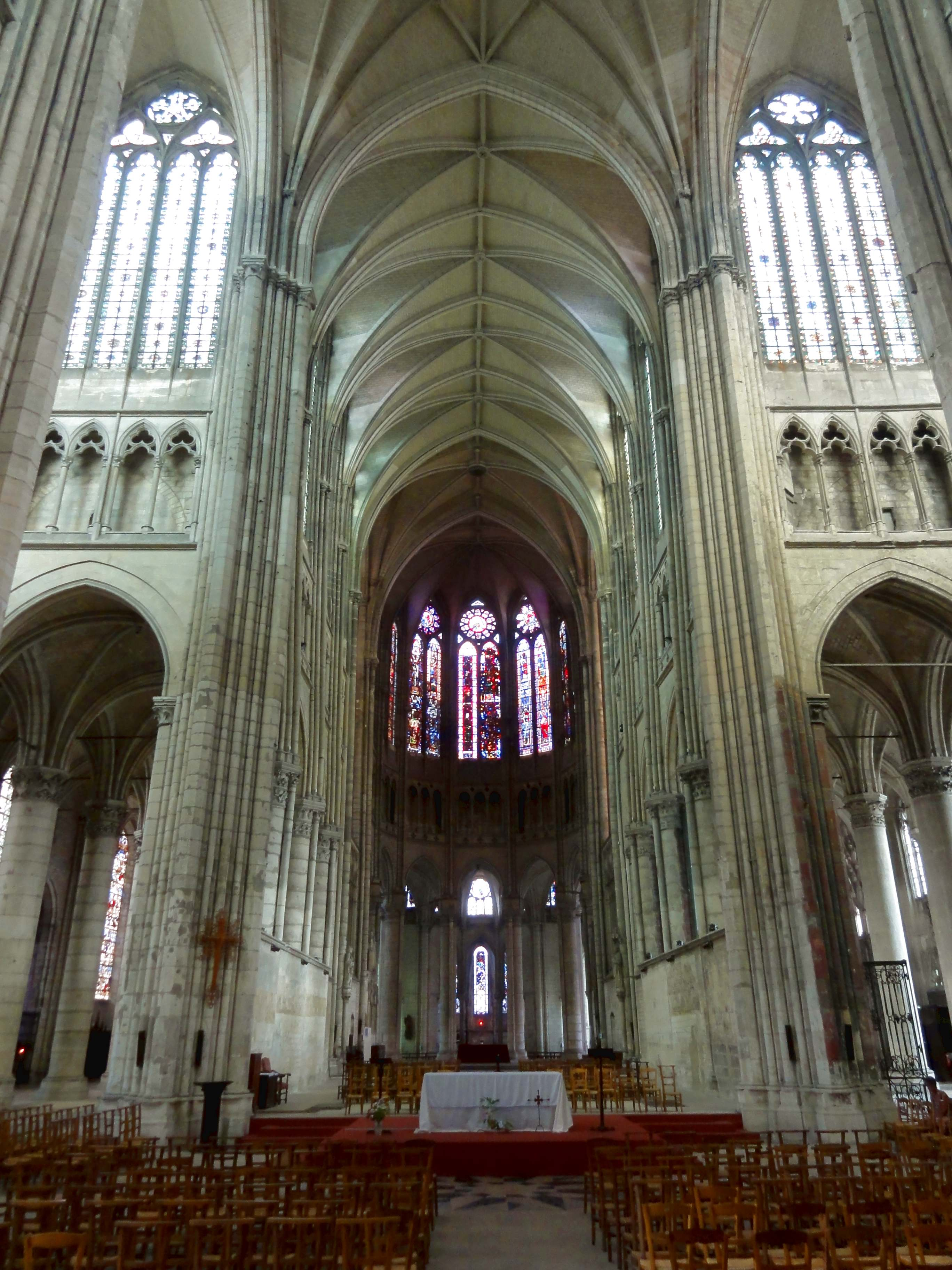
Le chœur vu depuis la nef ; le déversement des piliers est particulièrement visible.

Le chœur, dont la construction débuta au début du XIIIe siècle, est constitué de quatre grandes travées. Cette longueur inhabituelle, proche de celle de la nef, est sans doute la conséquence du nombre important de chanoines du chapitre de l'ancienne collégiale. Autre singularité, le chœur possède quatre bas-côtés, deux intérieurs et deux extérieurs, de même hauteur. Cette caractéristique, qui s'explique sans doute par le nombre important de pèlerins accueillis dans l'église, inspira peut-être les maîtres d'œuvre de la nef de la cathédrale Saint-Étienne de Meaux, édifiée au milieu du XIIIe siècle. Chacun de ses bas-côtés est bordé de chapelles latérales, une au nord et trois au sud. Au nord, une porte surmontée d'un balcon condamné, donne accès au presbytère.
Les piles cylindriques des grandes arcades sont similaires à celles du chœur de la cathédrale de Soissons. Ils reçoivent sur leur chapiteau un faisceau de cinq minces colonnes. Une colonnette borde leur fût. Des tailloirs polygonaux remplacent les tailloirs à bec de l'abside. Seule différence avec Soissons, leur corbeille n'est pas décorée de feuilles d'acanthe mais de motifs végétaux variés. Au niveau intermédiaire, le triforium constitue, comme dans le reste du vaisseau, un couloir mural pourvu d'arcades en lancettes supportées par des colonnettes. Les trilobes des écoinçons rappellent le style du triforium du chœur de la cathédrale de Tournai, édifié au milieu du XIIIe siècle. Au niveau supérieur, les fenêtres n'occupent pas toute la hauteur. Un registre de maçonnerie sépare l'appui des fenêtres du triforium. Cette disposition, héritée des églises du XIIe siècle dans lesquelles les fenêtres hautes étaient courtes et nécessitaient un épais appui, persista dans de nombreux édifices gothiques comme élément décoratif.
Le chantier fut rapide, le chœur étant presque achevé lors de la translation des reliques du martyr Quentin effectuée en présence de Saint Louis, en 1257. Toutefois, l'instabilité de la construction entraîna rapidement le déversement des piliers, ce qui provoqua la chute des voûtes. Dès 1298, les voûtes du chœur durent être reprises. En 1316, les chanoines firent construire, pour consolider la construction, un massif de maçonnerie et les deux murs de clôture du chœur. Certains arcs furent repris et des tirants en bois et en métal furent installés. L'opération fut achevée par le maître-maçon Jean Le Bel en 1342. Cependant, dès 1360, de nouveaux signes de fragilité apparurent, ce qui incita le chapitre à mener un long procès contre le maître-maçon et contre l'entrepreneur général Pierre Chandin. Ce dernier, reconnu coupable de malfaçons et de malversations, choisit de se pendre. Après ce drame, en 1394, les voûtes du chœur durent finalement être à nouveau reprises. Les travaux furent conduits par le maître-maçon Gilles Largent, alors chargé de la construction du grand transept, et le maître-charpentier Jean de Saint-Prix,. Enfin, en 1475, par précaution et alors que les voûtes du croisillon sud du petit transept menaçaient de s'effondrer, des ferrures garnies de pièces de bois furent posées dans le déambulatoire pour soutenir les colonnes du chœur. Quoique le déversement des piliers du chœur demeure impressionnant aujourd'hui pour les visiteurs de l'église, il ne s'est pas accru depuis la fin du Moyen Âge, ce qui confirme l'efficacité des travaux de consolidation menés par Jean Le Bel et Gilles Largent,.

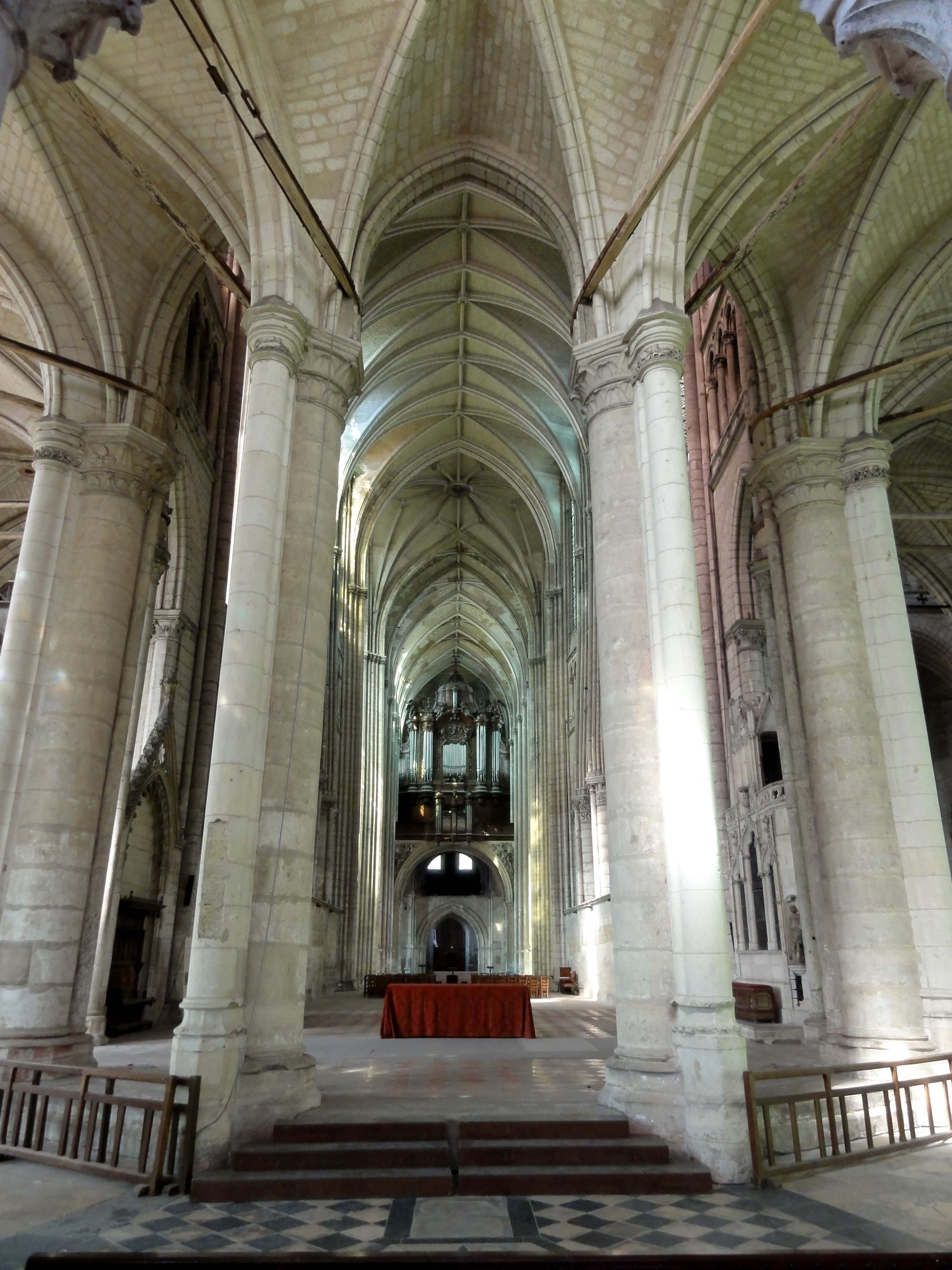
Le chœur vu depuis la chapelle axiale avec, en haut de l'image, les tirants posés au XVe siècle.
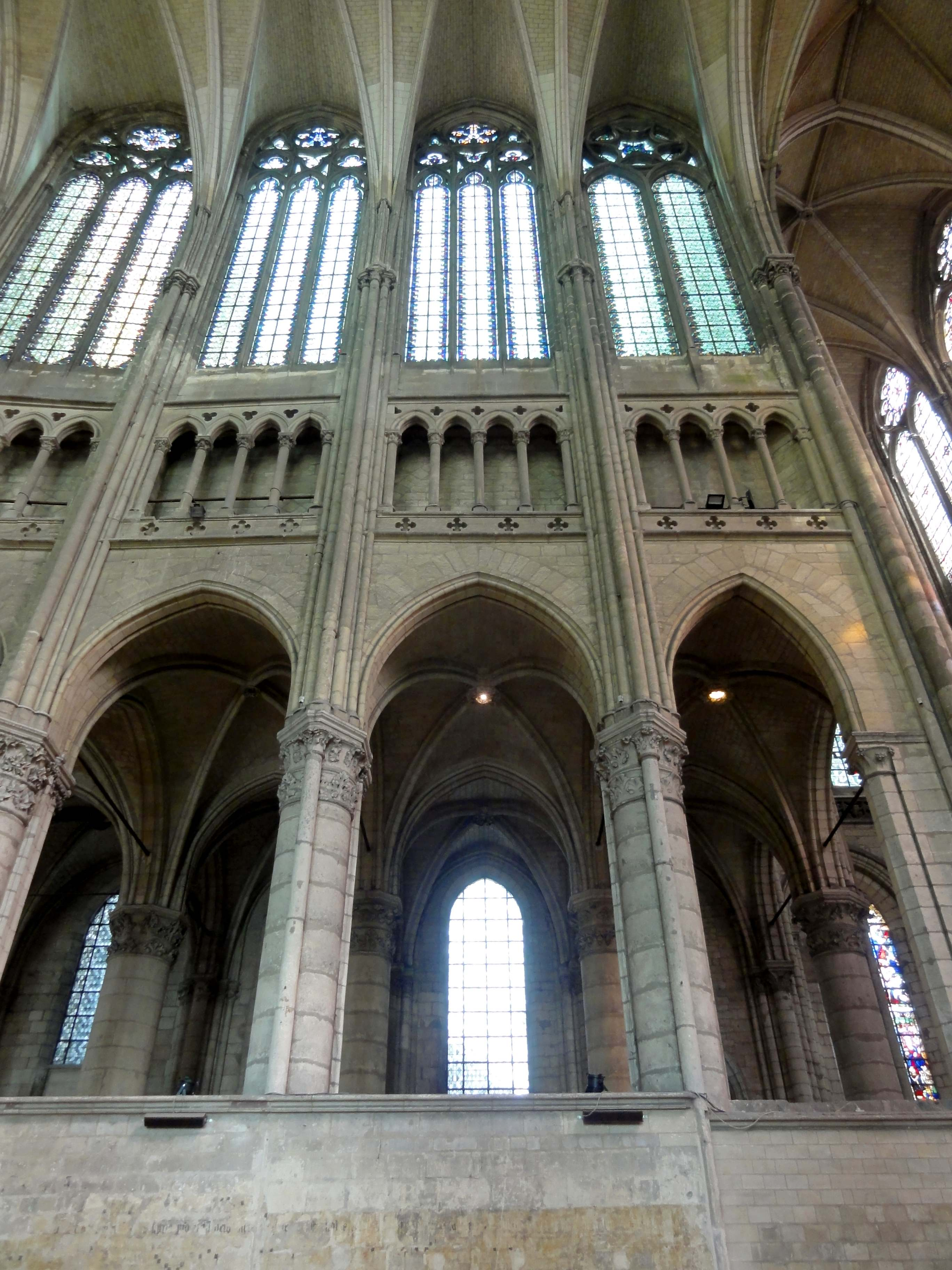
Les grandes arcades du sud du chœur.
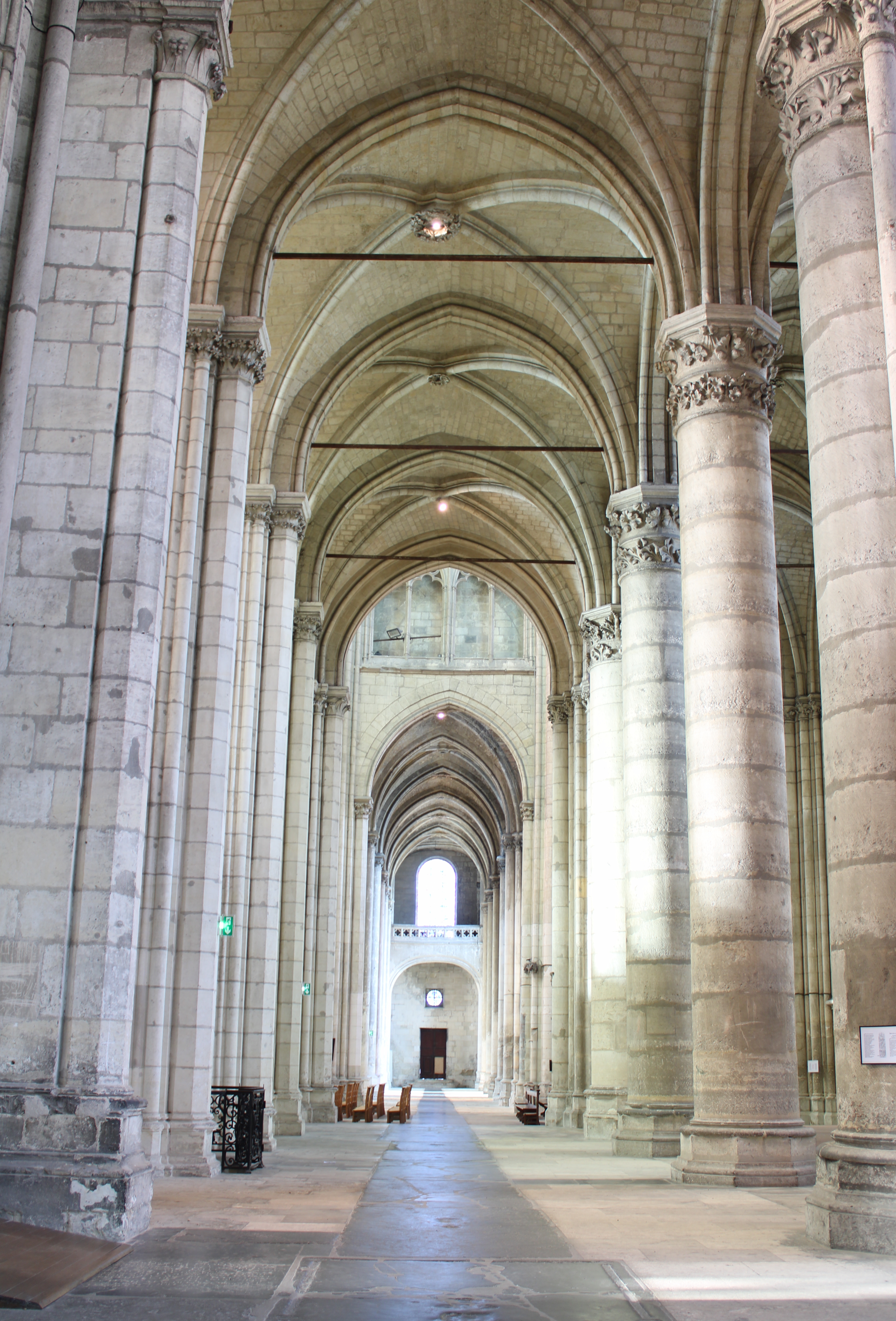
Le bas-côté nord vu depuis la chapelle Saint-Louis.
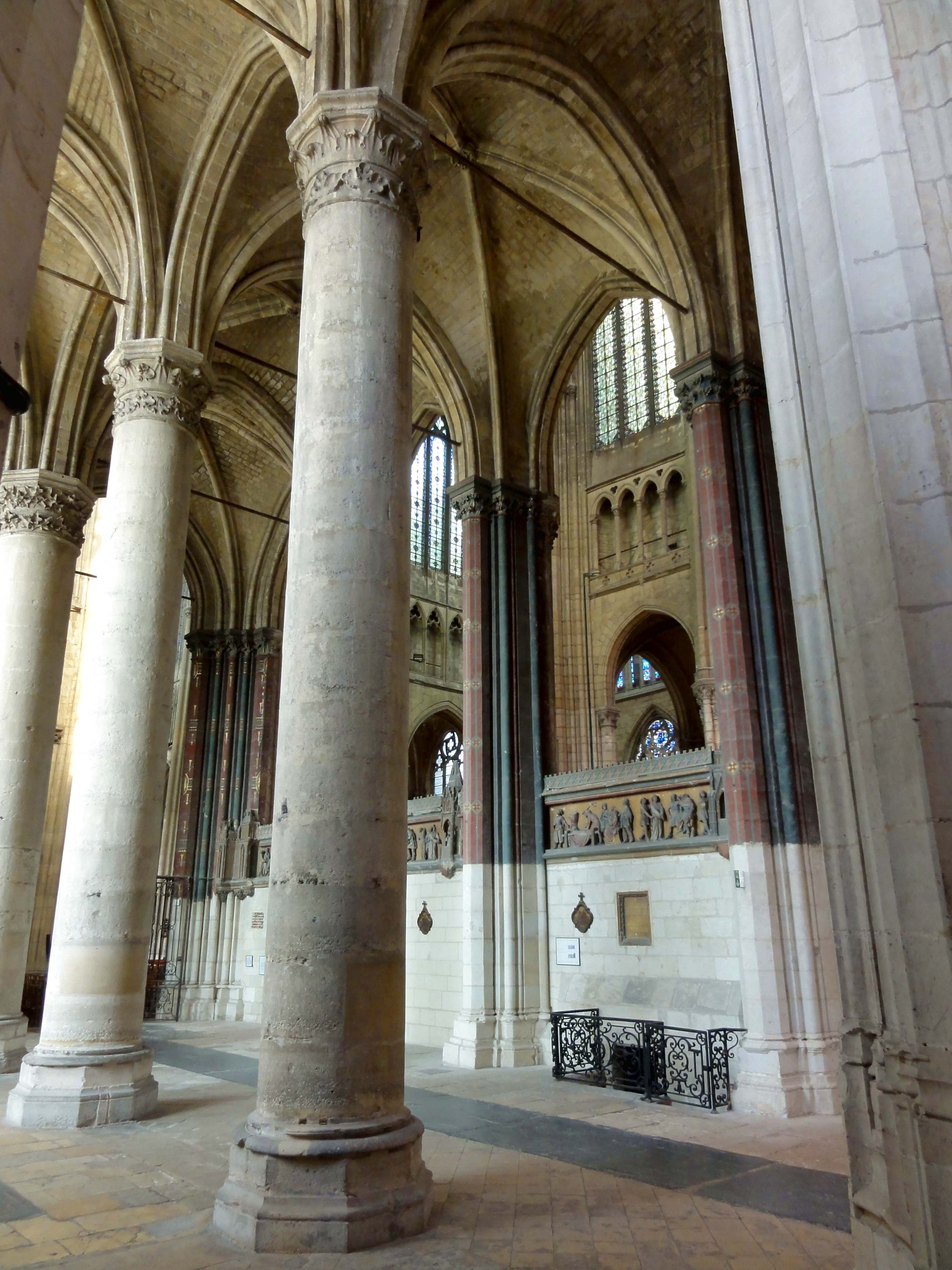
Le mur de clôture du chœur vu depuis le bas-côté sud.

### La chapelle Saint-Quentin

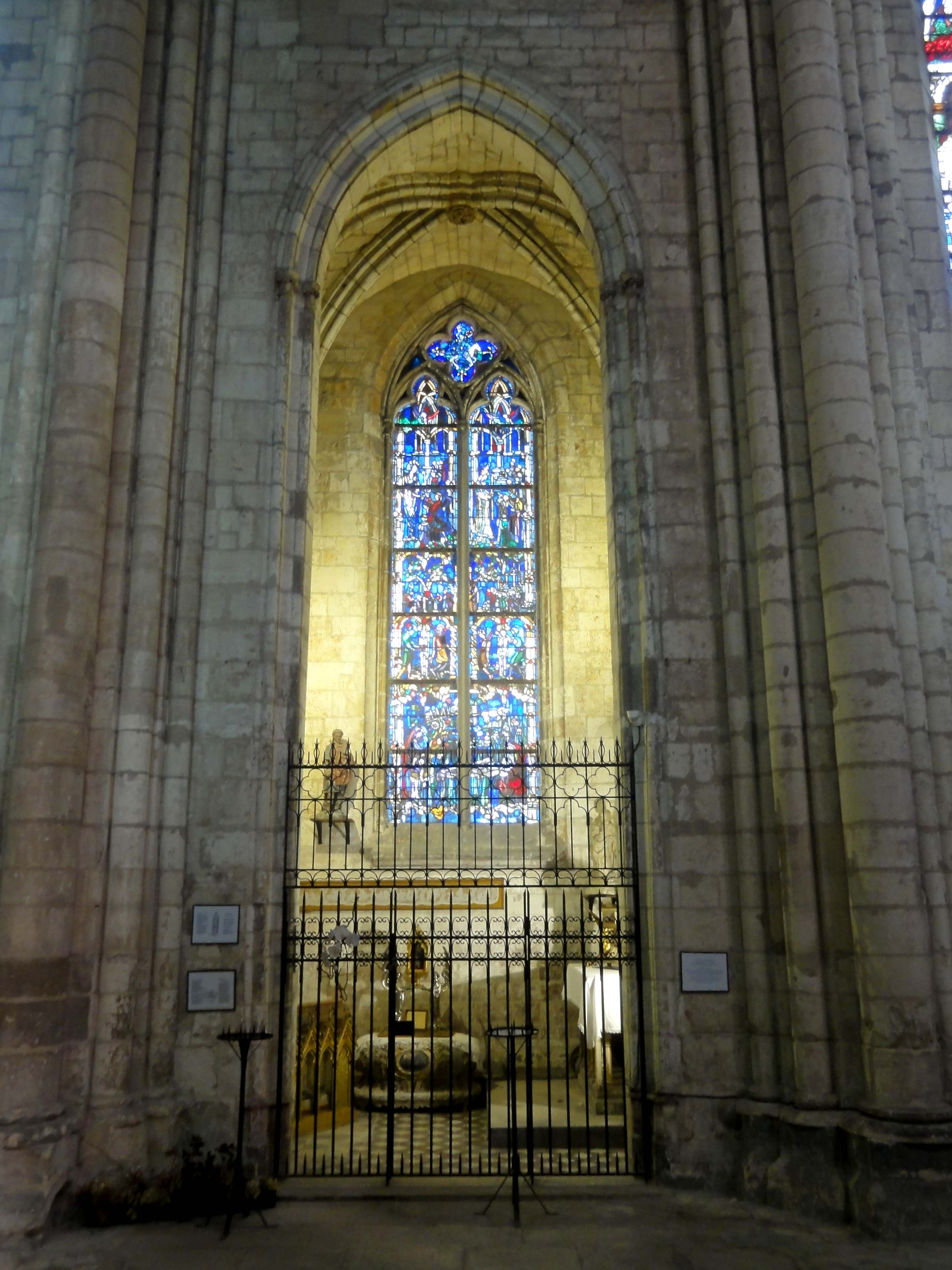
La chapelle Saint-Quentin, vue depuis le déambulatoire.

Des collatéraux de quatre travées, partiellement flanqués de petites chapelles, prolongent le déambulatoire de l'abside entre le petit et le grand transept. Les chapelles utilisent comme murs latéraux les contreforts du vaisseau central. Au nord, on a créé une seule chapelle, au nord de la travée qui jouxte le petit croisillon nord. Elle est dédiée à saint Quentin de Saint-Quentin.
Anciennement vouée à saint Jean Baptiste puis à saint Pierre, cette chapelle est dédiée au saint patron de la ville depuis 1982. Sacrarium de la basilique, elle renferme plusieurs reliquaires des XIXe et XXe siècles dont certains abritèrent des reliques de saint Cassien d'Autun et de saint Victoric d'Amiens par le passé.
Deux reliques de saint Quentin y sont conservées depuis 1257, année de la translation du corps du saint. Est ainsi exposée la main du saint, perdue en 1557 et miraculeusement récupérée grâce à un don en 1642. Elle est contenue depuis 1925 dans un reliquaire-montrance réalisée par l'orfèvre P. H. Brunel grâce à un don du paroissien Léon Lhotte. Des recherches ADN menées par le CNRS de 2006 à 2009 ont toutefois montré que la main aujourd'hui vénérée par les fidèles date du XVe ou du XVIe siècle. Elle ne peut donc être celle de saint Quentin. La substitution s'est sans doute produite après le siège de 1557. De même, un reliquaire-monstrance offert par un paroissien anonyme en 1922 contient le chef de saint Quentin. Cette relique, également perdue en 1557, fut récupéré en 1569 grâce à l'intervention de la reine de France Catherine de Médicis,.
La chapelle conserve un morceau de la Vraie Croix offert par Saint Louis en 1251. Cette relique repose dans une croix-reliquaire en argent doré dessinée par le serrurier Louis-Claude-Gabriel Vatin-Robert et réalisée par Philippe Auguste Rigeasse en 1831. Une chasse dorée est réputée contenir des ossements de saint Cassien.

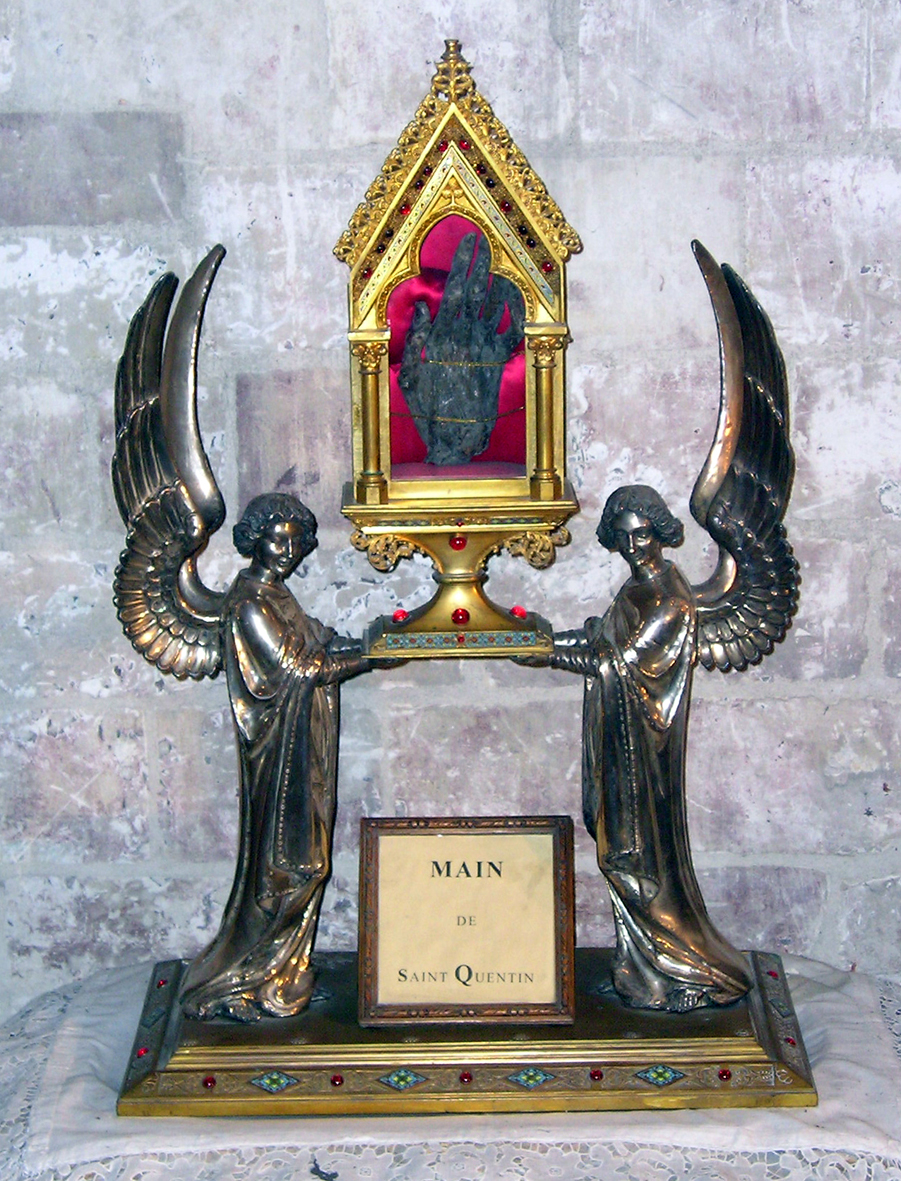
Le reliquaire-monstrance de la main de saint Quentin, P. H. Brunel, 1925.
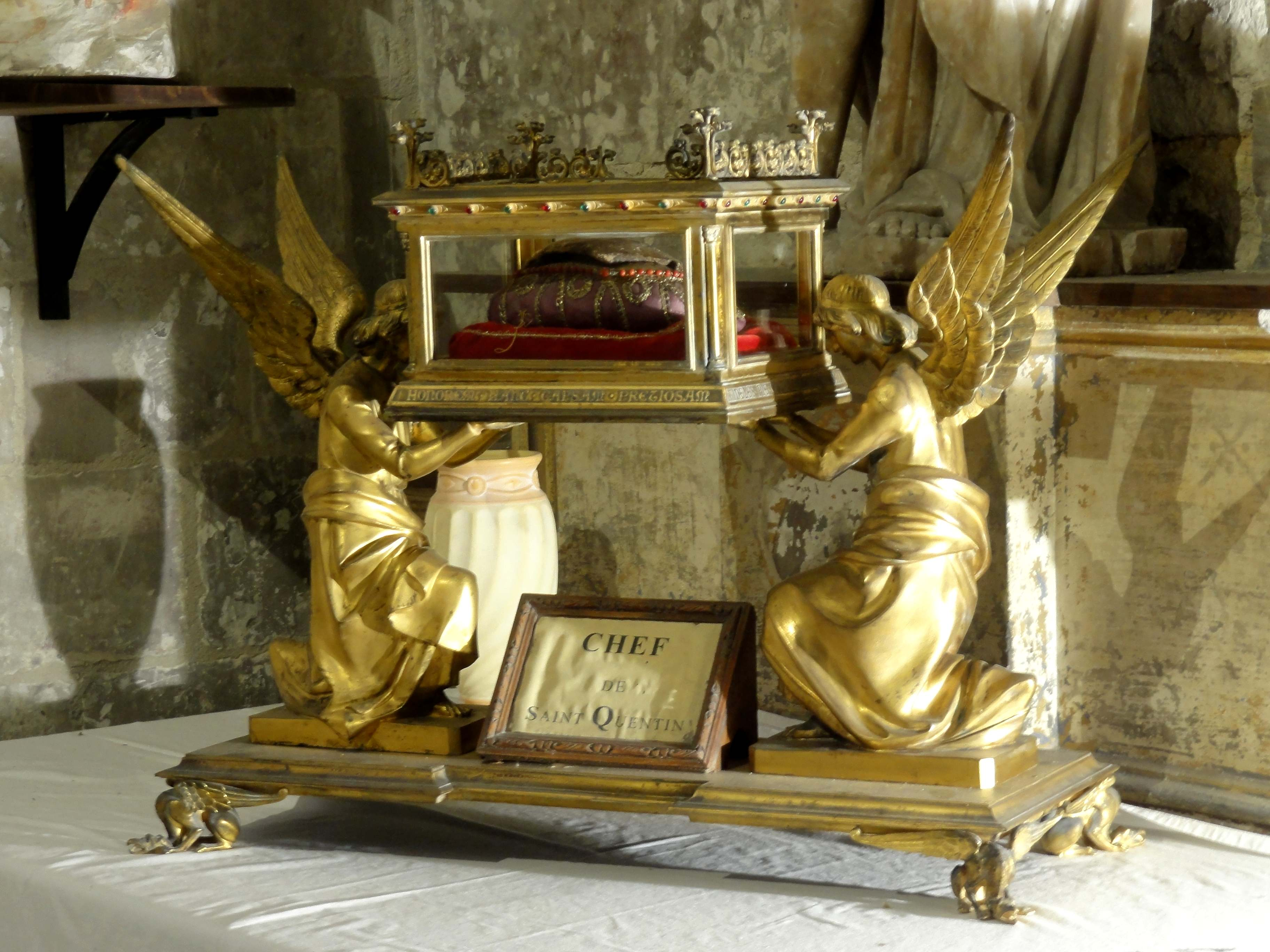
Le reliquaire-monstrance du chef de saint Quentin, 1922.
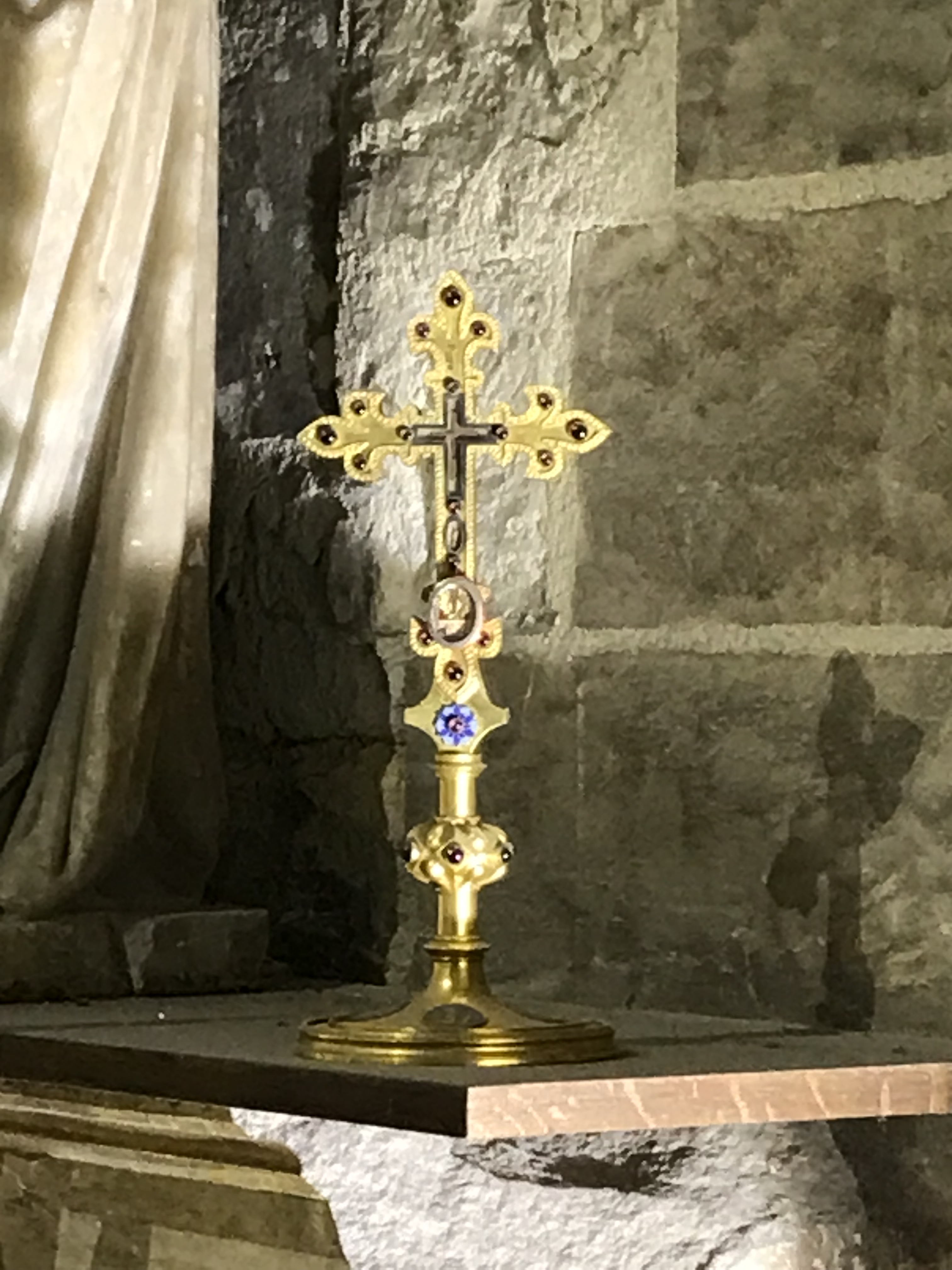
La croix-reliquaire de la Vraie Croix, Vatin-Robert et Rigeasse, 1831.
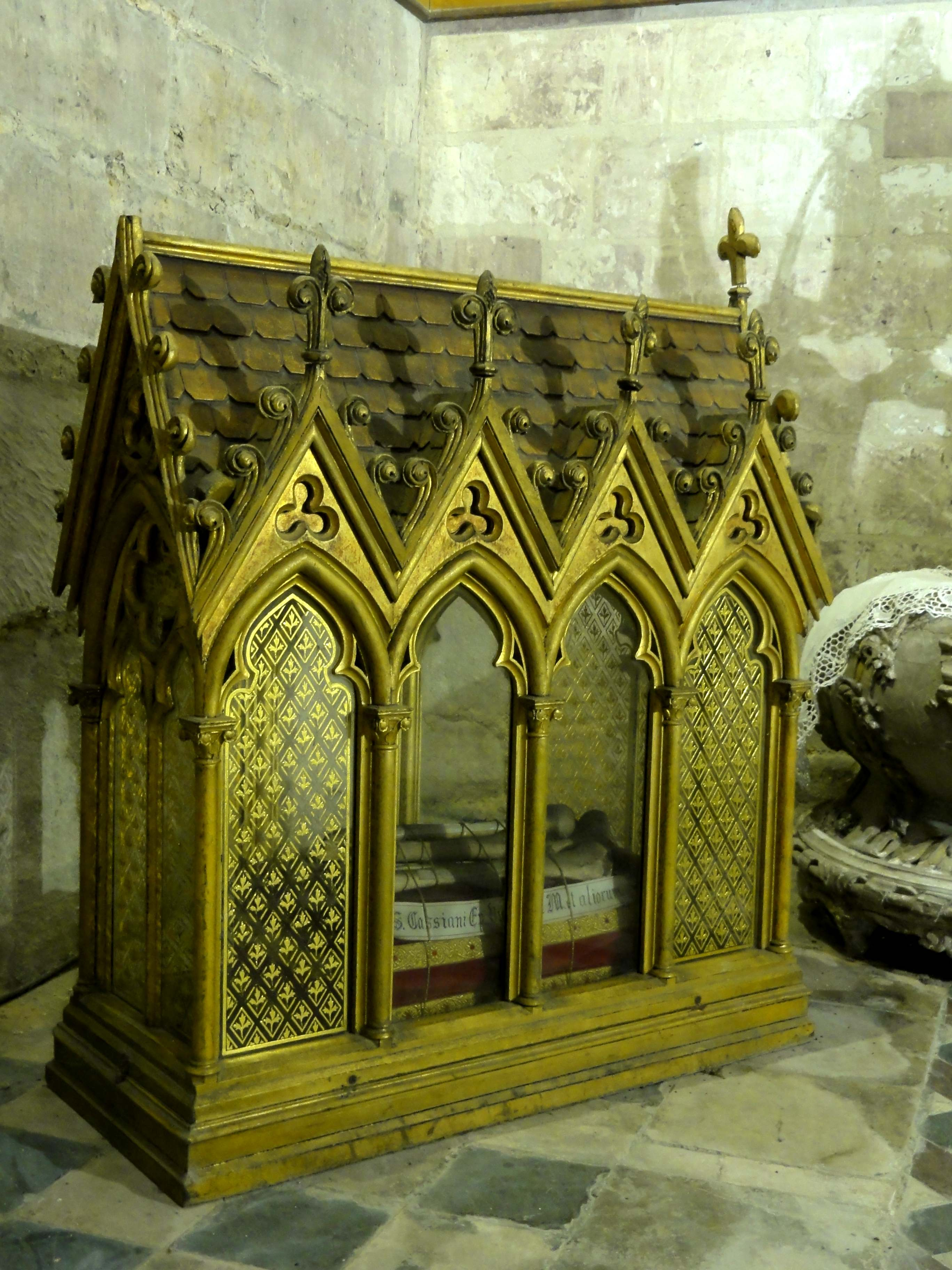
La châsse-reliquaire de saint Cassien.

### Les chapelles latérales sud du chœur
Au sud, à l'exception de la travée orientale prolongée par le porche du portail Lamoureux, les travées s'accompagnent chacune d'une chapelle. Ces trois chapelles du collatéral sud sont dédiées, en partant de l'abside vers la nef, à saint Éloi de Noyon, à saint Antoine de Padoue et à Notre-Dame-de-Labon.

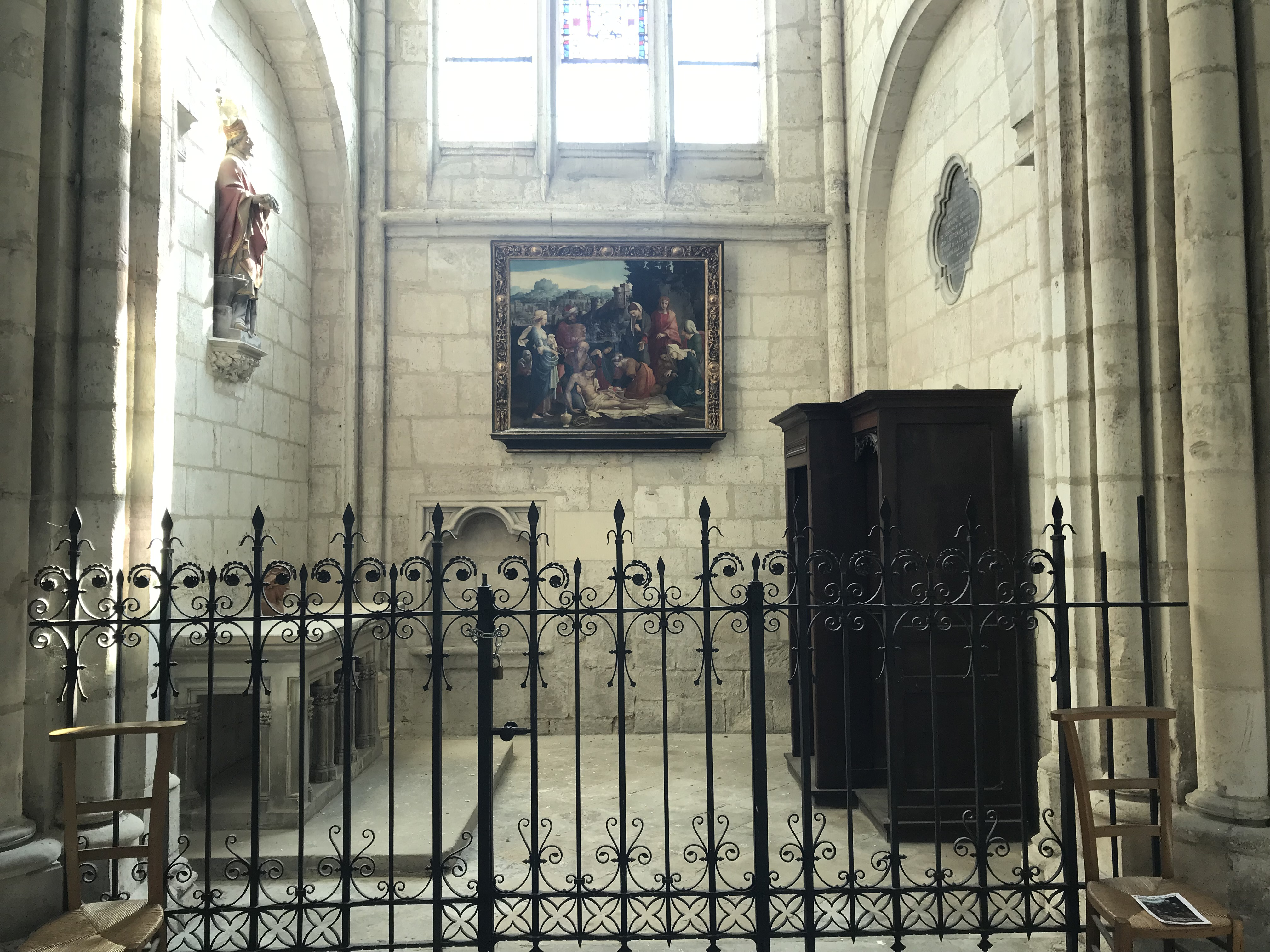
La chapelle Saint-Éloi vue depuis le déambulatoire.
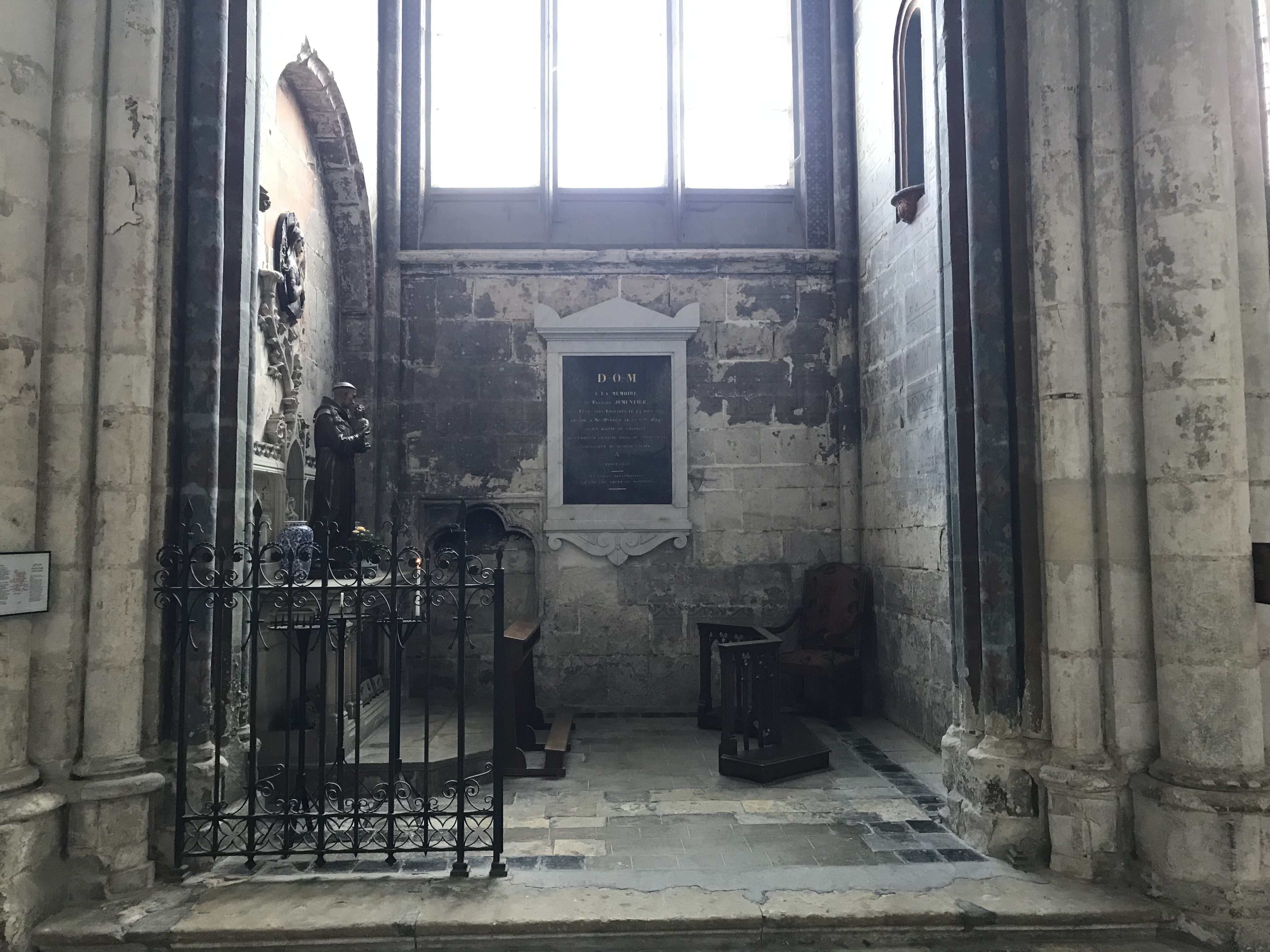
Chapelle Saint-Antoine vue depuis le déambulatoire.
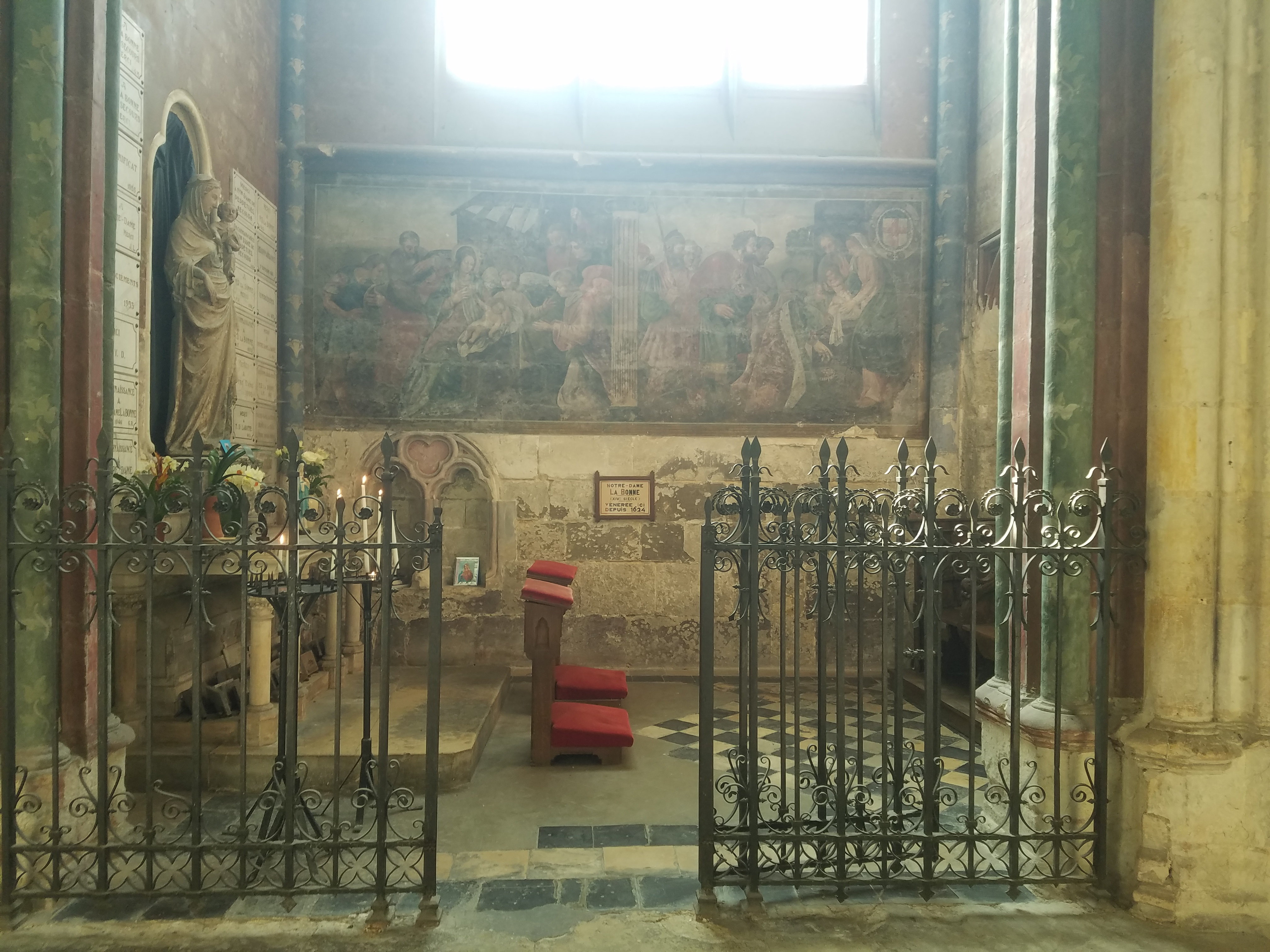
La chapelle Notre-Dame-de-Labon vue depuis le déambulatoire.

#### La chapelle Saint-Éloi
Initialement vouée à saint Georges de Lydda et désormais consacrée à saint Éloi de Noyon, cette chapelle se situe à proximité immédiate du petit transept. Sur l'autel, une statue de saint Éloi portant des plans d'architecte rappelle qu'il fit bâtir, en sa qualité d'évêque de Noyon et grâce aux subsides du roi Clovis II, une nouvelle église pour accueillir les restes de saint Quentin en 651.
Sur le mur occidental, une plaque commémorative rend hommage à l'abbé Félix Genty, né le 16 septembre 1799 à Lamballe et décédé le 16 septembre 1889 à Saint-Quentin. Ancien lieutenant, il choisit la prêtrise tardivement et devint, à la fin de sa vie, premier vicaire de la basilique de Saint-Quentin.

#### La chapelle Saint-Antoine
Anciennement dédiée à saint Denis de Paris puis à sainte Cécile de Rome, la chapelle est désormais consacrée à saint Antoine de Padoue.
Sur le mur méridional, une plaque posée en 1832 rend hommage à Bernard Jumentier, maître de chapelle de la collégiale puis professeur de musique.

#### La chapelle Notre-Dame-de-Labon
Anciennement vouée à saint Achaire de Noyon et désormais dédiée à Notre-Dame-de-Labon, la chapelle est l'une des rares parties de la basilique à avoir conservé l'essentiel de son décor peint de l'époque moderne.
Sur l'autel, une statue médiévale d'une Vierge à l'Enfant est exposée. Réputée provenir de la chapelle voisine de Notre-Dame-de-Labon, détruite en 1762, la sculpture a gagné son emplacement actuel en 1819. Elle est datée du XIVe siècle et représente une Marie souriante se déhanchant légèrement et tenant haut son fils Jésus.

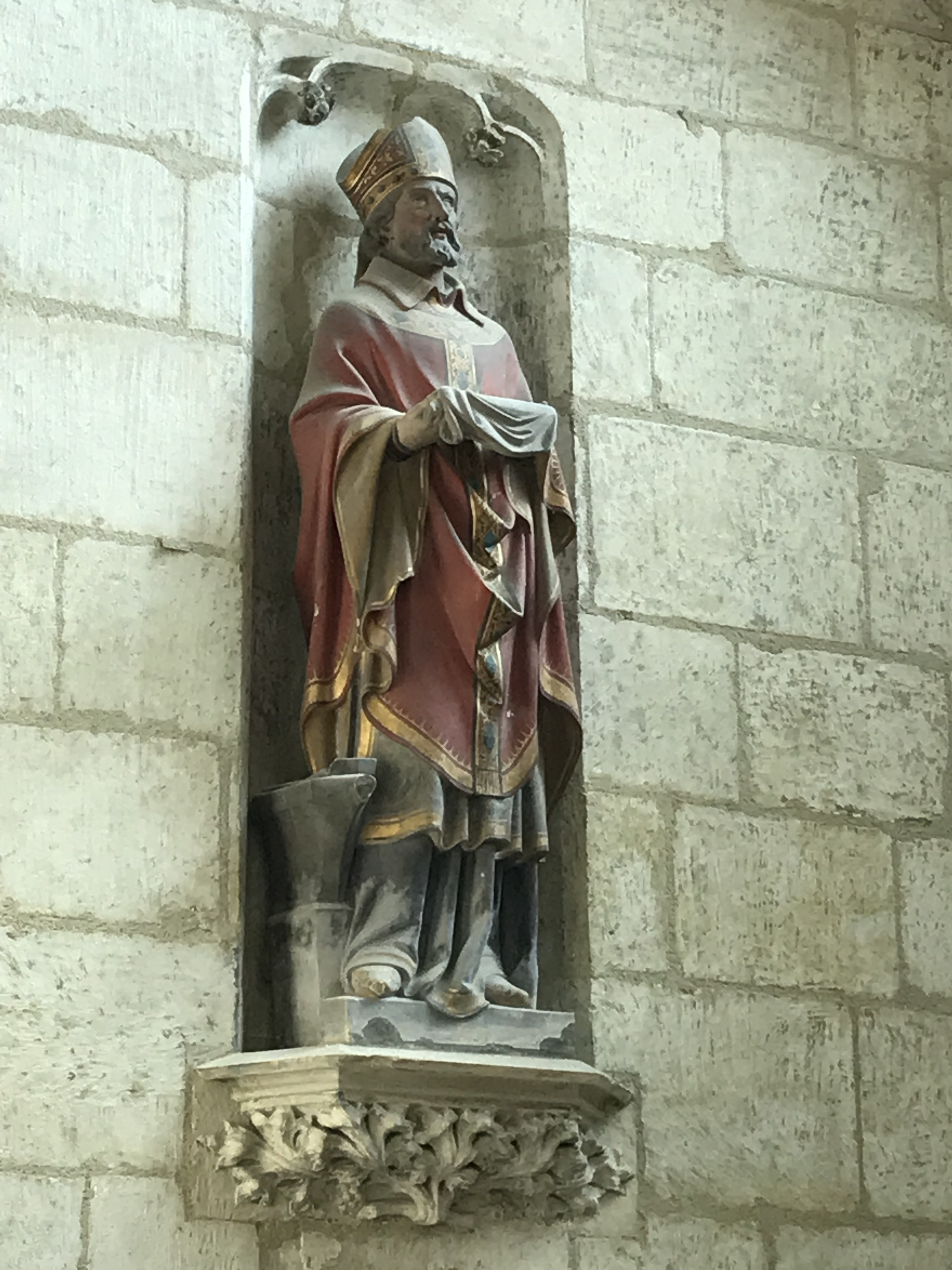
Saint Éloi tenant les plans de la future église Saint-Quentin, chapelle Saint-Éloi, non datée.
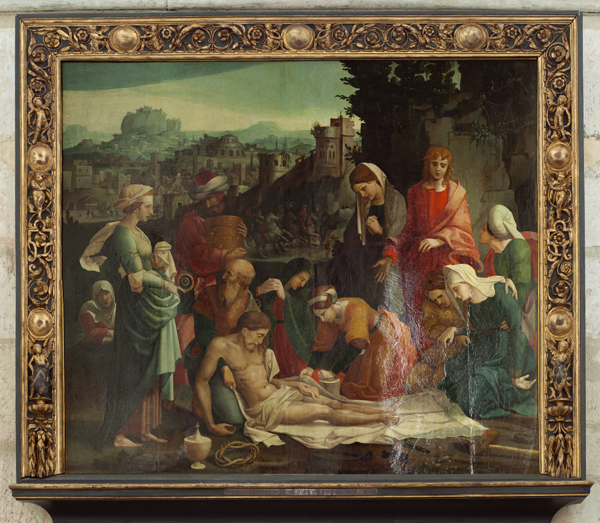
La Déploration du Christ, Grégoire Guérard, chapelle Saint-Éloi, vers 1530.
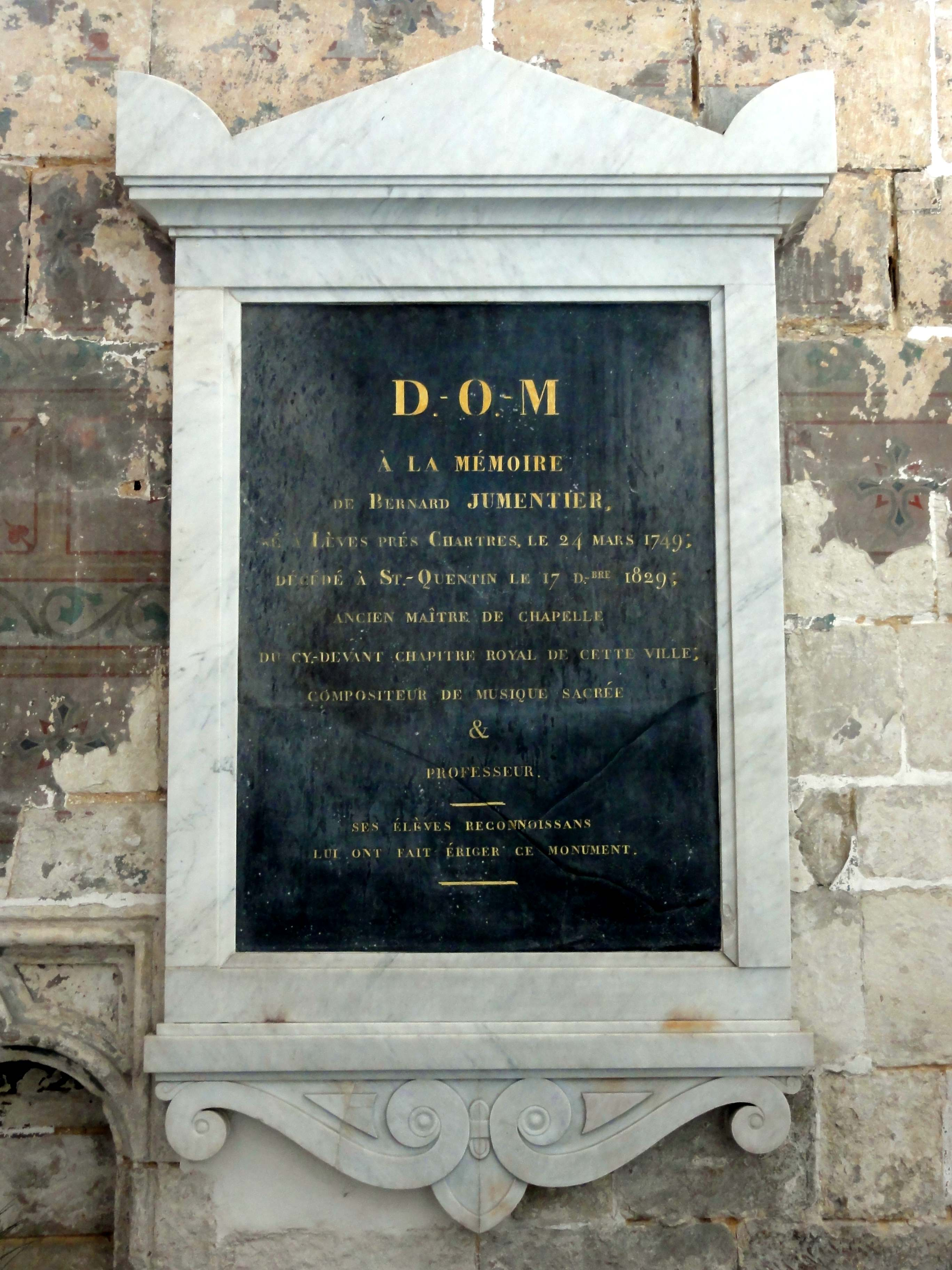
La plaque en l'honneur de Bernard Jumentier, chapelle Saint-Antoine, 1832.
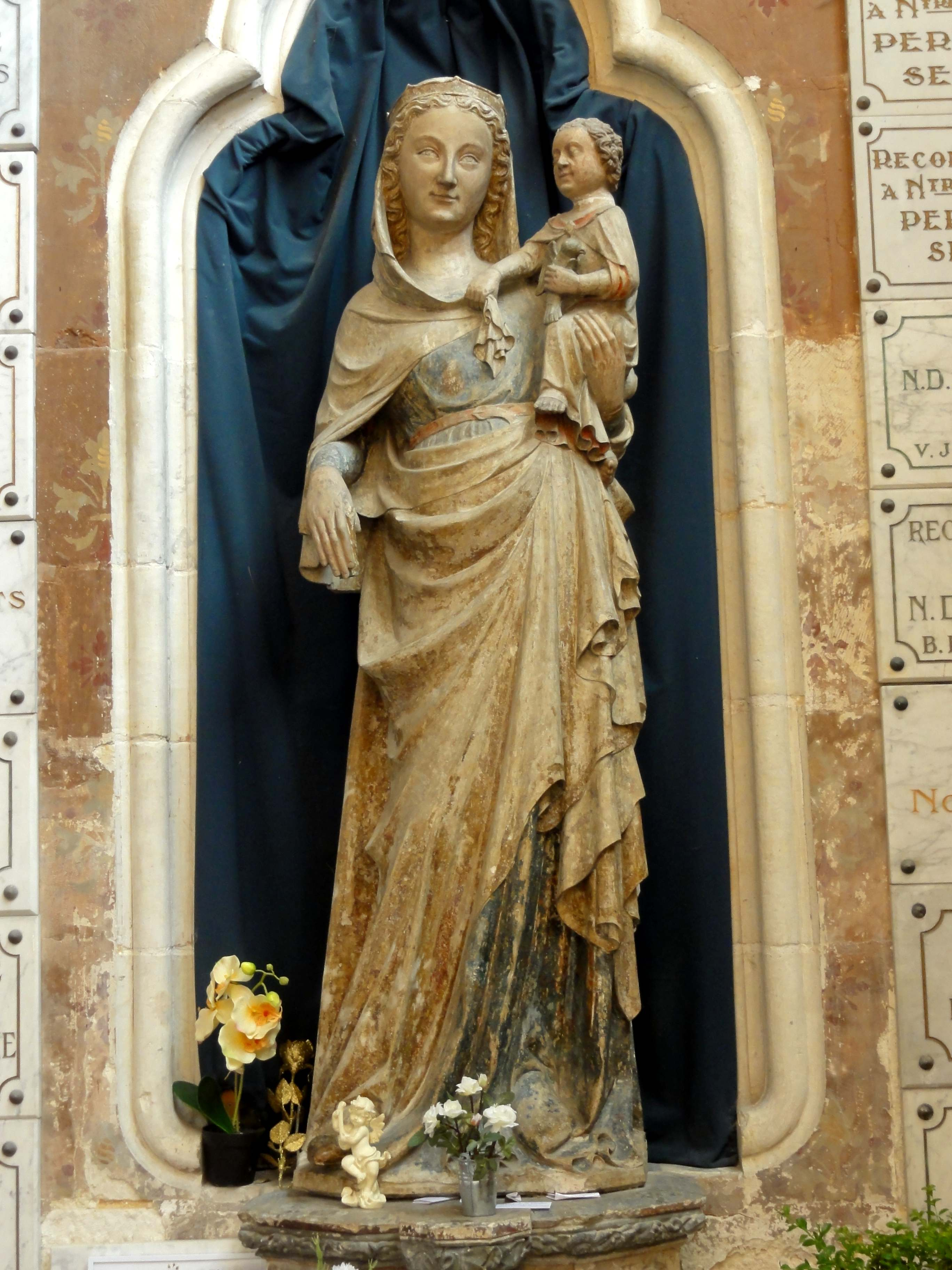
La Vierge à l'enfant, chapelle Notre-Dame-de-Labon, XIVe siècle.

### La crypte

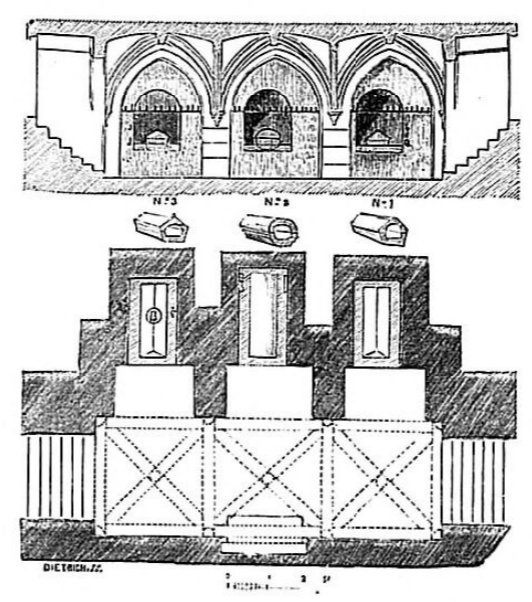
La coupe longitudinale et plan de la crypte, Charles Gomart, 1873.

La crypte de la basilique est située sous le chœur. Elle est accessible par deux escaliers donnant dans le déambulatoire, de part et d'autre du chœur. D'après Christian Sapin, qui mena des fouilles archéologiques de 2003 à 2010, la crypte fut aménagée au IXe siècle, ce qui concorde avec la tradition littéraire qui attribue sa construction à Hugues l'Abbé, abbé de Saint-Quentin de 834 à 844. Originellement de forme annulaire, la crypte a été agrandie et profondément remaniée dans la première moitié du XIIIe siècle parallèlement à l'édification du chœur gothique. À la fin de la Première Guerre mondiale, les voûtes et les trois niches de la crypte furent détruites, probablement minées par les Allemands. Émile Brunet, architecte des monuments historiques, entreprit sa reconstruction en reprenant les plans de la crypte ancienne. Le chantier fut terminé par Maurice Berry au début des années 1950.
Le mur occidental est percé de trois niches qui accueillaient, jusqu'à la Première Guerre mondiale, les sarcophages de saint Victoric d'Amiens, saint Quentin de Saint-Quentin et saint Cassien d'Autun. Le tombeau de saint Quentin est le plus ancien. Il est constitué d'un fût de colonne en marbre blanc de 2,15 m de longueur, probablement destiné à un monument gallo-romain de l'Antiquité tardive. Il fut scié et transformé en sarcophage pour accueillir le corps du saint patron de l'église. En l'absence d'indices archéologiques, la datation de cette opération est très difficile. Les deux dates les plus fréquemment proposées sont 641, année de redécouverte du corps de Quentin par saint Éloi de Noyon, et 835, année d'installation du corps dans la nouvelle crypte par Hugues l'Abbé, mais plusieurs autres hypothèses ont été avancées. Vide à partir du XIIIe siècle en raison de la translation des reliques, le tombeau de saint Quentin resta vénéré par les pèlerins jusqu'à la Révolution française. En 1873, dans le cadre du réaménagement de la crypte, il fut placé sur une tablette supportée par quatre colonnettes de style néogothique. Les sarcophages de saint Victoric et saint Cassien étaient plus récents, datant du IXe siècle et de l'installation des corps des saints dans la crypte respectivement en 845 et en 893. Taillés dans du calcaire, ils étaient chacun composés de deux éléments, l'un de forme rectangulaire et l'autre en forme de toit.
En 1915, les trois sarcophages furent classés monuments historiques. Au début de l'année 1917, les Allemands évacuèrent le sarcophage de saint Quentin à Maubeuge. En revanche, les tombeaux de saint Cassien et saint Victoric, restés dans la crypte, furent détruits lors du minage de la crypte par l'occupant en 1918. Il ne subsiste aujourd'hui que quelques fragments du sarcophage de saint Victoric,. Installé dans l'entre-deux-guerres dans la chapelle du Saint-Sépulcre, le sarcophage de saint Quentin retrouva sa place dans la crypte restaurée au début des années 1950,,.

Les trois sarcophages de la crypte
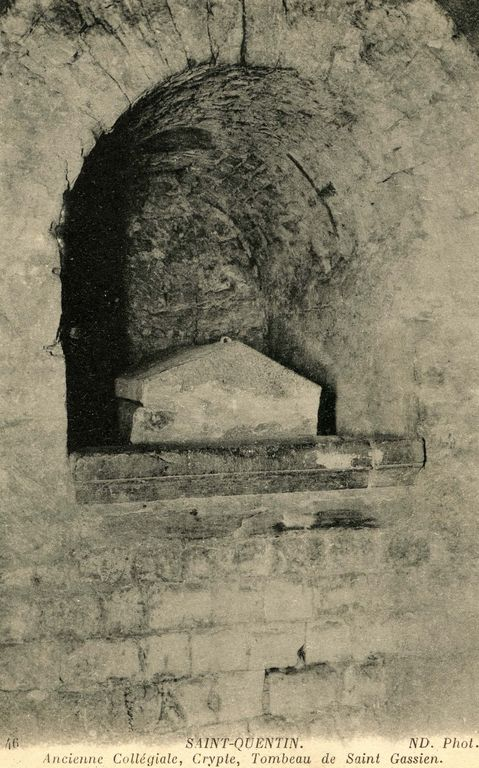
Le sarcophage de saint Cassien, IXe siècle (détruit en 1918).
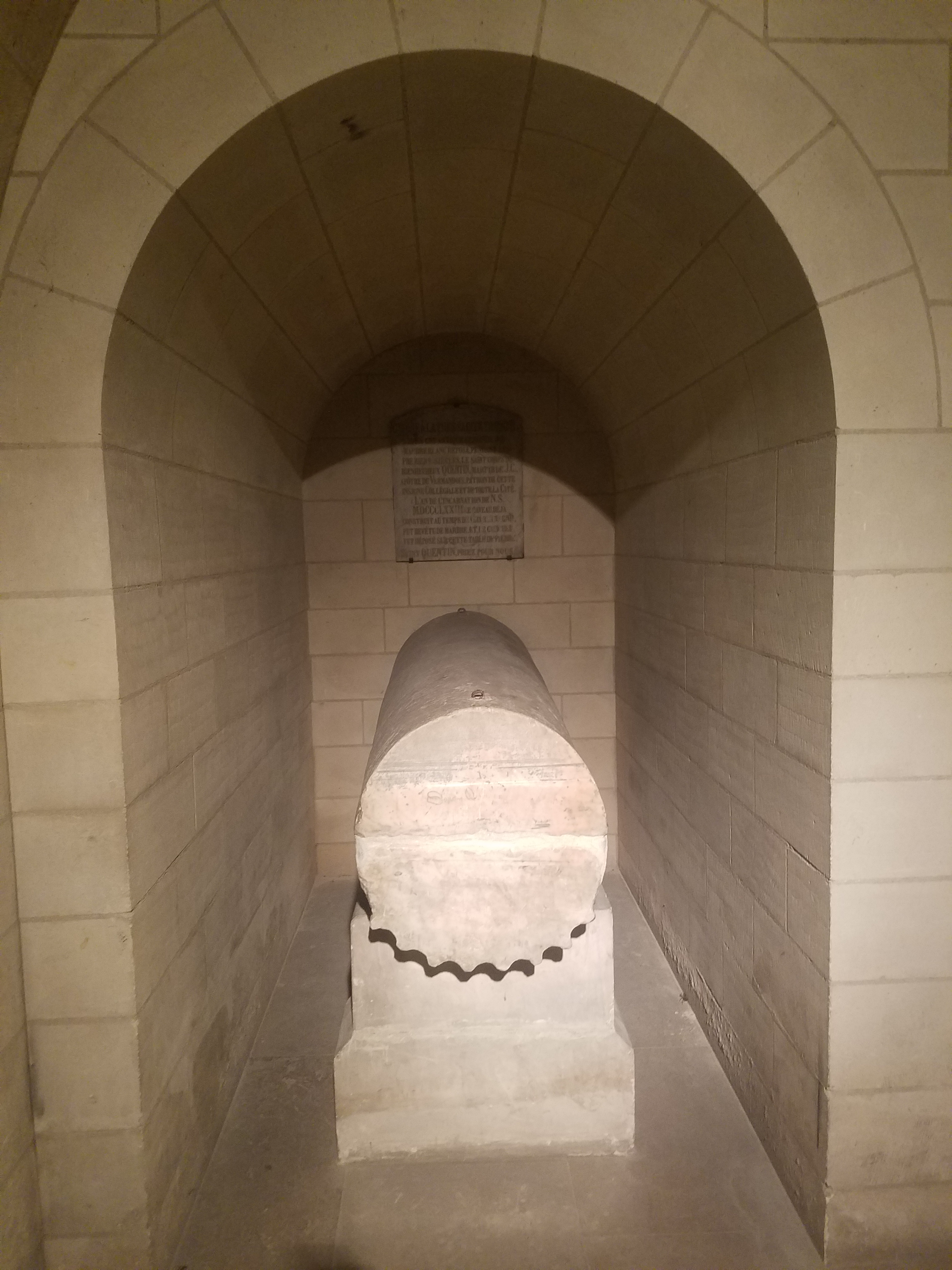
Le sarcophage de saint Quentin, Antiquité tardive.
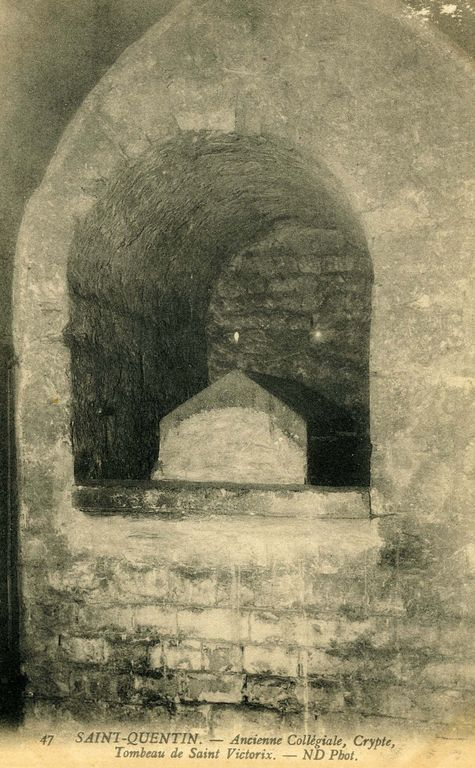
Le sarcophage de saint Victoric, IXe siècle (détruit en 1918).

### Le petit transept et ses chapelles

#### La croisée du transept

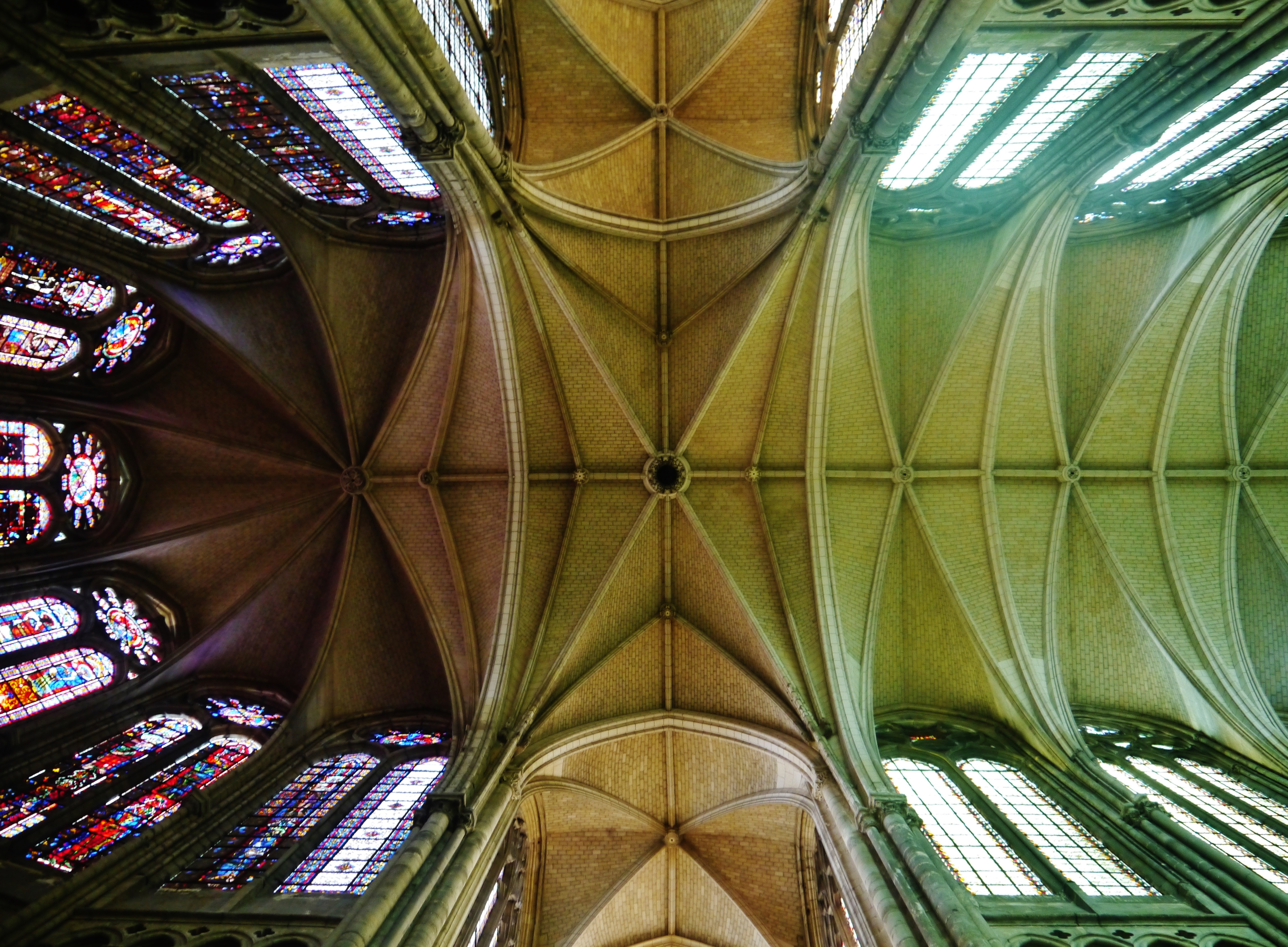
Voûte de la croisée du petit transept.

La croisée du petit transept est séparée des deux croisillons par deux murs de clôture, édifiés par Jean Le Bel en 1342 dans le prolongement des murs du chœur. Chaque mur est percé d'une porte, afin de permettre la circulation depuis les bas-côtés et les croisillons jusqu'au chœur, et d'une fenêtre grillagée. Les portes sont pourvues, vers l'extérieur, d'un tympan trilobé. Les murs sont chacun surmontés d'une succession de huit étroites lancettes, suivies plus haut par quatre quadrilobes inscrits dans des cercles, les écoinçons étant ajourés. Ces remplages de baies sont dépourvus de vitrages. La voûte d'ogives est munie de quatre liernes qui suivent les lignes faîtières des voûtains jusqu'aux arc-doubleaux qui délimitent la voûte, selon une disposition adoptée aussi dans la croisée du grand transept, et sur toute la longueur du vaisseau central dans le sens longitudinal uniquement. S'y ajoutent des tiercerons, qui, en partant proche des piliers, où ils prennent appui sur des culs-de-lampe, rejoignent les liernes à mi-chemin, ce qui donne quatre compartiments par voûtain. C'est le dessin aussi observé dans la chapelle du Saint-Sépulcre. Des clés de voûte secondaires agrémentent les points de jonction entre liernes et tiercerons. La clé de voûte centrale est percée d'un trou pour la circulation de l'air, ce qui permet également d'observer depuis la charpente l'octogone régulier incluant deux étoiles situé sur le dallage, au centre de la croisée.

#### Le croisillon nord

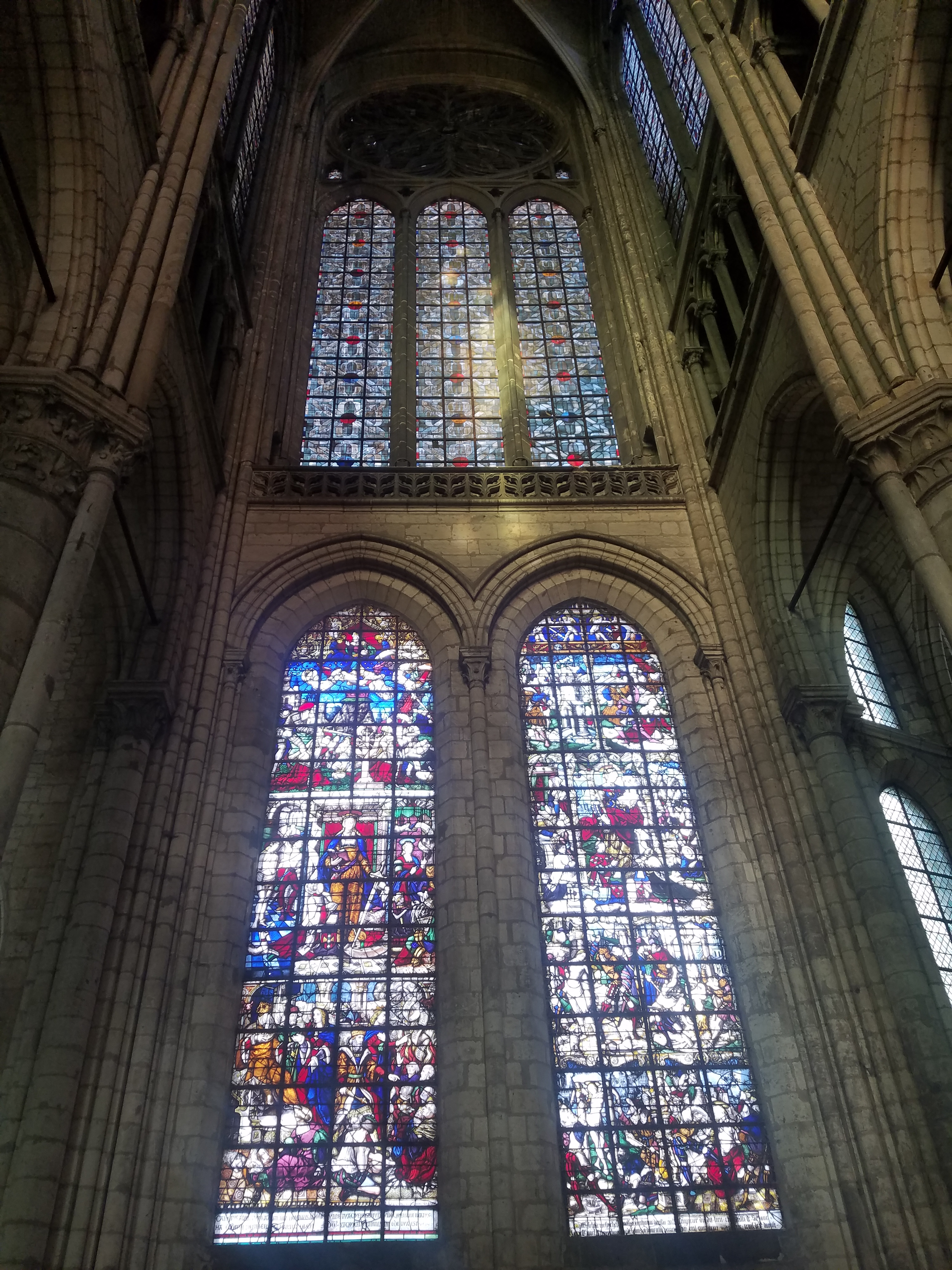
La façade septentrionale du croisillon nord.

Le croisillon nord du transept de chœur fut édifié dans le deuxième quart du XIVe siècle. Le premier niveau est percé de deux fenêtres en tiers-point, dépourvues de remplage, de 9,5 m de hauteur et de 2,5 m de largeur. Elles conservent deux verrières du XVIe siècle représentant sainte Catherine d'Alexandrie et sainte Barbe d'Héliopolis. Ces fenêtres bénéficient d'une décoration plus riche que les fenêtres des absidioles. Leurs arcades intérieures, à l'instar de leurs arcades extérieures, sont pourvues de colonnettes décoratives, qui supportent des tores, et d'archivoltes avec des motifs végétaux. Au niveau supérieur, une grande baie de trois lancettes est surmontée d'une rosace flamboyante. Au vu des similitudes avec le mur oriental de la cathédrale Notre-Dame de Laon, achevé autour de 1220, Ellen Shortell suppose que le maître d'œuvre de la basilique de Saint-Quentin s'est inspiré, pour bâtir les parties basses du croisillon, du modèle laonnois. Les trois fenêtres hautes de la façade septentrionale, édifiées un peu plus tard, sont quant à elle très similaires à celles de la façade occidentale de la cathédrale Notre-Dame de Chartres, terminée au début du siècle. En particulier, les lancettes situées dans les coins inférieurs des rosaces sont identiques dans les deux édifices. Pierre Héliot identifie des similitudes entre les quatre piles cylindriques du croisillon, plus volumineuses et avec des chapiteaux plus richement décorés que ceux de l'abside et du déambulatoire, et les piles du vaisseau principal de la cathédrale Saint-Étienne de Bourges et du petit transept de la cathédrale de Canterbury. Tous ces éléments confirment que la basilique de Saint-Quentin est le fruit d'héritages divers, dépassant largement la seule Picardie. La rosace fut reconstruite à la fin du XVe siècle par Colard Noël dans un style flamboyant, afin d'être en harmonie avec la rosace du croisillon sud. La coursière intérieure du croisillon, qui permet de créer une continuité entre le triforium de l'abside et celui du chœur, fut sans doute également réaménagée à cette période. En effet, elle est bordée par une balustrade flamboyante formée de mouchettes,.
Les deux murs latéraux du croisillon nord sont similaires à ceux du chœur. Comme ces derniers, ils s'élèvent sur trois niveaux. Au niveau inférieur, chaque mur comporte deux arcades qui permettent d'accéder, au sud, aux deux travées du bas-côté nord du chœur, et, au nord, à la chapelle orientée Saint-Joseph et au déambulatoire desservant les absidioles. Au niveau intermédiaire, la galerie du triforium est visible à travers des arcades ajourées, qui prennent la forme d'arcs légèrement brisés soutenus par des colonnettes. Des trous en forme d'étoiles à quatre branches et de quadrilobes décorent les montants supérieur et inférieur du triforium. Au niveau supérieur, les fenêtres hautes sont séparées du triforium par un mur plein, à l'instar des fenêtres hautes du chœur et de la nef. Chaque mur se divise en deux travées, la travée la plus proche du chœur étant la plus large.

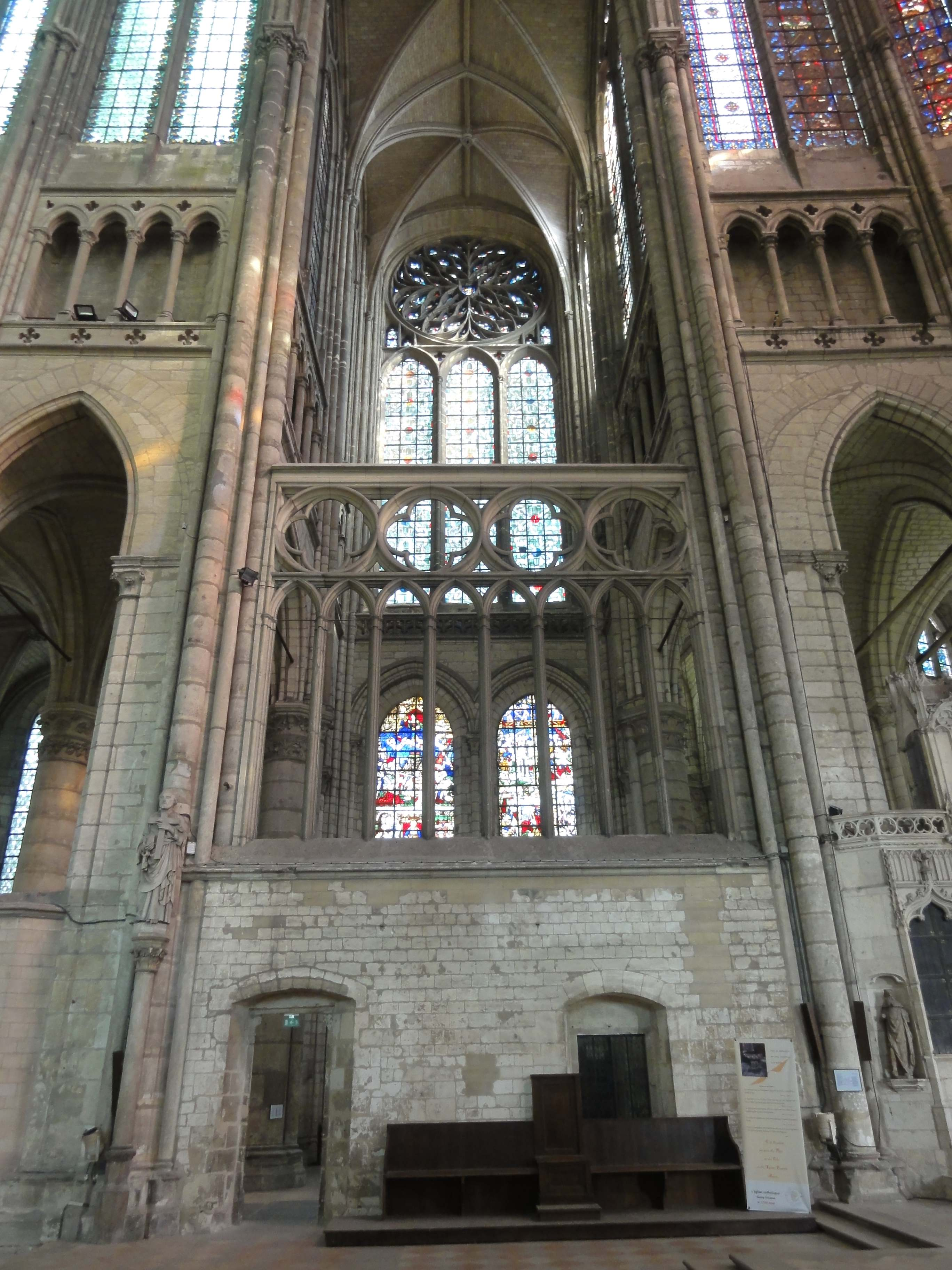
Le croisillon nord du petit transept, vu depuis le chœur.
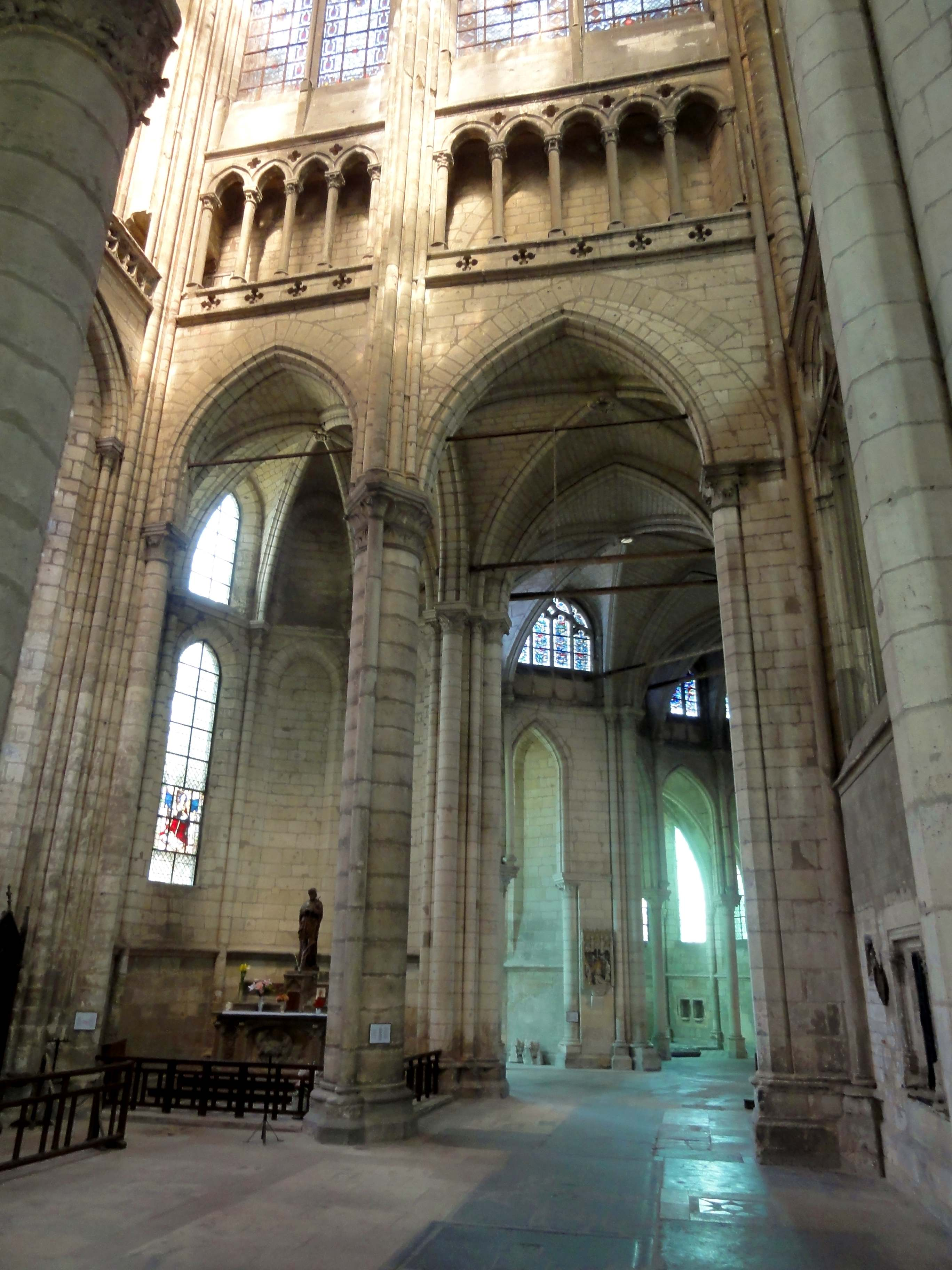
Vue vers l'est, entrée du déambulatoire et chapelle orientée St-Joseph.
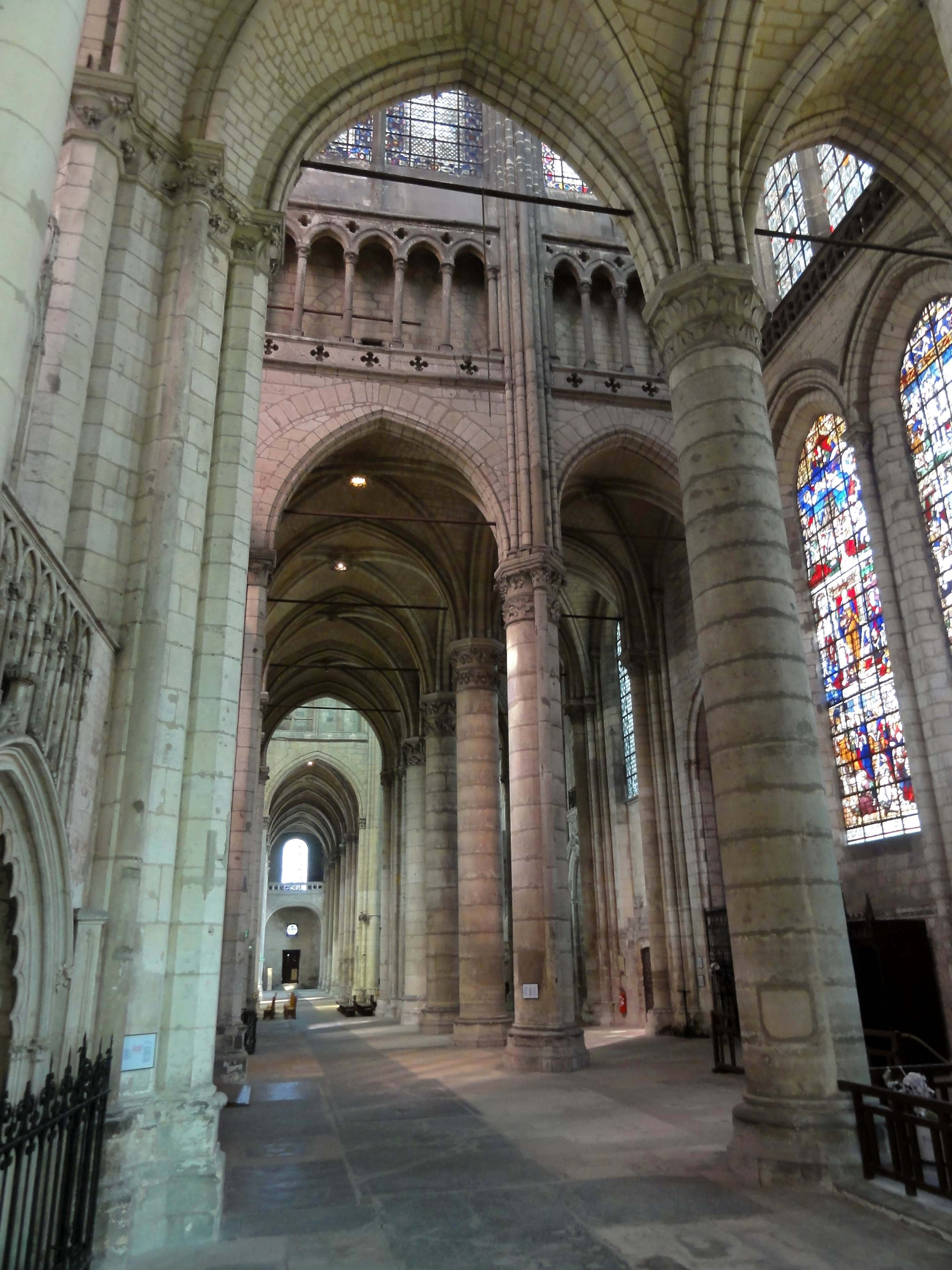
Vue vers l'ouest dans le croisillon nord et les bas-côtés nord.
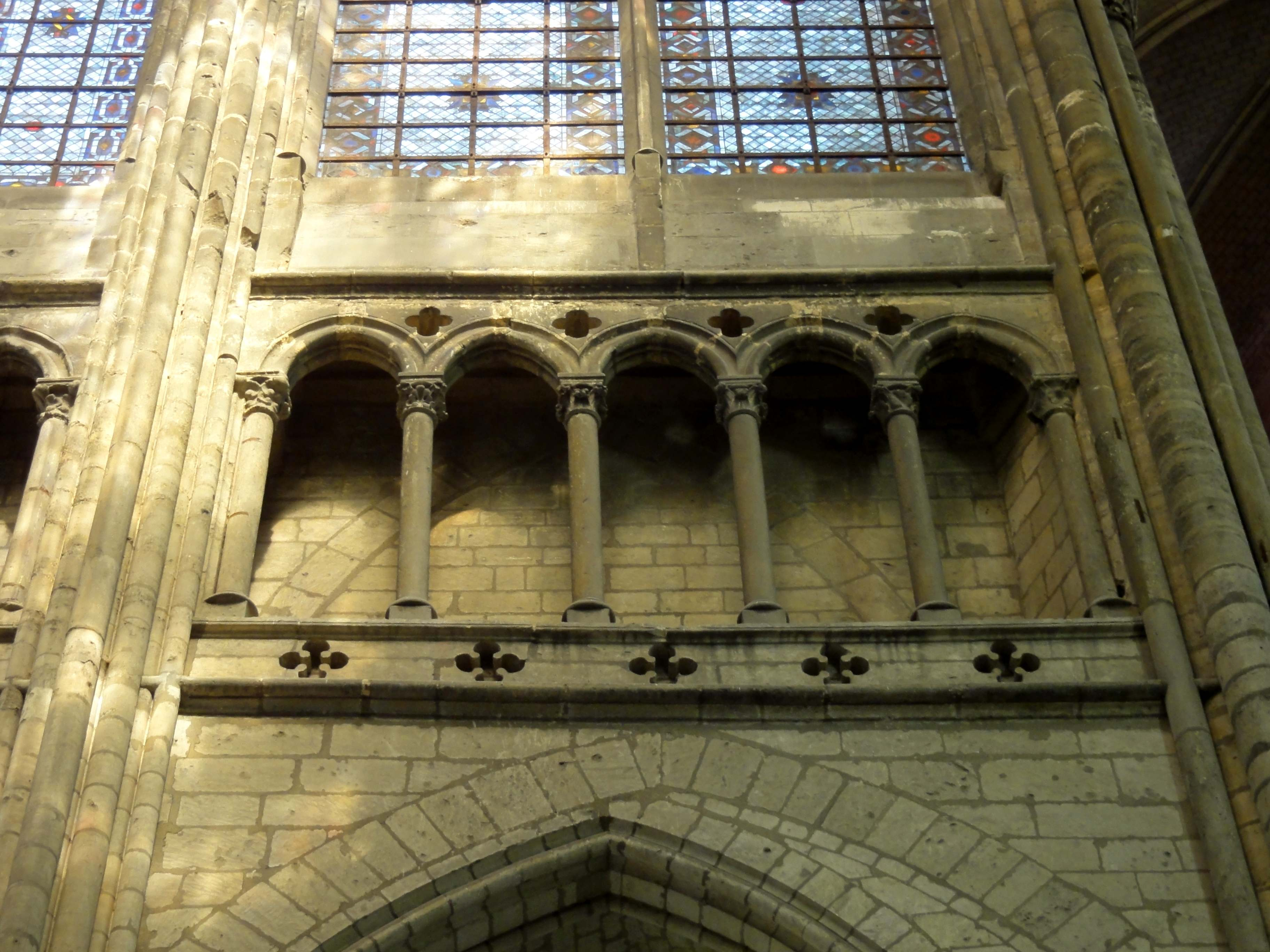
Vue vers l'est, triforium de la 1re travée.

#### Le croisillon sud

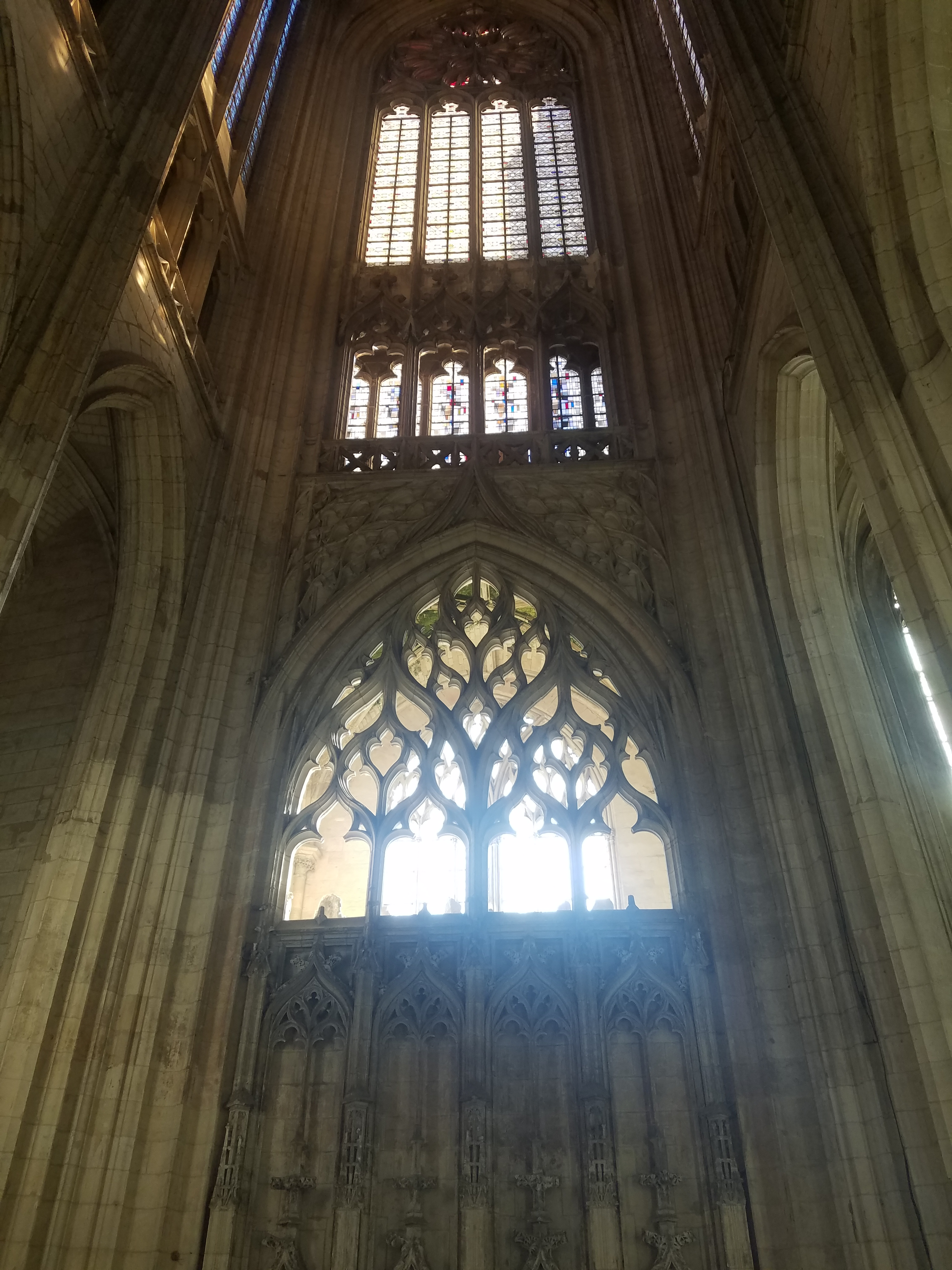
Le mur sud du croisillon sud.

Le croisillon sud fut construit de 1477 à 1487 par Colard Noël en style gothique flamboyant. Il s'organise lui aussi sur trois niveaux d'élévation. Son extrémité méridionale ne correspond pas, sauf en hauteur, au mur extérieur : une chapelle se situe derrière le premier niveau, et une galerie avec claire-voie au fond derrière le deuxième niveau. Cette extrémité sud se présente comme suit. Le premier niveau d'élévation atteint exactement la hauteur des grandes arcades vers les collatéraux. Il comporte, sur presque les deux tiers de sa hauteur, un mur aveugle agrémenté de deux registres d'arcatures plaquées, puis plus haut, une baie à quatre lancettes surmontées d'un réseau complexe de soufflets et de mouchettes, et enfin encore des arcatures plaquées garnissant notamment les écoinçons. En cohérence avec les quatre lancettes de la baie, les arcatures plaquées se divisent en quatre segments. Le premier registre est percé de deux portes en anse de panier ouvrant sur la chapelle Saint-Fursy, dans le premier et le quatrième segment. Les ornements des arcatures se déploient plus haut. Ces dernières sont formées ici par des accolades inscrivant ce qui apparaît comme le sommet de réseaux à soufflets et mouchettes, et sont amorties par des fleurons, qui se transforment plus haut en meneaux médians des arcatures du deuxième registre. Celles-ci évoquent des baies à réseaux flamboyants habituels, se terminant par des accolades aux rampants garnis de feuilles de chou, et délimitées latéralement par de petits contreforts, qui sont décorés de deux rangs de pinacles ou clochetons plaqués.
Quant à la baie du troisième registre, pourvue de vitraux jusqu'en 1917 et communiquant avec la chapelle Sainte-Catherine, elle ne présente pas, malgré la complexité de son remplage, des particularités notables : c'est plutôt le réseau plaqué animant les écoinçons qui retient l'attention. Des soufflets, regroupés par groupes de quatre dans des mouchettes, sont disposés diagonalement, et se superposent en partie aux moulures concaves des piliers, ce qui confère un grand dynamisme à la composition. Vient ensuite le deuxième niveau d'élévation. Derrière une balustrade à jour et une galerie de quatre arcatures à têtes trilobées, surmontées d'un soufflet entre deux mouchettes, chacune des quatre arcatures est coiffée d'une accolade, dont les rampants se croisent à l'intersection entre deux segments. L'on note que la claire-voie, visible en arrière-plan de la galerie, se compose de six au lieu de quatre baies à lancettes trilobées. Suit immédiatement le troisième niveau d'élévation, qui est réservé à une vaste baie, à quatre lancettes à têtes trilobées, soit le même nombre que les arcatures de la galerie du niveau inférieur, et le même nombre de segments que les arcatures plaquées du premier niveau d'élévation. Au sommet, les lancettes cèdent la place à une rosace flamboyante. Cette dernière, à l'instar de la rosace du croisillon nord, se compose d'une étoile à six branches inscrite dans une étoile à douze branches. Deux mouchettes décorent chacune de ces branches. Les écoinçons sont pourvus de mouchettes et de trilobes. Toute cette décoration cherche à éviter à tout prix les murs vides. La structure des piliers, qui s'élèvent à plus de 30 m de hauteur, y contribue aussi. Ils sont dépourvus de tout moyen de scansion, et les multiples archivoltes des grandes baies, les arcs formerets et les ogives, avec leurs moulures concaves et arêtes saillantes, descendent ainsi directement jusqu'au sol. Dans un souci d'harmonie et de cohérence, Colard Noël veilla à ce que les proportions et l'étagement des percées du croisillon sud concordent avec celles du croisillon nord,.

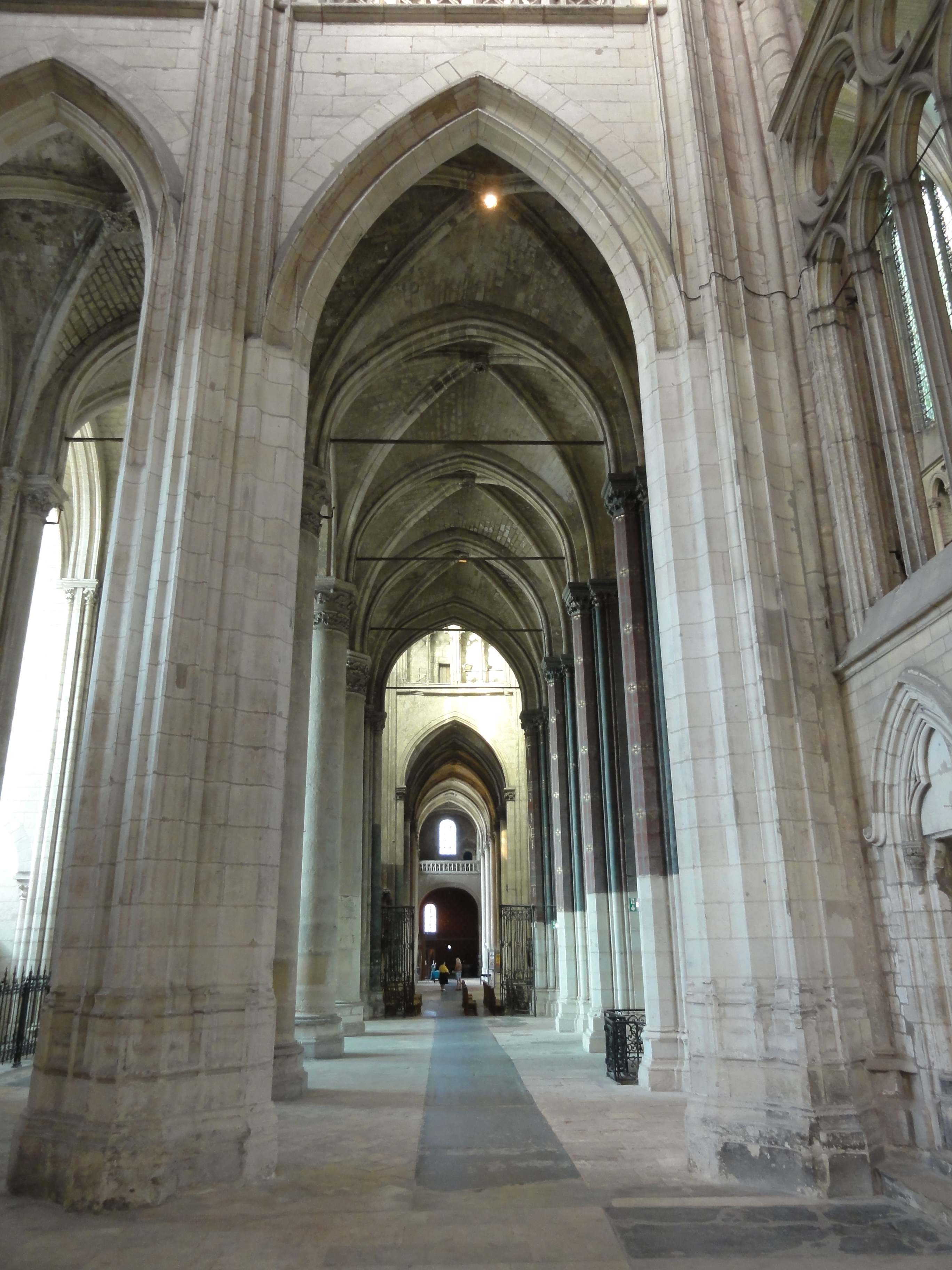
Vue vers l'ouest dans les bas-côtés du sud – 1re travée, 1er niveau d'élévation.
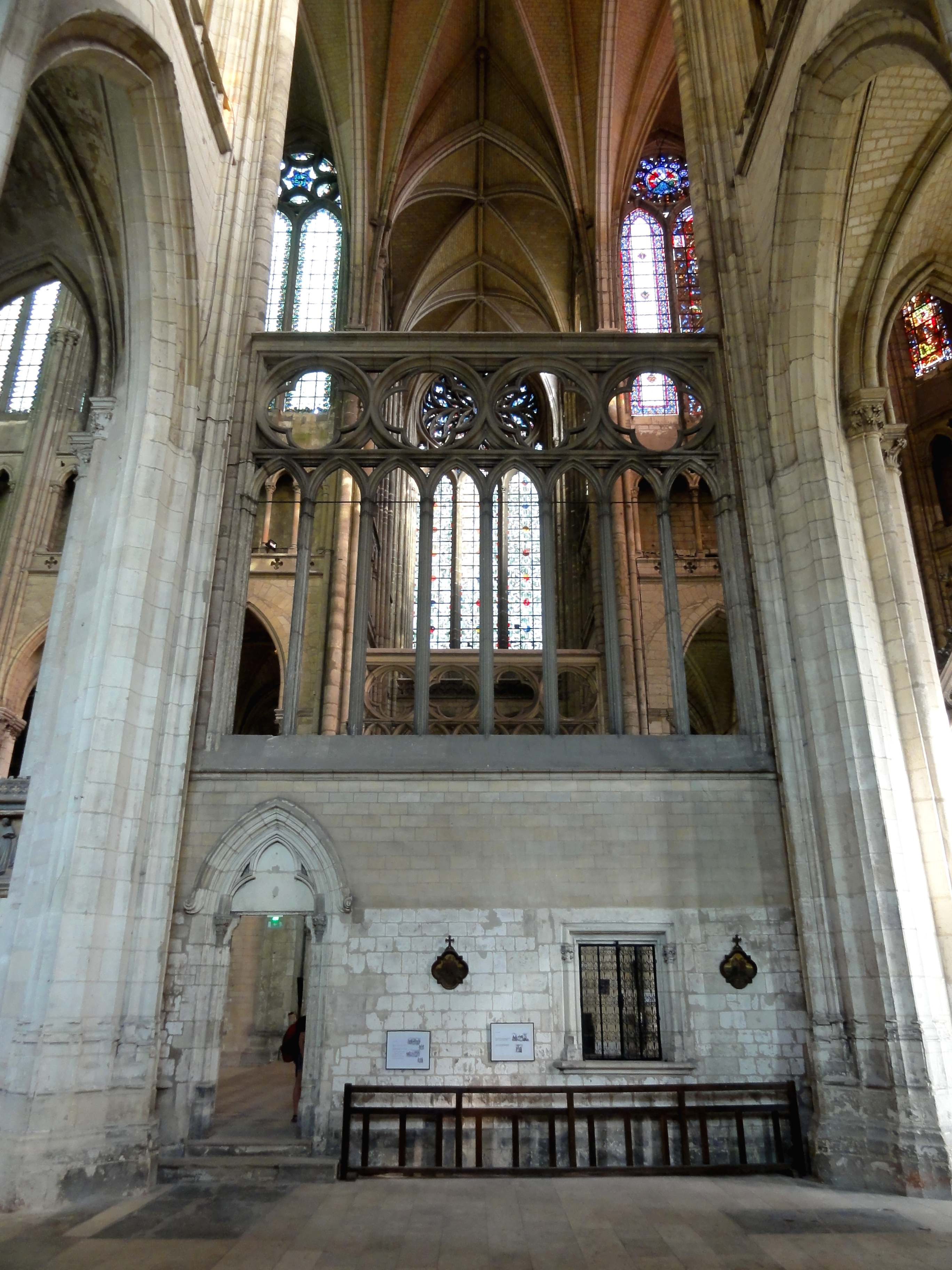
Vue vers le nord sur la clôture vers la croisée du petit transept.
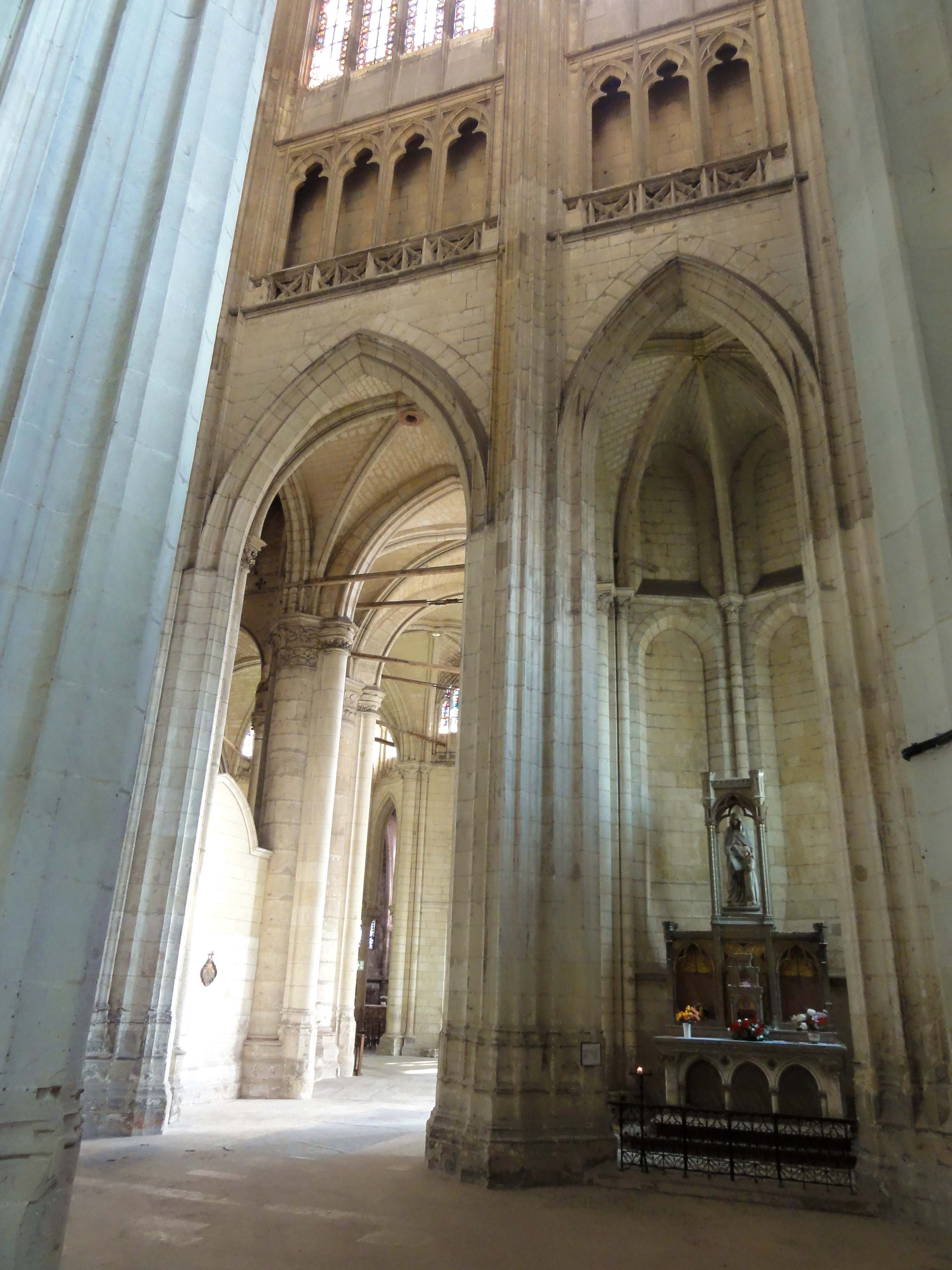
Vue vers l'est, entrée du déambulatoire et chapelle orientée.
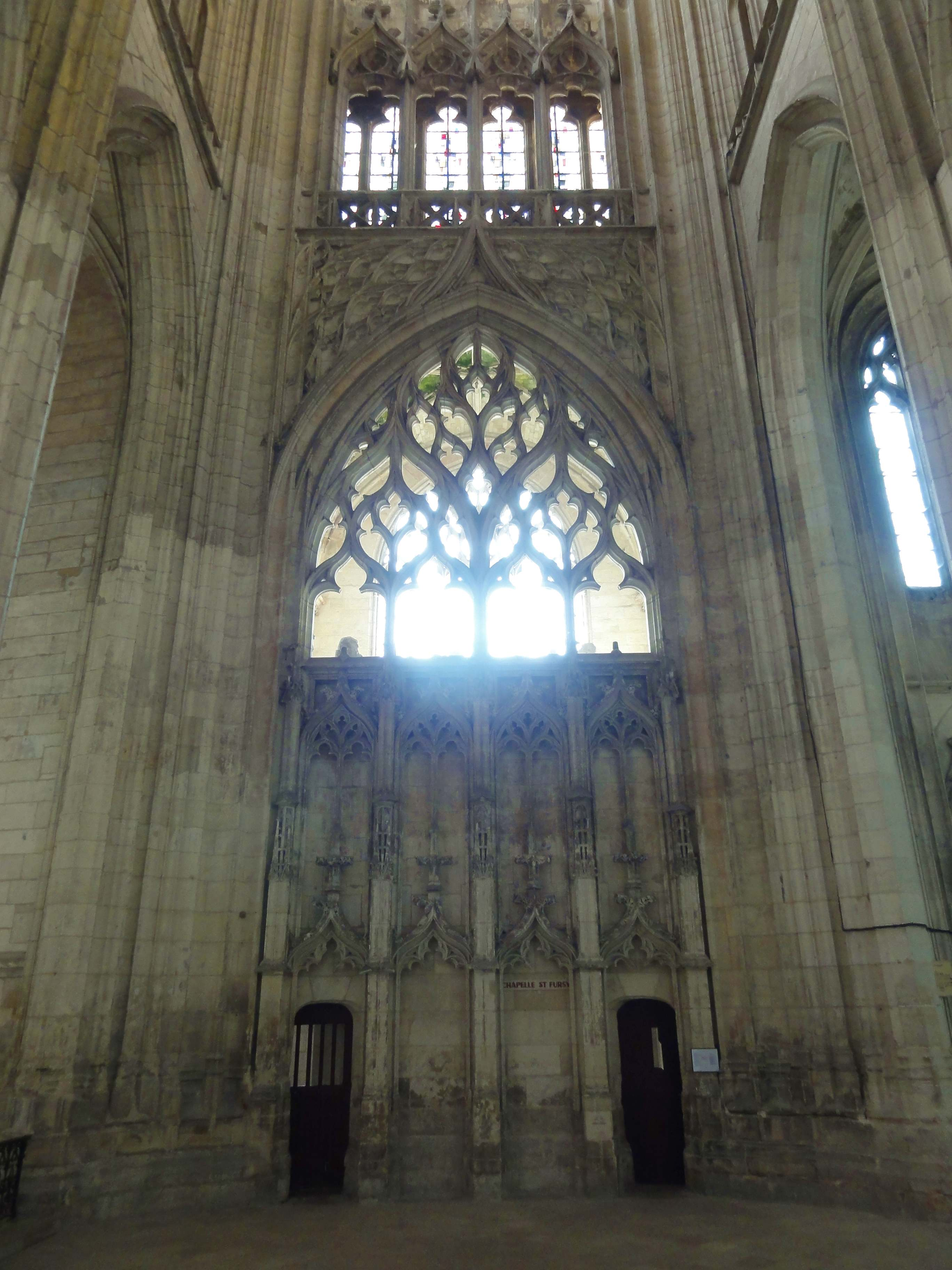
Vue vers le sud, parties basses du mur sud avec les accès à la chapelle Saint-Fursy, la baie de la chapelle Sainte-Catherine et le triforium.
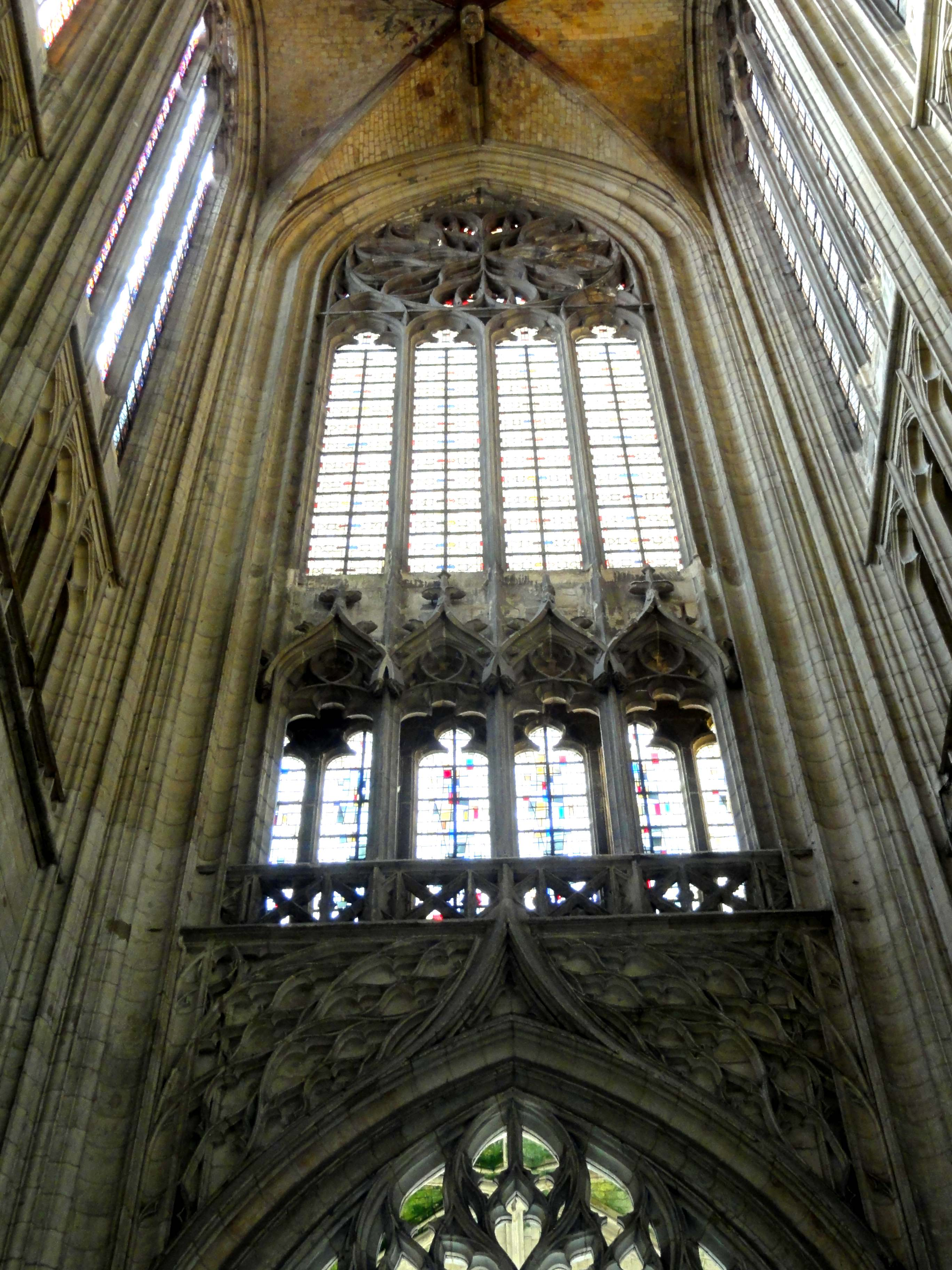
Vue vers le sud, parties hautes du mur sud avec le triforium et la rosace.

#### Les deux chapelles du contrefort méridional
Profitant des subsides généreux offert par le roi Louis XI, Colard Noël construisit des contreforts particulièrement massifs pour le croisillon sud. Dans l'espace situé entre ces contreforts, deux salles purent être aménagées. La première salle, au rez-de-chaussée, fut inaugurée en 1490 et transformée en chapelle dédiée à saint Fursy de Péronne trois ans plus tard. Progressivement délaissée, elle fut transformée en logement sous la Révolution française. Elle est aujourd'hui fermée au public et utilisée comme dépôt lapidaire.
À l'étage, la seconde salle est séparée du petit transept par une baie autrefois ornée de vitraux. Ces derniers ayant été détruits ou emportés par les Allemands durant la Première Guerre mondiale, la baie ne conserve aujourd'hui que son remplage composé de soufflets et ses mouchettes de pierre, ornements caractéristiques de l'art flamboyant. D'un accès difficile, cette salle fut peu utilisée. Elle servit d'abord de trésorerie pour accueillir les reliques de la collégiale durant la nuit. De cette fonction originelle découle son surnom de « Vieille Trésorerie ». Rapidement abandonnée par les chanoines, cette salle devint par la suite une chapelle dédiée à sainte Catherine d'Alexandrie puis la bibliothèque de la collégiale. Elle est aujourd'hui désaffectée et sert de dépôt lapidaire,.

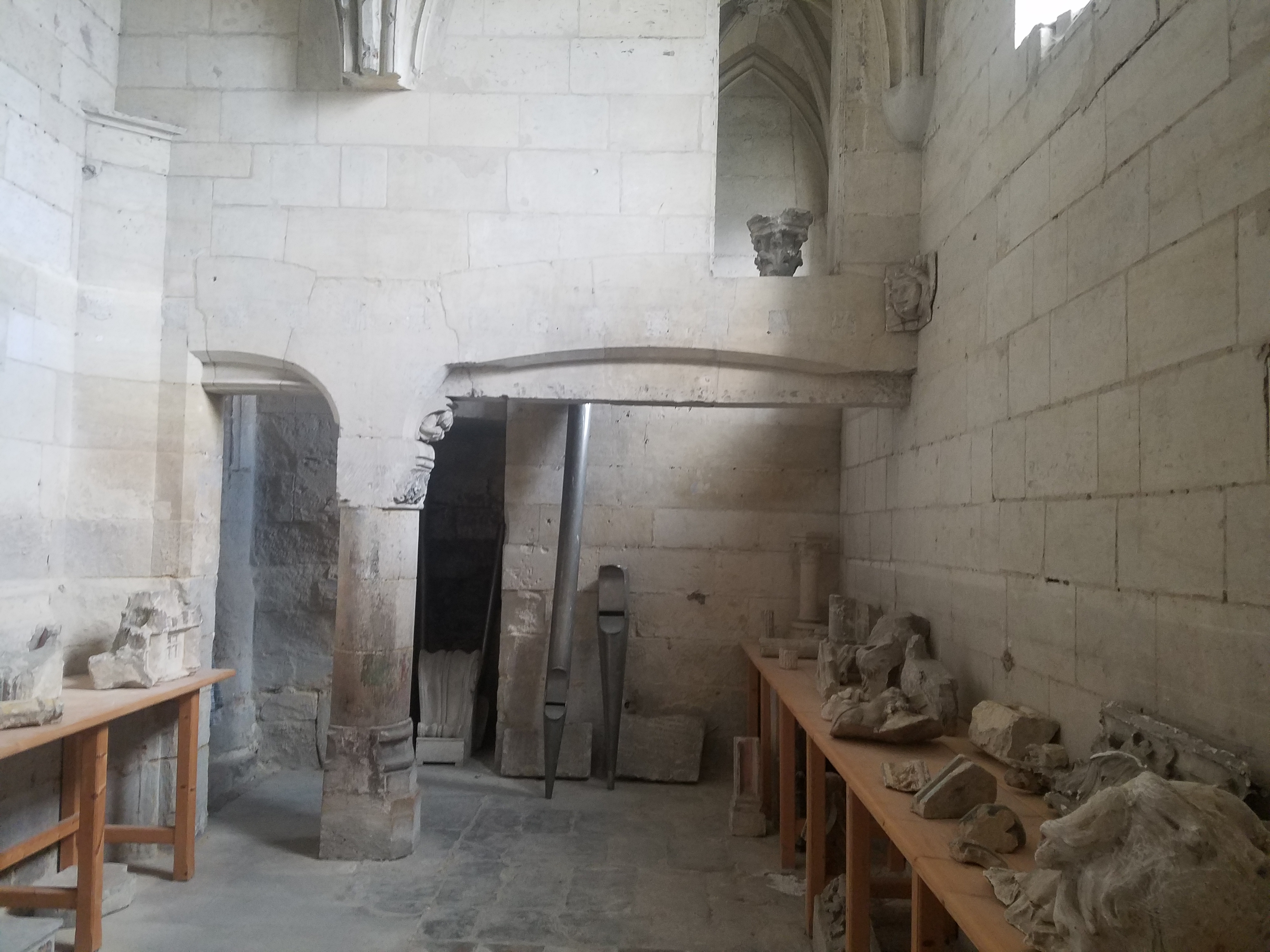
Chapelle Saint-Fursy transformée en dépôt lapidaire.
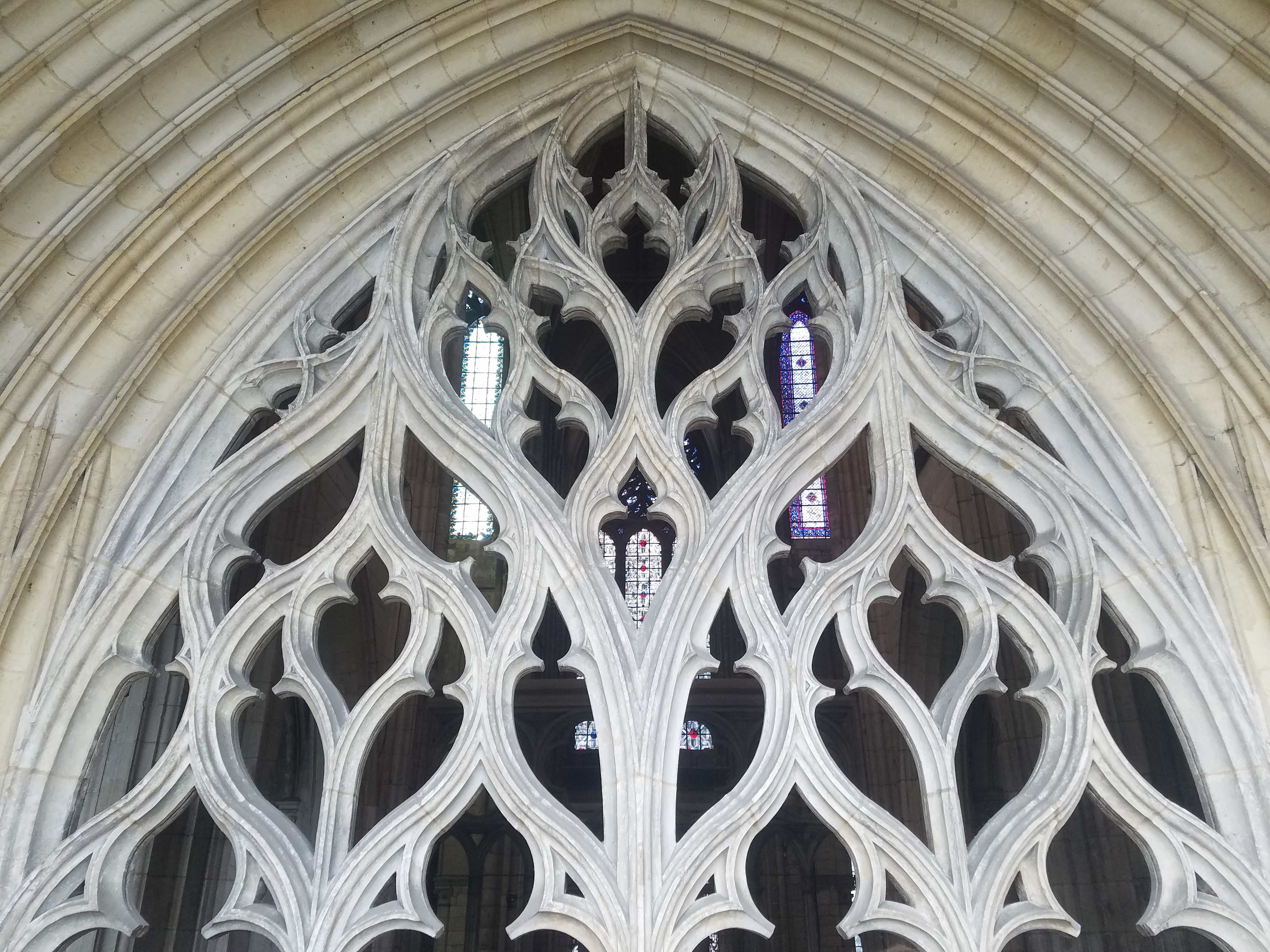
Baie flamboyante de la Chapelle Sainte-Catherine.
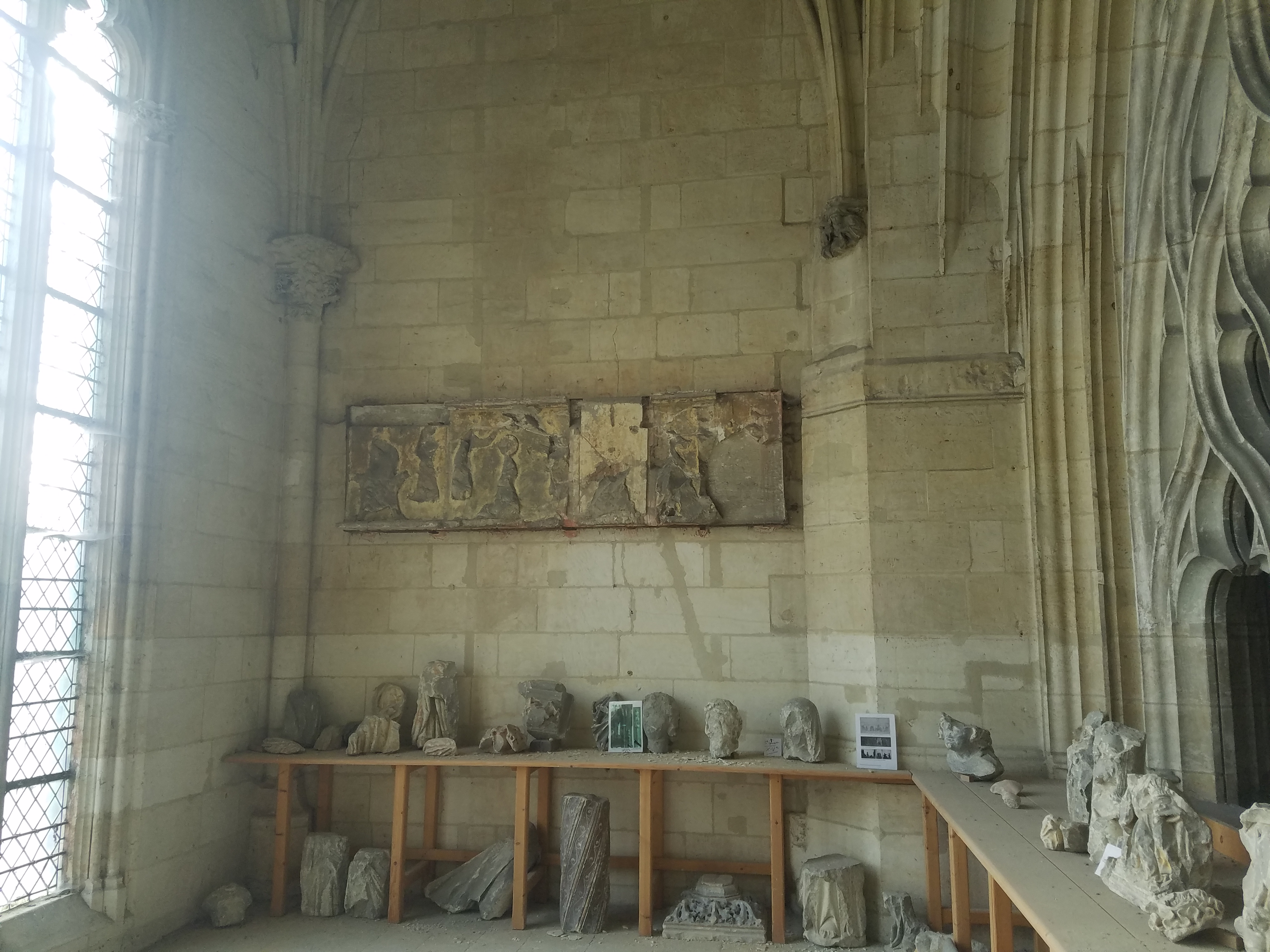
Chapelle Sainte-Catherine transformée en dépôt lapidaire.

#### Les deux chapelles orientées
Chaque croisillon accueille une chapelle orientée, également ouverte sur le déambulatoire, selon un plan peut-être inspiré de celui de l'abbaye de Vaucelles construite au XIIe siècle. Anciennement vouées à Notre-Dame de Lorette et à saint Jean, ces chapelles sont désormais dédiées à saint Joseph et à sainte Anne. Elles comptent deux autels consacrés à leur saint respectif et réalisés aux XIXe et XXe siècles.

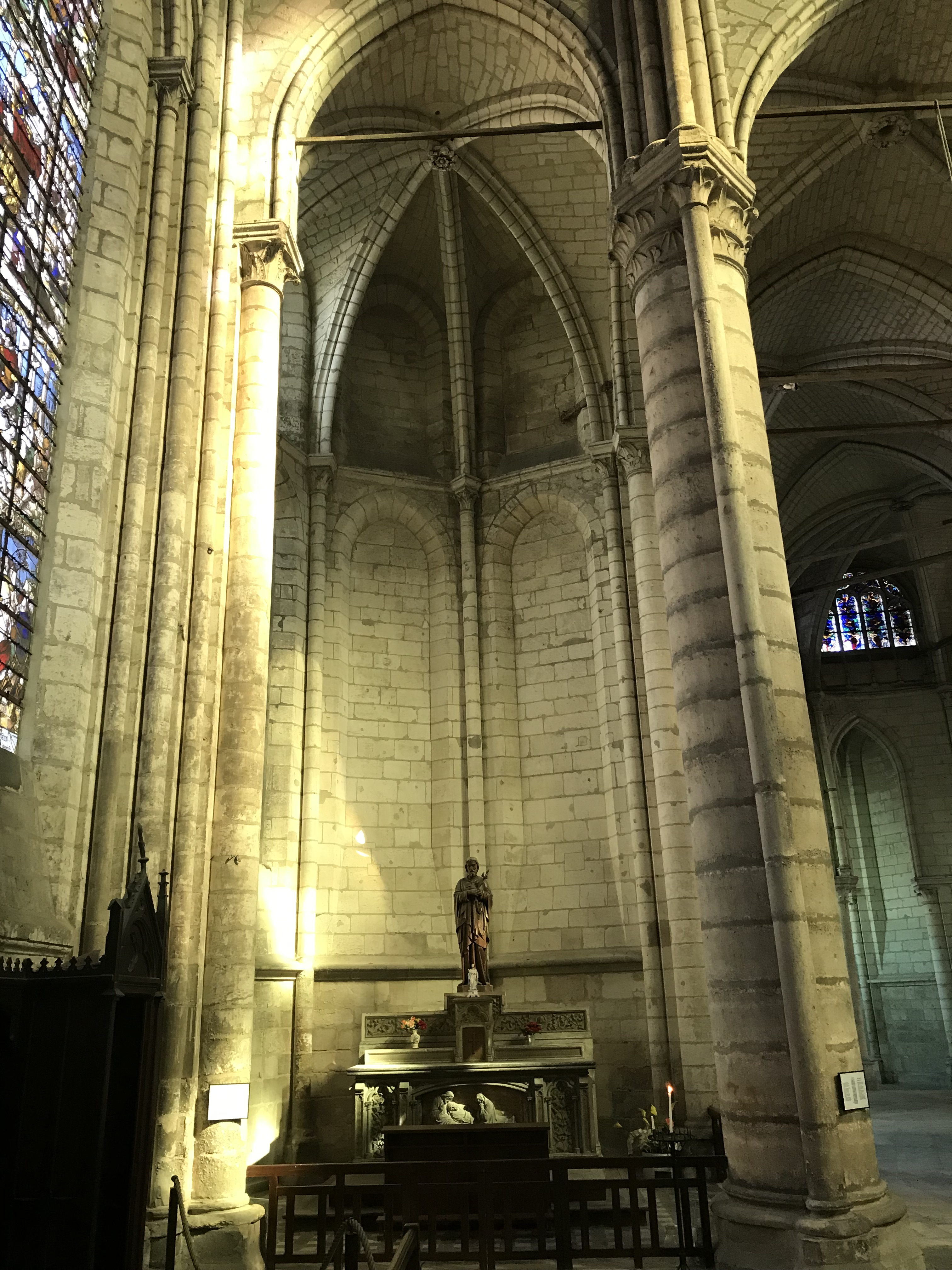
Chapelle Saint-Joseph, vue depuis le petit transept.
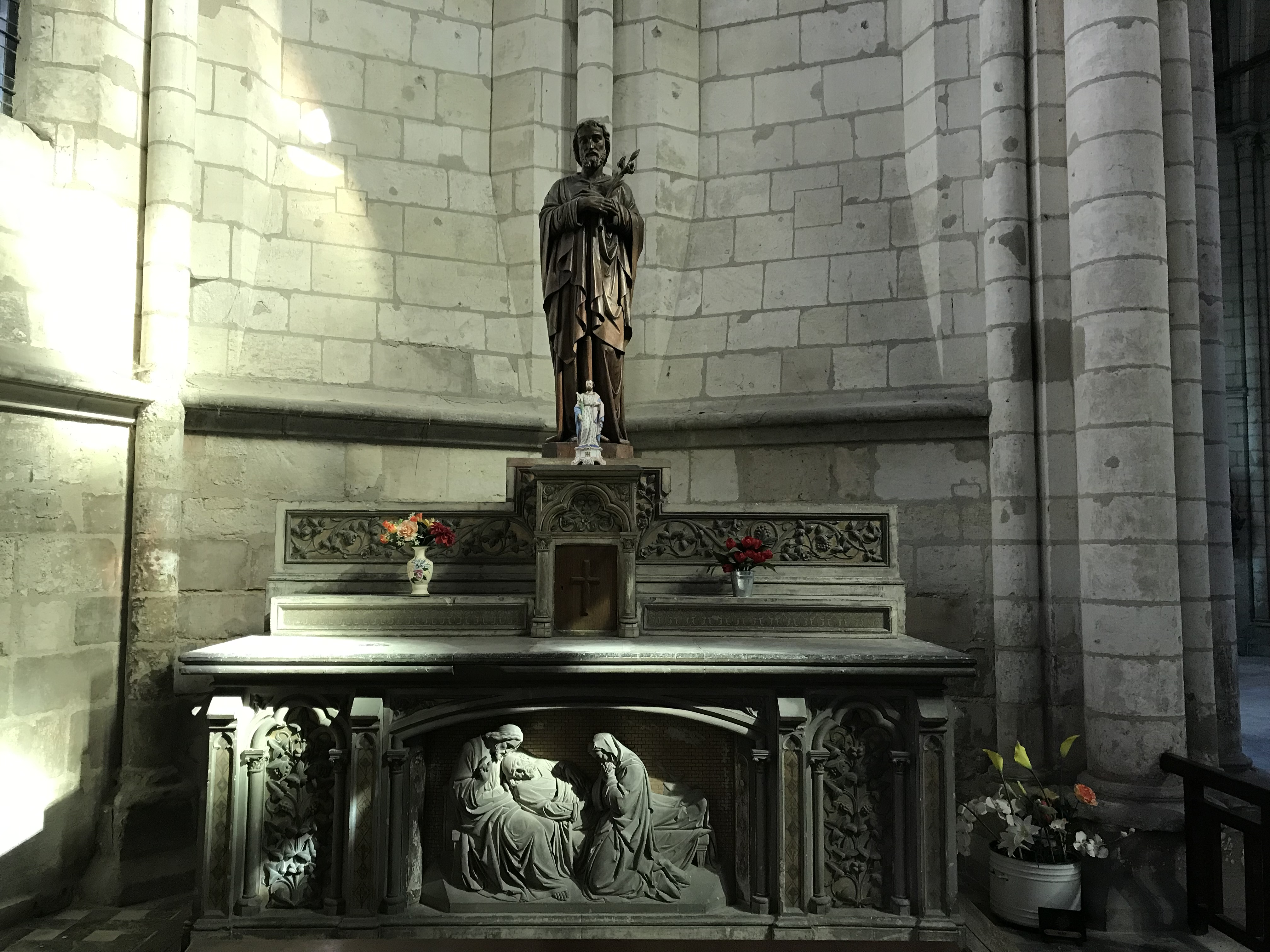
Autel de la chapelle Saint-Joseph.
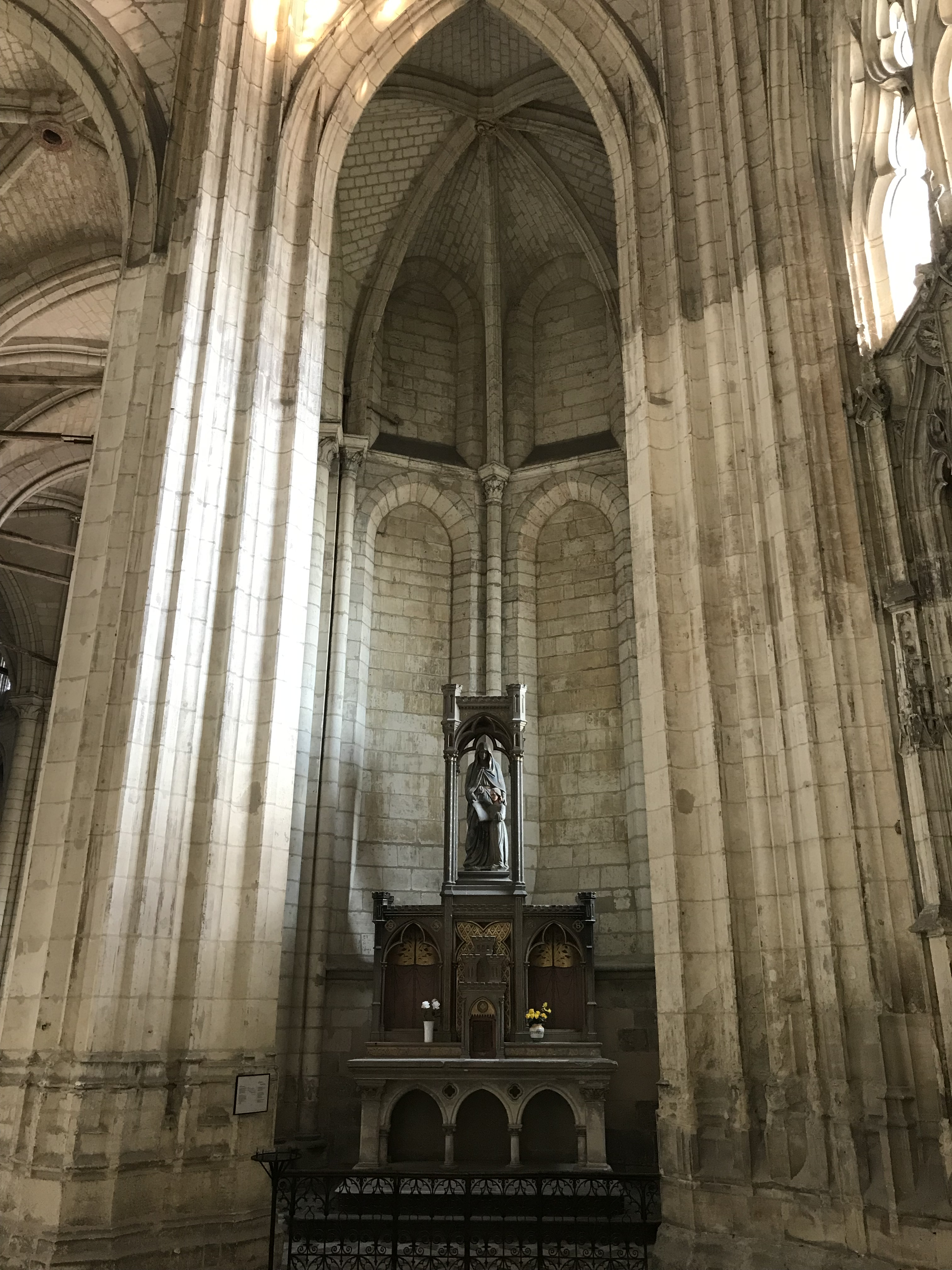
Chapelle Sainte-Anne, vue depuis le petit transept.
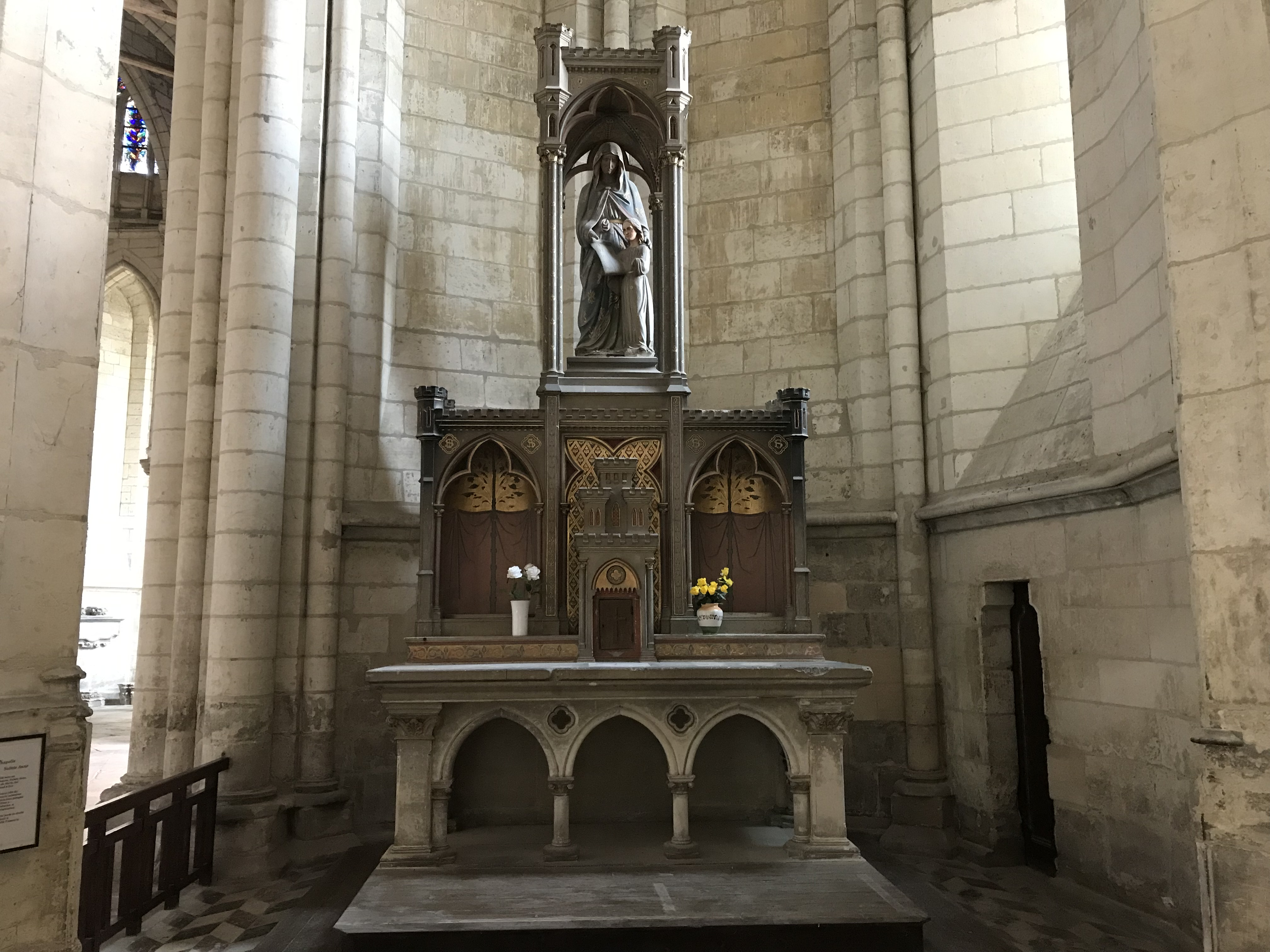
Autel de la chapelle Sainte-Anne.

### L'abside

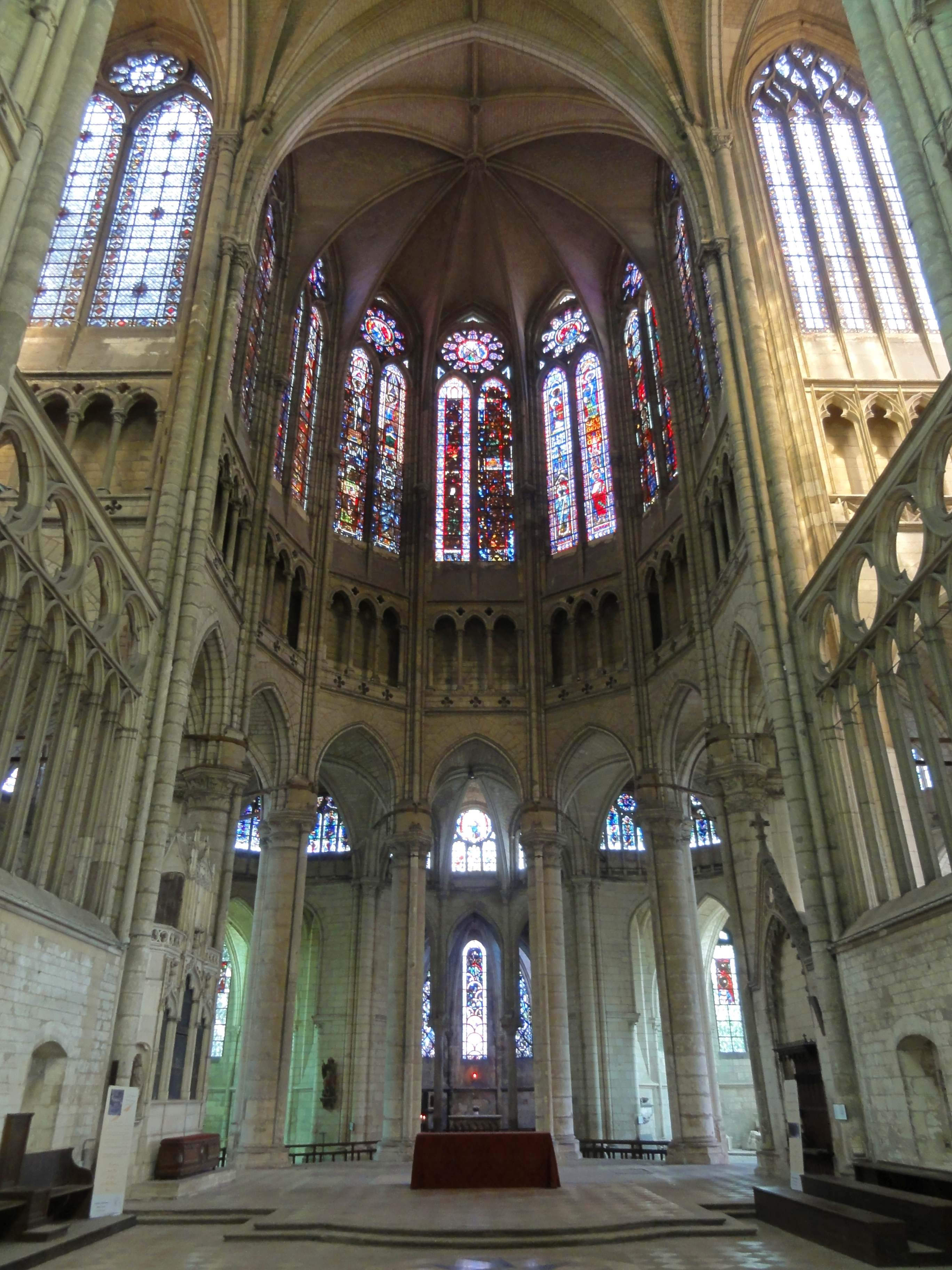
L'abside vue depuis le chœur.

Construits dans la première moitié du XIIIe siècle, l'abside, le déambulatoire et les cinq chapelles rayonnantes s'organisent sur un plan radio-concentrique. L'abside s'élève sur trois niveaux, selon une disposition probablement inspirée de l'abside de la cathédrale Notre-Dame de Reims, bâtie dans les années 1220. Au niveau inférieur, six piliers monocylindriques flanqués d'une colonnette, d'un diamètre d'1,08 m, soutiennent la voûte. Ils portent des arcades en pierre-point et leurs chapiteaux possèdent des corbeilles décorées de deux rangées de feuillages ainsi que de minces tailloirs. Cette disposition est similaire à celle des piliers de la nef de la cathédrale Saint-Gervais-et-Saint-Protais de Soissons. Au niveau intermédiaire, les tribunes du triforium communiquent avec celles des triforiums des deux bras du petit transept. Comme à la cathédrale de Reims et au contraire des cathédrales d'Amiens et de Soissons, la galerie du triforium n'est pas éclairée par une claire-voie. Elle est visible depuis le vaisseau à travers des arcades ajourées, qui prennent la forme d'arcs légèrement brisés soutenus par des colonnettes circulaires. Chaque travée du triforium absidal se compose de trois arcades, comme dans le chœur, contre seulement deux à Reims. Des trous en forme d'étoiles à quatre branches et de quadrilobes décorent les montants supérieur et inférieur du triforium. Au niveau supérieur, les sept fenêtres hautes sont séparées du triforium par un mur plein, à l'instar des fenêtres hautes du chœur et de la nef. Toutefois, si la disposition et la décoration des absides de Saint-Quentin et de Reims sont similaires, le rapport entre leurs trois niveaux d'élévation diffère. À Saint-Quentin, les parties inférieures ne représentent ainsi que 39 % de la hauteur totale de l'abside tandis qu'à Reims, cette part se monte à 45 %. Pierre Bénard interprète cette faible hauteur des parties inférieures de l'abside de Saint-Quentin comme l'un des indices d'une modification des projets des maîtres d’œuvre de la collégiale dans le deuxième quart du XIIIe siècle. L'amélioration des techniques de construction et les exemples des cathédrales voisines auraient pu inciter à bâtir une église plus haute qu'initialement envisagée. Cette hypothèse expliquerait également la faible hauteur des absidioles et des butées du chœur.
Le déambulatoire est formé de deux travées rectangulaires et de cinq travées à six pans. Chacune de ces travées à six pans s'approfondit en segment de cercle aux dépens des absidioles, selon un modèle probablement inspiré de celui de la collégiale Notre-Dame-en-Vaux de Châlons-en-Champagne, construite dans la seconde moitié du XIIe siècle. Le déambulatoire est pourvu de quinze fenêtres hautes, suivant un modèle qui inspira sans doute les concepteurs du déambulatoire de la cathédrale Saint-Pierre de Beauvais, bâti dans le deuxième quart du XIIIe siècle. Pierre Bénard considère que la présence de ces fenêtres hautes est un indice supplémentaire de la modification des projets des maîtres d'œuvre durant la construction de l'abside. Le rôle de ces fenêtres serait de servir de degré intermédiaire pour assurer une transition harmonieuse entre les voûtes des chapelles absidiales, hautes de seulement neuf mètres, et celles de l'abside, hautes de plus de 34 mètres. Le remplage de ces fenêtres fut, sans doute, modifié au XIVe siècle ou au XVe siècle. Des lancettes trilobées sont surmontées de mouchettes ou de cercles.

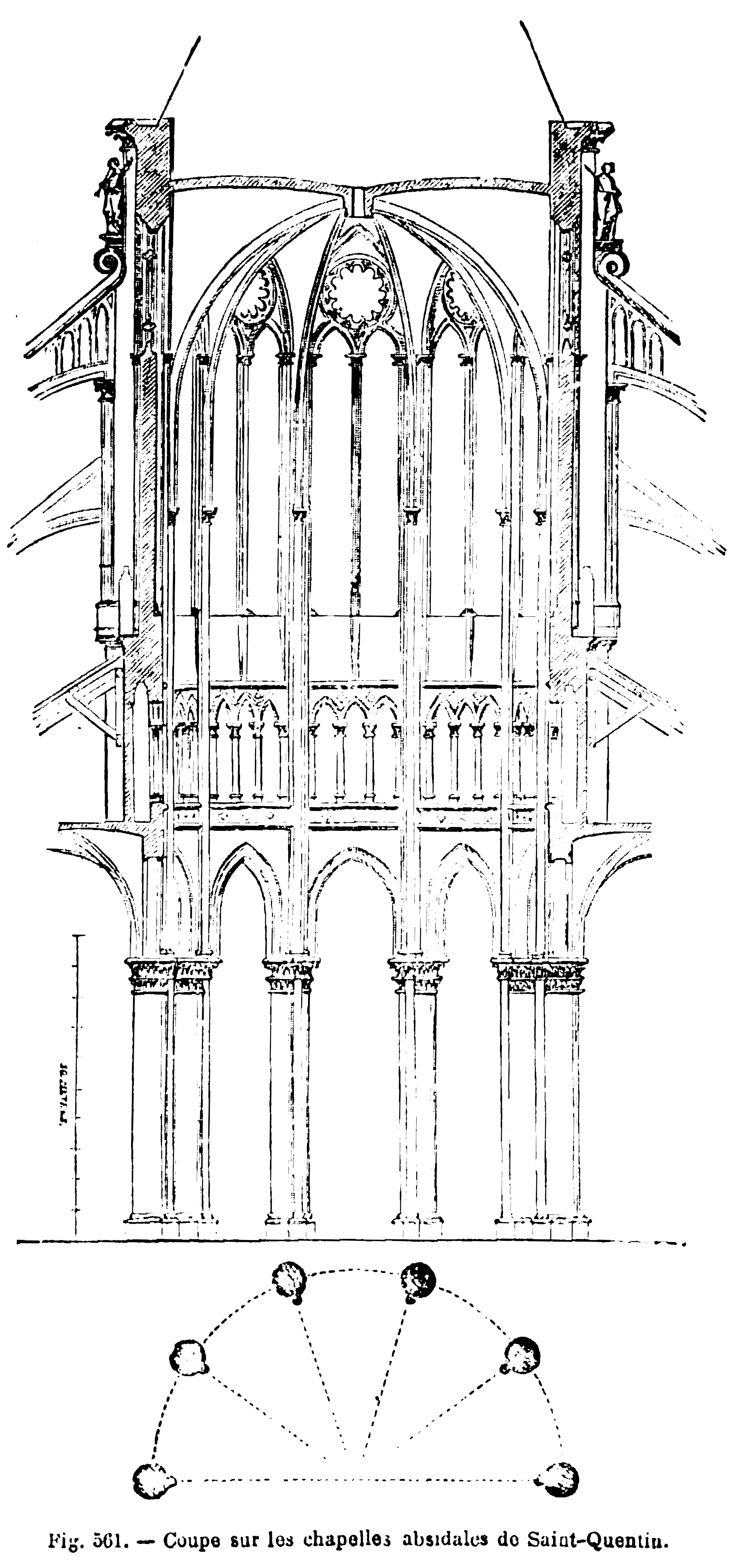
L'abside (dessin de Bénard).
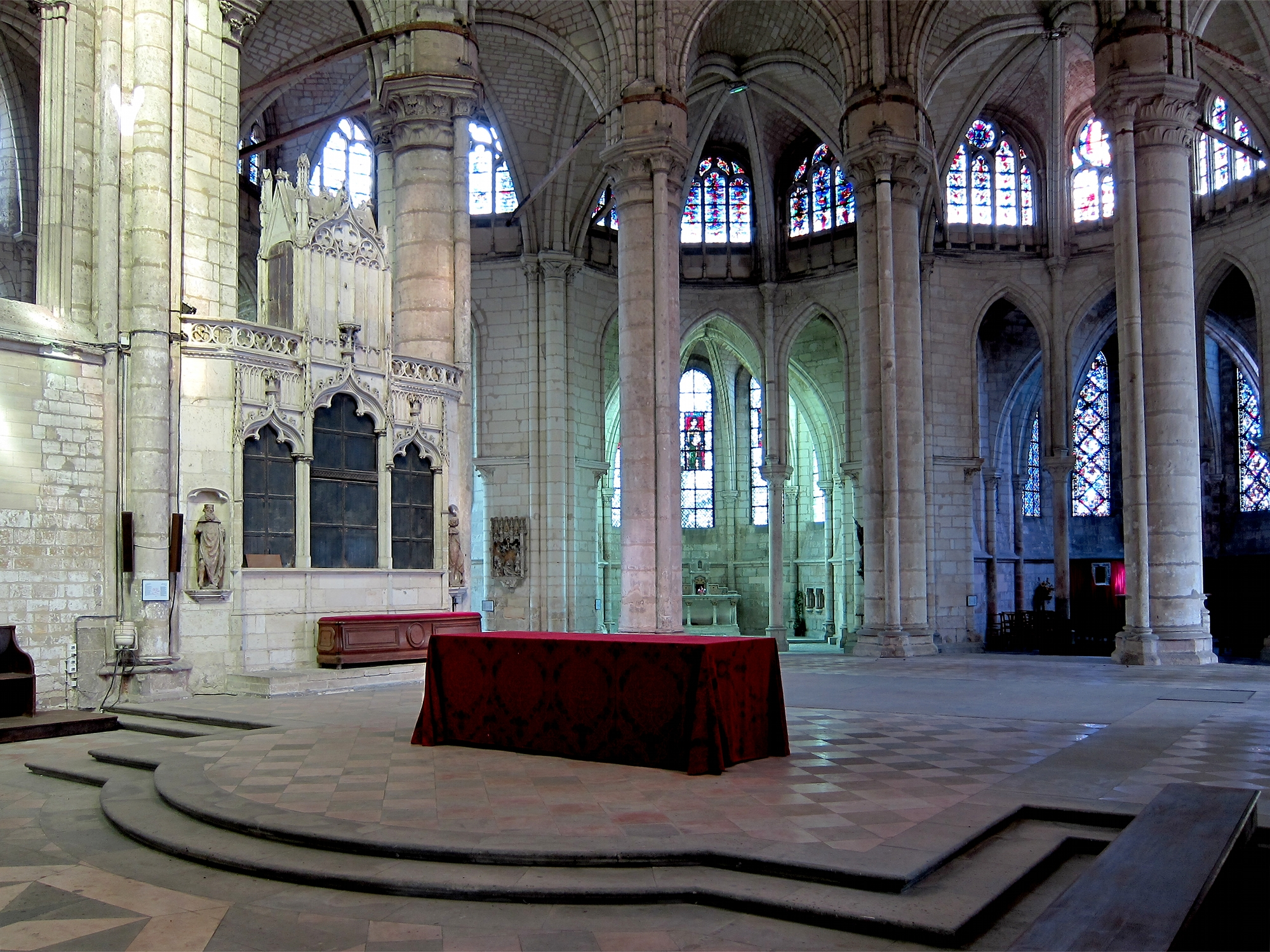
L'autel de l'abside avec, à gauche de l'image, l'ancienne armoire à reliquaires du XVe siècle[223],
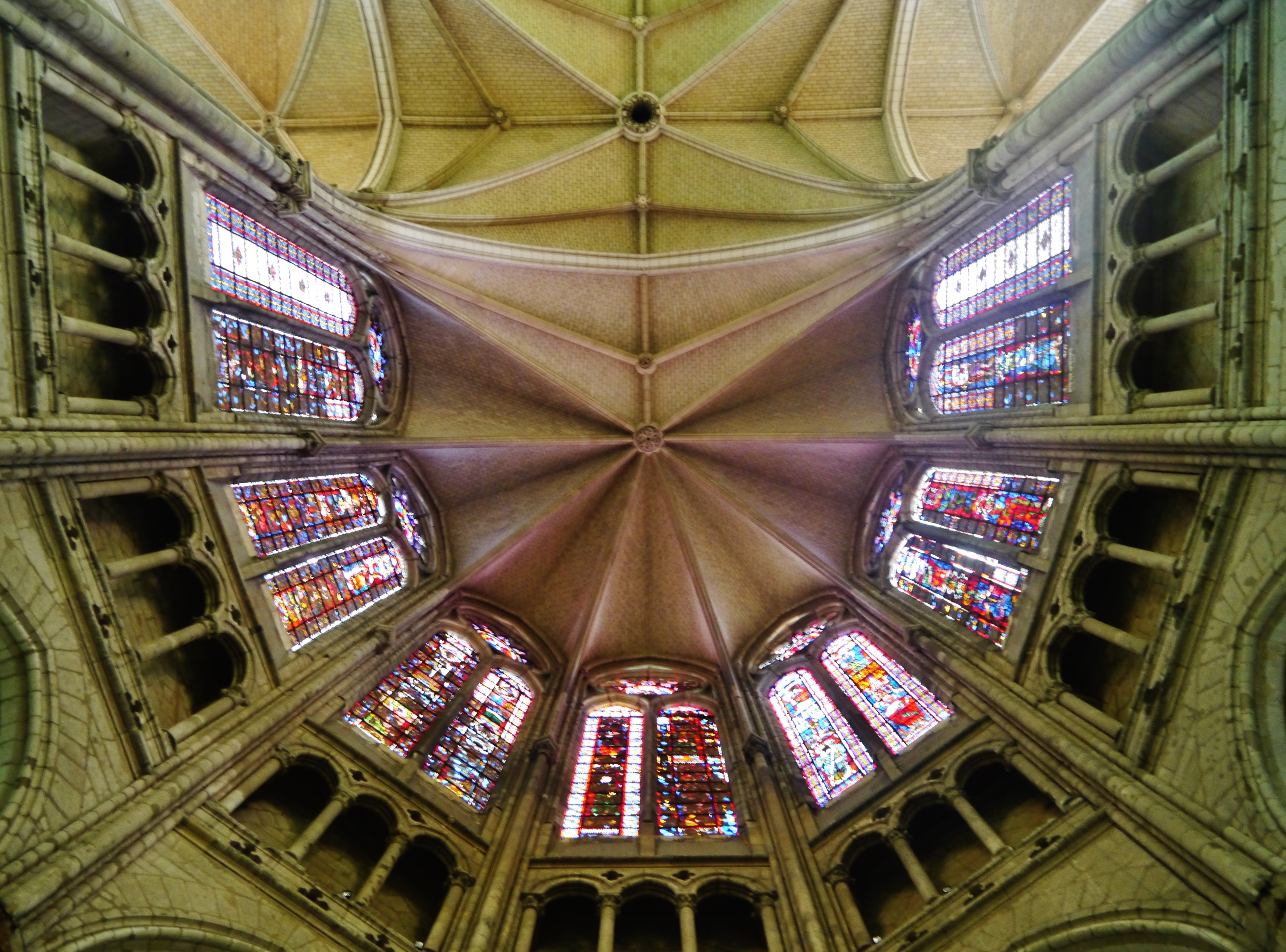
La voûte de l'abside.

### Les chapelles rayonnantes de l'abside
Les cinq absidioles sont dédiées, en allant du nord au sud, à Notre-Dame-des-sept-Douleurs, à Saint Louis, au Saint-Sacrement, à la Sainte Croix et à saint Roch de Montpellier. Elles sont couvertes de voûtes à dix compartiments reposant sur des colonnes à chapiteaux. Une paire de colonnettes isolées est plantée à leur entrée. Ces caractéristiques, uniques parmi les grandes églises gothiques de Picardie, sont sans doute inspirées de celles de la basilique Saint-Remi de Reims et de la collégiale Notre-Dame-en-Vaux de Châlons-en-Champagne bâties quelques décennies plus tôt,. Les piliers des absidioles sont similaires à ceux de la chapelle Saint-Michel de la tour porche. Leurs chapiteaux sont très évasés et décorés de quelques feuillages.

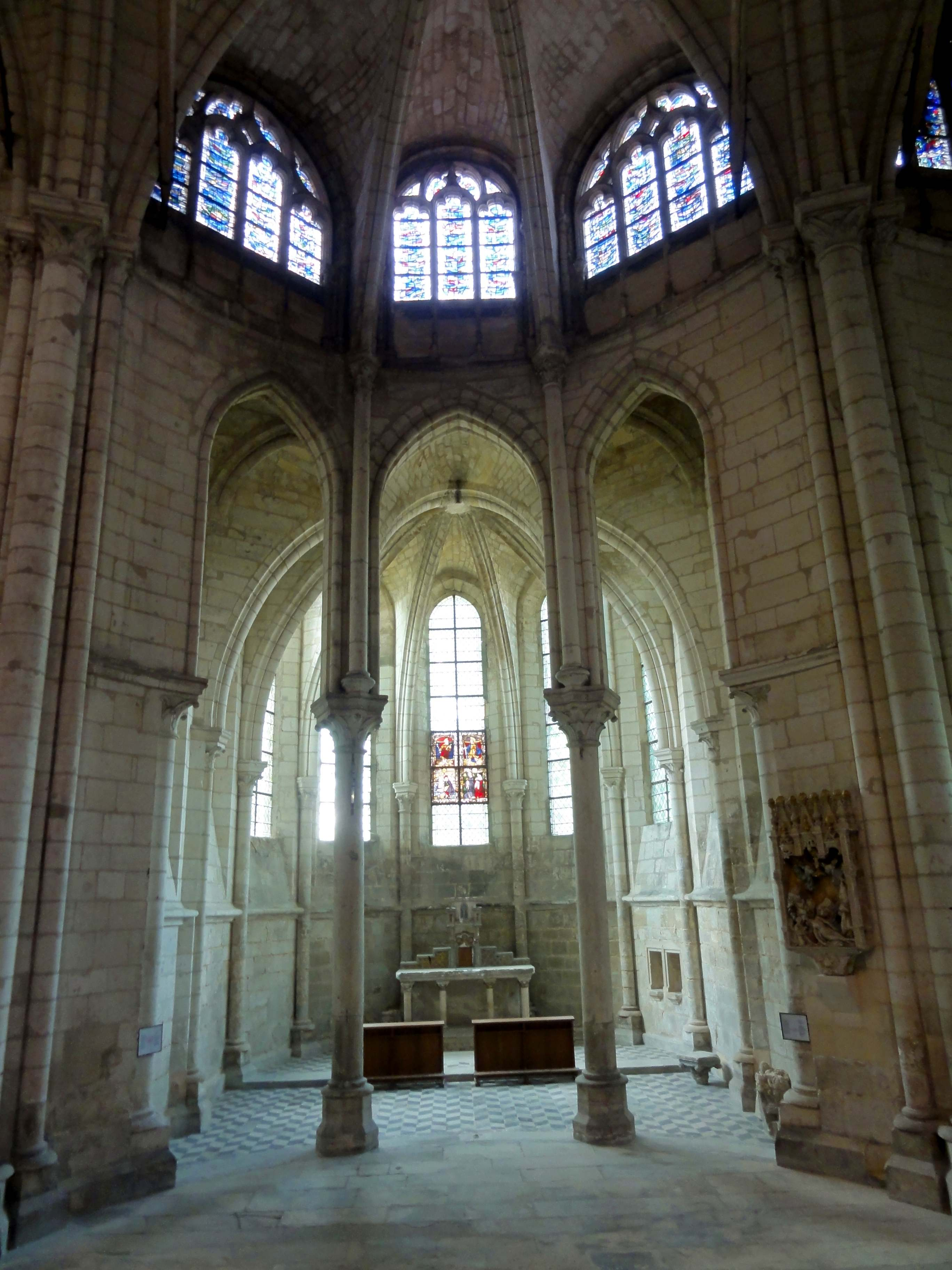
La chapelle Notre-Dame-des-sept-Douleurs, vue depuis le chœur.
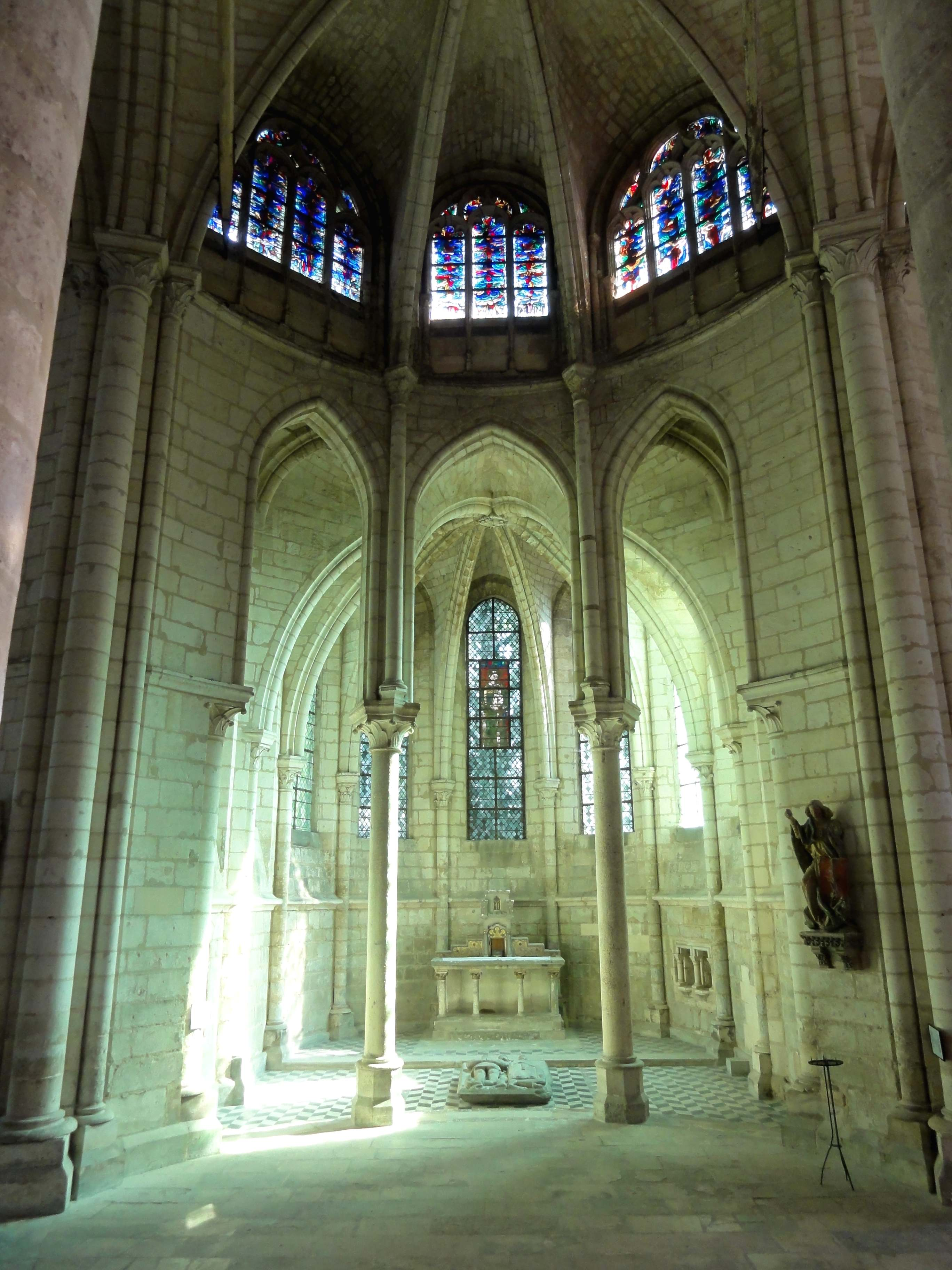
La chapelle Saint-Louis, vue depuis le chœur.
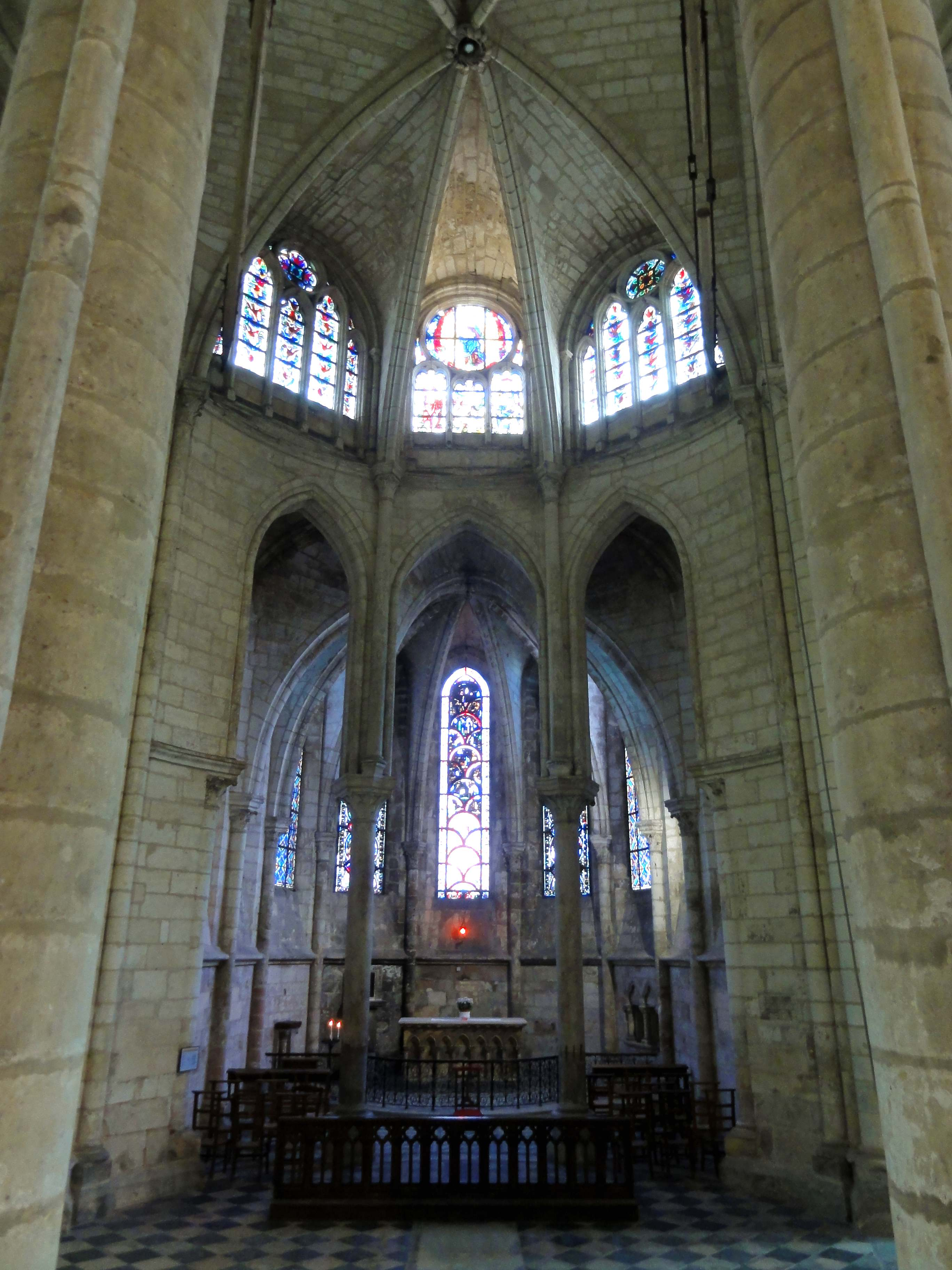
La chapelle du Saint-Sacrement, vue depuis le chœur.
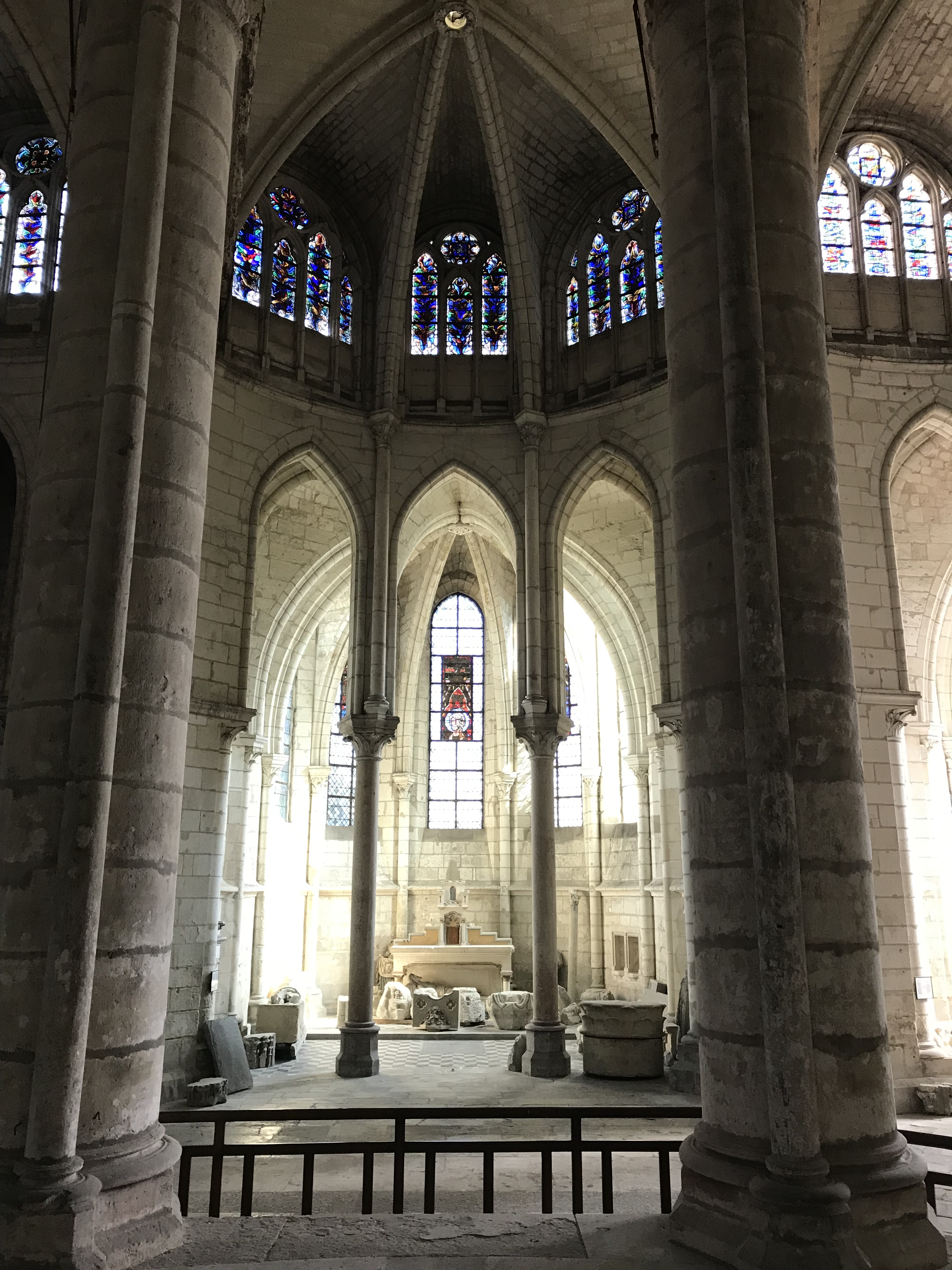
La chapelle de la Sainte Croix, vue depuis le chœur.
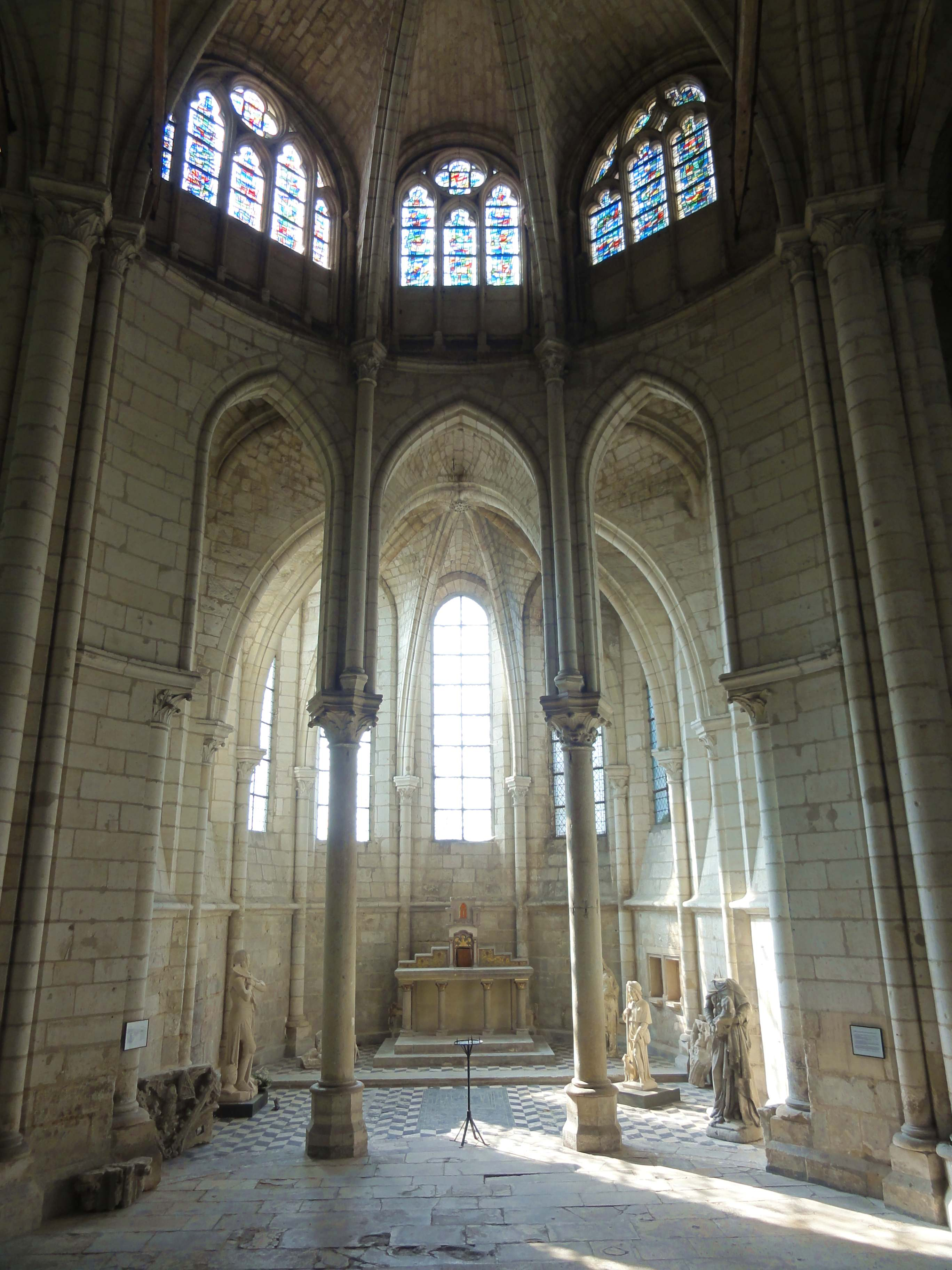
La chapelle Saint-Roch, vue depuis le chœur.

#### La chapelle Notre-Dame-des-Sept-Douleurs
Originellement dédiée à saint Jacques, cette chapelle est aujourd'hui consacrée à Notre-Dame-des-Sept Douleurs.
Une vierge de pitié (ou pietà) est adossée au pilier d’angle à droite de la chapelle. De style Renaissance et sans doute réalisée dans la première moitié du XVIe siècle, elle a été offerte à la collégiale en 1845. Elle représente le couple de donateurs, présenté par saint Jacques et saint Nicolas à Marie tenant son fils après la crucifixion.

#### La chapelle Saint-Louis
Sans doute dédiée originellement à saint Étienne, cette chapelle est aujourd'hui consacrée à Saint Louis, qui apporta de nombreux subsides au chapitre de Saint-Quentin pour financer la construction du chœur au XIIIe siècle.
Le gisant de Pierre d'Estournel, seigneur de Vendhuile décédé le 9 juillet 1528, et de sa fille Adrienne était initialement situé dans l'église paroissiale de Vendhuile. Dégradé sous la Révolution française, il fut offert par le maire de Vendhuile au musée de la ville de Saint-Quentin en 1845 puis déposé dans la chapelle Saint-Louis en 1977. En calcaire gris, le gisant représente le père et la fille séparés par les armoiries familiales avec, à leurs pieds, un lion et un chien.
Depuis la fin du XIXe siècle, une statue de saint Michel terrassant le dragon est adossée au pilier d'angle à droite de la chapelle. Probablement réalisée dans le nord de la France durant la seconde moitié du XVe siècle, elle a été décrite pour la première fois en 1855 par le baron de Guilhermy. Son origine et son parcours antérieur sont inconnus.

#### La chapelle du Saint-Sacrement

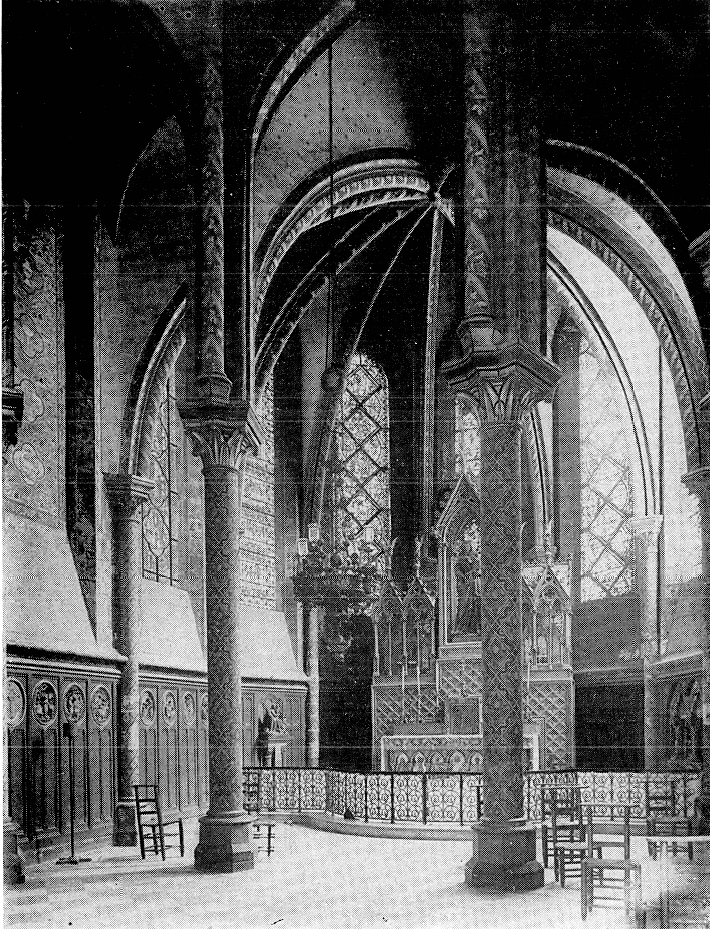
La chapelle du Saint-Sacrement vers 1900.

Dédiée à la Vierge jusqu'au XIXe siècle, la chapelle axiale est aujourd'hui consacrée au Saint-Sacrement. Elle avait bénéficié d'une riche décoration en 1854 en l'honneur du dogme de l'Immaculée Conception. Dépouillée de ses ornements durant la Première Guerre mondiale, elle ne conserve aujourd'hui que l'autel néogothique réalisé par le sculpteur lillois Charles Cuisine et livré vers 1859. Il est orné de treize arcs destinés à recevoir des images du Christ et de ses douze apôtres.

#### La chapelle de la Sainte Croix
Comme son nom l'indique, cette chapelle contenait autrefois un morceau de la Vraie Croix, offert par le roi Louis IX en 1251 grâce à une requête de Roger de Provins, premier médecin du roi et chanoine de la collégiale de Saint-Quentin. Depuis 1935, le morceau de la Vraie Croix est conservé dans la chapelle Saint Quentin, avec les autres reliques détenues par la basilique, laissant vide la niche de la chapelle de la Sainte-Croix.
La chapelle est utilisée comme dépôt lapidaire depuis 1956.

#### La chapelle Saint-Roch
Anciennement dédiée à saint Éloi de Noyon, cette chapelle est consacrée à saint Roch de Montpellier depuis 1636, année où sévissait une épidémie de peste dans le Vermandois. Une statue du saint habillé en pèlerin, réalisée par Léopold Lefebvre vers 1910, y est conservée.
Au sol, la dalle funéraire en pierre bleue de Tournai de Mehaus Patrelote, décédée en novembre 1272, représente la défunte avec son livre d'heures aux côtés de deux vierges et d'un ange. Cette bourgeoise de Saint-Quentin avait fondé, en 1269, une chapellenie dans l'actuelle chapelle Saint-Roch en offrant 352 livres parisis au chapitre.

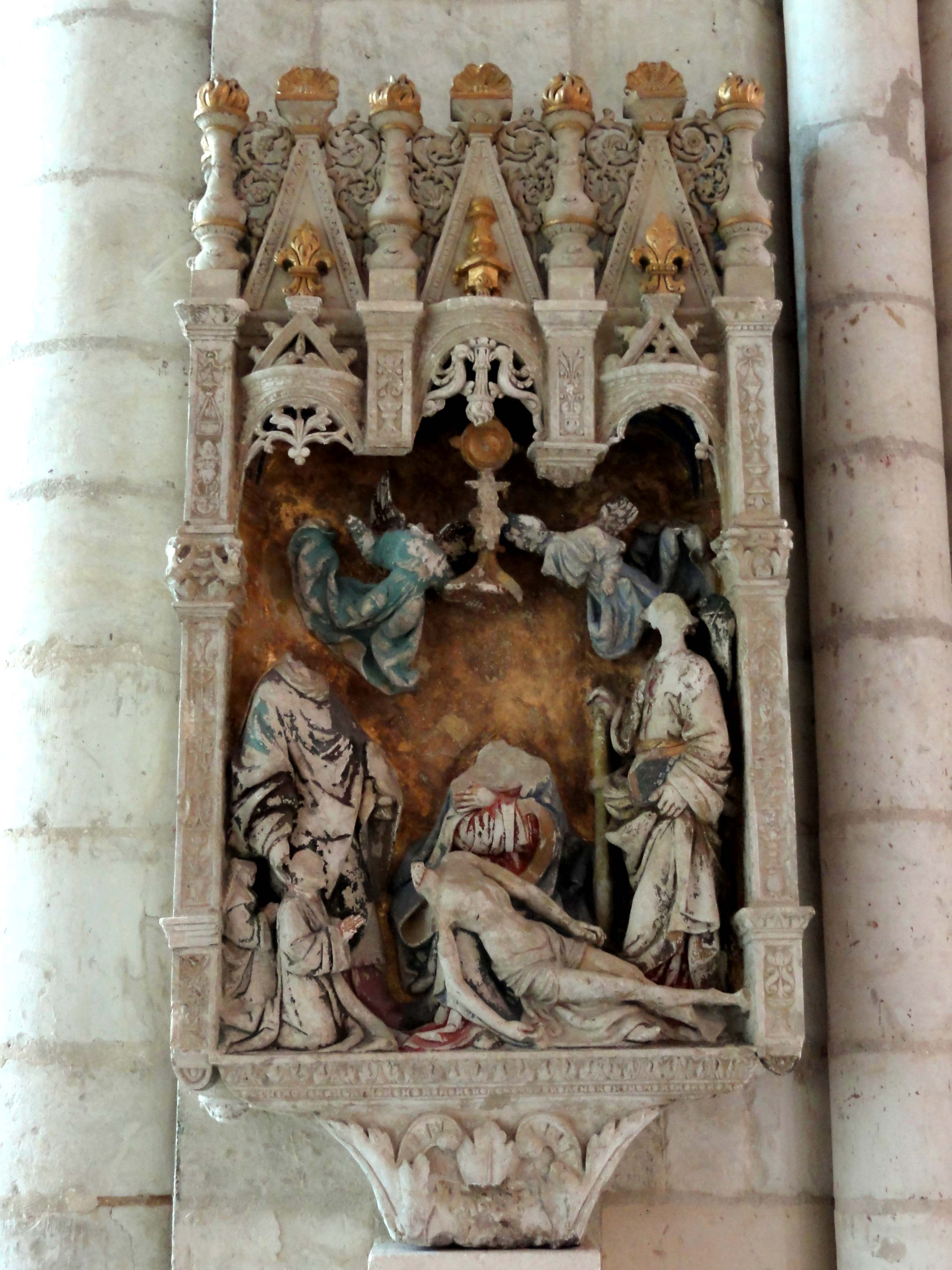
Vierge de pitié avec saint Nicolas et saint Jacques présentant deux donateurs, chapelle Notre-Dame-des-Sept-Douleurs, première moitié du XVIe siècle.
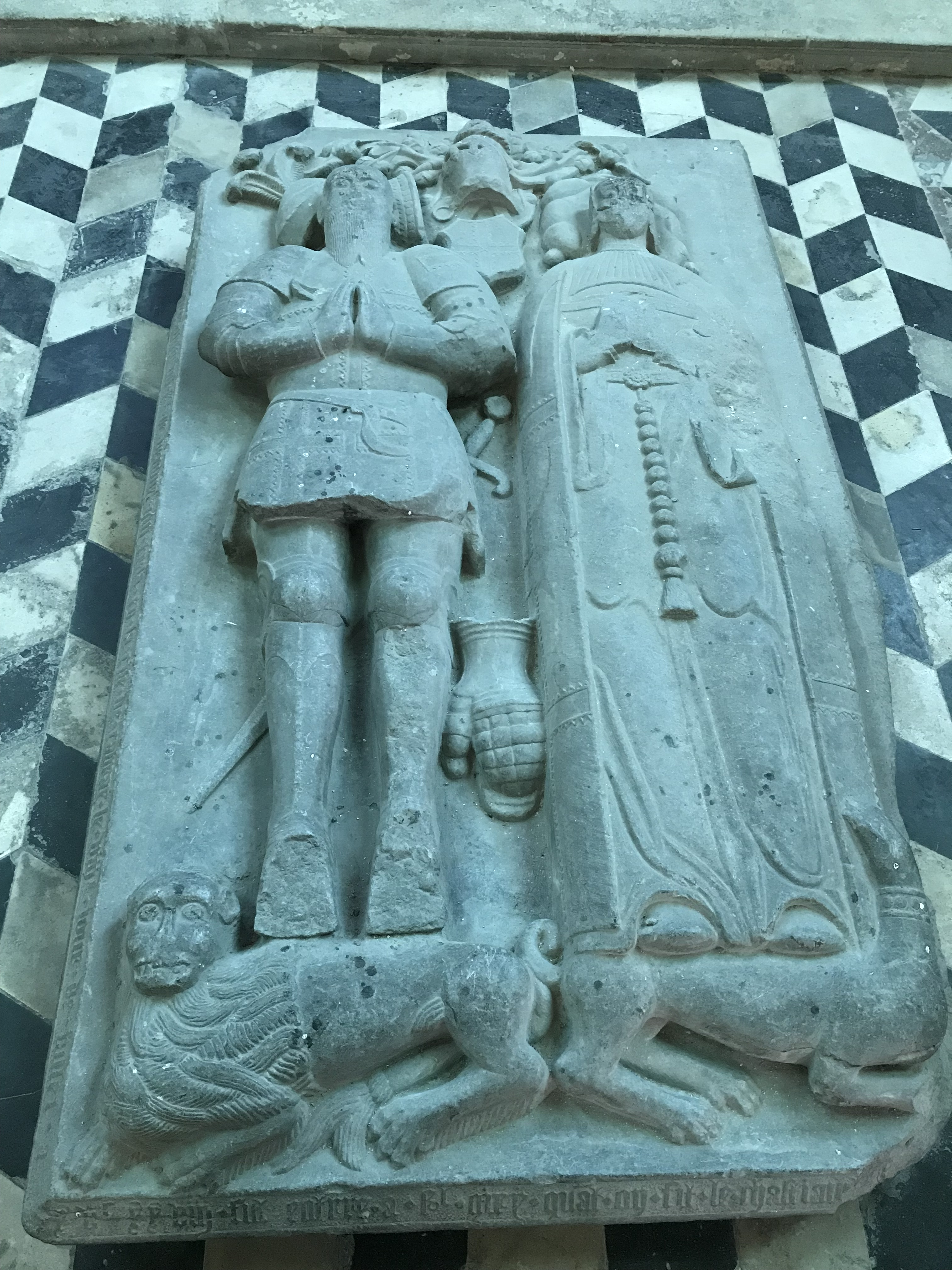
Le gisant de Pierre et d'Adrienne d'Estournel, chapelle Saint-Louis, vers 1530–1540.
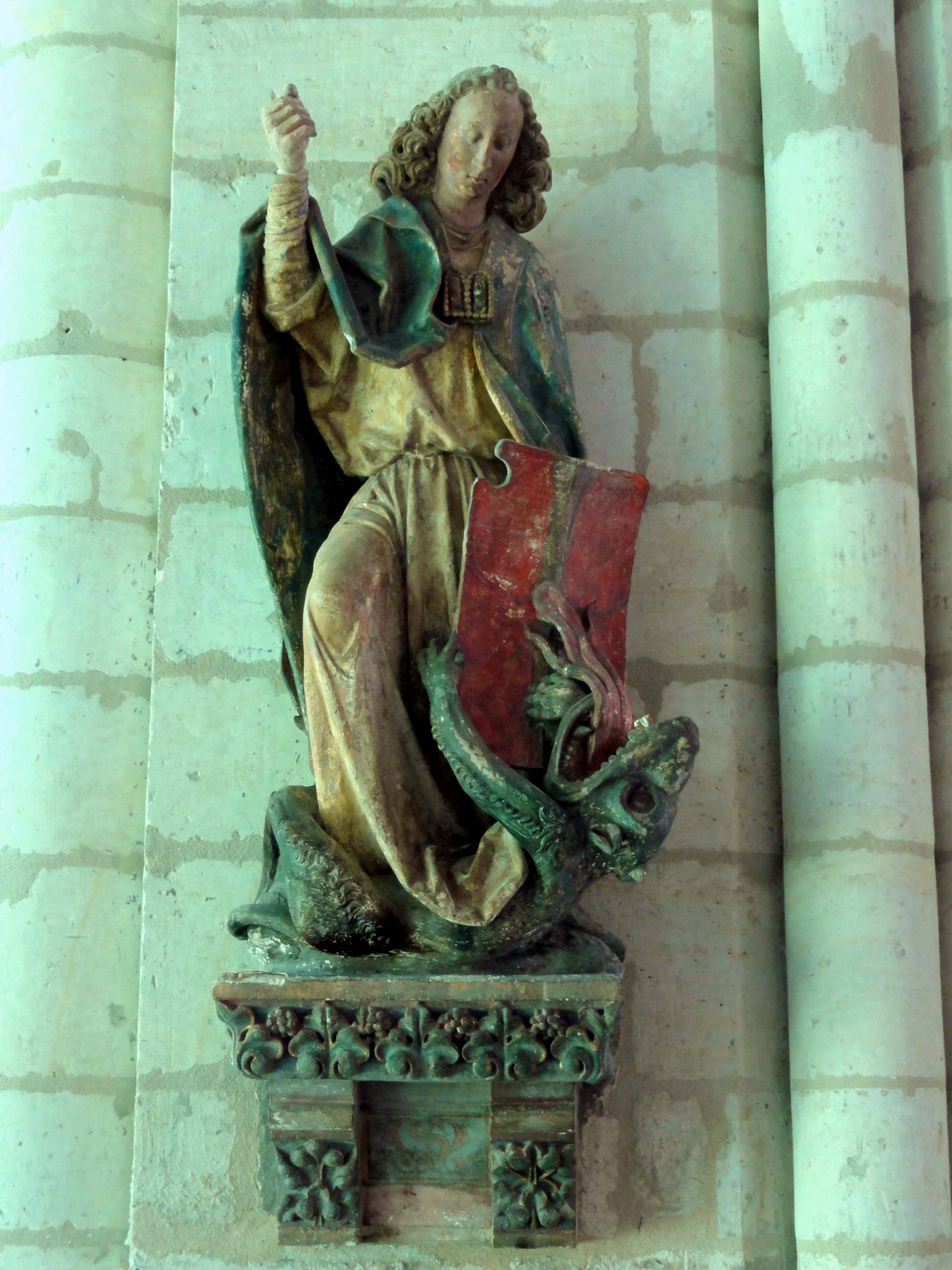
Statue de Saint Michel terrassant le dragon, chapelle Saint-Louis, XVe siècle.
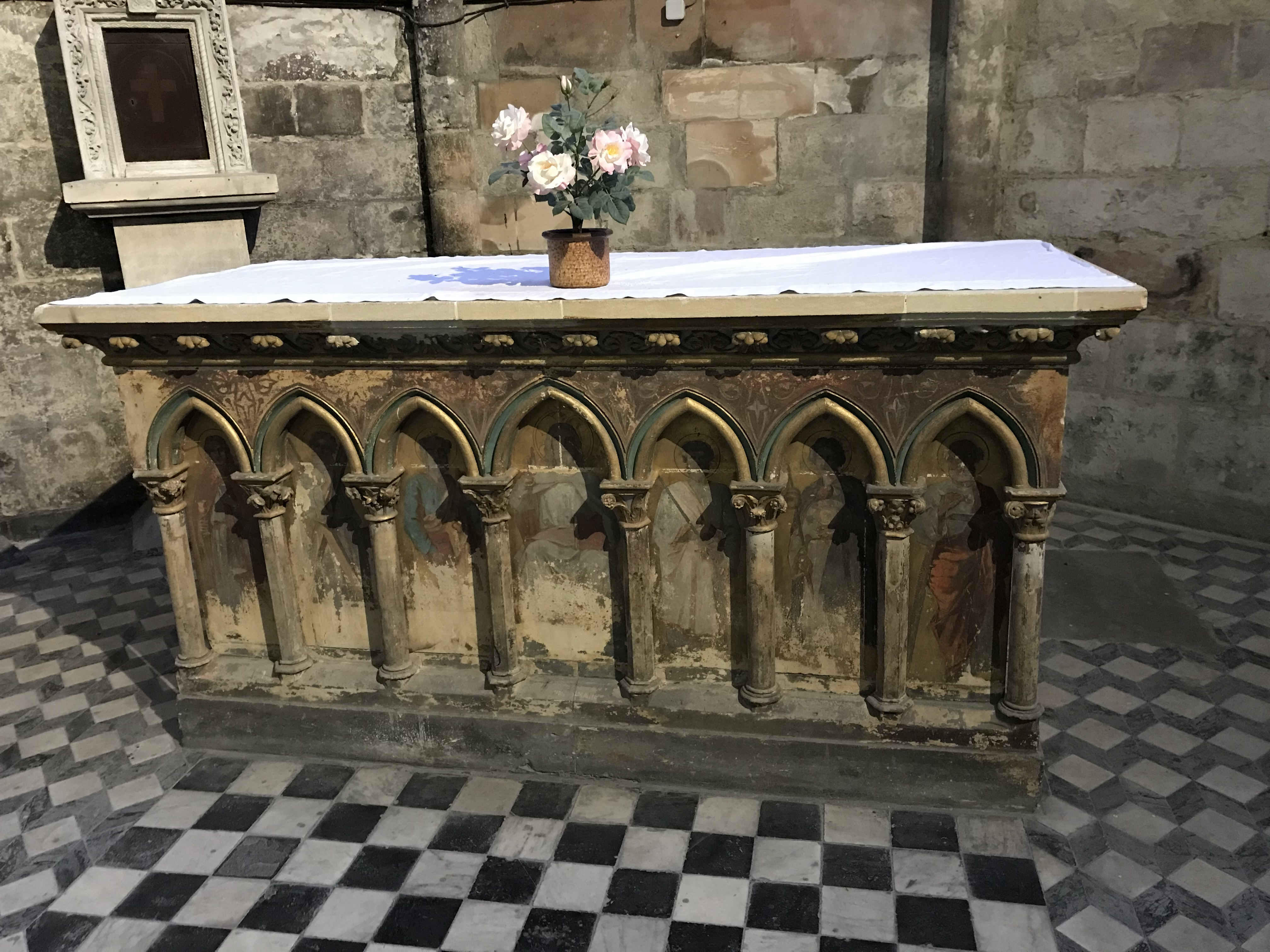
L'autel néogothique, Charles Cuisine, chapelle du Saint-Sacrement, 1859.
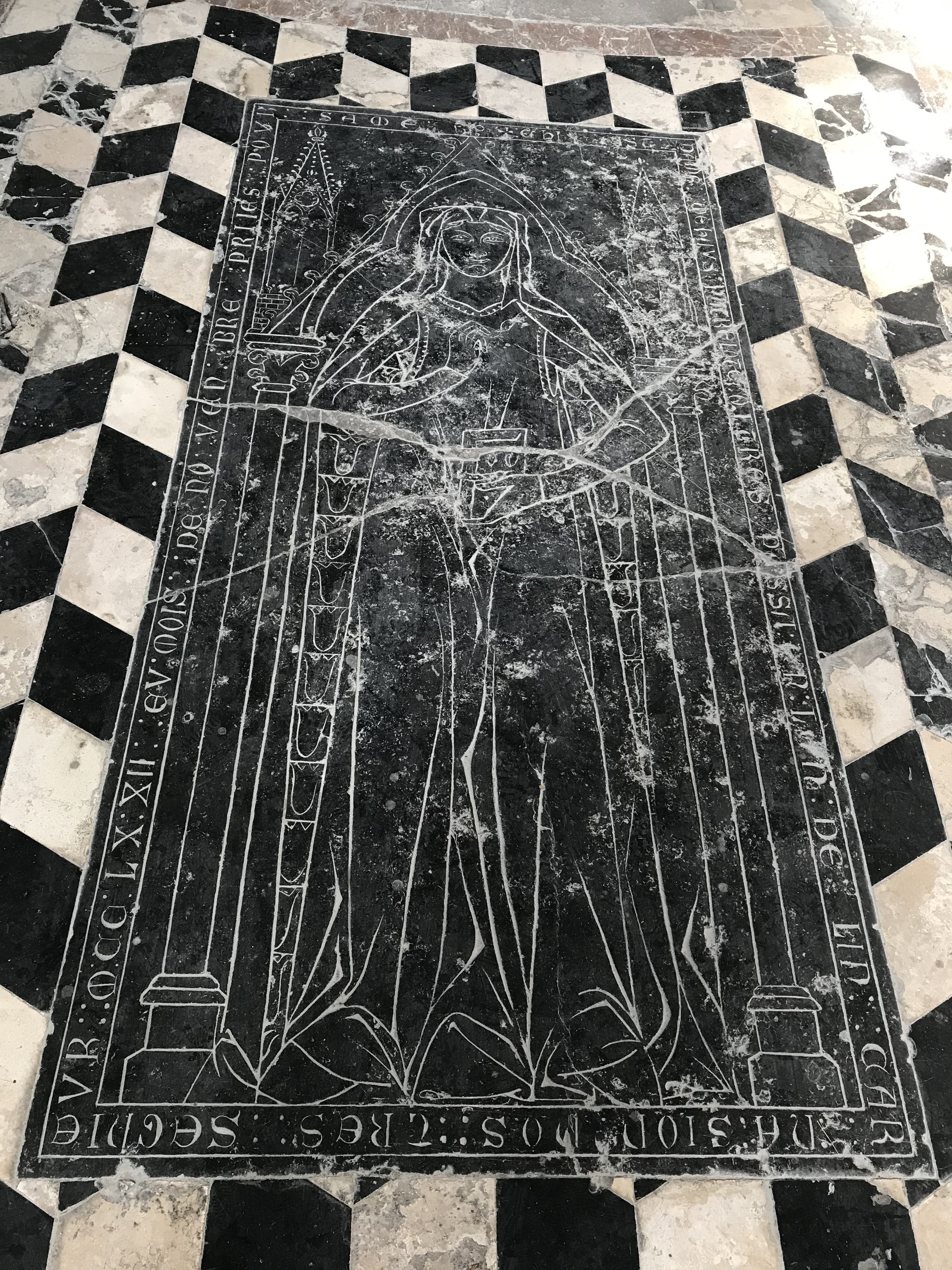
La dalle funéraire de Mehaus Patrelote, chapelle Saint-Roch, vers 1272.

## Mobilier

### Les vitraux

#### Les vitraux médiévaux
À cause des intempéries, des incendies et des guerres – en particulier le siège de 1557 et la Première Guerre mondiale – peu de vitraux médiévaux ont conservés. Ils se concentrent essentiellement dans l'abside et les chapelles absidiales.

##### Verrières de la chapelle d'axe

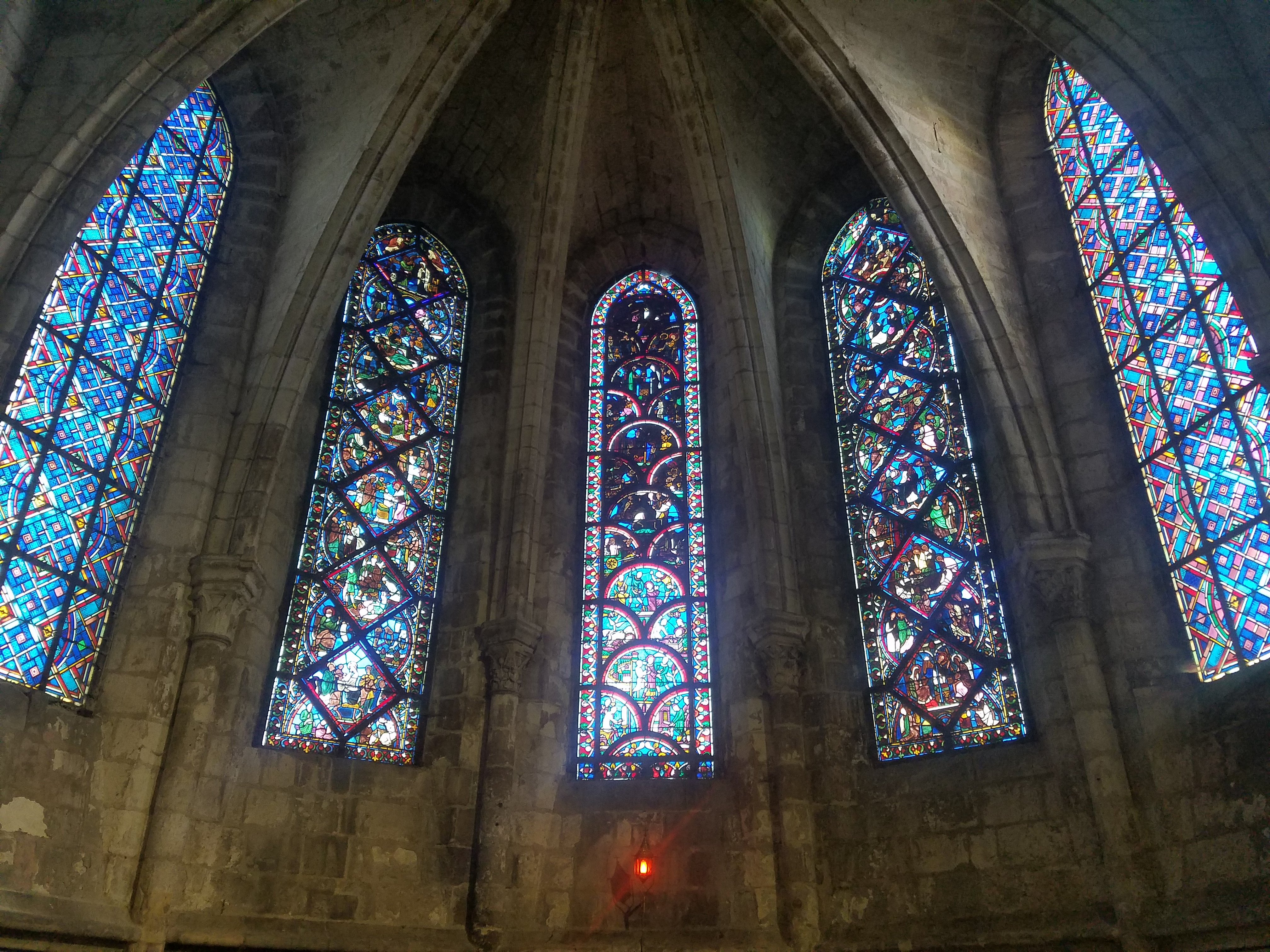
La chapelle du Saint-Sacrement avec ses vitraux du début du XIIIe siècle.

La chapelle d'axe dédiée au Saint-Sacrement conserve les vitraux les plus anciens de l'église. Datés du premier quart du XIIIe siècle, ils sont contemporains de la construction des chapelles absidiales. Représentant des épisodes de la vie de la Vierge et du martyre de saint Étienne, ces vitraux sont parfois attribués au maître de saint Eustache de Rome, ayant œuvré sur les verrières de la cathédrale de Chartres,,,.
La verrière consacrée à saint Étienne se situait initialement dans la chapelle Saint-Louis voisine et a été déplacée lors de travaux de restauration au XIXe siècle. L'ordre initial des vitraux a été modifié lors de l'opération et les scènes ne se suivent donc plus chronologiquement.
Les deux verrières consacrées à la Vierge ont conservé leur emplacement originel. Longtemps datées des années 1220 à la suite des études de Pierre Héliot, elles ont vu leur datation avancée de vingt ans grâce aux travaux d'Ellen Shortell et de Laurence Terrier Aliferis. Elles auraient ainsi été réalisées peu avant 1205. Au vu de la similitude des thèmes et des motifs, en particulier concernant la représentation de la fuite en Égypte, il est probable que ces verrières aient inspiré les concepteurs des vitraux de la chapelle d'axe de la cathédrale Saint-Pierre-et-Saint-Paul de Troyes, datés des années 1210.

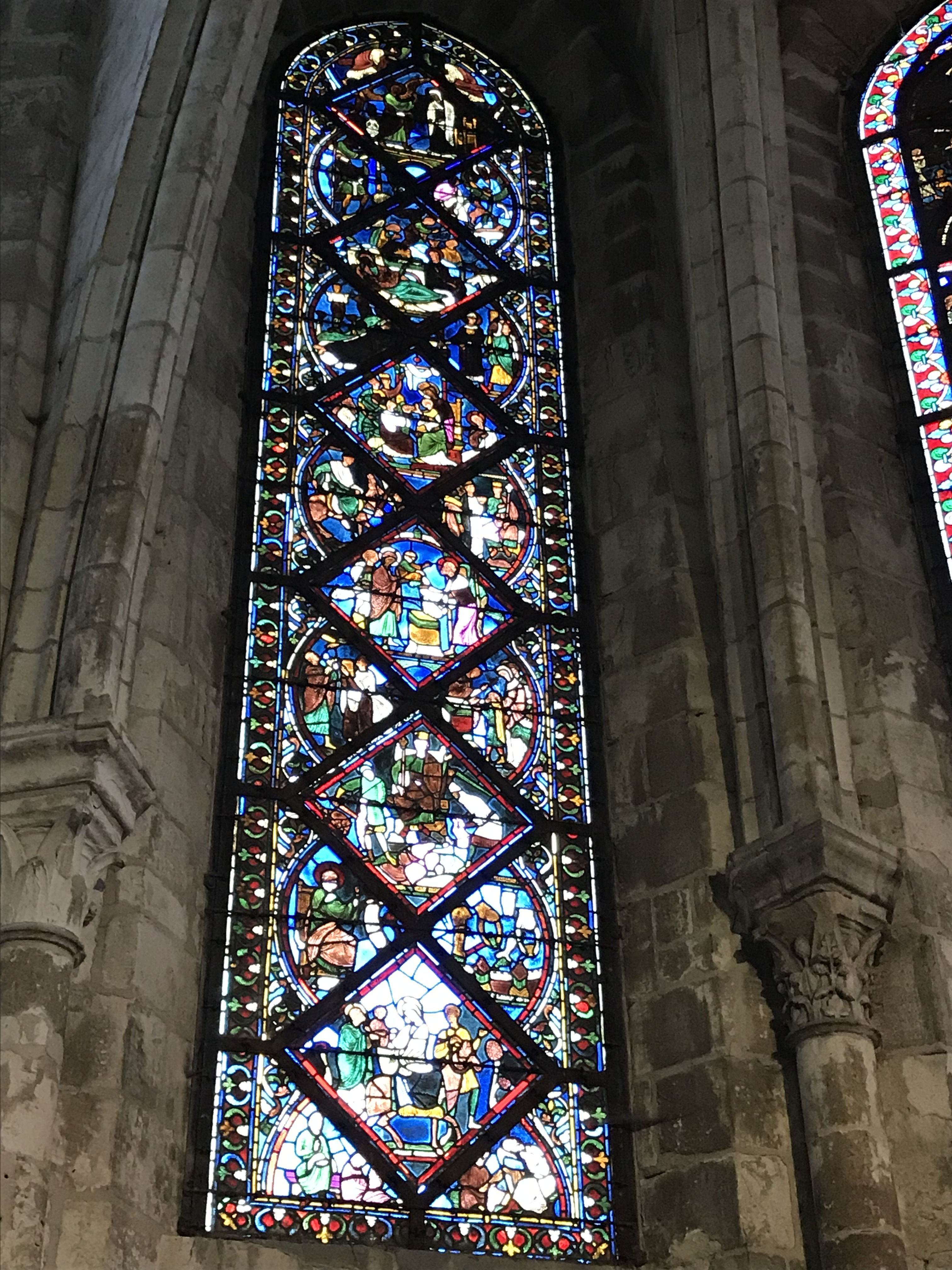
Scènes de la vie de la Vierge et leurs préfigurations, verrière représentant la vie de Marie, peu avant 1205.
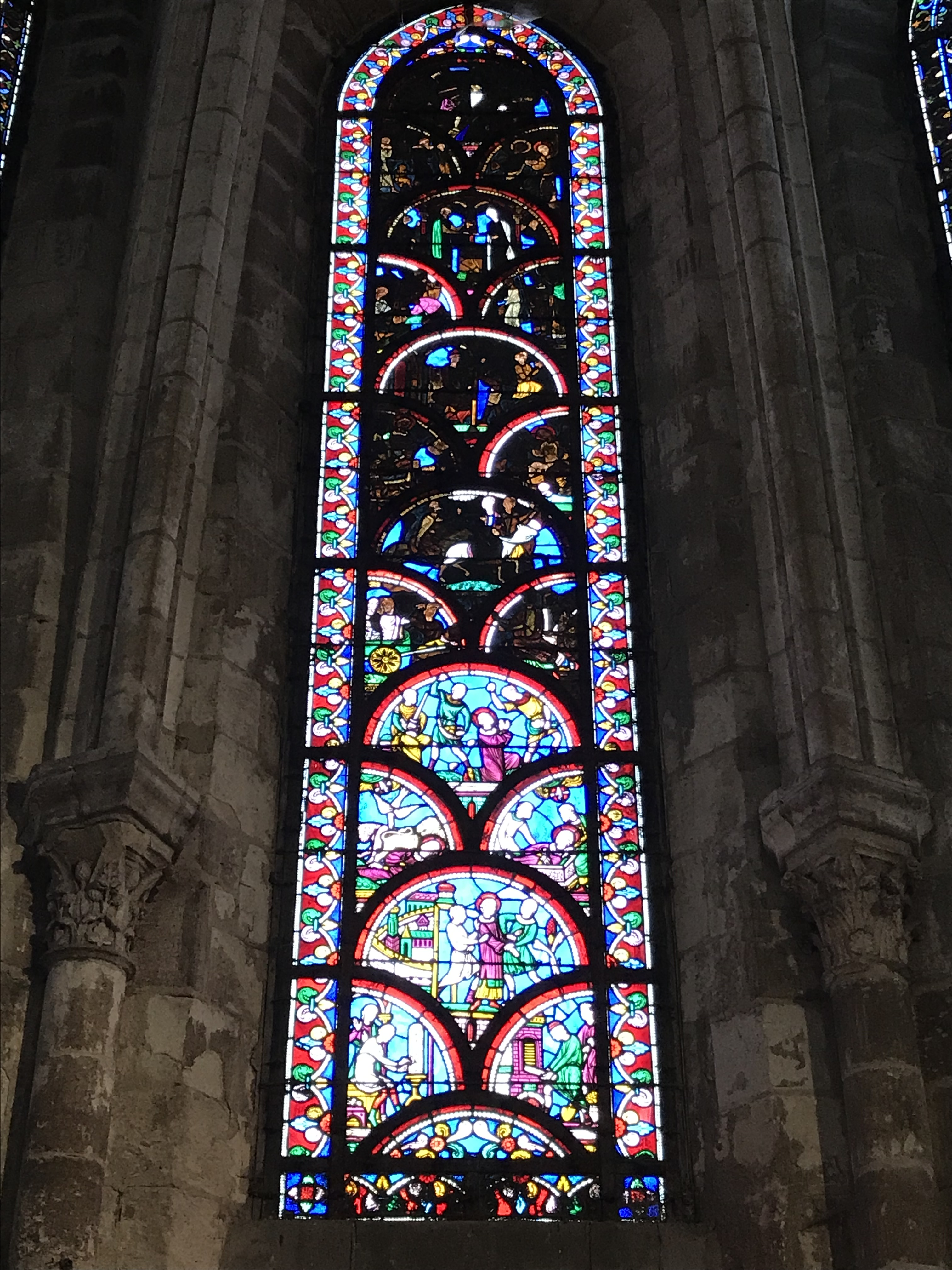
Martyre de saint Étienne, verrière représentant le martyre et l'invention des reliques de saint Étienne, vers 1220–1225.
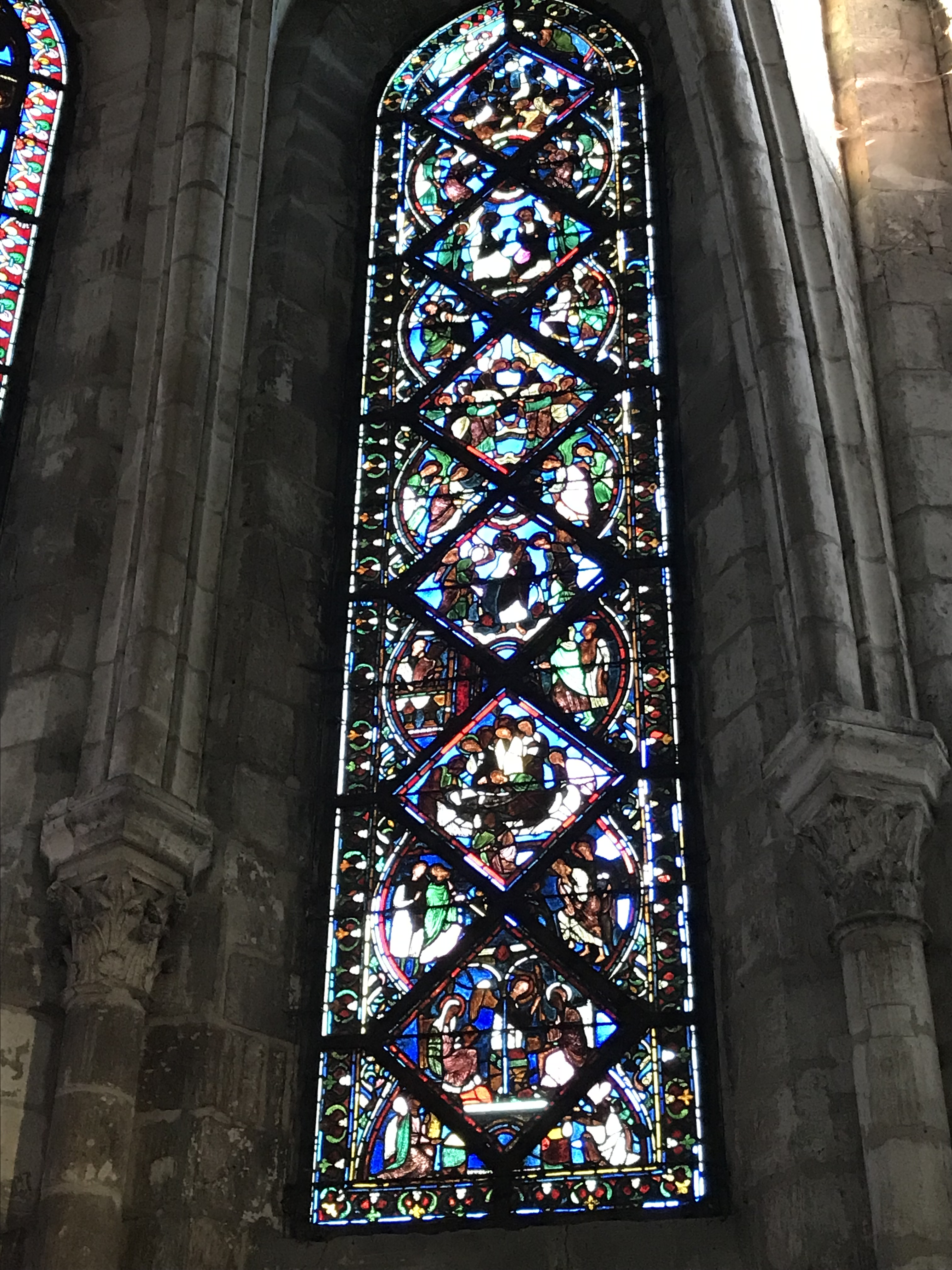
Dormition et glorification de la Vierge, verrière représentant la dormition de Marie, peu avant 1205.

Parmi les détails les plus remarquables de ces verrières anciennes, une amusante mise en abyme est présente au bas du vitrail consacré à saint Étienne. Elle représente la fabrication d'un vitrail médiéval. À gauche, le maître verrier peint la future verrière dans son atelier avec, en arrière-plan, un témoin admiratif. À droite, un artisan dépose les panneaux de verre dans un four tandis que le cuiseur est debout, prêt à jeter du charbon dans le foyer. Ces deux scènes résultent, sans doute, d'une donation de la corporation des peintres verriers de Saint-Quentin. La restauration de la verrière à la fin du XIXe siècle n'a pas altéré ces deux panneaux.

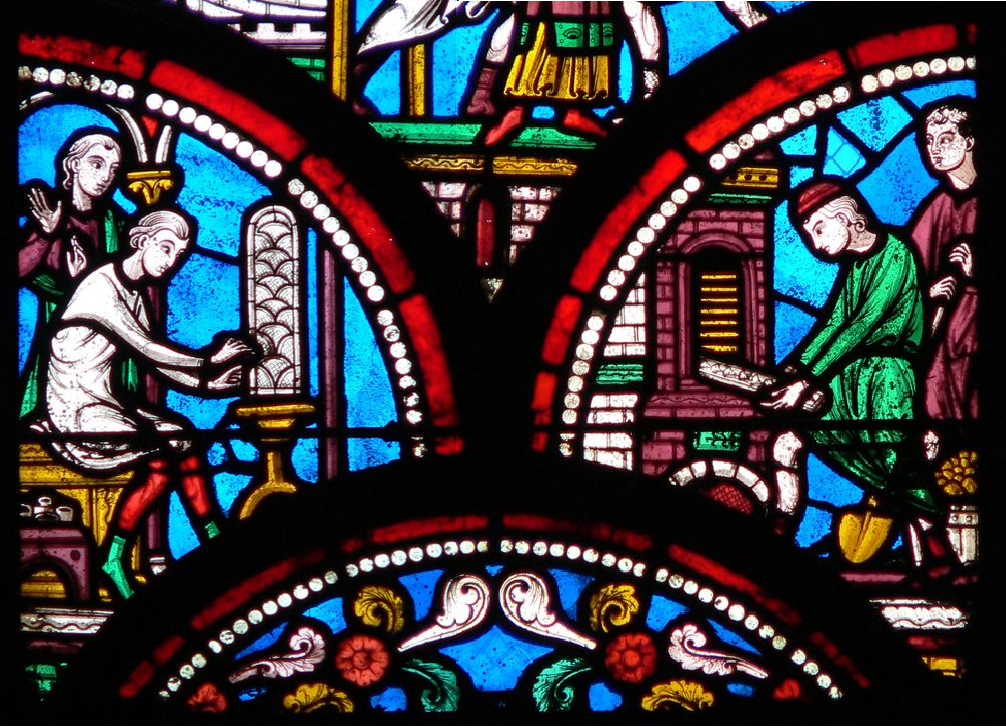
Détail du Martyre de saint Étienne représentant la fabrication d'une verrière, vers 1220–1225 et restauré à la fin du XIXe siècle.
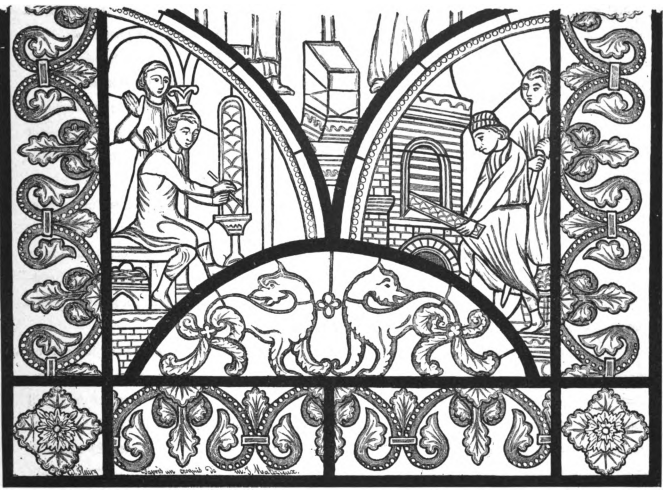
Détail du Martyre de saint Étienne représentant la fabrication d'une verrière (dessin de M. Talon réalisé avant la restauration de la fin du XIXe siècle).

##### Verrières des fenêtres hautes de l'abside
Cinq fenêtres hautes de l'abside conservent des verrières datant des deuxième et troisième quarts du XIIIe siècle. Démontées en 1917 puis entreposées au Panthéon, ces verrières furent restaurées et complétées par les vitraillistes Hector de Pétigny et Auguste Labouret après la Seconde Guerre mondiale. Elles furent replacées dans l'édifice entre 1952 et 1955, associées à deux nouvelles verrières également réalisées par Hector de Pétigny.

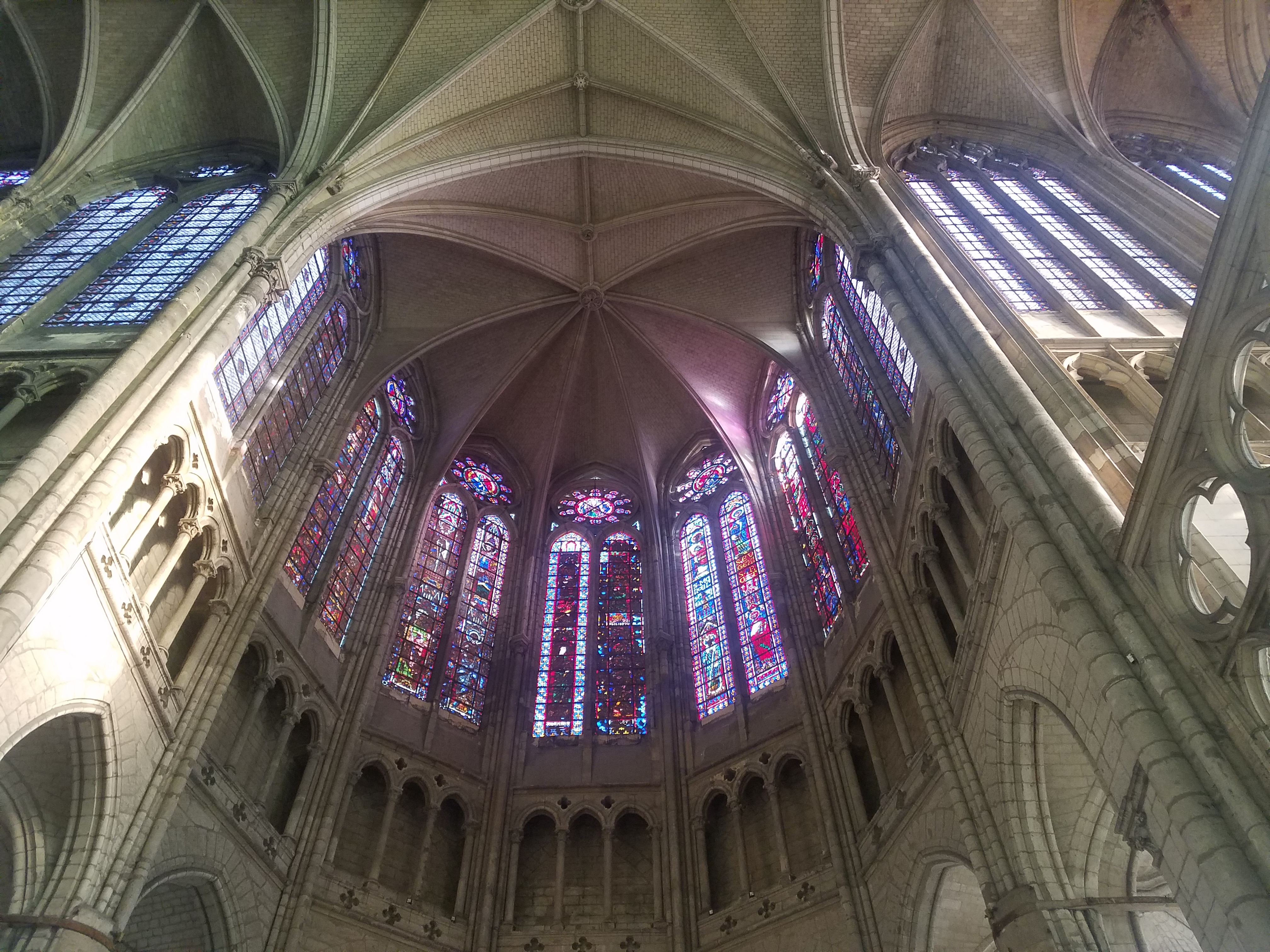
Verrières des fenêtres hautes de l'abside vues du sol.
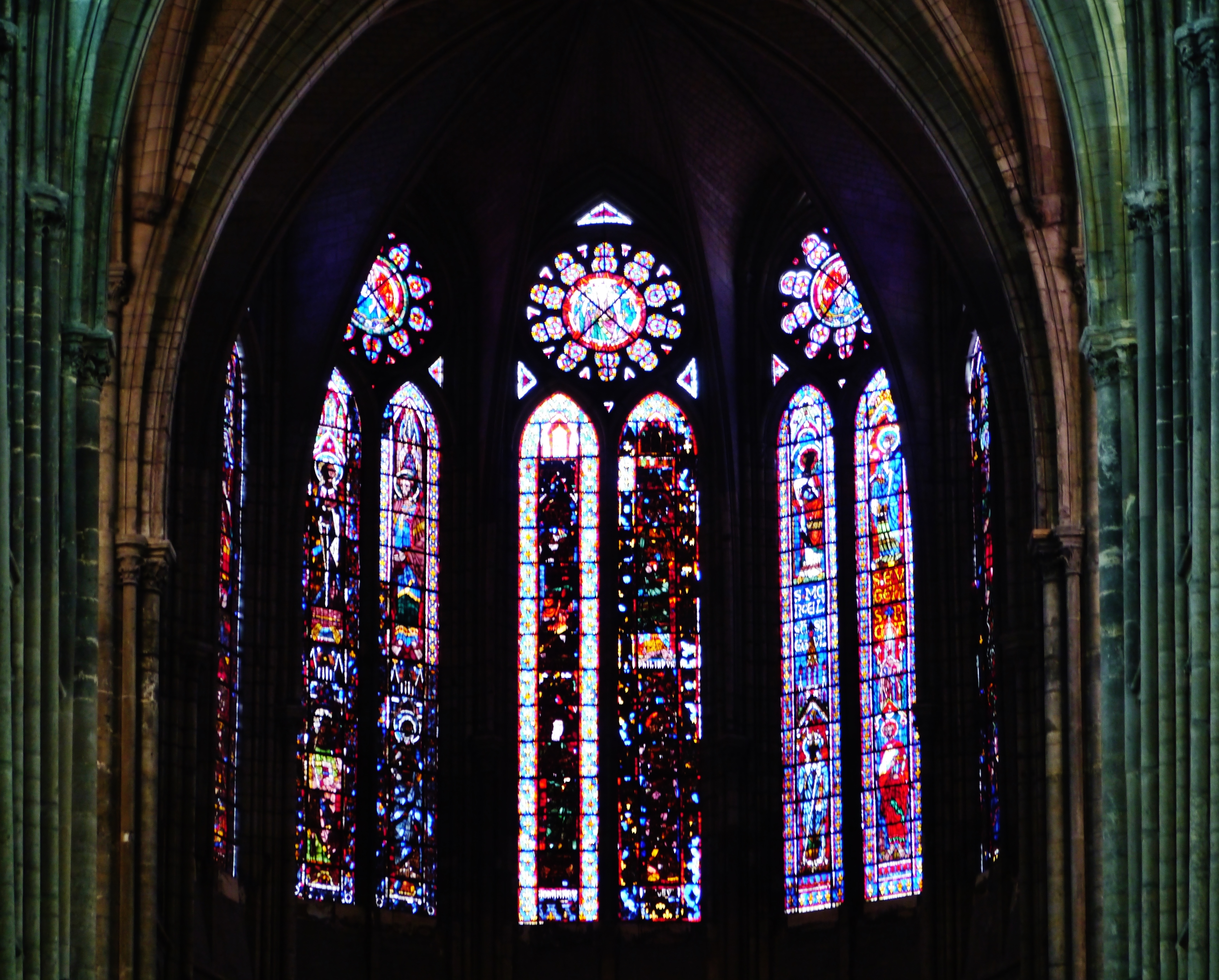
Les fenêtres hautes de l'abside. Les vitraux médiévaux sont plus sombres que les vitraux contemporains.

Les sept verrières, hautes de 13,50 mètres, représentent vingt-quatre saints dont les Douze Apôtres. Elles sont surmontées de sept baies, entièrement reconstituées par Hector de Petigny, qui représentent le Christ, la Vierge Marie, saint Joseph et des anges.

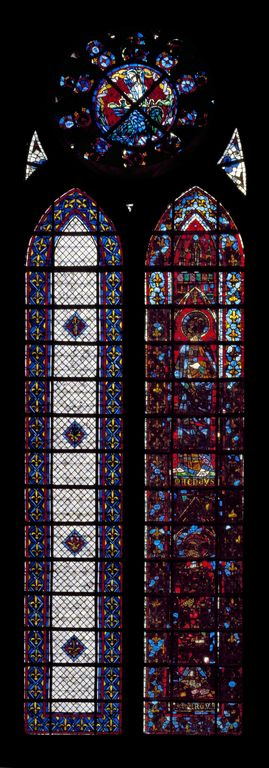
Saint Marc et saint Matthieu, vers 1250–1275[238].
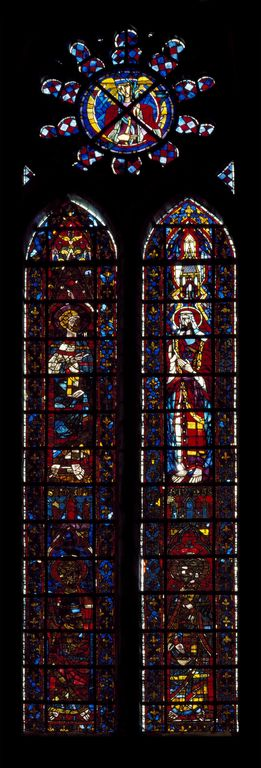
Saint Simon, saint Thomas, saint Jude et saint Barthélémy, vers 1250–1275[239].
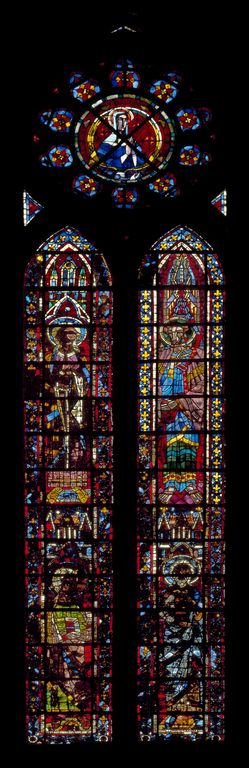
Saint Quentin et trois saints missionnaires, vers 1250[240].
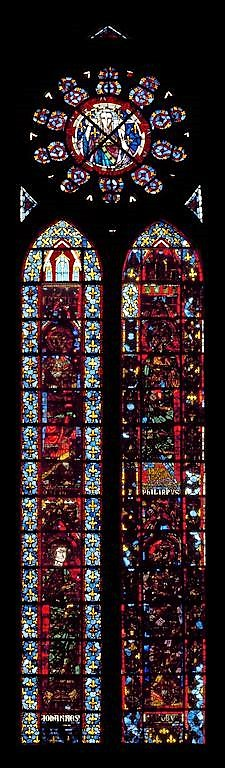
Saint Jean, saint Jacques, saint Matthieu et saint Philippe, vers 1250-1275[241].
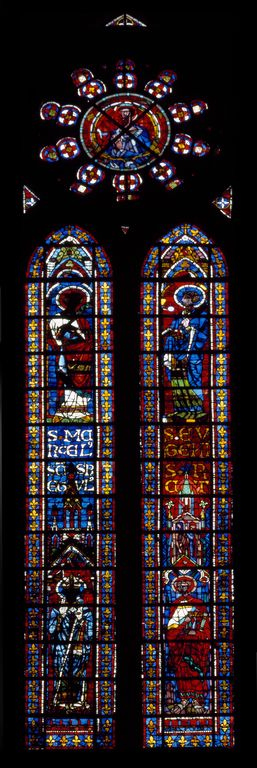
Saint Rieul, saint Marcel, saint Piat et saint Eugène, vers 1230–1235[242].
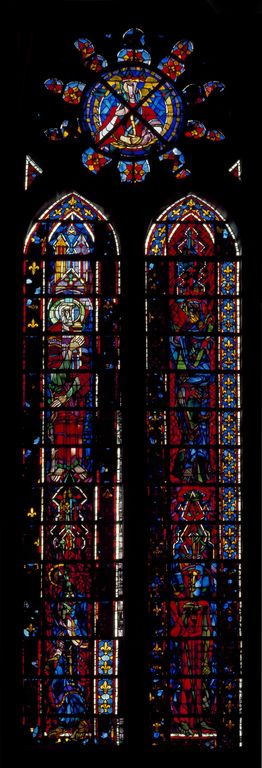
Saint Paul, saint Jacques, saint Pierre et saint André, Hector de Pétigny, 1952–1954[243].
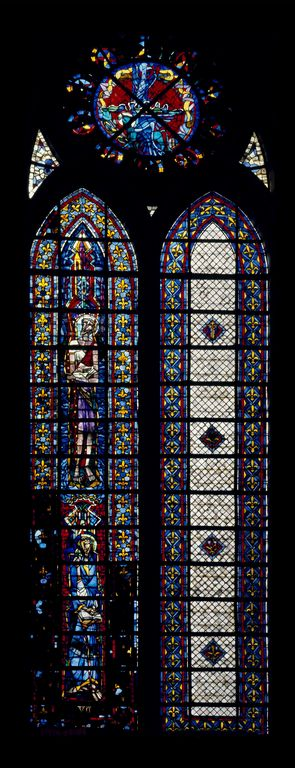
Saint Luc et saint Jean, Hector de Pétigny, 1952–1954[244].

##### Verrières des chapelles
Quelques vitraux médiévaux rescapés des destructions de 1917 et restaurés par Auguste Labouret ont été posés dans les chapelles absidiales et collatérales du chœur dans les années 1950. Parmi eux, trois vitraux furent offerts par les confréries des drapiers et des meuniers durant la première moitié du XVe siècle. Ils sont conservés dans la chapelle Saint-Éloi. Le vitrail central représente saint Quentin dans un édicule gothique. Le vitrail de gauche, plus petit, présente l'intérieur de la maison d'un drapier. Le tailleur est en train de couper une pièce d'étoffe rouge tandis que sa femme, assise à ses côtés, travaille sur une pièce d'étoffe bleue. Sur le vitrail de droite, de même taille que le précédent, deux portefaix déchargent leur fardeau devant un bâtiment, que l'historien Georges Lecocq suppose être l'ancienne halle au blé de Saint-Quentin,.

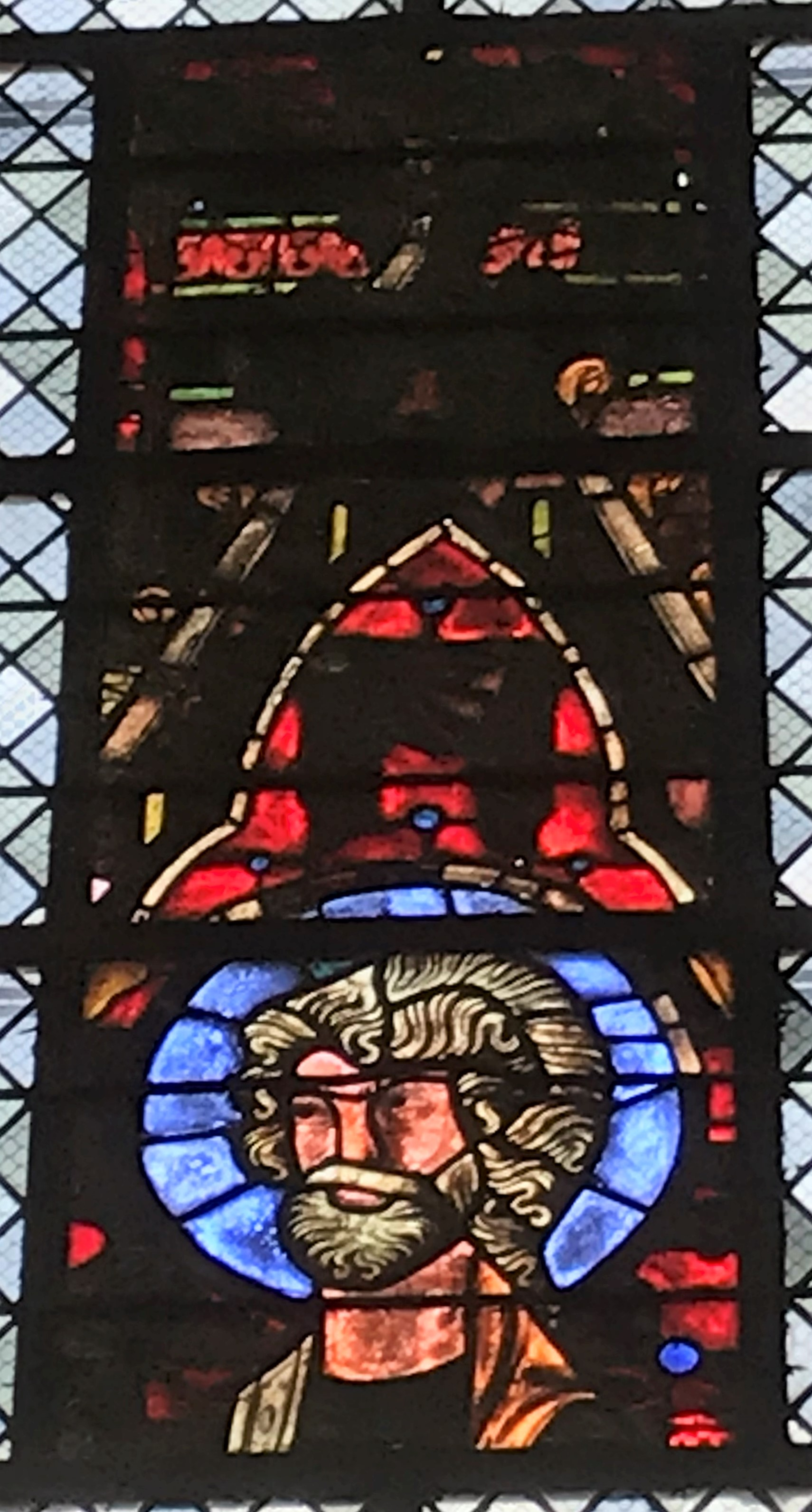
Verrière figurée de la chapelle de la Sainte-Croix représentant un saint, milieu du XIIIe siècle.
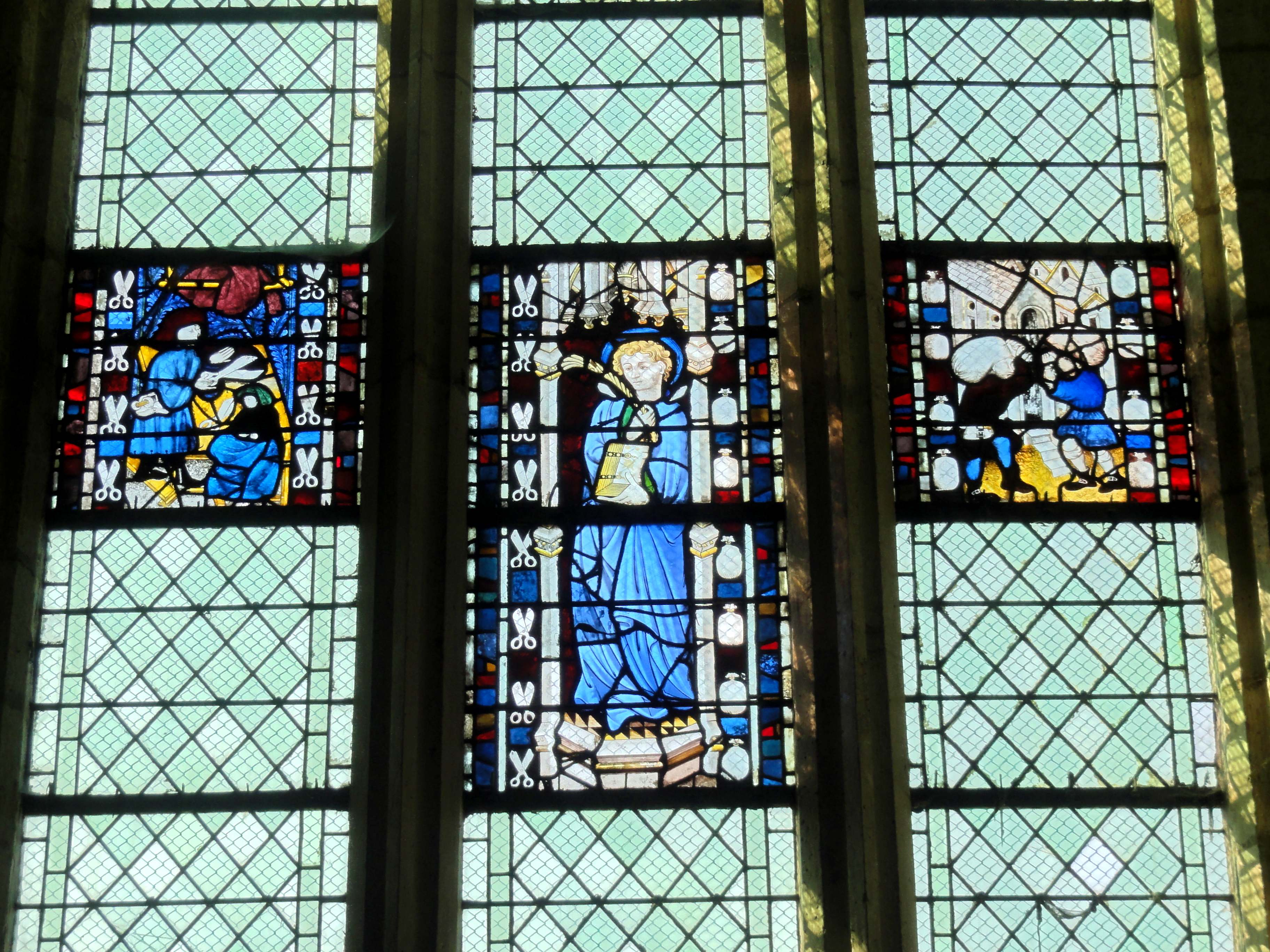
Verrières figurées de la chapelle Saint-Éloi représentant un drapier et sa femme, saint Quentin et deux portefaix, première moitié du XVe siècle.
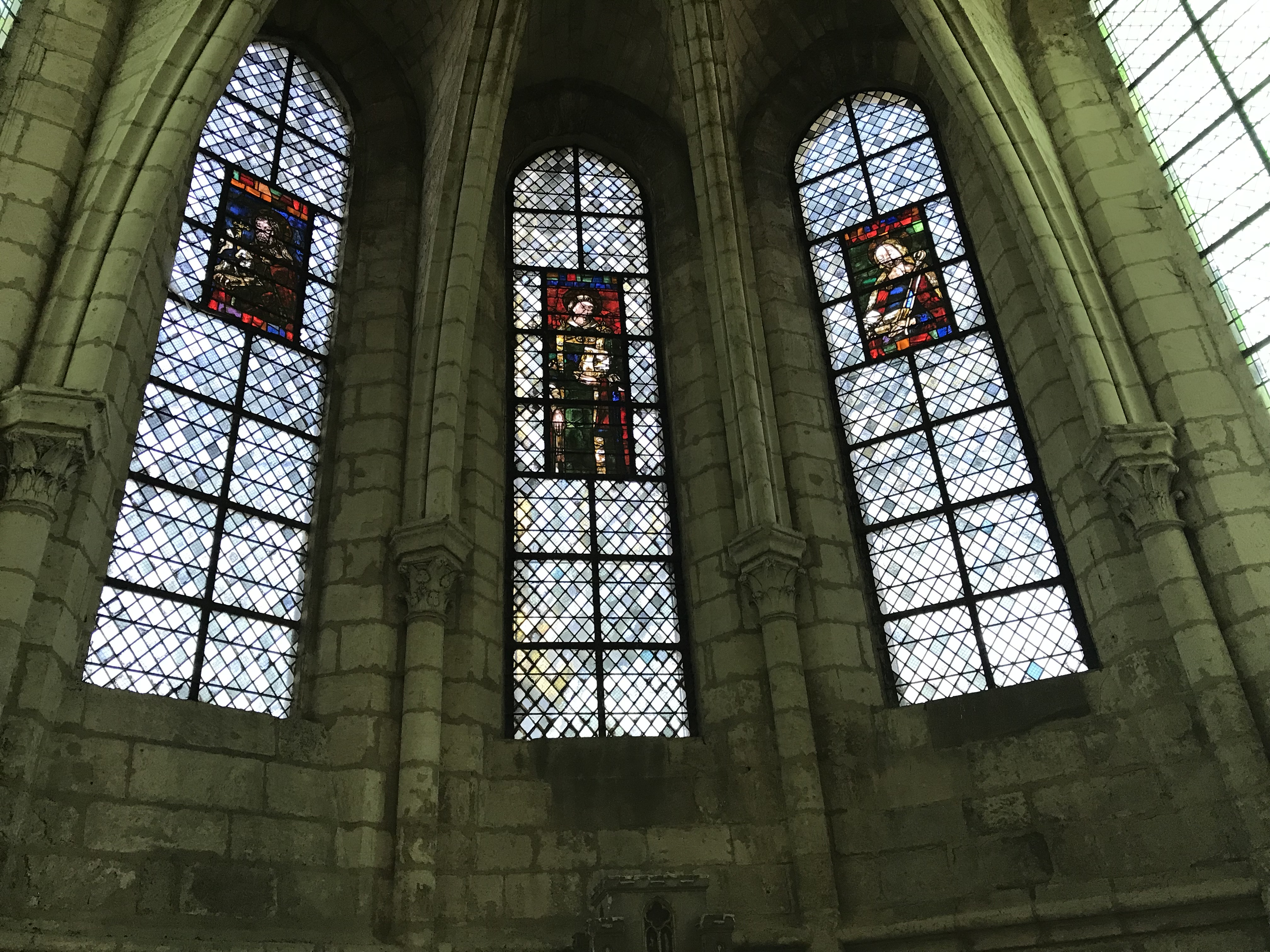
Verrières figurées de la chapelle Saint-Louis représentant saint Jean-Baptiste, un diacre et sainte Agathe de Catane, dernier quart du XVe siècle[247],[248],[249].

#### Les vitraux modernes

##### Verrières du petit transept

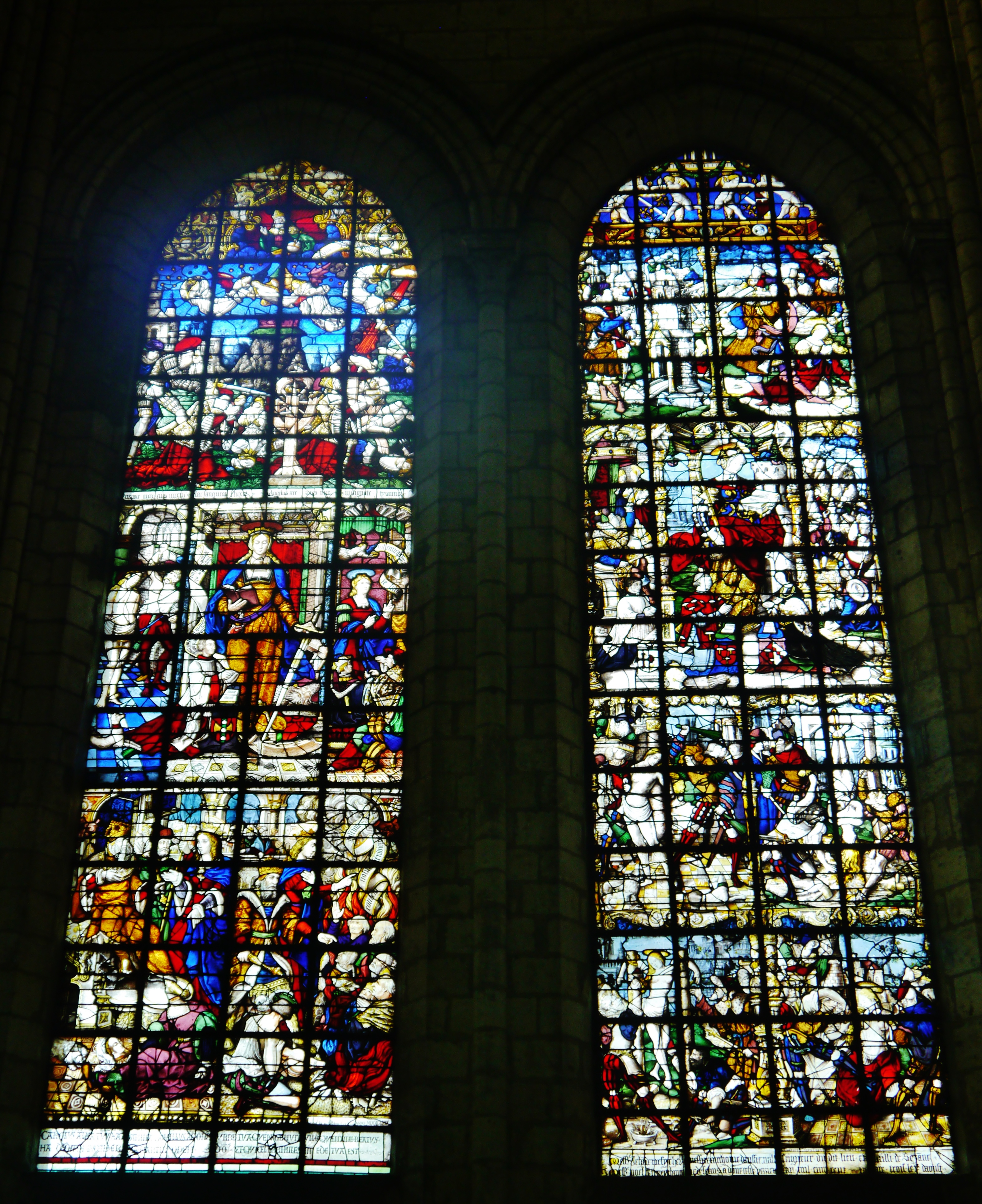
Verrières modernes du petit transept.

Dès le XVIe siècle, en raison d'intempéries et de la qualité jugée insuffisante de certains vitraux médiévaux, le chapitre des chanoines fit appel aux dons pour renouveler une partie des verrières de la collégiale. Un des principaux bienfaiteurs fut Charles de Bovelles. Humaniste, chanoine au chapitre de Noyon et électeur au chapitre de Saint-Quentin, il offrit à la collégiale des vitraux pour décorer le croisillon nord du petit transept et la chapelle absidiale Saint-Jacques. Seule est conservée, sur la façade nord du petit transept, la verrière représentant la vie et le martyre de sainte Catherine d'Alexandrie réalisée par le maître verrier Mathieu Bléville en 1521. Cette œuvre est accompagnée d'une autre verrière, réalisée par le même maître verrier en 1533, représentant la vie et le martyre de sainte Barbe d'Héliopolis. Elle fut offerte par le chanoine Noël Thierry et par Jean de Torsy et Antoine d'Aucienville, deux seigneurs de territoires voisins,. Sur ces deux verrières, les donateurs sont représentés agenouillés aux pieds de la sainte. Parmi eux, Charles de Bovelles est reconnaissable sur le vitrail dédié à sainte Catherine grâce au blason portant ses armoiries à ses pieds,,.
Haute de 9 mètres, la verrière de sainte Catherine se divise en trois registres et dépeint sept épisodes de la légende de la sainte. Le style de Mathieu Bléville y est reconnaissable par les formes gracieuses des personnages féminins et le foisonnement du décor. Le registre médian représente, en sa partie centrale, Catherine couronnée, portant une bible de la main droite et une épée de la main gauche. À sa droite est présentée la disputatio entre la sainte et cinquante sophistes. Le registre inférieur comporte deux scènes. À droite, l'empereur Maximin II Daïa condamne à mort les sophistes, vaincus par Catherine. À gauche, l'empereur, après avoir fait exécuter son épouse dont le corps et la tête gisent à ses pieds, offre sa main à la sainte qui la refuse. Au-dessus, Catherine est flagellée par un bourreau. Sur le registre supérieur, à droite, une roue est disposée. Elle vient d'être brisée par un ange venu du ciel et brandissant une épée. Les cadavres de plusieurs bourreaux, tués par les éclats de l'instrument de torture, sont au sol, devant la sainte indemne. À gauche, Catherine s'apprête à être décapitée. Enfin, surmontant l'ensemble de ces scènes, deux anges emmènent la dépouille de la sainte sur le mont Sinaï. Parsemant la verrière, plusieurs phylactères permettent de préciser le sens des scènes.

Verrière de sainte Catherine
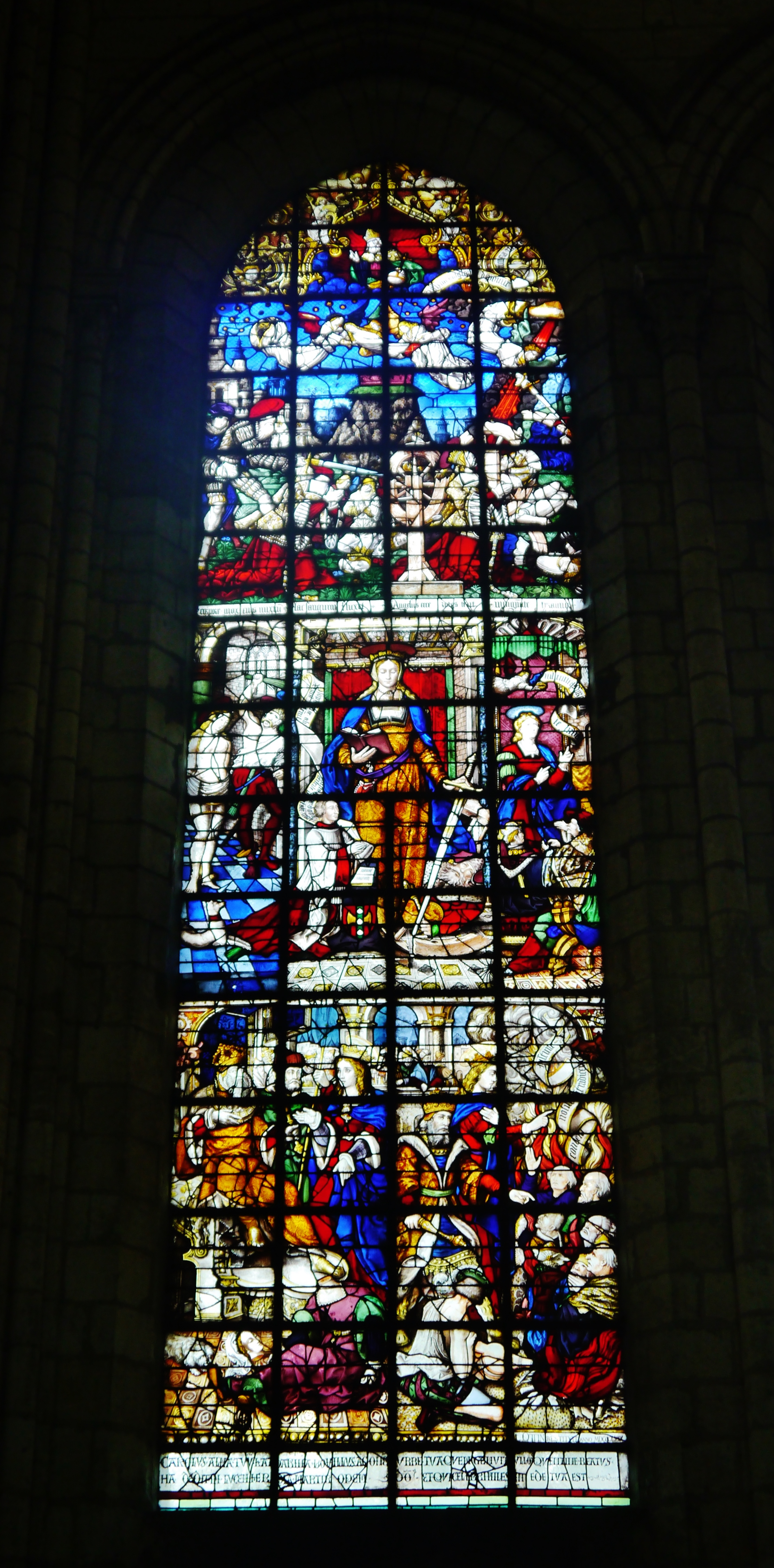
Vie et martyre de sainte Catherine, Mathieu Bléville, 1521.
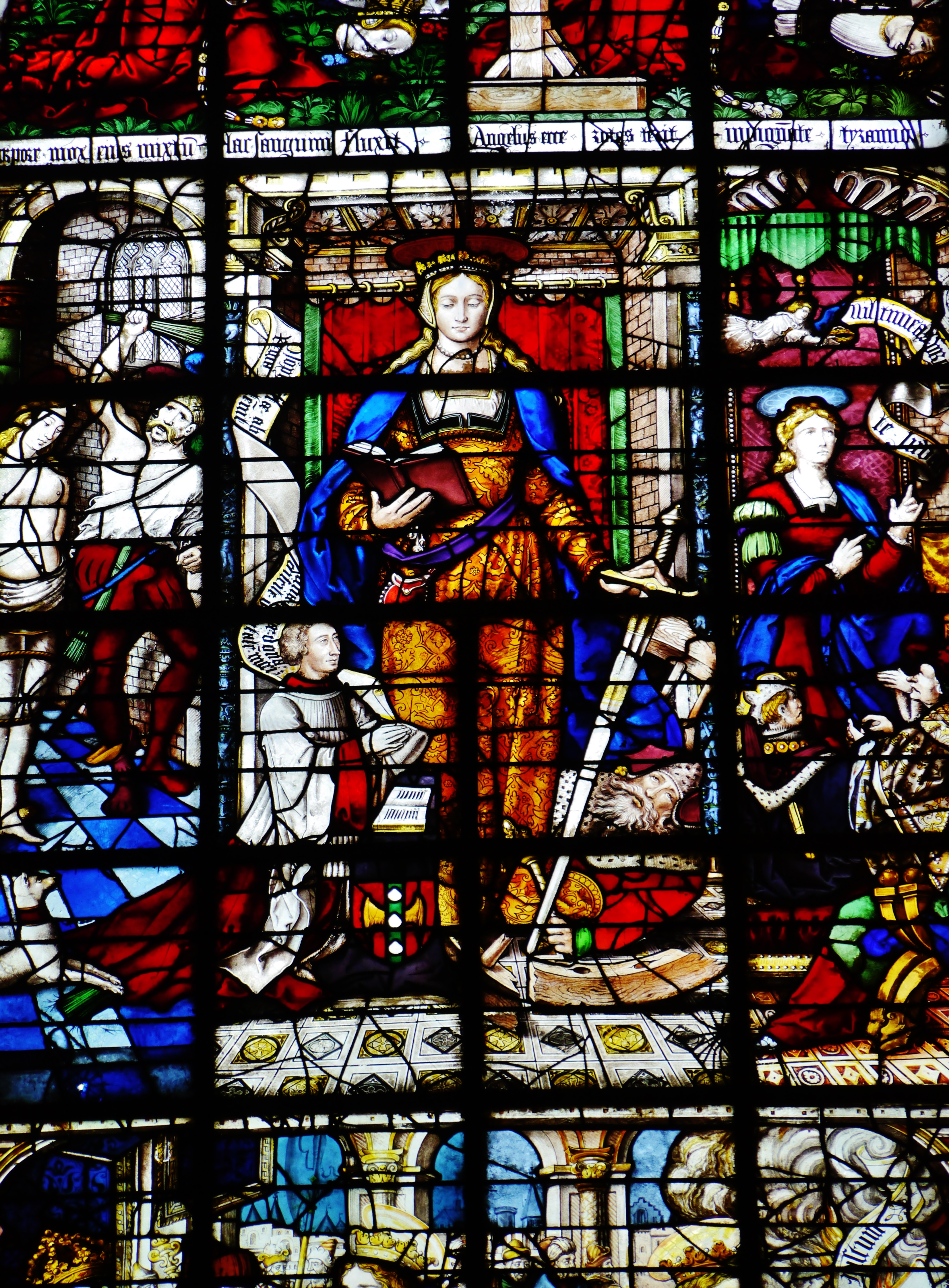
Partie médiane de la verrière représentant Catherine.
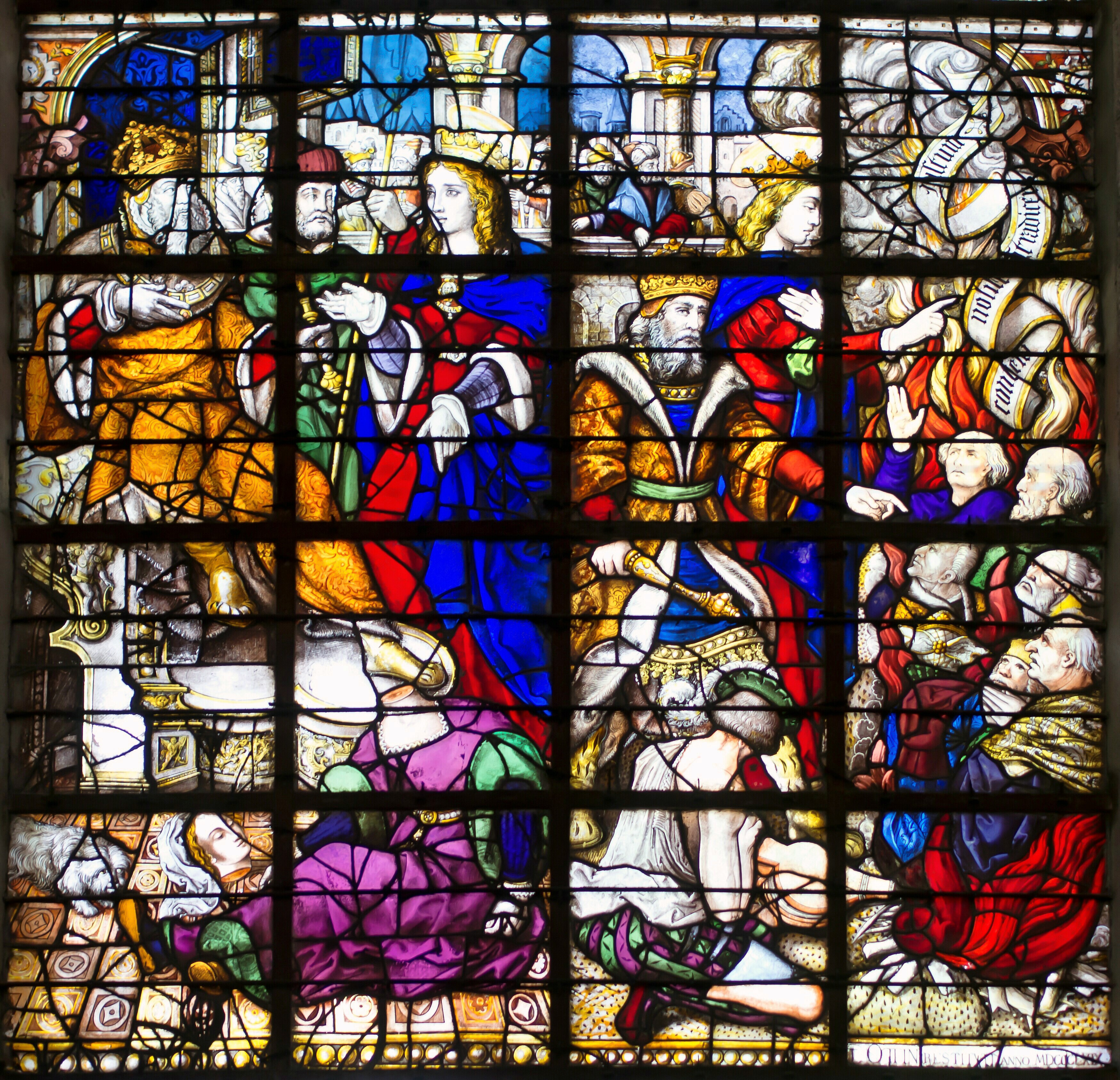
La condamnation de Catherine et des sophistes par Maximin II Daïa

De même hauteur et de même style, la verrière de sainte Barbe se compose de quatre registres et dépeint huit épisodes de la légende de la sainte. Cette dernière est visible, dans la partie centrale, portant un livre de prières et une palme de martyre avec, en arrière-plan, la tour où elle fut enfermée par son père. Dans le registre supérieur, à gauche, la construction de cette même tour est représentée. En dessous, la jeune femme étudie les Saintes Écritures avec un homme que Jules Hachet identifie comme le théologien Origène. À droite de cette scène, Barbe, après avoir fui dans la montagne, est dénoncée par un berger. Les deux registres inférieurs présentent quatre supplices subis par la sainte. Cette dernière est flagellée par des verges, frappée à la tête avec des marteaux, brûlée par des torches ardentes et, enfin, se fait arracher les mamelons. La partie droite du registre supérieur représente la décapitation de la sainte par son père Dioscore et la punition divine de ce dernier, frappé par la foudre,.

Verrière de sainte Barbe
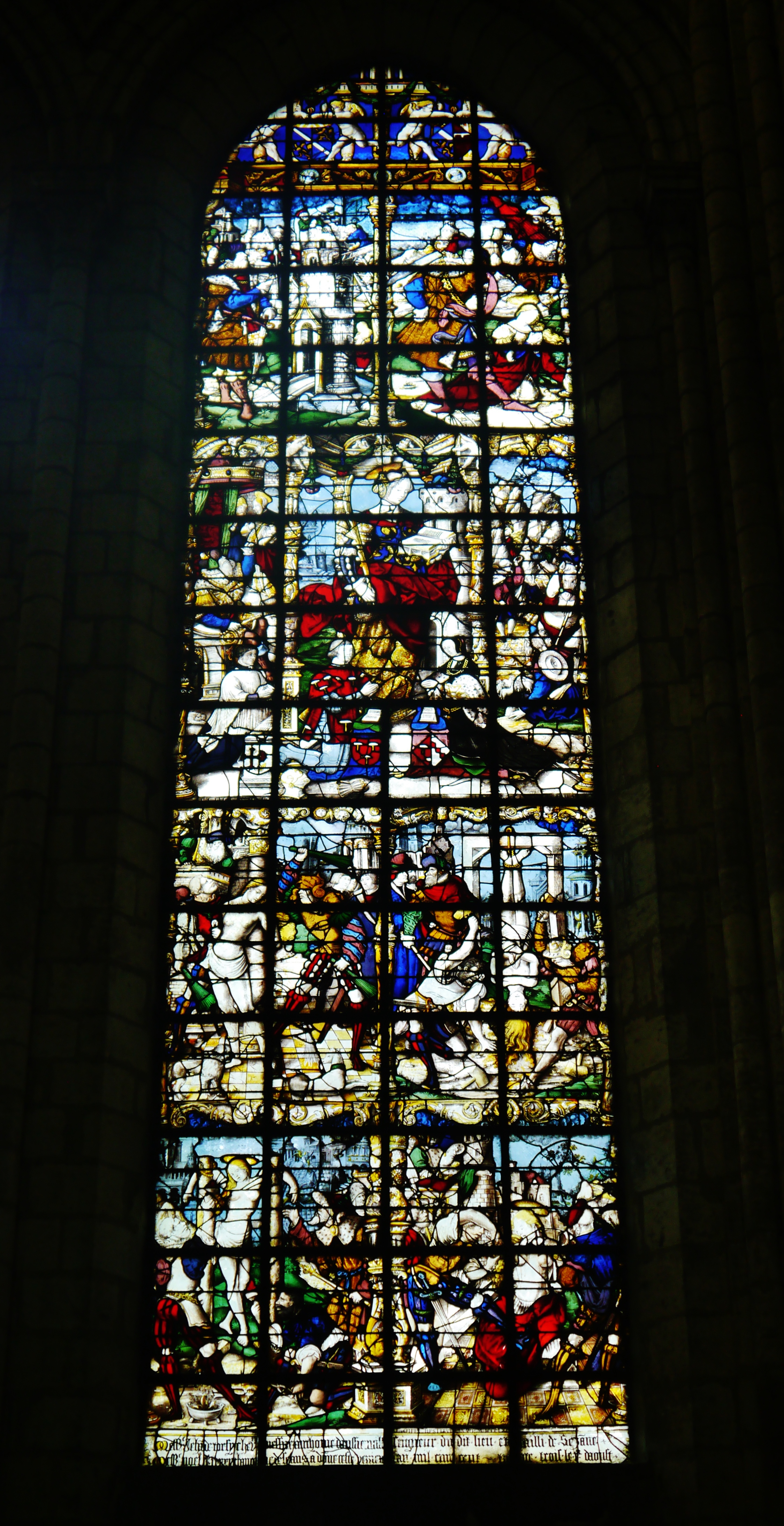
Vie et martyre de sainte Barbe, Mathieu Bléville, 1533.
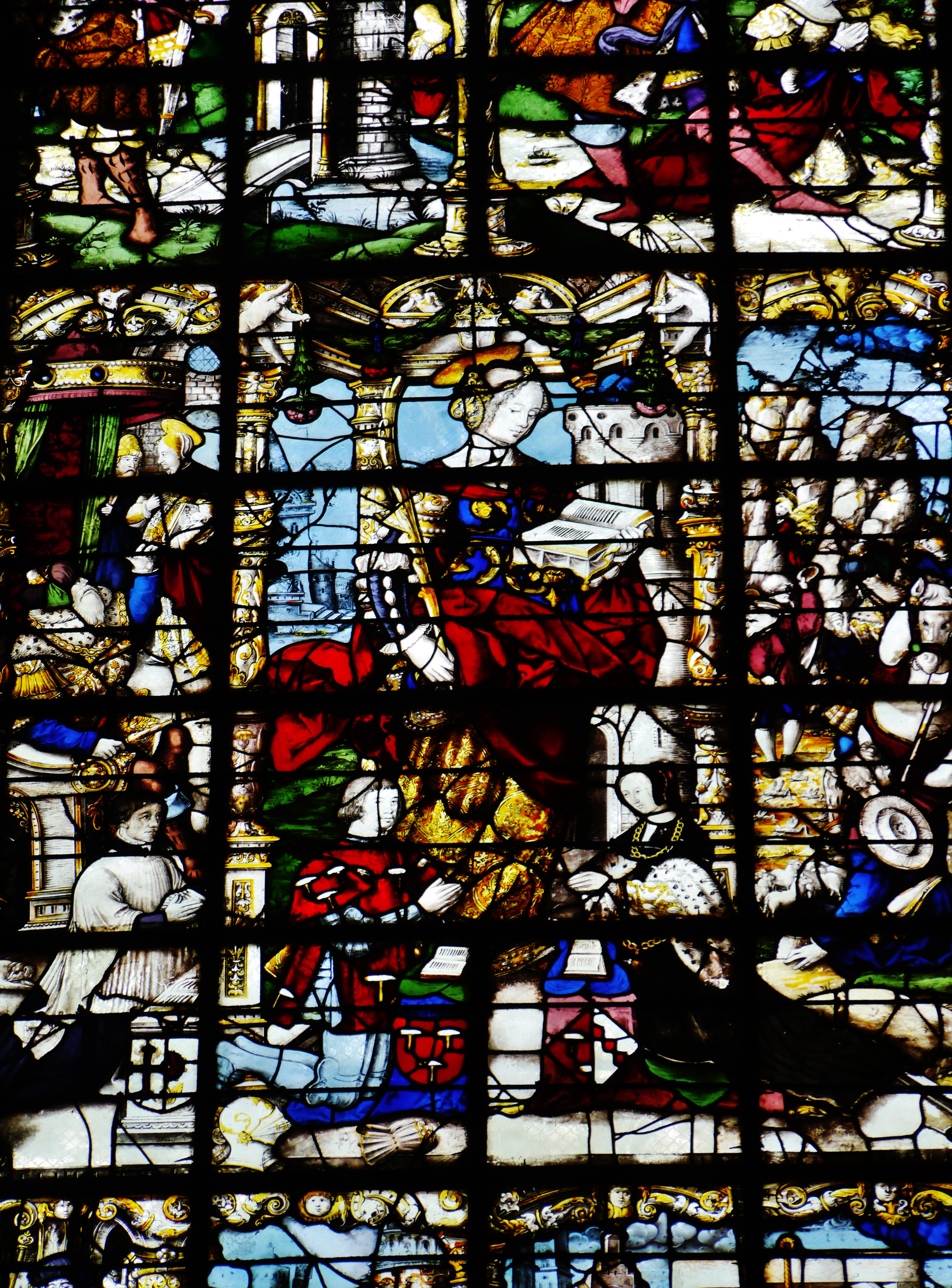
Partie médiane de la verrière représentant Barbe.
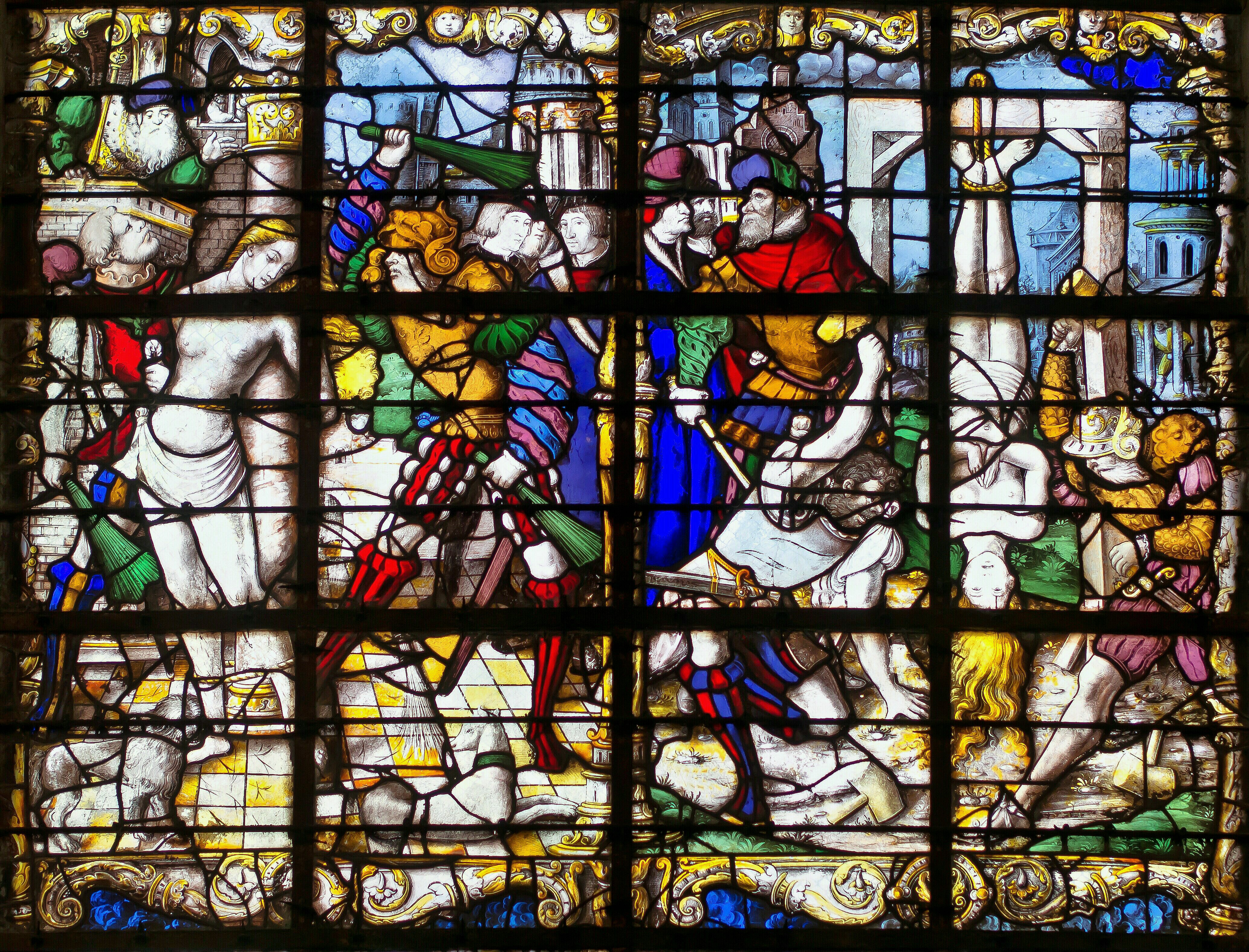
Barbe, flagellée et frappée à la tête par ses bourreaux.

##### Verrières des chapelles
À proximité des verrières de Mathieu Bléville, la chapelle Saint-Joseph conserve un vitrail daté de 1523 et offert par la confrérie de saint Claude. Il représente saint Claude de Besançon, archevêque de Besançon du VIIe siècle et saint patron de la confrérie. Déposé à la fin du XIXe siècle, il fut emporté par le comte de Moÿ de Sons dans son château d'Anif, en Autriche. Ainsi épargné par les ravages de la Première Guerre mondiale, le vitrail fut rendu à la basilique en 1967, restauré par le maître-verrier parisien Merigot, puis remonté à son emplacement initial dans la chapelle Saint-Joseph.
Une verrière du XVIe siècle est conservée dans la chapelle Notre-Dame-des-Sept-Douleurs. Elle représente Saint Pierre, Saint Paul, un changeur et le couple de donateurs. D'après une inscription visible au XVIIe siècle et citée par Quentin de la Fons, cette œuvre aurait été offerte en 1600 par Antoine Lèze, procureur de l'hôpital voisin de Saint-Jacques, et son épouse Rose,.

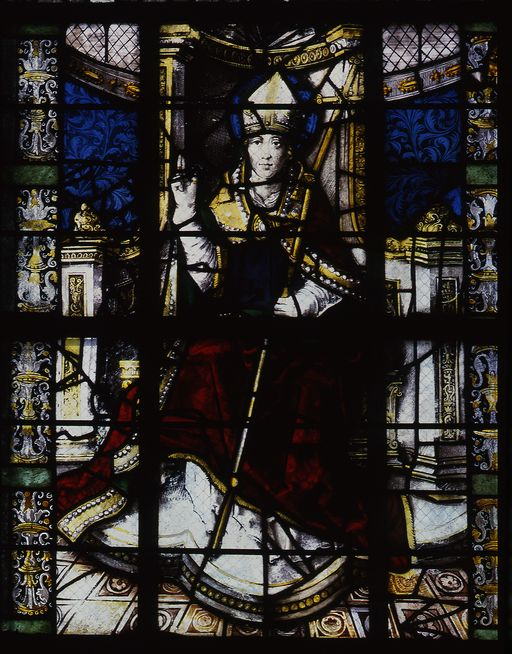
Saint Claude, chapelle Saint-Joseph, 1523.
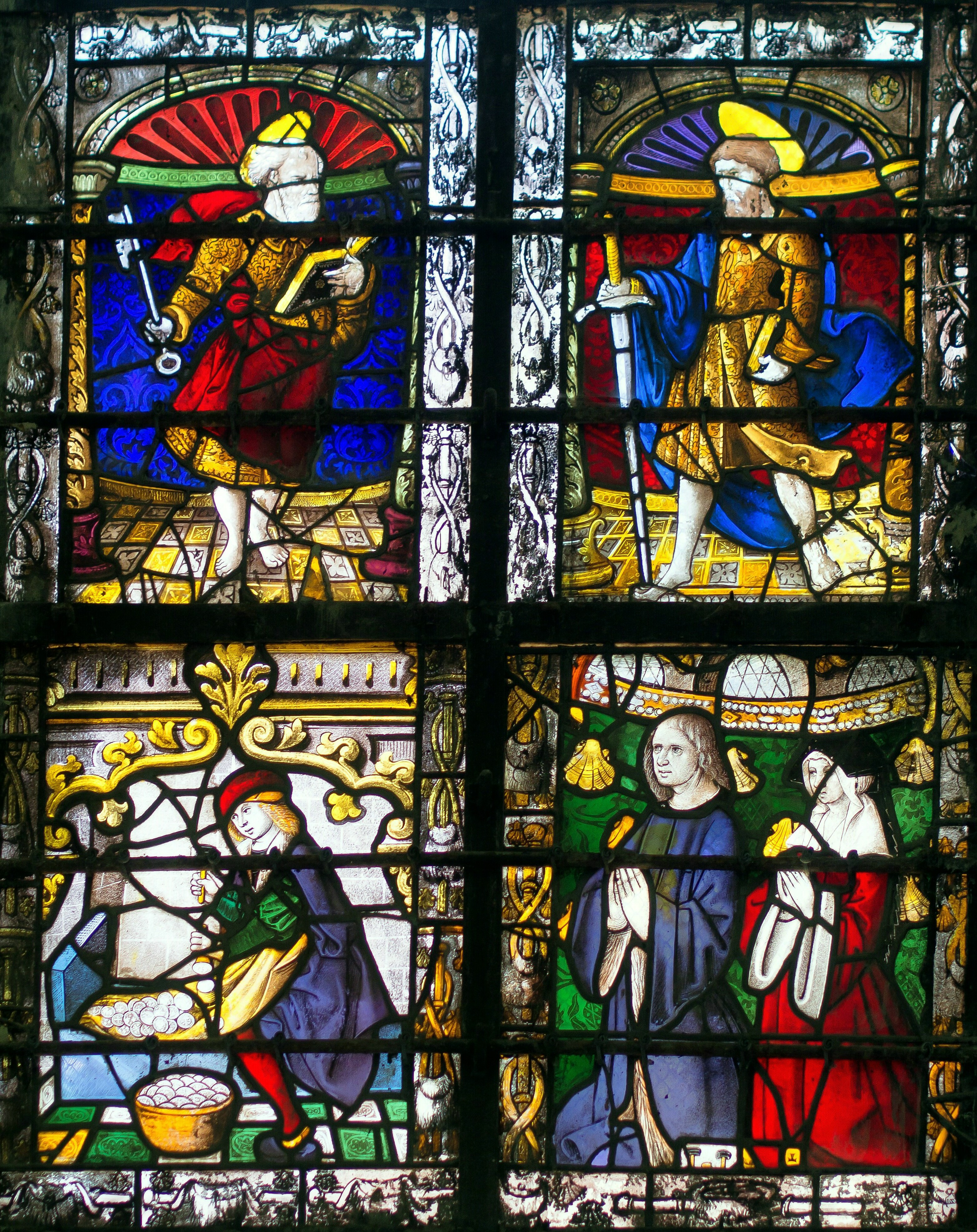
Saint Pierre, saint Paul, un changeur et le couple de donateurs, chapelle Notre-Dame-des-Sept-Douleurs, 1600.

#### Les vitraux duXIXesiècle

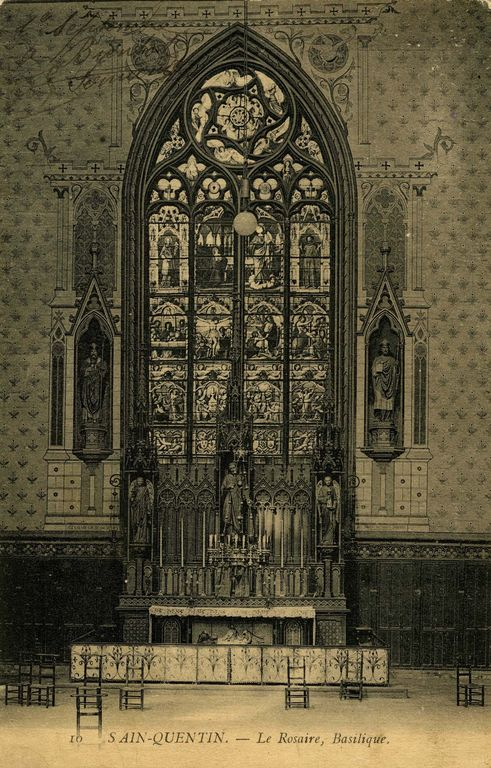
Histoire de la dévotion au Sacré-Cœur, Claudius Lavergne, 1864 (détruit en 1917).

Après trois siècles de renouvellement très incomplet des vitraux de la collégiale, souvent remplacés par du verre blanc sous l'Ancien Régime par manque d'argent ou par goût pour la lumière blanche, le XIXe siècle fut marqué par une reprise des commandes de verrières colorées. Durant la seconde moitié de ce siècle, le conseil de fabrique fit fabriquer des vitraux pour décorer plusieurs chapelles de l'église. Aucun d'entre eux n'est malheureusement conservé. En 1866, le maître verrier parisien Claudius Lavergne réalisa une grande verrière figurée sur le thème du Sacré-Cœur. Cette verrière fut placée en novembre 1866 sur la fenêtre basse de la façade septentrionale du croisillon nord du grand transept. Elle célébrait l'installation dans cette partie de l'église d'une chapelle dédiée au Sacré-Cœur en 1864. La verrière fut presque entièrement détruite durant la Première Guerre mondiale. Seuls subsistent aujourd'hui deux fragments, sauvés par un soldat allemand en 1917 et remis à la Ville de Saint-Quentin en 2006.
Par ailleurs, sous le Second Empire, une restauration des verrières anciennes de la collégiale fut décidée par la Ville en raison de leur état avancé de délabrement. En 1869, le maître verrier Louis Ottin, aidé par le jeune peintre verrier Auguste Tallon, procéda ainsi à la restauration des verrières du XVIe siècle consacrées à sainte Barbe et sainte Catherine. La verrière dédiée à saint Eustache de la chapelle axiale bénéficia également d'une restauration à la fin du siècle,.

#### Les vitraux duXXesiècle
En raison des destructions très importantes occasionnées par la Première Guerre mondiale, la majorité des verrières actuellement visibles datent du XXe siècle.

##### Verrières Art déco
Dès le début des années 1930, en pleine reconstruction de l'édifice, le maître verrier parisien Georges Bourgeot reçoit commande de deux grandes verrières.
La première, offerte par la famille Lefevre-Tronqui et réalisée en 1931, est placée dans la chapelle du Saint-Sépulcre, sur la façade méridionale de la nef. Conçue dans le style Art déco avec des tons chauds, elle a pour thème la communion. La seconde, offerte par Mme Legrand Guilbaud et réalisée en 1932, est placée dans la chapelle Sainte-Thérèse, sur la façade septentrionale de la nef. Conçue, comme sa devancière, dans le style Art déco, elle représente sainte Thérèse de Lisieux, patronne des missionnaires et des soldats.

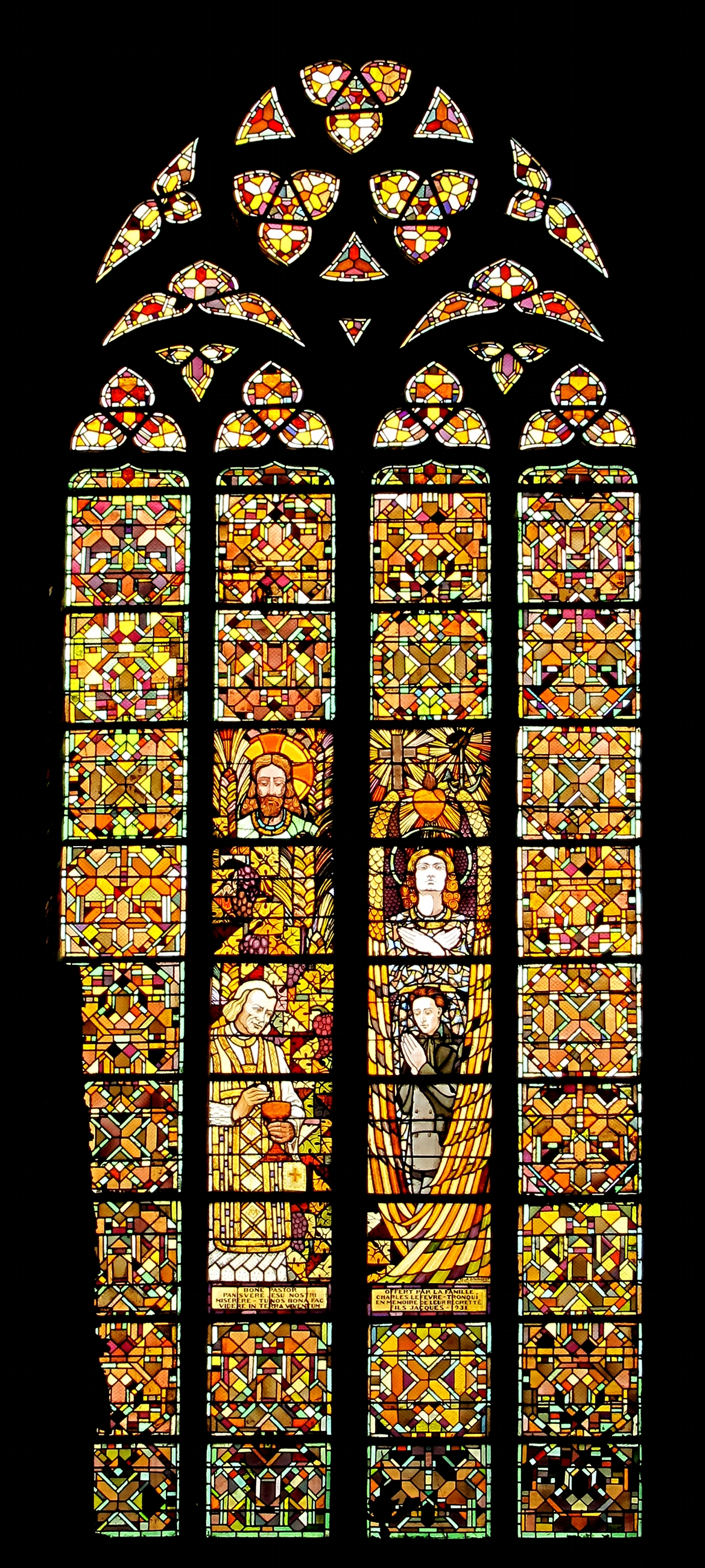
La Sainte Communion, Georges Bourgeot, 1931.
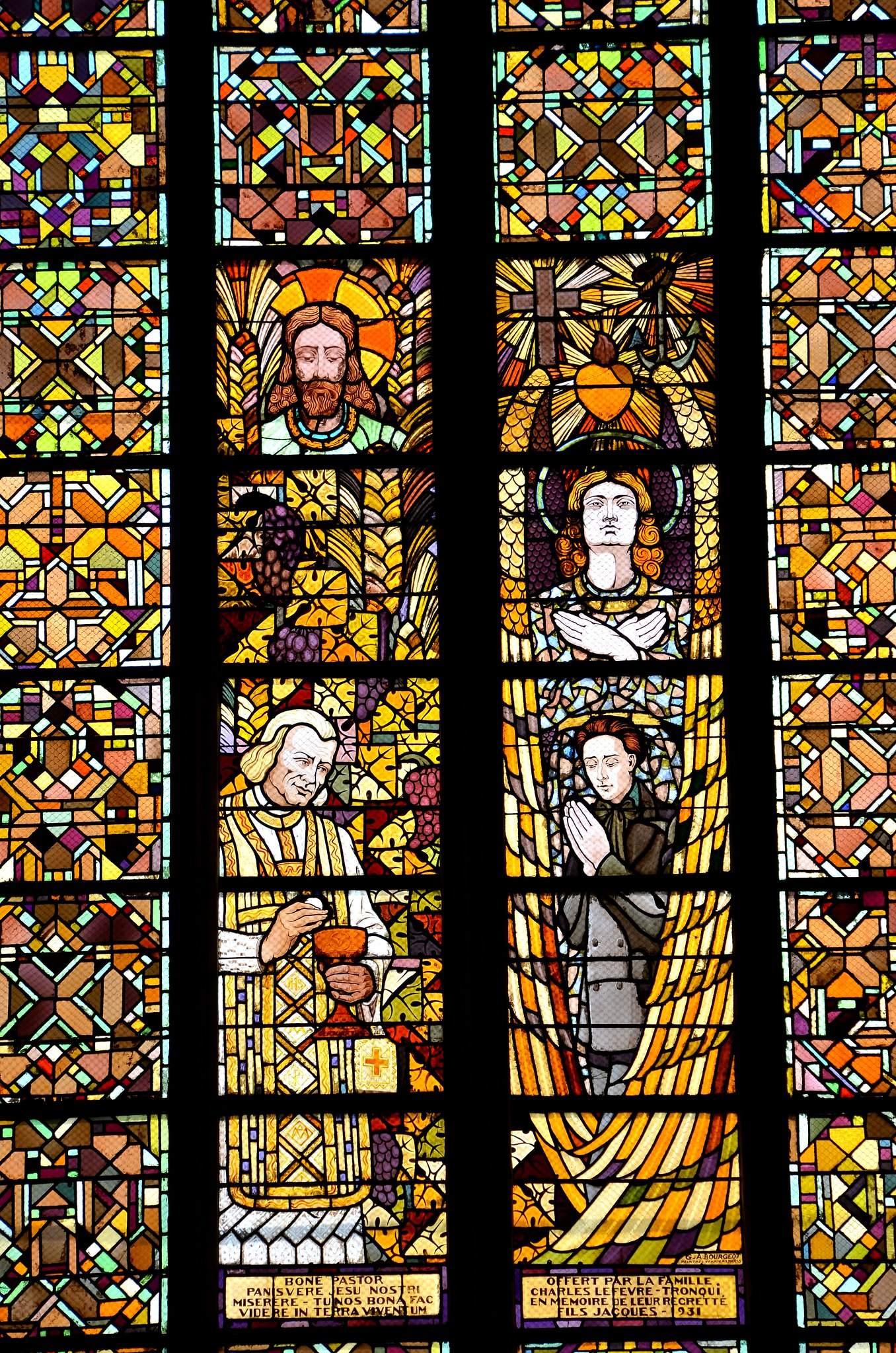
Partie médiane de la verrière.
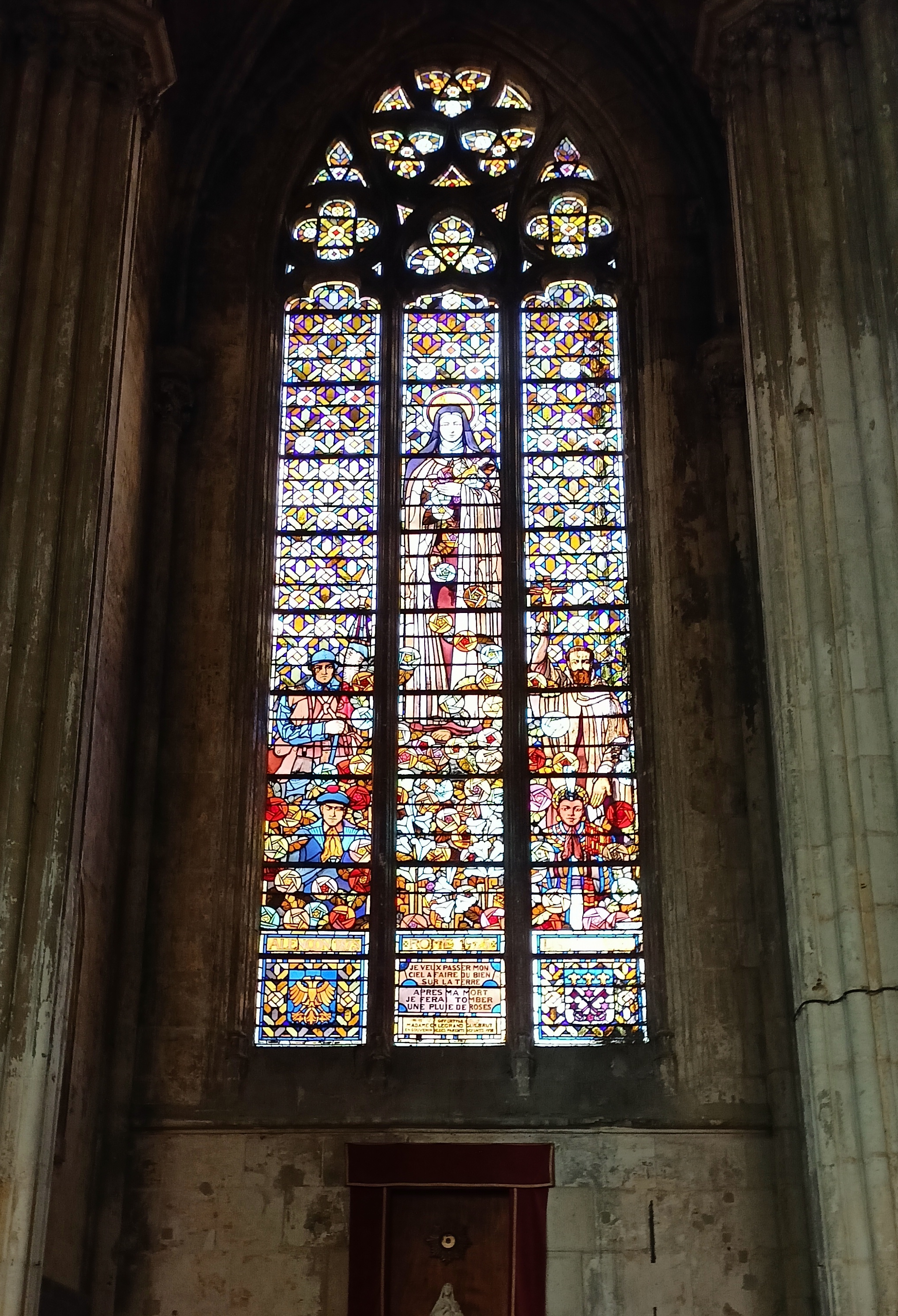
Sainte-Thérèse-aux-Roses, Georges Bourgeot, 1932.
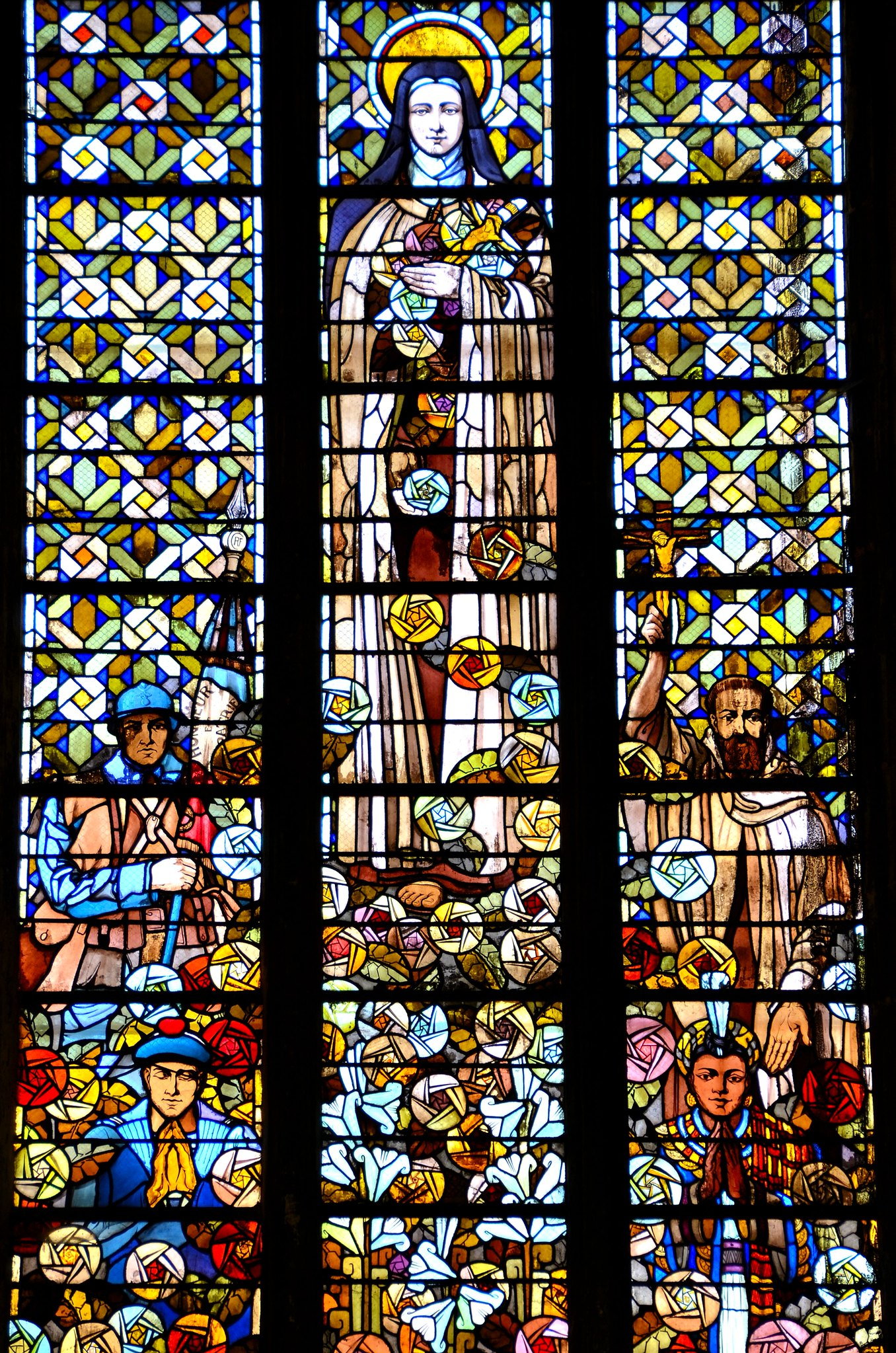
Partie médiane de la verrière.

##### Verrières de l'après-guerre
Après la Seconde Guerre mondiale, le peintre-verrier Pierre Choutet, successeur de Georges Bourgeot, poursuit la réfection des verrières de l'édifice. En 1958, il réalise la grande verrière du croisillon nord du grand transept.
Les vitraux les plus récents ont été posés dans les années 1980. Grâce à un legs, la ville de Saint-Quentin passe commande au maître-verrier Jean-Jacques Gruber d'une verrière figurative pour la chapelle Saint-Quentin. S'inspirant des vitraux médiévaux, cette verrière aux teintes bleutées retrace le martyre du saint-patron de la ville, la découverte de son corps par Eusébie et la translation de ses reliques en 1257 en présence du roi Saint Louis.
Dans le même temps, la ville demande au vitrailliste Jacques Le Chevallier de réaliser des verrières abstraites pour améliorer la luminosité des collatéraux de la nef. Les vitraux sont posés en 1985.

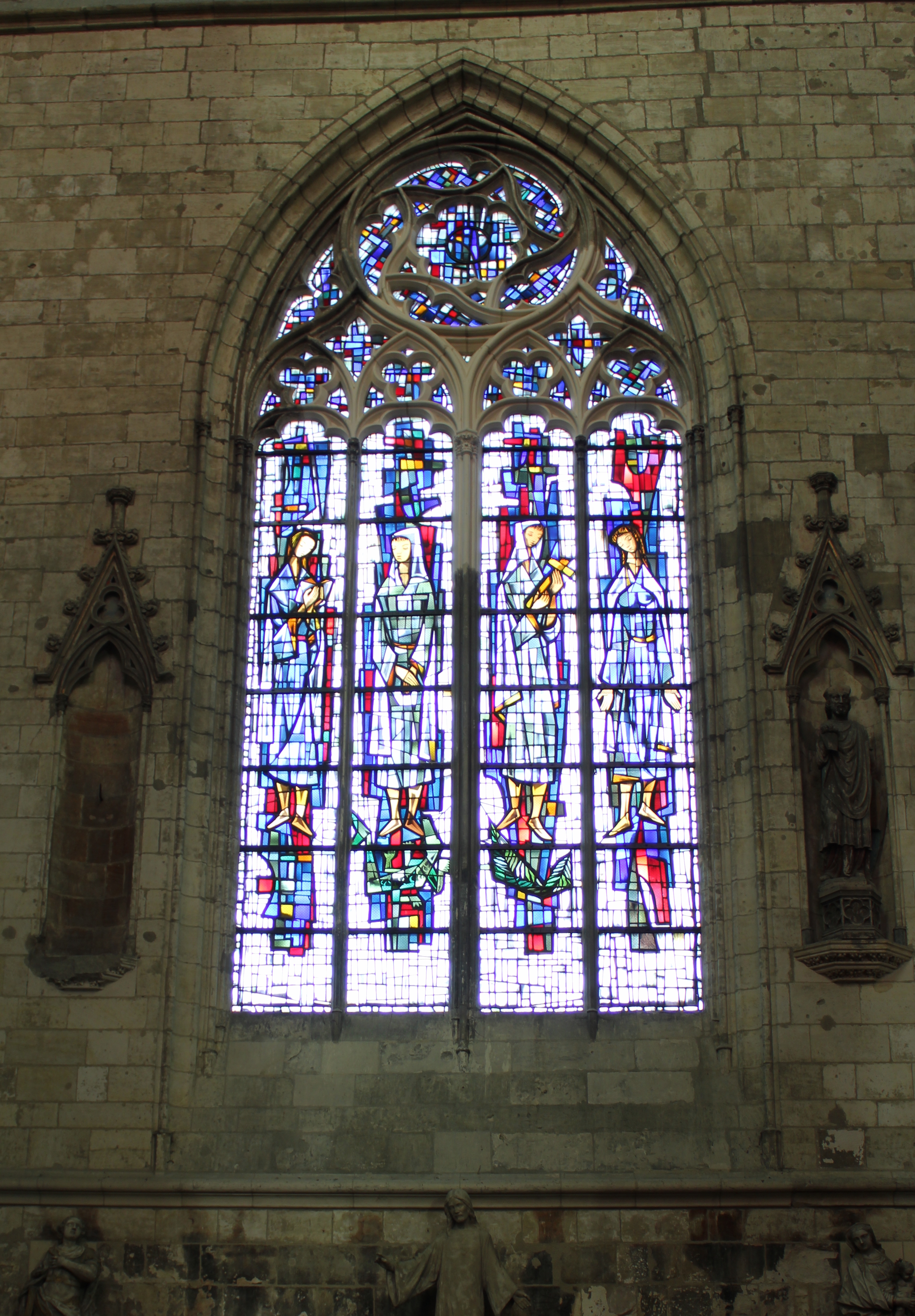
Les Saintes, Pierre Choutet, 1958.
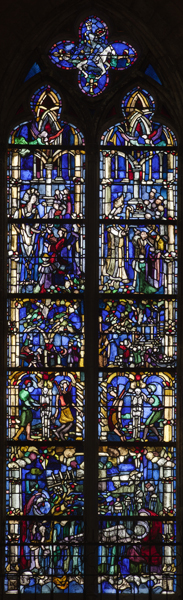
Le martyre de st Quentin, Grüber, 1982.
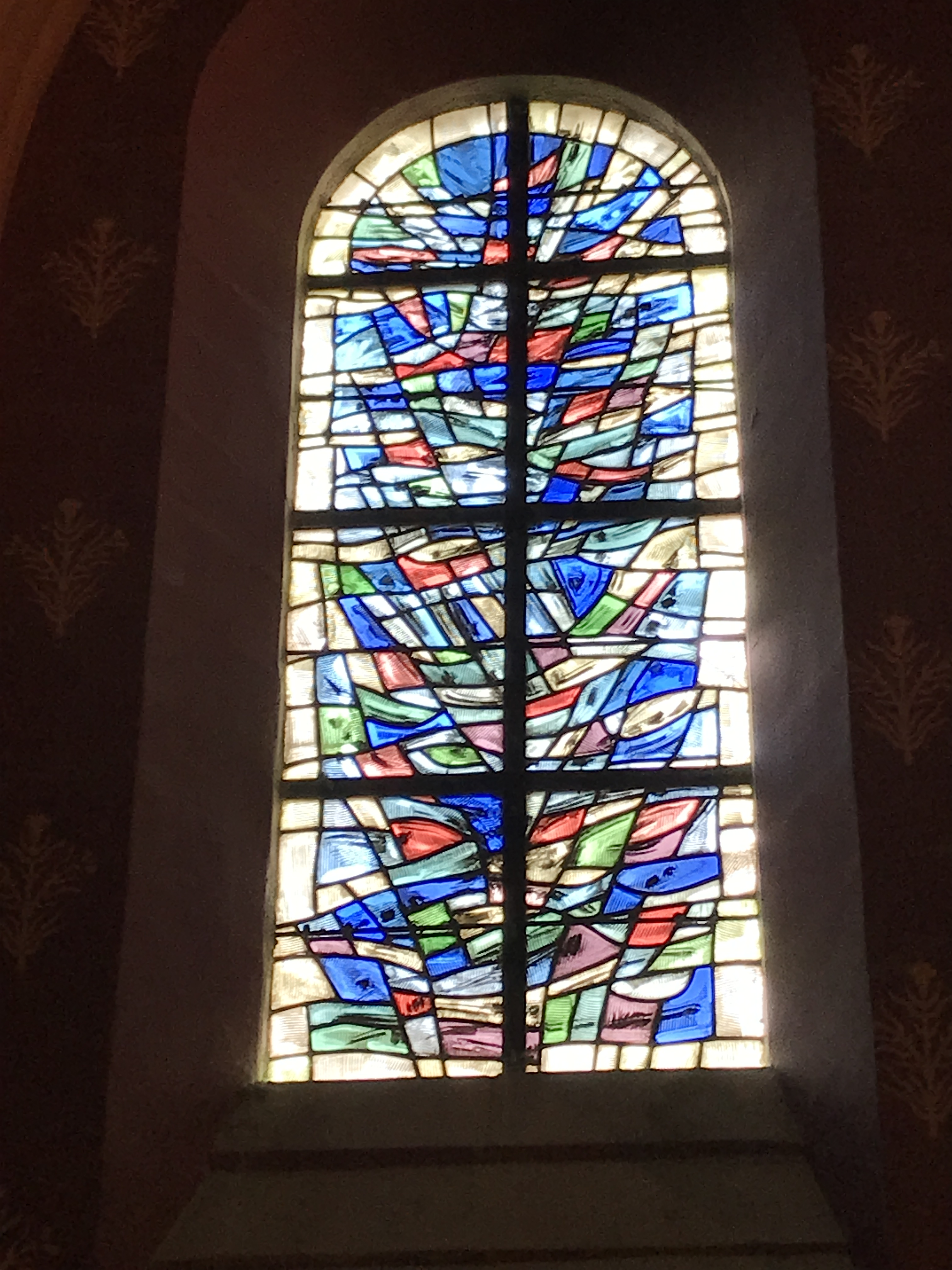
Verrière abstraite réalisée par Jacques Le Chevallier en 1985.

### Les peintures

#### La Déploration du Christ

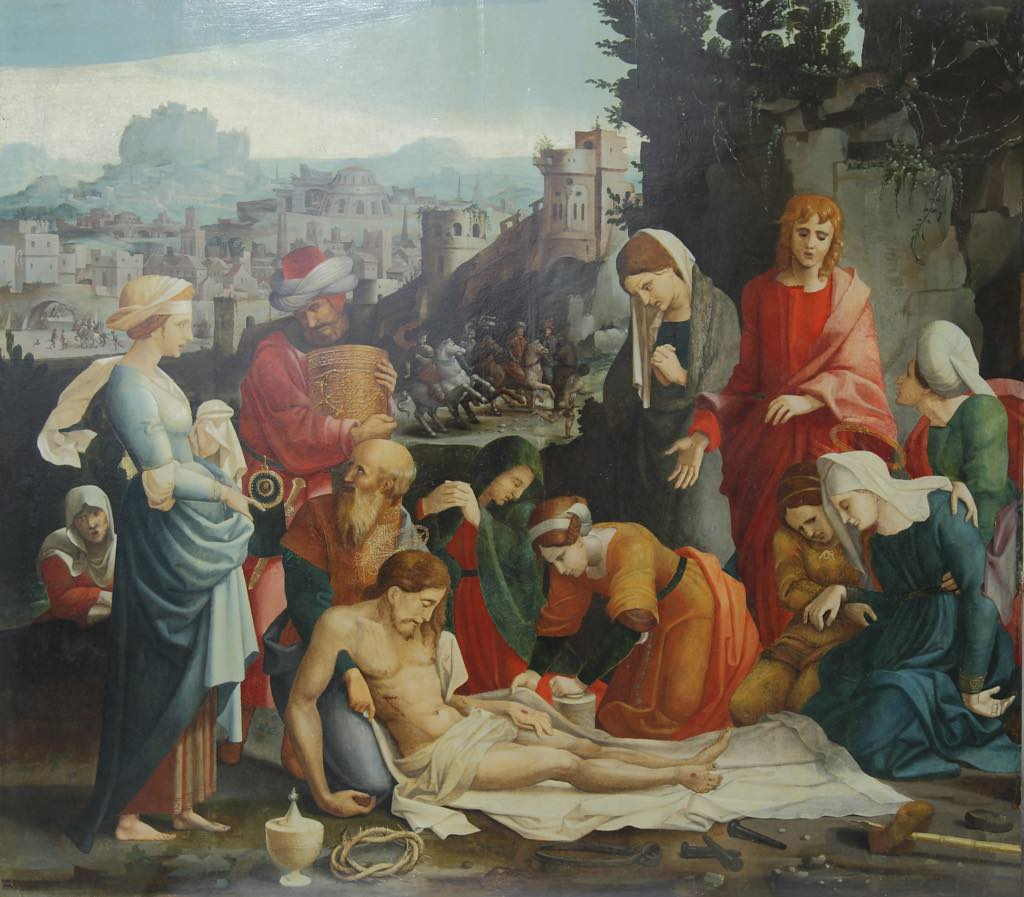
La Déploration du Christ, Grégoire Guérard, chapelle Saint-Éloi, vers 1530.

Parmi les peintures conservées à la basilique de Saint-Quentin, l'une des plus remarquables est La Déploration du Christ, peinte vers 1530 par le peintre néerlandais Grégoire Guérard. Le contexte de sa réalisation est inconnu. Cette œuvre était peut-être l'élément central d'un triptyque, sur le modèle du Triptyque de la Lamentation de l'ancien hospice de Châtillon-sur-Chalaronne, peint vers 1527 par un auteur anonyme. Les deux peintures partagent, en effet, plusieurs caractéristiques telle la représentation de Marie Madeleine, solennellement debout.
La Déploration du Christ fut acquise par le mécène suisse Émile Duval-Foulc au début du XXe siècle, ce dernier l'offrit en 1920 à la basilique pour renouveler son décor peint, fortement dégradé durant la Première Guerre mondiale. L'œuvre est classée monument historique depuis 1975. Elle a bénéficié d'une restauration en 2017 pour être prêtée au musée du Louvre dans le cadre de l'exposition « François Ier (roi de France) et l'art des Pays-Bas ».
Son cadre en bois, sculpté, date de la fin du XVIe siècle ou du début du XVIIe siècle.
Depuis 2018, la peinture est exposée dans la chapelle Saint-Éloi, à proximité du croisillon sud du petit transept.

#### Les notations musicales monumentales

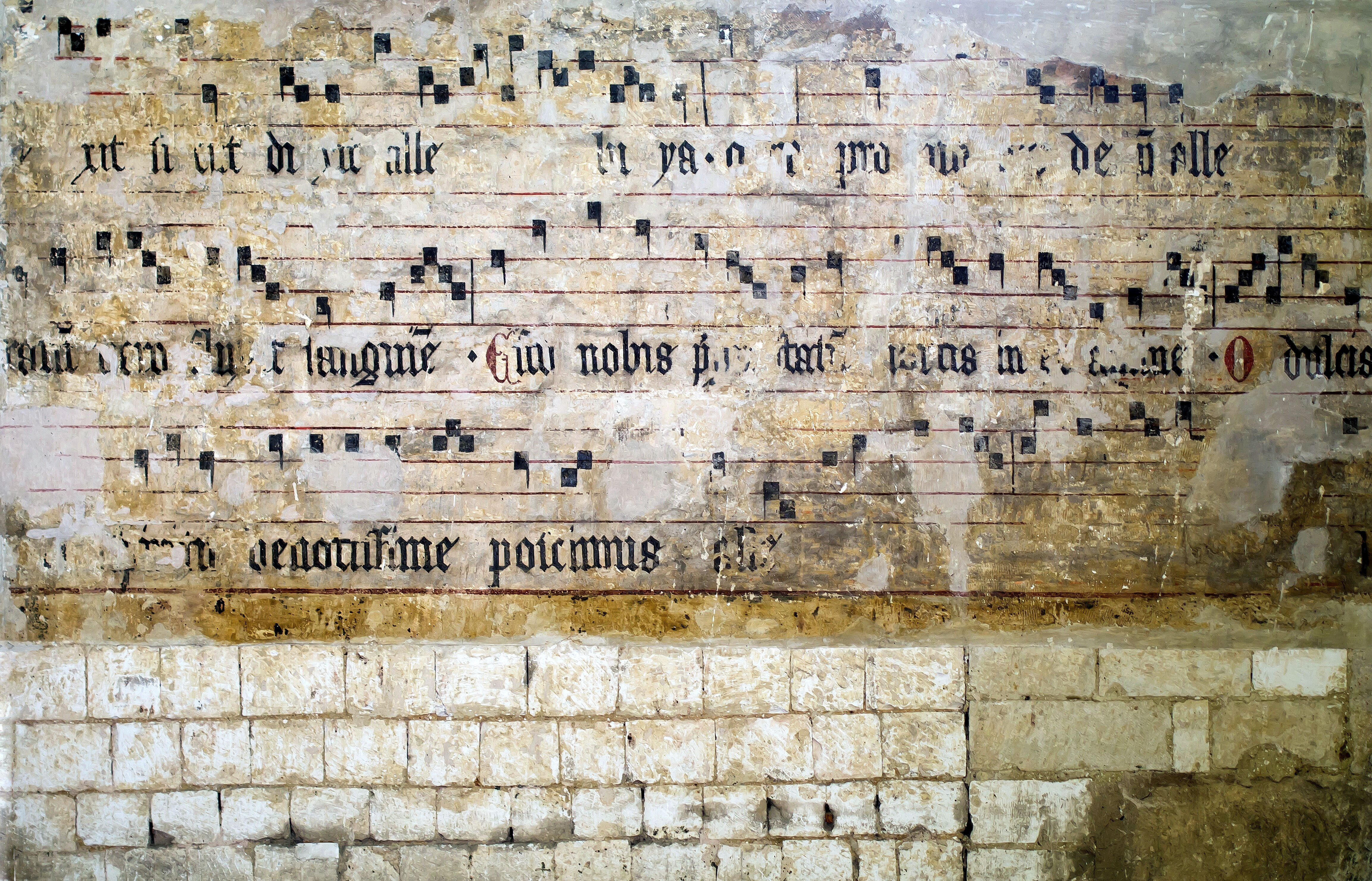
Notations du mur de clôture du chœur.

Sur la face interne des murs de clôture du chœur, des notations musicales monumentales sont visibles, quoique légèrement effacées à certains endroits. Elles furent peintes dans la seconde moitié du XIVe siècle ou au XVe siècle à l'attention des membres du chœur de la collégiale. Recouvertes de lambris en 1808, elles furent redécouvertes après l'incendie de la basilique de 1917,.
Les chants représentés sont quatre antiennes grégoriennes, dont le Regina cæli et l'Ave verum corpus. Trois d'entre elles ont pu être reconstituées et ont fait l'objet d'un enregistrement par le « Chœur grégorien de Paris »,,.
La découverte de ces notations musicales, unique parmi les grandes églises françaises, associée à la présence d'anges chanteurs à l'intérieur et sur la façade de l'édifice, est un indice de la place essentielle qu'accordait le chapitre de Saint-Quentin à la pratique musicale.

#### Les peintures murales
La basilique a conservé certaines de ses peintures murales anciennes, blanchies par les chanoines au XVIIIe siècle et redécouvertes au XIXe siècle. Ce décor pictural fut enrichi dans la seconde moitié du XIXe siècle grâce aux réalisations de plusieurs artistes locaux et parisiens.

##### Les peintures médiévales
La basilique bénéficiait d'un décor peint au Moyen Âge. Quentin de la Fons évoque ainsi la campagne de peinture des murs de la nef lancée en 1476 et les travaux de restauration financés par le chanoine Thomas Pérignon en 1547,. Peu de traces de ce décor originel subsistent dans l'édifice actuel.
La Crucifixion du Christ est le sujet d'une peinture située sur un des piliers du grand transept, à proximité de la chapelle Notre-Dame-de-Labon. Quoique sa datation reste incertaine, cette œuvre aurait été réalisée au XIVe siècle. Elle constituerait ainsi la plus ancienne peinture conservée dans la basilique. Au vu de la différence de styles entre les personnages et le paysage urbain en arrière-plan, elle fut peut-être peinte par deux artistes différents.
La chapelle Sainte-Madeleine-et-Sainte-Marthe est la seule chapelle de la basilique à avoir conservé presque l'entièreté de son décor pictural d'origine. Sur ses trois murs, des peintures monumentales représentent des scènes de la vie de sainte Marie Madeleine inspirées du Nouveau Testament et de La Légende dorée, telles que le repas chez Simon, la résurrection de Lazare et le Voyage en Provence. Ces œuvres furent réalisées à la fin du XVe siècle ou au début du XVIe siècle. Elles bénéficièrent de campagnes de restauration aux XVIIe et XIXe siècles qui altérèrent quelque peu leur homogénéité.

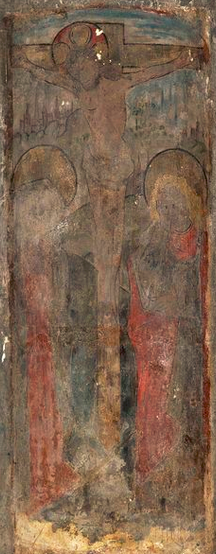
Crucifixion, anonyme, grand transept sud, XIVe siècle.
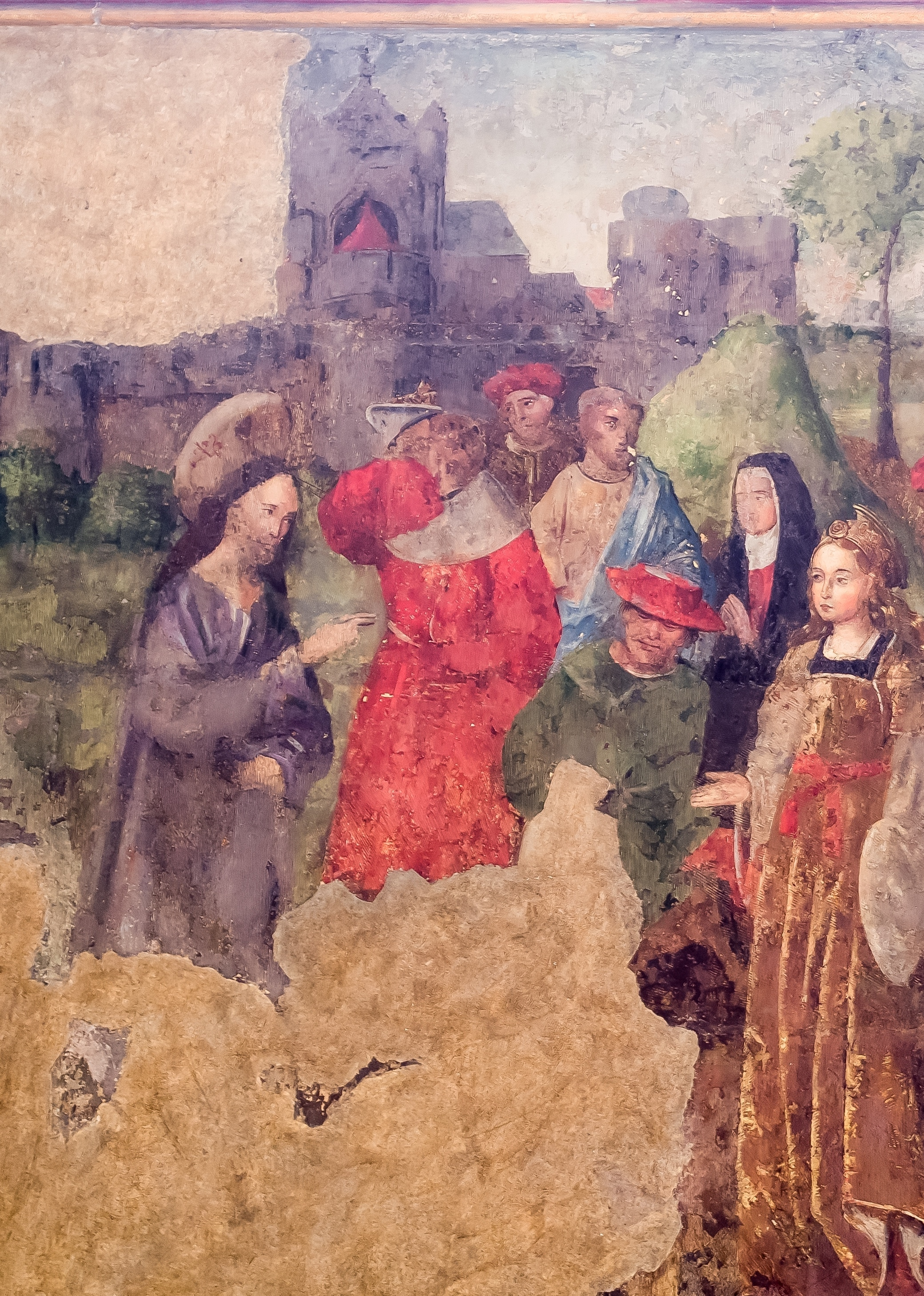
La Résurrection de Lazare, anonyme, chapelle Sainte-Madeleine et Sainte-Marthe, 1480–1525.
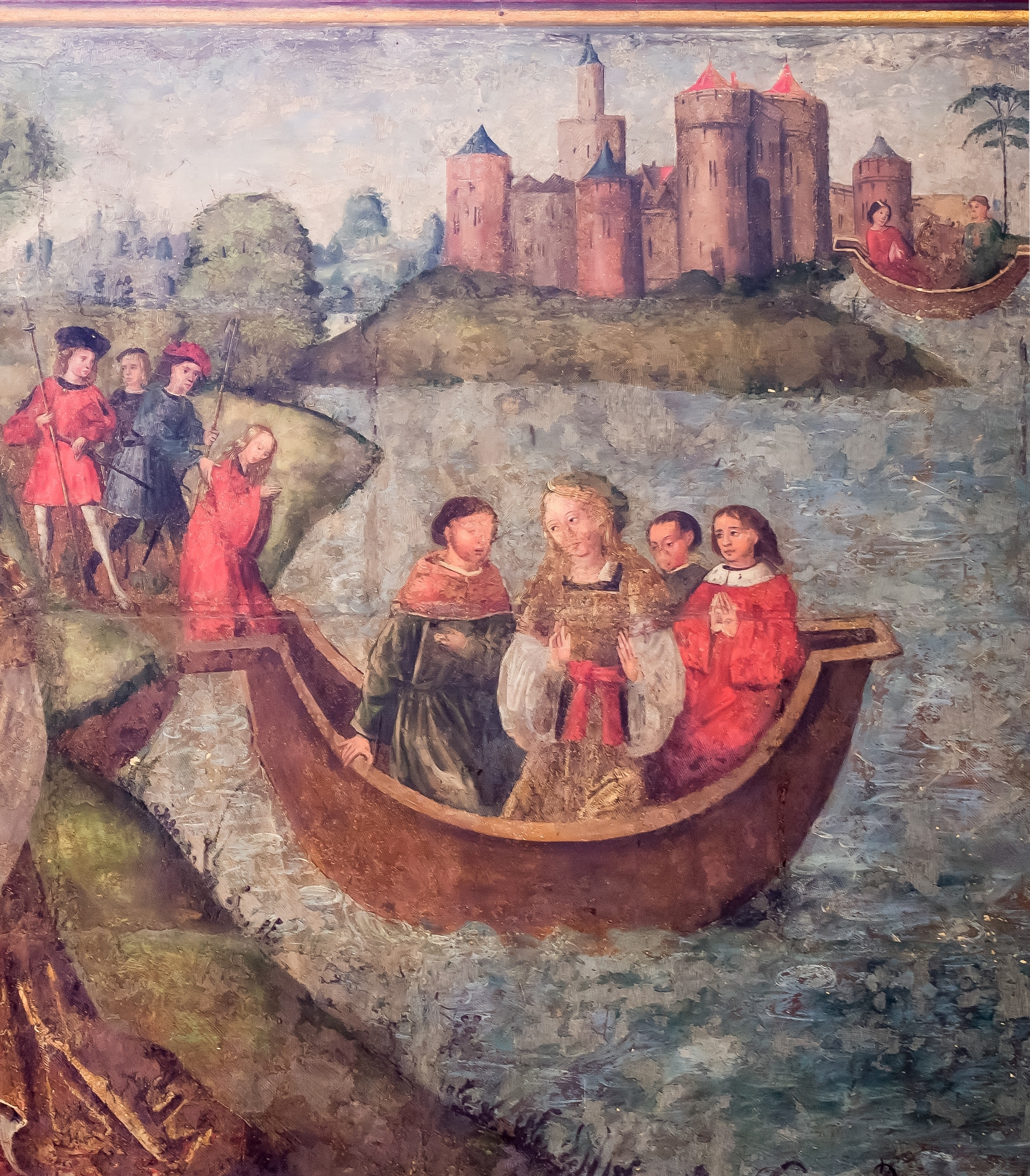
Le Voyage de sainte Madeleine en Provence, anonyme, chapelle Sainte-Madeleine-et-Sainte-Marthe, 1480–1525.
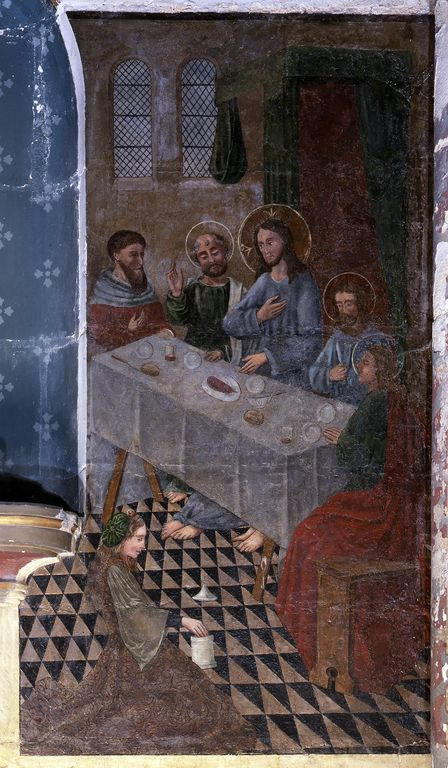
Le Repas chez Simon, anonyme, chapelle Sainte-Madeleine et Sainte-Marthe, 1480–1525.

##### Les peintures modernes
La chapelle Notre-Dame de Labon a conservé ses peintures du début du XVIIe siècle. Elles furent offertes en 1624 par le chanoine Claude de Broyes, dont les armoiries sont visibles en haut à droite de la peinture du mur mériodional. Elles représentent des scènes du Nouveau Testament,.
À proximité, la chapelle Saint-Antoine renferme deux peintures monumentales sur toile fixées à ses murs occidental et oriental. Réalisées par Nicolas Wilbault en 1733, ces œuvres ont pour thème les nourritures spirituelles. Elles étaient initialement déposées dans le chœur, décorant peut-être les lambris du mur de clôture. Elles furent déplacées à leurs emplacements actuels au XIXe siècle. L'une de ces œuvres, Le Christ servi par des anges, inspira Jacques Wilbault pour la réalisation de son tableau homonyme, conservé dans la chapelle de l'hôpital de Rethel,.

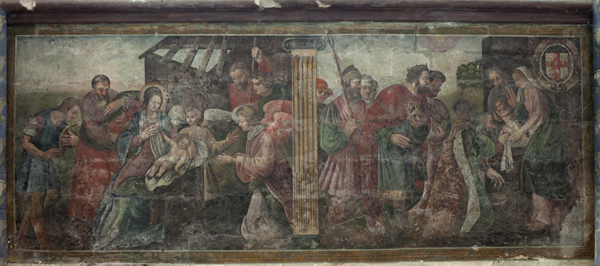
Adoration des bergers, adoration des mages, anonyme, chapelle Notre-Dame-de-Labon, 1624.
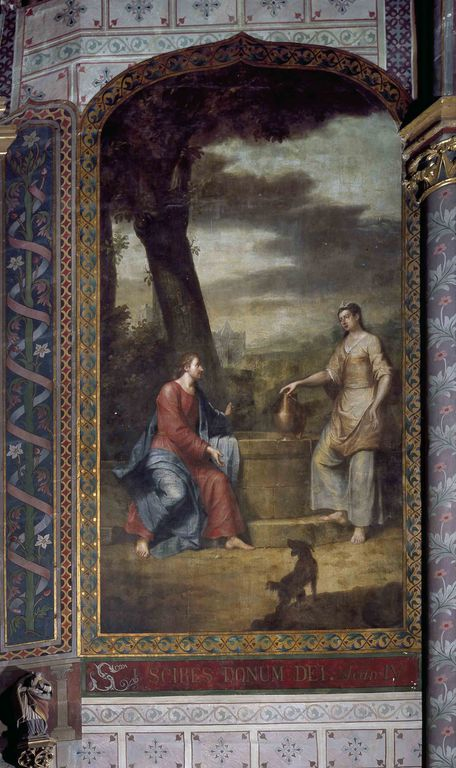
Le Christ et la Samaritaine, Nicolas Wilbault, chapelle Saint-Antoine, 1733.
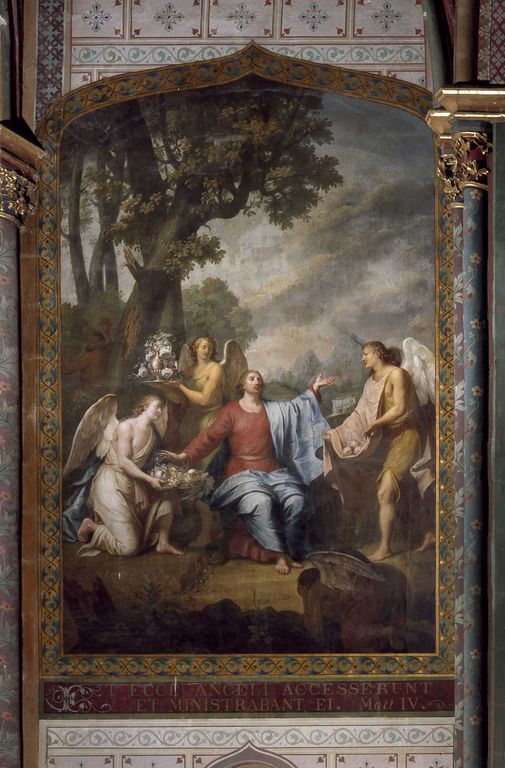
Le Christ servi par les anges, Nicolas Wilbault, chapelle Saint-Antoine, 1733.

##### Les peintures contemporaines
Dans la seconde moitié du XIXe siècle, dans le cadre des travaux de rénovation de la collégiale menés par Pierre Bénard, une vaste portion de l'édifice fut repeinte dans l'objectif de rendre à l'édifice sa polychromie du XVe siècle. Les piliers et le mur de clôture du chœur, l'étage inférieur du grand transept, la chapelle axiale et la chapelle Saint-Michel furent notamment concernés. Les peintres parisiens Désiré François Laugée et Alphonse Hippolyte Joseph Leveau réalisèrent plusieurs peintures murales en cherchant à imiter l'art pictural de la fin du Moyen Âge. Leurs œuvres les mieux conservées sont situées dans la chapelle Saint-Pierre-et-Saint-Paul de la nef. Placées l'une au-dessus de l'autre, elles représentent Dieu assis sur un trône et tenant l'Univers dans sa main gauche ainsi que saint Pierre et saint Paul agenouillés aux pieds du Christ. Pour peindre Dieu, Alphonse Leveau s'est inspiré du Dieu sculpté de l'arbre de Jessé voisin. Dans les deux œuvres, Dieu est représenté portant la toge, barbu, levant la main droite et portant un globe bleu, qui symbolise l'Univers, de la main gauche.

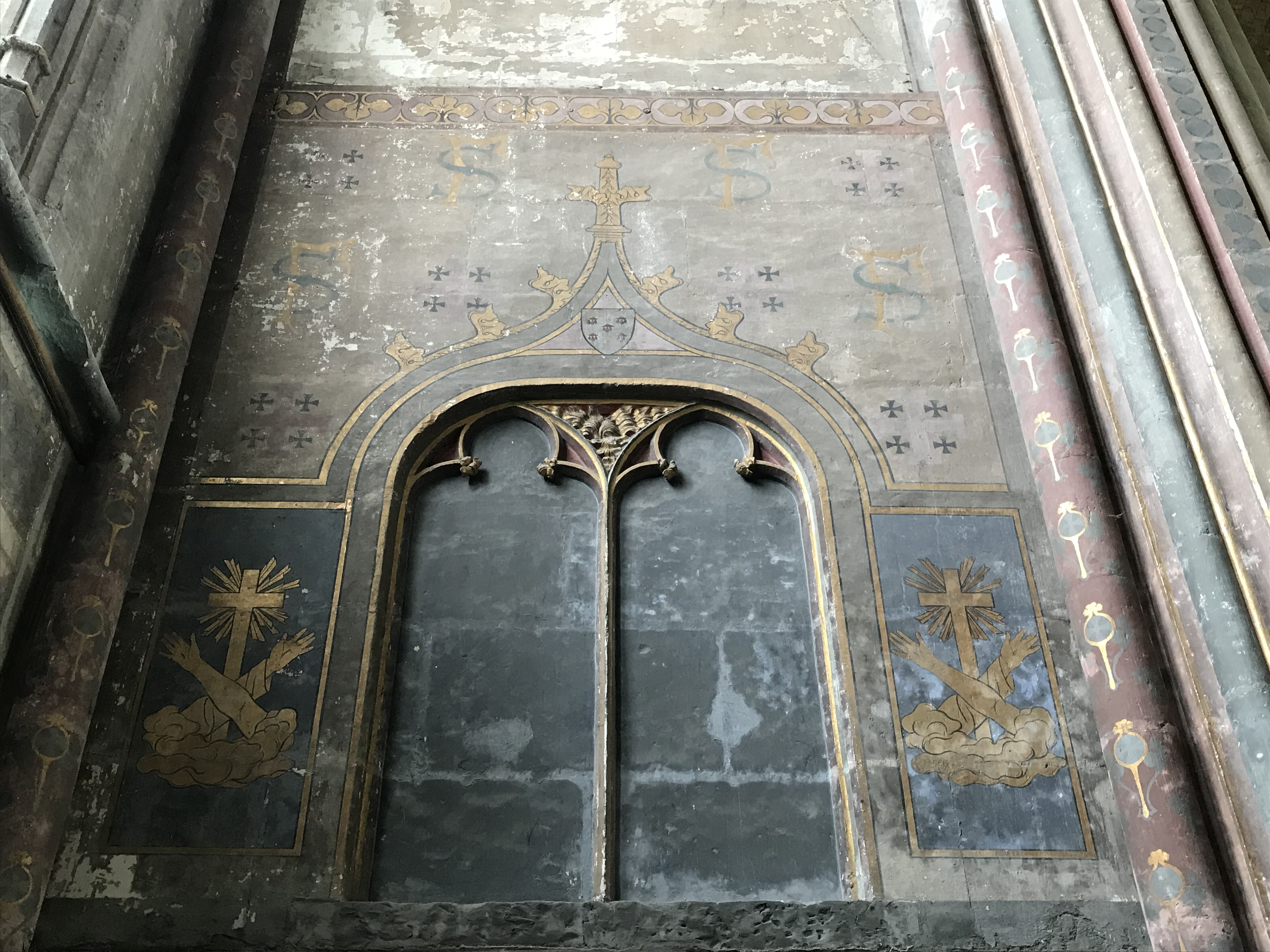
Décor peint de la chapelle Notre-Dame-de-Liesse (dédiée à saint François jusqu'au début du XXe siècle), seconde moitié du XIXe siècle.
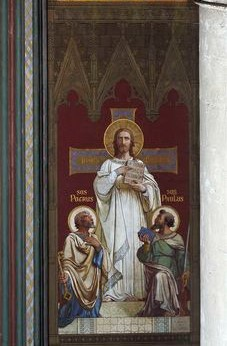
Saint Pierre et saint Paul aux pieds du Christ glorieux, chapelle Saint-Pierre-et-Saint-Paul, Désiré Laugée, 1859.
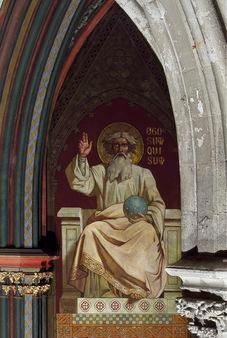
Dieu le Père, chapelle Saint-Pierre-et-Saint-Paul, Alphonse-Hippolyte Leveau, 1860.

### Les sculptures

#### L'arbre de Jessé
La chapelle Saint-Louis-et-Saint-Quentin possède, sur son mur méridional, un arbre de Jessé daté de la seconde moitié du XVe siècle. Dégradé sous la Révolution française, il fut restauré et repeint en 1891,. Une restauration menée en 2004 a permis de rétablir une partie des couleurs médiévales.
En partant du bas vers le haut, Dieu le Père tenant l'Univers est accompagné de deux anges agenouillés. Ces trois personnages sont surmontés par Adam et Ève se couvrant les parties intimes. Au-dessus, Jessé est représenté comme un vieil homme barbu et endormi. De son corps sort un arbre dont les branches portent les statues et les noms des rois légendaires de Juda. Sur le tronc, sont représentés David, deuxième roi de Juda, et Joachin, avant-dernier roi de Juda. Enfin, en haut de l'arbre, Marie est surmontée de son fils Jésus. Ce dernier est représenté sur la croix, chose rare sur un arbre de Jessé.

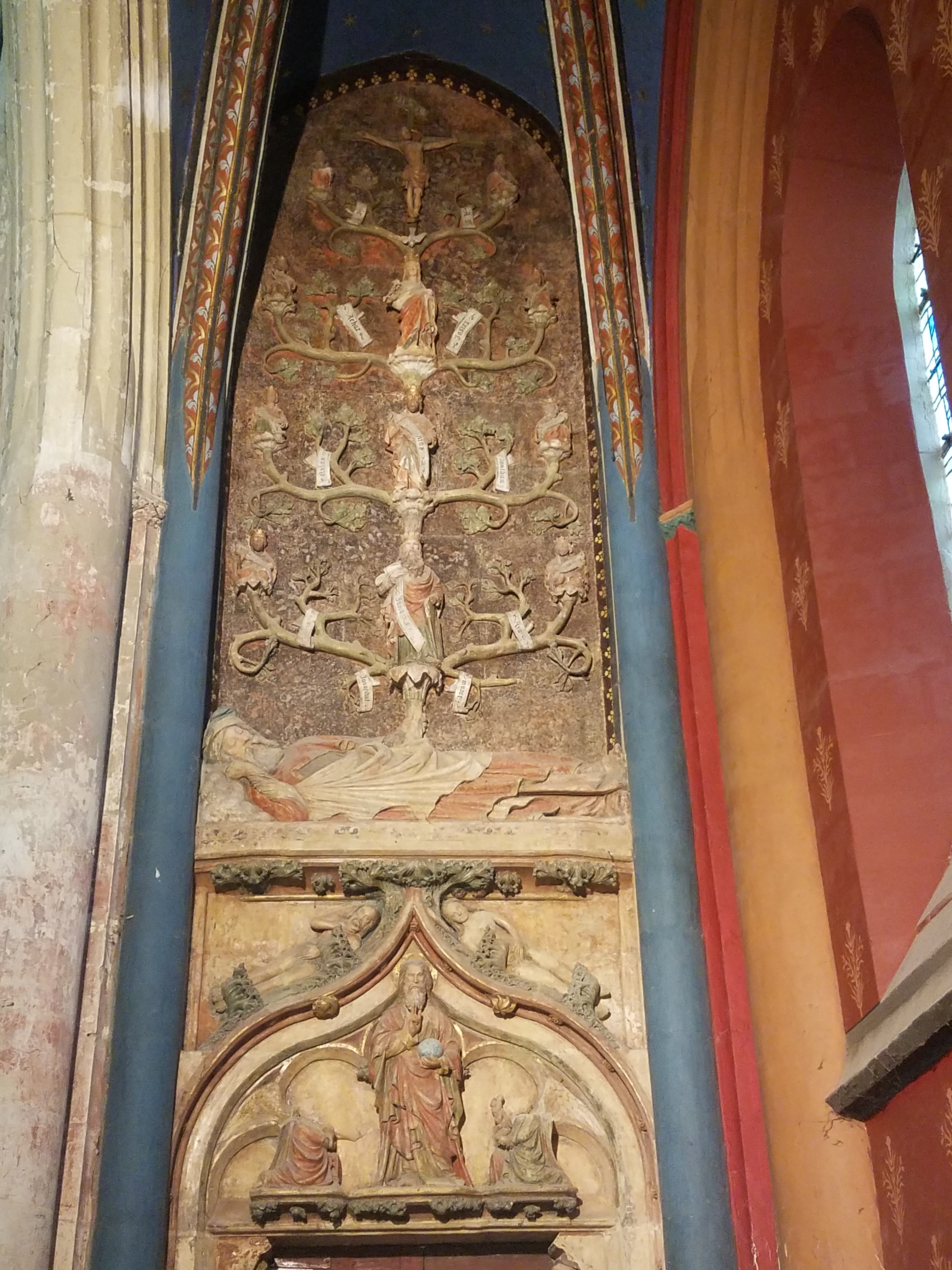
Arbre de Jessé et Dieu tenant l'Univers, seconde moitié du XVe siècle.
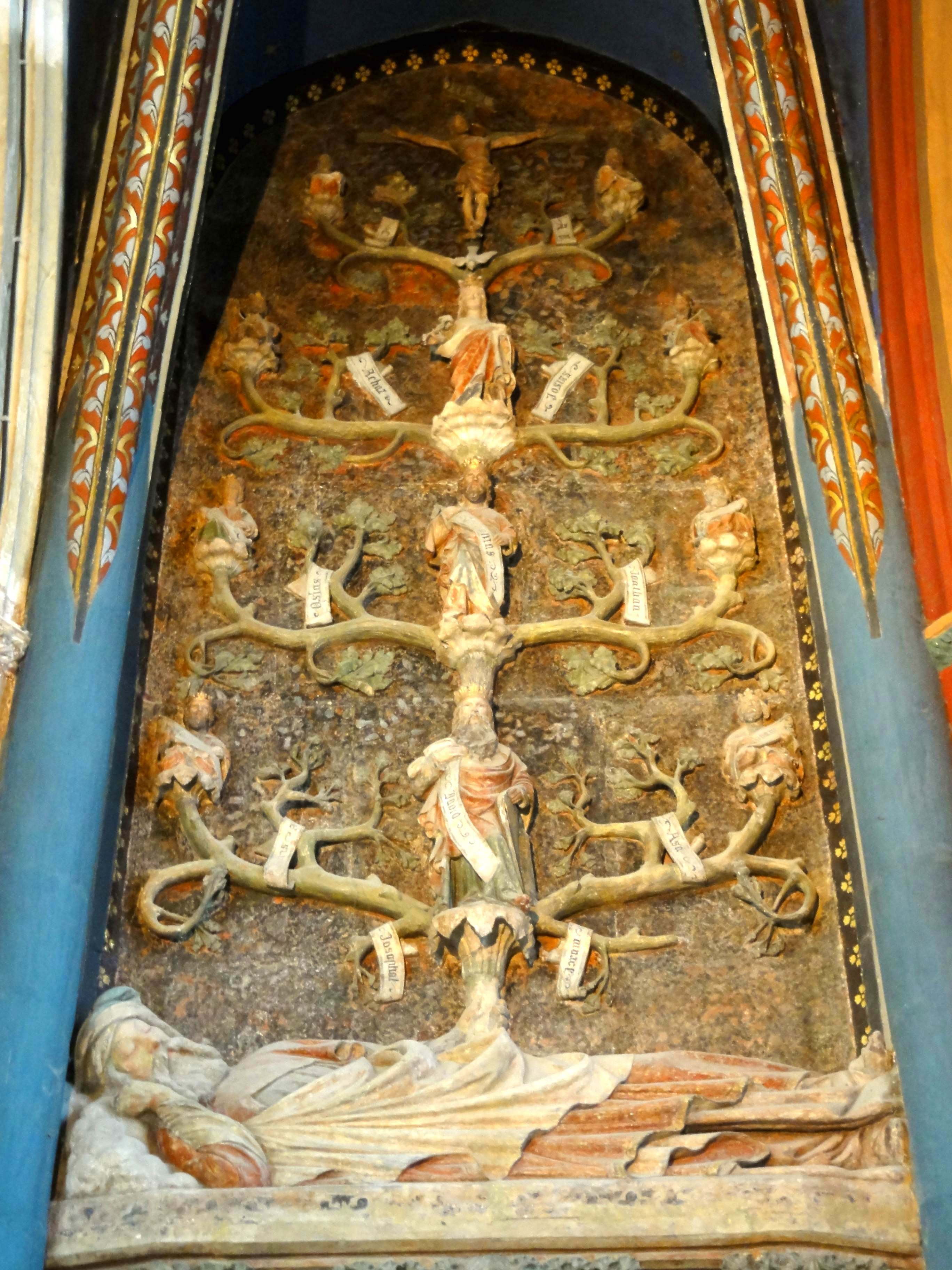
Arbre de Jessé, chapelle Saint-Louis-et-Saint-Quentin, seconde moitié du XVe siècle.
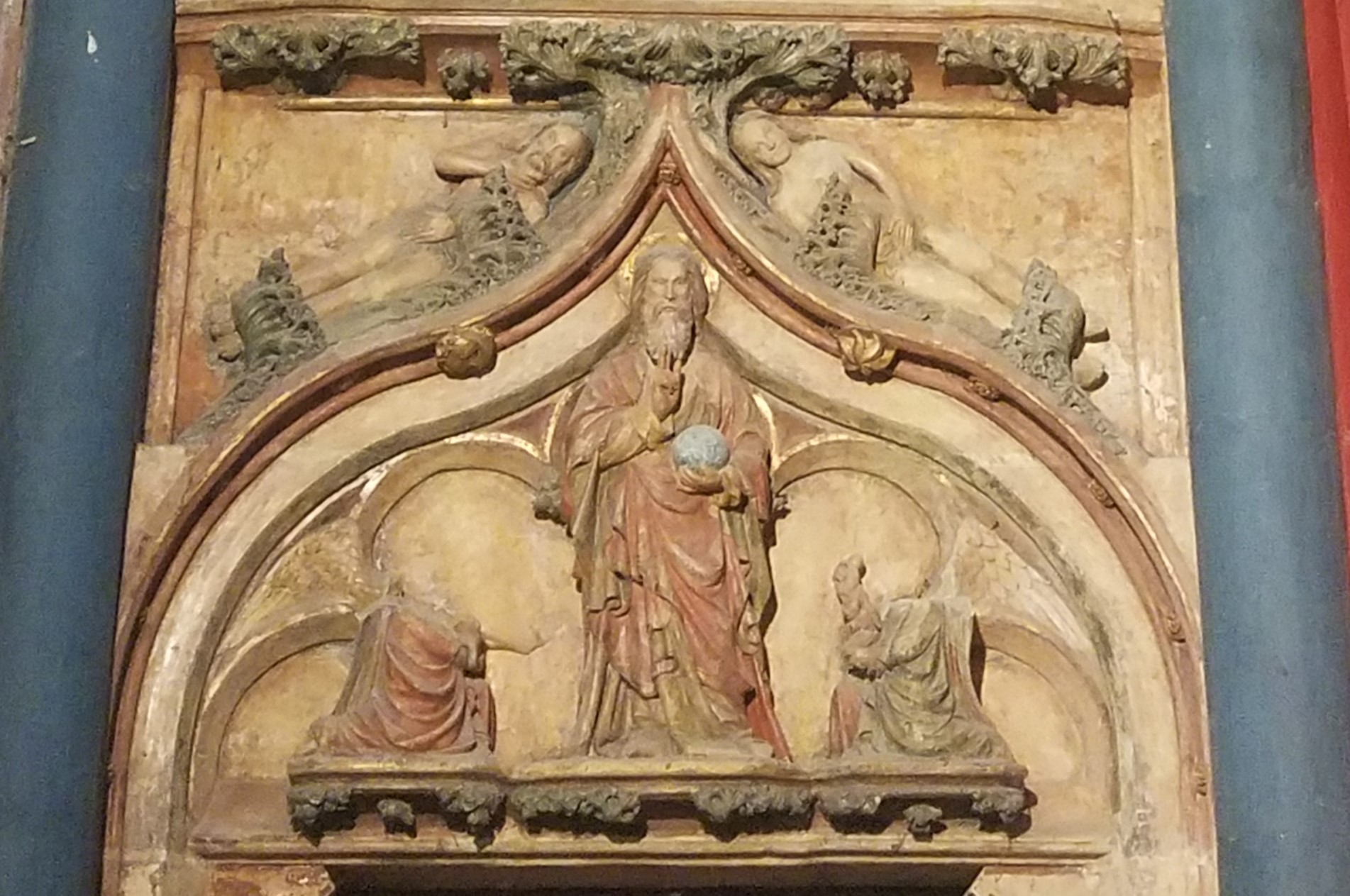
Dieu tenant l'Univers, chapelle Saint-Louis-et-Saint-Quentin, seconde moitié du XVe siècle.

#### Le tombeau en enfeu de l'archiprêtre Tavernier
Un remarquable tombeau en enfeu médiéval est aménagé dans la face externe des murs de clôture du chœur, en face de la chapelle Saint-Joseph. Édifié au début du XIVe siècle, il abritait originellement un gisant du chanoine Grégoire de Ferrière, grand bienfaiteur de la collégiale décédé en 1293. Ce gisant fut dégradé au fil des siècles puis détruit en 1793. Un nouveau gisant, réalisé par le sculpteur parisien Jehan Du Seigneur, fut installé dans l'emplacement vacant le 6 mai 1866. Il rend hommage à l'archiprêtre Charles Florimond Tavernier, décédé en 1865,.
Au-dessus du gisant, une peinture monumentale, datée de la fin du XVe siècle et redécouverte par Désiré François Laugée vers 1858, représente saint Quentin encensé par deux anges.

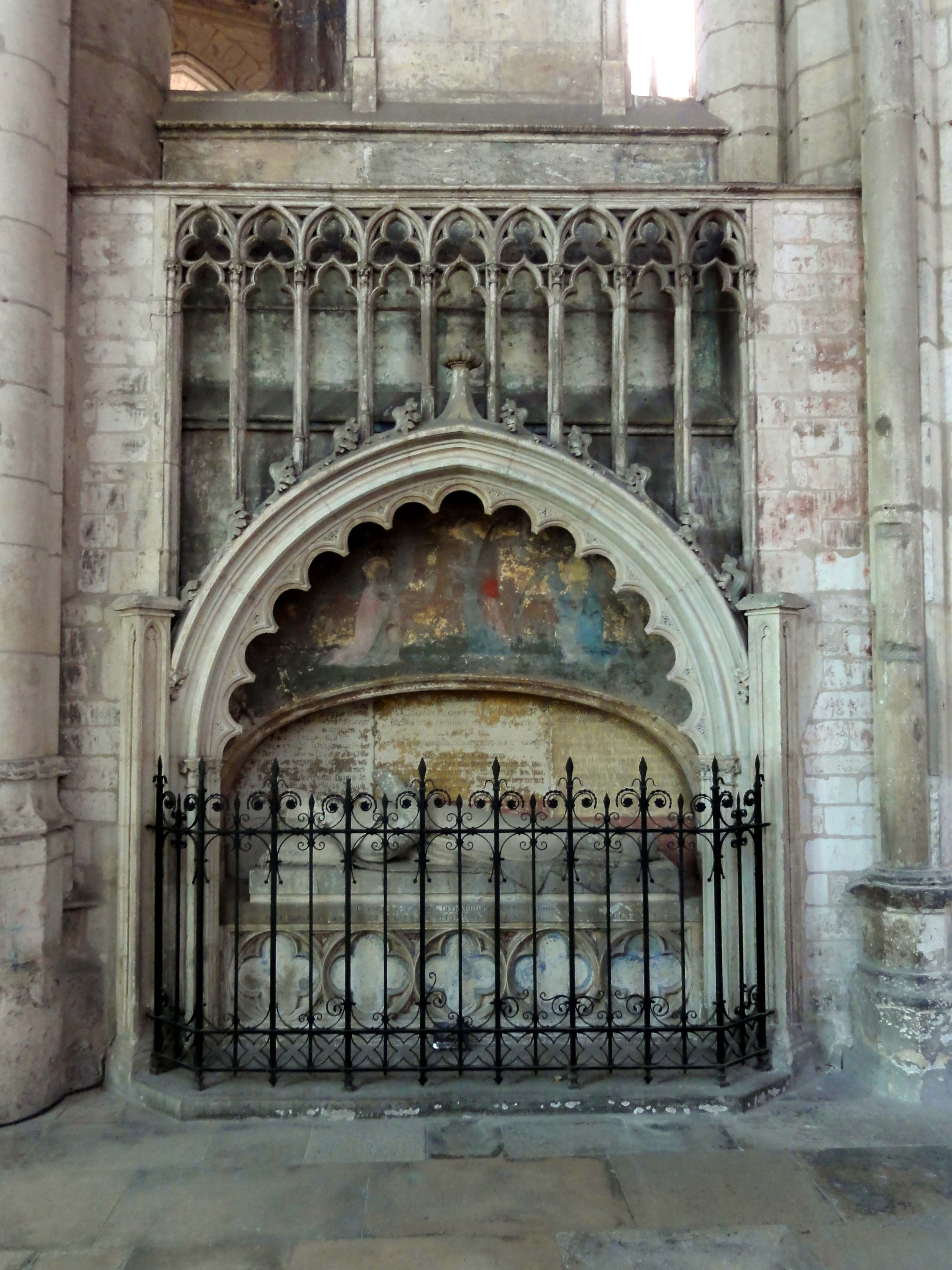
Tombeau en enfeu de l'archiprêtre Tavernier, XIVe siècle.
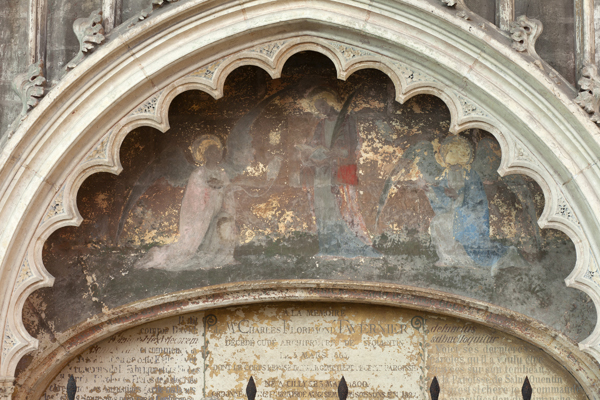
Saint Quentin glorieux encensé par deux anges, XVe siècle.
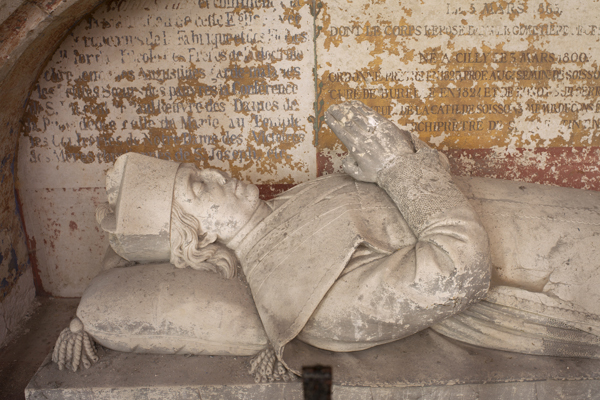
Gisant de l'archiprêtre Tavernier, Jehan Du Seigneur, 1866.

#### Le retable et le groupe de la Crucifixion de la chapelle du Saint-Sépulcre
Jusqu'à la fin du XVIIIe siècle, la façade orientale de la chapelle du Saint-Sépulcre accueillait un retable du XVe siècle, installé en 1469 selon Quentin de la Fons. Seul le baldaquin survécut à la période révolutionnaire. En 1897, dans le cadre des travaux de restauration menés par Pierre Bénard qui permirent le rétablissement des peintures et du niveau de sol d'origine, un groupe de la Crucifixion prit place dans le baldaquin médiéval. Réalisé par les frères Francis et Aimé Jacquier, à l'instar de la frise en relief du mur de clôture du chœur, ce groupe sculpté survécut à la Première Guerre mondiale bien que certaines têtes aient été mutilées.

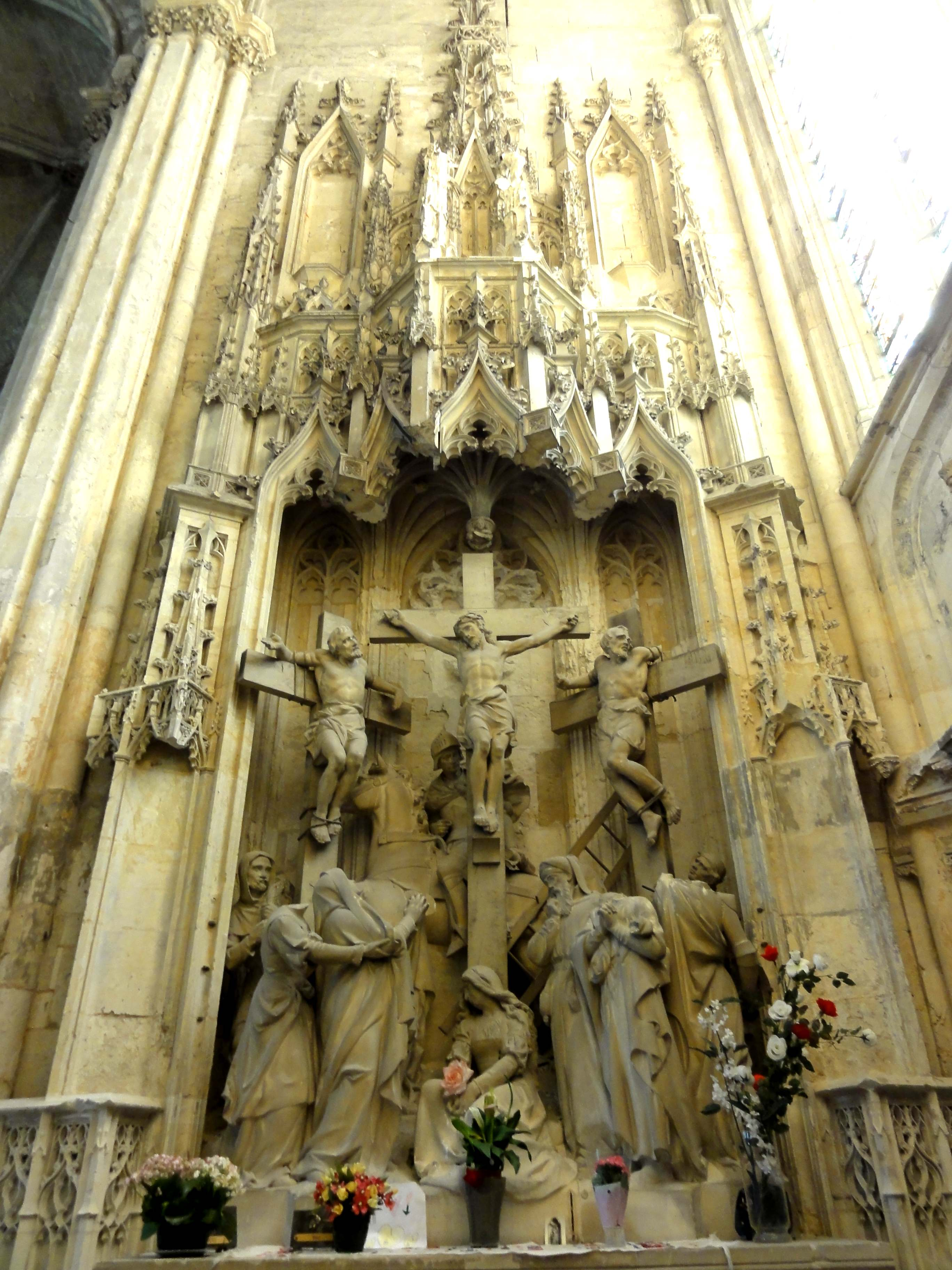
Groupe de la Crucifixion avec le baldaquin du XVe siècle et les statues des frères Jacquier de 1897.
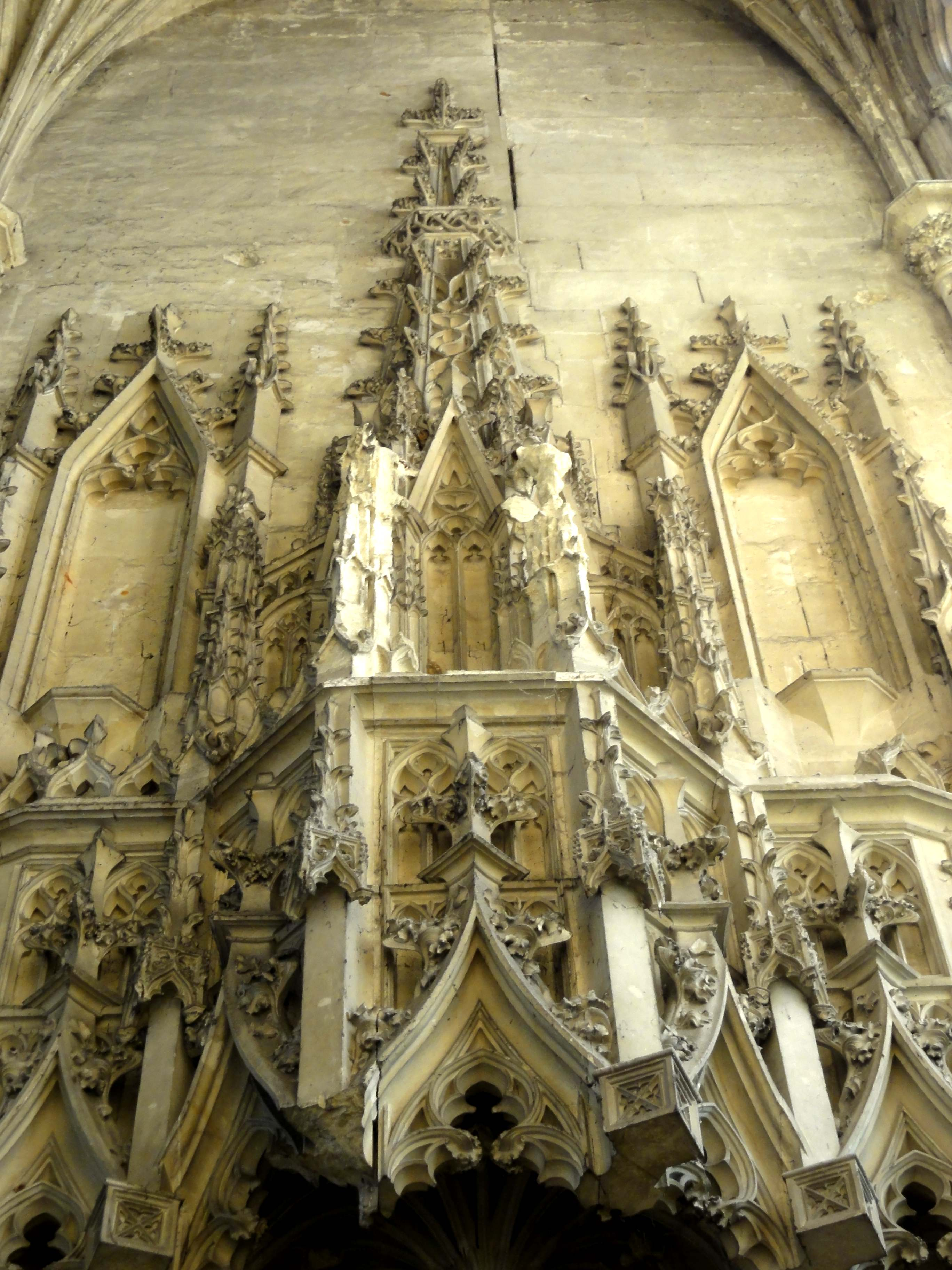
Parties hautes du baldaquin médiéval.
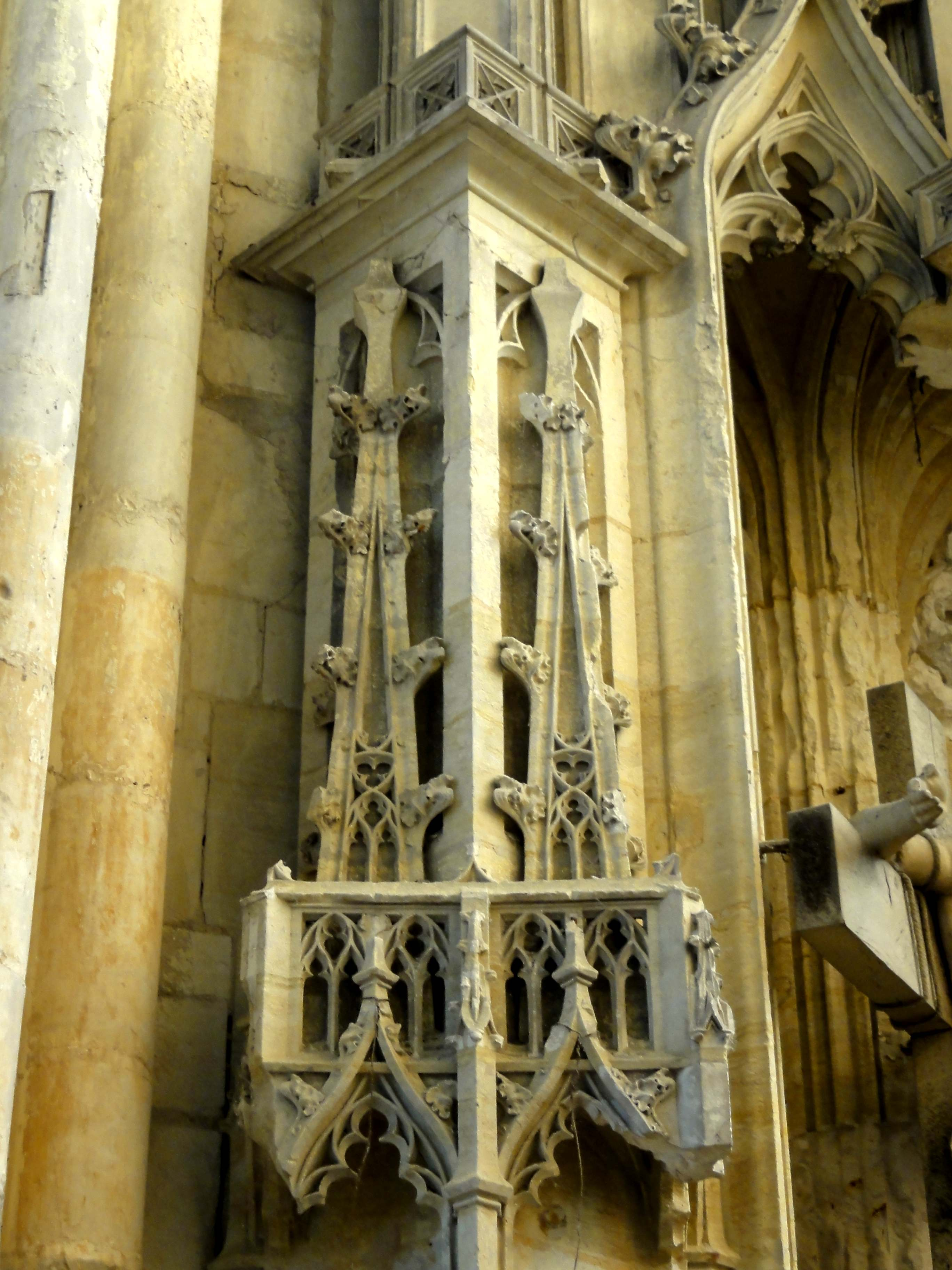
Dais sur le montant gauche du baldaquin médiéval, qui surmontait autrefois deux statues.
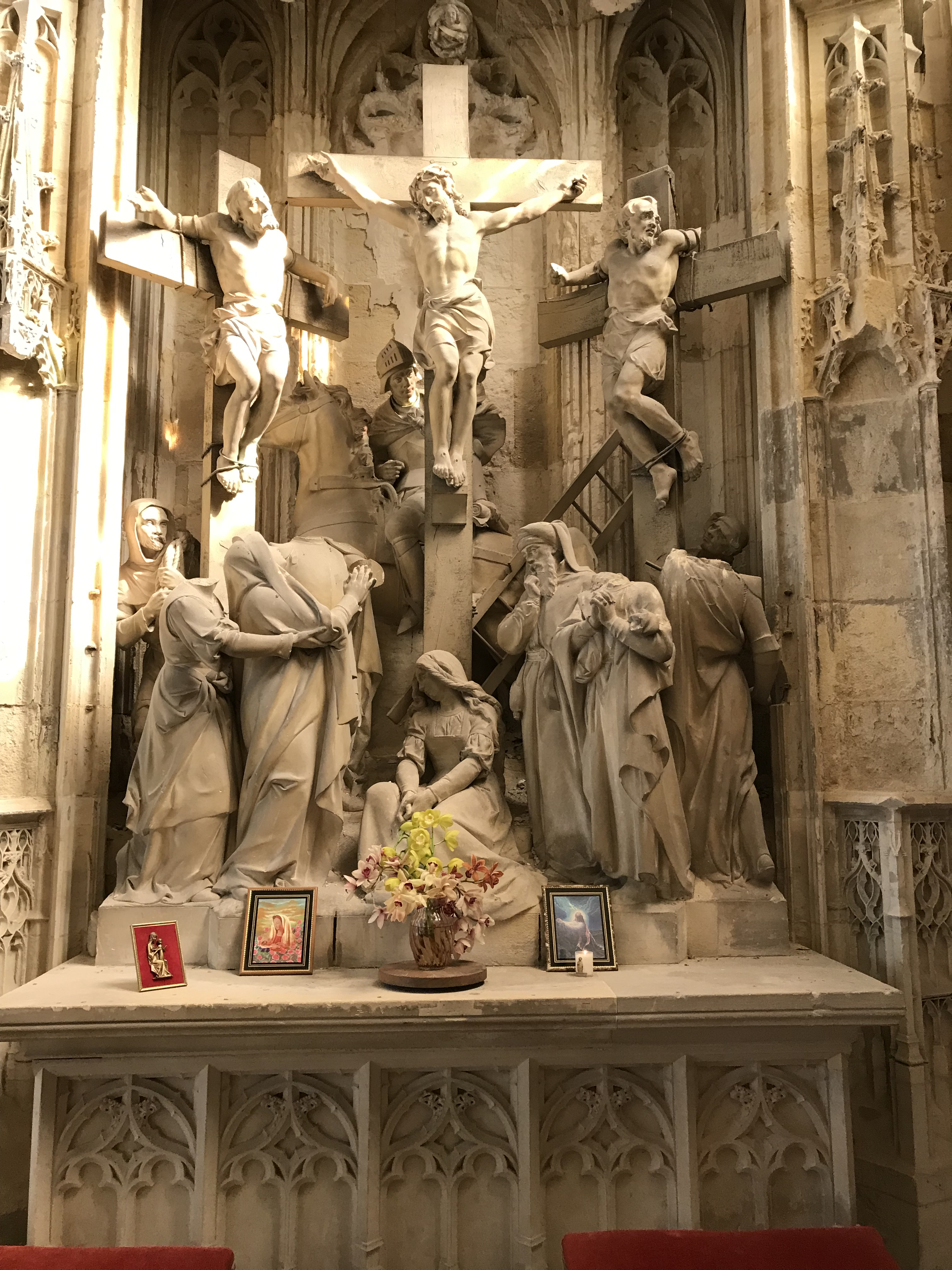
Statuaire du Groupe de la Crucifixion, frères Jacquier, 1897.

#### Les statues

##### Les statues du grand transept
Plusieurs statues remarquables sont conservées dans le croisillon nord du grand transept. Trois statues sont exposées au pied du mur septentrional du grand transept. Deux d'entre elles, en marbre blanc, sont réputées avoir été réalisées vers 1732–1734 par le sculpteur parisien Edmé Bouchardon. Ornant jusqu'en 1793 deux autels de la clôture du chœur, elles survécurent à la période révolutionnaire et regagnèrent le chœur, installée sur de nouveaux autels, en 1826. Elles furent partiellement peintes dans la seconde moitié du XIXe siècle. En 1917, classées par les œuvres les plus remarquables de la basilique par les Allemands, elles furent mises en sûreté à Maubeuge. Elles revinrent à Saint-Quentin en 1922. La première de ces statues représente saint Quentin, vêtu en militaire romain et tenant un livre de la main droite. La seconde représente Marie tenant son enfant Jésus.
Entre ces deux statues modernes, une statue contemporaine du Christ du Sacré-Cœur trône sur un piédestal. Réalisée par le sculpteur Paul Gasq, cette œuvre en calcaire blanc fut bénie et placée dans l'édifice en reconstruction le 15 août 1923.

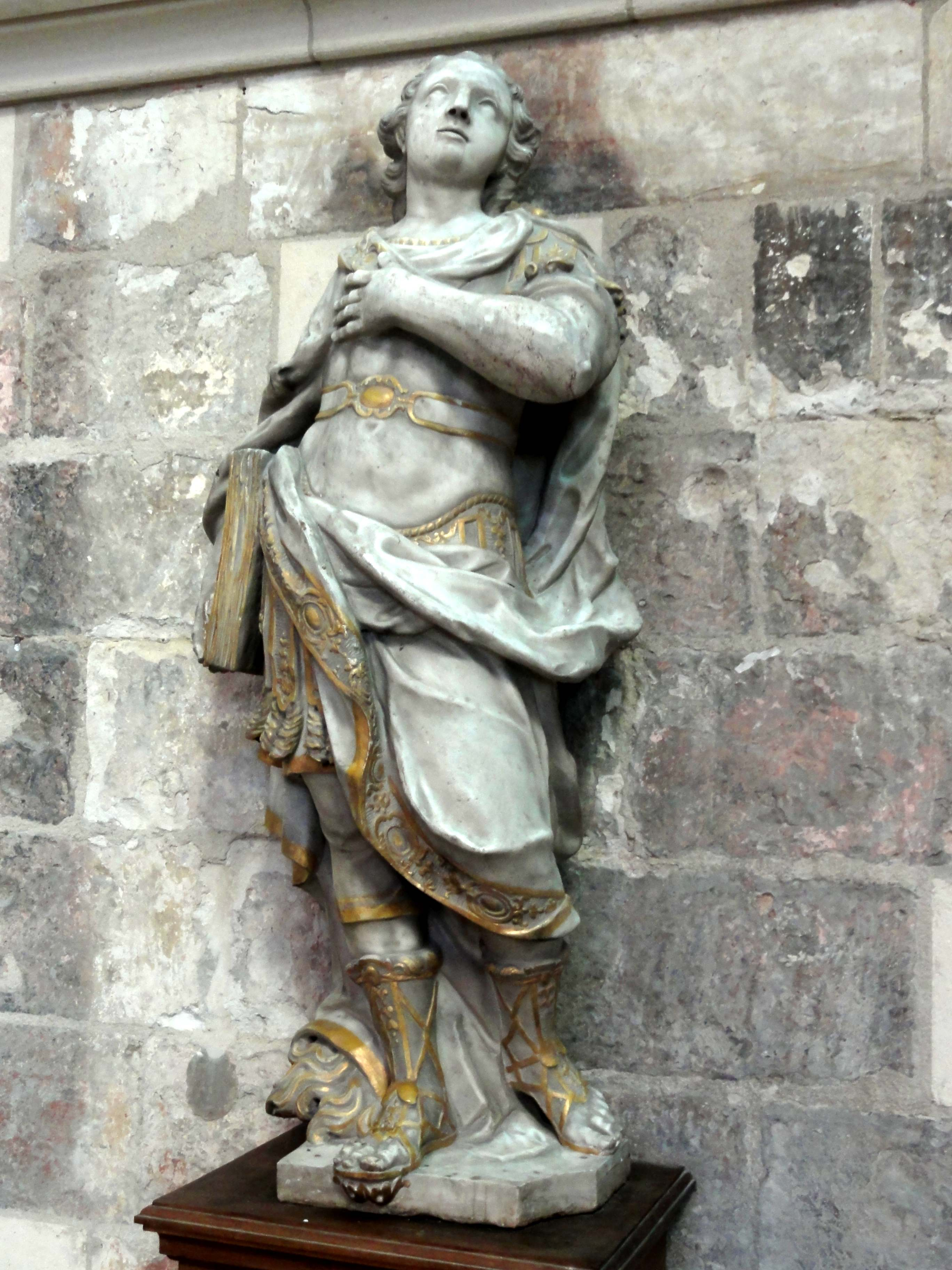
Saint Quentin, Edmé Bouchardon, 1736.
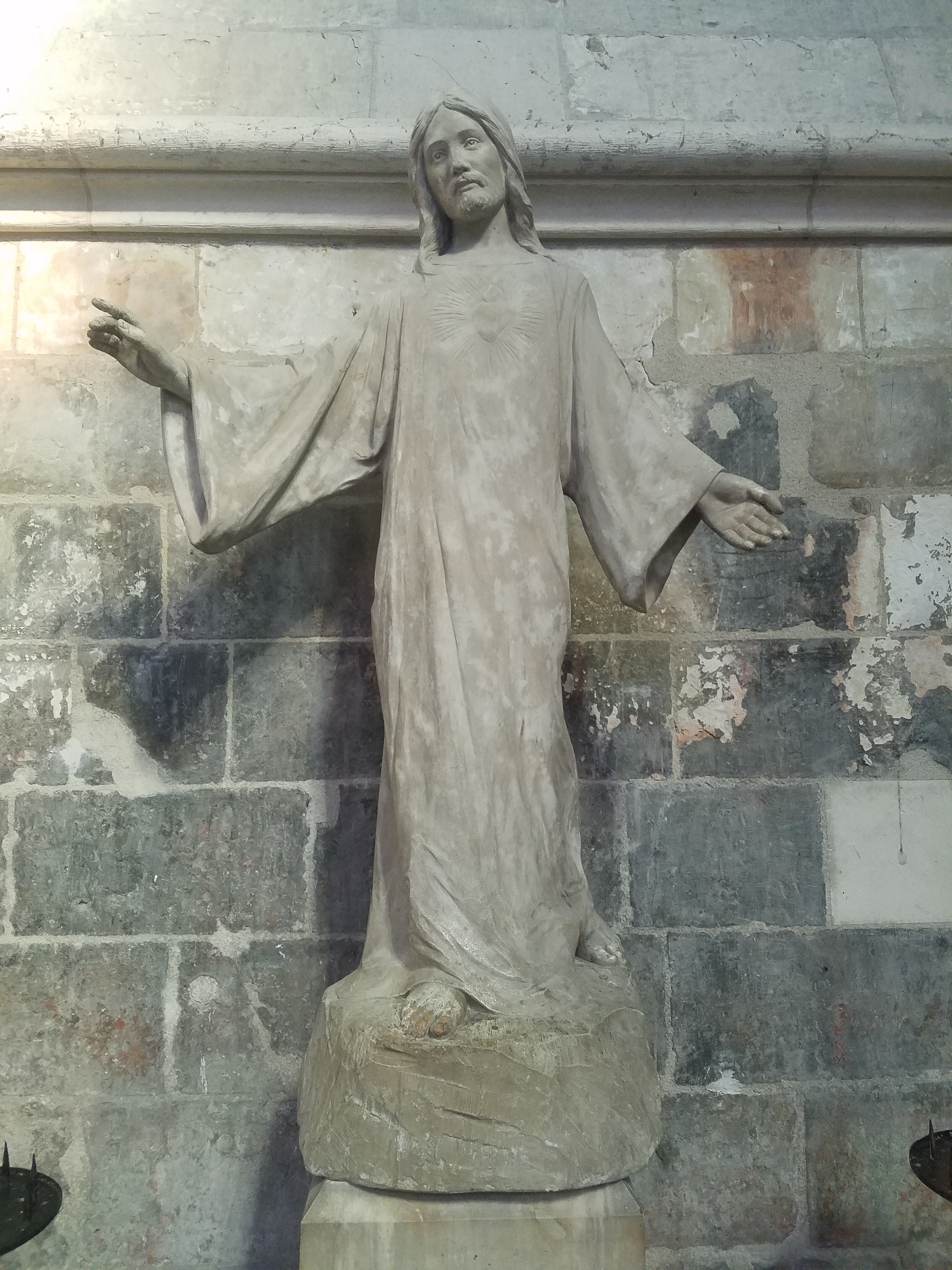
Christ du Sacré-Cœur, Paul Gasq, 1923.
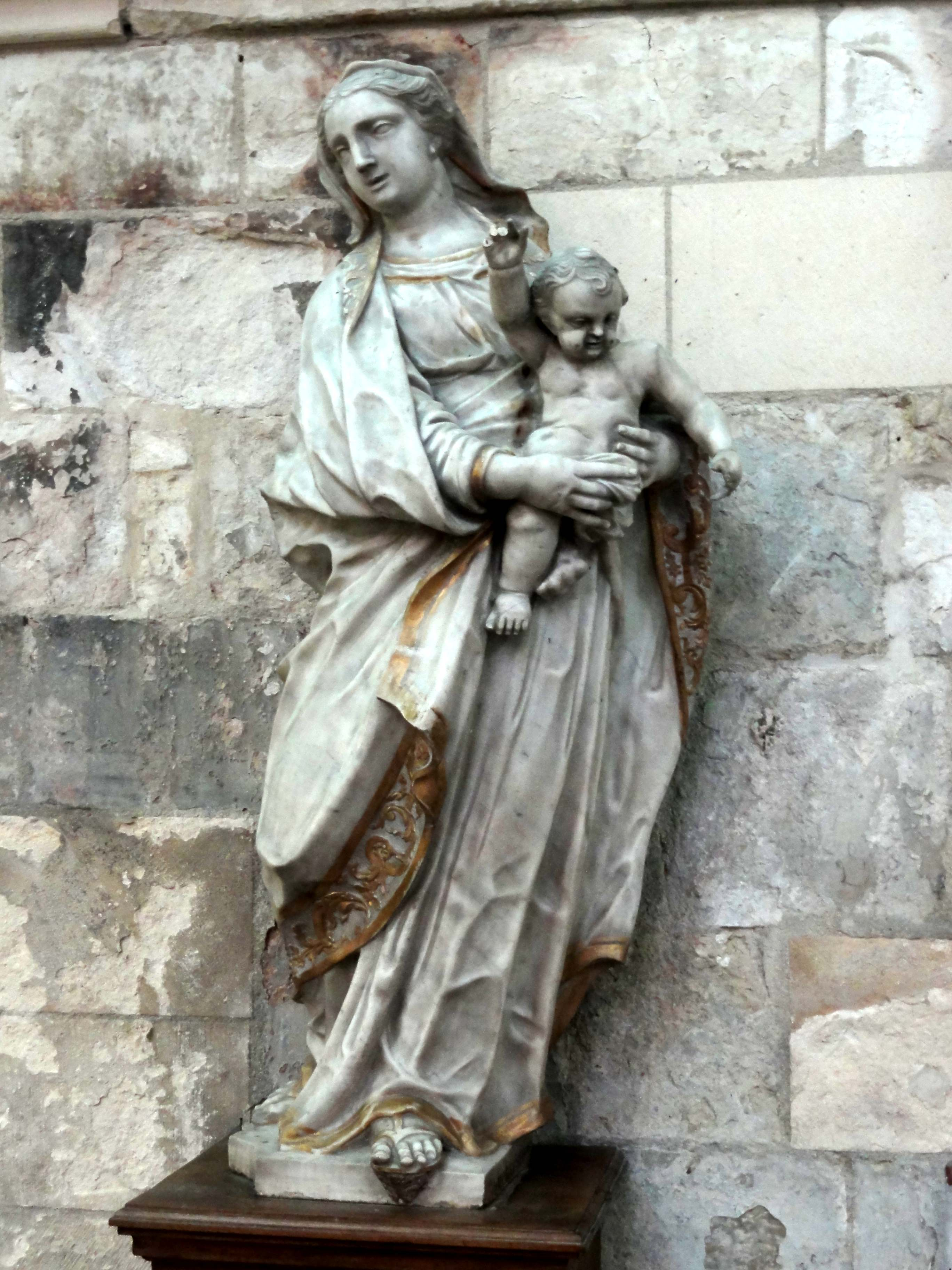
Vierge à l'enfant, Edmé Bouchardon, 1734.

Une statue en albâtre représentant Marie tenant son enfant est adossée sur l'un des piliers du croisillon nord du grand transept. Elle constitue l'une des six statues de l'ancien maître-autel de la collégiale, détruit durant la Révolution. D'une hauteur d'environ 1 m, elle fut réalisée par François Tullier ou son fils, sculpteurs à Arras. Sa date de conception exacte n'est pas connue mais se situe probablement entre 1627, année de l'achèvement du maître-autel, et 1669, année de l'incendie de la collégiale au cours duquel la statue fut portée dans la demeure d'un chanoine. Épargnée par les révolutionnaires, cette statue fut replacée dans le chœur dans la seconde moitié du XIXe siècle. Déplacée par les Allemands à Maubeuge en 1917, elle sortit indemne de la Première Guerre mondiale et rejoignit son emplacement actuel dans l'entre-deux-guerres.

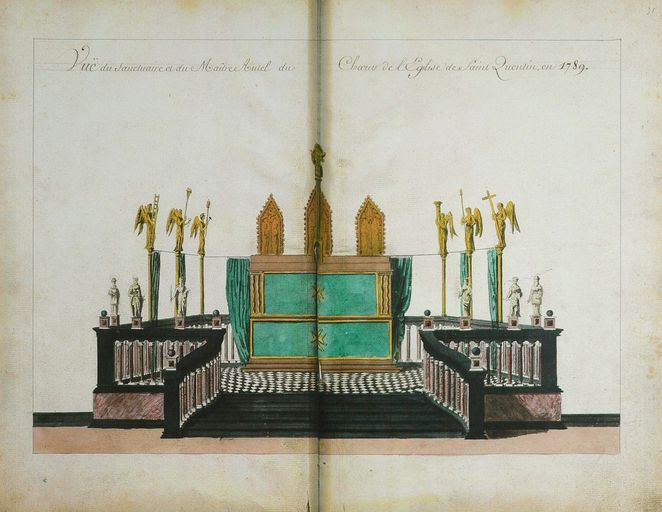
Ancien maître-autel du chœur de la collégiale, 1627 (détruit en 1793). La Vierge à l'enfant est visible à gauche du dessin.
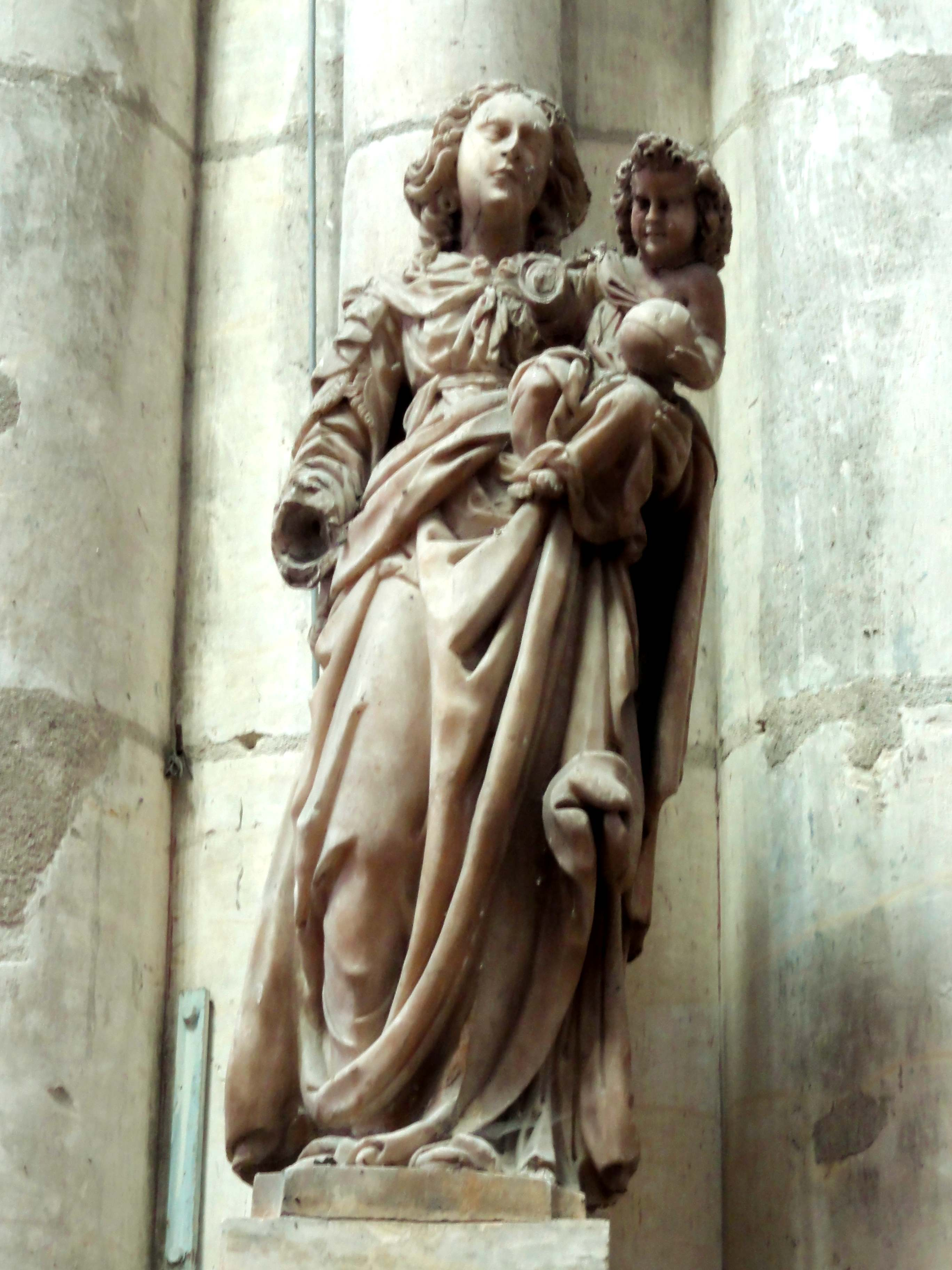
Vierge à l'enfant, François Tullier et son fils, entre 1627 et 1669.

Le croisillon sud abrite, au-dessus de son portail, dix niches accueillant les statues en terre cuite des dix saints patrons des paroisses médiévales de la ville. Il est probable qu'avant la Révolution, des statues occupaient déjà cet espace mais aucune source ne les décrit. Les statues actuelles, d'une taille moyenne d'1,90 m, furent réalisées en 1876 par Charles-François Champigneulle. Elles furent financées grâce à un legs à la fabrique de la collégiale et aux dons des fidèles. La statue de saint Jacques, disparue durant la Première Guerre mondiale, est manquante.

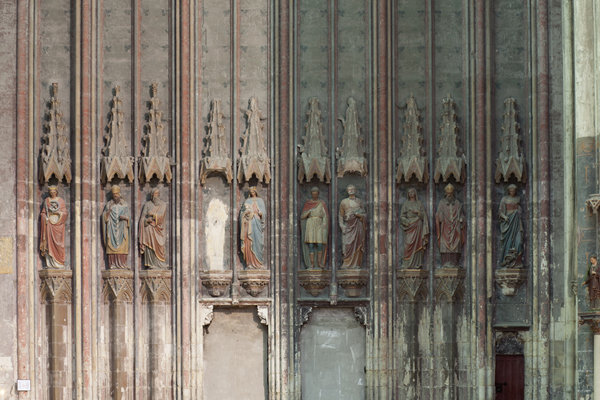
Statues des saints patrons des anciennes paroisses de Saint-Quentin, Charles-François Champigneulle, 1876. De gauche à droite : sainte Catherine, saint Remi, saint Thomas, saint Jacques (manquant), Notre-Dame-de-Gréance, saint Quentin, saint André, Sainte Pexine, saint Nicaise de Sicile et sainte Marguerite d'Antioche.

##### Les statues des chapelles et du chœur
En dépit des destructions subies lors de la Révolution et de la Première Guerre mondiale, la basilique conserve un ensemble statuaire varié. L'œuvre la plus ancienne est une Vierge à l'Enfant datant de la seconde moitié du XIVe siècle. Elle représente Marie portant haut son fils Jésus. Le visage du nourrisson est probablement inspiré de celui du donateur. Le nom de ce dernier est toutefois inconnu, de même que celui de l'artiste. Cette statue était initialement placée dans la chapelle Notre-Dame-de-Labon, édifice jouxtant la façade septentrionale du grand transept. En 1768, la chapelle devant être détruite pour laisser place à une grande sacristie, la statue gagna la collégiale. Son destin durant la Révolution française est inconnu. Elle perdit, sans doute, son sceptre et les fleurons de sa couronne lors de cette période. En 1819, après avoir occupé durant quelques années l'une des niches du mur méridional du grand transept, elle fut installée dans la chapelle Saint-Achaire. Cette dernière, en raison de la renommée de cette Vierge à l'Enfant, se fit progressivement connaître sous le nom de chapelle Notre-Dame-de-Labon. Dans la seconde moitié du XIXe siècle, dans le cadre de la restauration de la chapelle, la statue bénéficia de nouvelles peintures et d'un sceptre floral. Évacuée à Maubeuge en 1917 par les Allemands, elle fut exposée dans le musée temporaire Au pauvre Diable, rassemblant les œuvres les plus précieuses collectées par la Deutsches Heer dans les territoires occupés. Elle est aujourd'hui conservée dans la chapelle Notre-Dame-de-Labon, débarrassée des ajouts du XIXe siècle. Cette œuvre est classée monument historique depuis 1911,,.

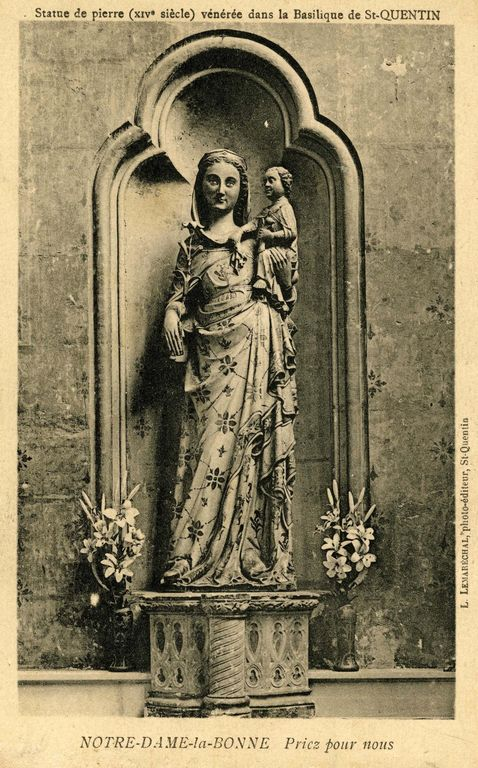
Carte postale, vers 1914.
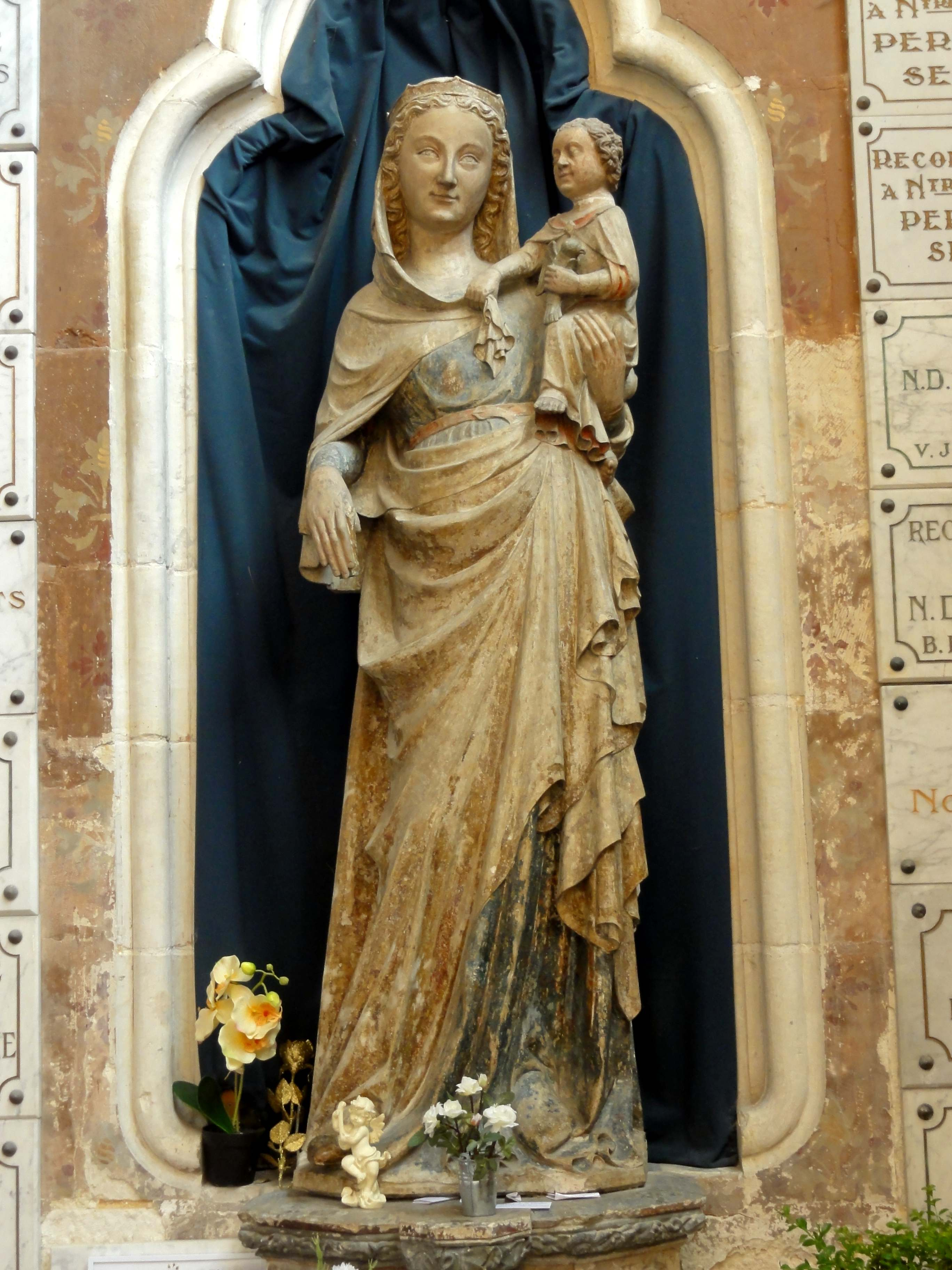
Vierge à l'enfant, chapelle Notre-Dame-de-Labon, XIVe siècle.
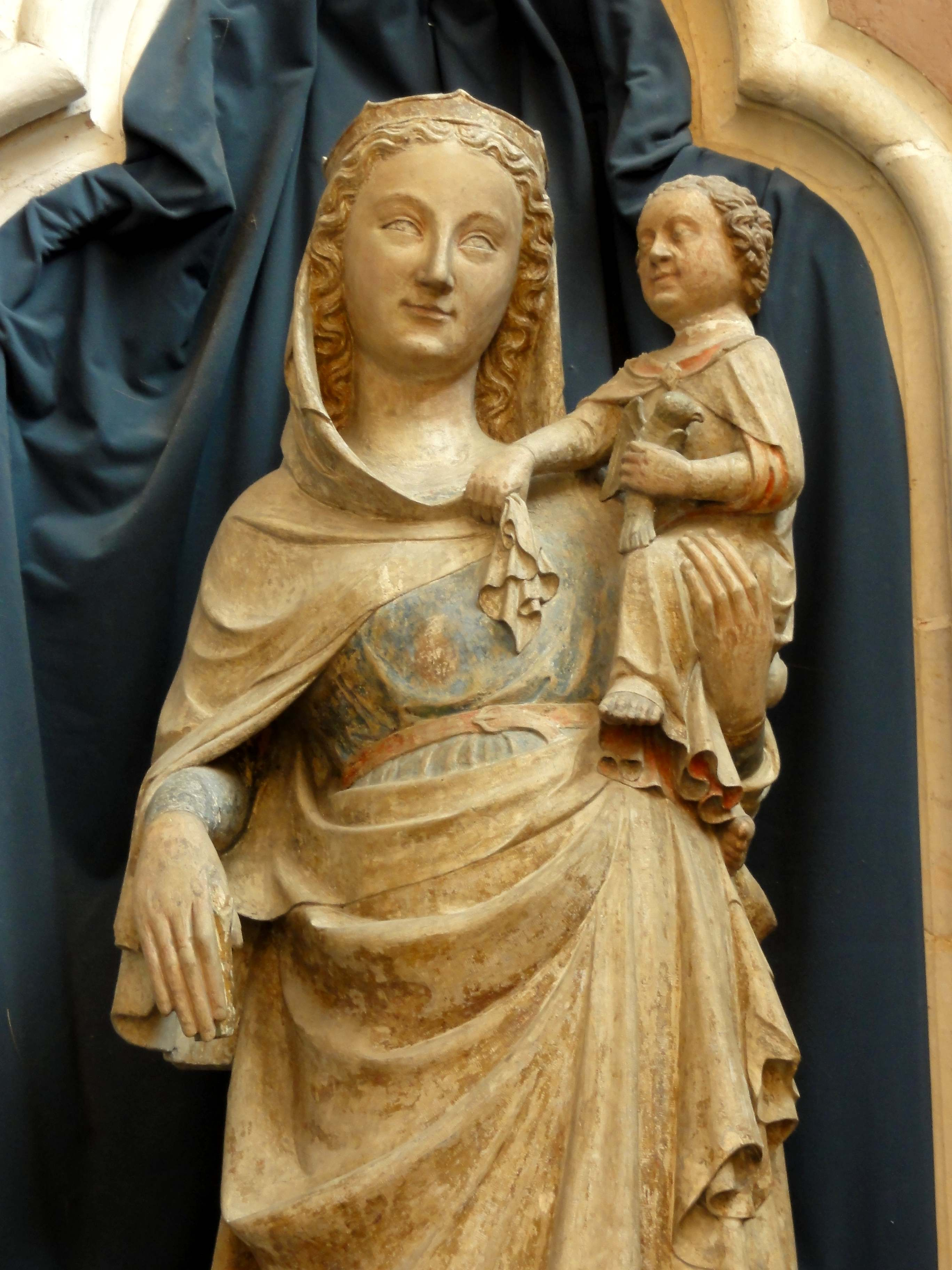
Parties supérieures de la statue.

Les autres chapelles de la basilique et le chœur renferment également de nombreuses statues. Les plus anciennes datent du XVe siècle et les plus récentes du XXe siècle.

Quelques statues de la basilique
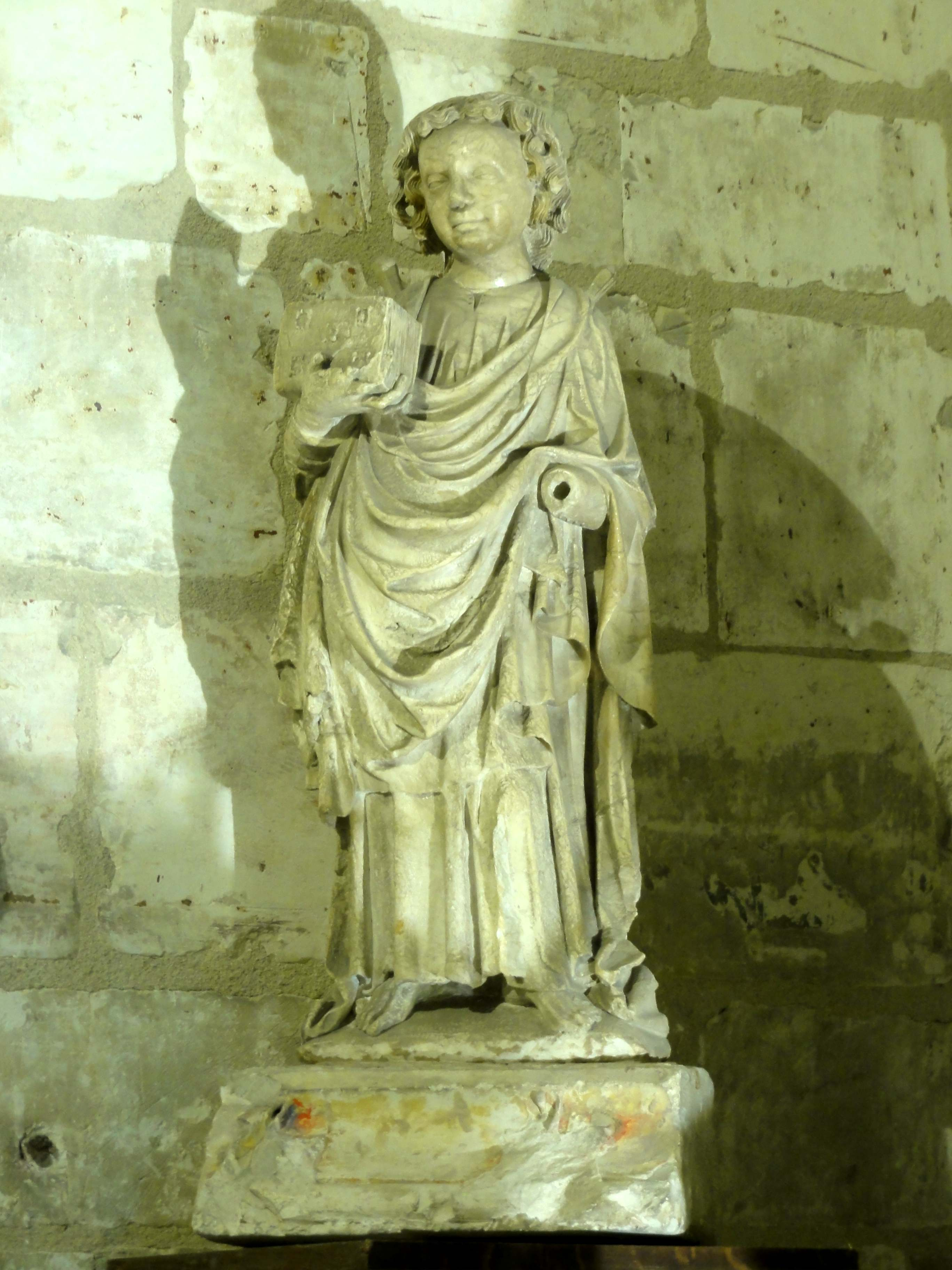
Saint Quentin, chapelle Saint-Quentin, XVe siècle
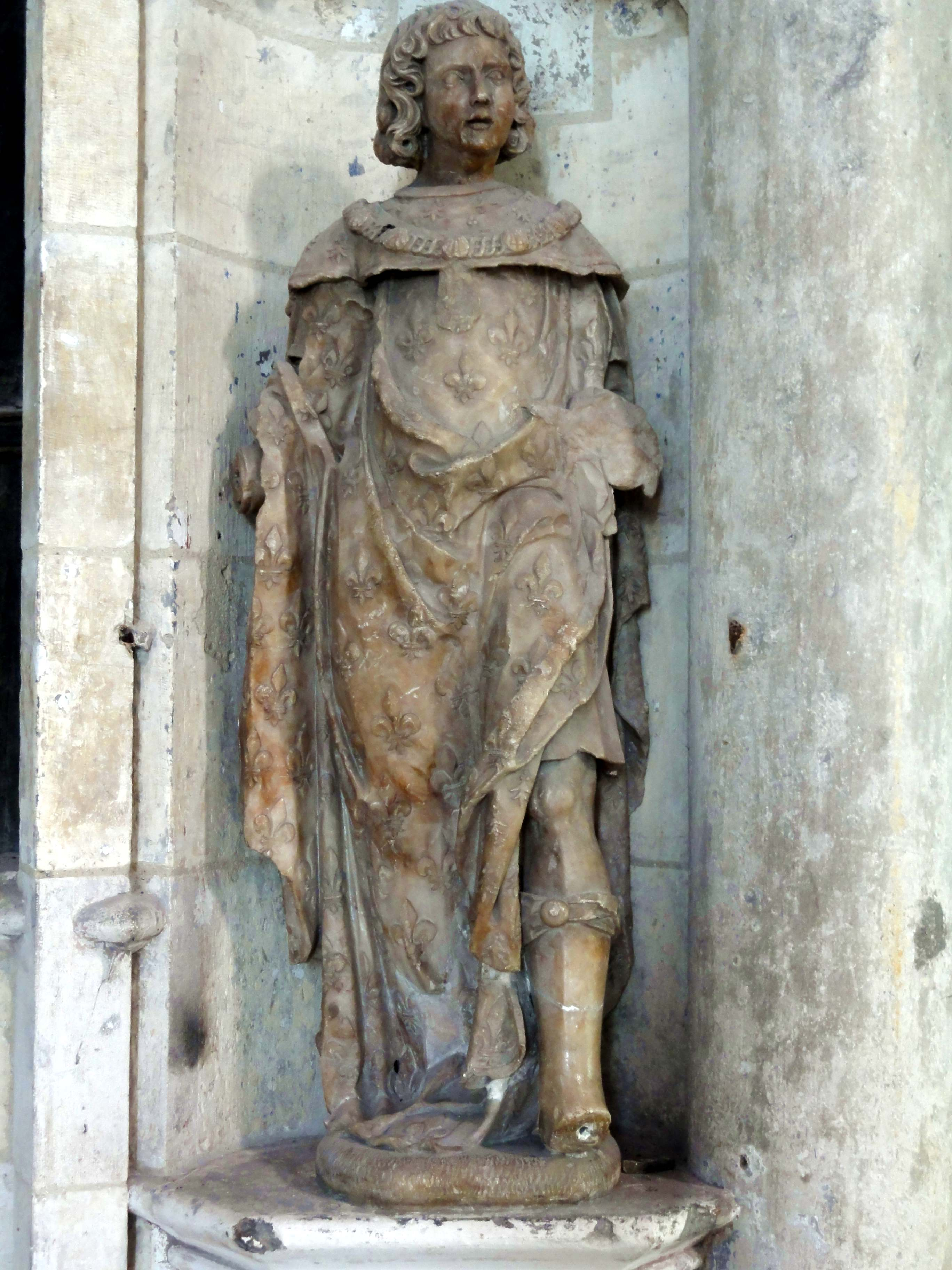
Saint Louis, François Tullier et son fils, chœur, entre 1627 et 1669.
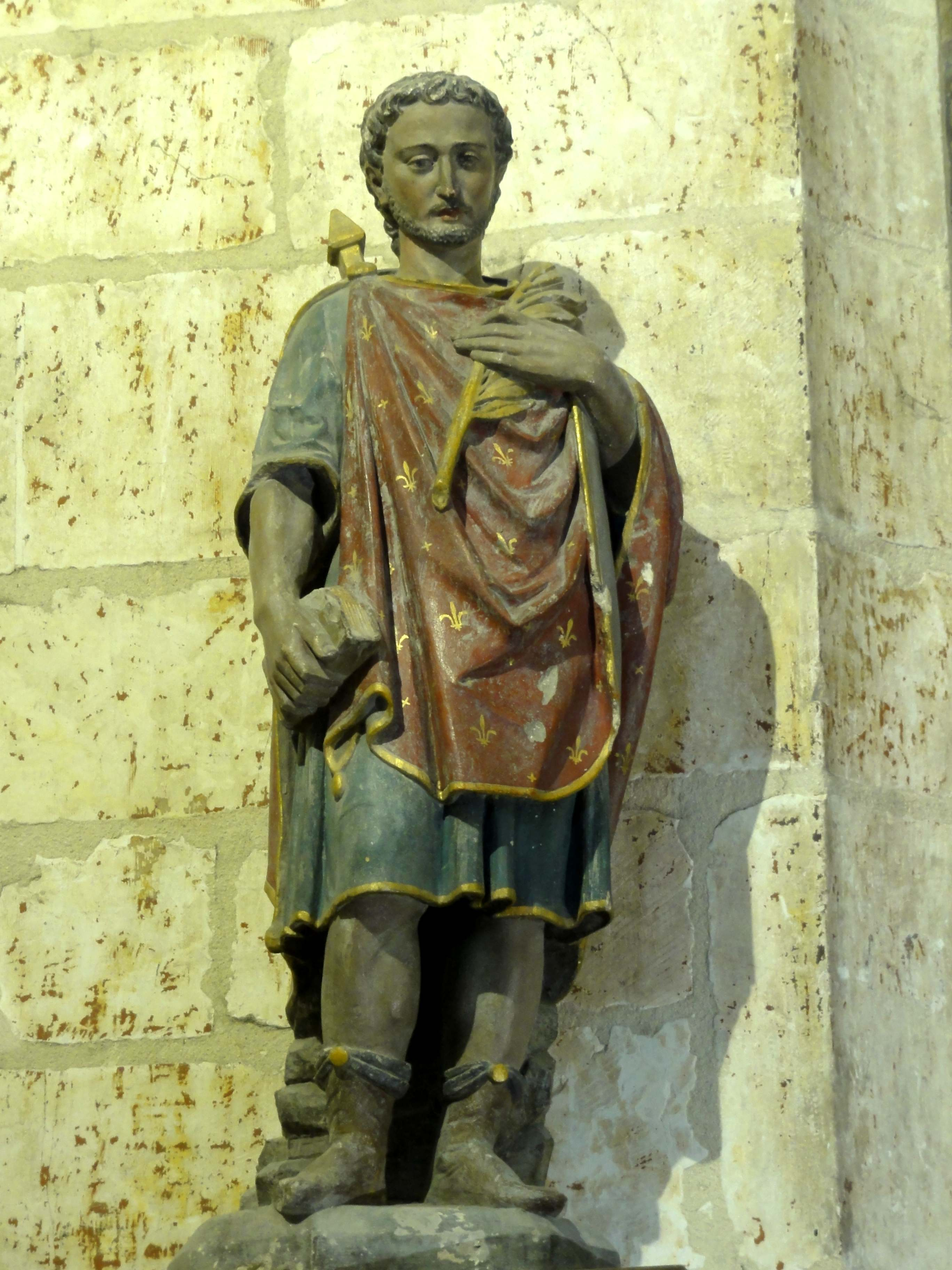
Saint Quentin, chapelle Saint-Quentin, XVIIIe siècle.
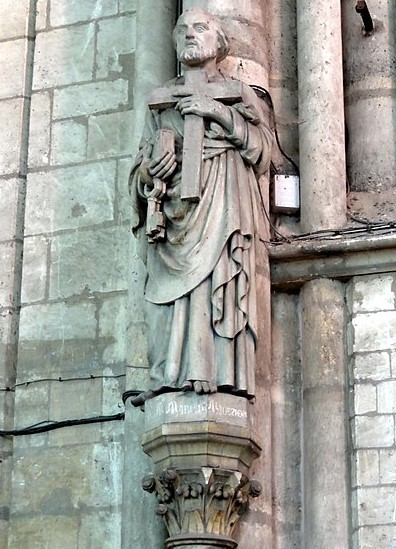
Saint Pierre, chœur, 1874.
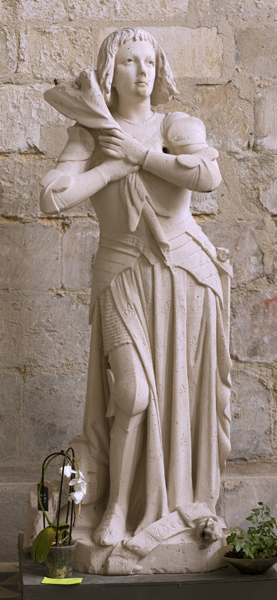
La Bienheureuse Jeanne d'Arc, Léopold Lefebvre, chapelle Saint-Roch, 1909.

#### Les bas-reliefs du mur de clôture
Sur la face externe des murs de clôture du chœur, une suite de onze bas-reliefs de style néogothique représente les étapes marquantes du culte de saint Quentin de Saint-Quentin depuis le prêche de Quentin en Picardie au IVe siècle jusqu'à la translation de ses reliques en présence de Louis IX en 1257. Réalisée entre 1884 et 1890 par les frères Francis et Aimé Jacquier, sculpteurs originaires de Caen, elle succède à une série de quinze bas-reliefs installés au XVe siècle pour décorer le mur de clôture nouvellement bâti et détruits sous la Révolution française,.
Seuls huit bas-reliefs subsistent aujourd'hui, les reliefs no 5, 6 et 7 relatant le martyre de saint Quentin ayant été détruits ou perdus durant la Première Guerre mondiale.

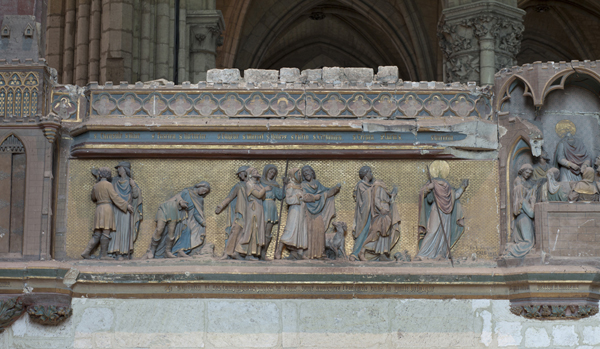
Parti de Rome avec ses compagnons, envoyé par le pape Marcellin, Quentin prêche à Ambianorum.
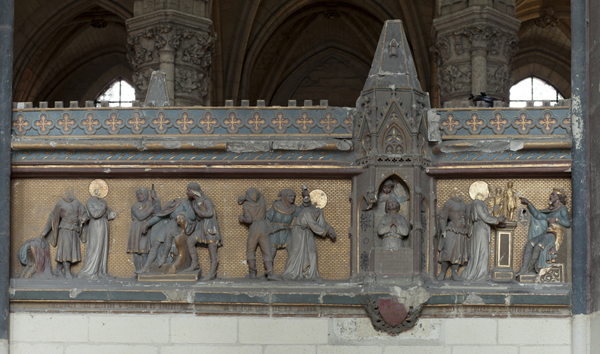
Rictiovare, préfet des Gaules, fait arrêter Quentin et lui ordonne d'abjurer.
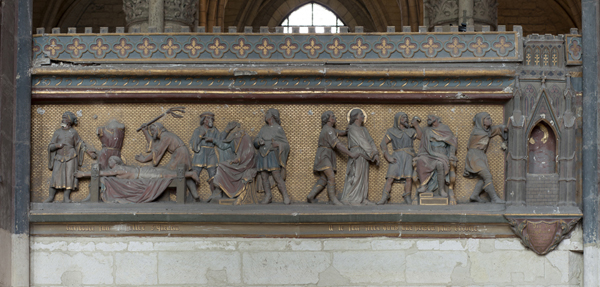
Face au refus de Quentin, Rictiovare le fait flageller et enfermer dans une cellule plus étroite.
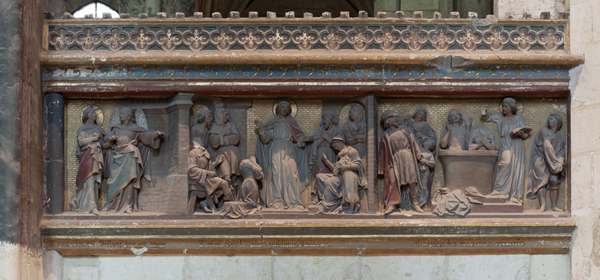
Quentin est libéré par un ange et reprend ses prêches à Samarobriva où il baptise de nouveaux convertis.
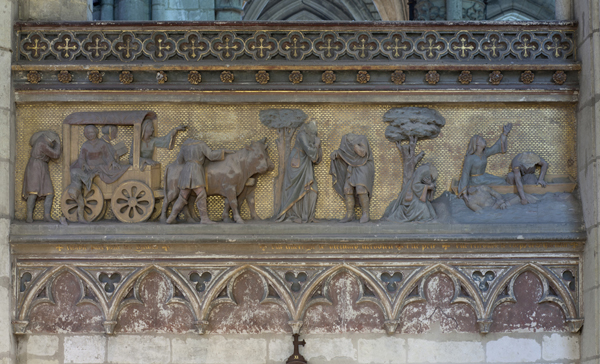
Après un songe, Eusébie part pour la Gaule et, après avoir interrogé le vieillard Hérodien, découvre le corps de saint Quentin, recouvrant alors la vue.
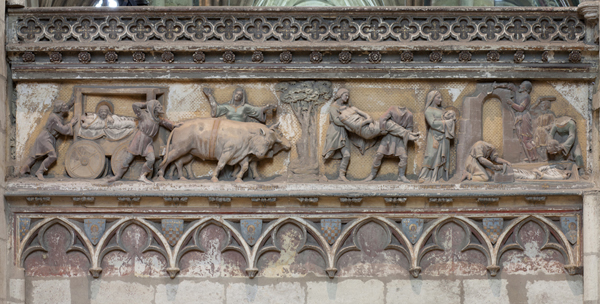
Eusébie veut conduire le corps du saint à Vermand mais, les bœufs refusant d'avancer, décide de l'enterrer sur une colline près d'Augusta Viromanduorum où elle fait ériger une chapelle.
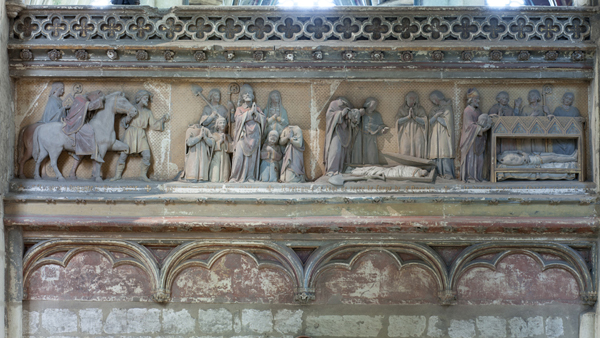
Saint Éloi de Noyon retrouve le corps du saint et le place dans une châsse réalisée de ses mains.
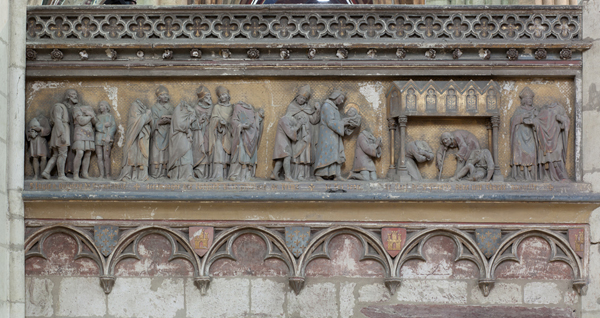
Le roi Saint Louis, accompagné de ses deux fils et des évêques de Reims et de Provins, assiste à la translation des reliques de saint Quentin. Des miracles ont lieu dans les années suivantes, attirant les fidèles.

#### La décoration sculptée et le traitement des façades extérieures
La décoration sculptée des arcades, des niches et des pinacles est aujourd’hui très dégradée. Les niches des culées d'arc-boutant de l'abside conservent des statues d'hommes barbus couronnés. Sans doute datées du XIIIe siècle, période de construction de cette partie de l'édifice, ces statues sont sujettes à des interprétations variées. L'hypothèse la plus fréquemment avancée est qu'elles représentent des rois.
Six statues d'anges musiciens datant du XIIIe siècle sont disposées au niveau des fenêtres hautes de l'abside. Selon Maile Hutterer, cette disposition est unique parmi les grandes églises françaises du XIIIe siècle et servit sans doute d'inspiration pour celle des statues de la claire-voie de la Cathédrale Saint-Pierre de Beauvais. Seules trois de ces statues sont conservées en bon état ,.
Les corniches sont décorées de feuillages touffus, desquels émergent des personnages grotesques et des animaux réels ou fantastiques. Seules les corniches du chevet diffèrent de ce modèle. Elles sont taillées en larmiers et possèdent des crochets. Enfin, l'édifice comporte, comme dans de nombreux édifices gothiques, des gargouilles destinées à évacuer l'eau de pluie. En outre, en quelques endroits, la façade de la basilique présente des traces d'un décor peint, datant de diverses époques.

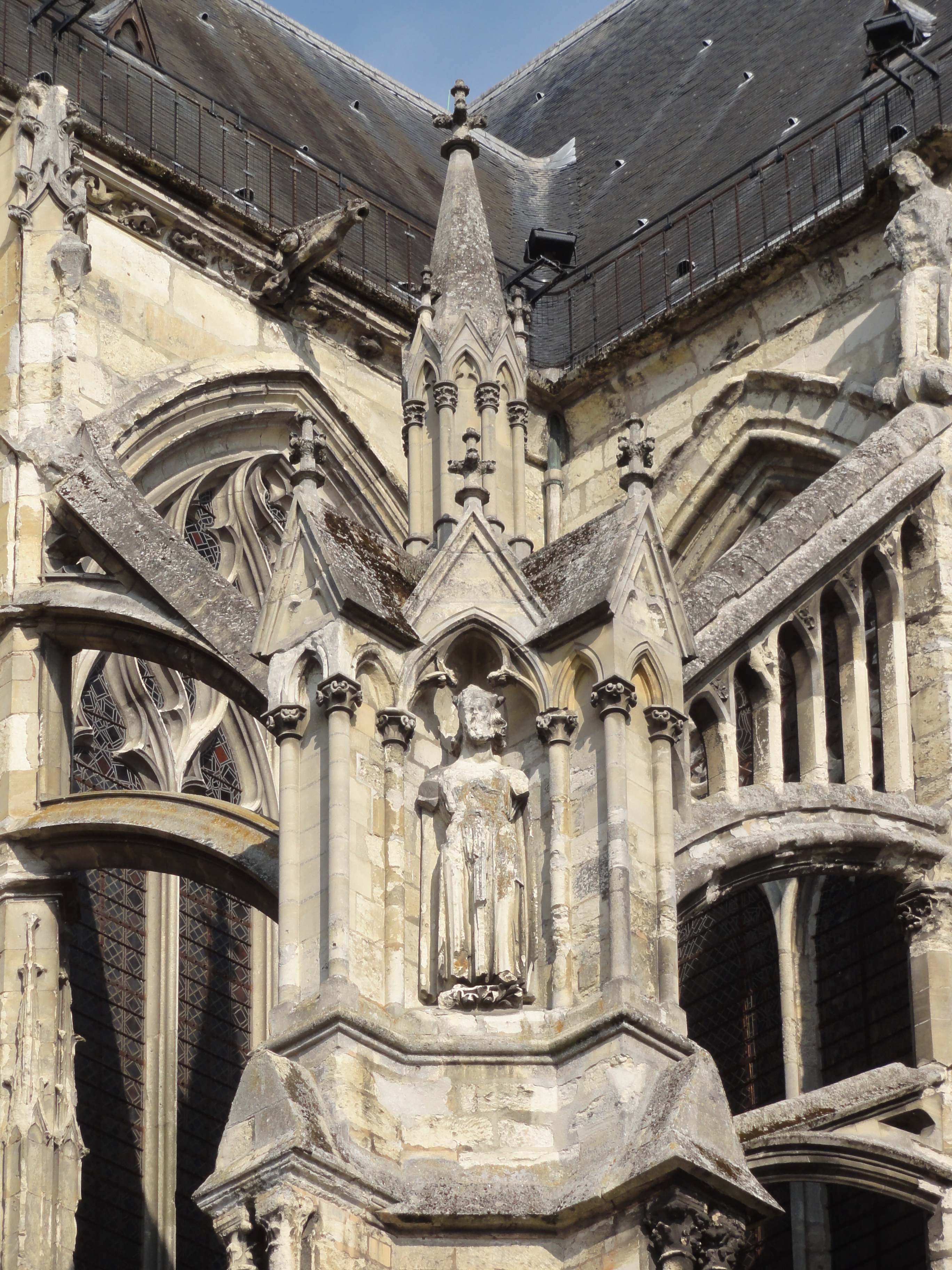
Statue de roi, dans une niche de culée d'arc-boutant, XIIIe siècle.
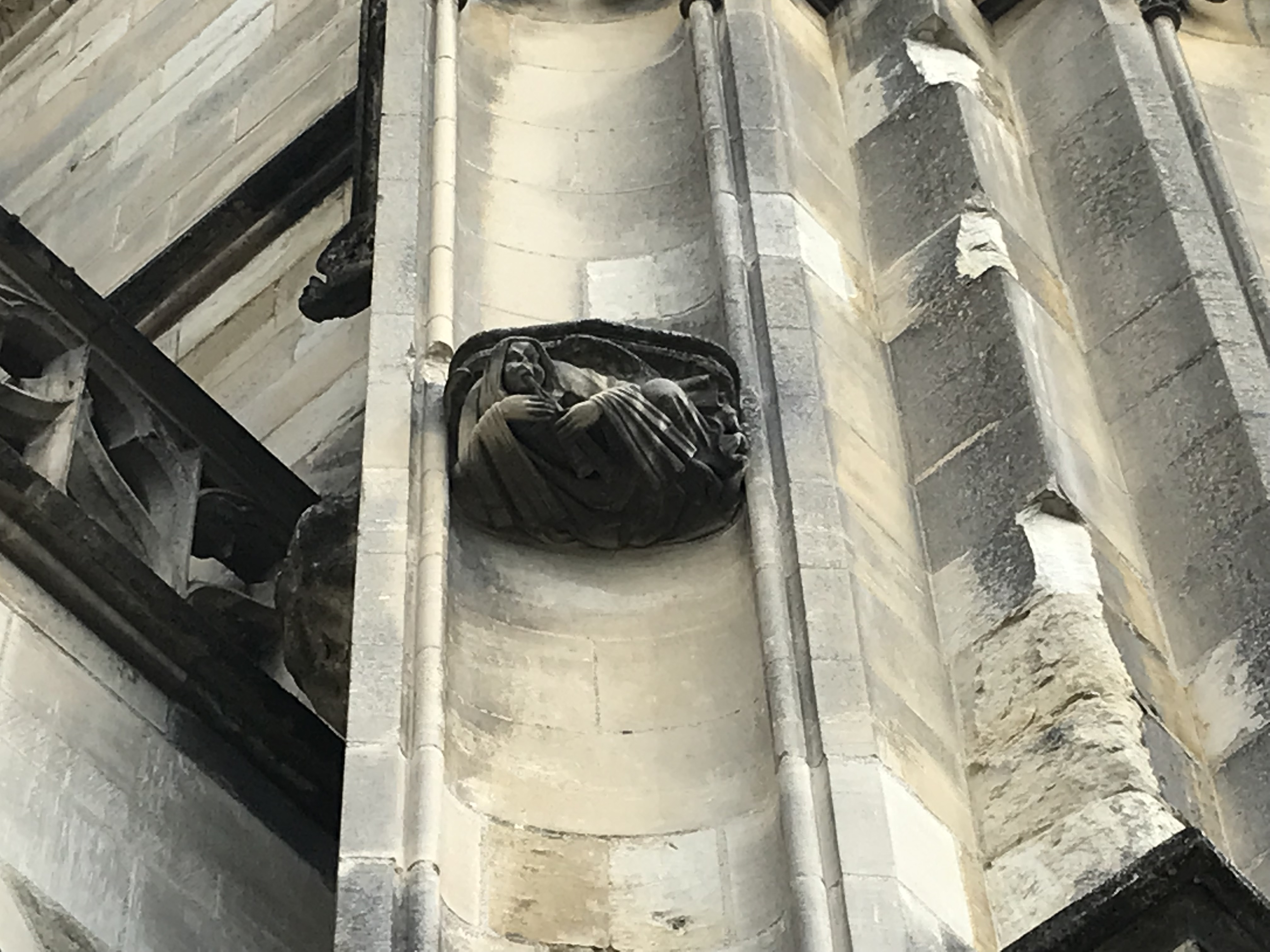
Un ange musicien, XVe siècle.
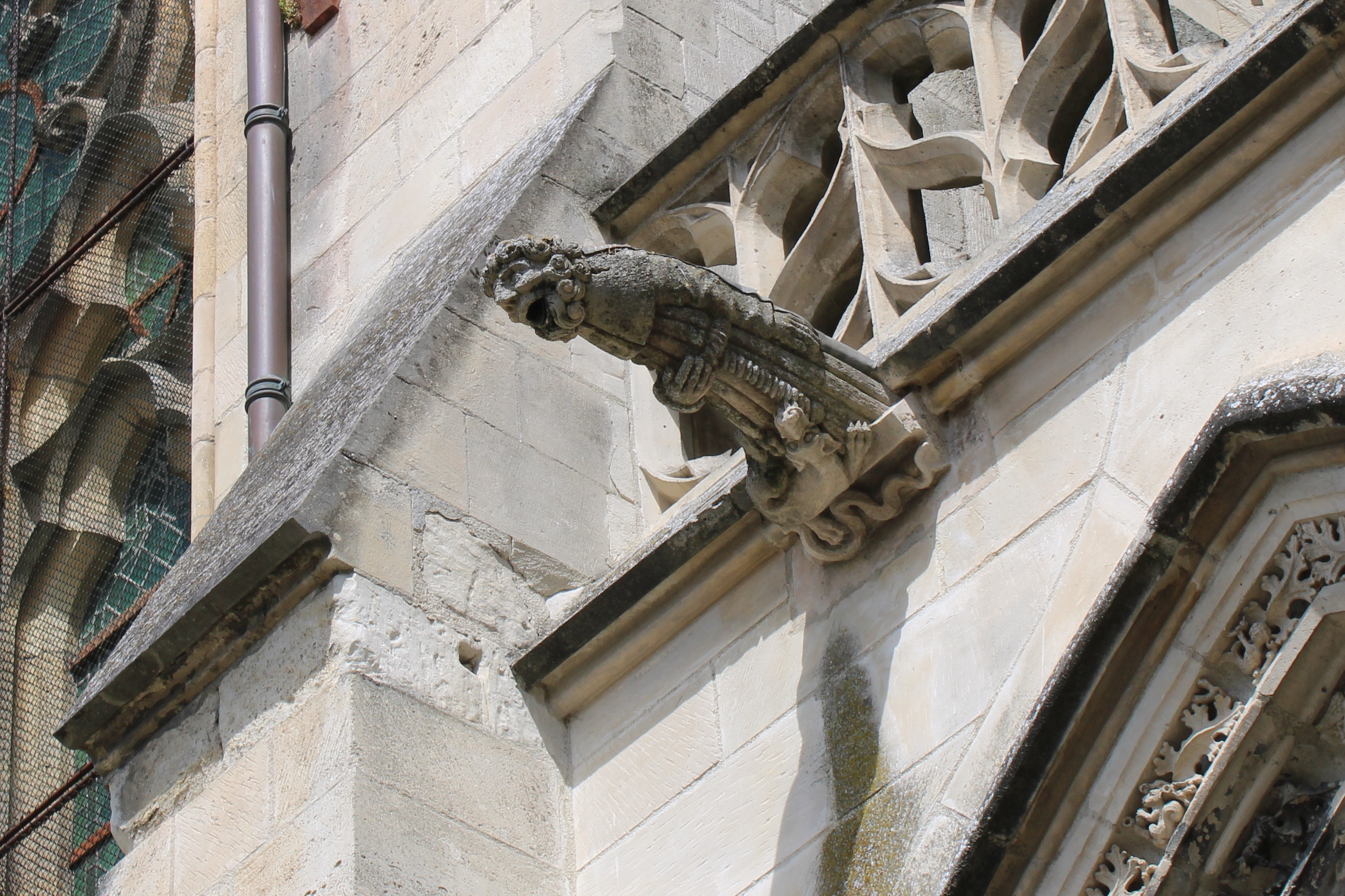
Gargouille représentant un moine menacé par un dragon, XVe siècle.

### L'orgue de tribune
L'orgue de la collégiale ayant été détruit dans un incendie en 1669, le chapitre collégial, grâce au soutien du roi de France Louis XIV, fit réaliser un nouvel instrument à Robert Clicquot. La partie instrumentale fut achevée en 1703. Il traversa la Révolution française en ne perdant que son emblème royal.
Lors de la Première Guerre mondiale, en 1917, le grand corps de l'orgue fut vidé de l'ensemble de ses tuyaux réquisitionnés par les Allemands, la mécanique fut détruite et le buffet sérieusement endommagé. Il fallut attendre après la Seconde Guerre mondiale pour que la restauration du buffet fut achevée en juin 1958, de nombreuses ornementations furent reconstituées.
Grâce à une souscription publique, la reconstruction de la partie instrumentale fut confiée en 1961 à la manufacture Haerpfer-Erman, de Boulay-Moselle. L'inauguration du nouvel orgue par Jean-Jacques Grunenwald et Henri Doyen se déroula les 27 et 28 mai 1967.
L'orgue de la basilique de Saint-Quentin, d'esthétique néo-classique, est un instrument de 75 jeux répartis sur quatre claviers manuels et un pédalier, capable de mettre en fonction quelque 6 400 tuyaux. C'est le plus imposant orgue de Picardie. Les organistes titulaires sont Bertrand Delmarle et Jean-Michel Bachelet.

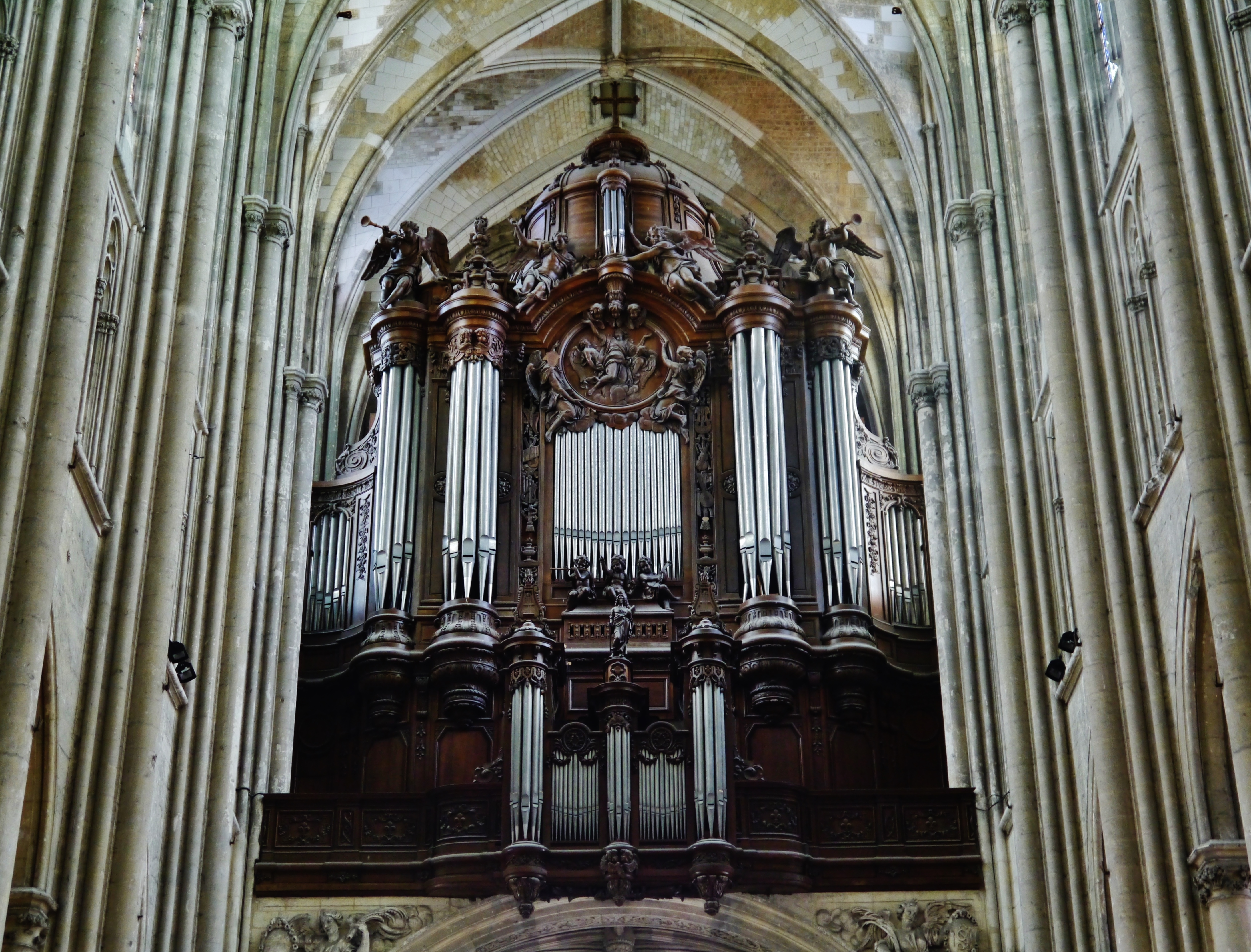
L'orgue vu depuis la nef.
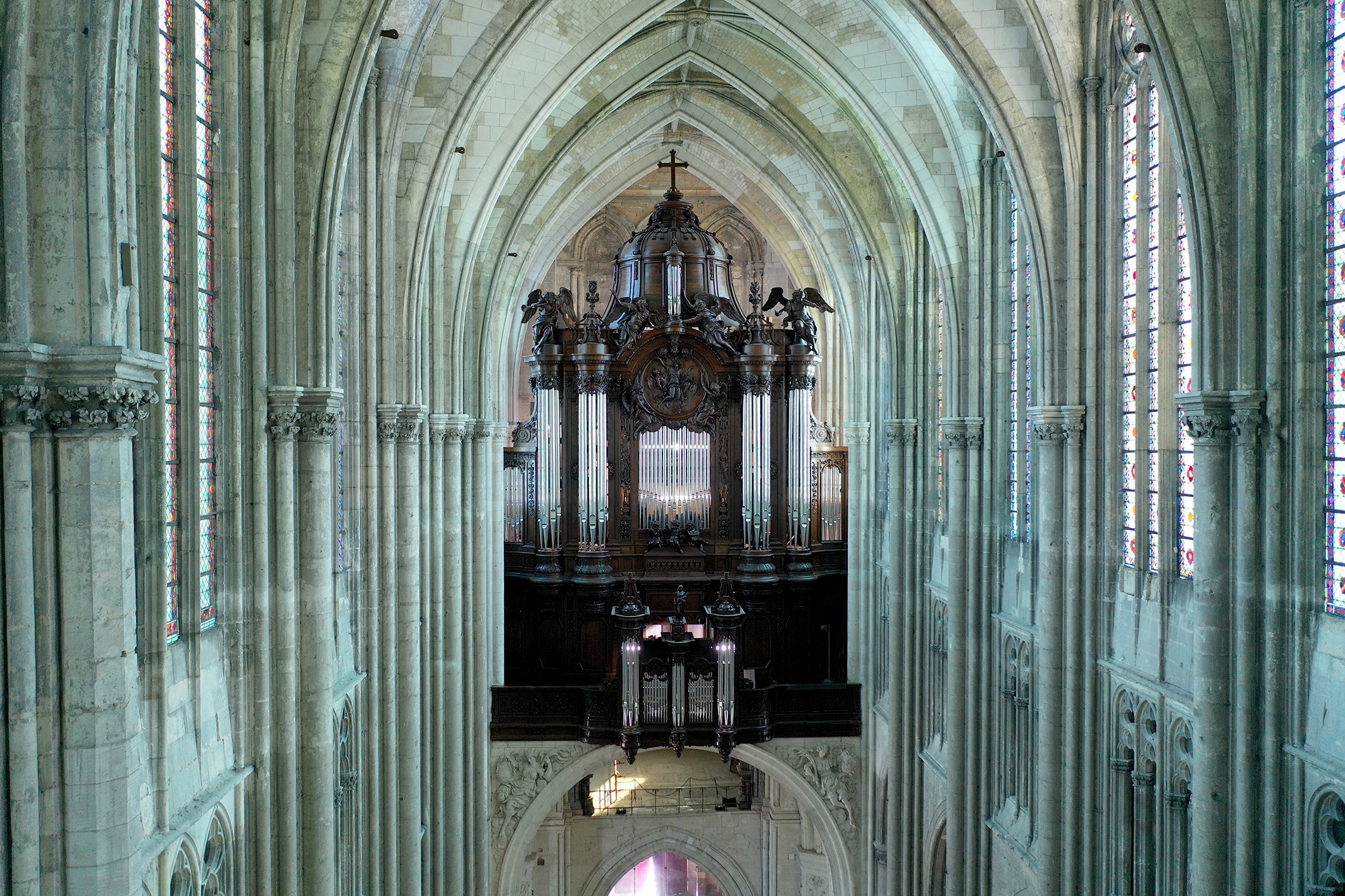
L'orgue vu par drone.
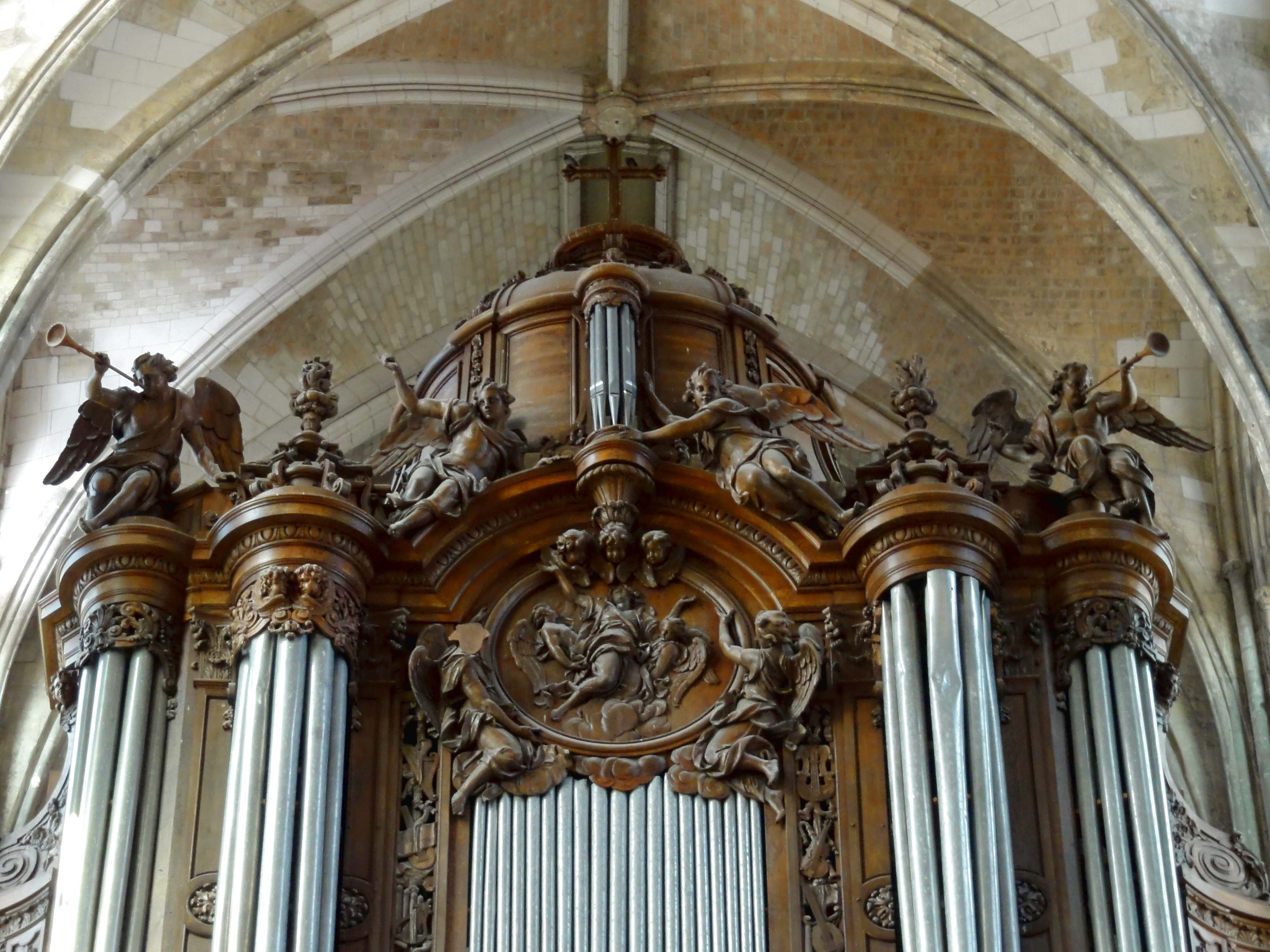
Les parties hautes de l'orgue.
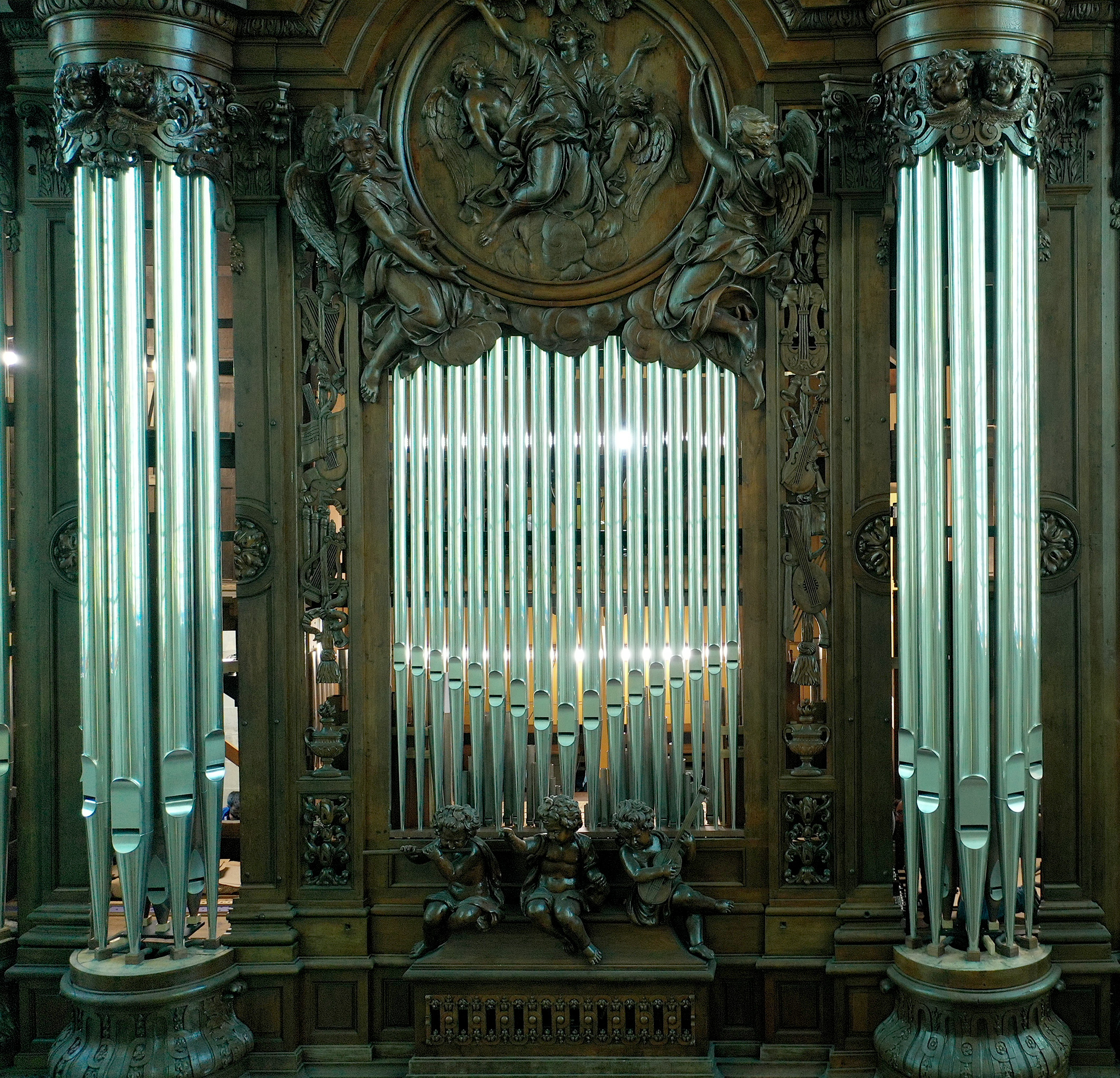
Plate-face centrale du grand buffet.
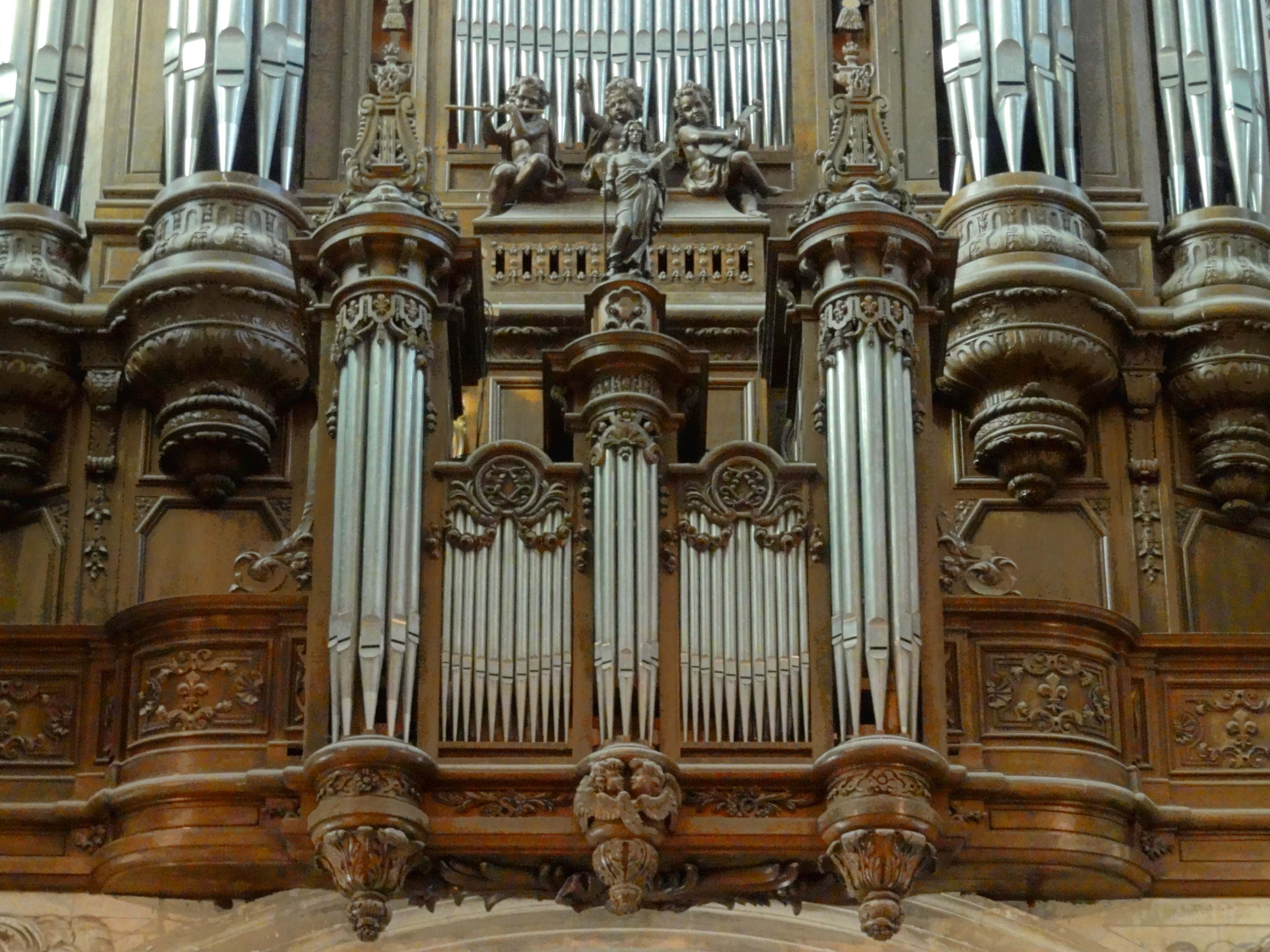
Les parties basses de l'orgue.

Avec ses 4 claviers composés de 61 notes chacun, son pédalier de 32 notes, ses 74 jeux et ses 6 500 tuyaux, le grand orgue de Saint-Quentin est le 6e plus grand orgue de France après celui de l'église Saint-Eustache de Paris, de la Cathédrale Notre-Dame de Paris et de l'église Saint-Sulpice de Paris, celui de la cathédrale Notre-Dame-de-la-Treille à Lille et celui de la cathédrale Notre-Dame de Reims. Il est le 2e plus grand au nord de Paris après celui de la cathédrale Notre-Dame-de-la-Treille à Lille.
La traction est mécanique pour les notes et électrique pour les jeux.
| I. Positif | II. Grand orgue | III. Récit expressif | IV. Écho                                                                                                | Pédale |
| --- | --- | --- | --- | --- |
| Montre 8' Bourdon 8' Gemshorn 8' Prestant 4' Nasard 2 2/3' Doublette 2' Blockflöte 2' Tierce 1 3/5' Larigot 1 1/3' Fourniture V Cymbale IV Cromorne 8' Trompette 8' Clairon 4 | Montre 16' Bourdon 16' Montre 8' Bourdon 8' Spillflöte 8' Gros Nazard 5 1/3' Prestant 4' Flûte à cheminée 4' Grosse Tierce 3 1/5' Doublette 2' Quarte de nazard 2' Cornet V Grande Fourniture VIII Petite Fourniture IV Cymbale IV Bombarde 16' Trompette 8' Clairon 4' | Quintaton 16' Principal 8' Flûte harmonique 8' Cor de nuit 8' Dulciane 8' Unda Maris 8' Prestant 4' Flûte 4' Doublette 2' Cornet III Fourniture IV Cymbale IV Bombarde 16' Trompette 8' Hautbois 8' Voix humaine 8' Clairon 4' Tremblant | Cor de nuit 8' Flûte à fuseau 4' Quarte de nazard 2' Sifflet 1' Sesquialtera II Cymbale IV Chalumeau 8' | Principal 32' Principal 16' Soubasse 16' Principal 8' Flûte 8' Bourdon 8' Principal 4' Flûte 4' Principal 2' Flûte 2' Cornet III Fourniture VI Bombarde 32' Bombarde 16' Ranquette 16' Trompette 8' Clairon 4' Clairon 2' |

Accouplement : Positif/GO, Récit/GO, Écho/GO, Écho/Récit, Écho/Positif
Tirasses GO, Positif, Récit, Écho.
Annulations anches et annulations Mixtures pour chaque plan sonore.
Trémolo Récit.

### Les cloches

#### État de la sonnerie avant la Première Guerre mondiale

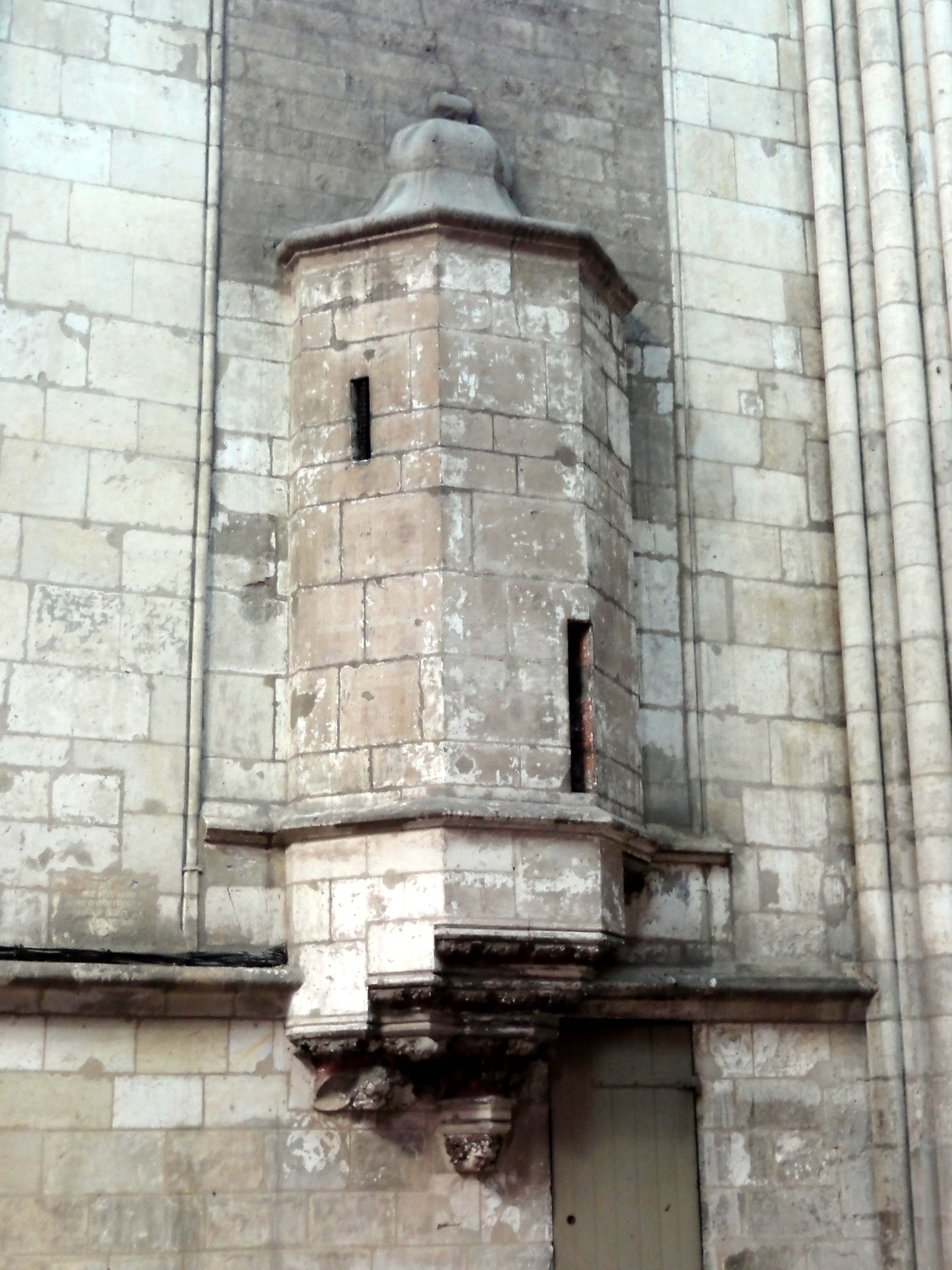
Ancien logis du cloqueman, abritant l'horloge du petit clocher de 1681 à 1914.

La tour-porche possédait, avant la Première Guerre mondiale, douze cloches dont cinq dans la tour-porche et sept dans le clocheton de croisée. Le clocher de la tour-porche regroupait les cinq cloches les plus grosses. L'une d'entre elles datait d'avant la période révolutionnaire. Fondue par les frères Maynoille d'Amiens en 1676, elle avait été offerte et parrainée par le roi Louis XIV à la suite de l'incendie de la tour-porche de 1669. Baptisée en l'honneur de la reine de France Marie-Thérèse, cette cloche était surnommée localement « Marie-Pontoise ». Elle fut épargnée durant la Révolution française, au contraire des quatorze autres cloches de l'ancienne collégiale, pour servir d'alarme municipale. Quatre nouvelles cloches furent fondues et installées dans la tour-porche le 26 décembre 1867. À la demande du conseil de fabrique, ce fut l'Empereur des Français Napoléon III et l'impératrice Eugénie qui parrainèrent le bourdon,,.
Le clocheton de croisée regroupait sept cloches fixes. Elles furent fondues en 1803, dans la cour du collège avoisinant la collégiale, lors de la restitution de l'édifice au culte catholique. La plus petite de ces cloches, sans nom, servait pour le carillon.
Avant la Révolution française, une horloge commandait les six cloches principales du petit clocher et leur permettait de sonner les heures. Fabriquée en Hollande, elle avait été placée dans l'ancien logis du cloqueman en 1681, en remplacement d'une horloge posée en 1535 et détruite en 1667. Elle se composait d'un balancier d'1,82 m et de deux poids, l'un en pierre de taille et l'autre en fonte, qui descendaient dans un puits d'une dizaine de mètres et qu'il fallait chaque jour remonter à l'aide de treuils. En 1899, le conseil de fabrique, sur les conseils de Pierre Bénard, décida de procéder à la réparation de cet instrument. L'opération, menée par M. Loublier, fut achevée en 1903.
Toutes ces cloches disparurent au cours du premier conflit mondial, prélevées par l'armée allemande,.
| Numéro | Nom                    | Année | Fondeur, lieu            | Masse (kg) | Note | Année de fin de service | Clocher              |
| ------ | ---------------------- | ----- | ------------------------ | ---------- | ---- | ----------------------- | -------------------- |
| Ⅰ      | Napoléone Eugénie      | 1867  | Guillaume-Besson, Angers | 5 151      | Sol  | 1917                    | Clocher-porche       |
| Ⅱ      | Marie-Thérèse          | 1676  | de Maynoille, Amiens     | 4 500      | La   | 1917                    | Clocher-porche       |
| Ⅲ      | Caroline Esther        | 1867  | Guillaume-Besson, Angers | 2 320      | Si   | 1917                    | Clocher-porche       |
| Ⅳ      | Antonia Célestine      | 1867  | Guillaume-Besson, Angers | 2 040      | Do   | 1917                    | Clocher-porche       |
| V      | Henriette Pauline      | 1867  | Guillaume-Besson, Angers | 1 420      | Ré   | 1917                    | Clocher-porche       |
| 1      | Charlotte Alexandrine  | 1803  | Cavillier, Carrépuis     | 524        | Sol  | 1917                    | Clocheton de croisée |
| 2      | Thérèse Louise         | 1803  | Cavillier, Carrépuis     | 382        | La   | 1917                    | Clocheton de croisée |
| 3      | Marie-Thérèse Eléonore | 1803  | Cavillier, Carrépuis     | 285        | Si   | 1917                    | Clocheton de croisée |
| 4      | Henriette Quentine     | 1803  | Cavillier, Carrépuis     | 220        | Do   | 1917                    | Clocheton de croisée |
| 5      | Charlotte Françoise    | 1803  | Cavillier, Carrépuis     | 164        | Ré   | 1917                    | Clocheton de croisée |
| 6      | Sophie                 | 1803  | Cavillier, Carrépuis     | 121        | Mi   | 1917                    | Clocheton de croisée |
| 7      | Sans nom               | 1803  | Cavillier, Carrépuis     | -          | Fa   | 1917                    | Clocheton de croisée |

#### État de la sonnerie après la Première Guerre mondiale

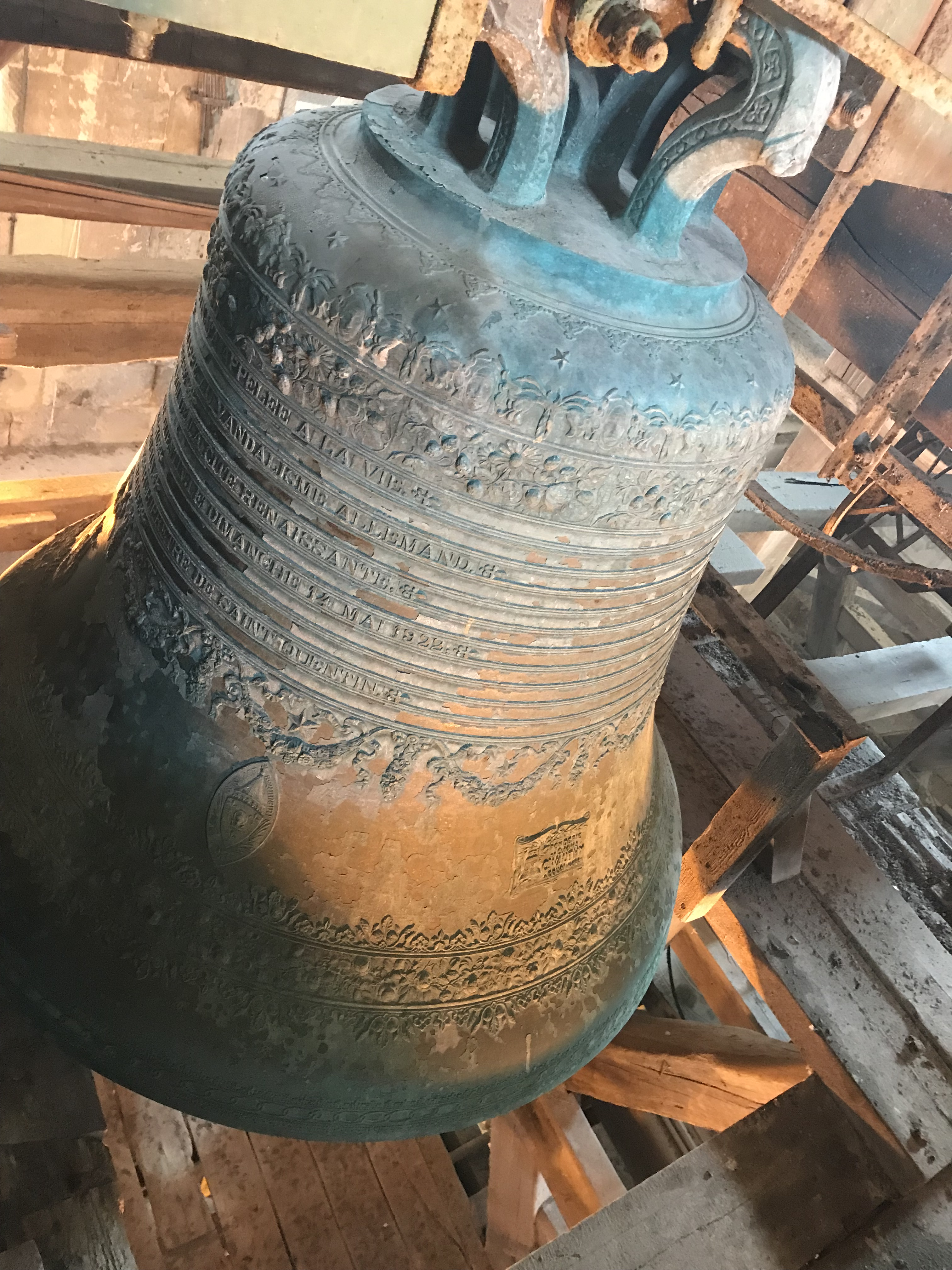
Jeanne Quentine Léone Renée, Paccard, 1922.

De 1920 à 1922, cinq nouvelles cloches furent fondues et placées dans la tour-porche. Offertes par les fidèles, elles présentent des masses beaucoup plus modestes que les cloches d'avant-guerre. En revanche, le clocheton en dessous de la flèche ne recouvra pas ses cloches afin d'assurer une plus grande stabilité à l'édifice.
| Numéro | Nom                         | Année | Fondeur, lieu   | Masse (kg) | Note     | Clocher        |
| ------ | --------------------------- | ----- | --------------- | ---------- | -------- | -------------- |
| I      | Jeanne Quentine Léone Renée | 1922  | Wauthy, Douai   | 1 250      | Mi bémol | Clocher-porche |
| II     | Marie-Louise                | 1922  | Wauthy, Douai   | 960        | Fa       | Clocher-porche |
| Ⅲ      | Geneviève                   | 1922  | Wauthy, Douai   | 630        | Sol      | Clocher-porche |
| IV     | Andrée Cyrille              | 1922  | Wauthy, Douai   | 520        | La bémol | Clocher-porche |
| V      | Jeannette                   | 1920  | Paccard, Annecy | 250        | Do       | Clocher-porche |

## Fouilles archéologiques
La DRAC des Hauts-de-France a demandé en 2022 à l'Institut national de recherches archéologiques préventives (INRAP) une fouille qui s'est concentrée sur le bas-côté sud de la basilique, abritant les vestiges de l'ancien cloître médiéval. Y furent mis au jour la galerie nord des bâtiments du chapitre, ainsi qu'un espace d'inhumation datant du bas Moyen Âge laissant apparaître trois sépultures de chanoines, recouvertes chacune d'une dalle décorée en pierre bleue de Tournai, venant compléter les découvertes de 2017.